# Art cristià

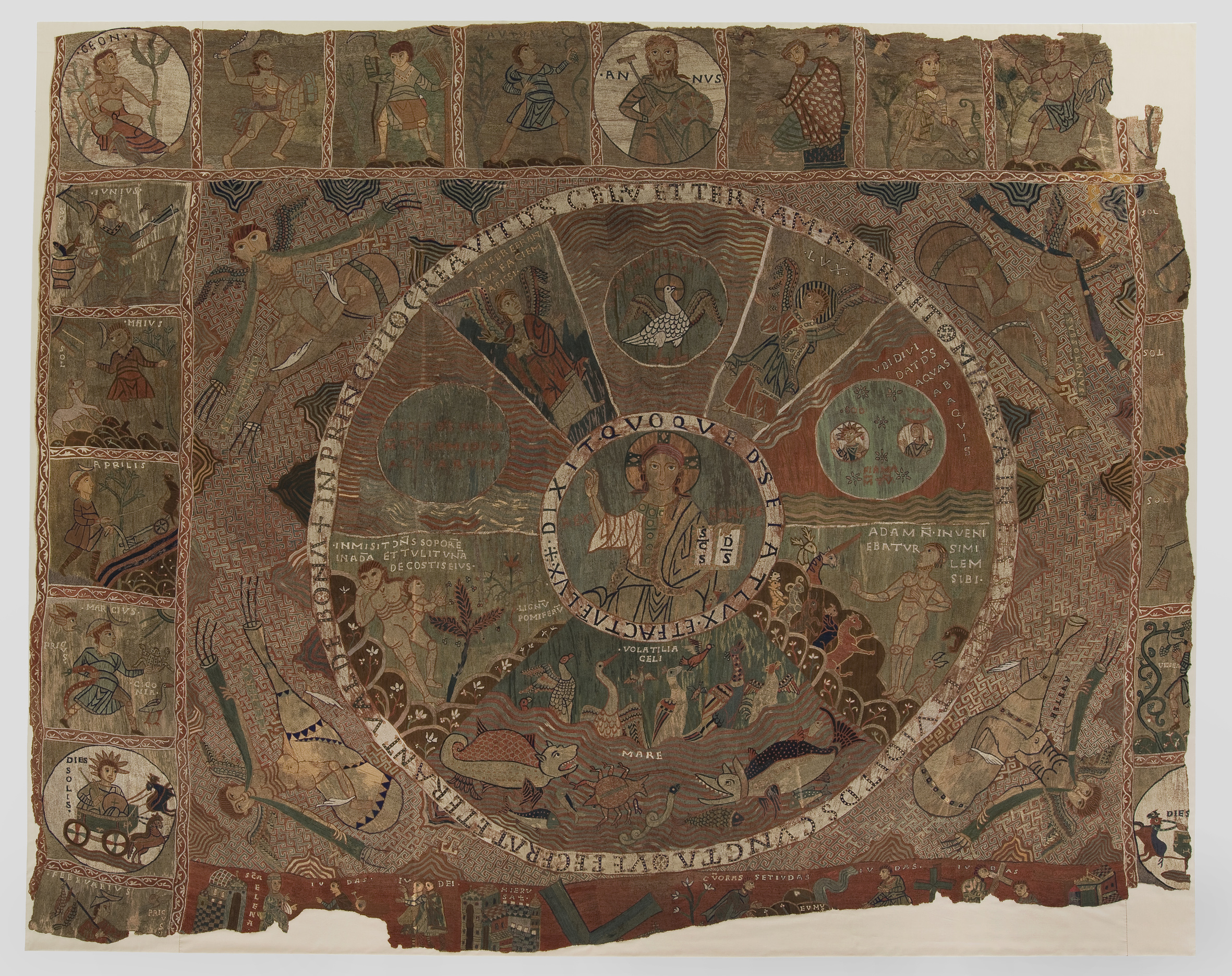
Tapís de la Creació

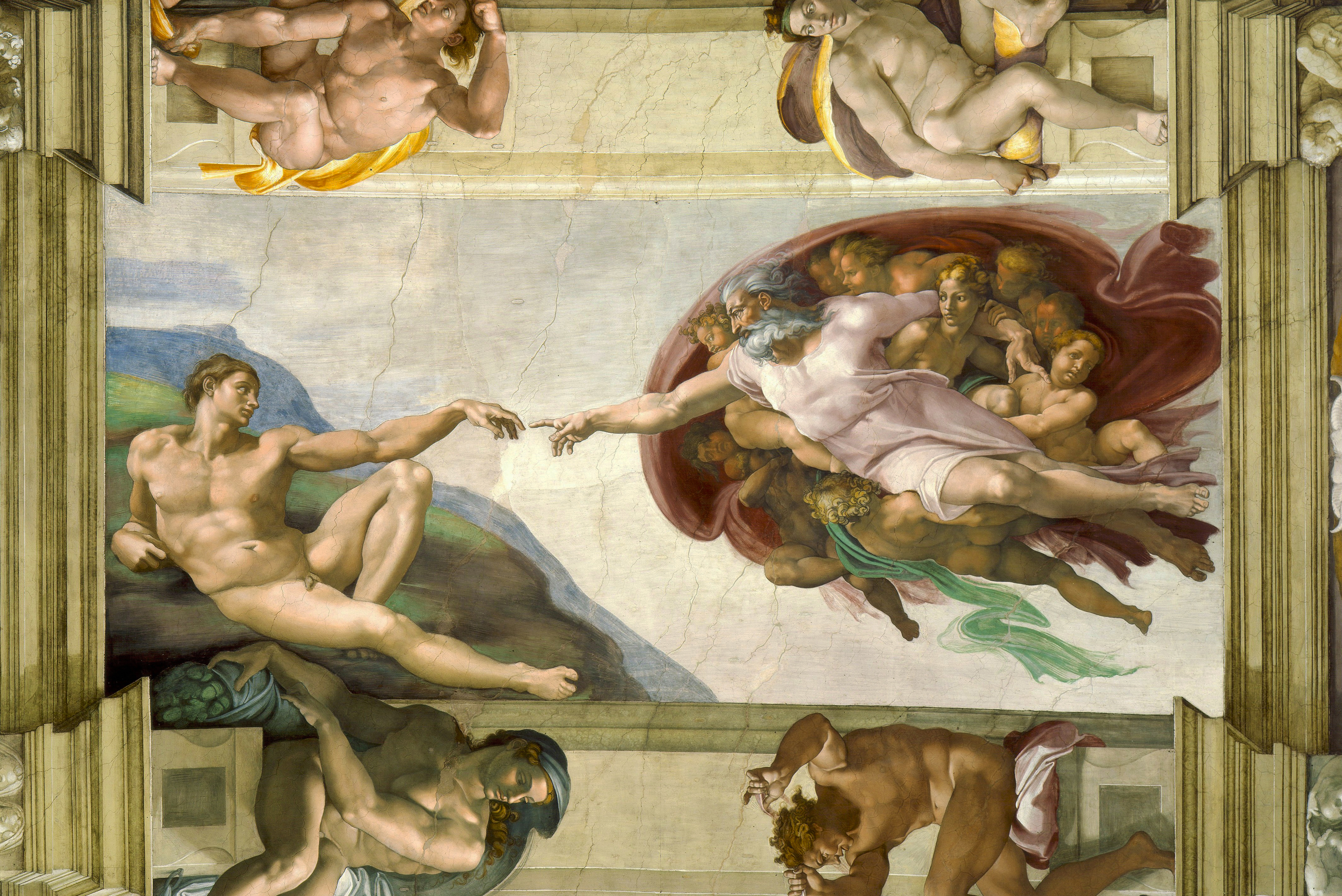
Creació d'Adam, de Miquel Àngel

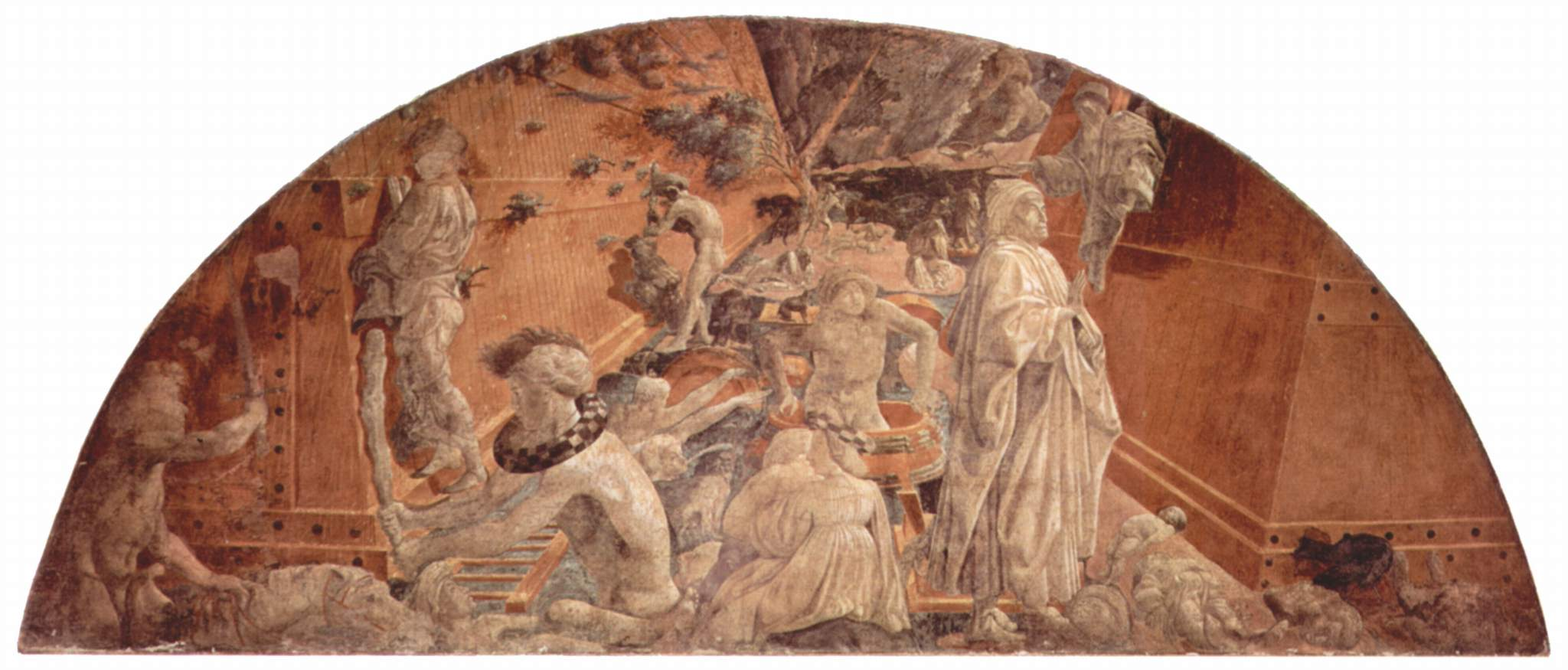
L'Arca de Noé, de Paolo Uccello

La torre de Babel, de Pieter Brueghel el Vell

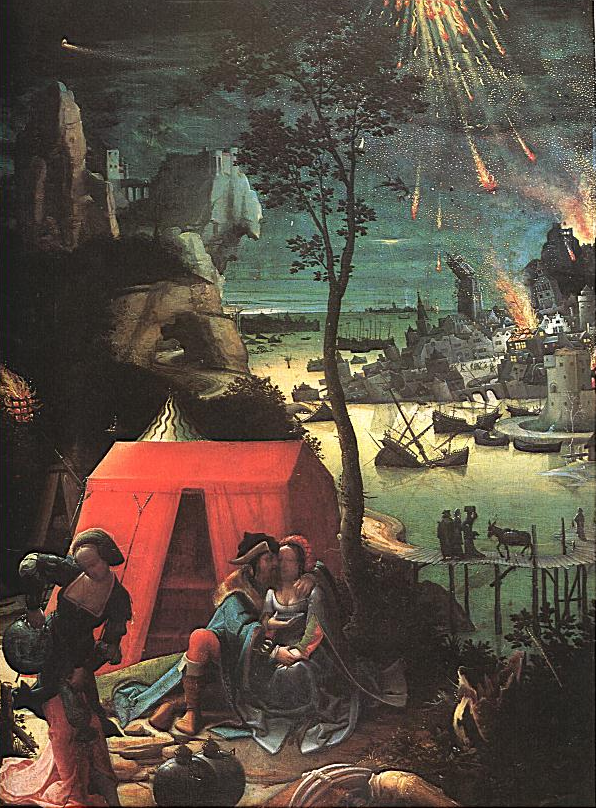
Lot i les seves filles (al fons, la destrucció de Sodoma i Gomorra), de Lucas van Leyden

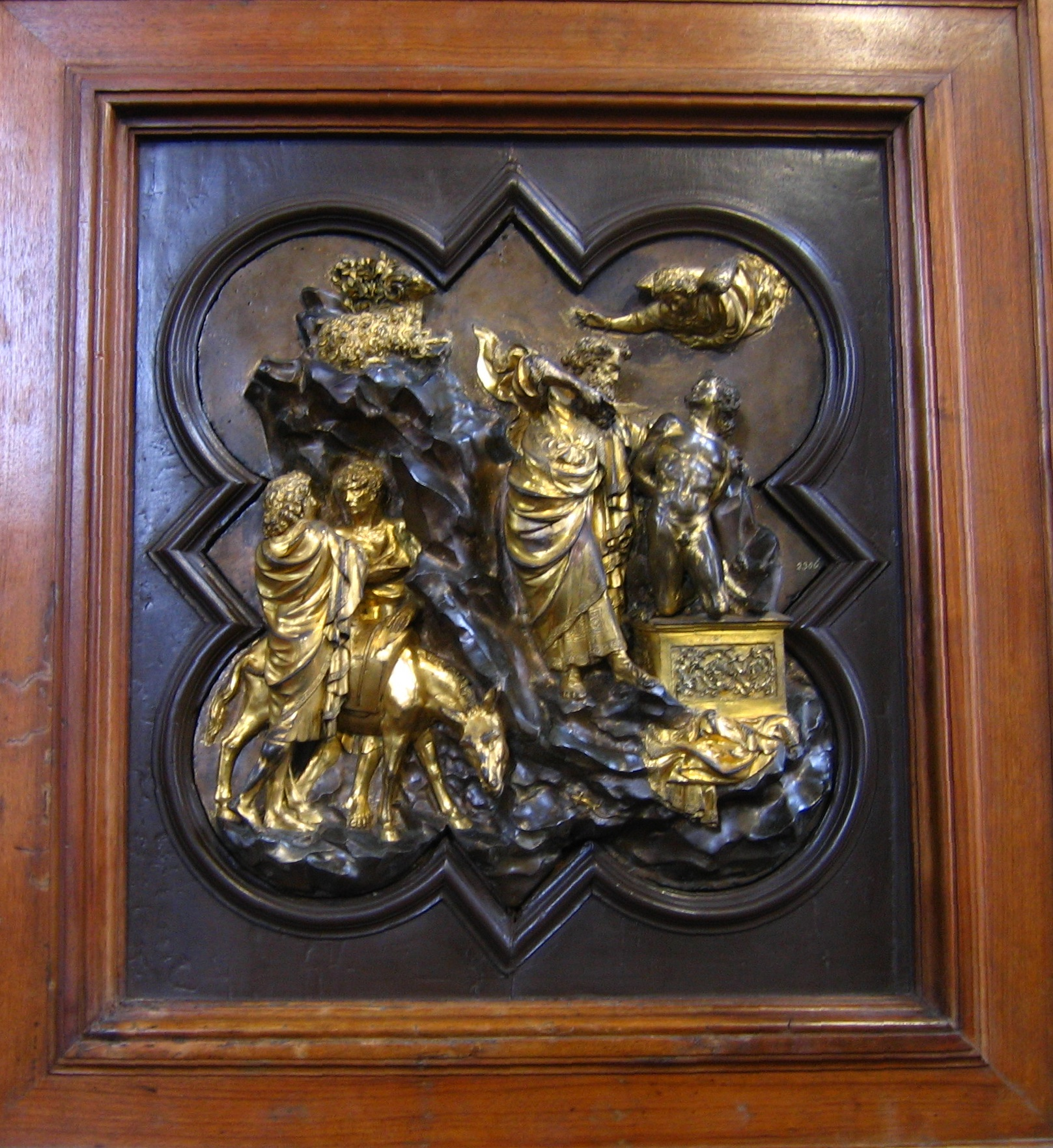
Sacrifici d'Isaac, de Ghiberti

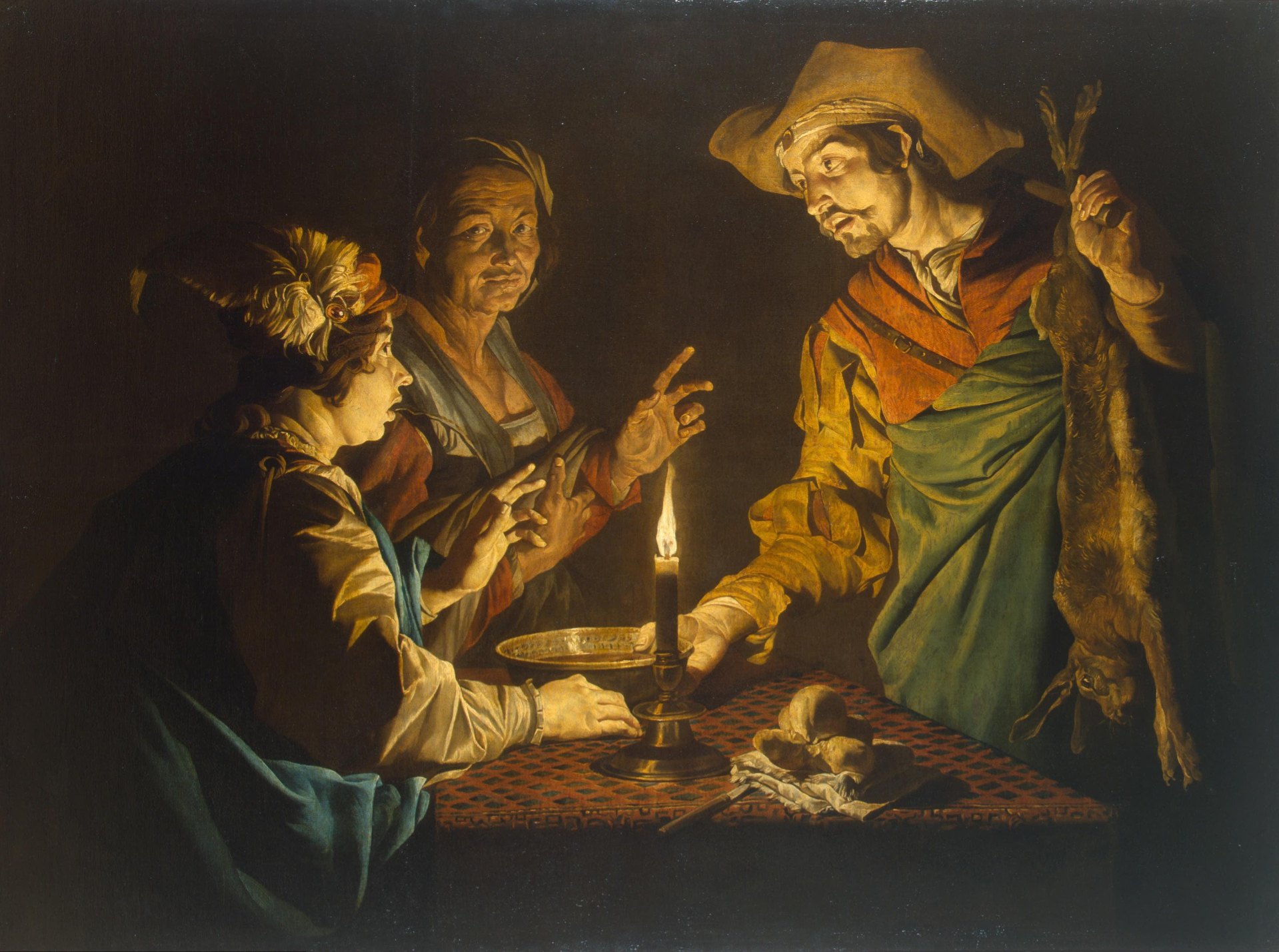
Esaú i Jacob, de Matthias Stom

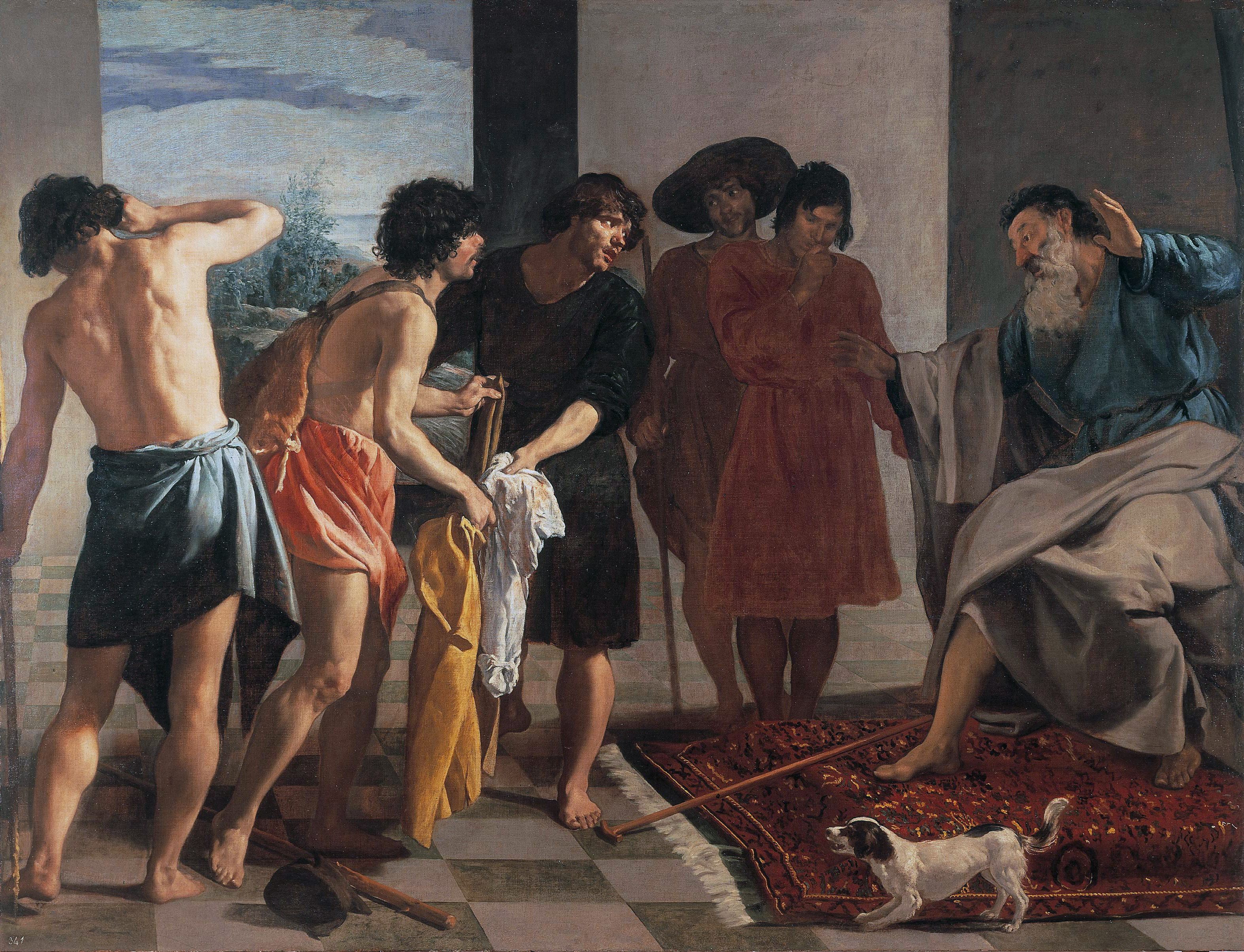
La túnica de Josep, de Velázquez

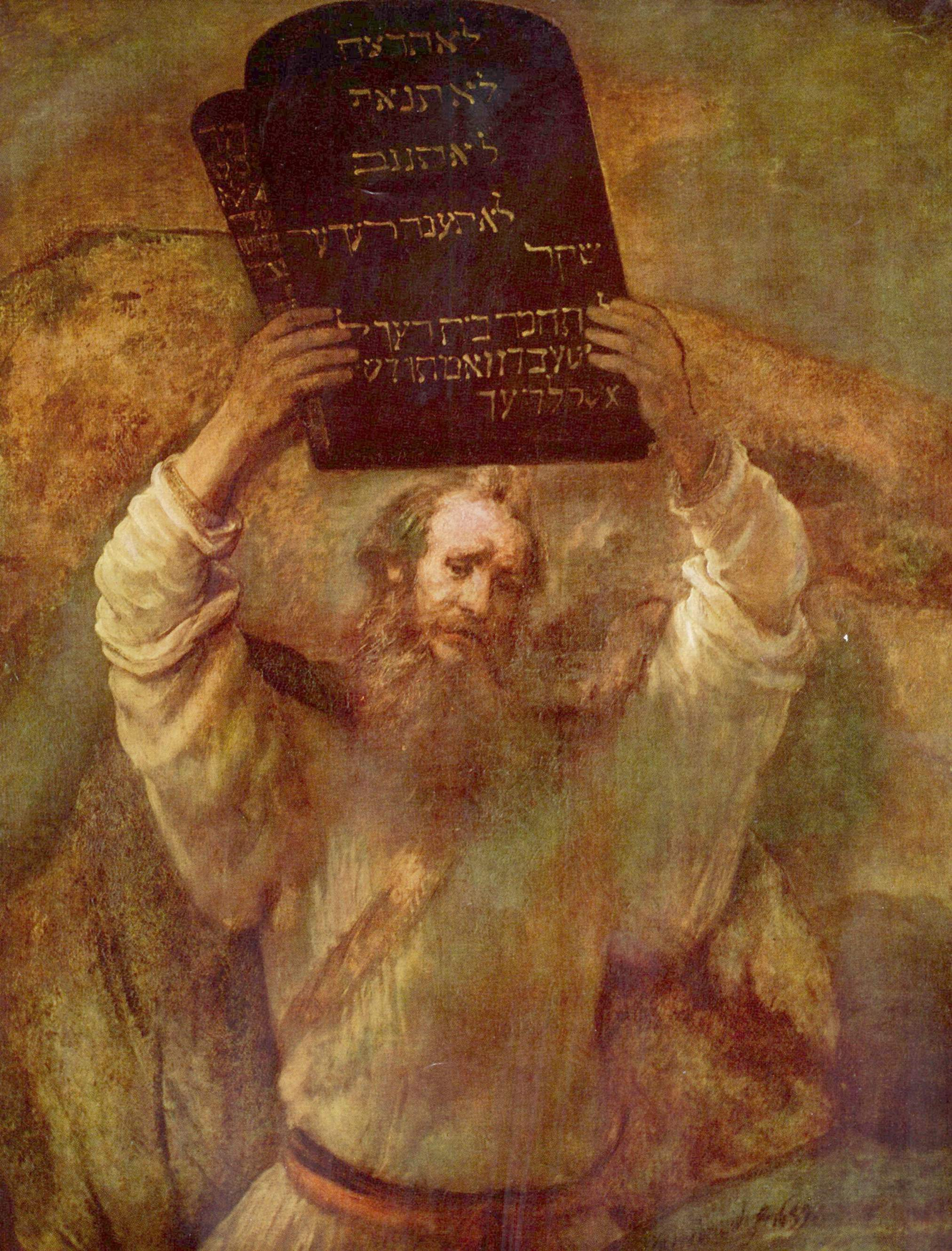
Moisés amb les taules de la Llei, de Rembrandt

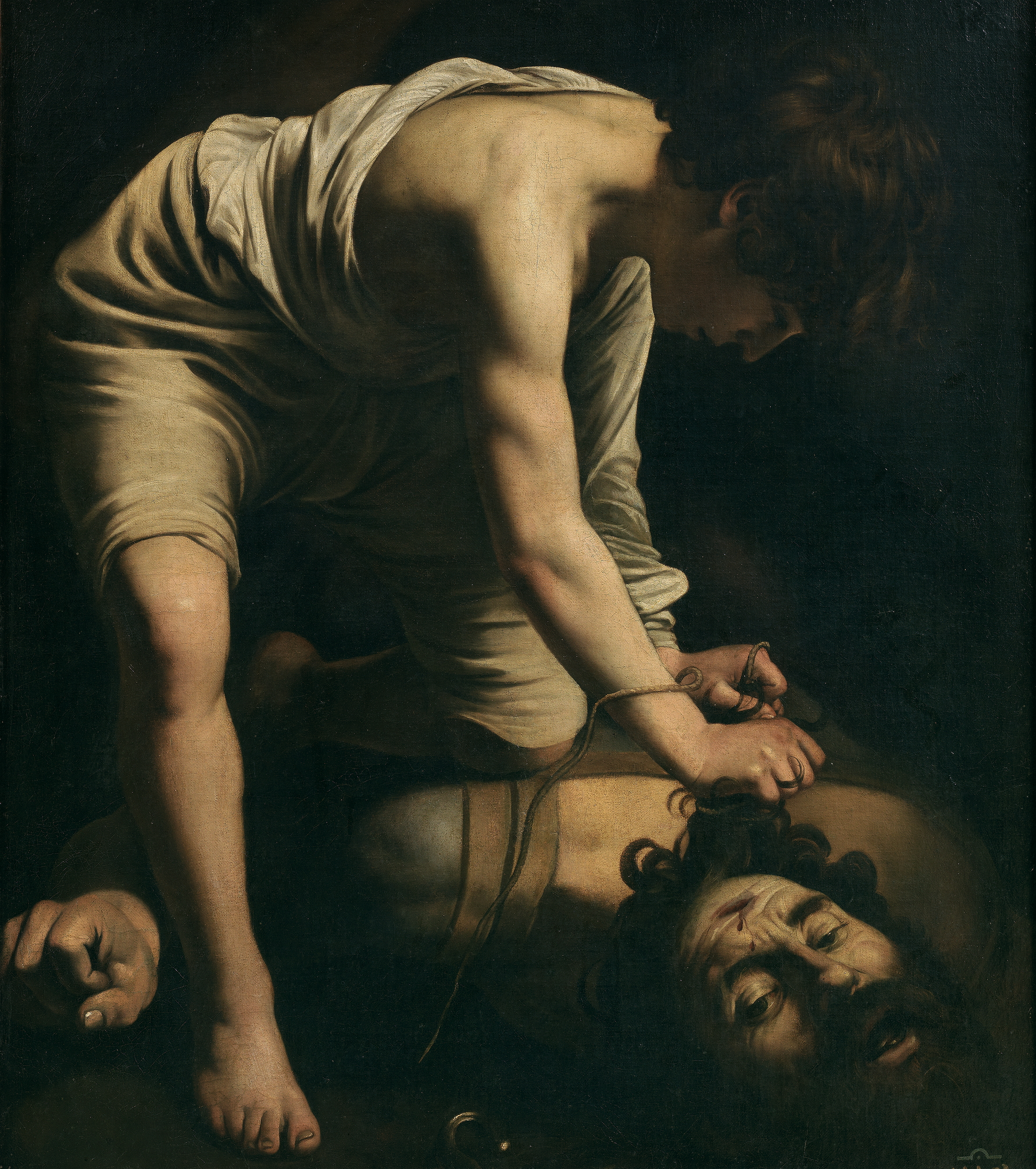
David i Goliath, de Caravaggio

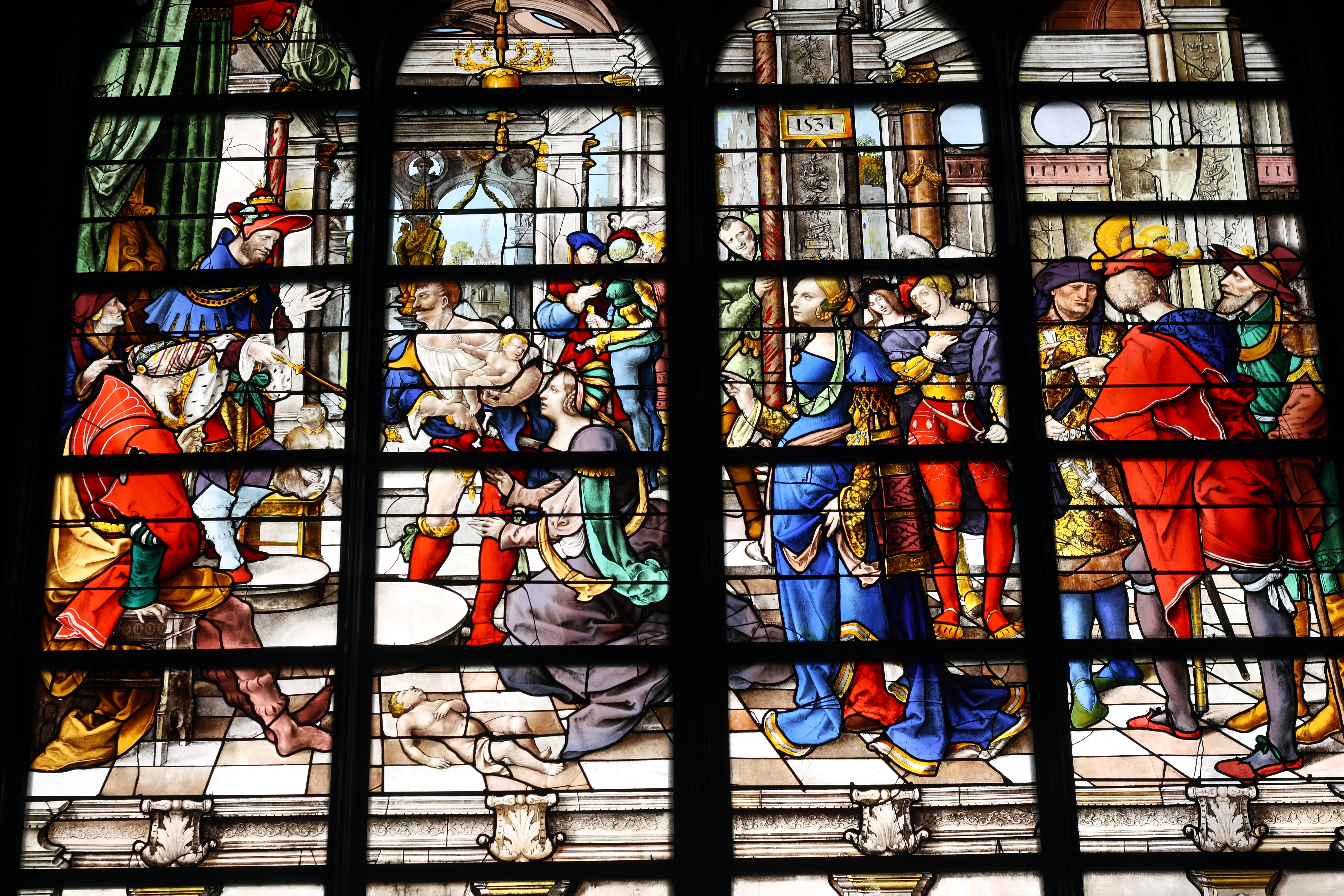
Judici de Salomón, de Jean Chastellain.

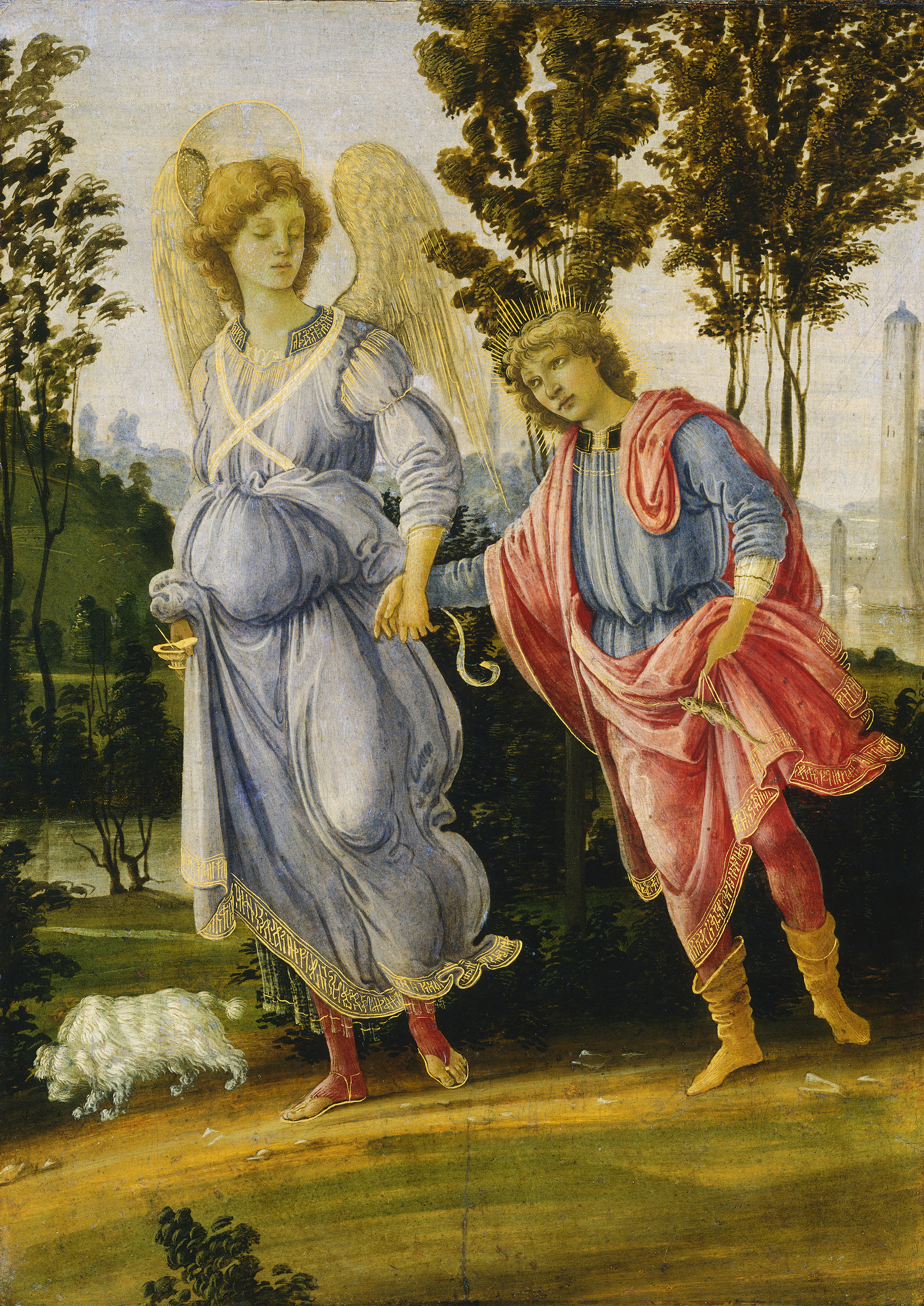
Tobies i l'àngel, de Filippino Lippi

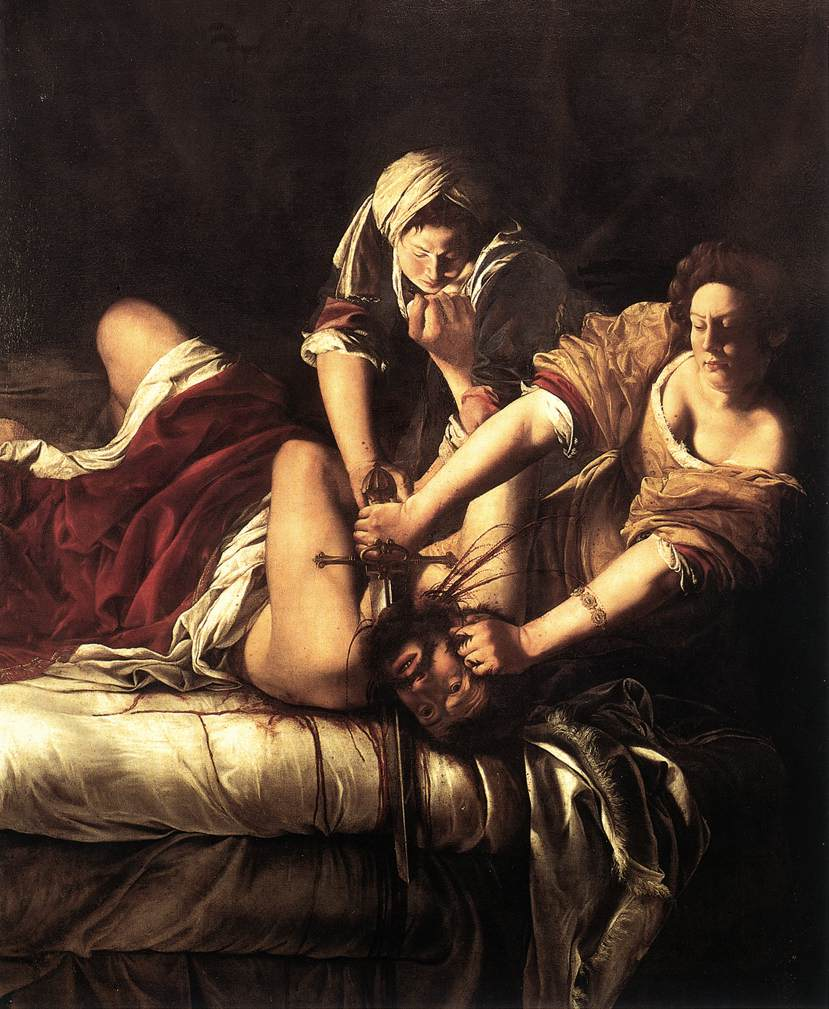
Judit i Holofernes, d'Artemisia Gentileschi

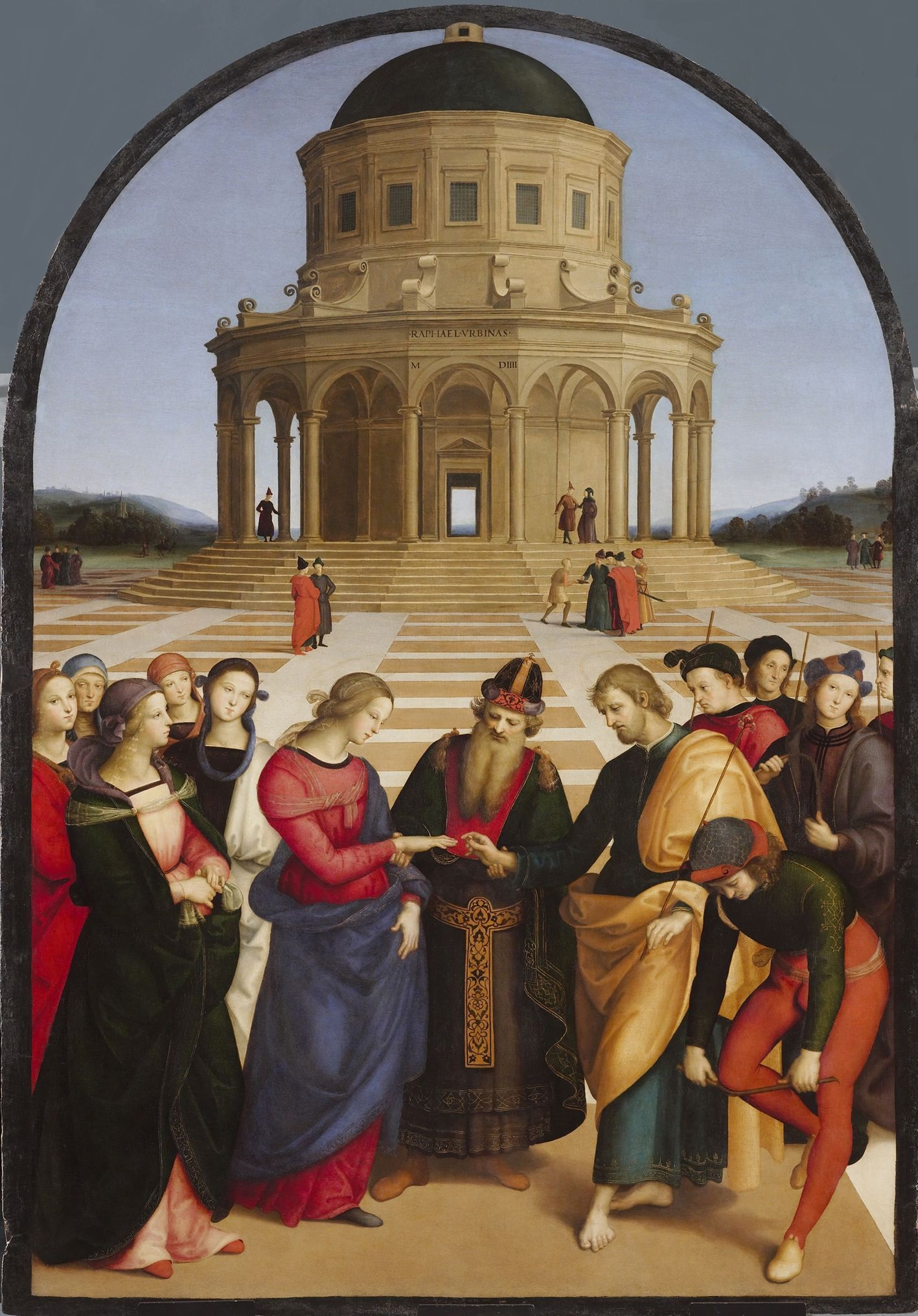
Els desposoris de la Verge, de Rafael

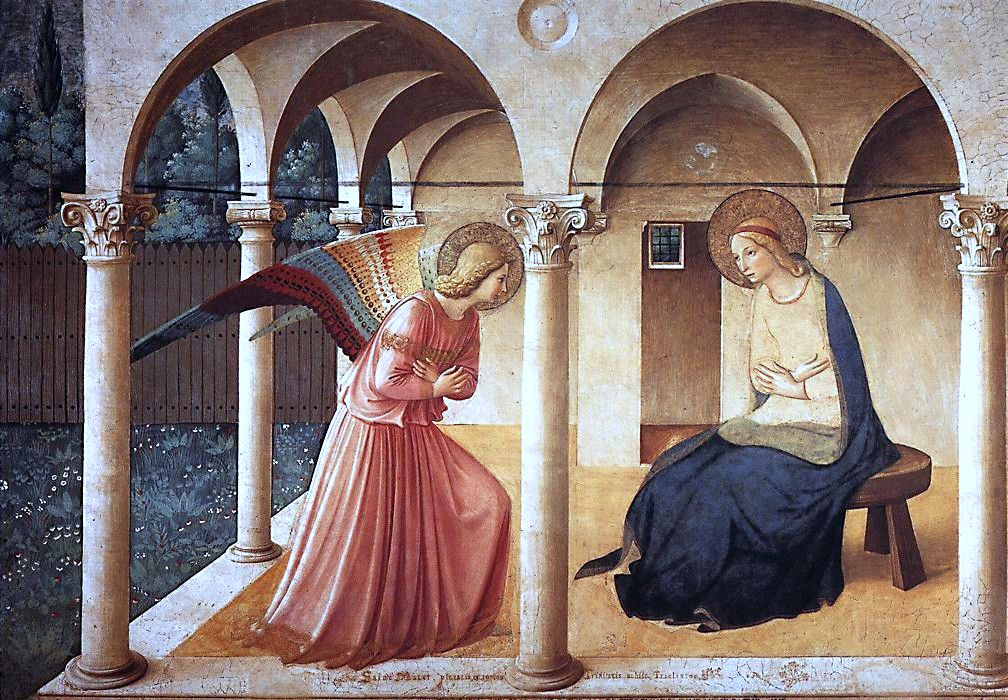
Anunciación, de Fra Angelico.

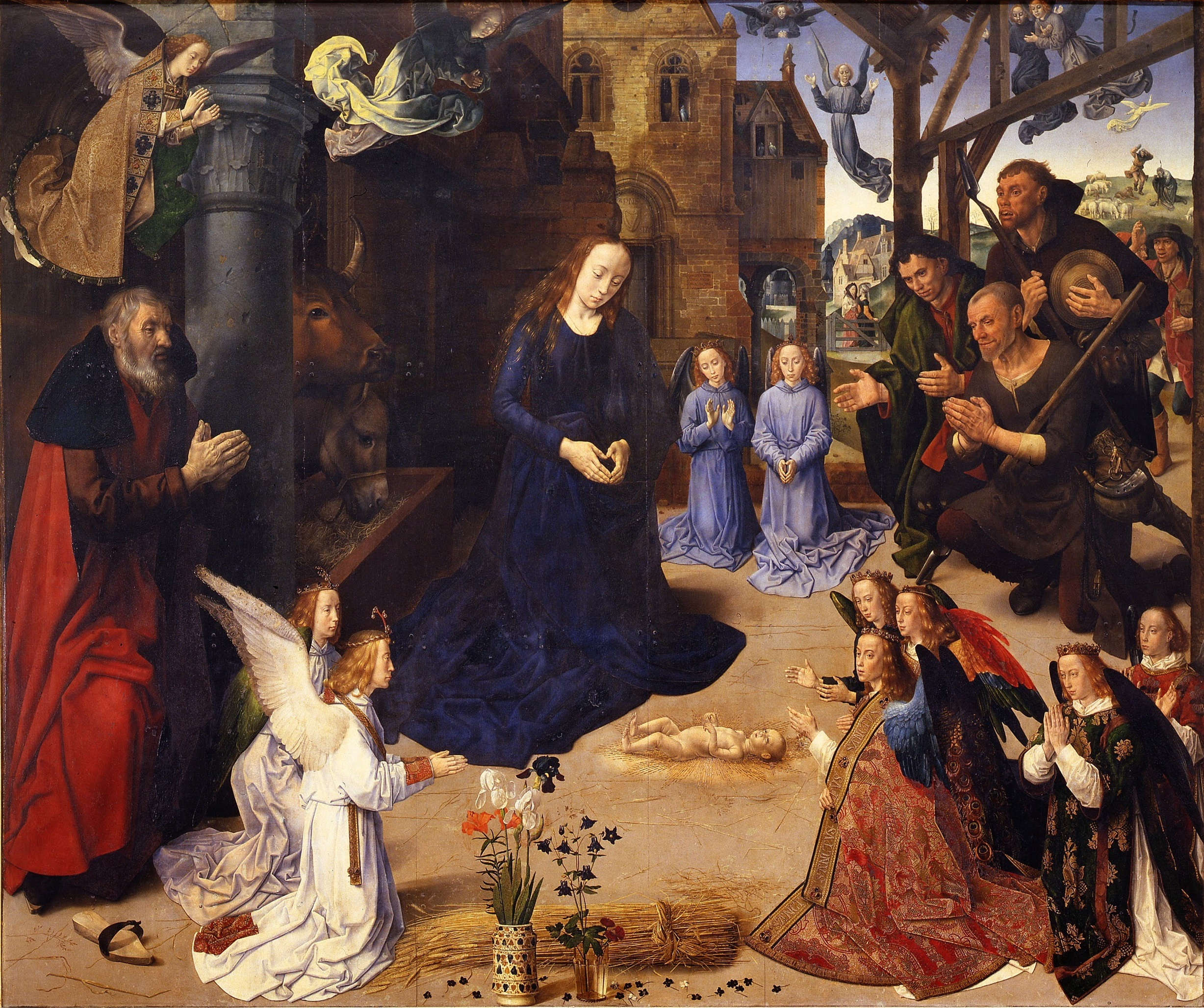
Adoració dels pastors, de Van der Goes.

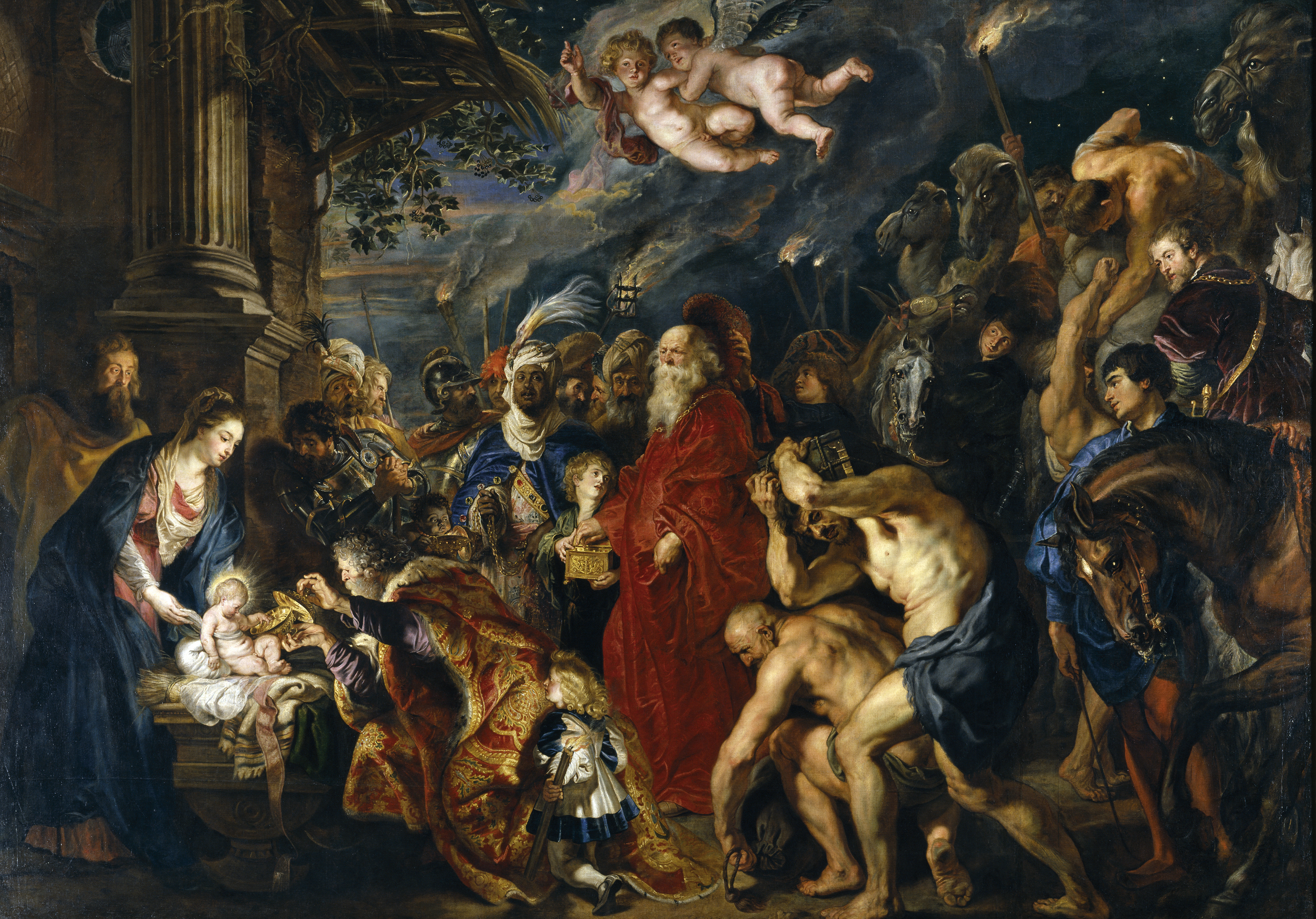
Adoració dels Mags de Rubens.

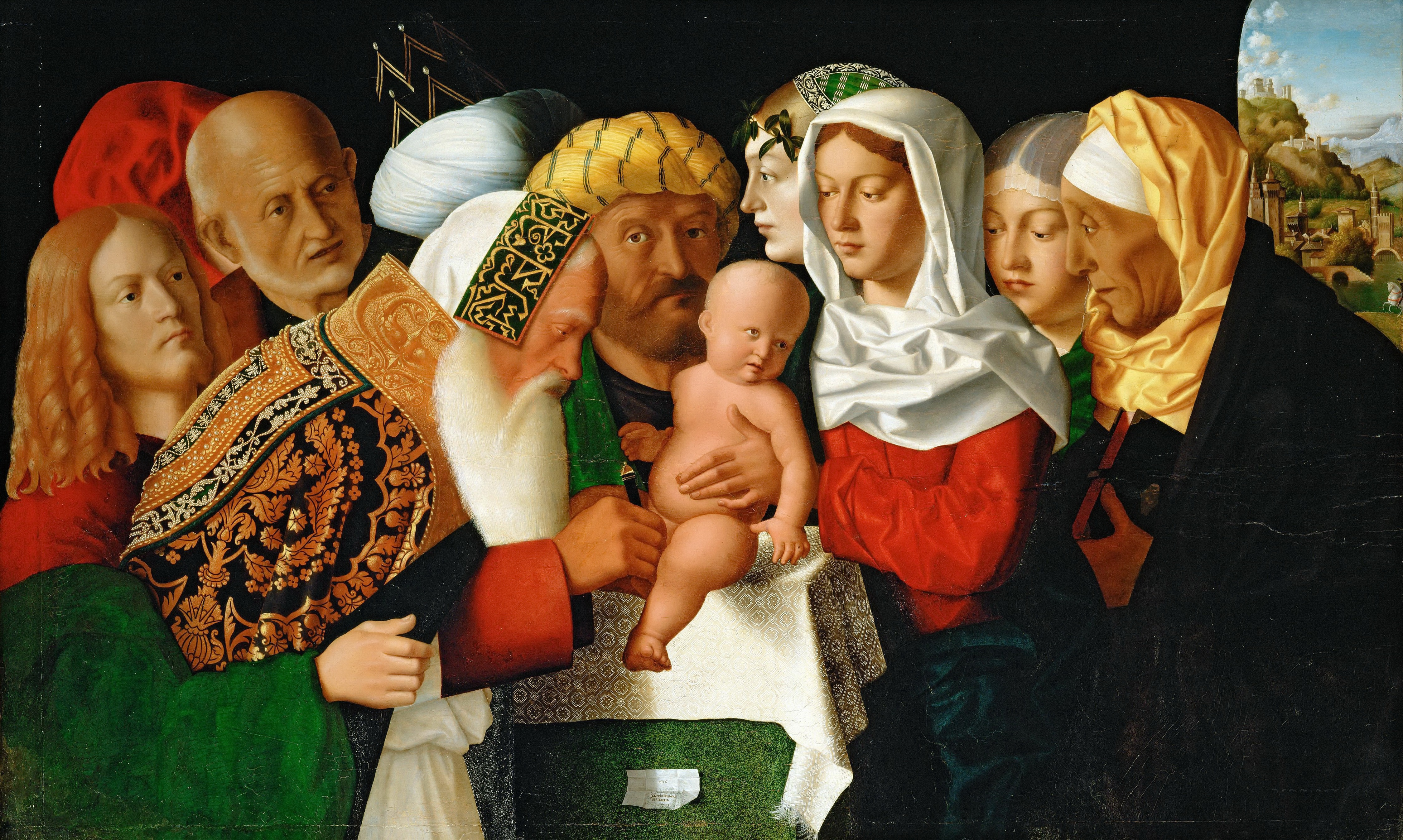
La circumcisió de Crist, de Bartolommeo Veneto.

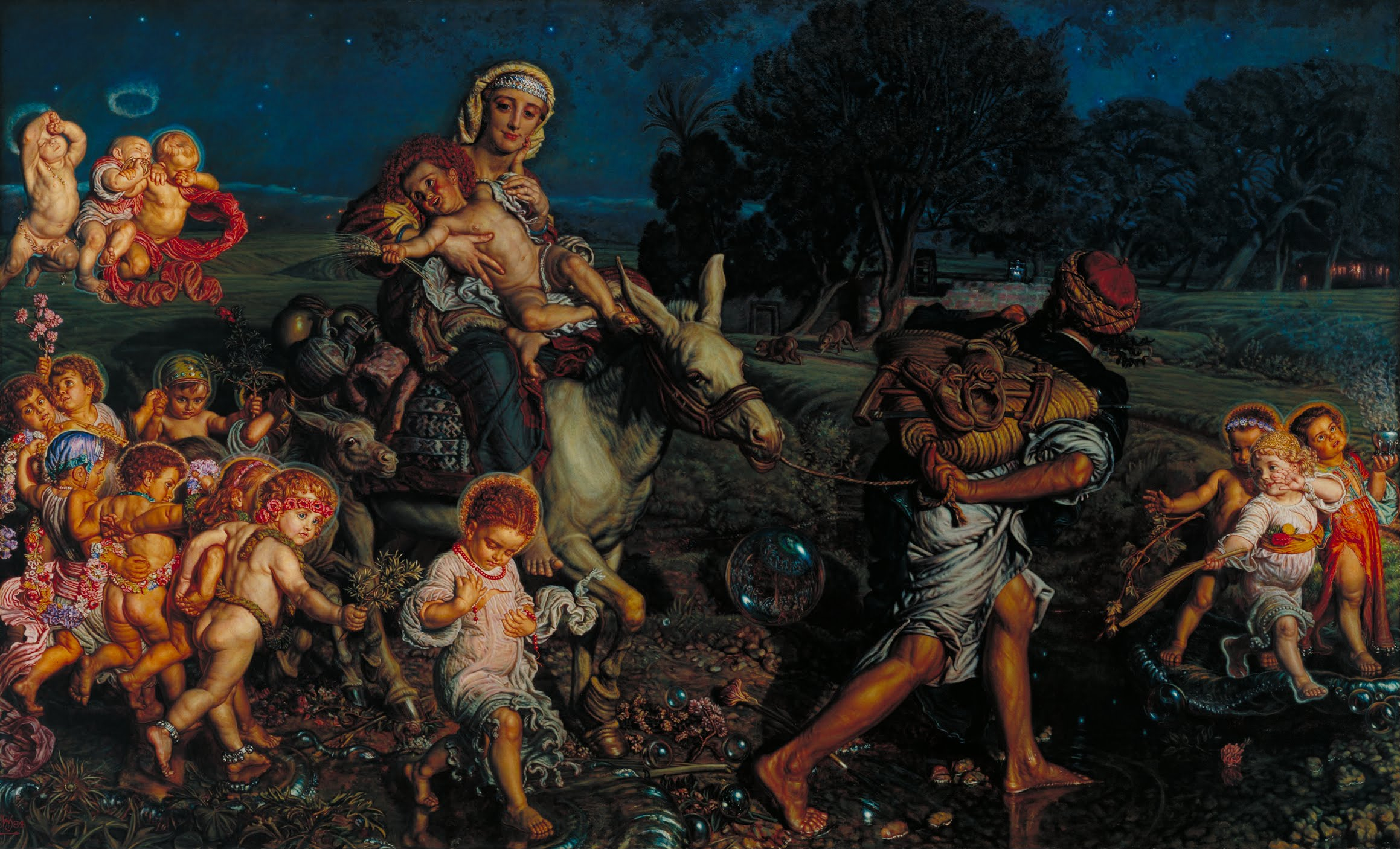
La fugida a Egipte i triomf de els innocents, de William Holman Hunt.

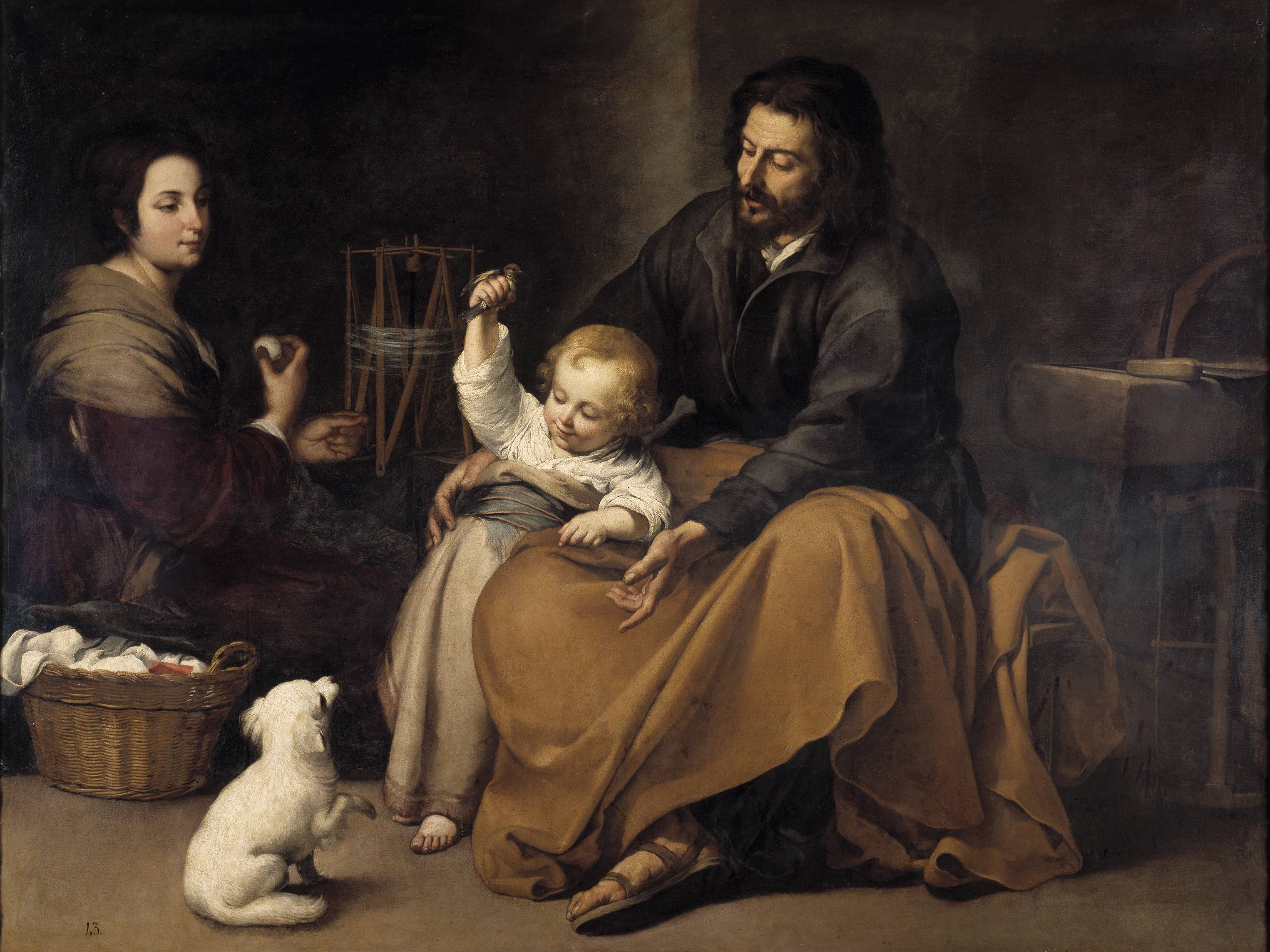
La Sagrada Família del pajarito, de Murillo.

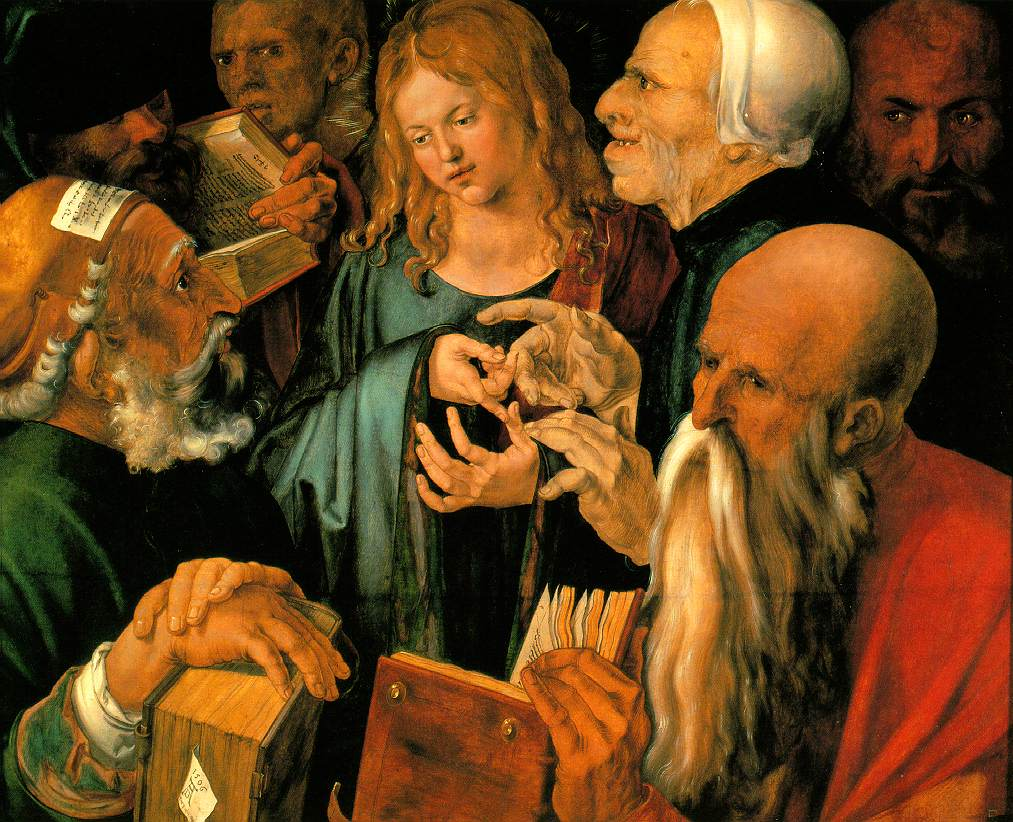
Jesús entre els doctors, d'Albrecht Dürer

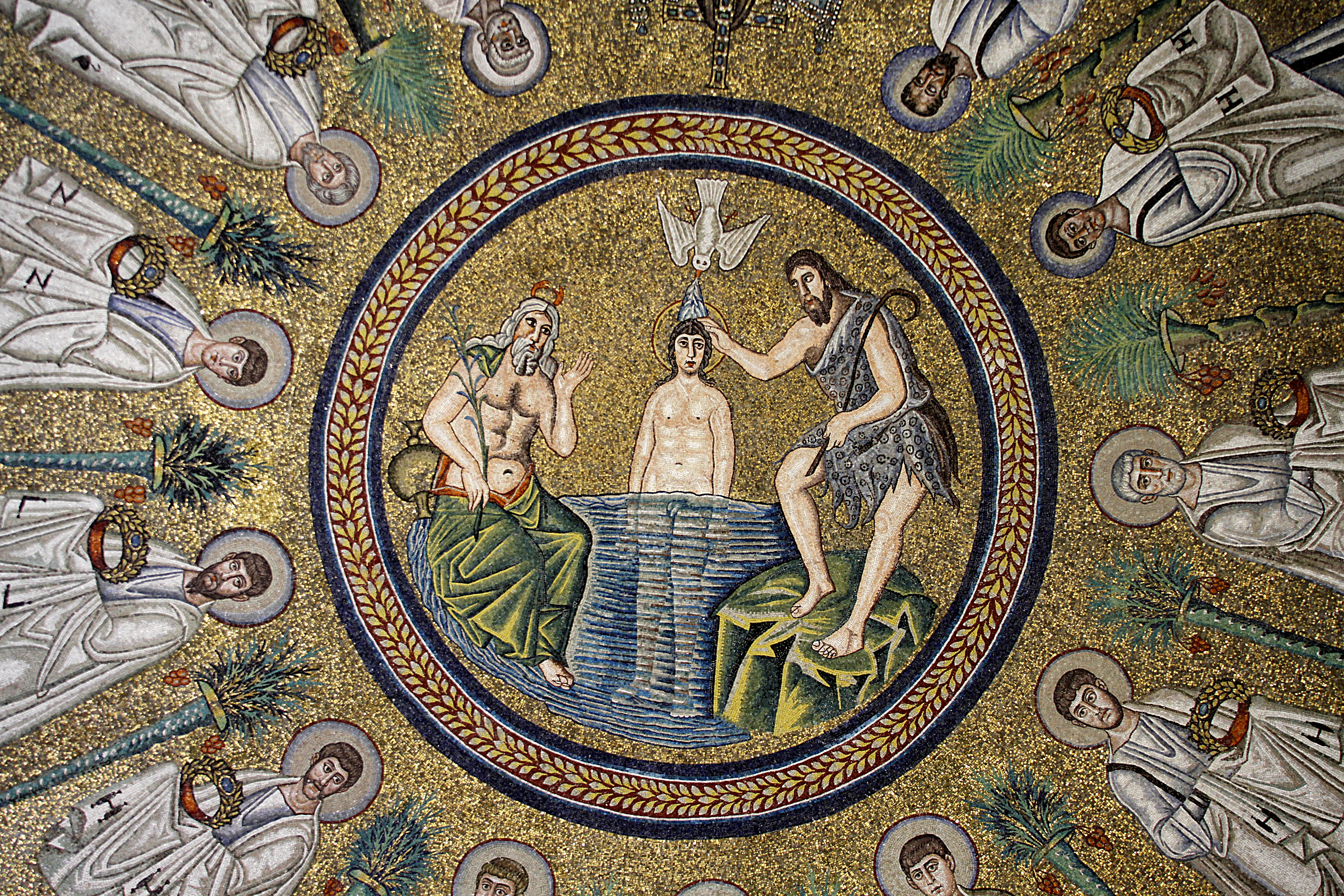
El baptisme de Crist, mosaic del baptisteri arriano de Rávena.

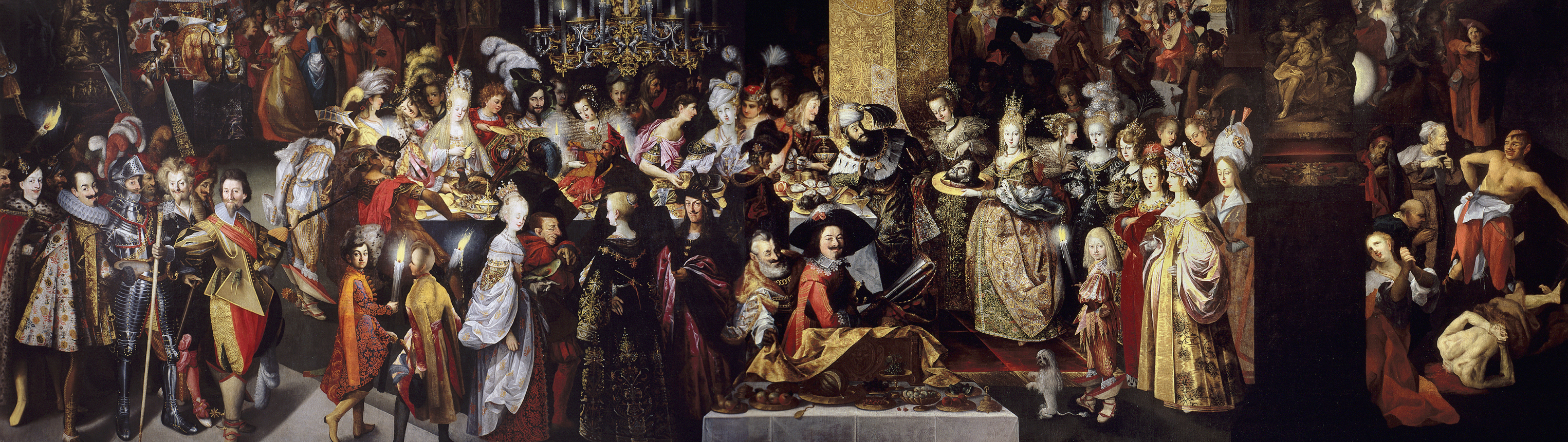
El banquet de Herodes, de Bartholomäus Strobel el Jov.

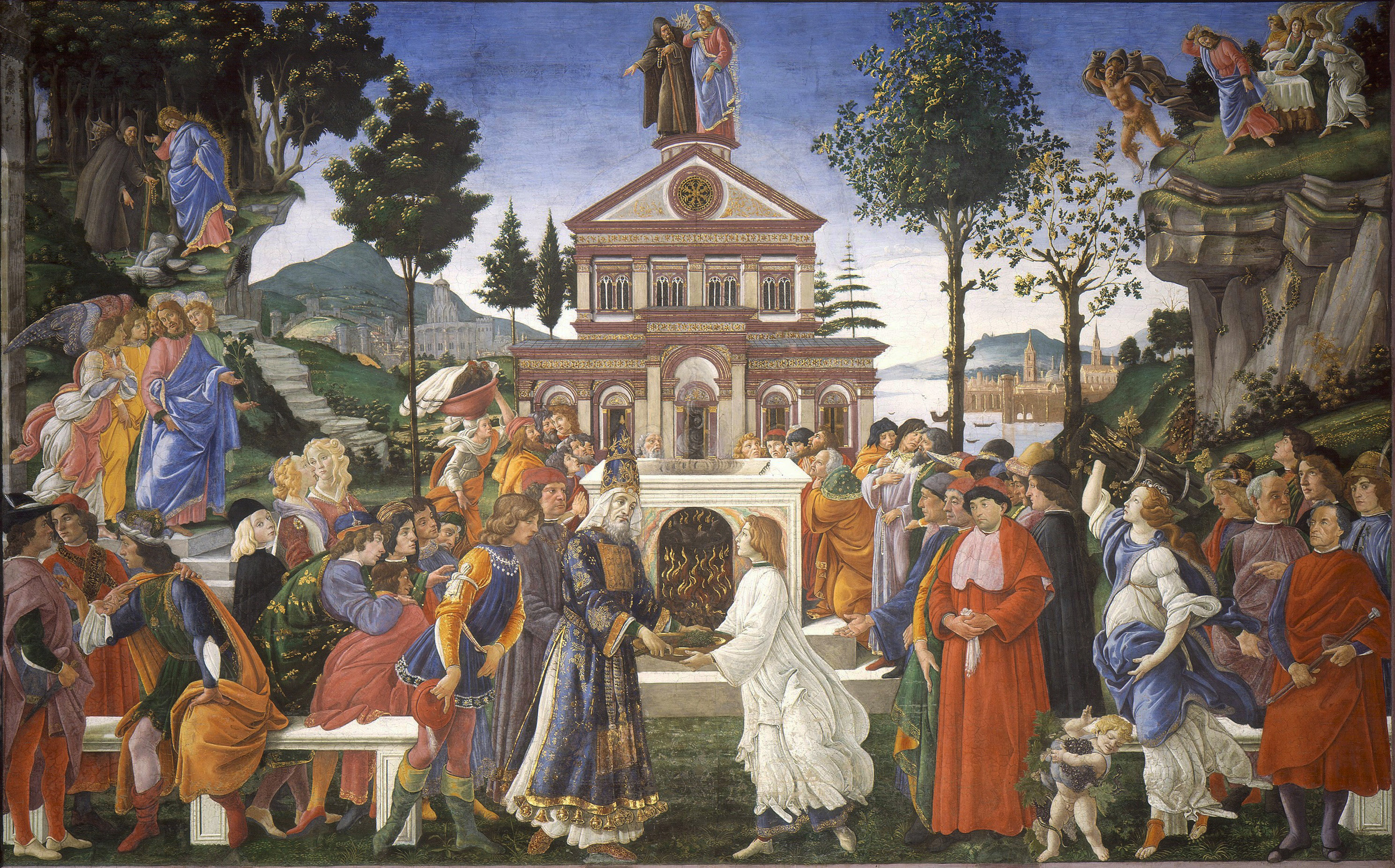
La temptació de Crist, de Botticelli.

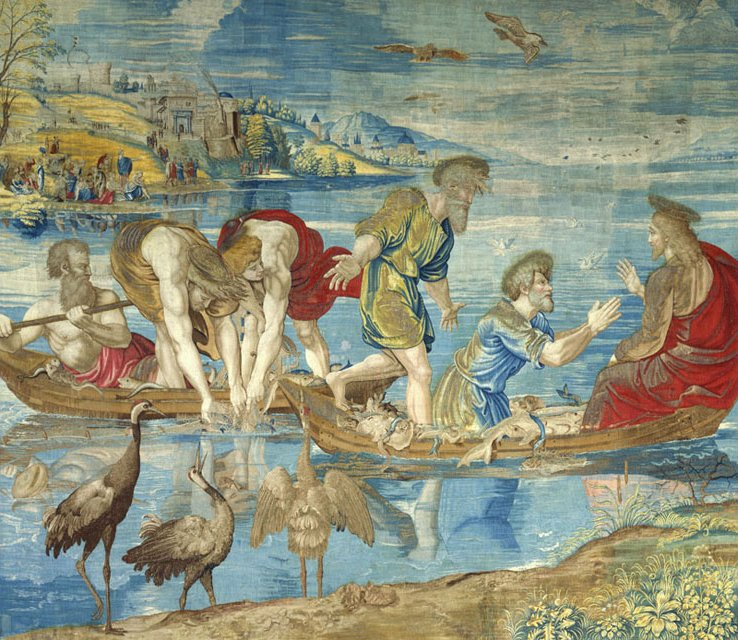
La pesca miraculosa, un dels tapissos sobre cartrons de Rafael

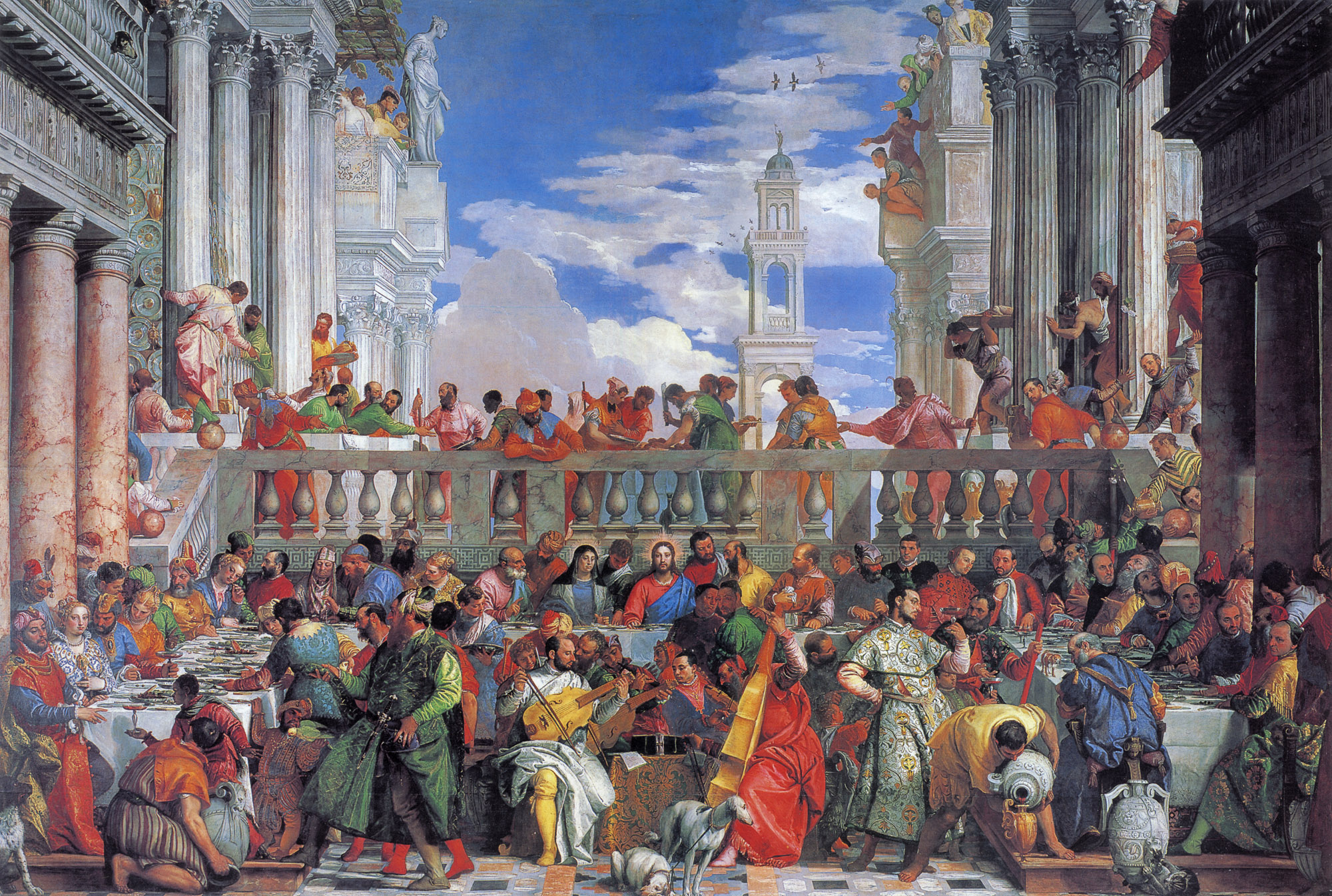
Les noces de Caná, de Veronés.

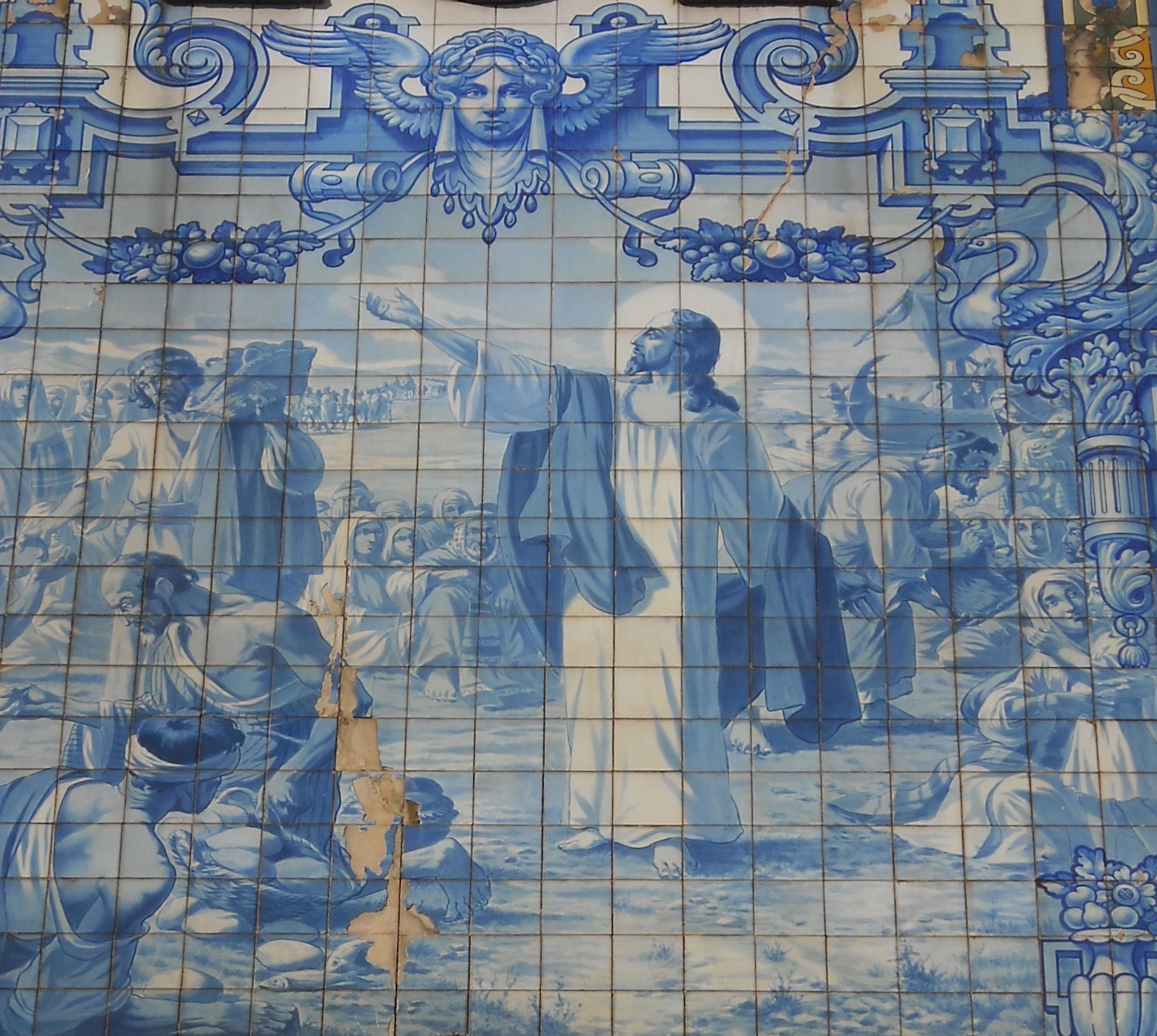
Multiplicació dels pans i els peixos de Jorge Colaço, església de Sant Ildefons de Porto

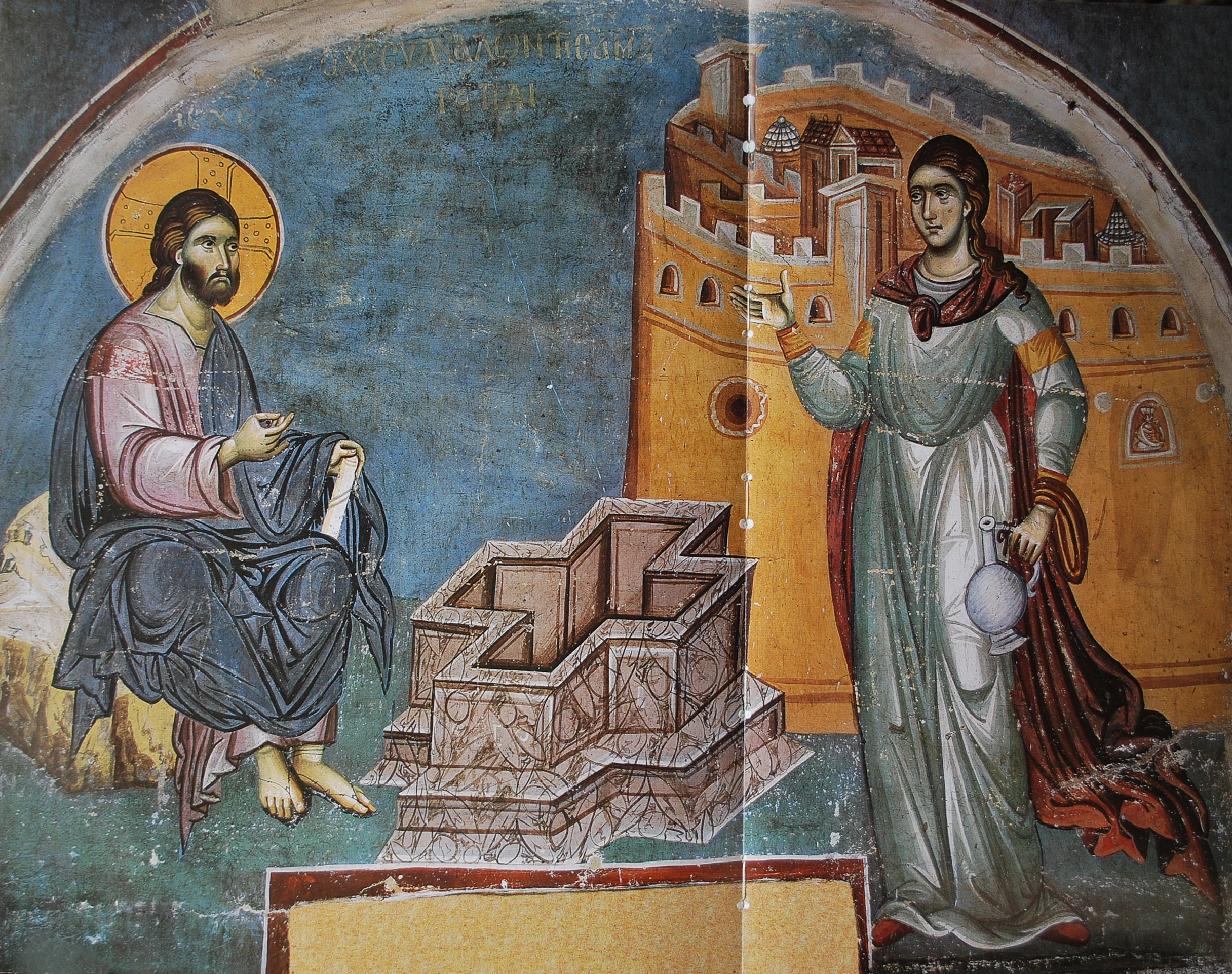
Crist i la samaritana, de Manuel Panselinos

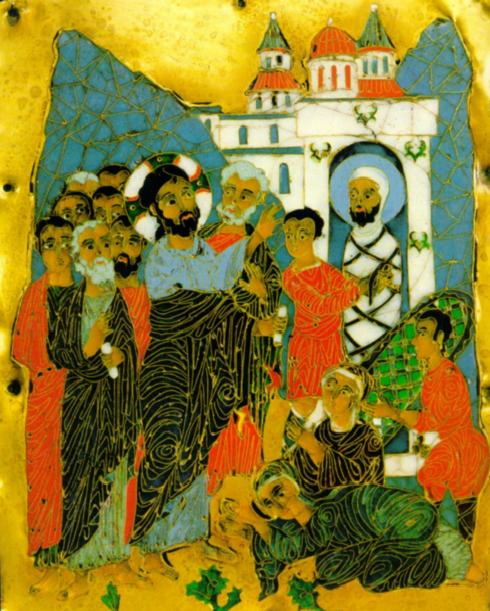
La resurrecció de Llàtzer, esmalt (Geòrgia)

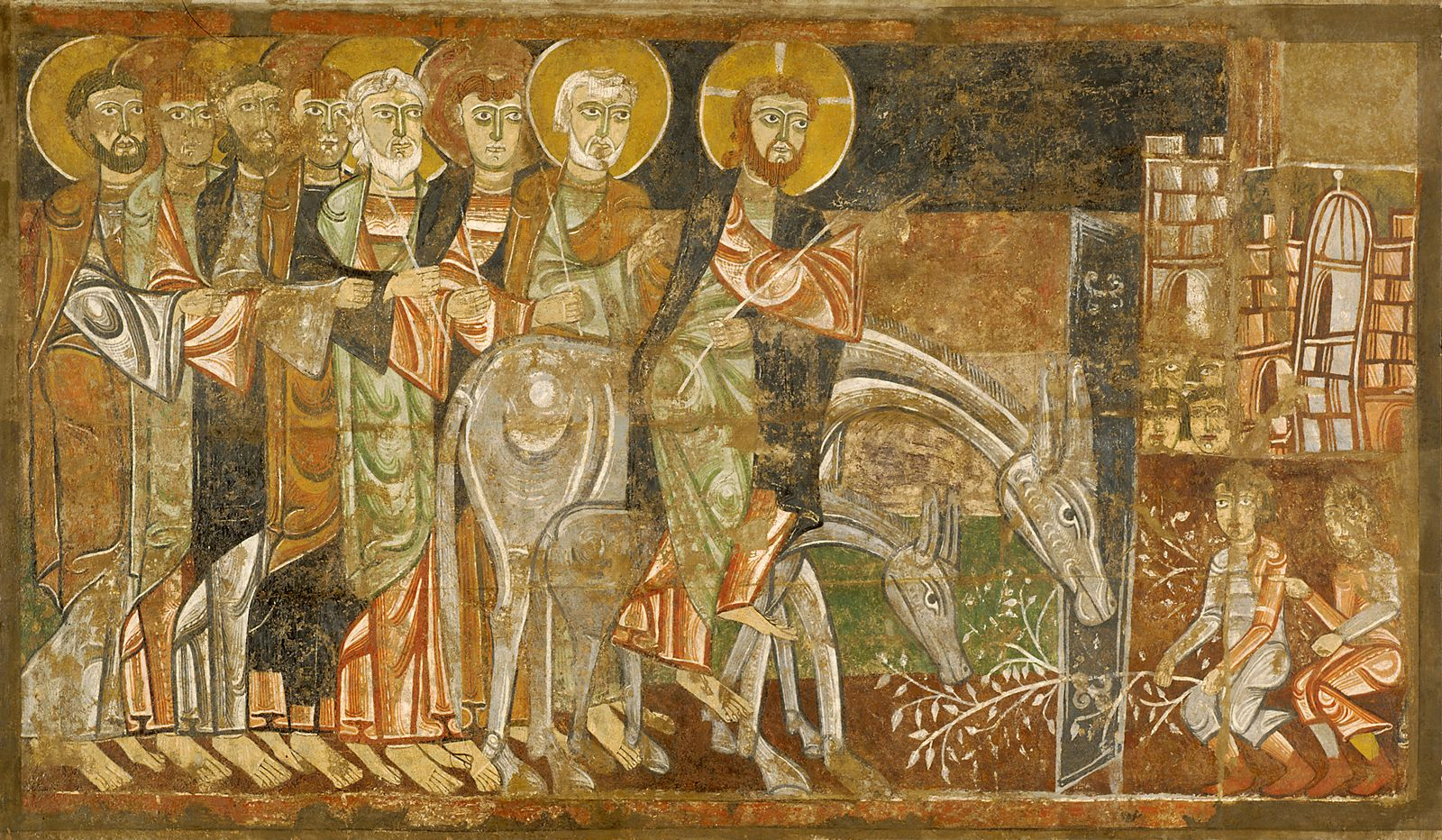
Entrada de Crist a Jerusalem, fresc de Sant Baudelio de Berlanga

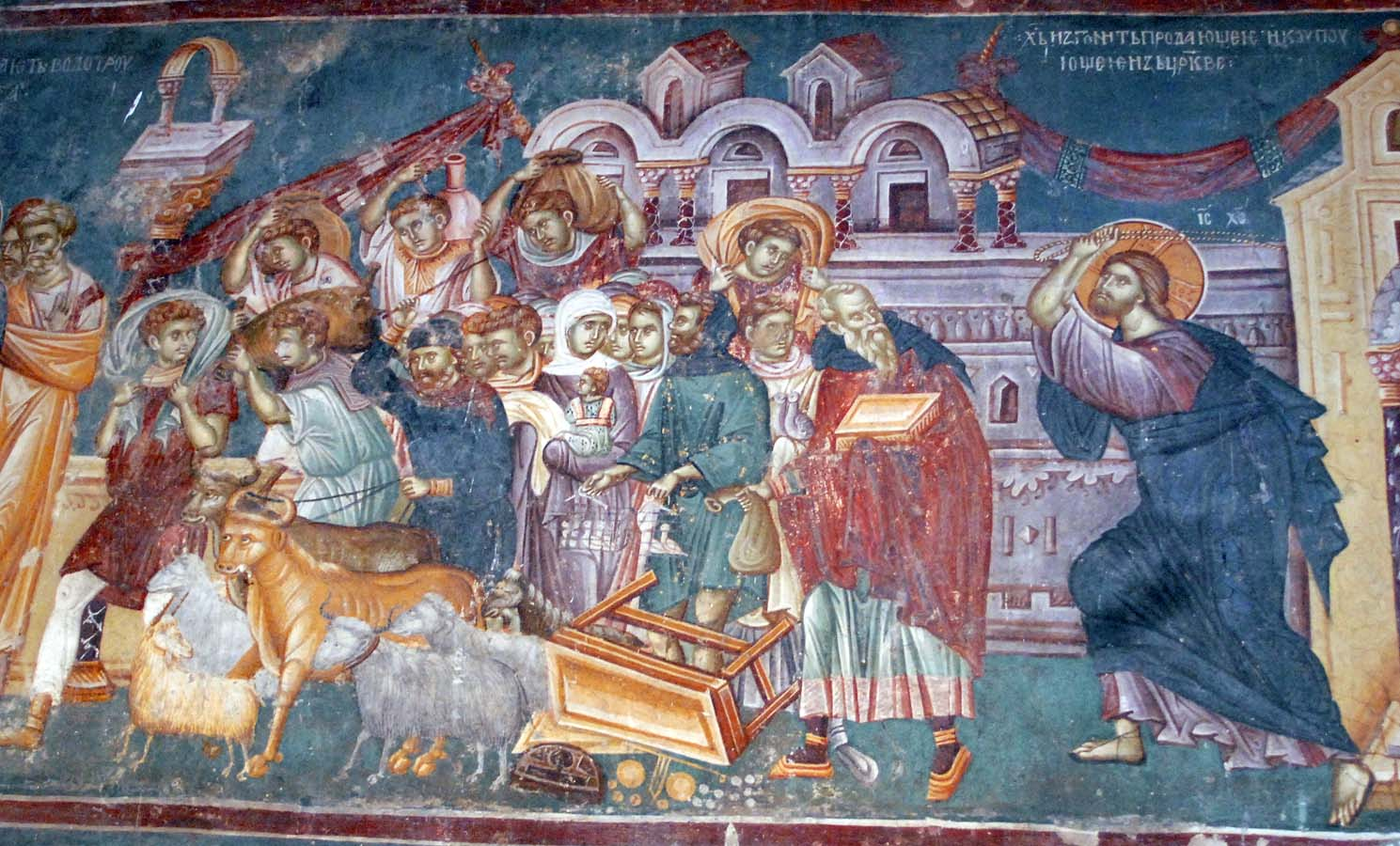
Expulsió dels mercaders del Temple, fresc de San Nicetas (Banjani, Macedònia del Nord)

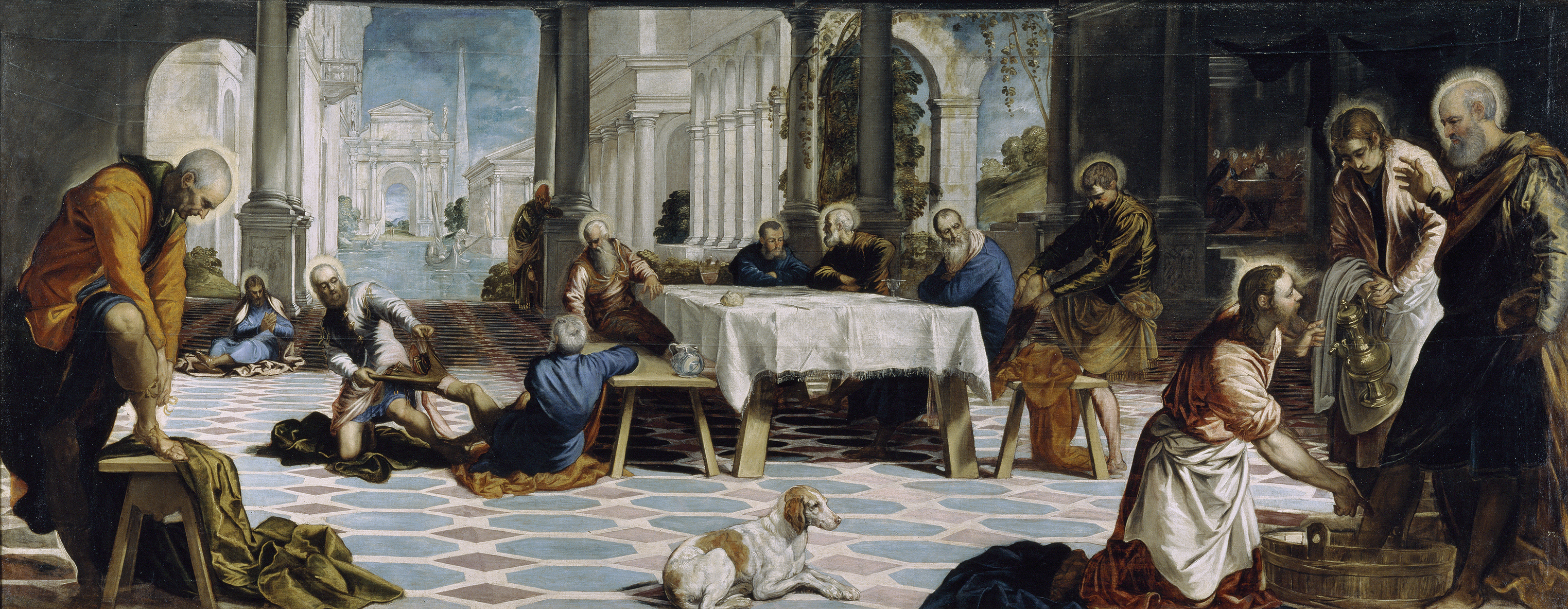
El lavatori, de Tintoretto

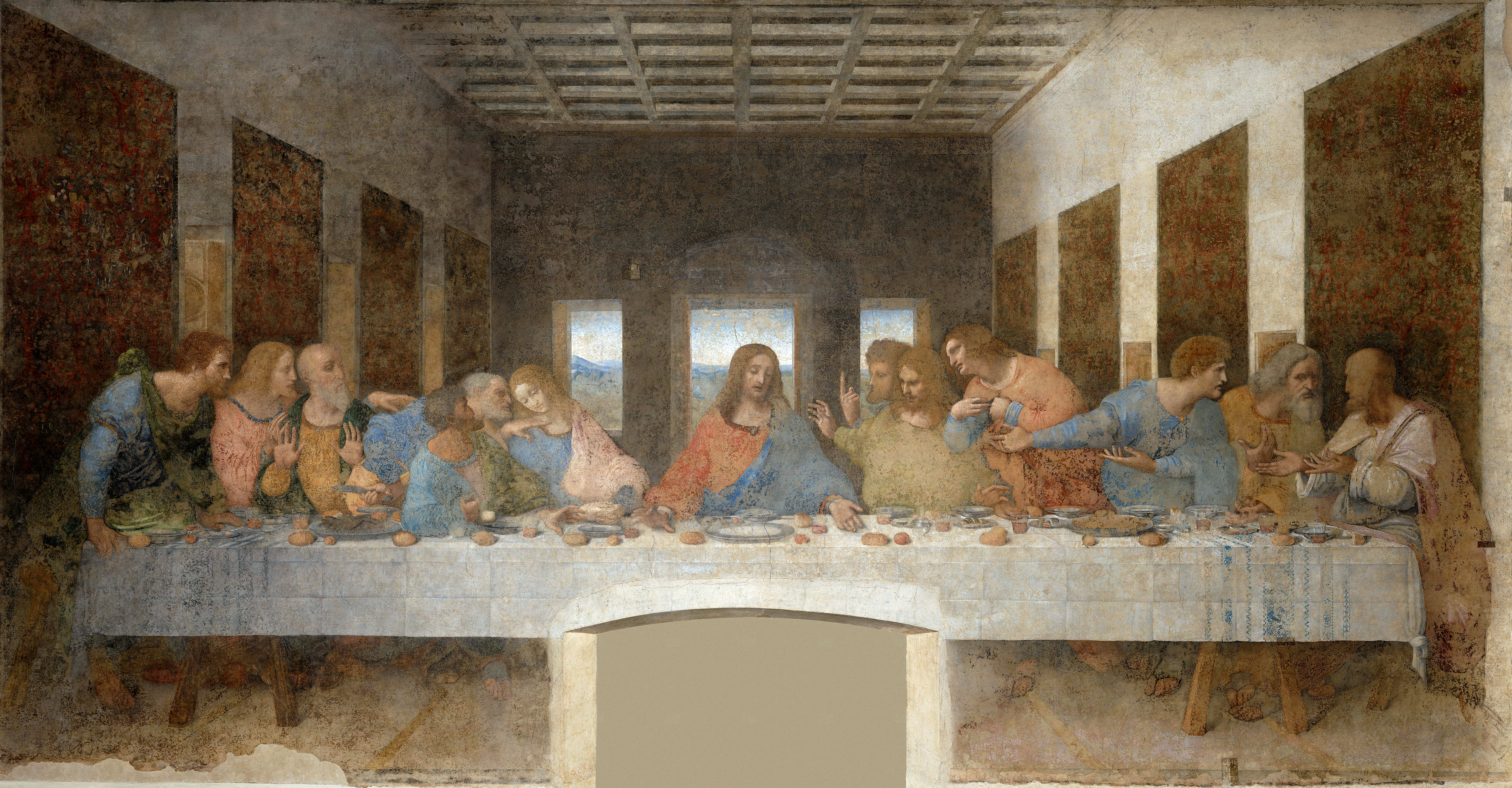
L'últim sopar, de Leonardo da Vinci, (1498)

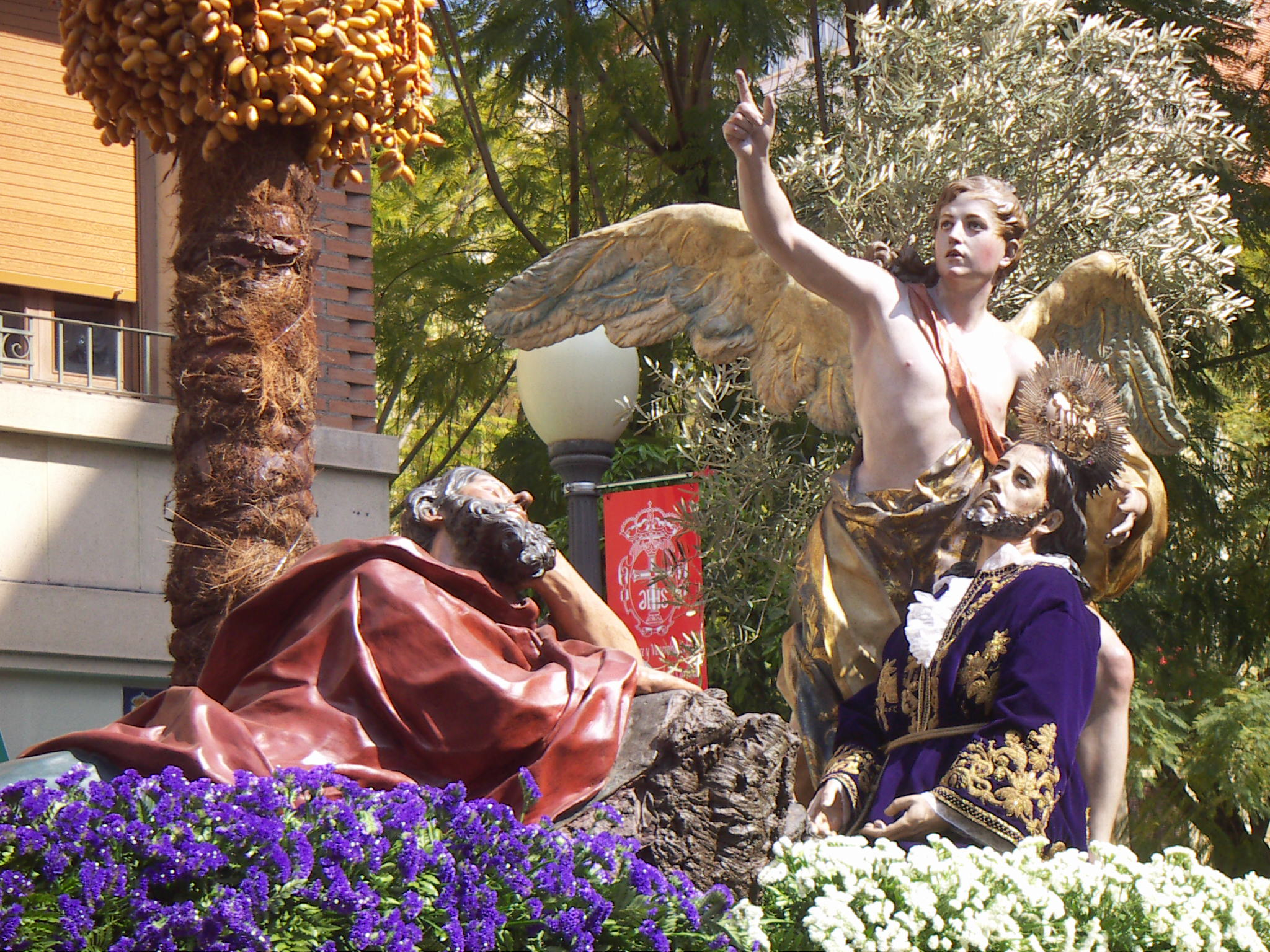
L'oració de l'hort, de Salzillo.

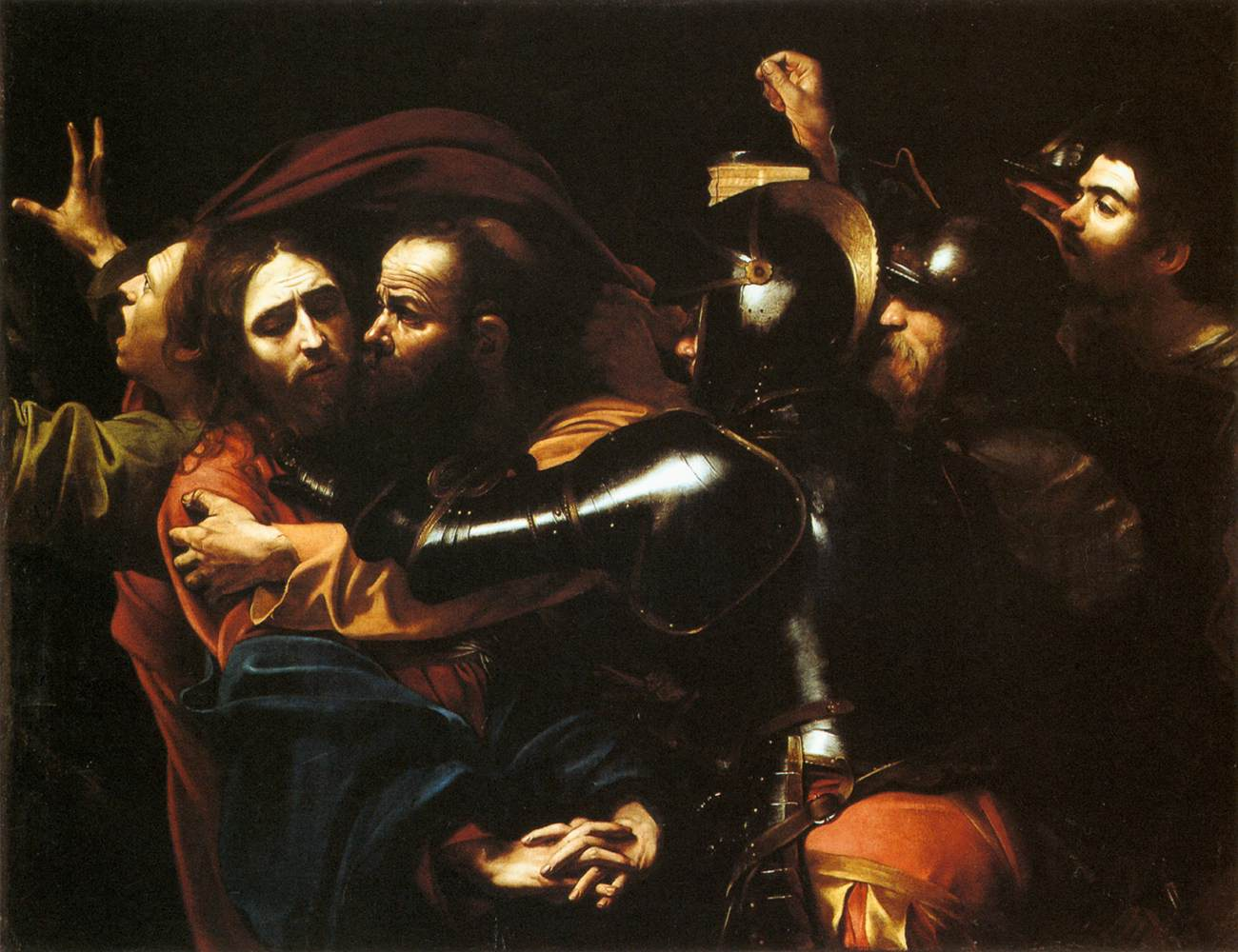
El prendimiento, de Caravaggio

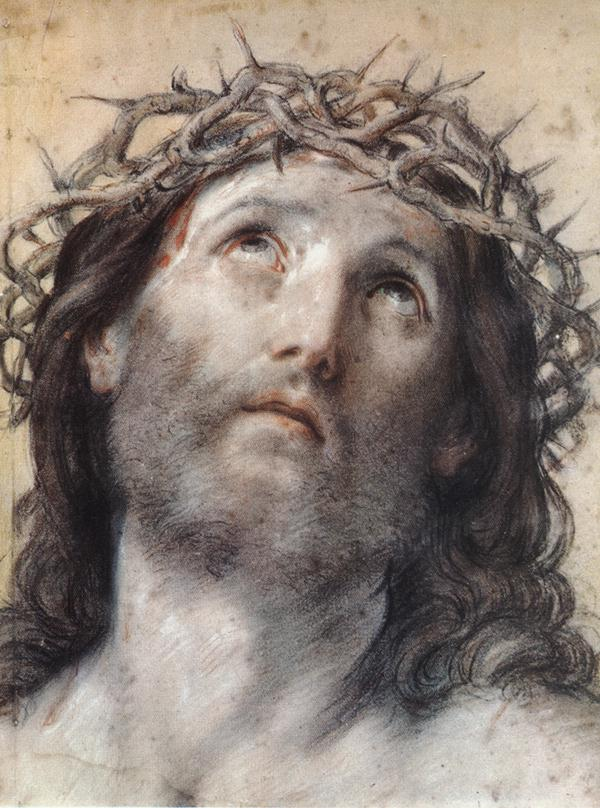
Ecce homo, de Guido Reni

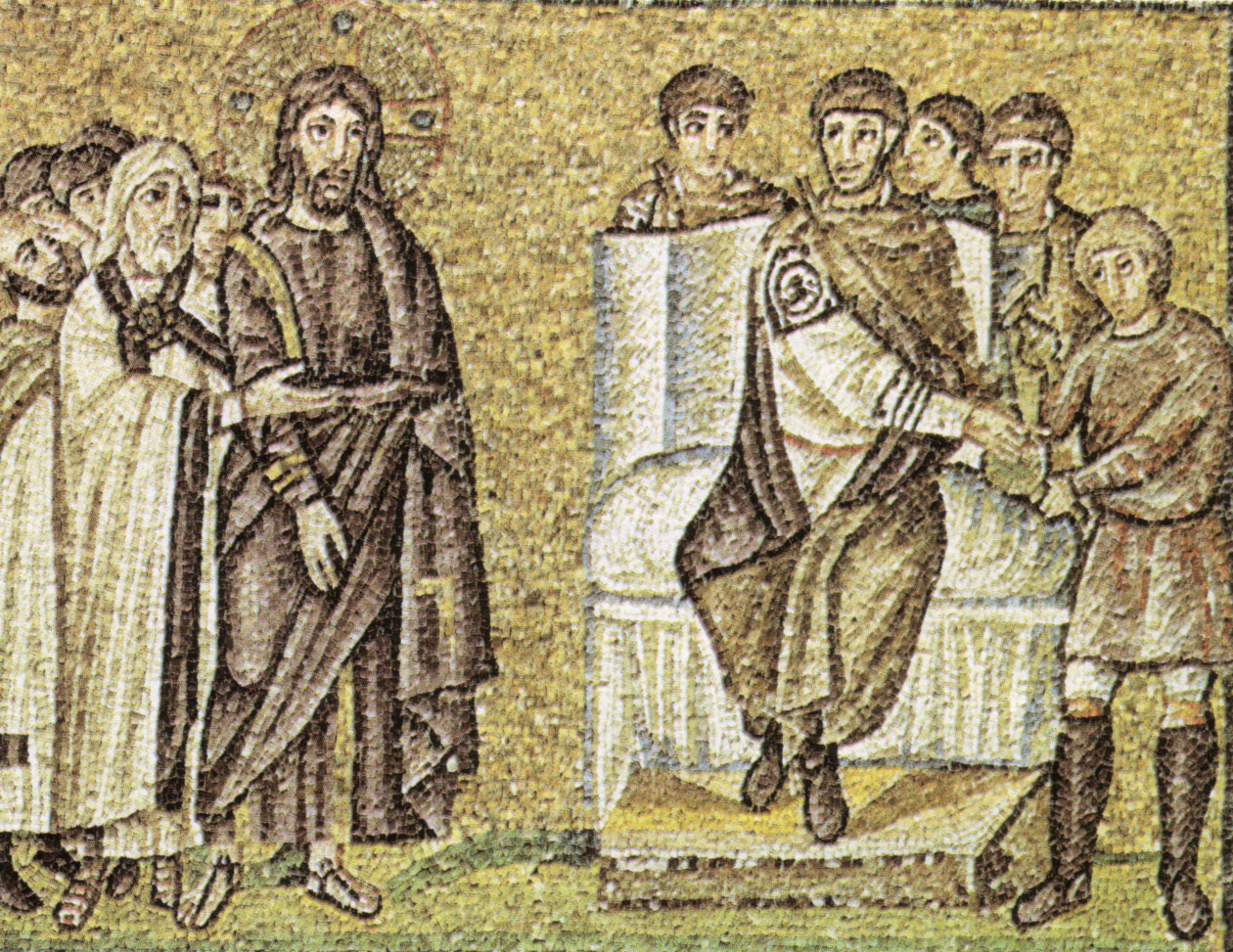
El judici de Pilat, mosaic de la Basílica de Sant Apol·linar el Nou

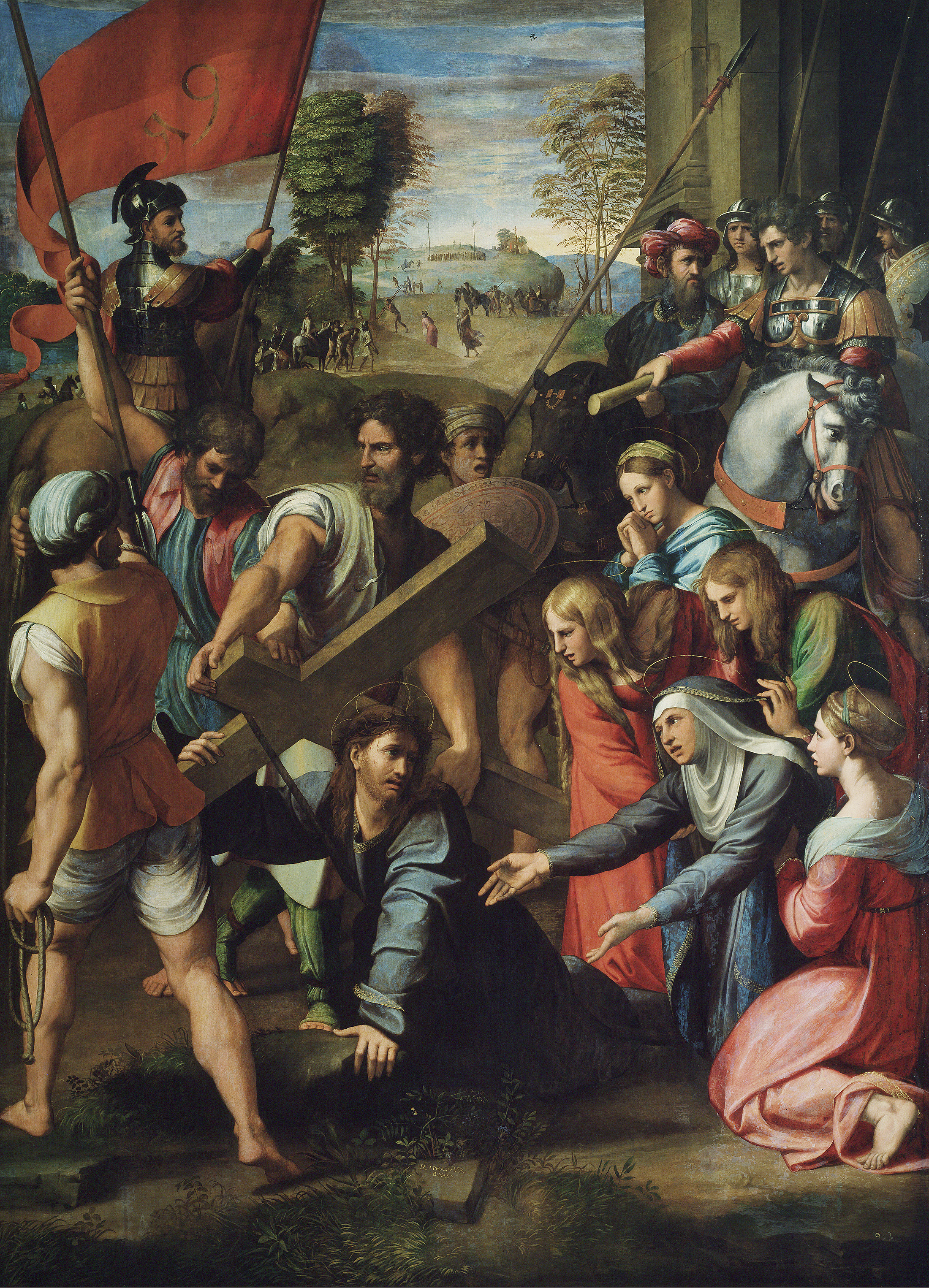
Caiguda en el camí del Calvari, de Rafael

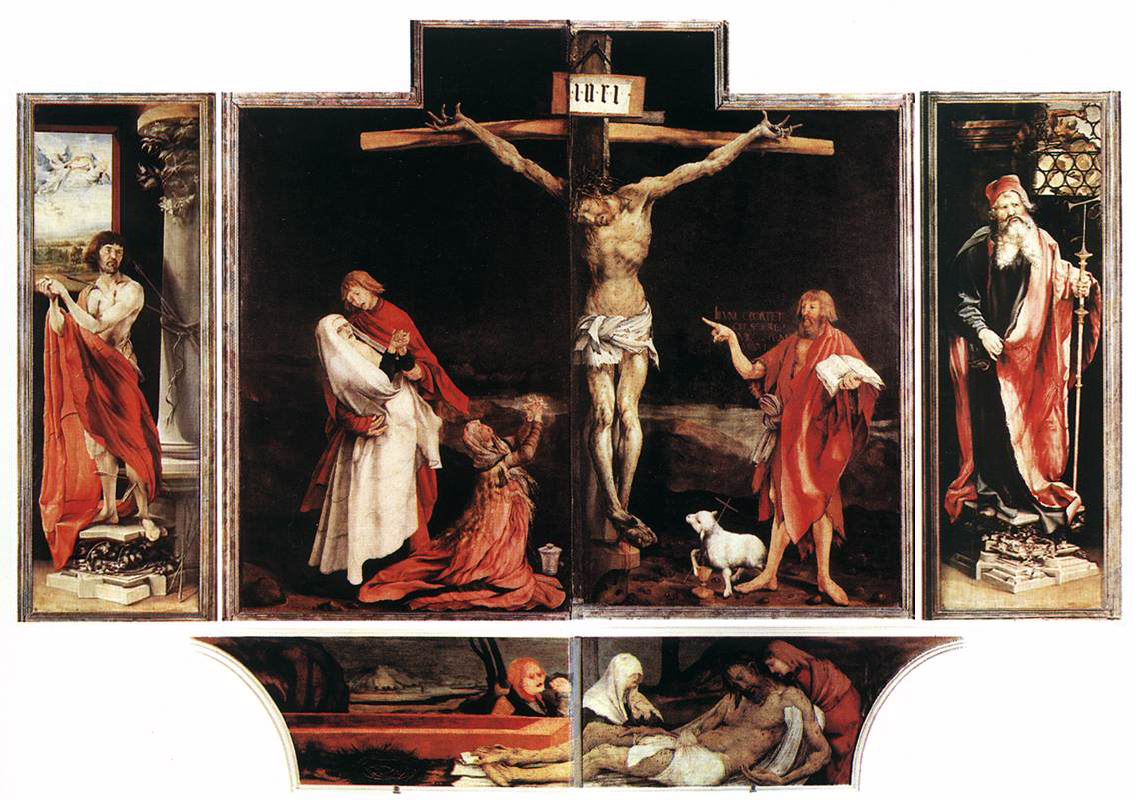
Retaule d'Issenheim, de Matthias Grünewald

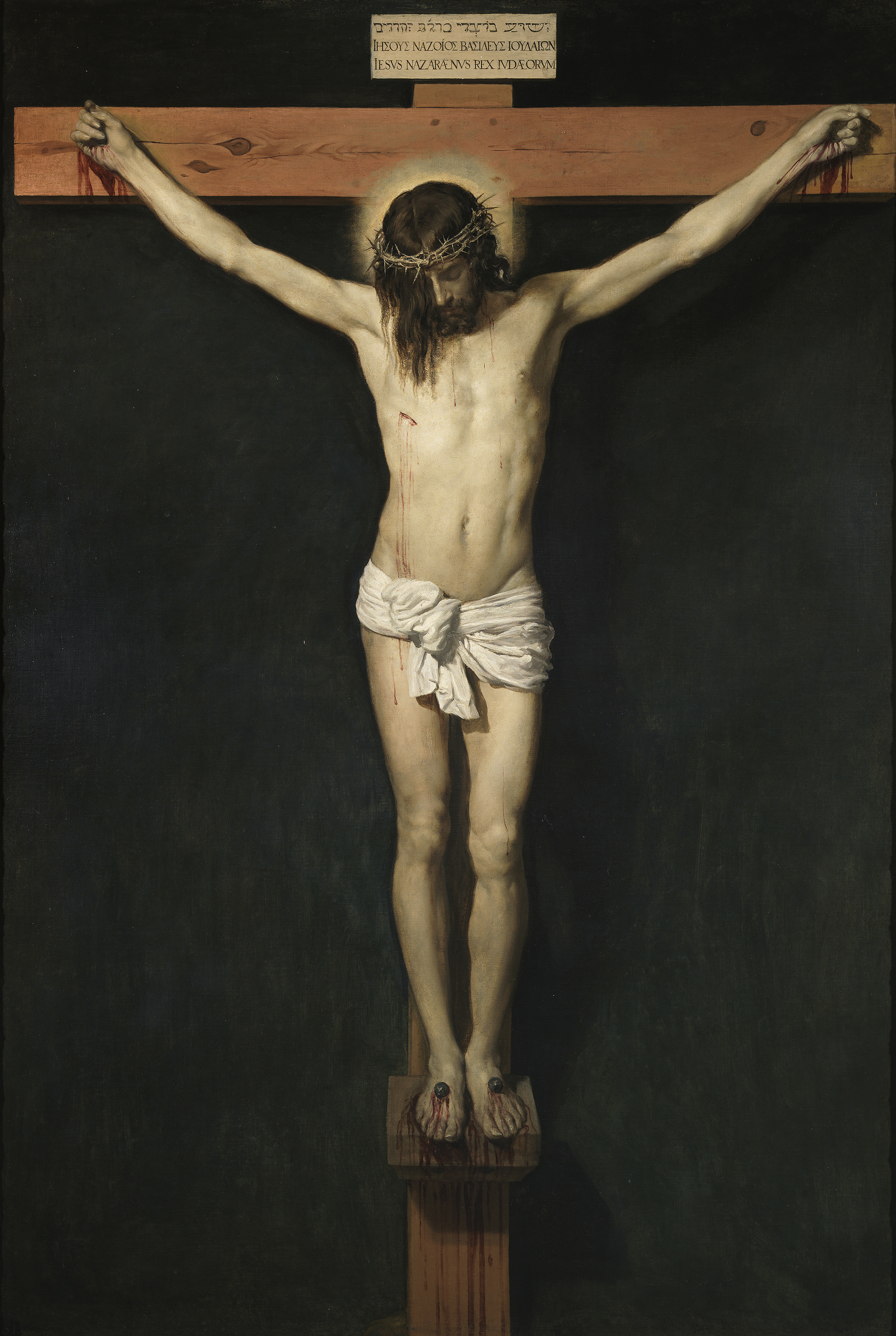
Crist crucificat, de Velázquez

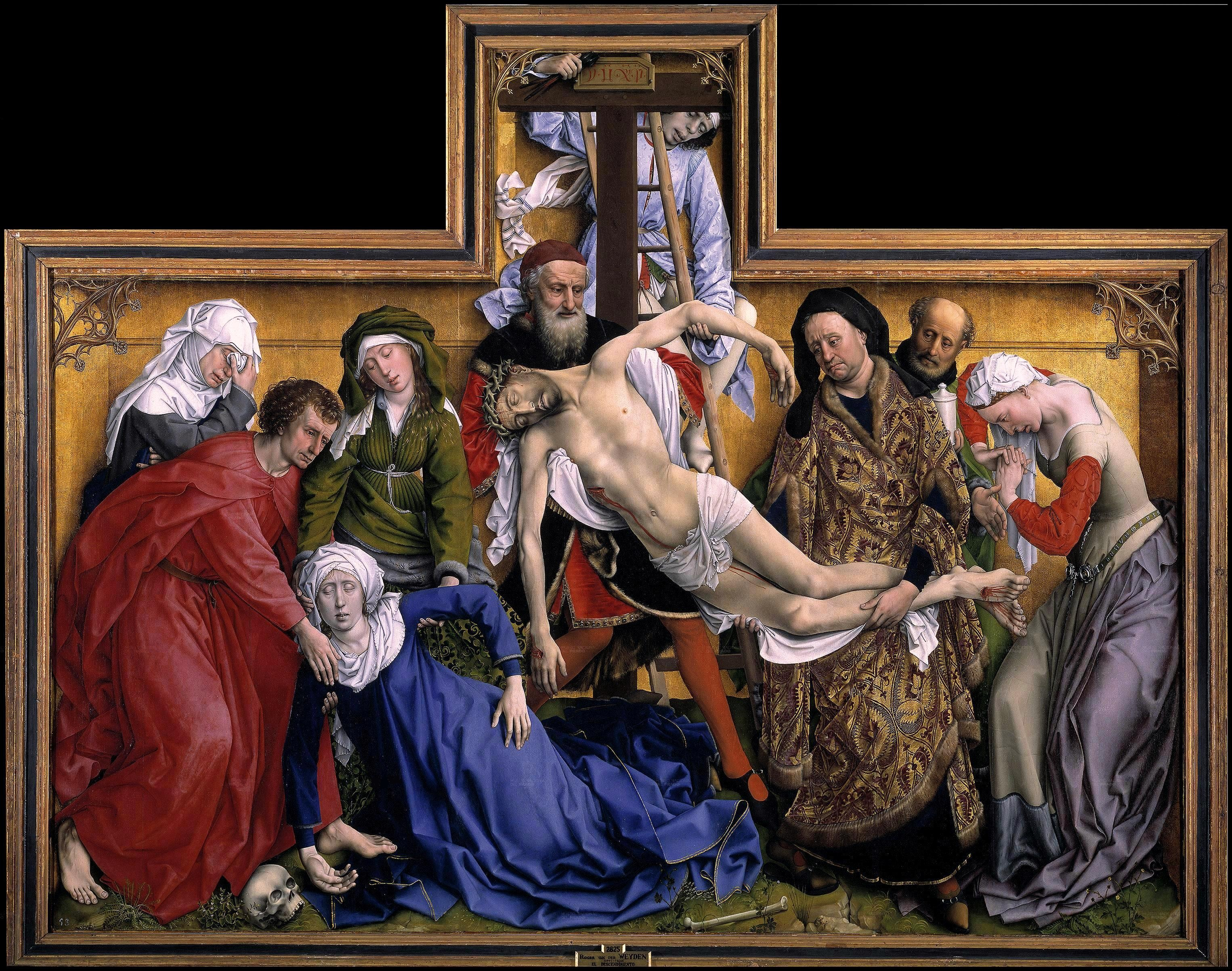
Enterrament de Jesús, de Rogier van der Weyden

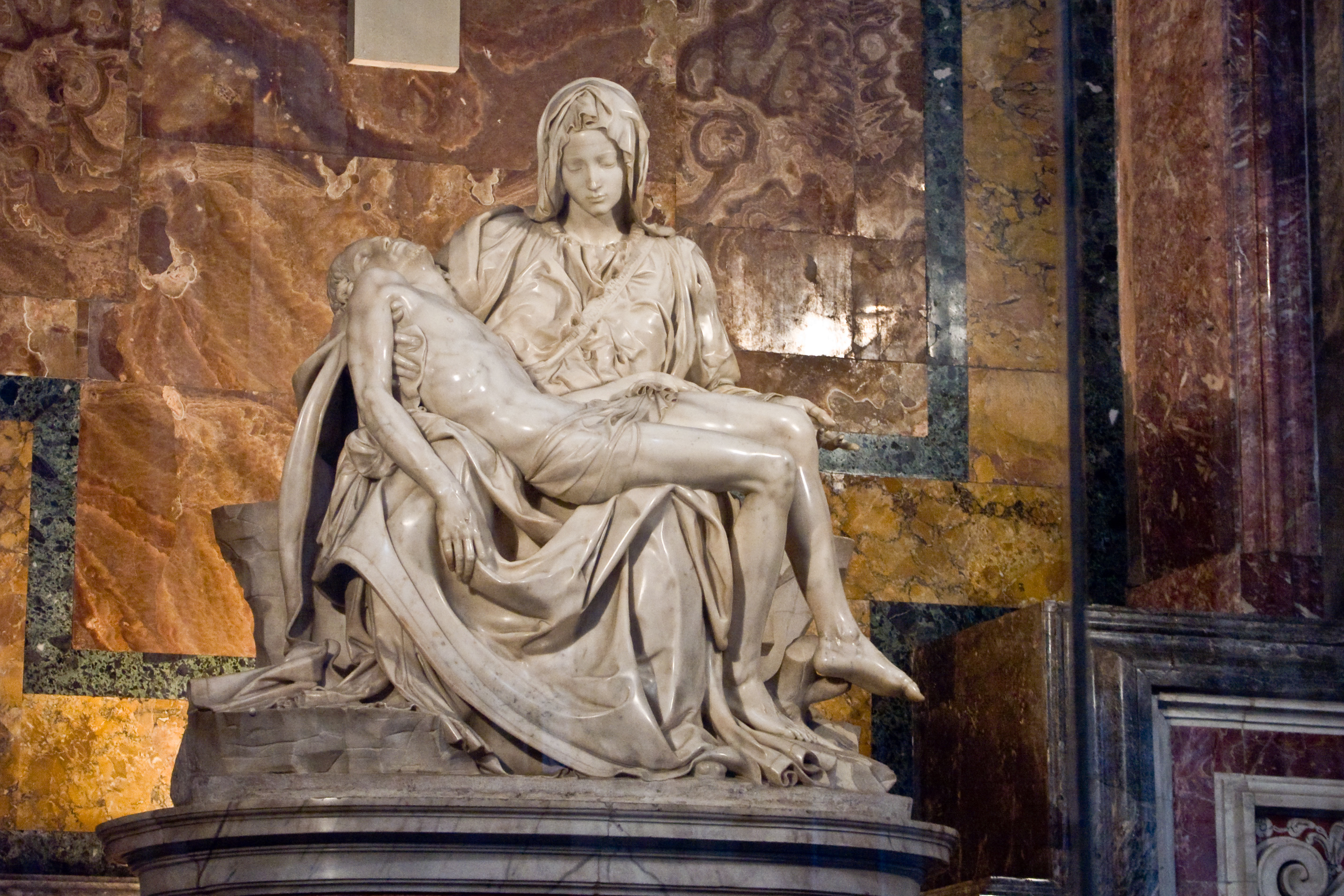
Pietá, de Miquel Àngel

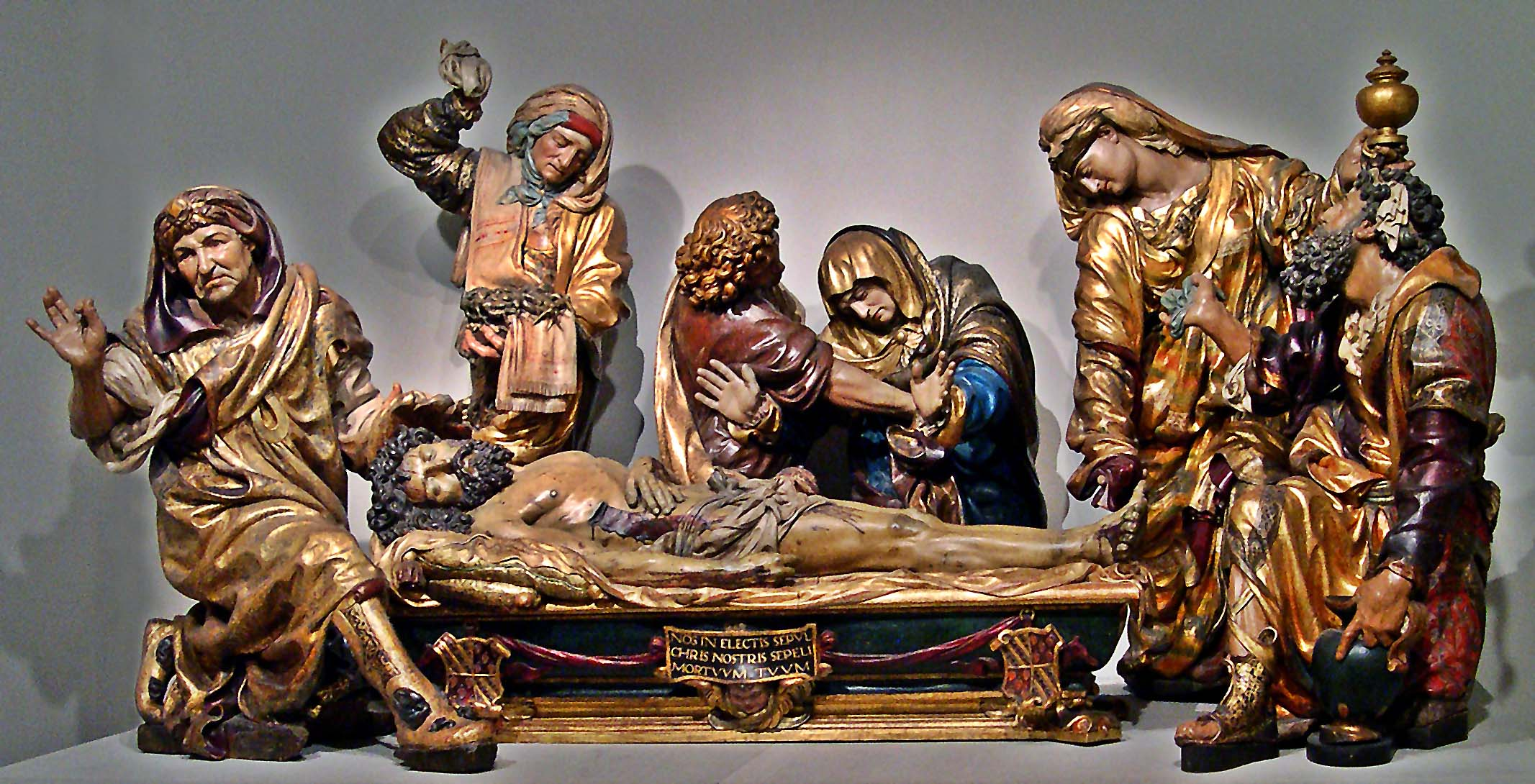
Sant enterrament, de Juan de Juni

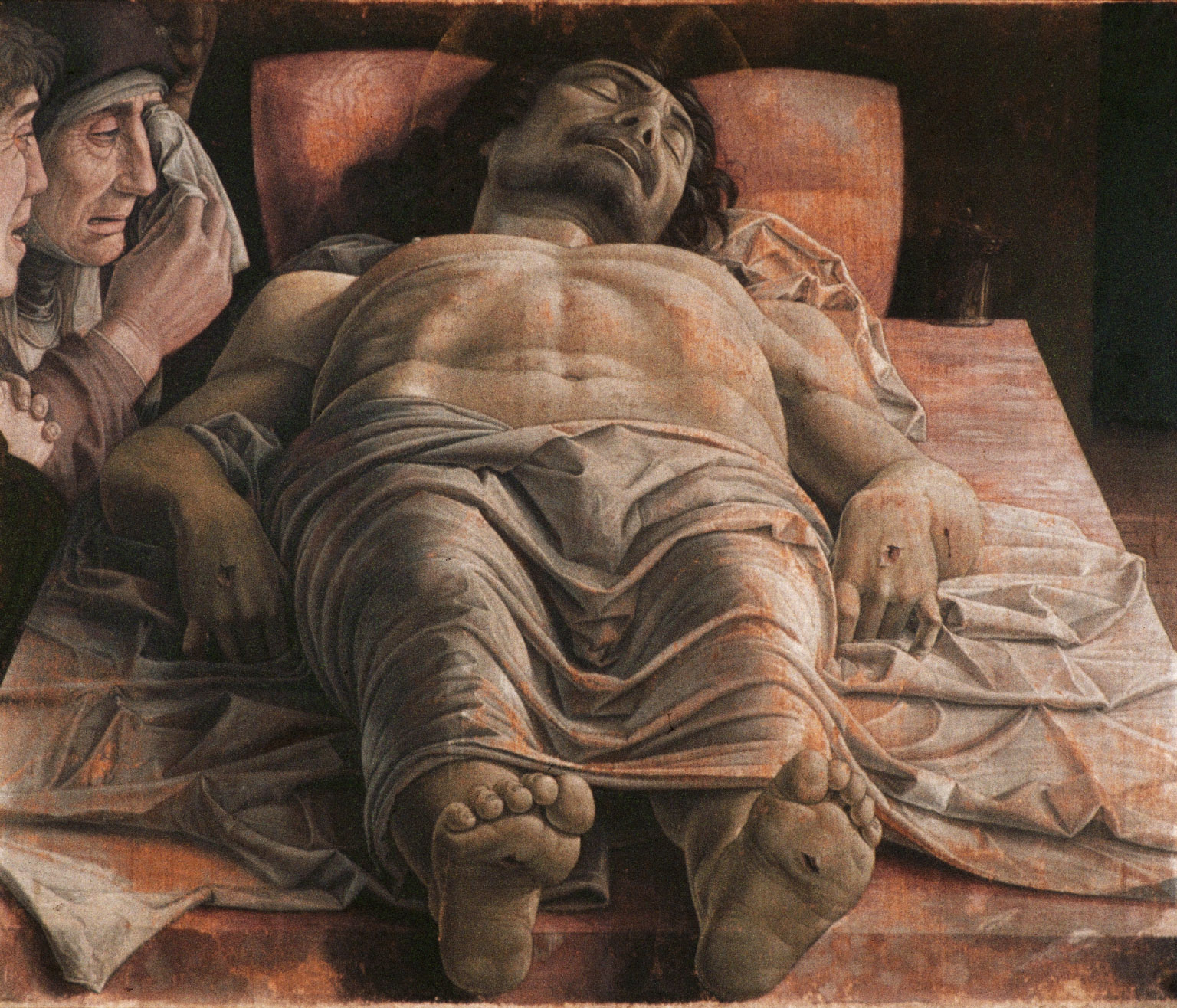
Lamentació sobre Crist mort, de Mantegna

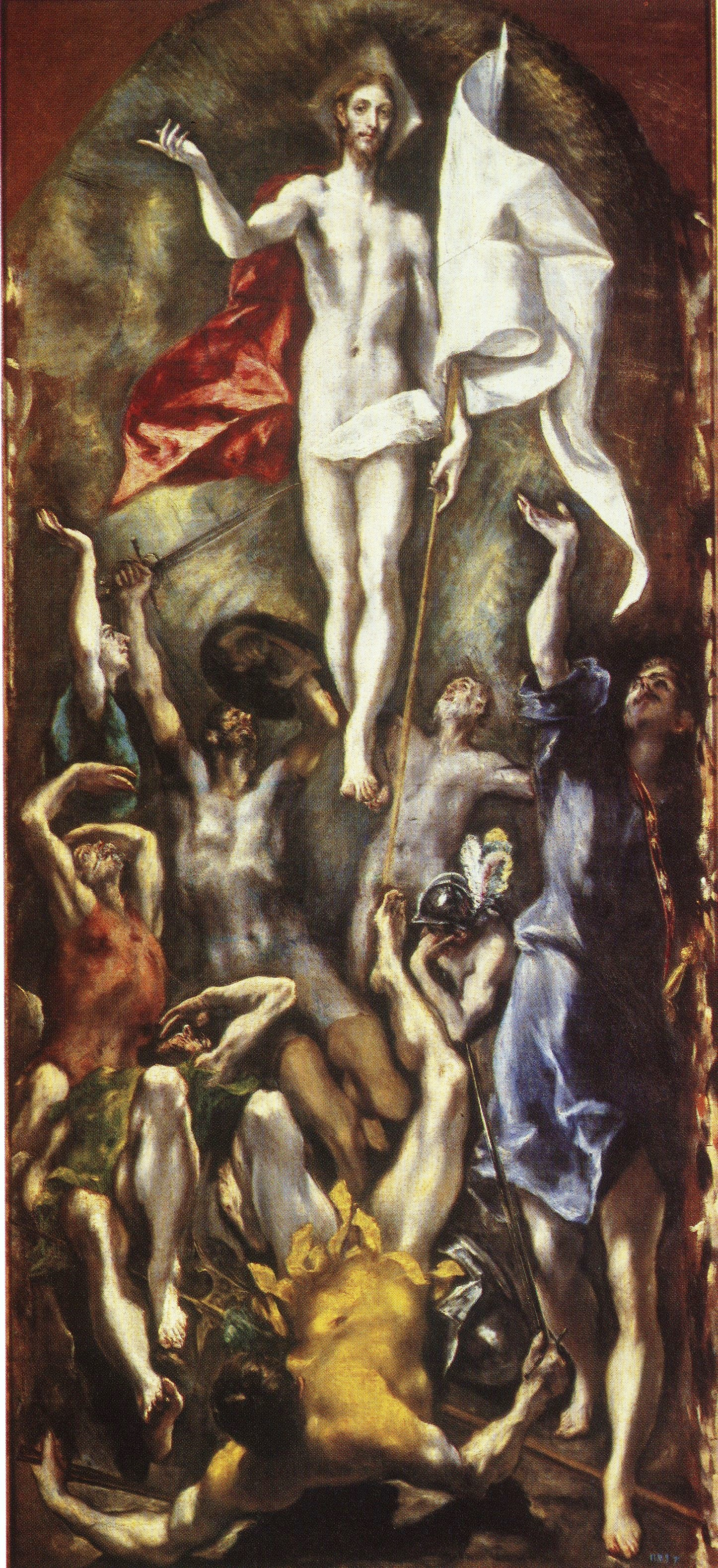
Resurrecció, d'El Greco

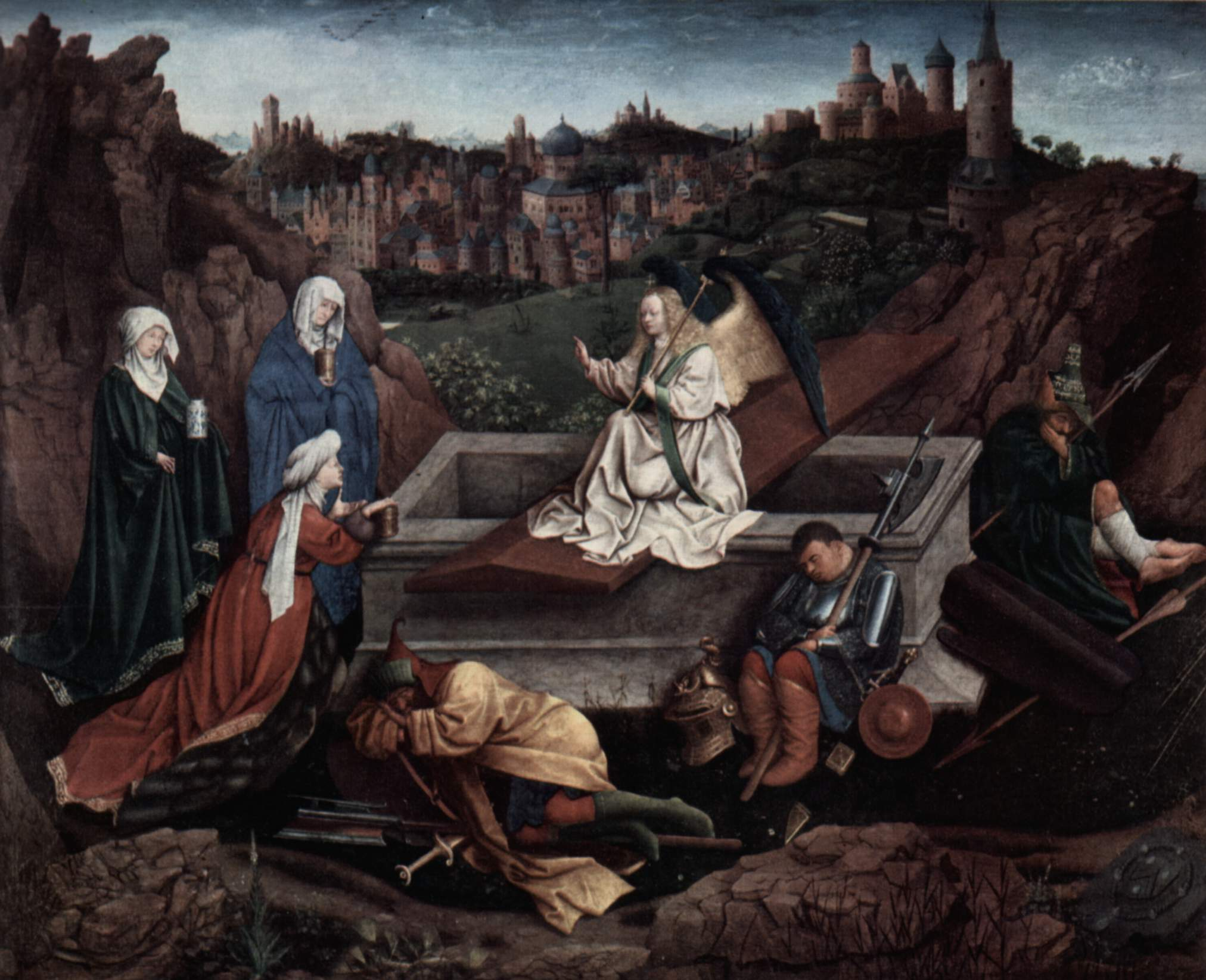
Les tres Marías davant la tomba, de Hubert van Eyck

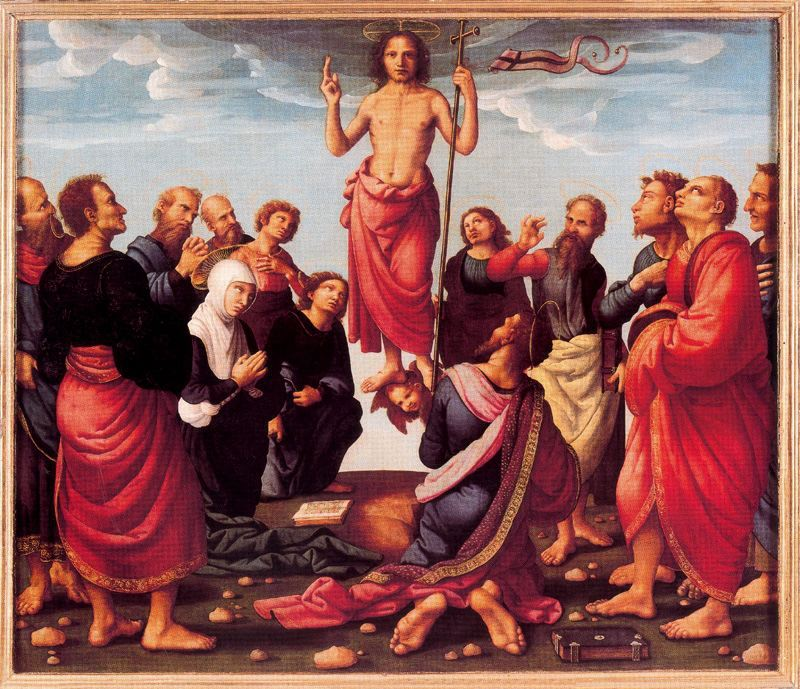
L'ascensió de Crist, de Fernando Plans

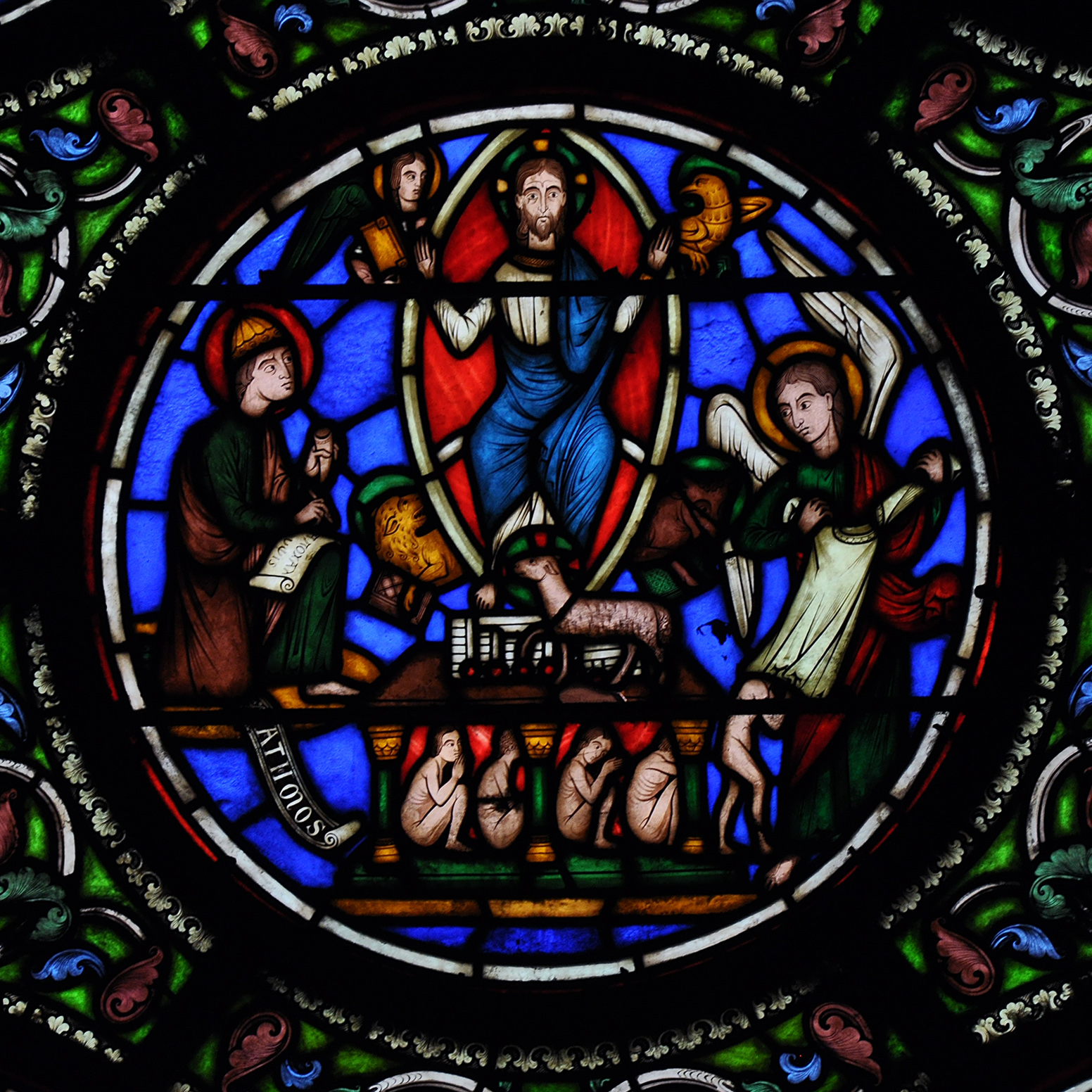
Pantocràtor, visió de Sant Joan en Patmos, reconstrucció historicista de Viollet-le-Duc

L'art cristià és l'art religiós del cristianisme, les obres d'art inspirades per sentiments religiosos cristians, o creades per il·lustrar, suplementar i representar en una forma tangible el missatge cristià.
En ser el cristianisme la religió dominant en la civilització occidental des del segle iv, l'art cristià s'identifica amb la major part de les produccions artístiques de l'edat mitjana a Europa i va seguir sent molt important durant tota l'edat moderna, a més d'estendre's geogràficament. La secularització de la societat ha restringit a l'art cristià dins dels principals corrents artístics de l'edat contemporània.
Com art sacre, el fi essencial que té l'art cristià pels creients és el culte. Edificis, imatges (icones, del grec εἰκών eikon) i objectes litúrgics es consagren, amb el qual deixen de ser simples obres d'art. Des del cristianisme primitiu, i sobretot a l'edat mitjana, els temples i monestirs s'identificaven amb les relíquies dels sants i màrtirs que contenien i que els denominaven. No només les relíquies o les denominades Vera icona ("veritables imatges" de Crist), sinó moltes altres imatges, van adquirir fama de miraculoses i van suscitar peregrinacions, arribant a extrems de religiositat popular que van suscitar discrepàncies entre el mateix clero, car mentre uns defensaven la virtut d'aquestes devocions, uns altres les condemnaven per supersticioses o fins i tot idolàtriques.
Gairebé tots els grups cristians usen o han usat d'alguna manera l'art; encara que la importància que es dona a l'art i als diferents arts, així com als mitjans, estils i representacions usades, difereixen notablement entre catòlics i protestants. Fins i tot la música religiosa i l'arquitectura religiosa, malgrat ser vehicles més abstractes, expressen de forma evident les diferències o qualsevol missatge que es pretengués incloure (a través del cant litúrgic o de les formes arquitectòniques al·legòriques, com ara la forma d'el·lipse oberta de la Plaça de Sant Pere). Les arts figuratives (pintura religiosa i escultura religiosa), que són rebutjades de forma radical pels moviments iconoclastes, s'empren de forma també diferent; malgrat que els temes són en gran part comuns: la representació del cicle de la vida de Crist i alguns cicles de l'Antic Testament. Les representacions dels sants són més abundants en el catolicisme, l'anglicanisme i l'Església Ortodoxa; encara que no estan absents dels altars luterans. Als temples catòlics tradicionals s'aprecia l'abundància i densitat de tota mena de representacions pictòriques i escultòriques (horror vacui), no només a l'altar major, sinó fins i tot en les múltiples capelles laterals, en elements com el púlpit o la pica baptismal o fins i tot a l'enteixinat o els vitralls. De forma diferenciada segons el període històric, les parets es cobreixen amb frescos (o s'oculten amb llenços o retaules) i tot tipus d'elements arquitectònics serveixen de suport per a l'escultura (capitells historiats, timpans, gàrgoles), fins i tot a zones no visibles pels fidels (s'entén que el destinatari de l'obra és Déu, que tot ho veu), i fins al sòl es cobreix de làpides. La decoració de les esglésies ortodoxes és fins i tot més aclaparant (Iconòstasi, mosaics, indumentària i orfebreria religiosa). En canvi, la simplicitat que fan gala els altars evangèlics va ser imitada a les noves construccions d'esglésies catòliques a partir del Concili del Vaticà II.

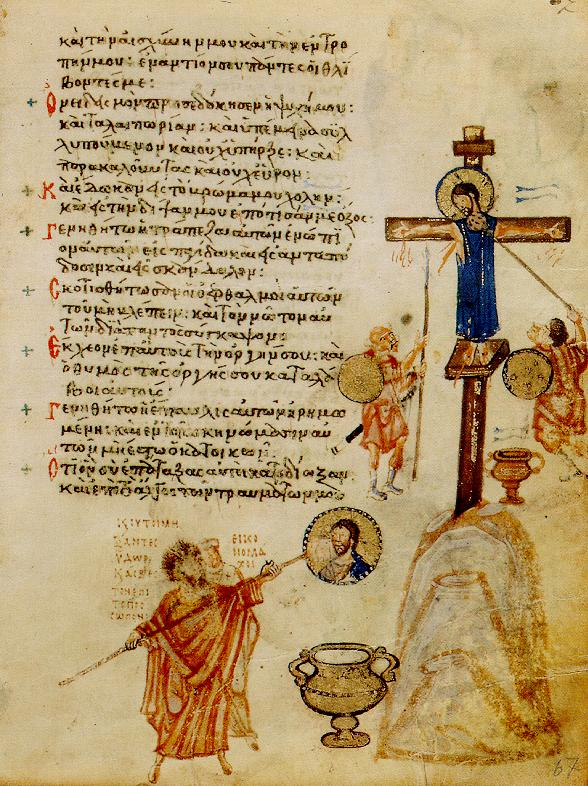
Saltiri Khlúdov. La il·lustració compara una escena de la crucifixió (l'esponja amb vinagre que van oferir a Crist) i la iconoclàstia del patriarca Joan VII de Constantinoble.
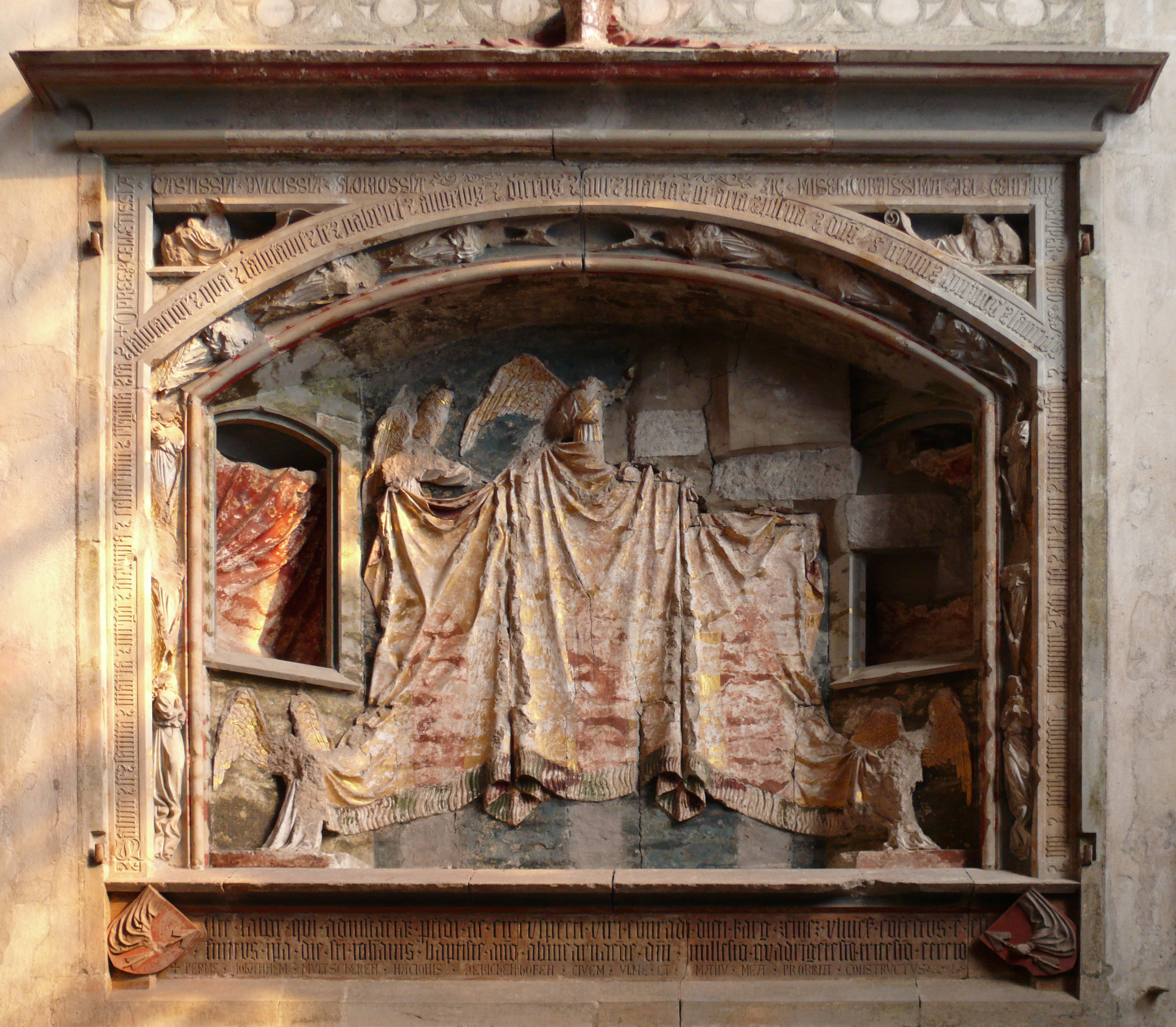
El Kargsniche de la catedral d'Ulm, les restes d'un altar de Hans Multscher les figures del qual varen ser destruïdes durant la Beeldenstorm[3] (les revoltes iconoclastes durant la Reforma).
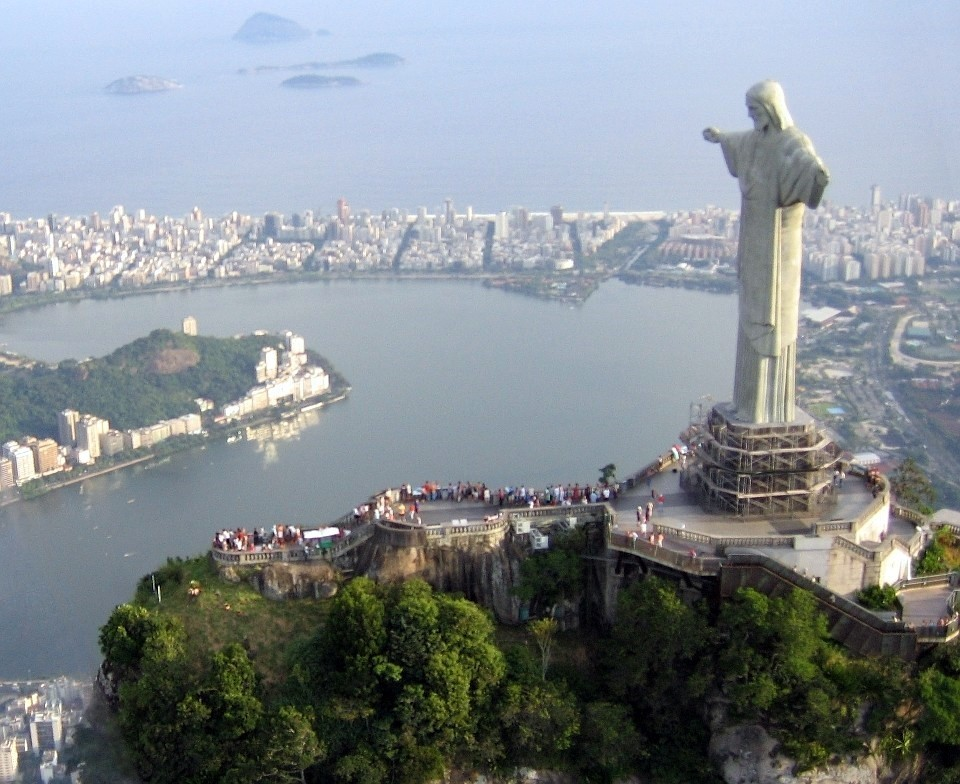
Crist del Corcovado, sobre Río de Janeiro.
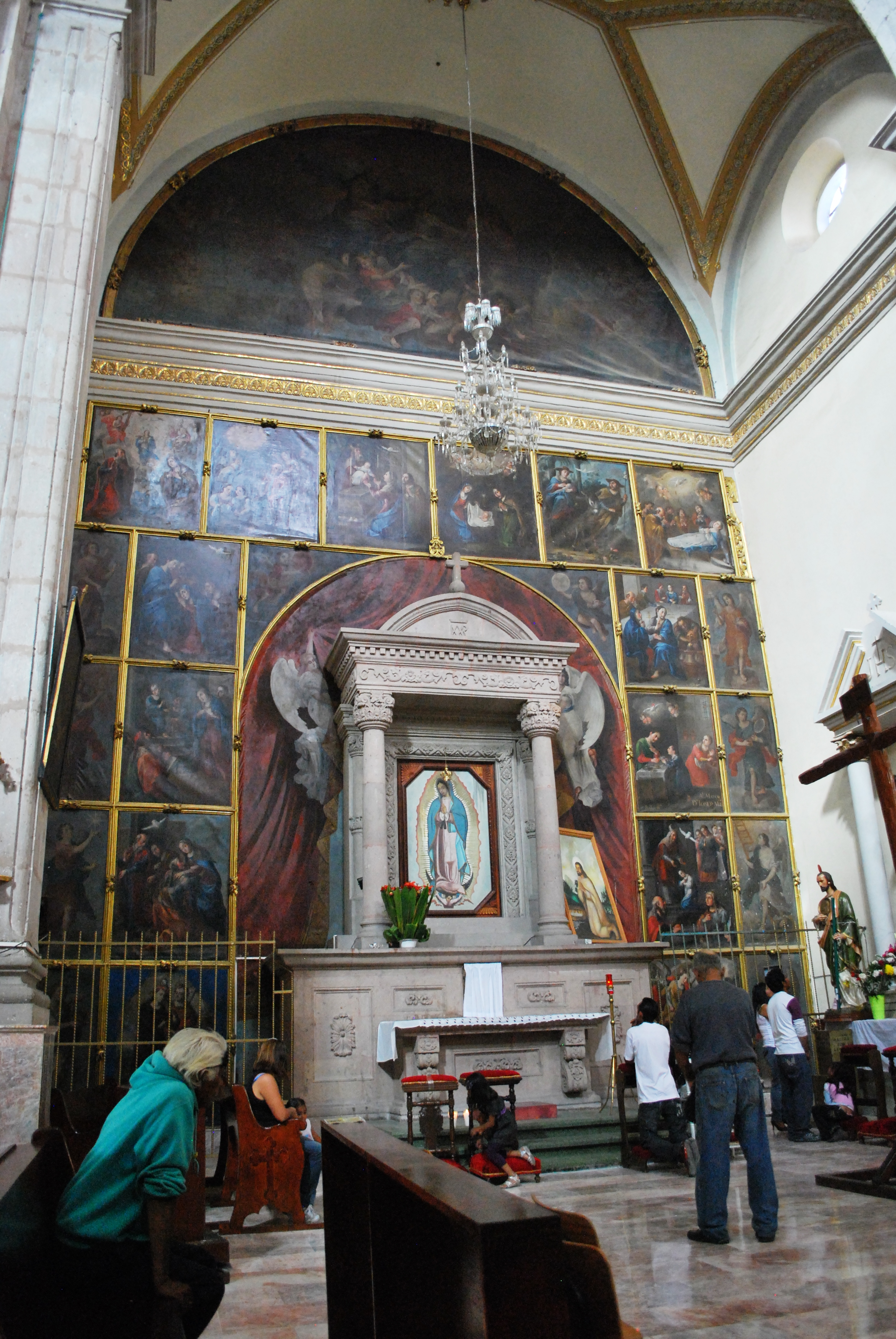
Capella de Nostra Senyora de Guadalupe a l'església de la Purísima Concepció de Zumpango (Mèxic).
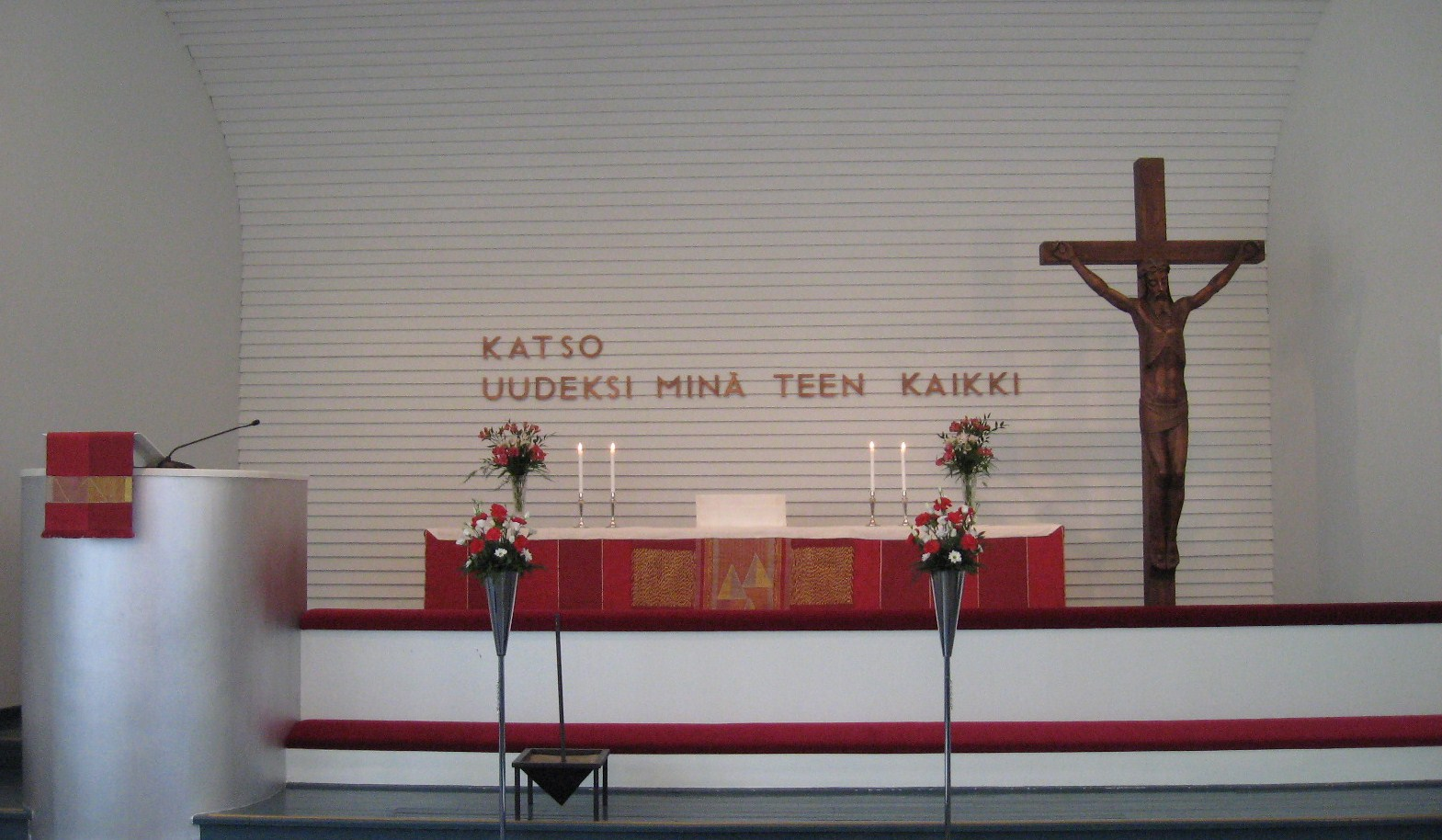
Altar d'una església evangèlica luterana a Kannonkoski (Finlàndia).

Cada peça d'art cristià, sense importar el mitjà, o el personatge, esdeveniment, passatge bíblic (lespericopas, les paràboles) o concepte específic que representi, sol contenir símbols identificatius de la branca del cristianisme que ho va produir. A pesar que existeixen alguns referents comuns, conceptuals (amor -àgape- i salvació com a vida veritable o vida eterna i triomf sobre la mort), textuals (la Bíblia) o icònics (la Creu, les imatges de Jesús); cap d'ells té en realitat una total identitat, ni una lectura o interpretació comuna, la qual cosa s'expressa també en formes diferenciades, de vegades subtilment, però de manera suficient perquè cada grup identifiqui les seves i consideri alienes i heterodoxas les dels altres: ni la Bíblia és la mateixa, ni en les parts coincidents la seva lectura coincideix, ni l'amor cristià significa el mateix, ni la salvació s'aconsegueix de la mateixa forma, ni la creu es construeix de la mateixa manera.
Això no obstant, la iconografia se centra en els mecanismes identificatius interns: cada tret facial (si l'apòstol té barba o és calb), cada color (si la túnica de Crist és vermella o el mantell de la Verge blau -l'habitual, encara que no és inusual utilitzar uns altres, per criteris conceptuals, estètics, i fins i tot econòmics-, si s'empra el daurat per al fons o els nimbos -a més del seu ús com colors litúrgics-), cada subtil gest de les mans (que oren, beneeixen, acaricien, ofereixen, rebutgen, assenyalen, etc.), cada objecte o part de l'entorn, estan convencionalment fixats (de vegades fins i tot negociats conscienciosament als documents contractuals que se signen entre comitent i artista) i repetits al llarg de la mil·lenària història de l'art en el cristianisme.

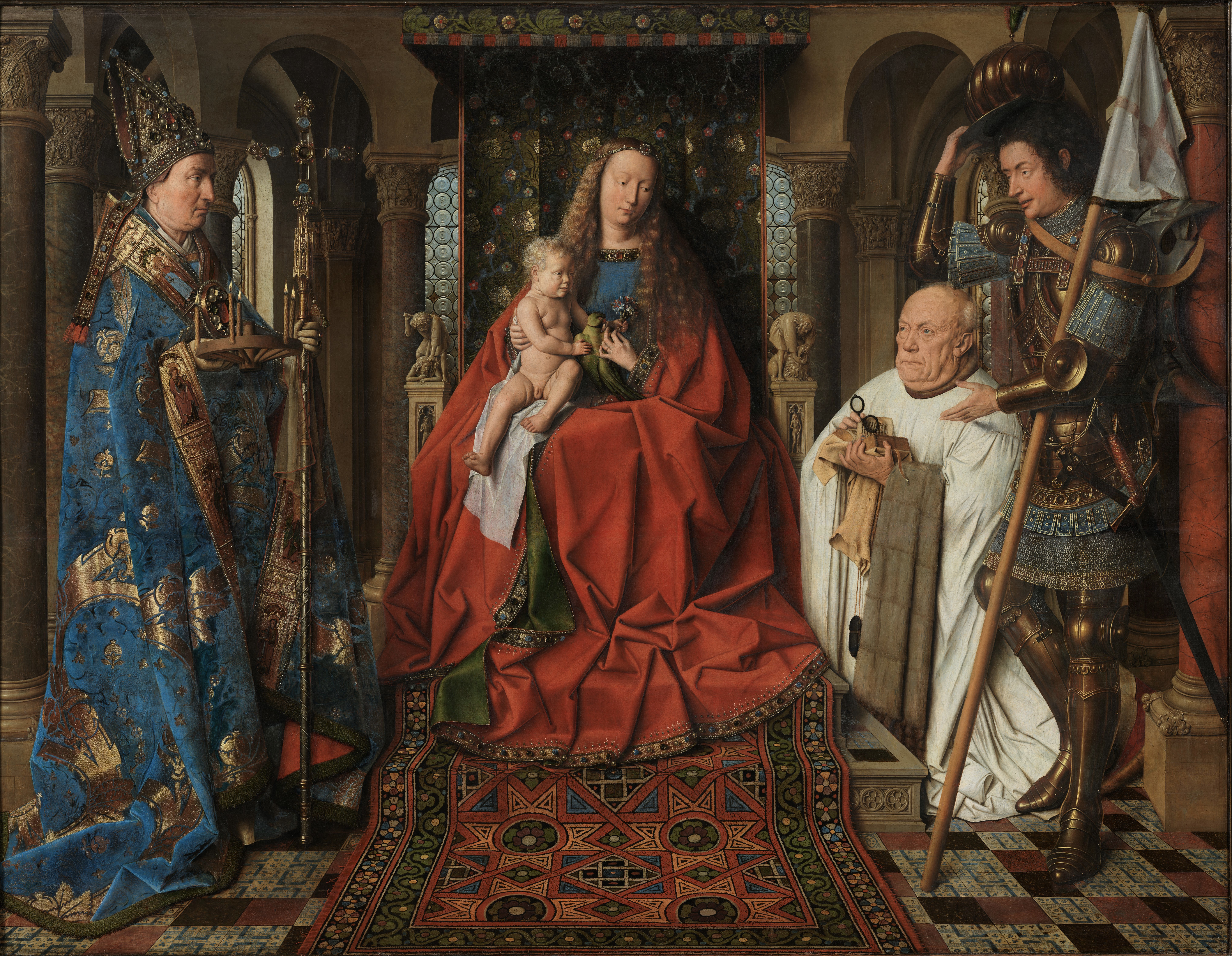
La Mare de Déu del canonge Van der Paele, de Jan van Eyck. El mantell és vermell i la túnica blava.
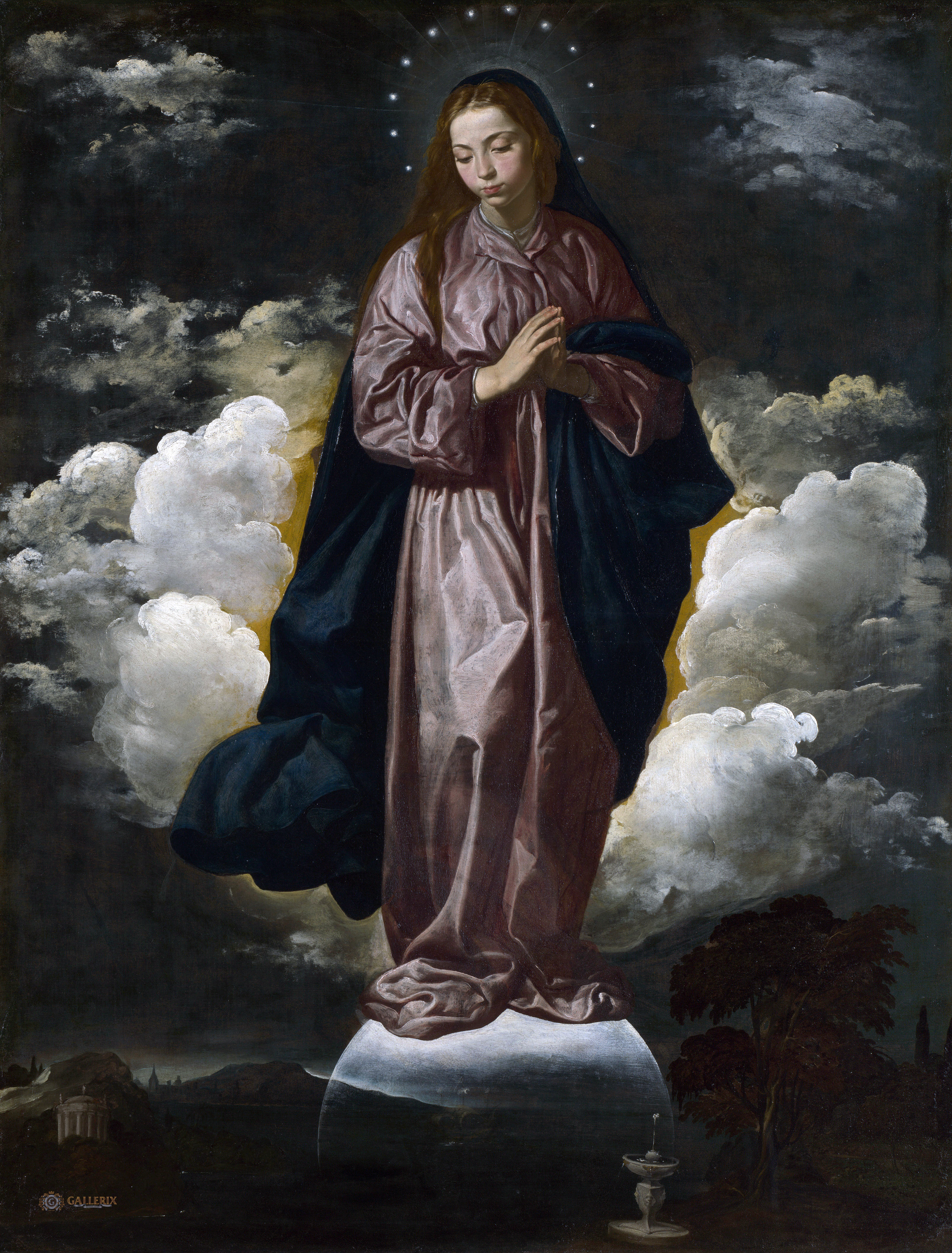
Immaculada Concepció (Velázquez). El mantell és blau i la túnica vermella (amb tons molt menys vius).
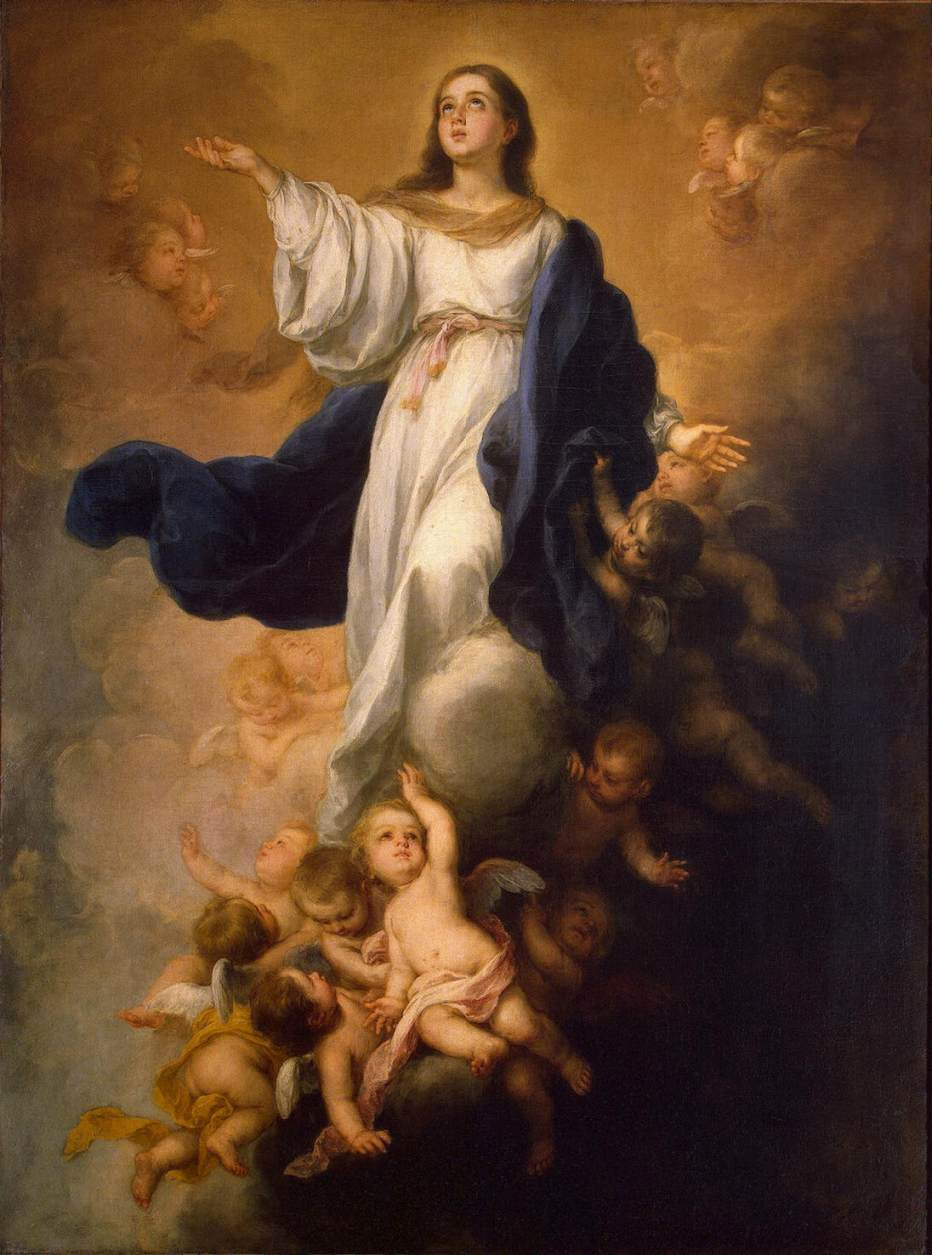
Immaculada de Murillo. El mantell és blau i la túnica blanca. El blanc (un "no color") simbolitza la puresa i s'identifica amb la llum.
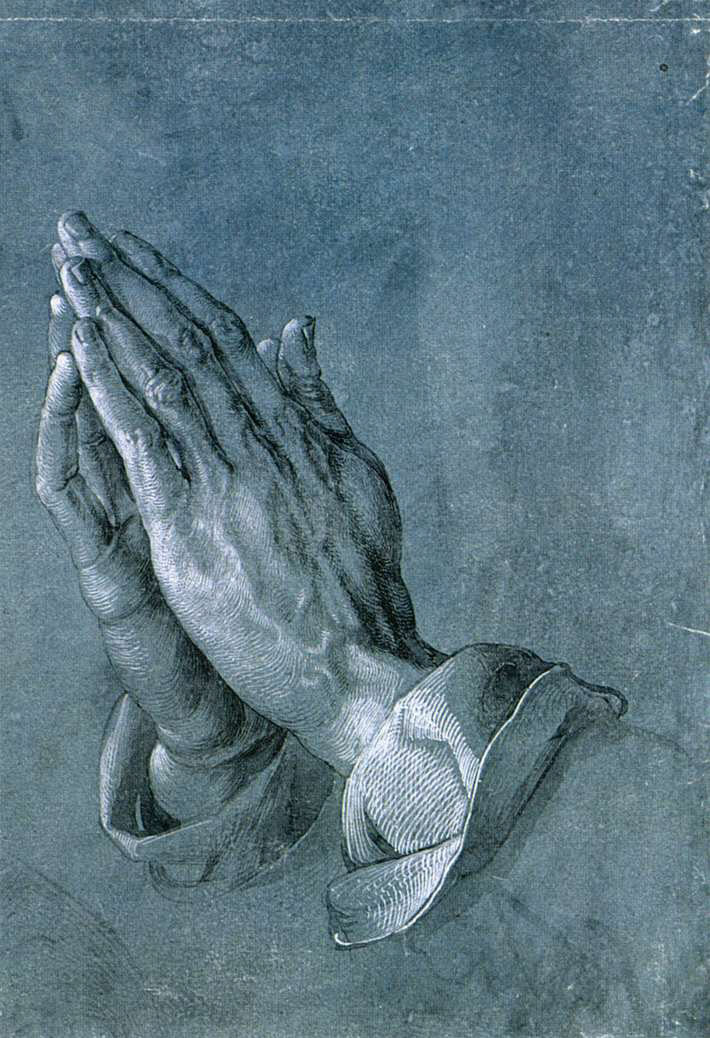
Mans en oració, dibuix preparatorio d'Albrecht Dürer.
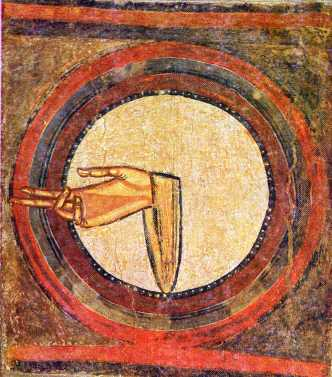
La mà de Déu, beneint, detall del fresc de l'absis de Sant Climent de Taüll

Les imatges que apareixen a la dreta són de pintura i escultura i s'ordenen temàticament, seguint els cicles de l'Antic Testament i de la vida de Crist. Les imatges de les galeries de les seccions inclouen també arquitectura, i s'ordenen cronològica i estilísticamente.

## Història

### Art paleocristià

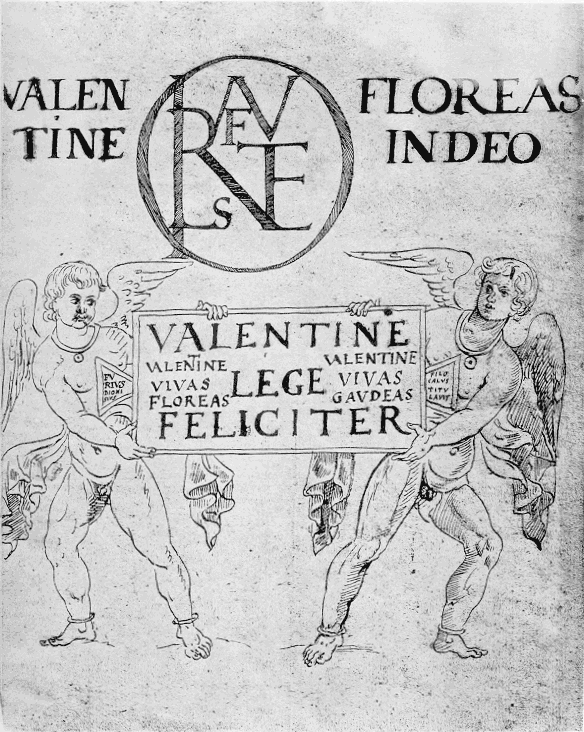
Cronografia del 354.
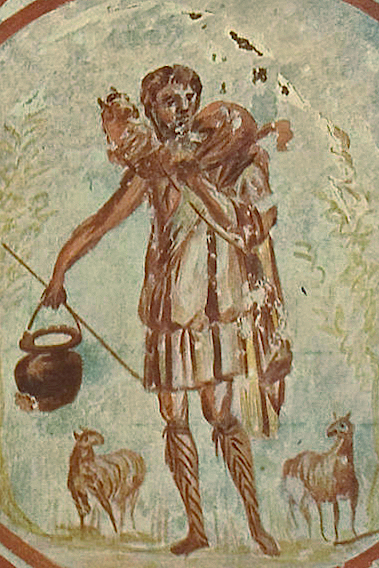
Jesucrist, el Bon Pastor,[6] segle ii
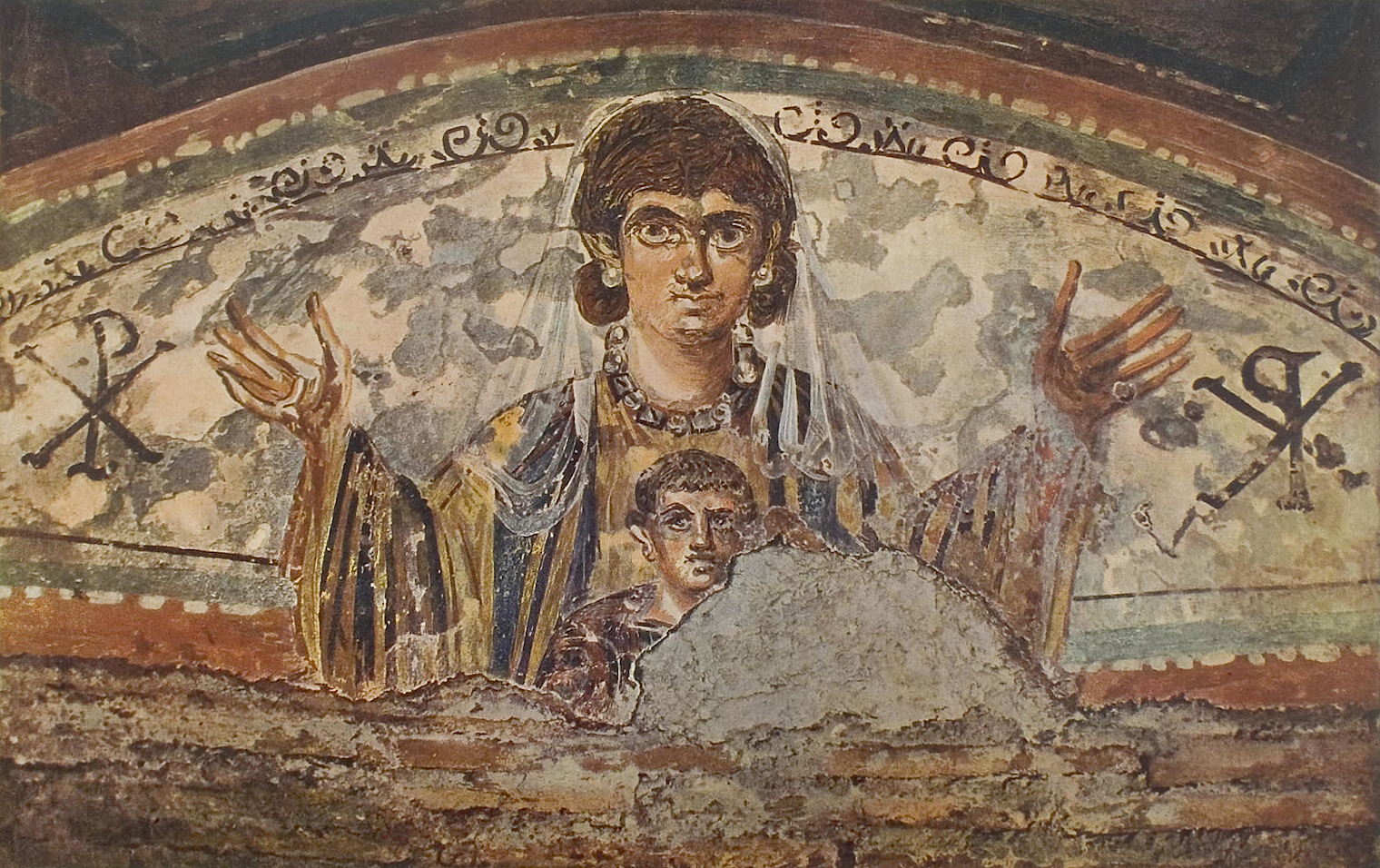
Mare de Déu amb Nen. Mural de les primeres catacumbes, Roma, segle iv

L'art cristià és gairebé tan antic com el cristianisme, les imatges cristianes més antigues conservades daten de cap a l'any 70 dC i es troben registrades entre les restes arqueològiques de l'església de Meguidó.
Aquesta primerenca proliferació d'imatges, encara que no conservades íntegrament, aporten uns registres arqueològics sobre l'inici del cristianisme i la seva evolució.

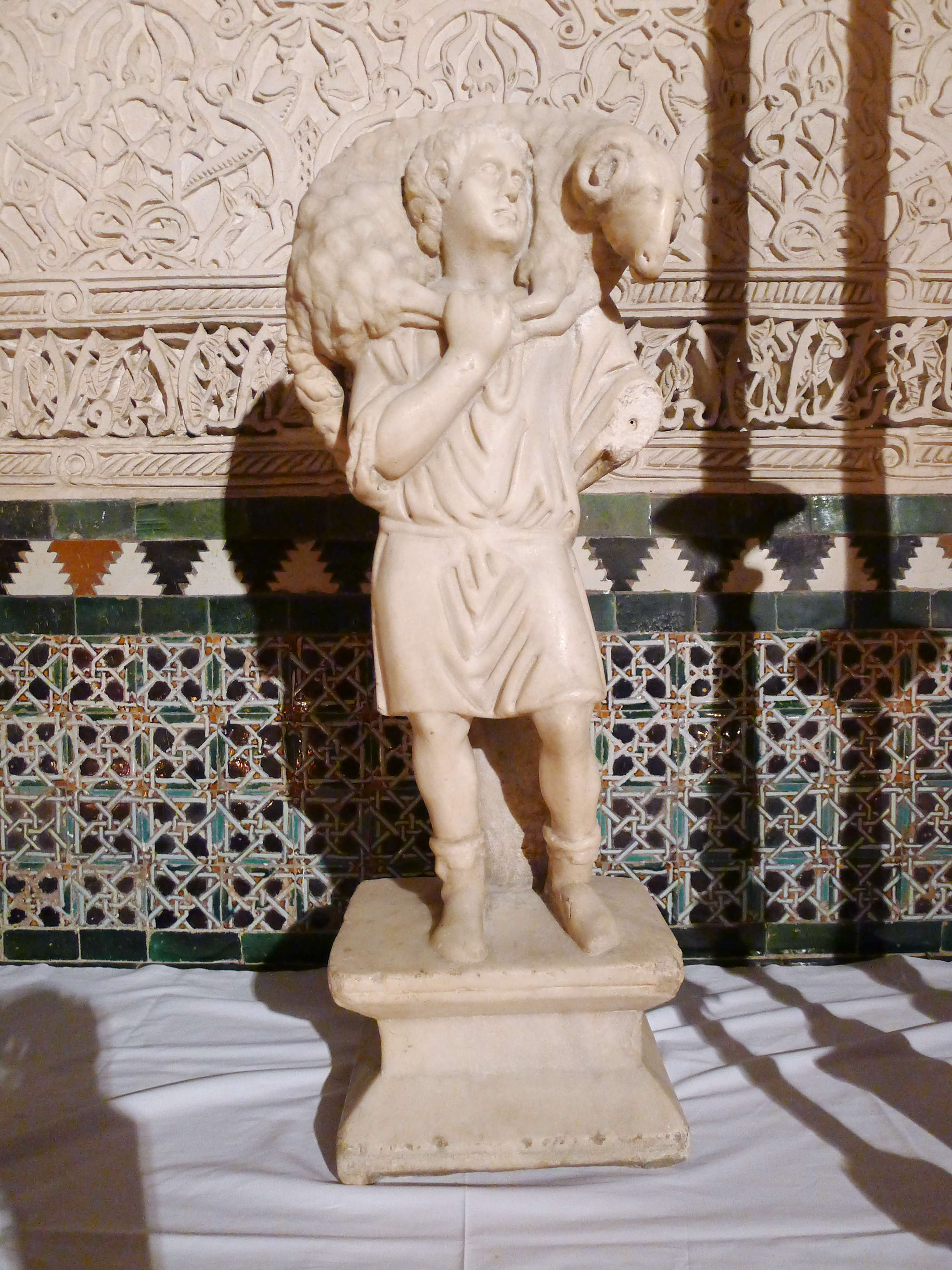
Escultura de Crist com a Bon Pastor, segle iv. S'entronca amb el tema clàssic del Moscòfor
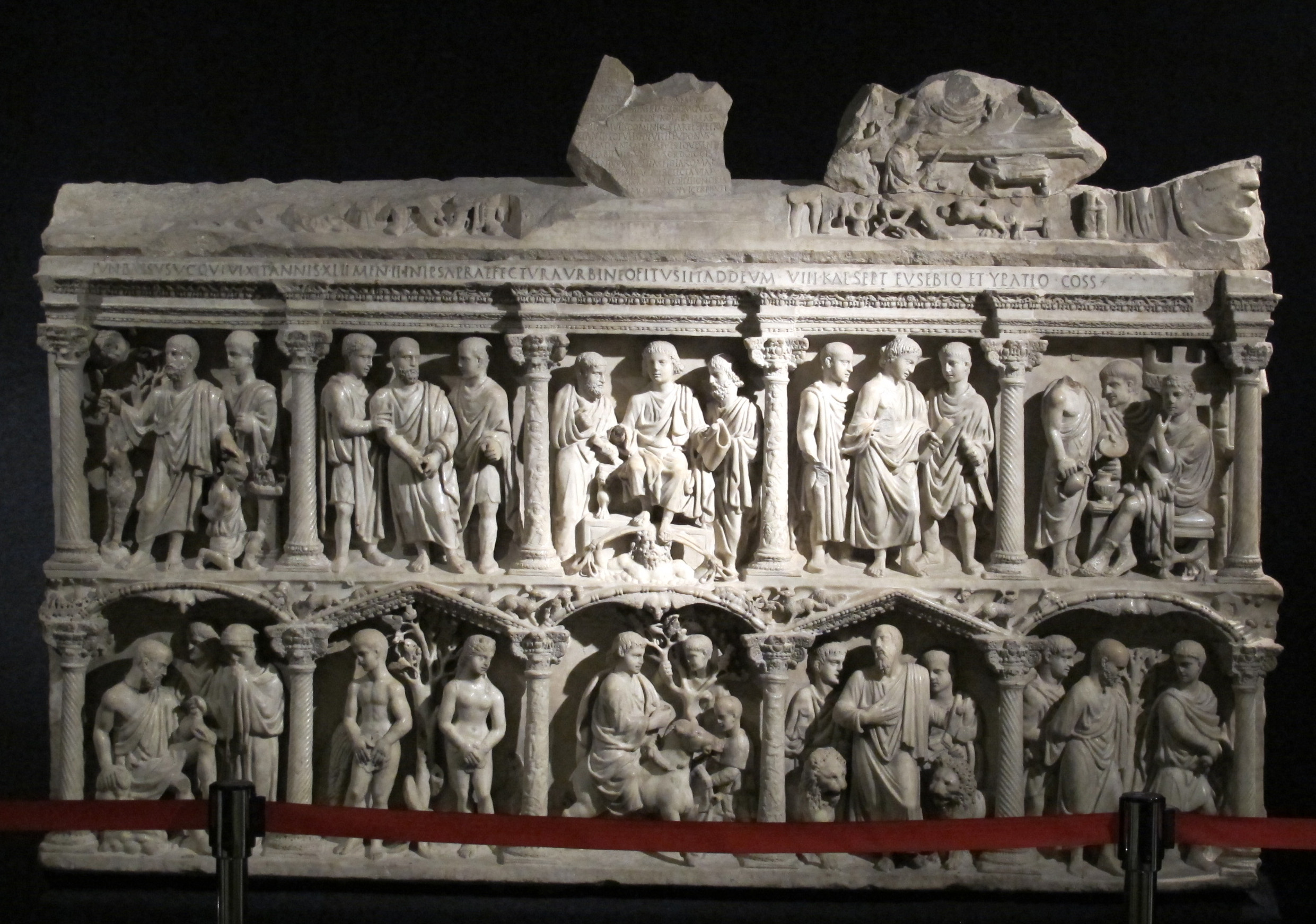
Sarcòfag de Juni Basso, segle iv
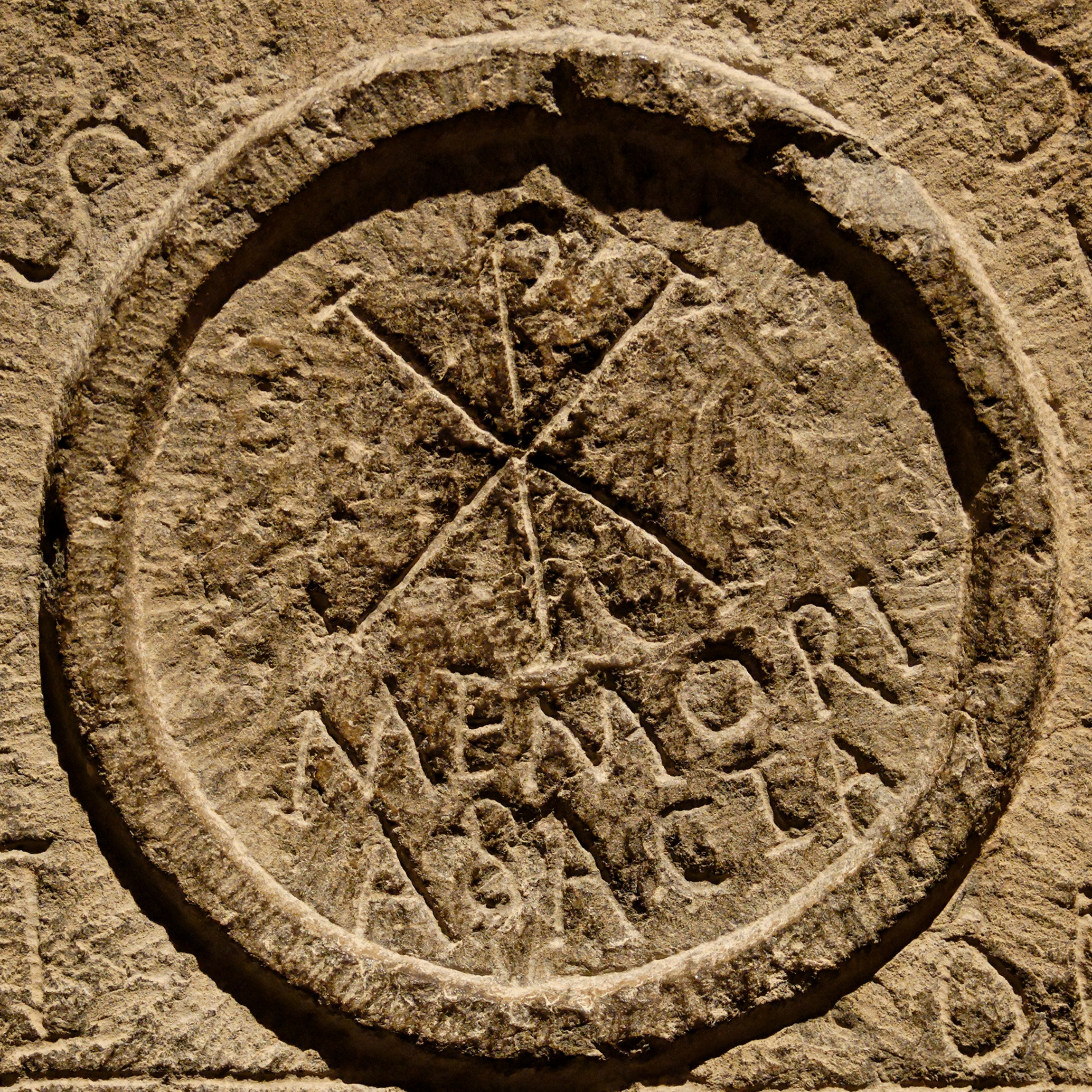
Crismó tallat en un altar del segle iv

Les escultures cristianes més antigues corresponen a sarcòfags i daten de principis del segle iii.
En arquitectura, a la fi del segle iv i al començament del segle v va aparèixer una tendència a suprimir les esglésies de formes irregulars per reemplaçar-les per esglésies de forma regular, és a dir, basíliques regulars, de tres naus amb un absis en un dels costats menors i en l'altre costat menor l'entrada enfront del cor. Així, en tot l'Imperi va quedar associat el concepte d'església amb el de basílica.
Amb la cristianització de l'imperi a partir de Constantí va sorgir la necessitat d'utilitzar edificis públics de gran capacitat per al culte.
Els temples de culte pagans preexistents no servien perquè les processons i sacrificis se celebraven a l'aire lliure i a l'interior només estava l'altar del déu. Les noves esglésies cristianes necessitaven un espai de major envergadura per contenir als fidels que s'apropaven a orar dins del temple. És per això que les esglésies no van prendre de model els temples pagans sinó que van prendre les grans sales de reunions públiques que ja eren conegudes amb el nom de basíliques.
La basílica, que fins llavors tenia una funció civil, va passar a ser utilitzada per a la reunió assembleària dels cristians (ekklesia -"assemblea"-, església). La planta basilical (una nau central rectangular, orientada cap a un absis que reprodueix la forma d'un arc de triomf) va passar a ser la de les noves esglésies. Altres edificis, de funció religiosa ben diferent, es van caracteritzar per la seva planta centralitzada: baptisteris (per celebrar el sagrament del baptisme, separat de les esglésies pel costum iniciat en temps de la clandestinitat, quan era convenient no confiar als catecumens la localització de les catacumbes on se celebraven les reunions) i mausoleus.

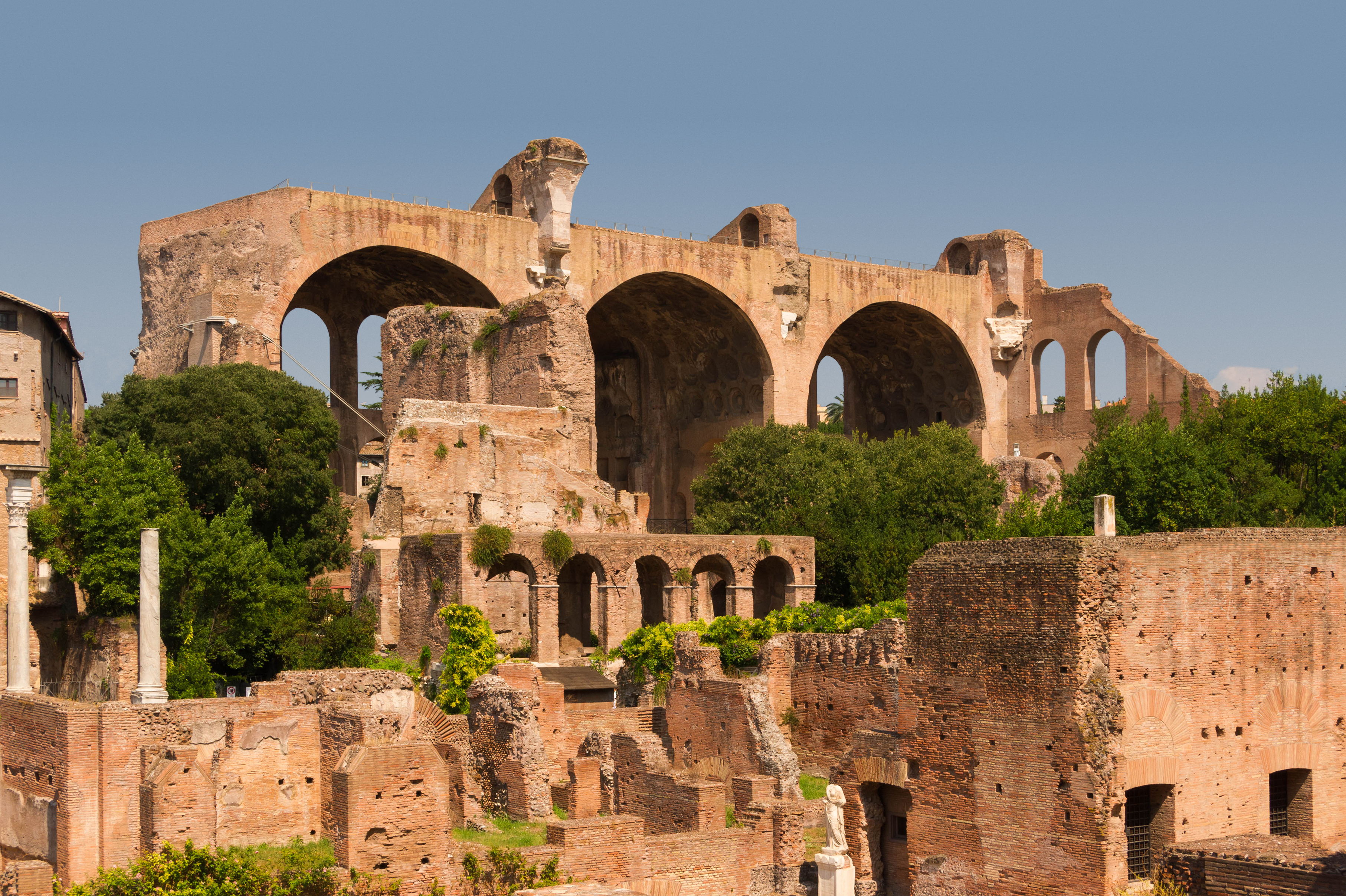
Ruïnes de la Basílica de Constantí, el model arquitectònic d'església cristiana.
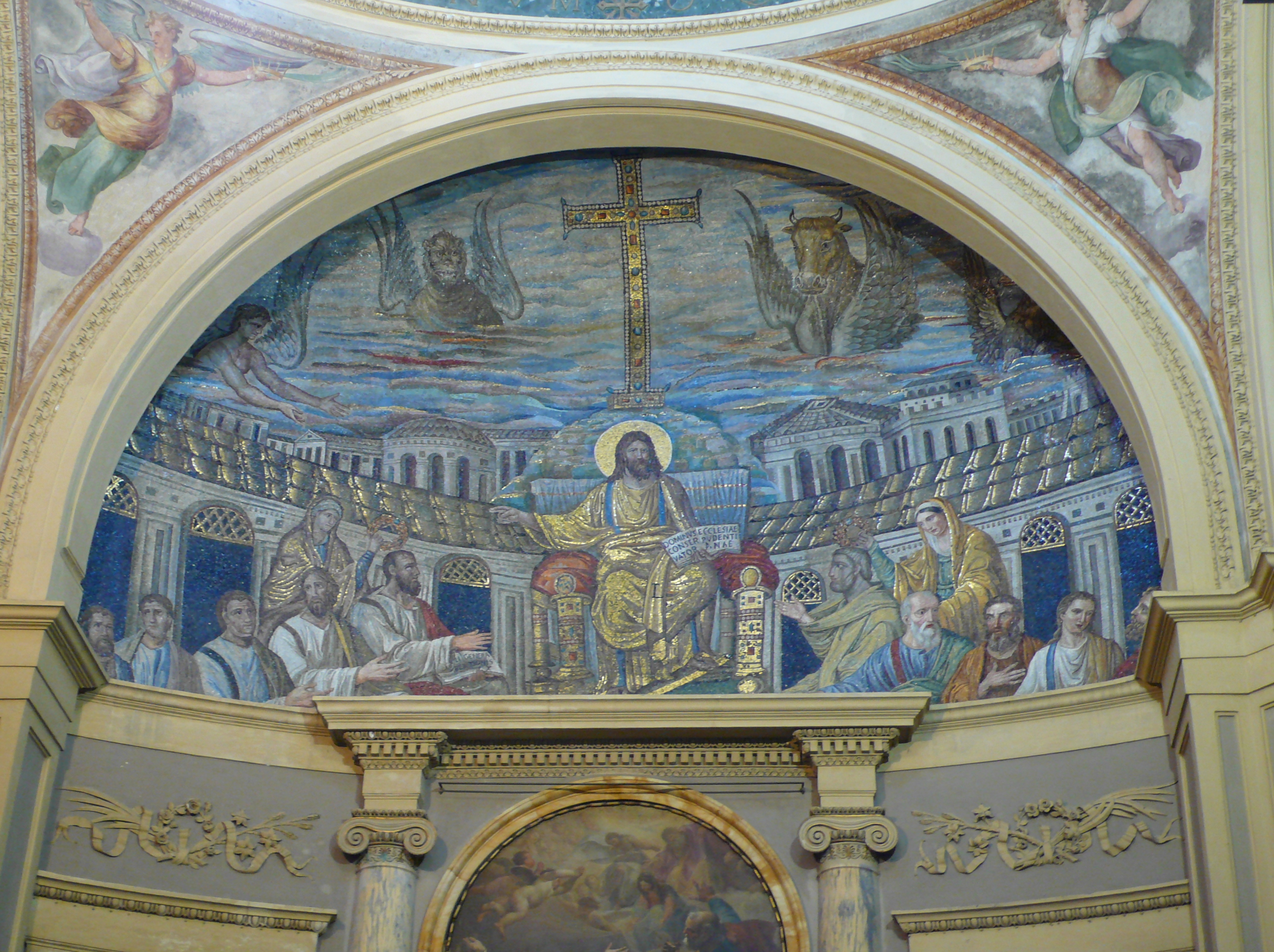
Absis de la Basílica de Santa Pudenciana, datat cap al 390, és el més antic mosaïc absidial de Roma. Està molt restaurat.
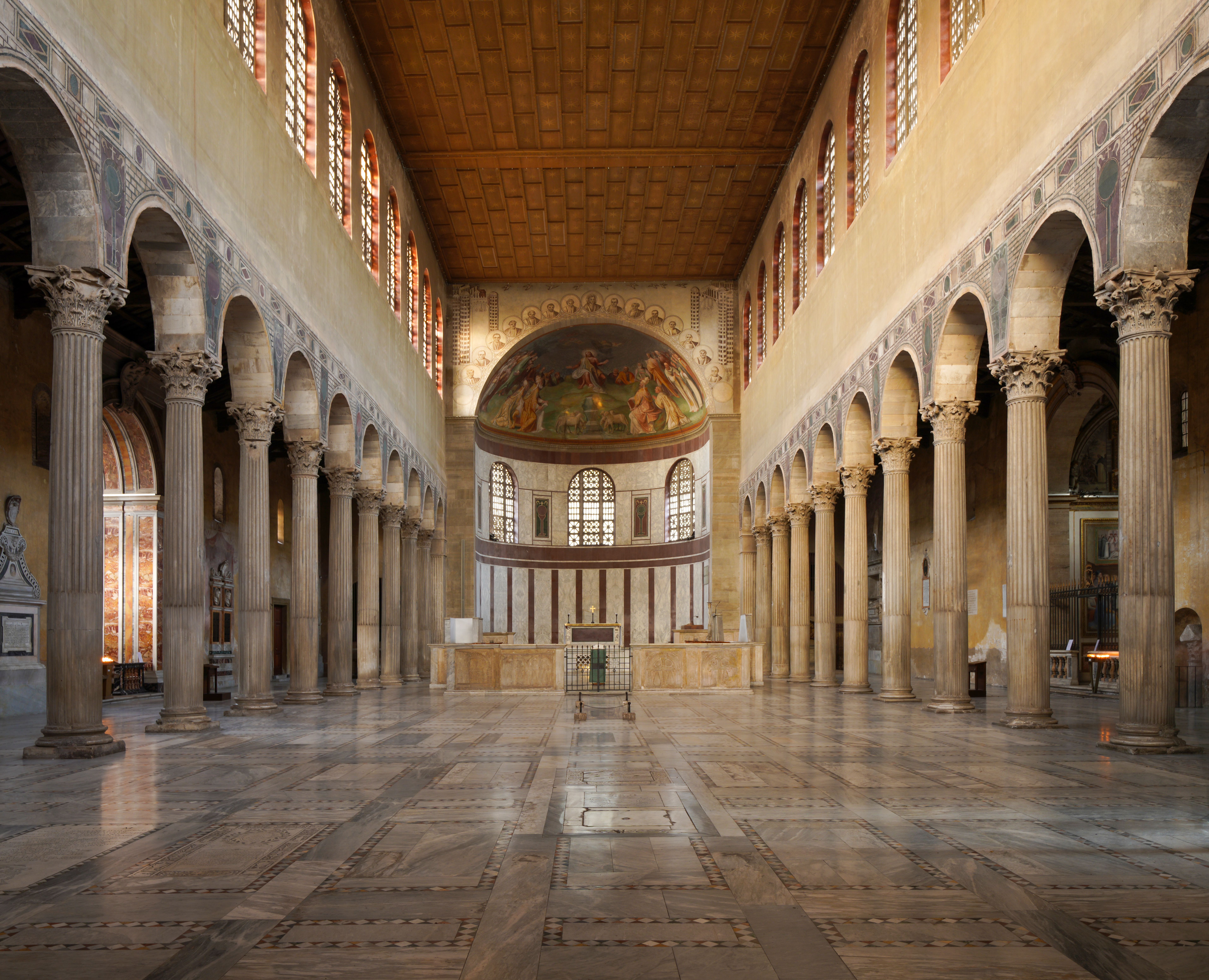
Basílica de Santa Sabina, Roma, construïda el 432.
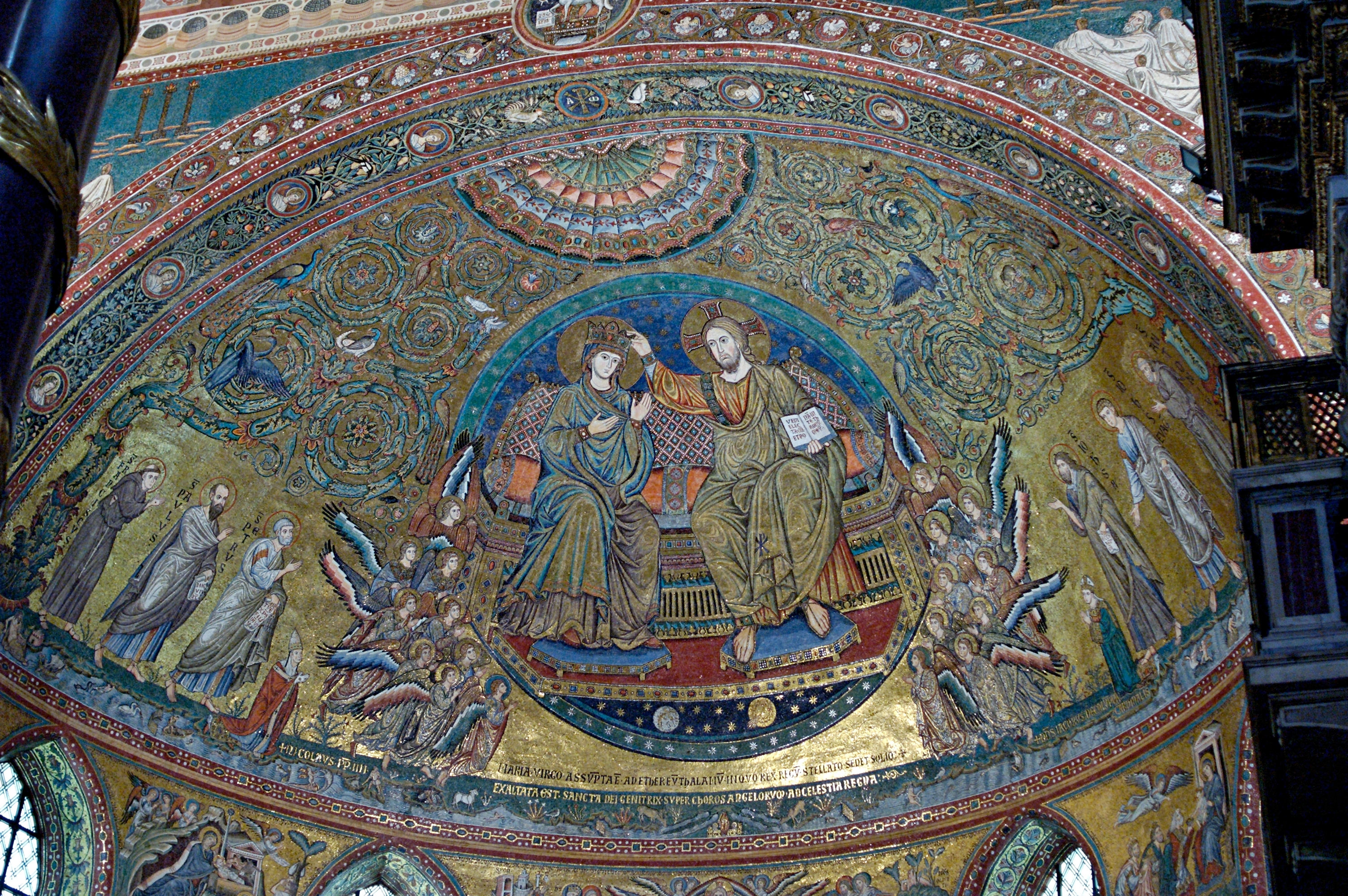
Absis de Santa Maria Maggiore, Roma. Original del segle v, va tenir una intervenció molt ampla al XIII.
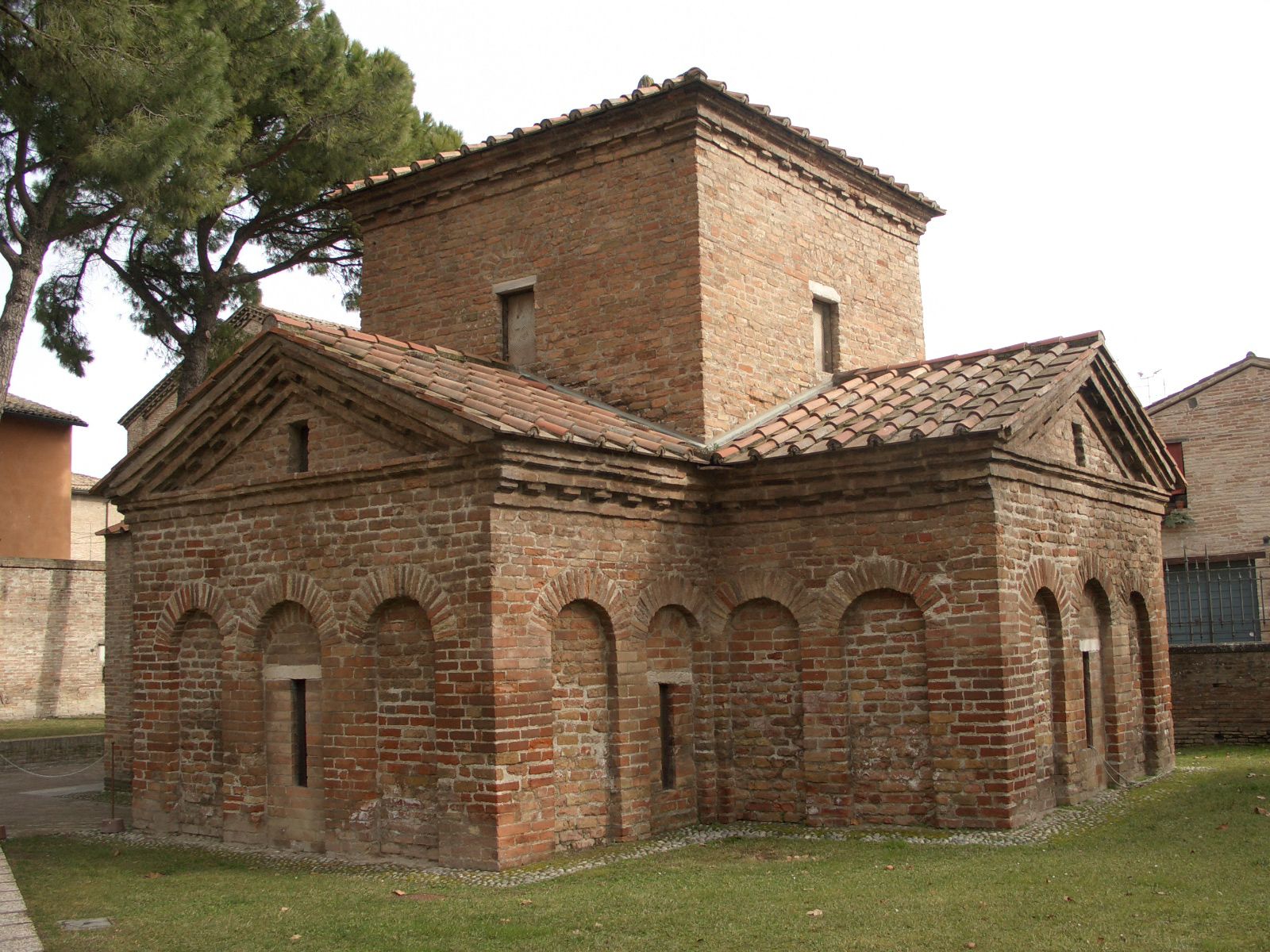
Exterior del mausoleu de Gal·la Placídia, Ravenna, segle v.
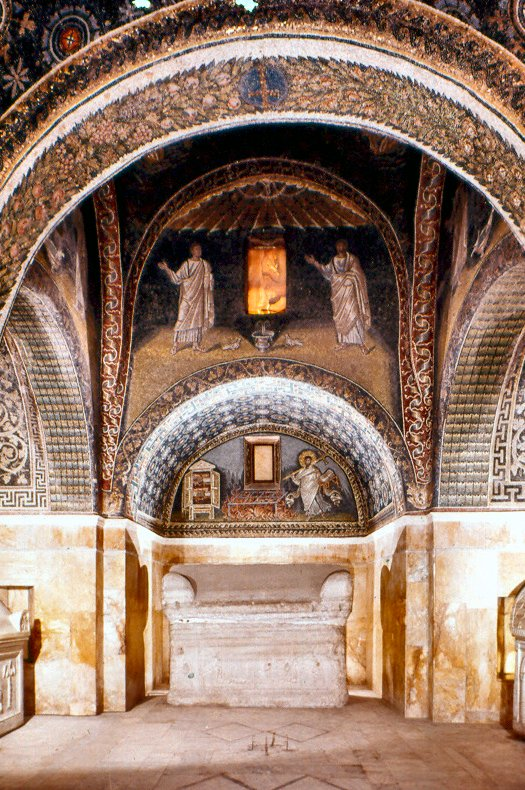
Interior del mausoleu de Gal·la Placídia.

La pintura estava representada en murals, mosaics i miniatures. Les esglésies es decoraven amb paviment de mosaics. Els temes cristians apareixien com a al·legories. A la nau de l'església-basílica col·locaven una catifa de mosaics amb una il·lustració al·legòrica de com la terra era portada a la fe de Crist. Les més importants daten del segle vi però després es va abandonar la realització d'escenes religioses a terra per no haver de trepitjar-les.
La miniatura era utilitzada als manuscrits amb l'objectiu que s'entengués millor el text, especialment per als analfabets. Entre el segle ii i el segle iv el rotllo de papir va ser abandonat a favor del còdex de pergamí que podia ser cosit i enquadernat. Això permetia realitzar importants pintures en miniatura. Del segle iv daten el còdex «Vergilius Vaticanus» i el còdex «Vergilius Romanus», ambdós manuscrits de Virgili, conservats a la Biblioteca Apostólica Vaticana. Els manuscrits religiosos conservats són posteriors al segle vi. En la Biblioteca Nacional de Viena existeix un exemplar del «Gènesi». Existeix una bíblia grega del segle vi al British Museum però va resultar molt danyada a l'incendi de 1731 de la biblioteca de sir Robert Cotton i només es poden veure fragments. Altres manuscrits conservats són els «Evangelis» de Sínope i de Rossano, el «Codex Sinopensis», els «Evangelis» del segle vi de Rabula, escrits en llengua siríaca i conservat a la Biblioteca Laurenziana de Florencia i alguns manuscrits conservats a la Biblioteca Nacional de París.
Els habitants de l'Imperi Romà portaven vestits ornamentados amb imatges evangèliques en teixits de luxe, policroms. Aquests teixits eren utilitzats tant per vestir-se com per adornar edificis amb tapissos de llana i seda policromats. Finalment, el clergat es va oposar però encara es conserven aquests teixits amb escenes religioses als vestits sacerdotals i fragments de tapisseria decorada al Museum of Fine Arts de Boston, el Museu dels Teixits de Lió, el Museu del teixit de Washington i el Museu del teixit de Dumbarton.

### Art de l'edat mitjana

#### Art romà d'Orient

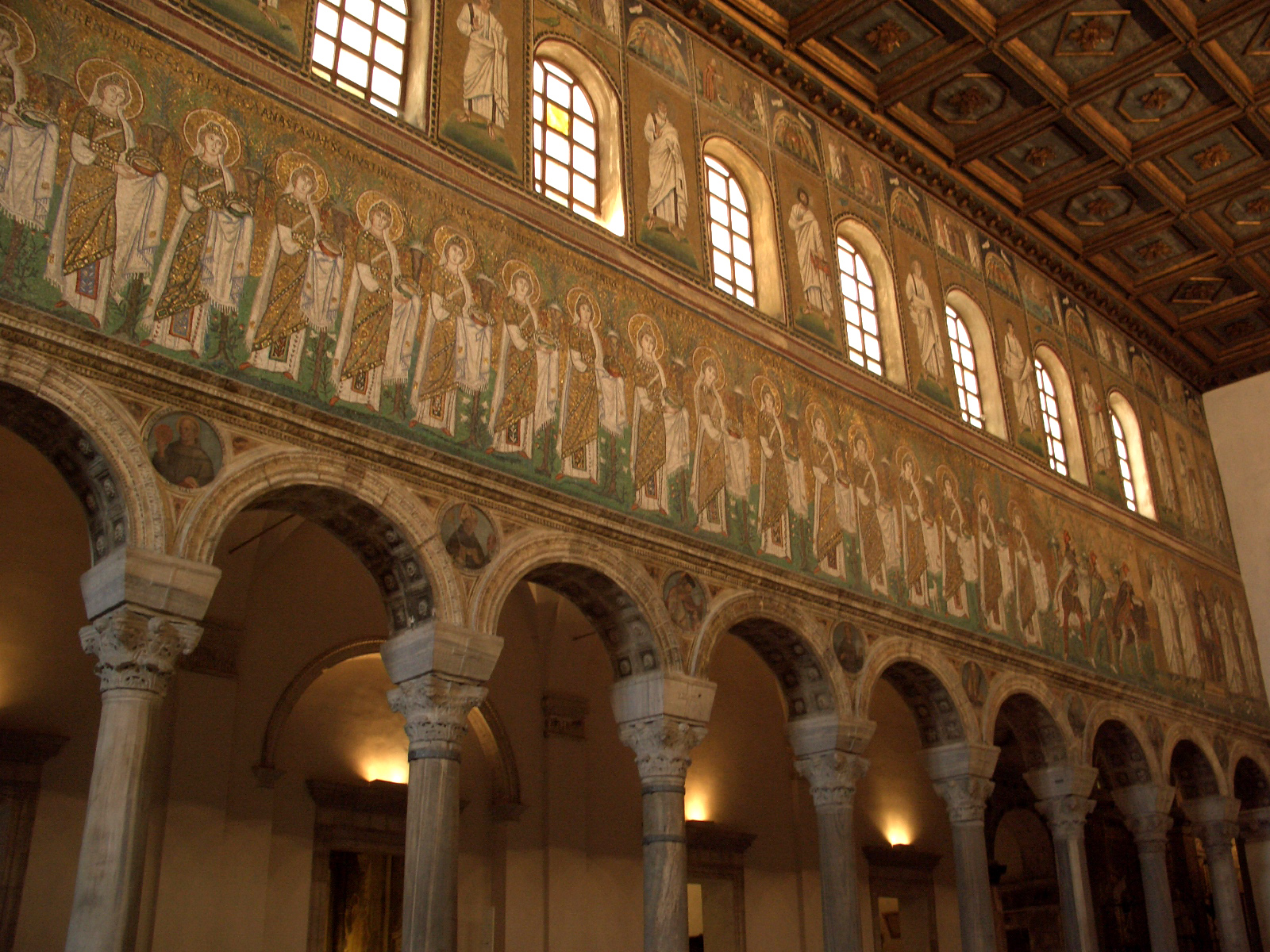
Basílica de Sant Apol·linar el Nou, Ravenna. Fundada per Teodoric el Gran per al culte arrià el 505.
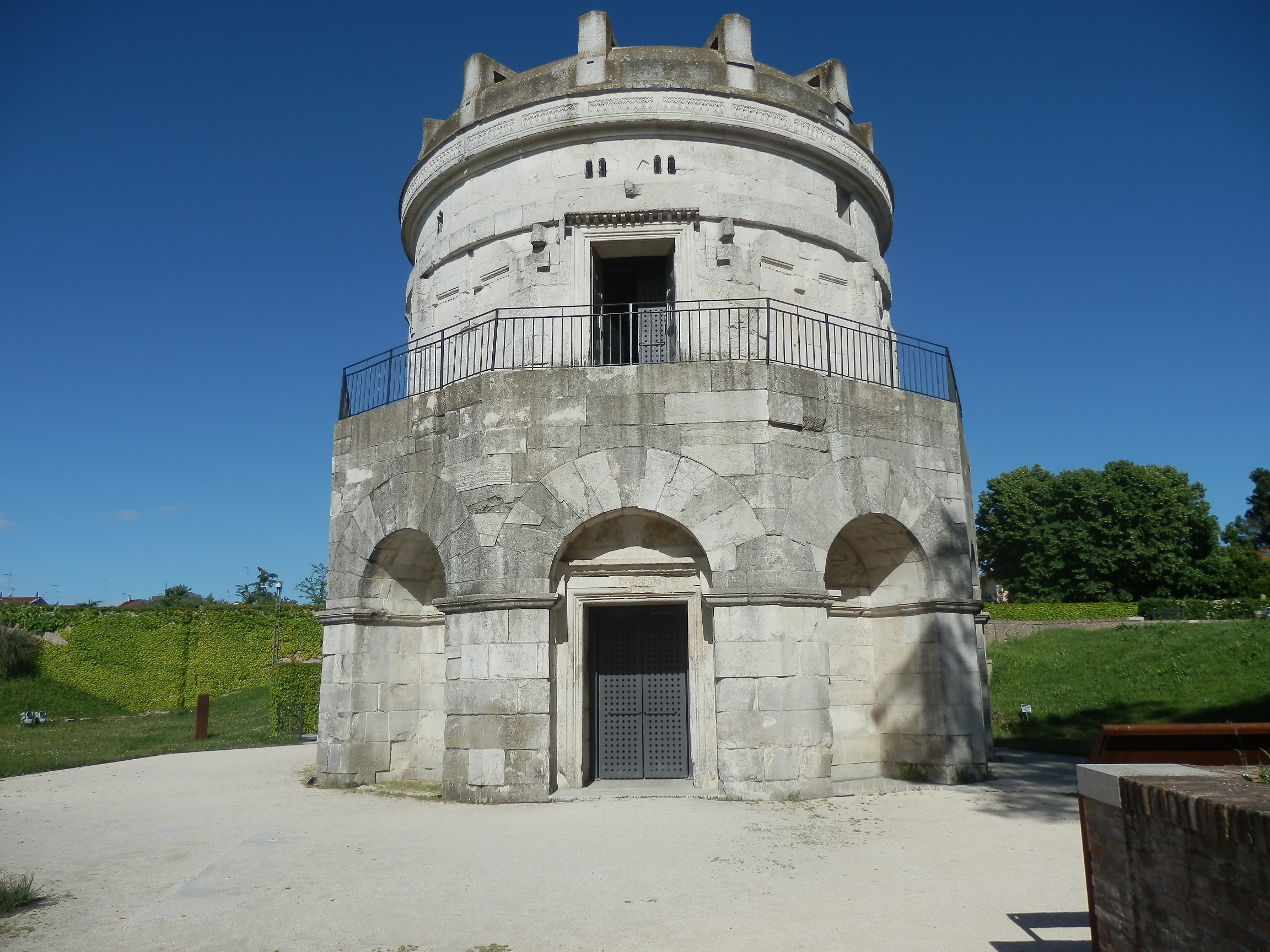
Mausoleu de Teodoric, Ravenna, ca. 520.
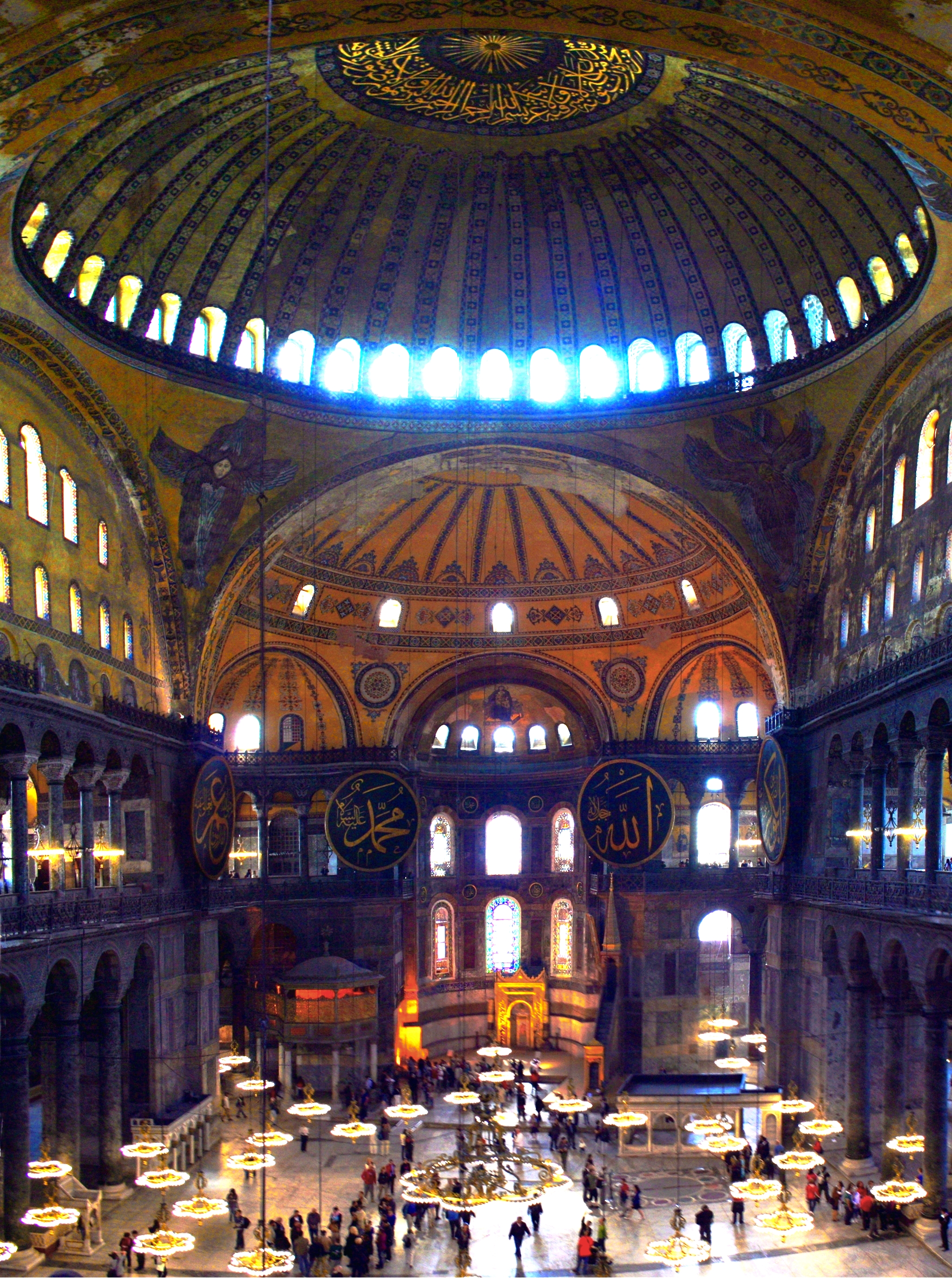
Santa Sofia, Constantinoble, inaugurada per Justinià I el 537.
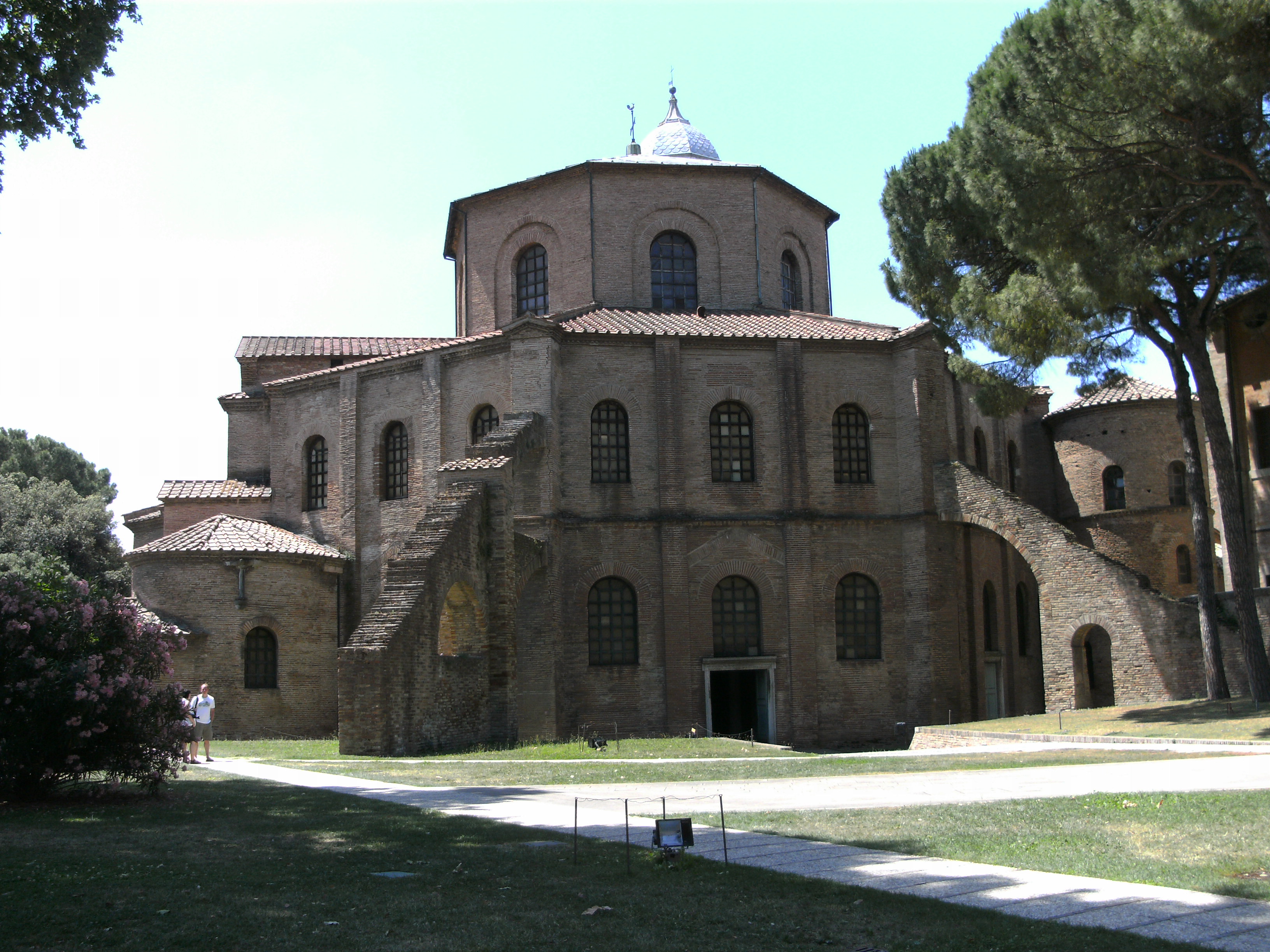
Exterior de la basílica de Sant Vidal de Ravenna. Fundada el 547.
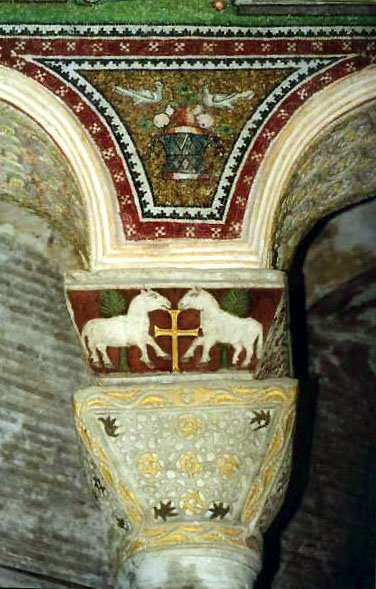
Anyells i creu en un cimaci. Interior de Sant Vital.
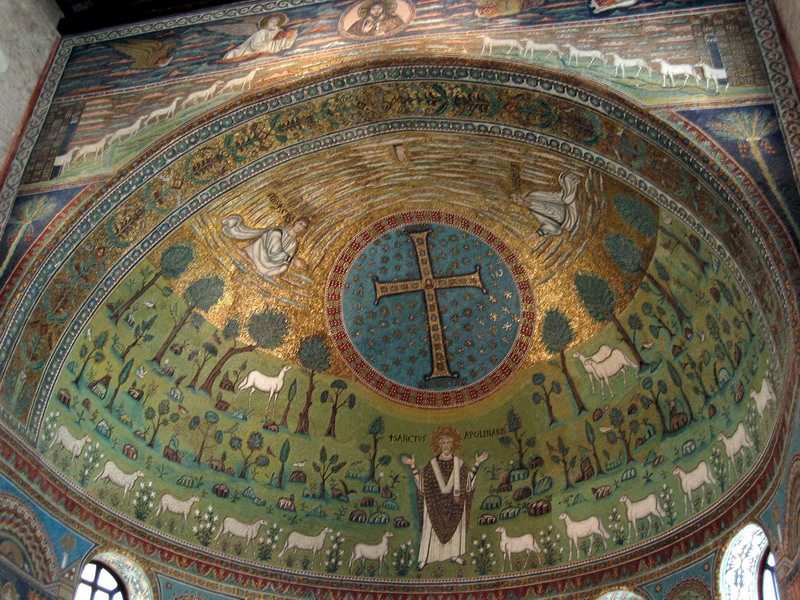
Mosaic de l'absis de la basílica de Sant Apol·linar in Classe, Ravenna. Fundada el 547.
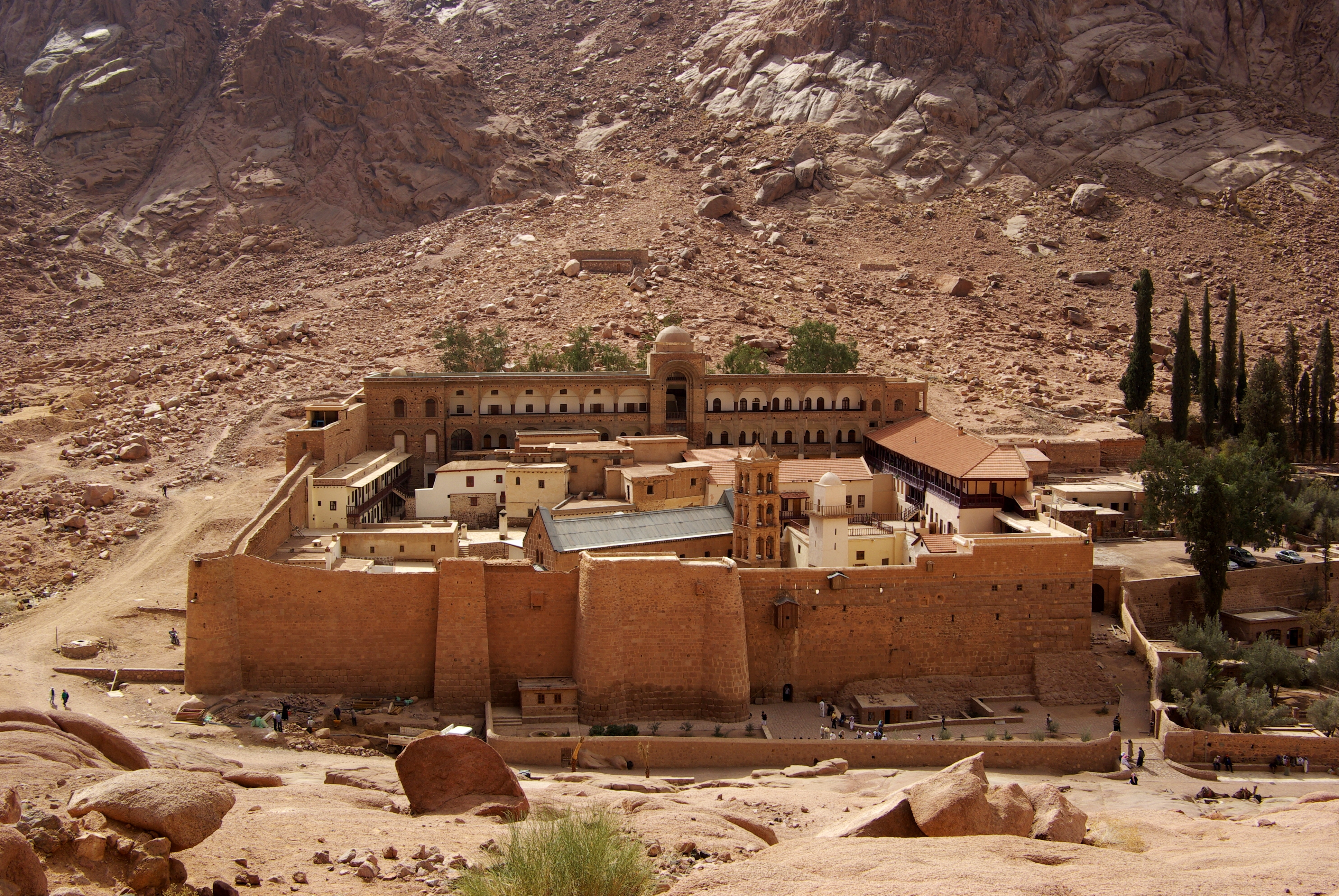
Monestir de Santa Caterina del Sinaí. Fundat al segle vi.
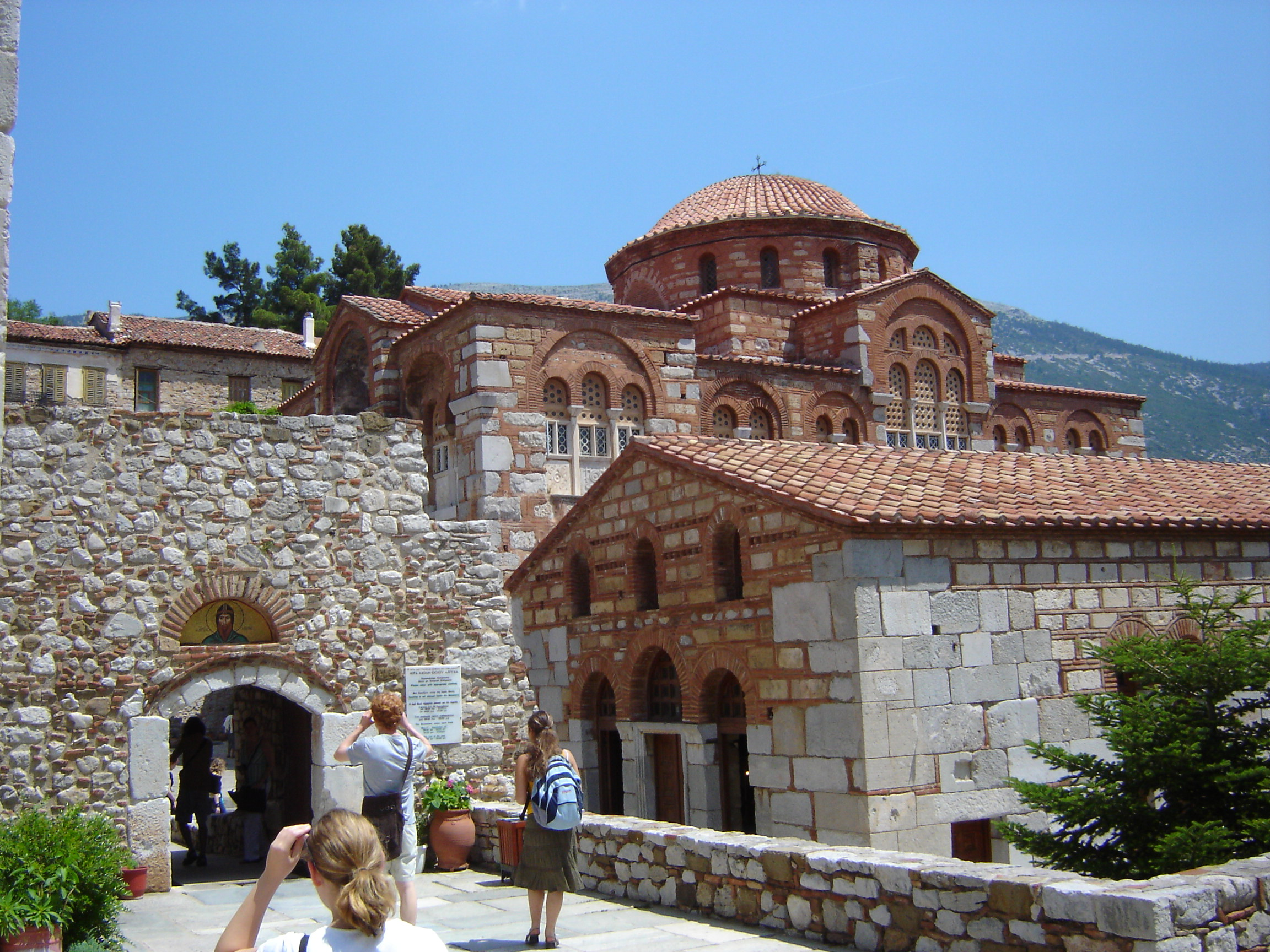
Monestir d'Osios Loukas, construït el 1011.
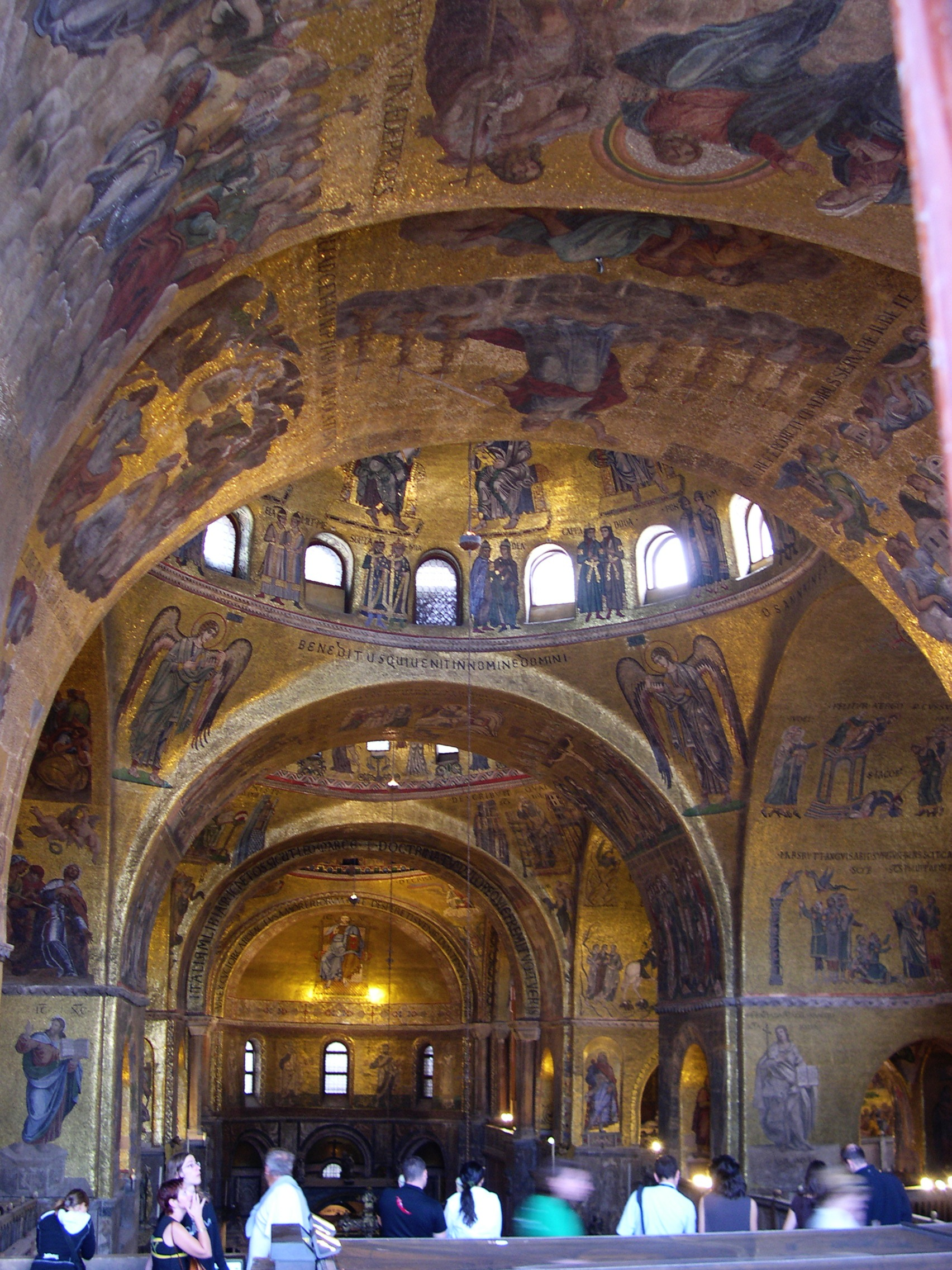
Sant Marc de Venècia, romànic i romà d'Orient
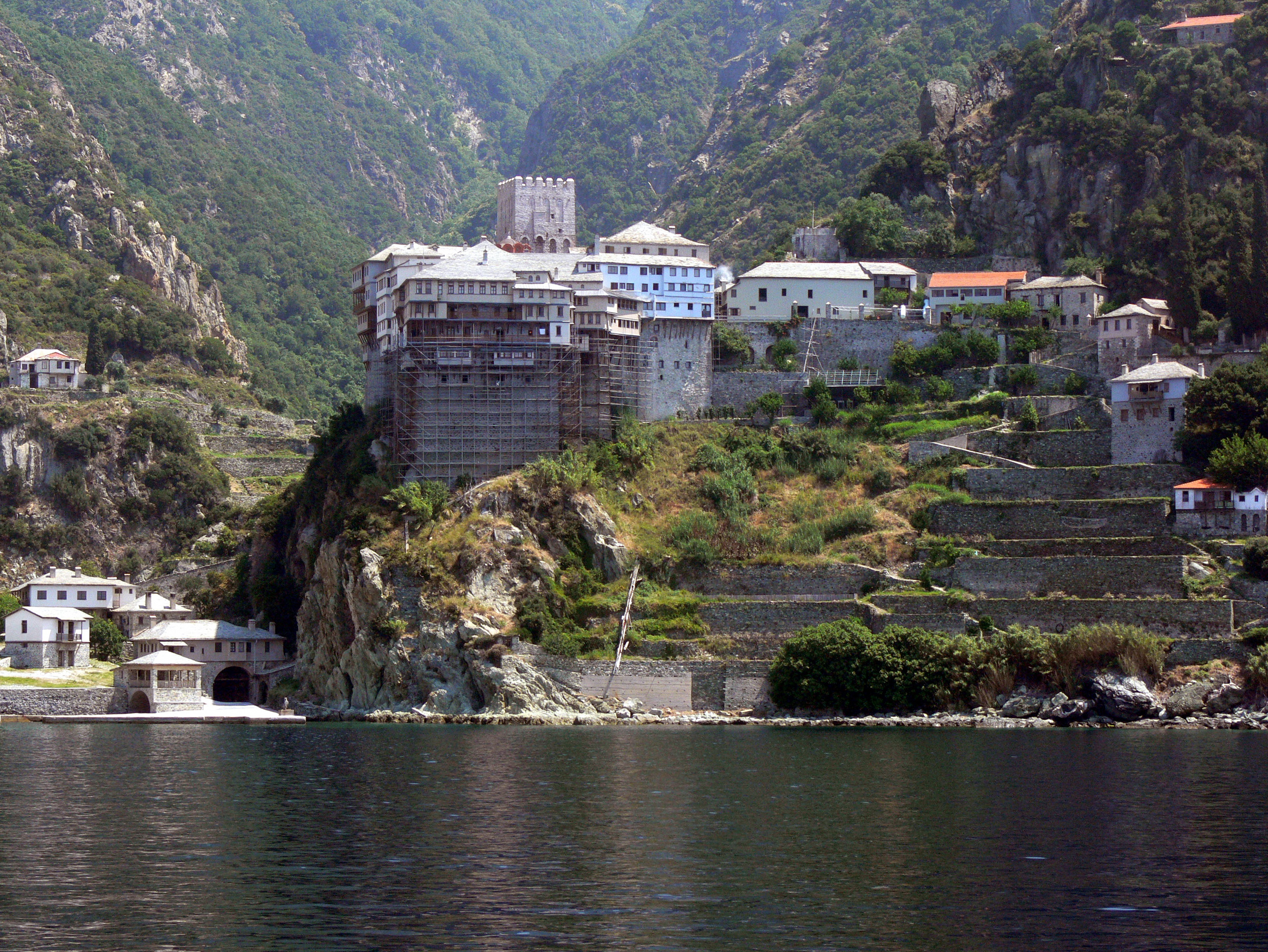
Monestir de Dionís, un dels del Mont Atos, fundat el 1375.

Bona part de l'art europeu supervivent a la caiguda de l'Imperi Romà és art cristià. Mentre que l'estructura política de l'Imperi Romà d'Occident essencialment va col·lapsar després de la caiguda de Roma, la seva jerarquia religiosa (el que avui és l'Església Catòlica Romana) va patrocinar i donar suport a la producció d'art sacre. L'Església Ortodoxa de Constantinoble gaudia d'una major estabilitat dins de l'Imperi Romà d'Orient i va ser clau en el patrocini d'arts a la seva zona d'influència i en la glorificació del cristianisme.

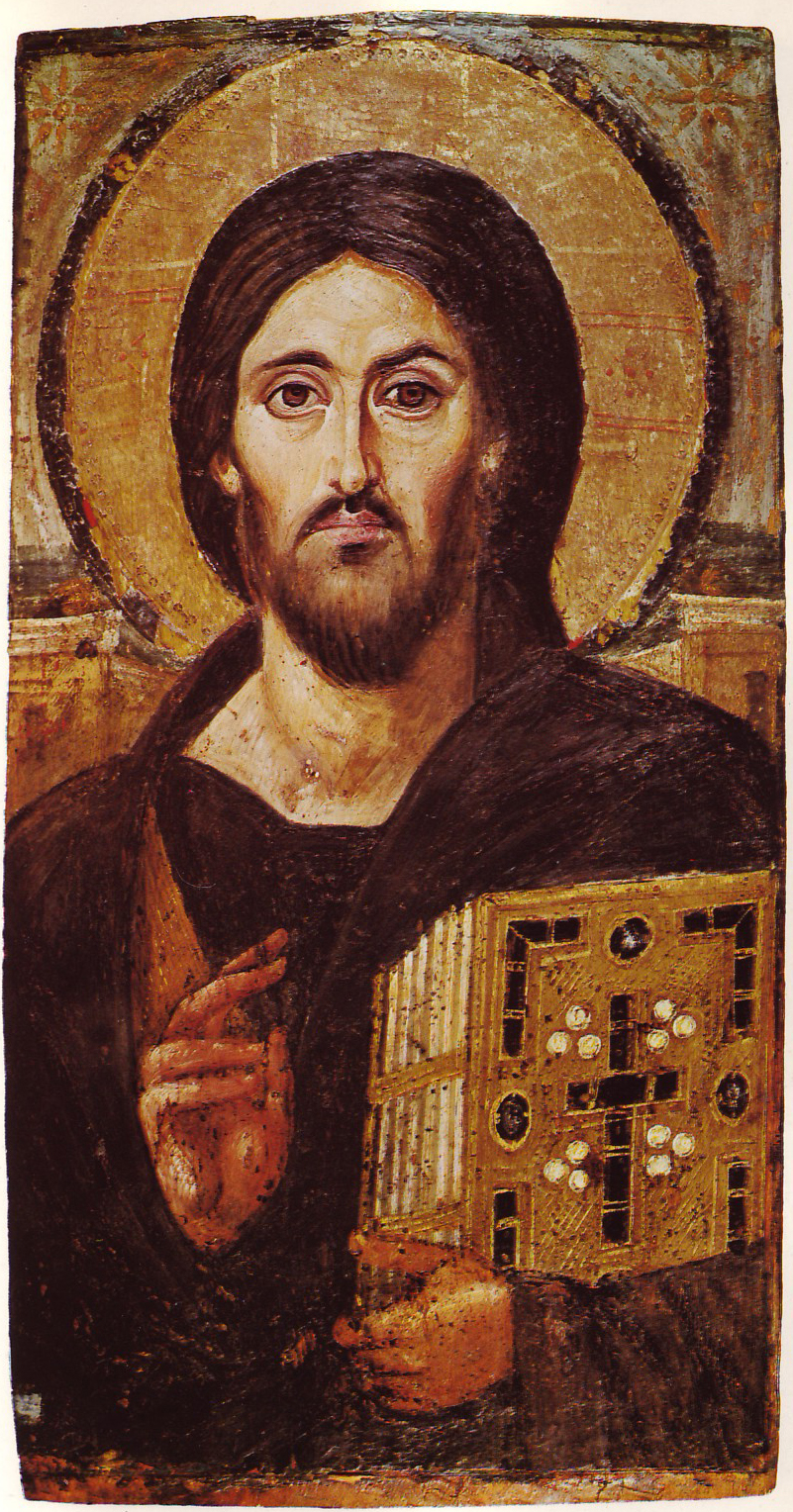
Icona de Crist com Pantocràtor ("totpoderós" o "el que tot ho governa", beneint amb la mà dreta i portant els Evangelis a l'esquerra), en encàustica, segle vi.
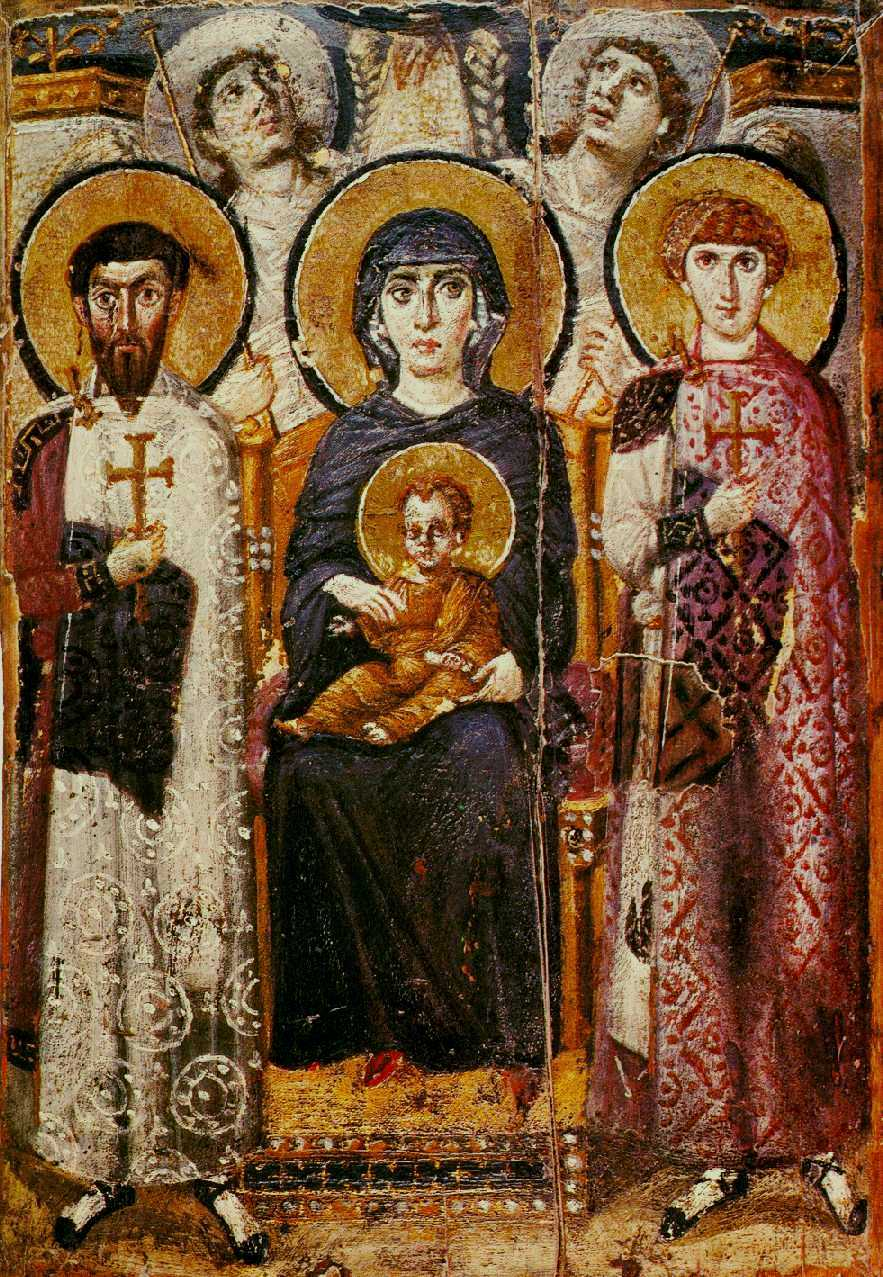
Theotokos (la Mare de Déu, entronitzada i ella mateixa com a tron de Crist) amb àngels i els sants Jordi i Teodor, ca. 600.
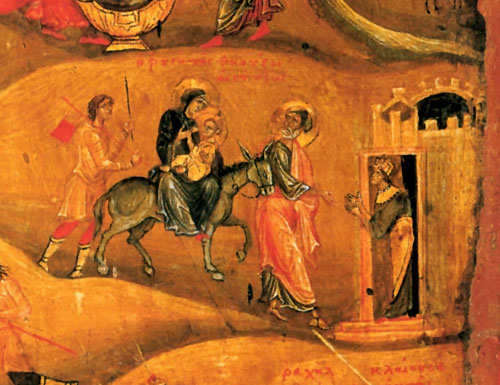
Fugida a Egipte, segle xii.
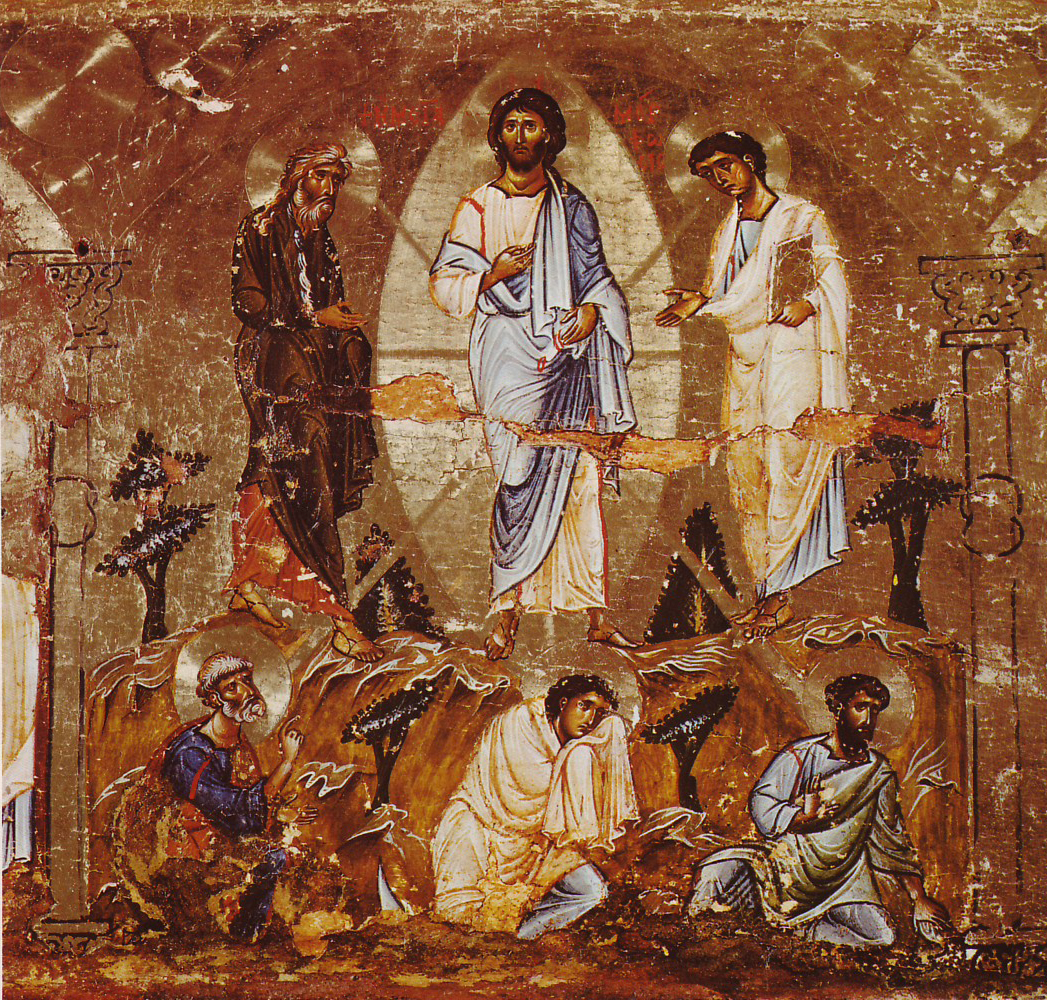
Transfiguració de Jesús, segle xii.
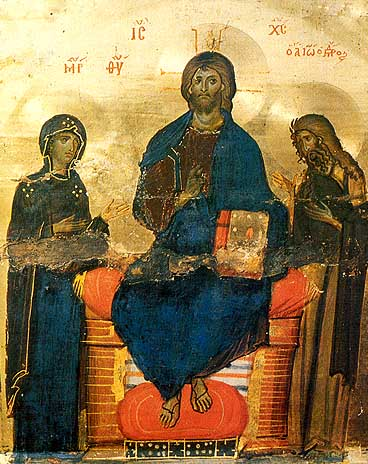
Deisi (Crist Majestat flanquejat per la Mare de Déu i Sant Joan Baptista).
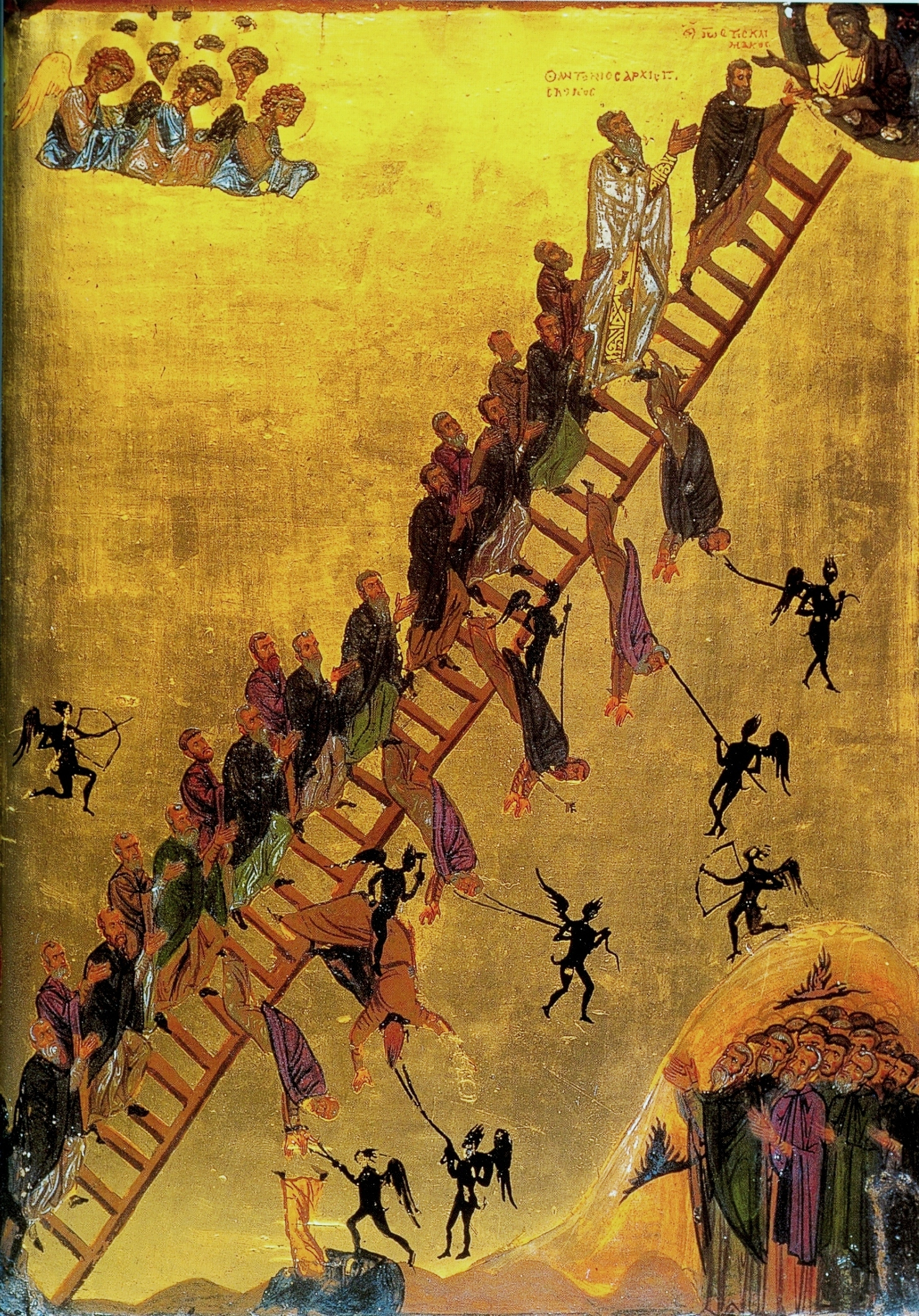
L'escala del Paradís, segle xii.
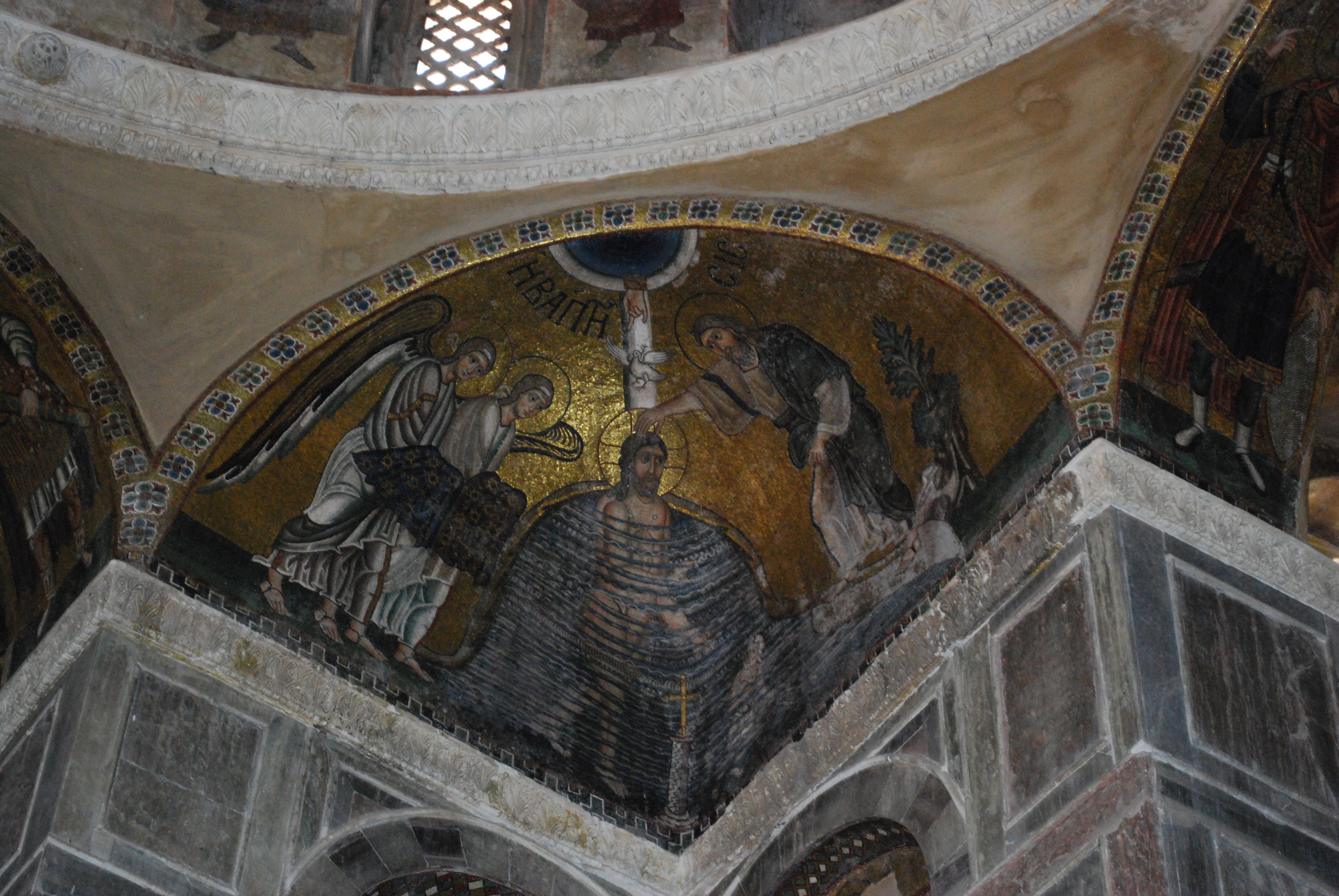
Baptisme de Crist, mosaic en una petxina d'Hosios Lukas.
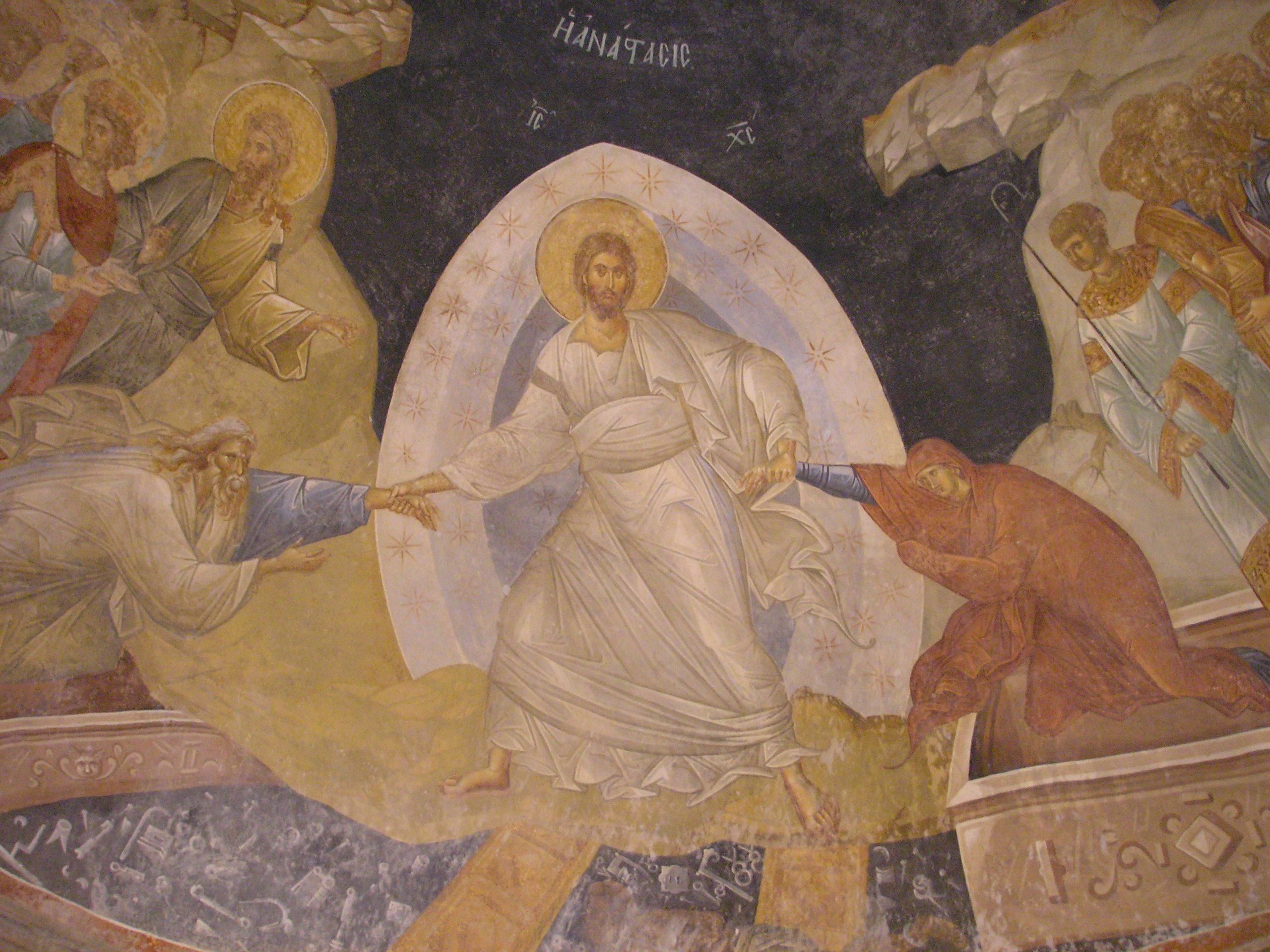
Anàstasi (descens de Crist als inferns després de la seva resurrecció), fresc al paraclession de l'església de Sant Salvador de Cora, 1321.
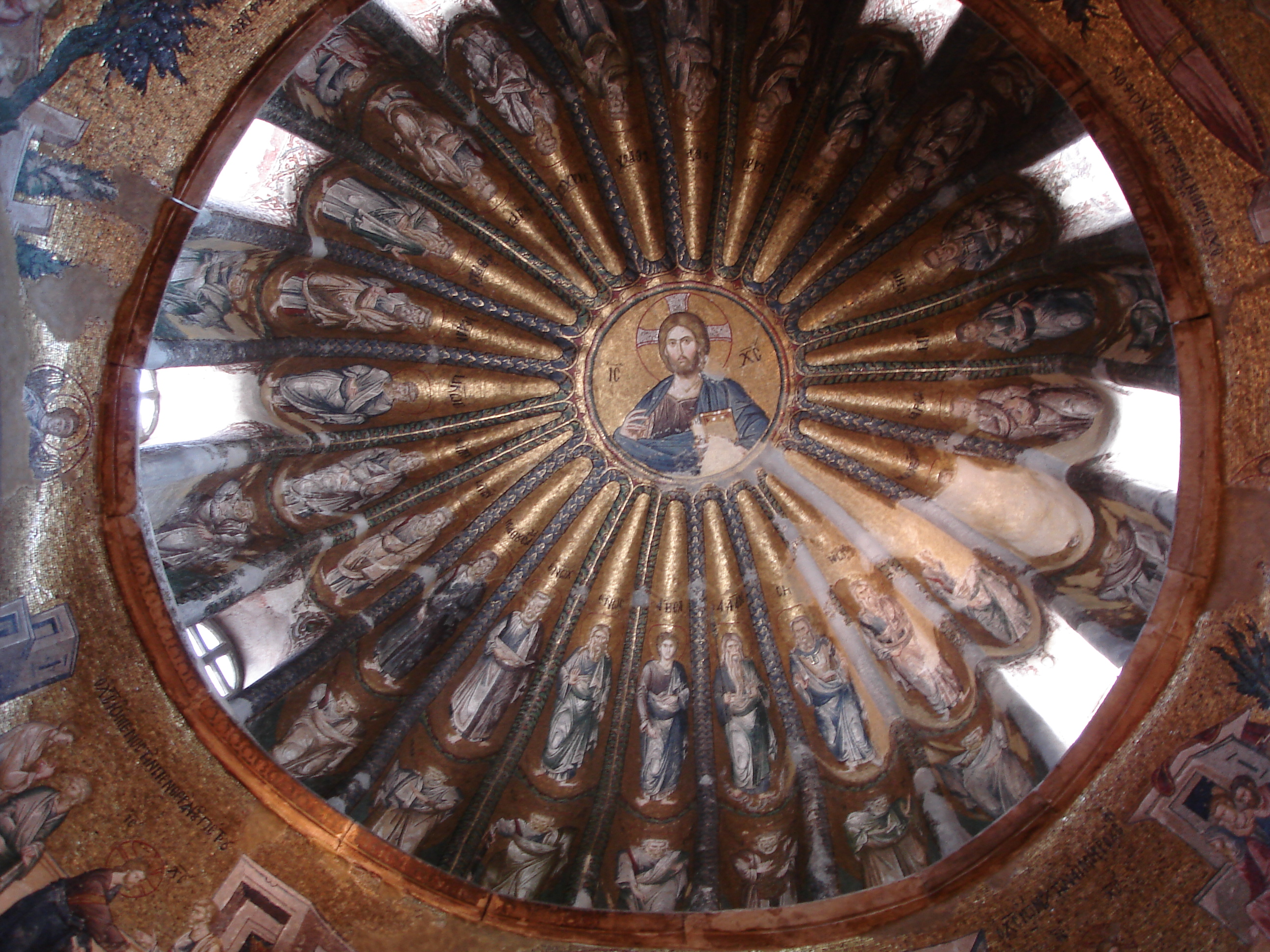
Genealogia de Jesús i Pantocràtor al mosaic de la cúpula sur de l'exonarthex, Khora.
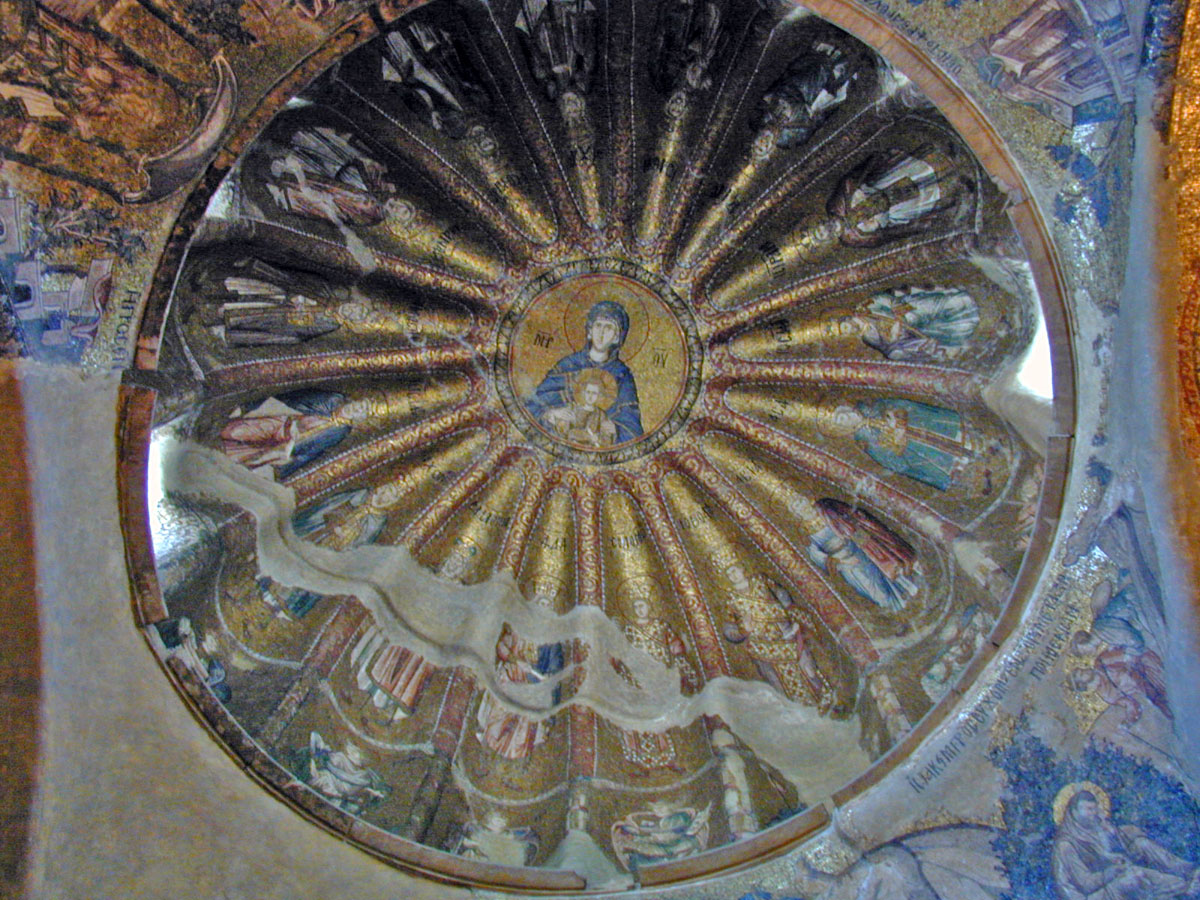
Genealogia de la Mare de Déu i Theotokos al mosaic de la cúpula nord de l'exonarthex, Khora.

Durant el desenvolupament de l'art cristià en l'Imperi Romà d'Orient, una estètica més abstracta va reemplaçar al naturalisme prèviament establert per l'art hel·lenístic. Aquest nou estil va ser hieràtic significant això que el seu propòsit primari era comunicar el significat religiós més que representar exactament als objectes i les persones. La perspectiva realista, proporció, llum i color van ser ignorats en favor de la simplificació geomètrica de les formes, la perspectiva invertida i l'ús de convencions estandarditzades per retratar a individus i esdeveniments. La controvèrsia sobre l'ús d'imatges greus, la interpretació del segon manament i la crisi de la iconoclàstia romana d'Orient van portar a una estandardització de les imatges religioses dins de l'Ortodòxia Oriental.

##### Influència de l'art romà d'Orient a Europa oriental i a Àfrica
Els pobles eslaus van ser cristianitzats des d'occident per Roma i des del sud per Constantinoble (predicació de Ciril i Metodi. Búlgars, serbis i russos van estar entre els que van passar a dependre religiosa, artísticament i culturalment del món romà d'Orient. A la caiguda de Constantinoble, Moscou va reclamar ser la Tercera Roma. Les convencions estereotipades de les icones romanes d'Orient es van perpetuar en la pintura russa, i l'arquitectura russa va tenir la romana d'Orient com a principal influència.

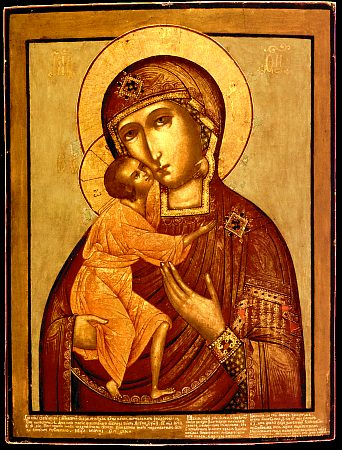
L'anomenada Theotokos Fyodorovskaya ("Verge de Sant Teodor") o Verge negra, un model d'icona russa del segle x (versió del pintor Gueorgui Abràmov, 1703)
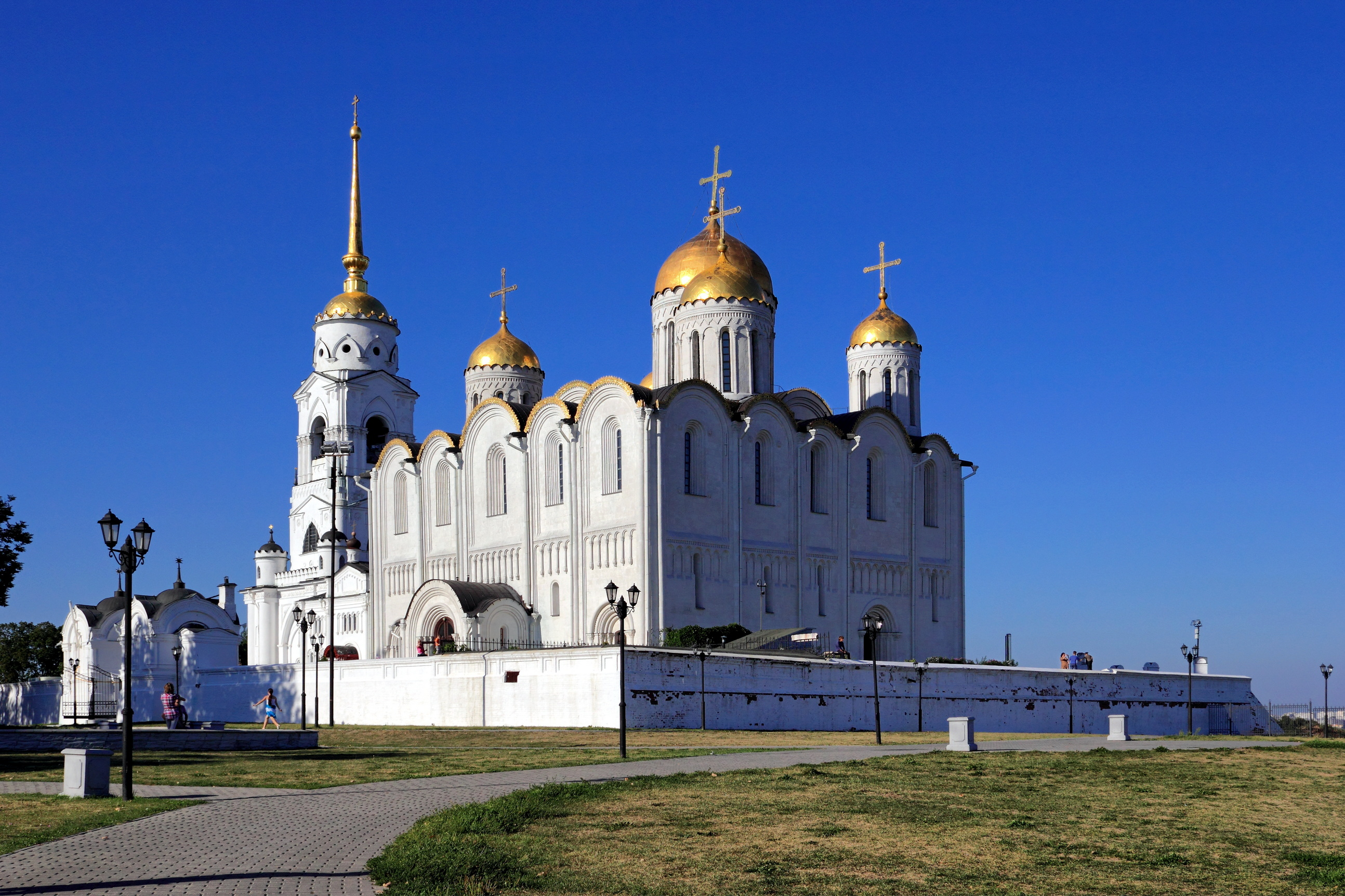
Catedral de la Dormició (Vladímir), siglo XII.
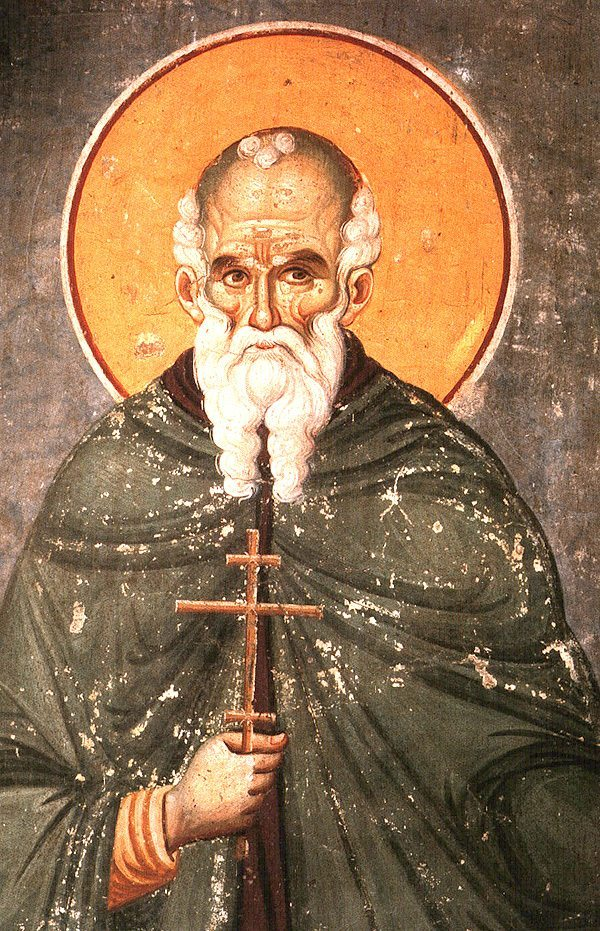
Atanasi d'Atos, el fundador de la república monàstica d'Atos, en una icona russa del segle xvi.
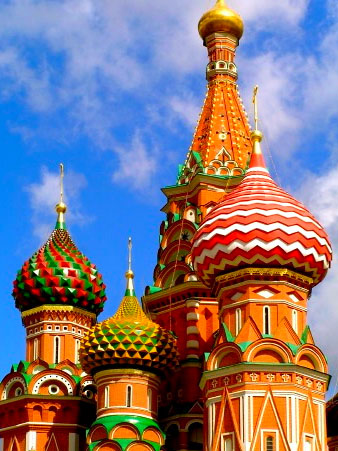
Sant Basili de Moscou, construït el 1561.
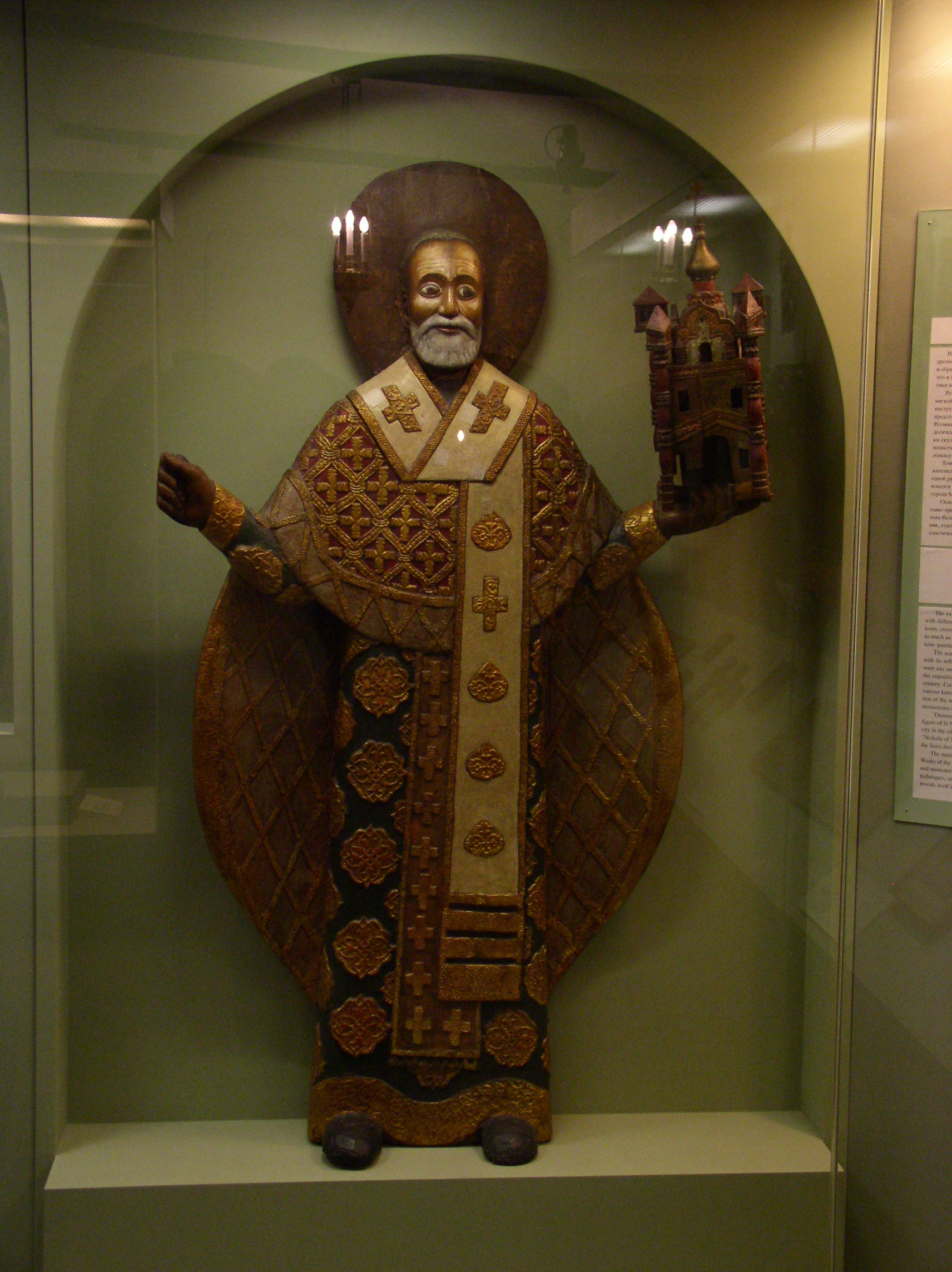
Sant Nicolau de Mozhaisk, escultura russa del segle xvii basada en un model medieval.
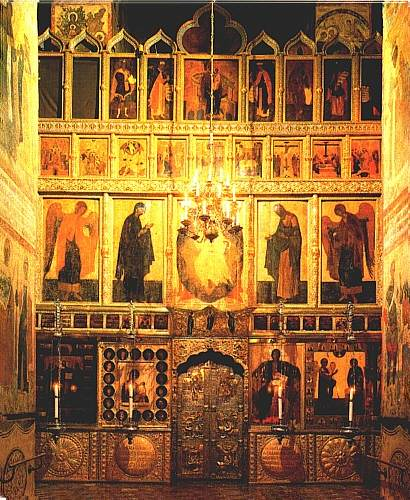
iconòstasi de la catedral de l'Anunciació, de Moscou.
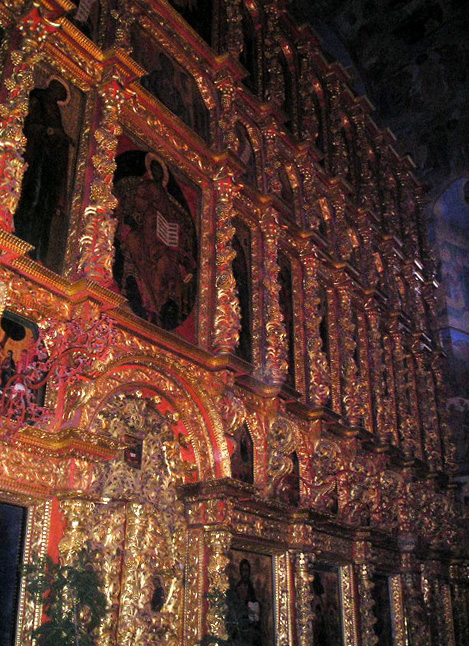
iconòstasi del monestir Ipàtiev.
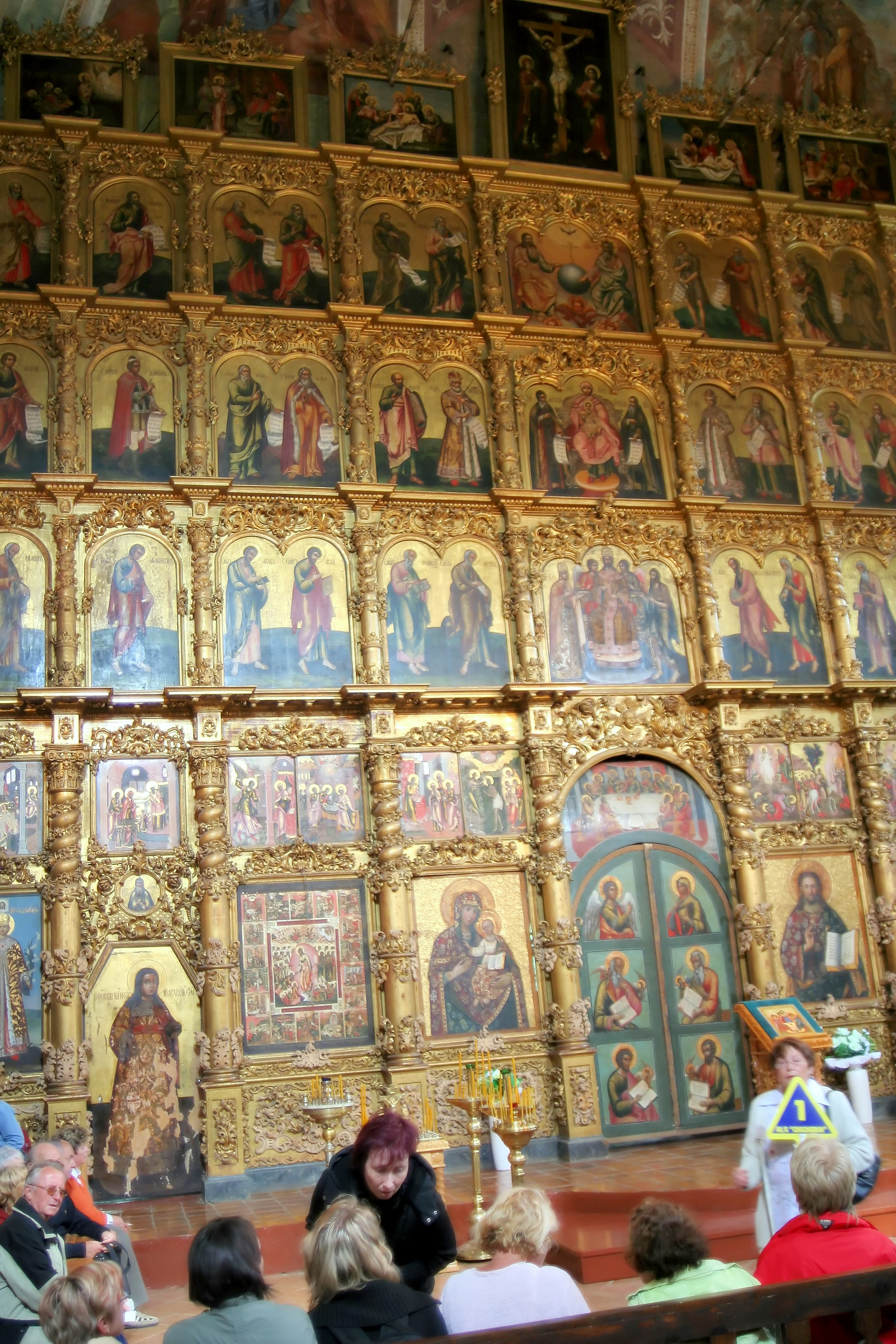
Iconòstasi de la catedral de la Transfiguració d'Uglich.
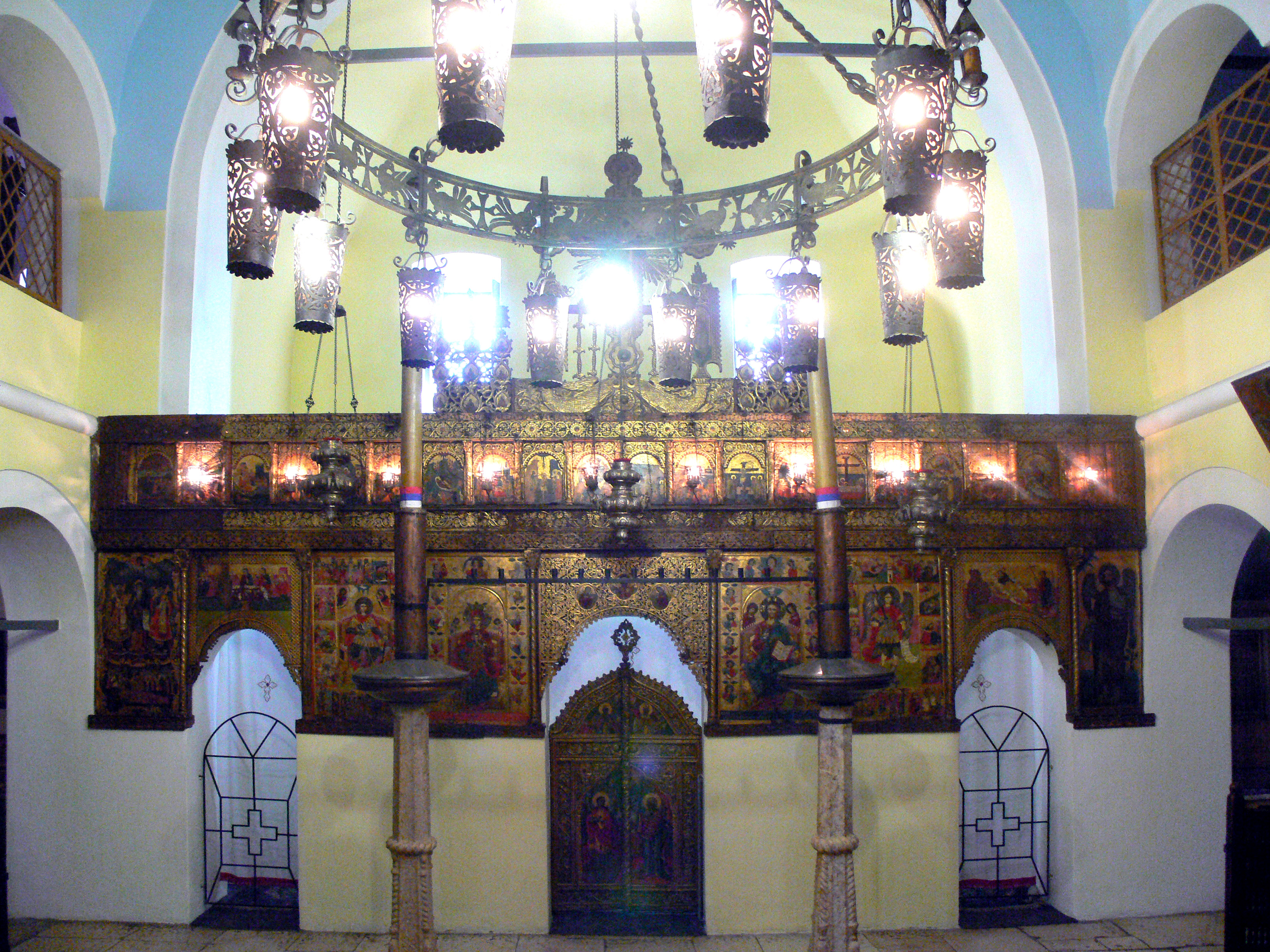
Iconostasis de la catedral ortodoxa antiga de Sarajevo
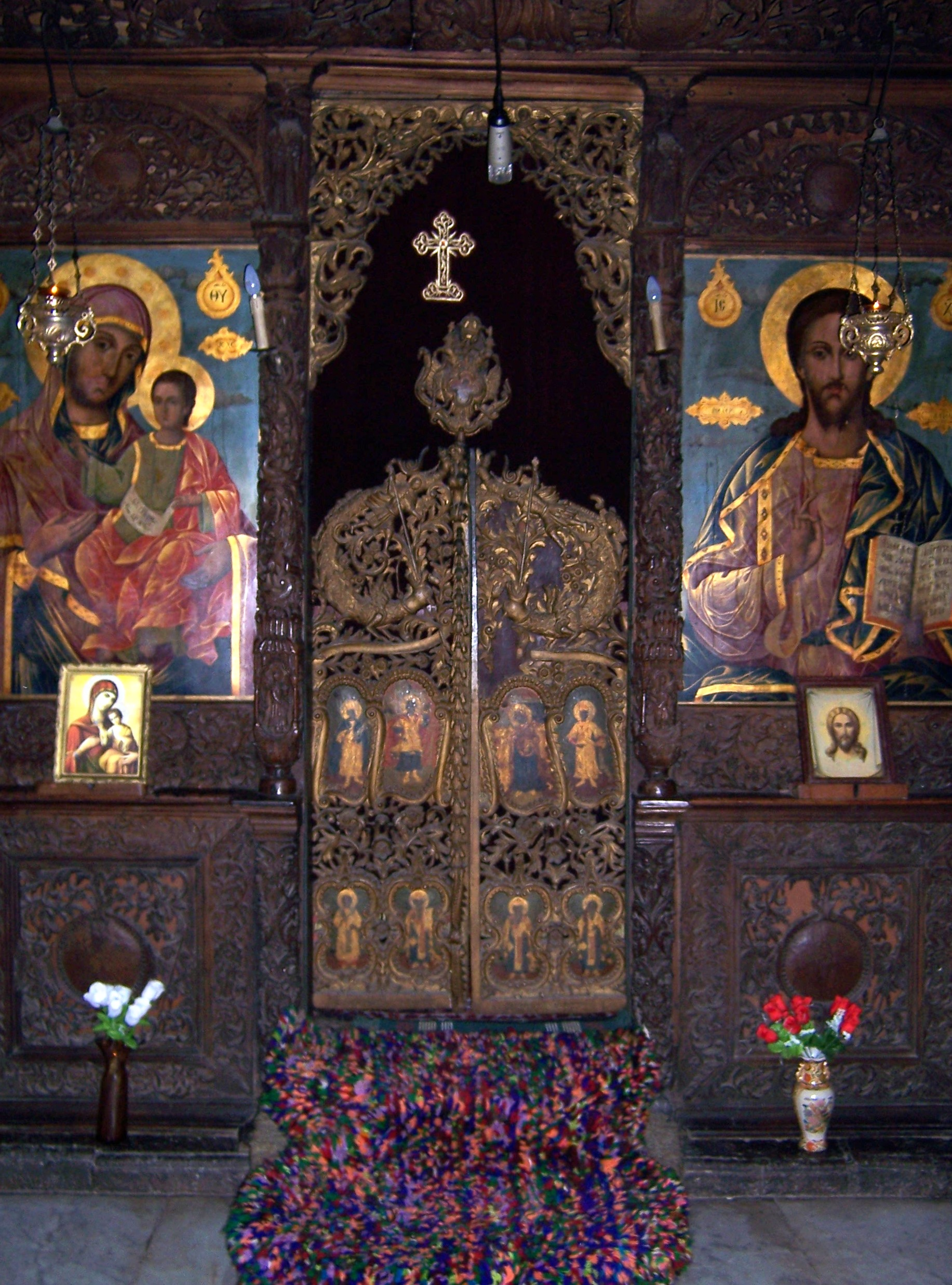
Porta dels Reis de l'iconòstasi de l'església principal del monestir de Troian (Bulgària)

El cristianisme egipci (copte) i el cristianisme etíop van tenir un desenvolupament autònom i desvinculat d'Europa (tant de Roma com de Constantinoble) des de la invasió musulmana, encara que estilísticament van perpetuar els models romans d'Orient. L'arquitectura religiosa etíop va ser especialment original.

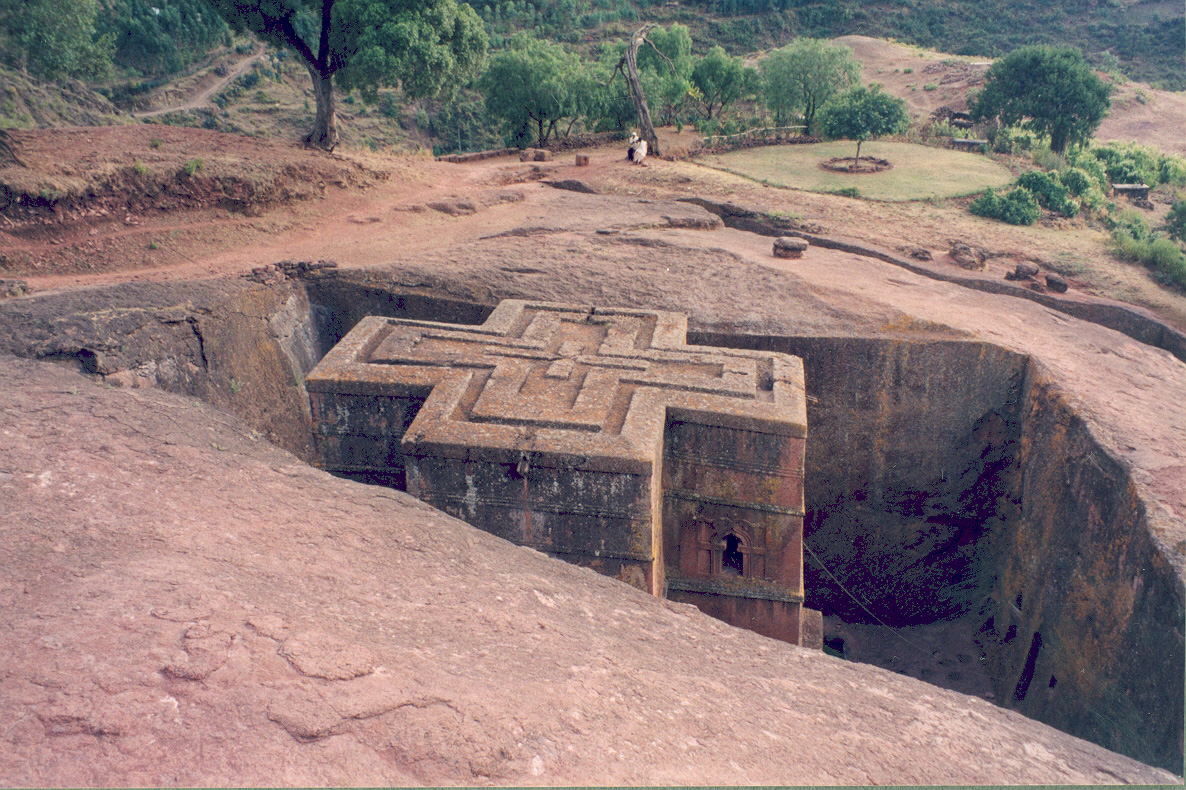
Esglésies tallades a la roca de Lalibela, ca. 1200.

#### Art prerromànic

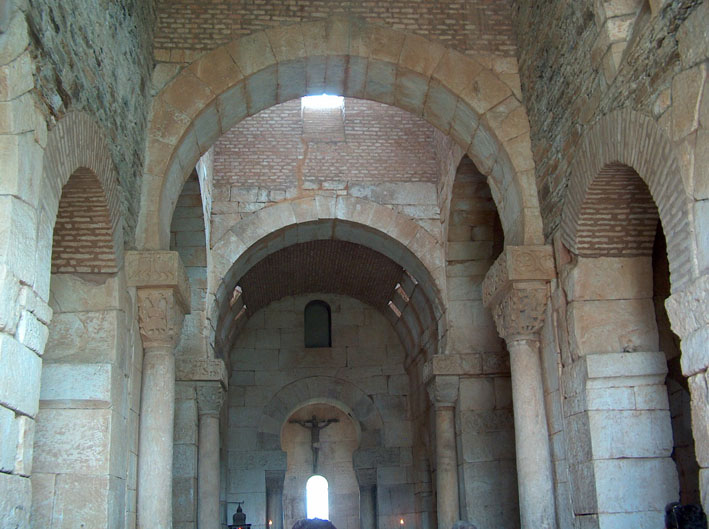
Església de Sant Pere de la Nau, arquitectura visigoda de finals del segle vii.
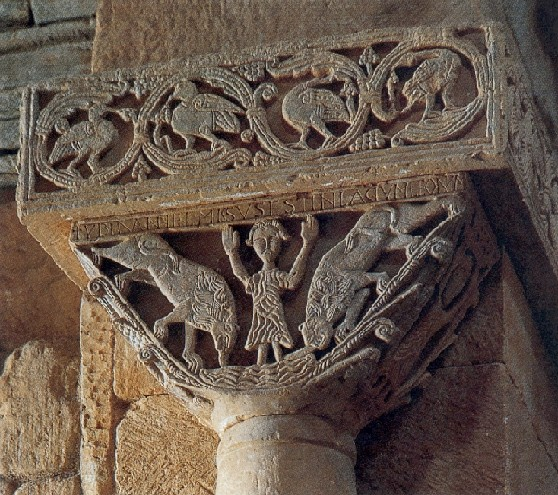
Daniel al fossat dels lleons,[11] capitell historiat de Sant Pere de la Nau.
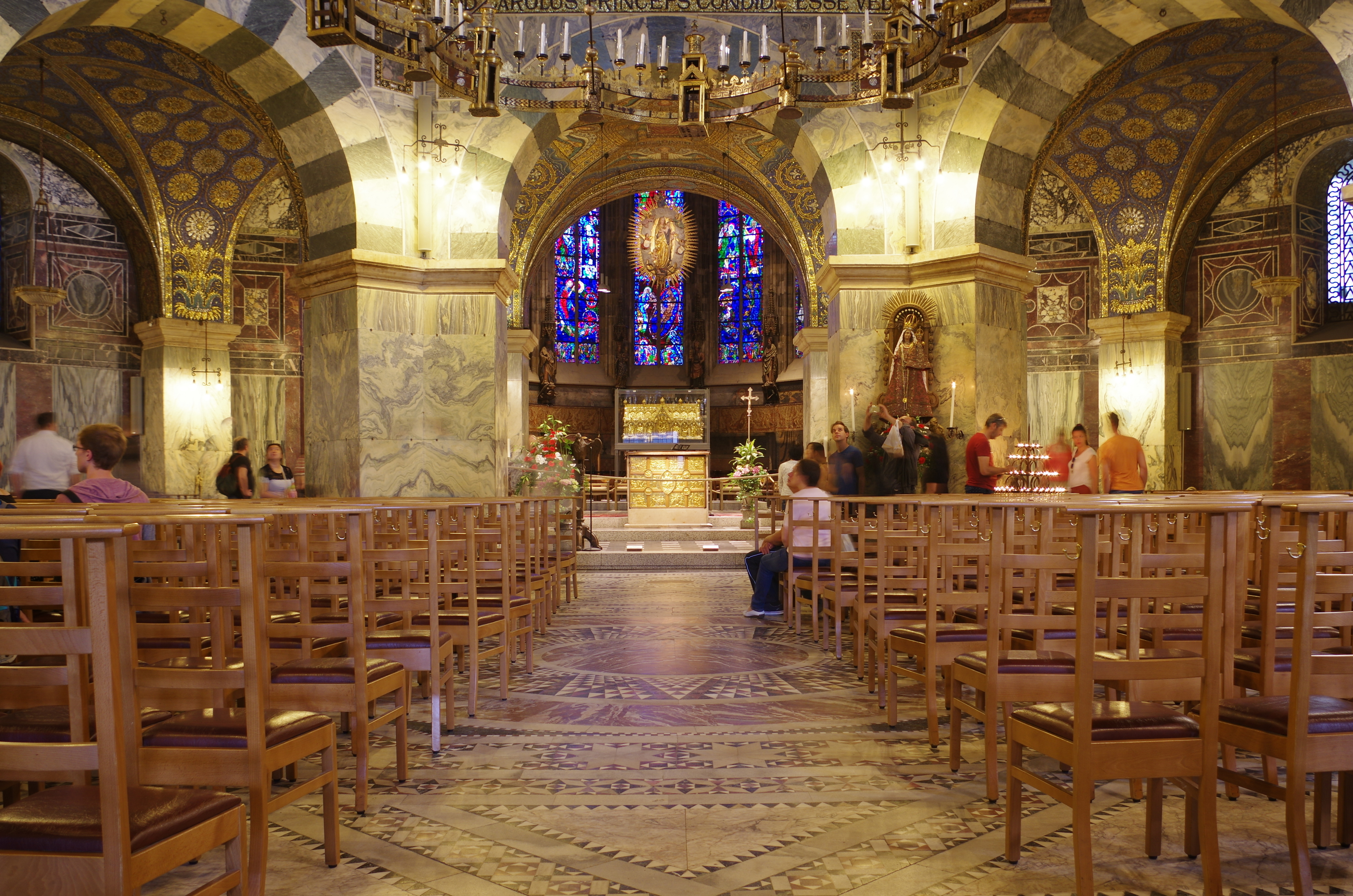
Capella palatina d'Aquisgrà, d'Eudes de Metz. Iniciada al 790, fou consagrada el 805. Arquitectura carolíngia
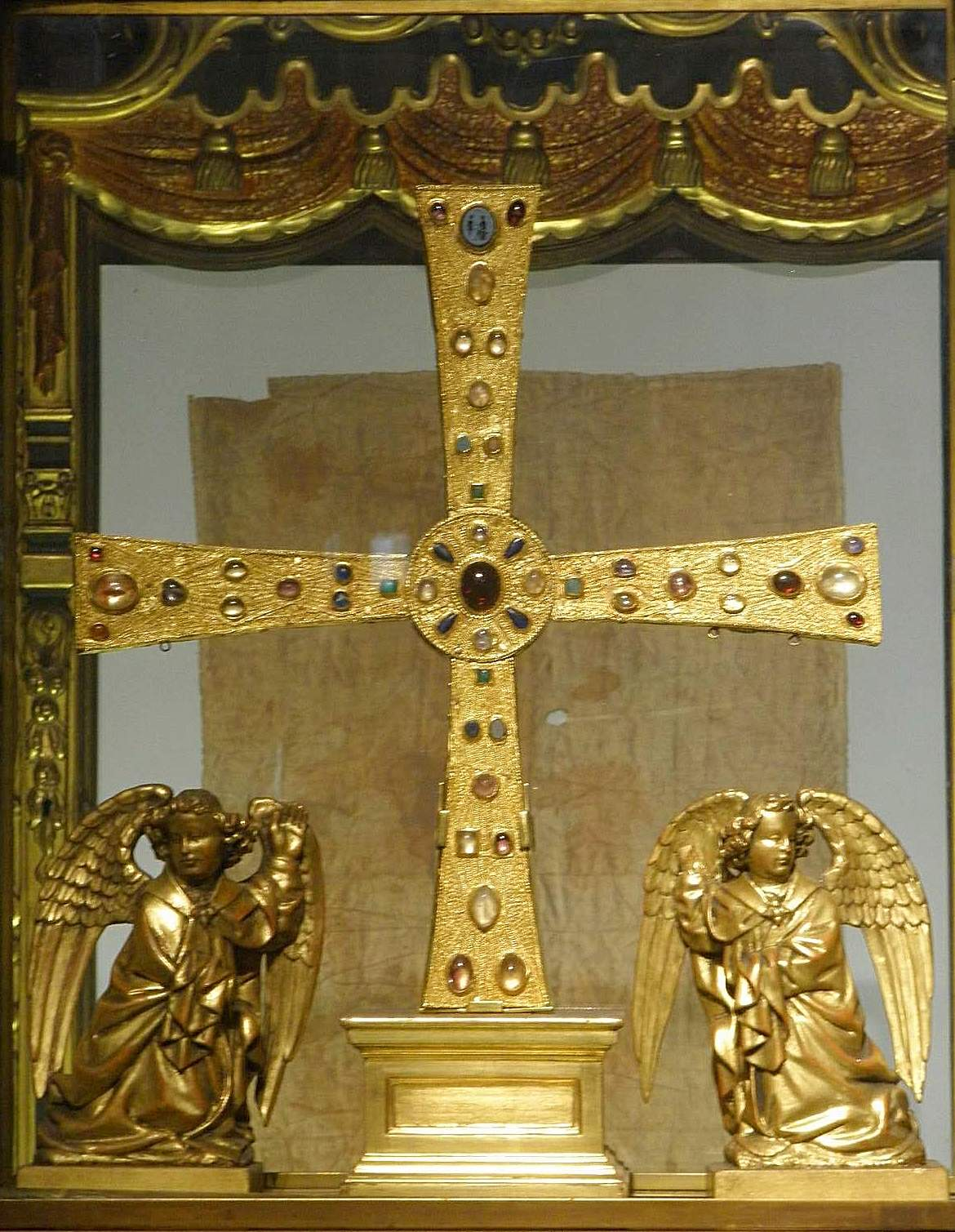
Creu dels Àngels de la Cambra Santa d'Oviedo, donada per Alfons II d'Astúries l'any 808. Orfebreria del preromànic asturià.
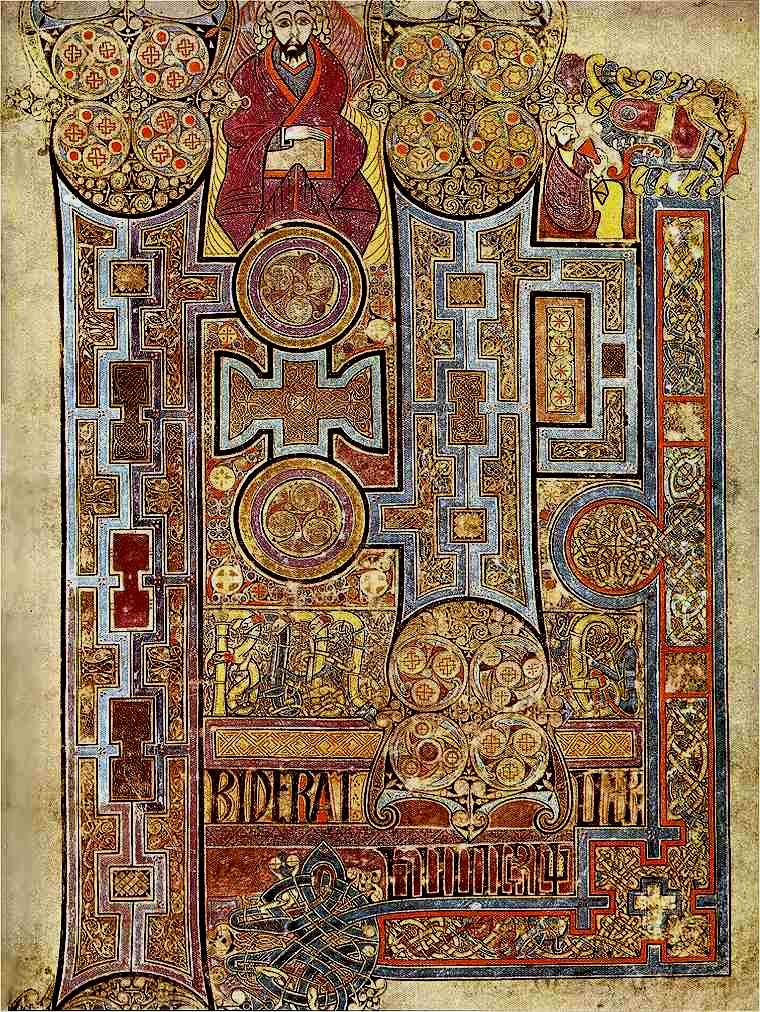
Llibre de Kells, ca. 800. Art hiberno-saxó o art insular,
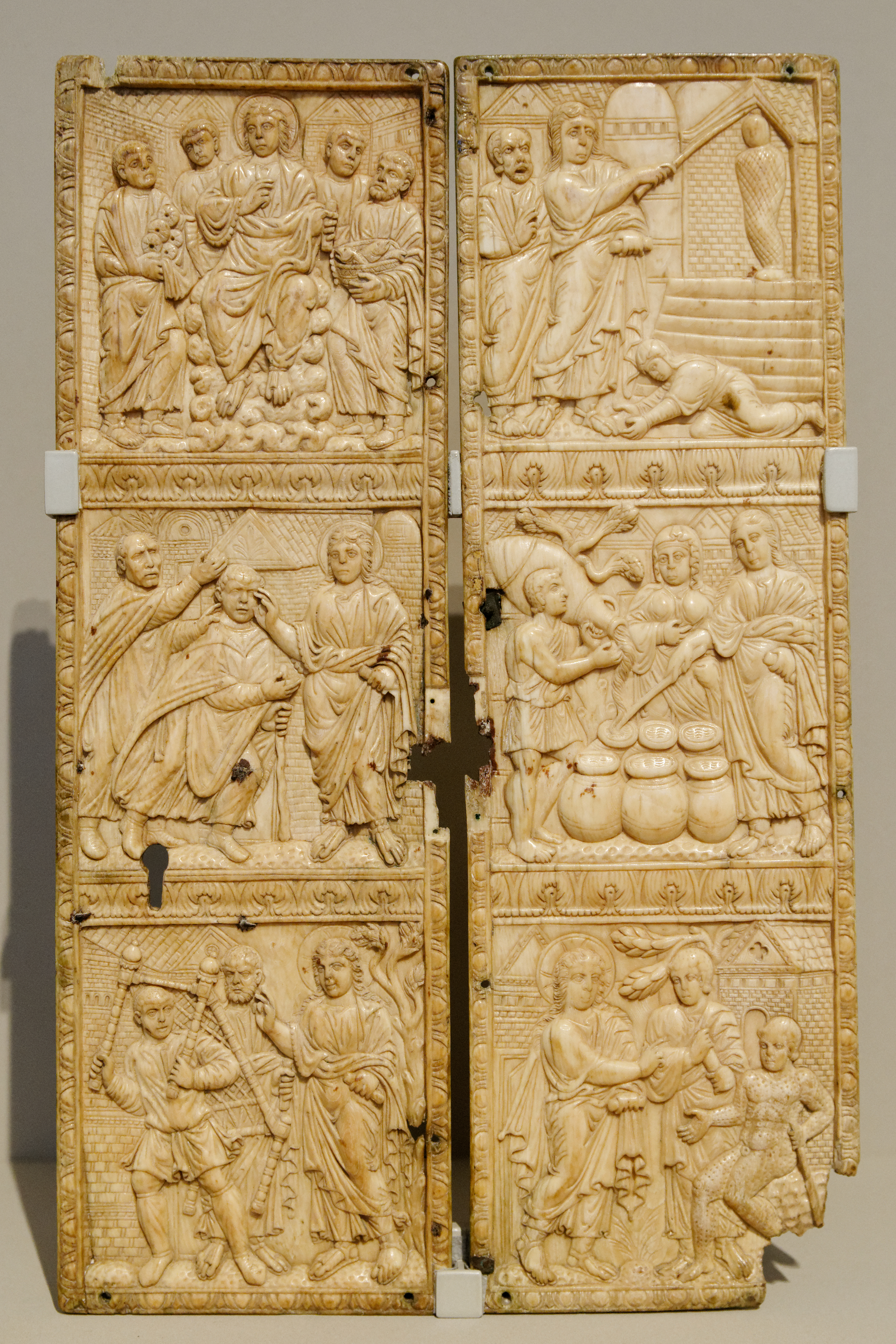
Miracles de Crist, talla en marfil d'època carolingia. Art carolingi.
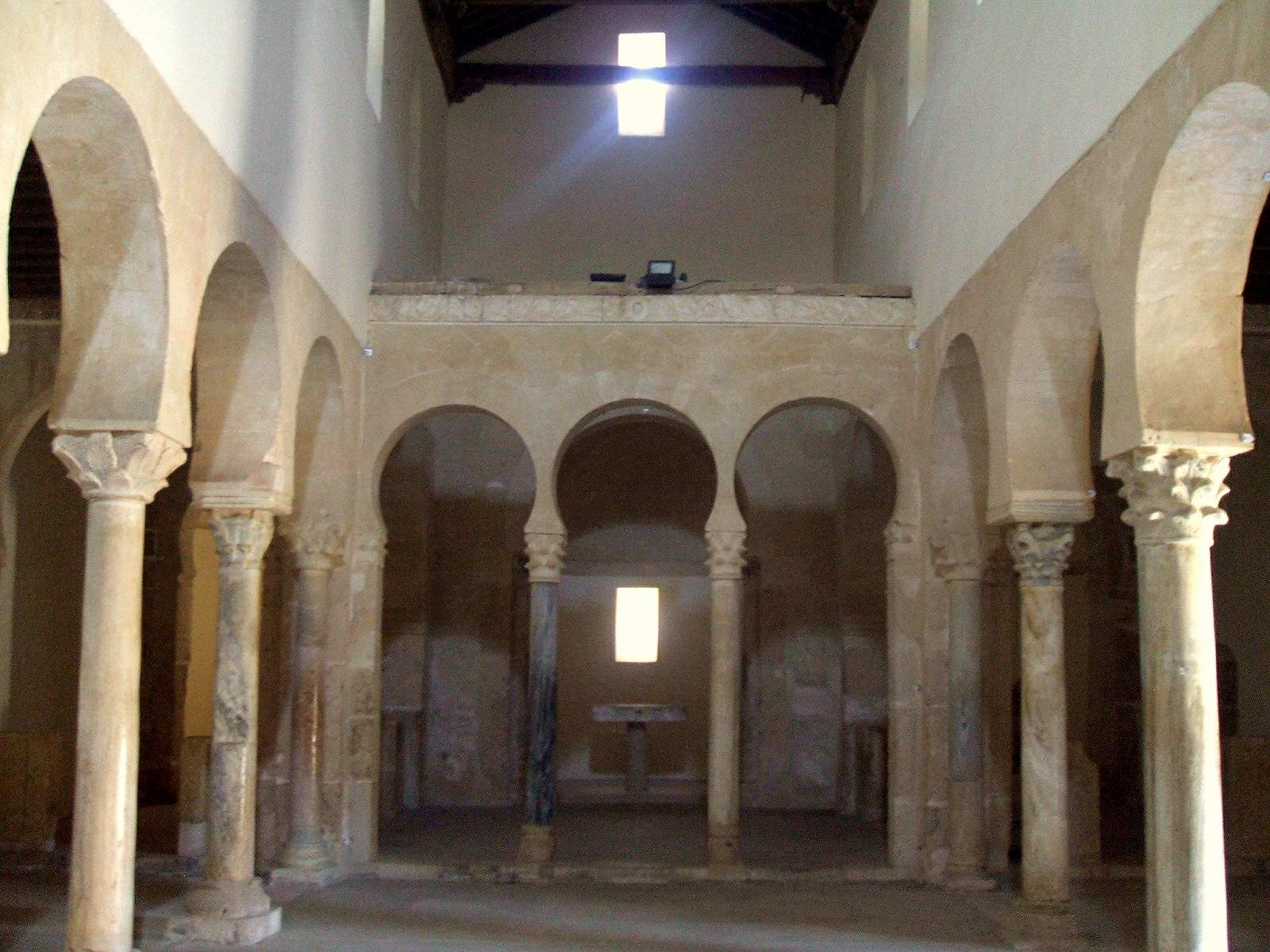
Església del monestir de Sant Miquel de l'Escalada, consagrada el 913. Art mossàrab o art de repoblació.
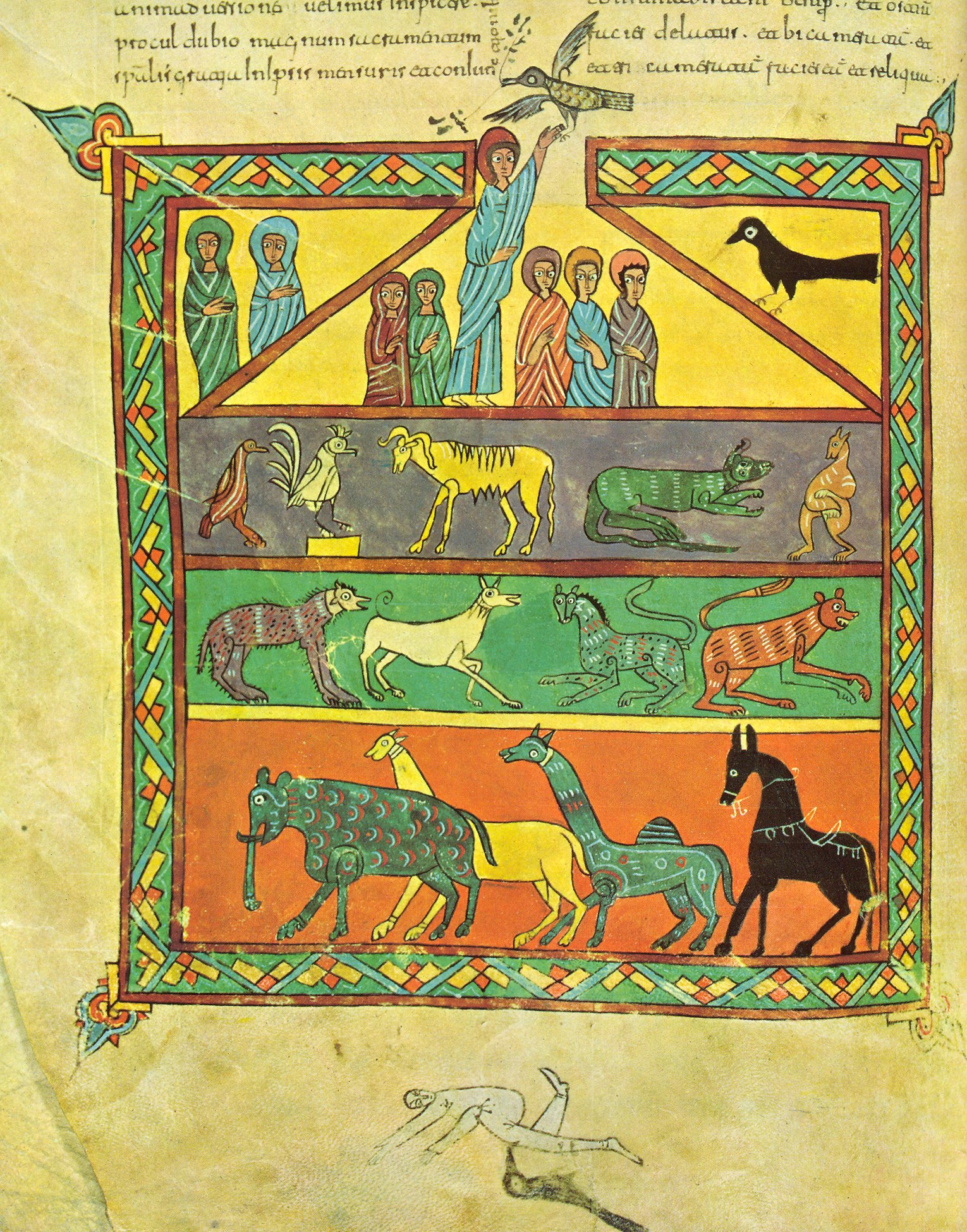
Arca de Noé al Beat de la Rioja o d'Urgell, ca. 975.
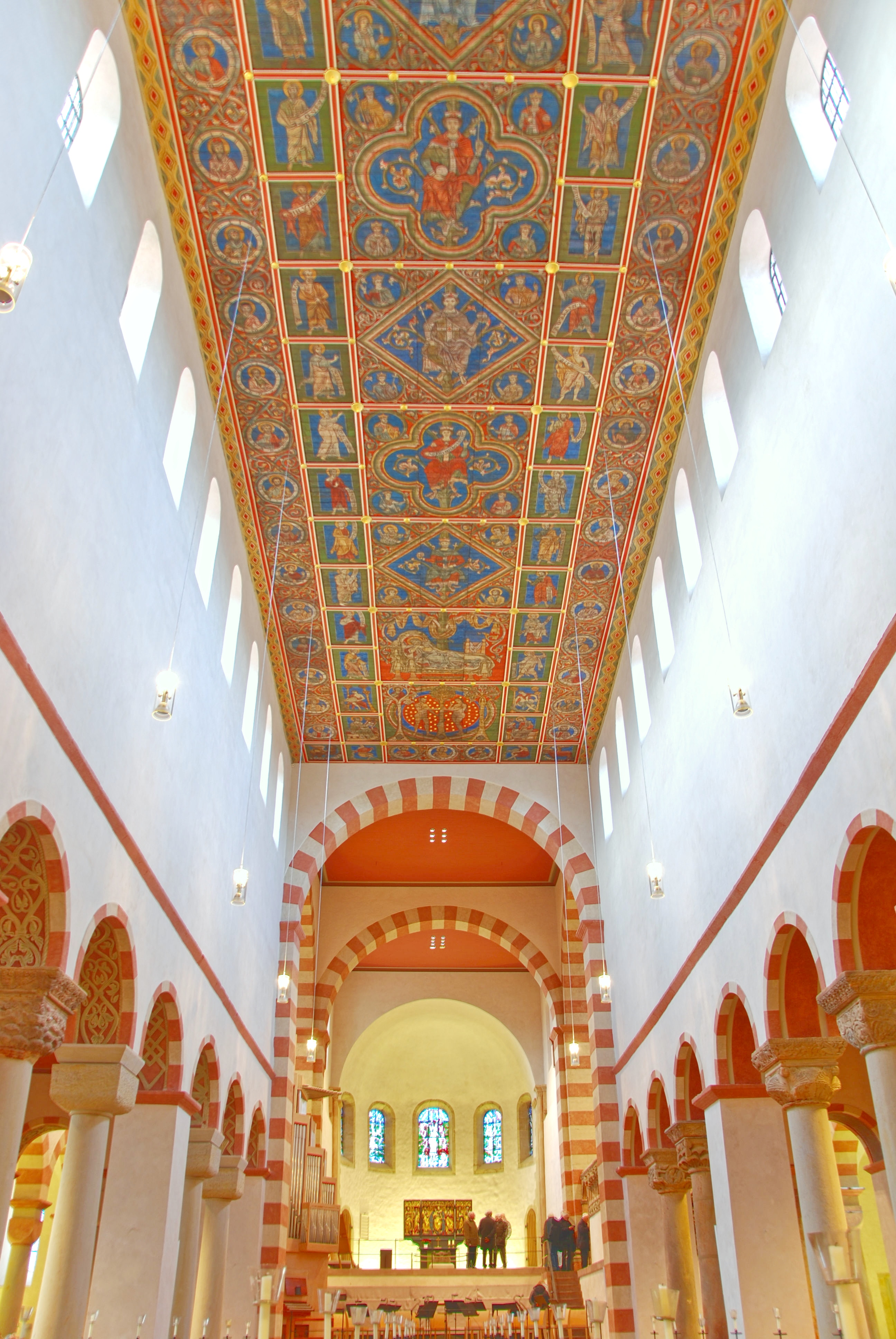
Església de Sant Miquel de Hildesheim, art otonià, consagrada el 1033.

#### Art romànic
Amb el sorgiment d'una societat europea occidental més estable durant l'edat mitjana, l'Església Catòlica va donar la pauta en termes d'art usant els seus recursos per comissionar la creació de pintures i escultures.

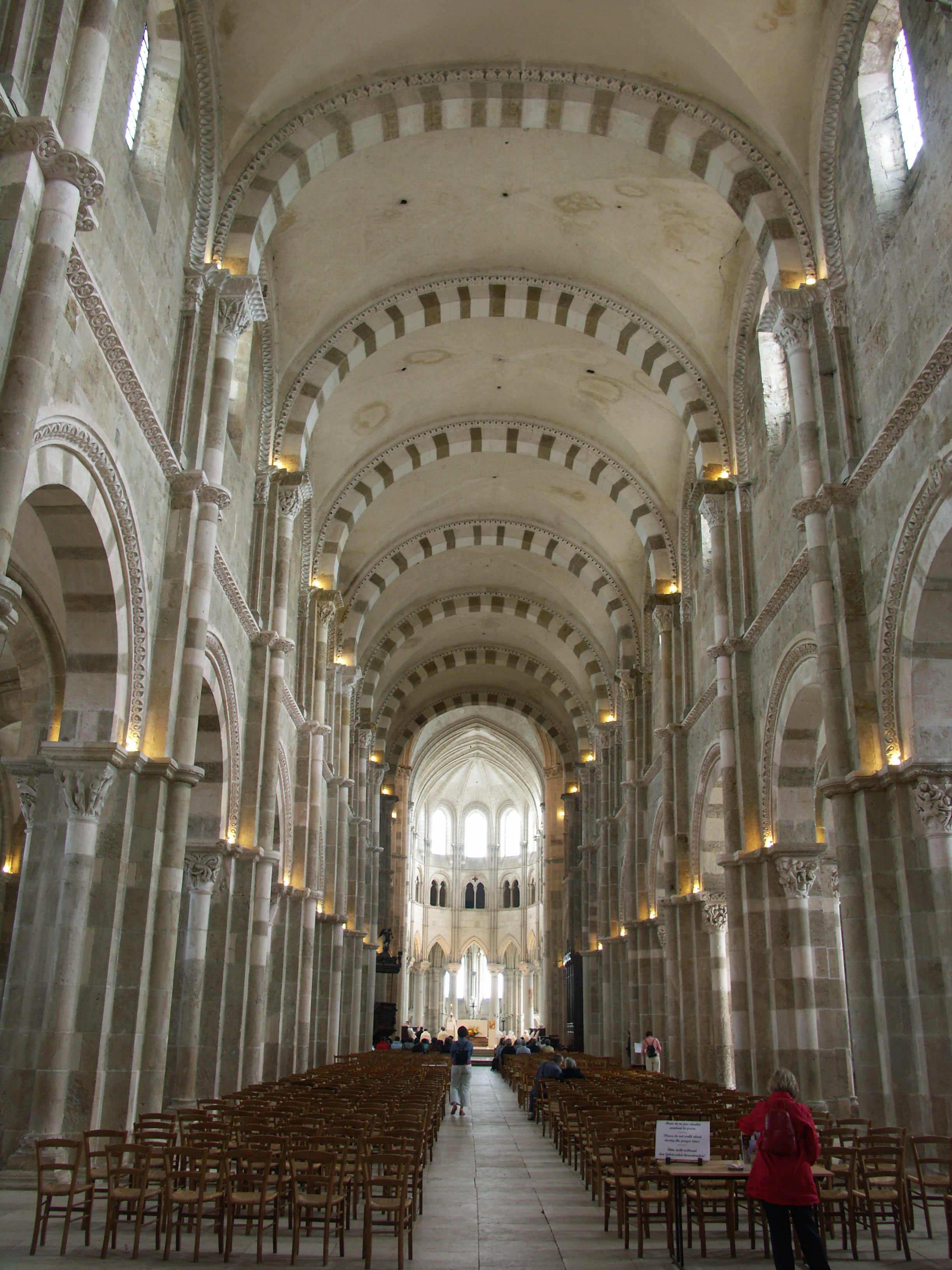
Abadia de Vézelay
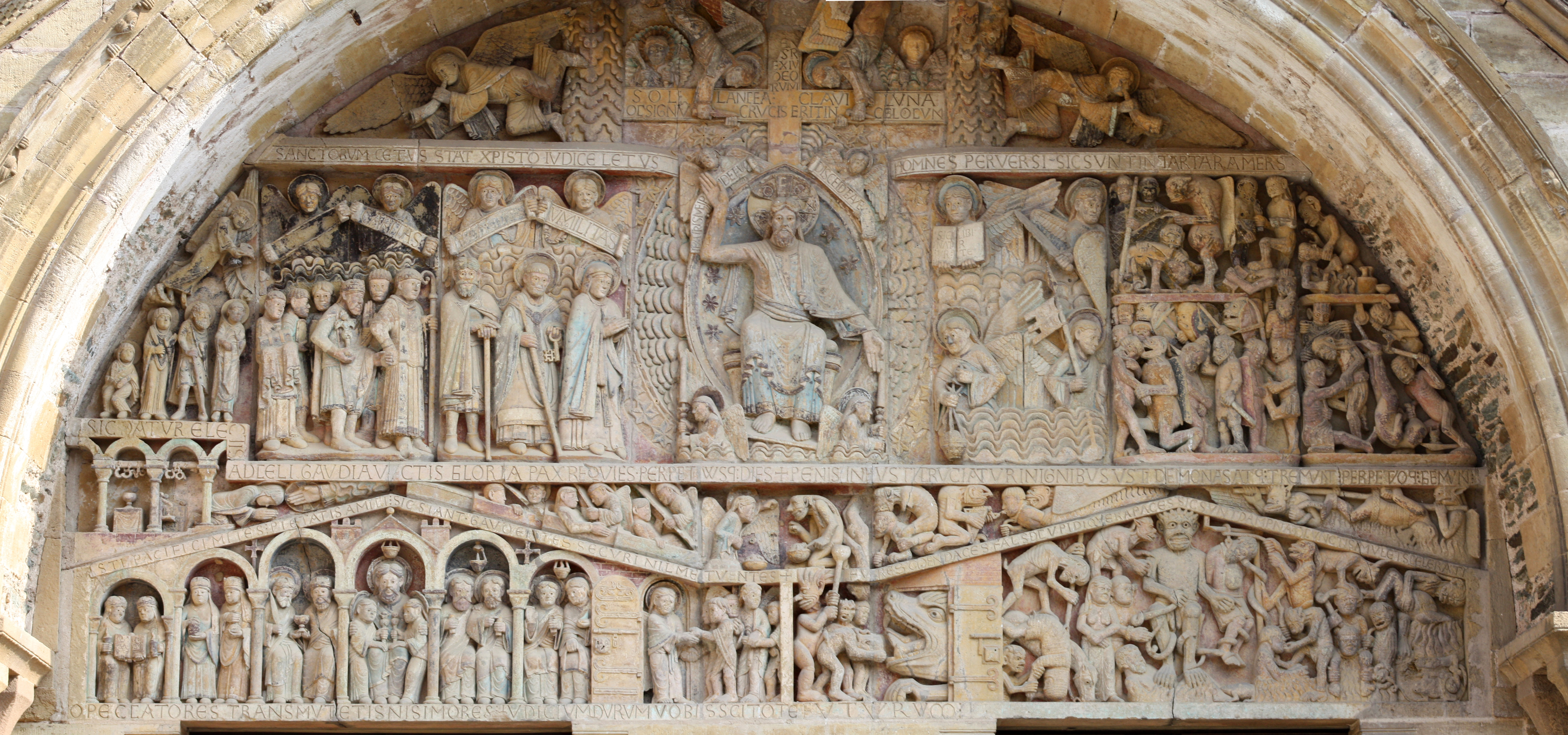
Timpà de la portalada de Santa Fe de Concas
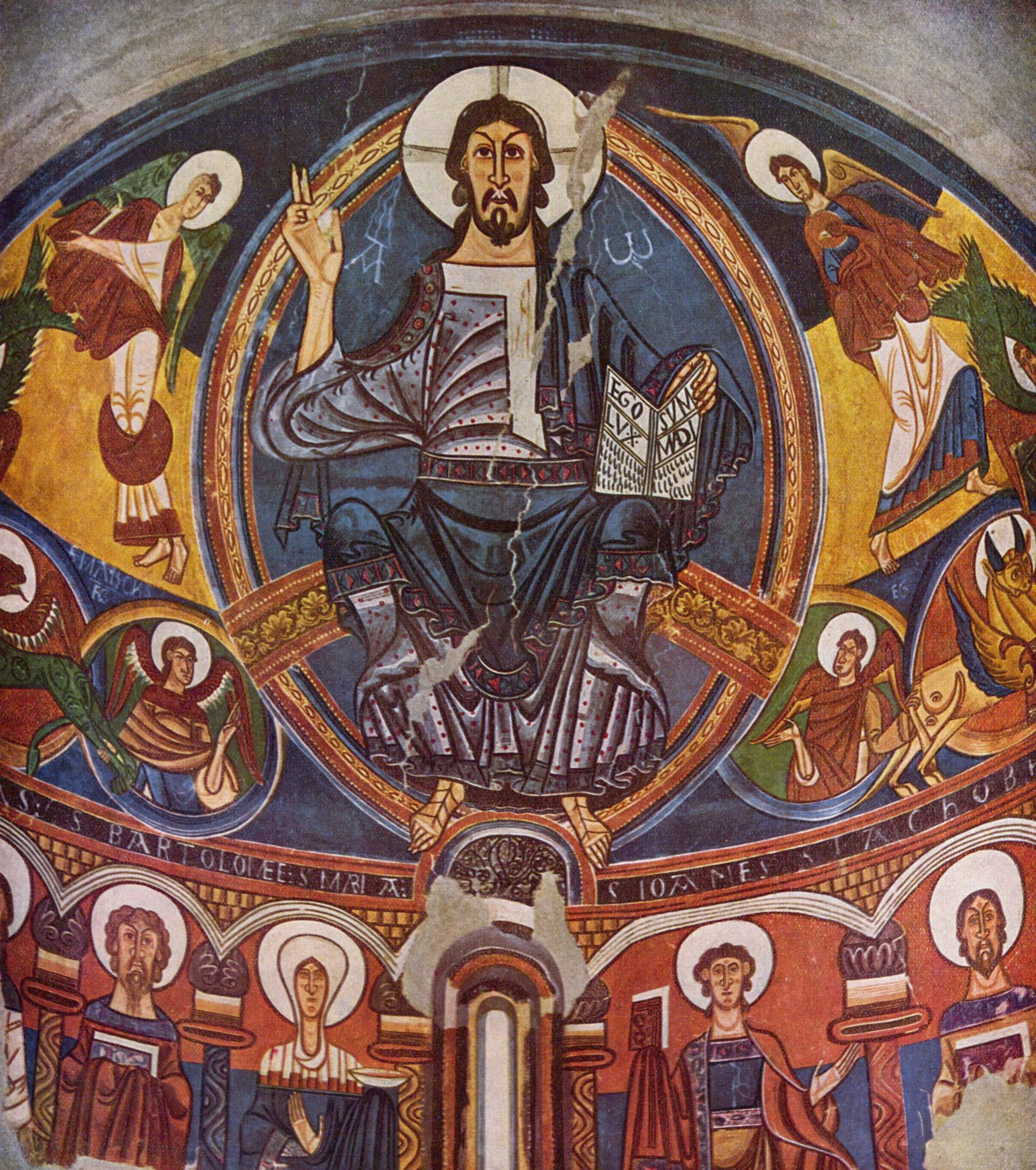
Pantocràtor o Maiestas Domini a l'absis de Sant Climent de Taüll, pintura romànica del segle xii. La figura de Crist s'inscriu en una màndorla, i està envoltada pel tetramorf
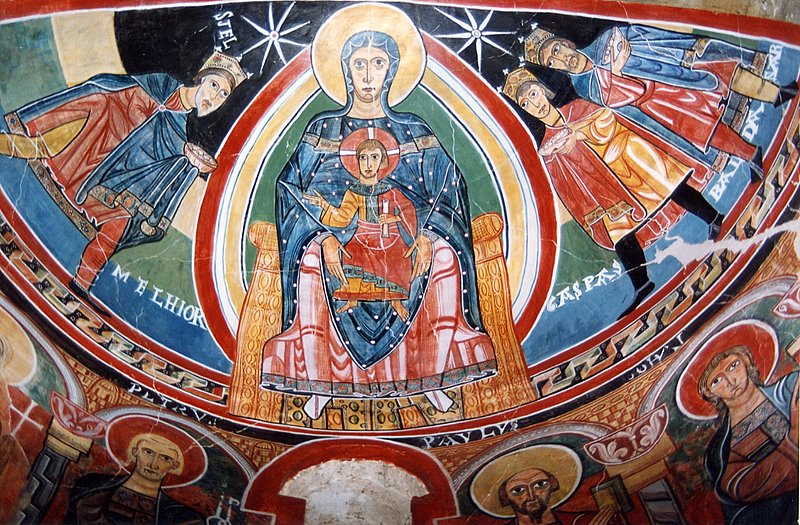
Els Reis Mags flanquegen a una Mare de Déu en Maiestà a l'absis de Santa Maria de Taüll
Majestat Batlló, el tipus de representació de la crucifixió pròpia del romànic: el Crist en Majestat victoriós sobre la mort, vestit, hieràtic, sever i sense manifestar patiment
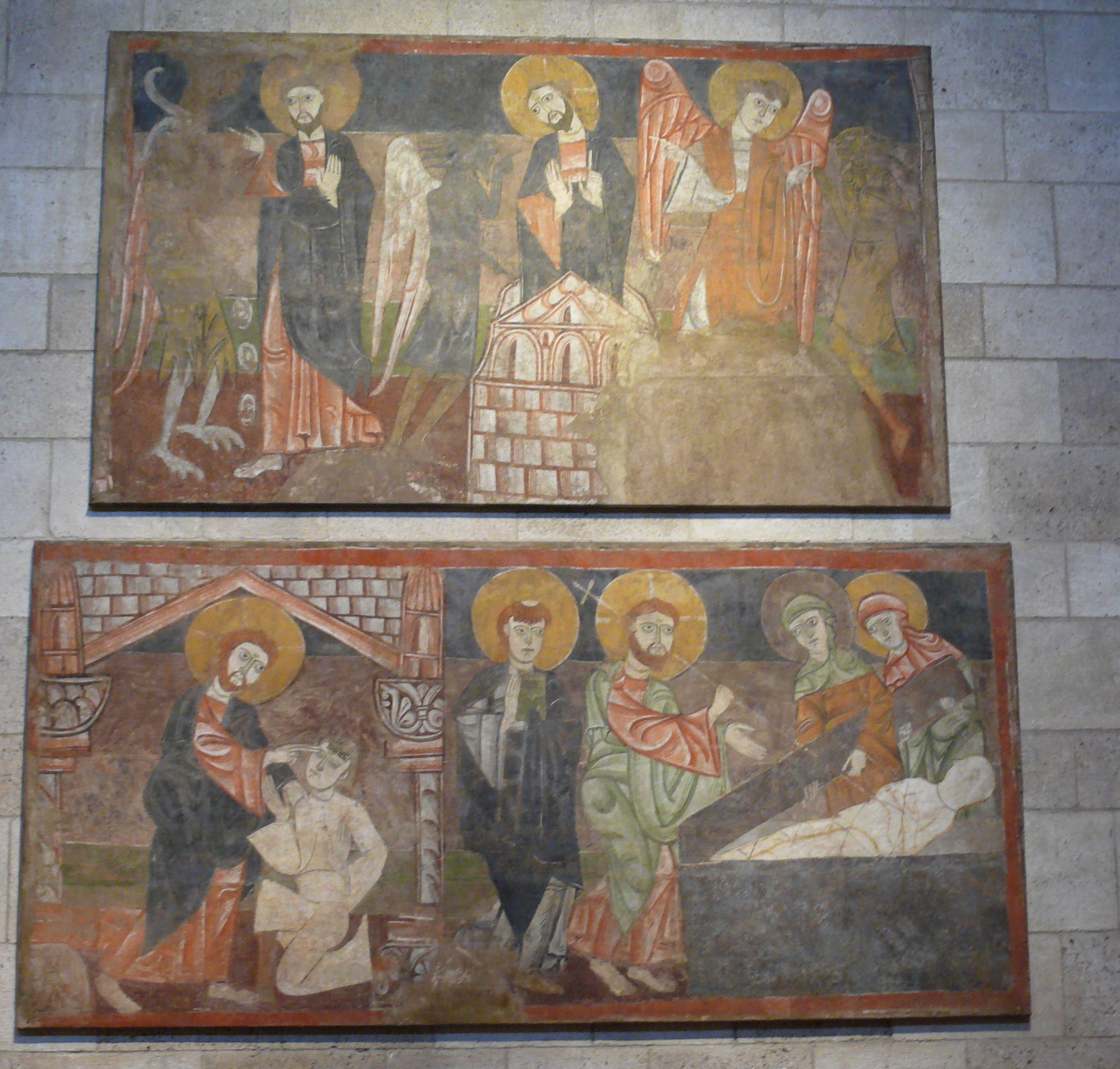
La temptació de Crist i Miracles de Crist, pintura romànica castellana del segle xii
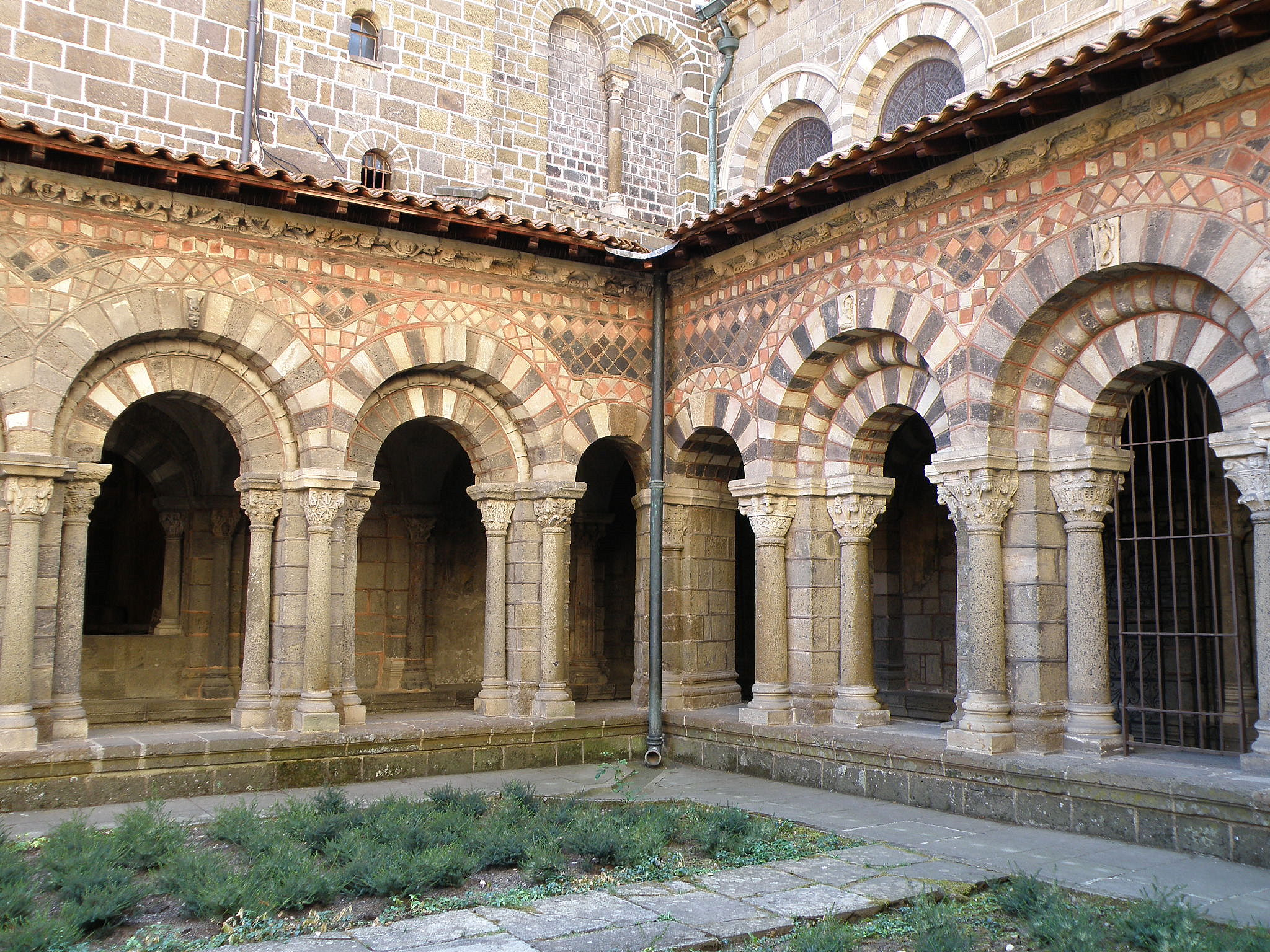
Claustre de Catedral de Lo Puèi de Velai
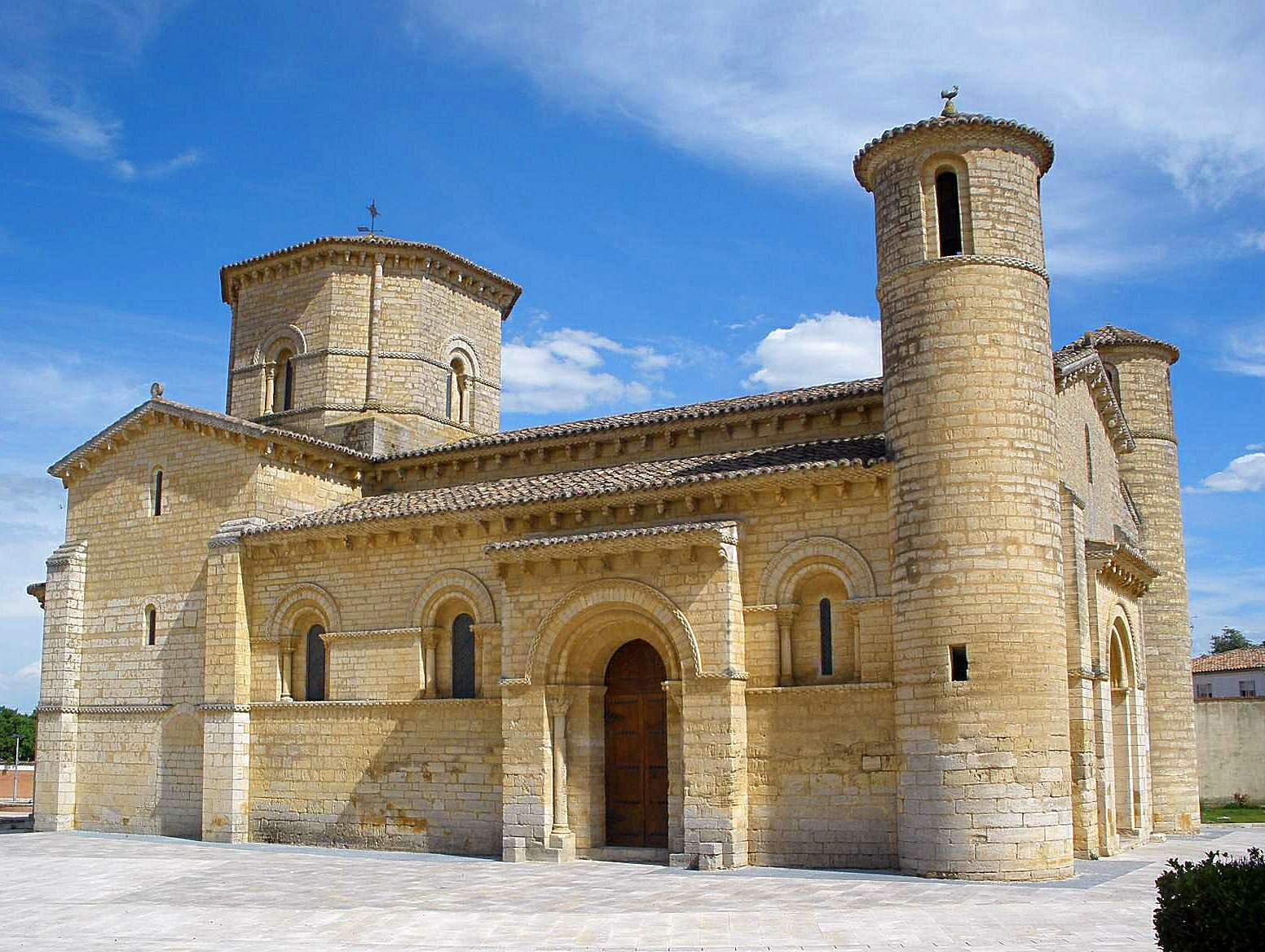
Sant Martí de Frómista.
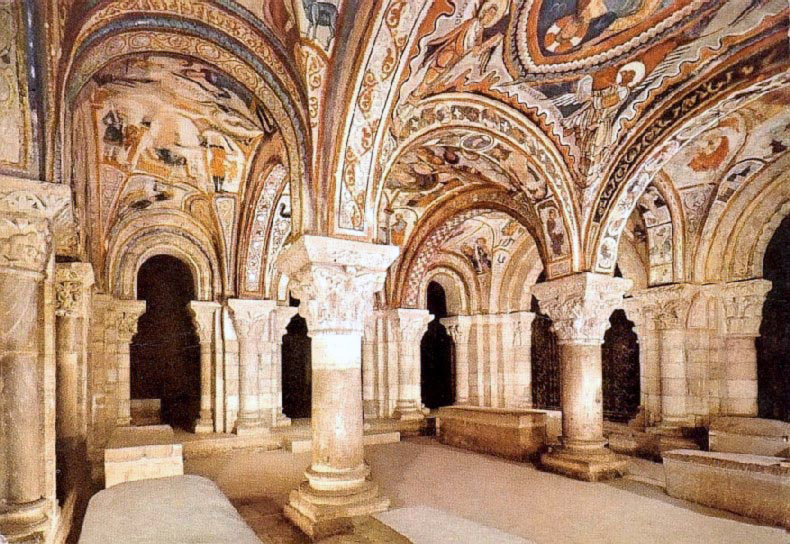
Panteó dels Reis de la Col·legiata de San Isidoro de Lleó. Seglo XII
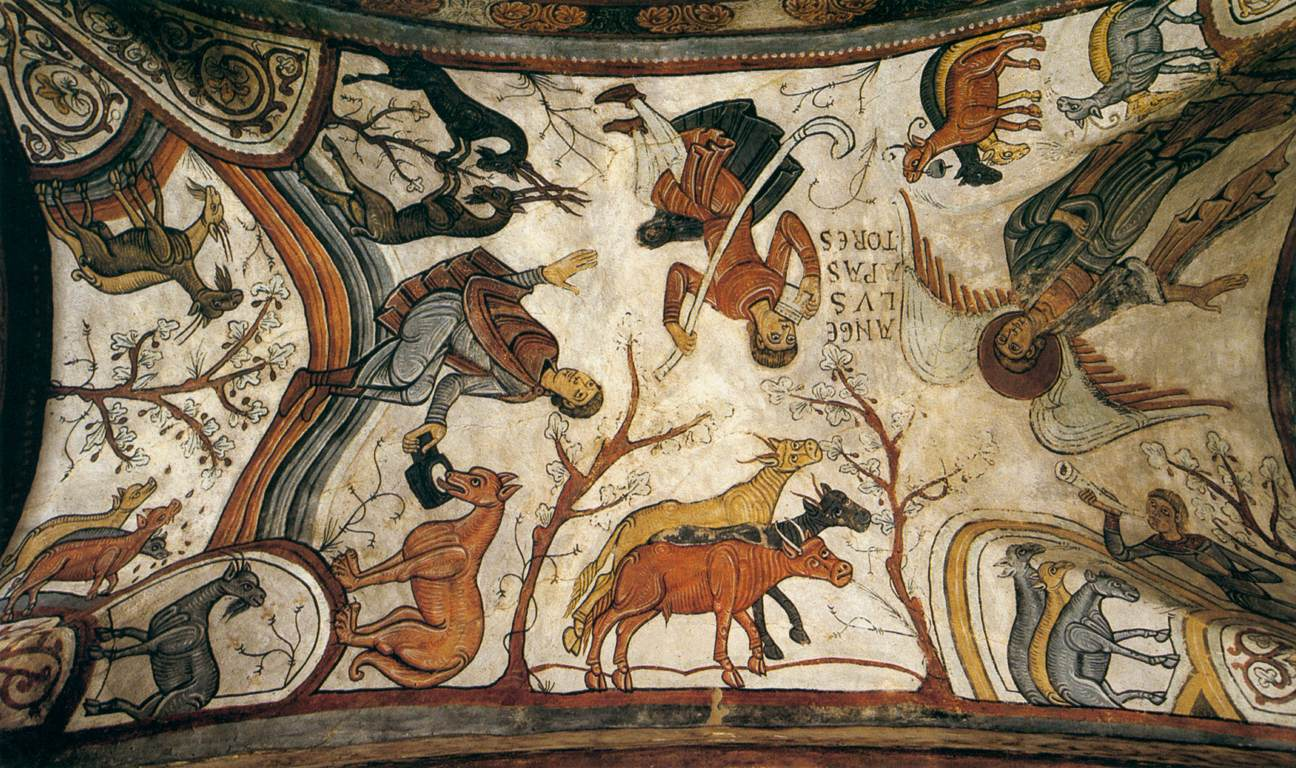
Adoració dels pastors, al Panteó dels Reis de Sant Isidor.
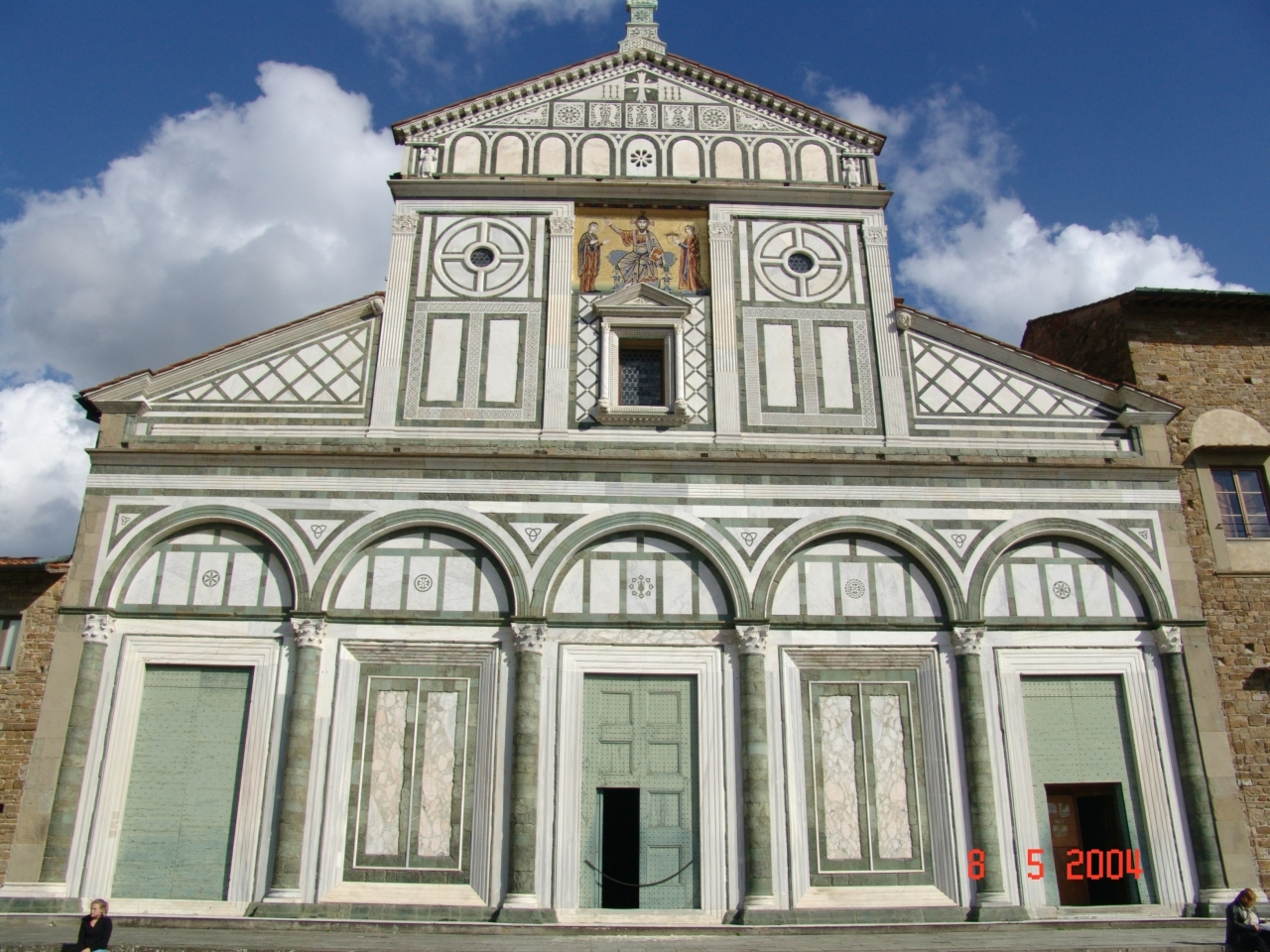
San Miniato al Monte, Florència.
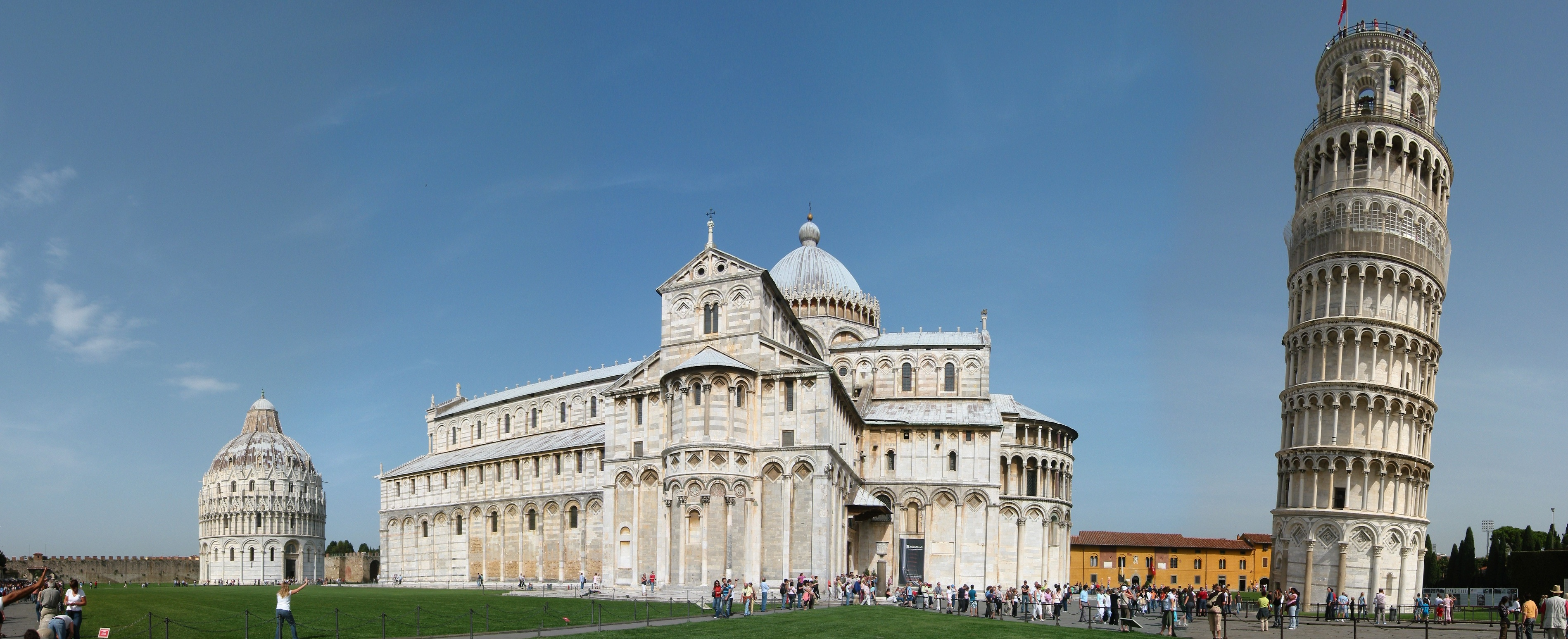
Baptisteri, església i campanile de la catedral de Pisa, edificis exemptes com era habitual a l'arquitectura medieval italiana.
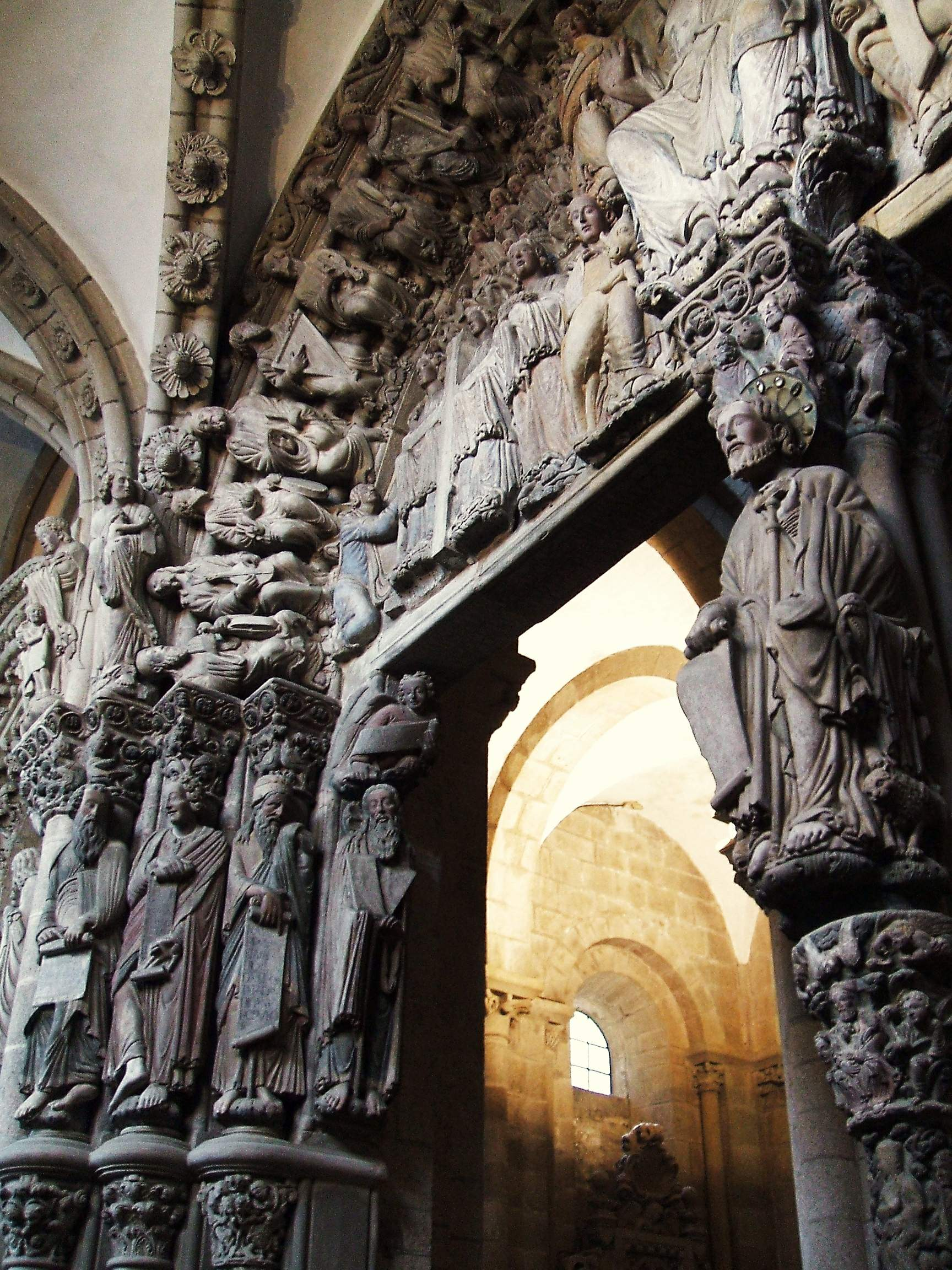
Pòrtic de la Glòria de la Catedral de Santiago de Compostel·la, Maestro Mateo, 1188.
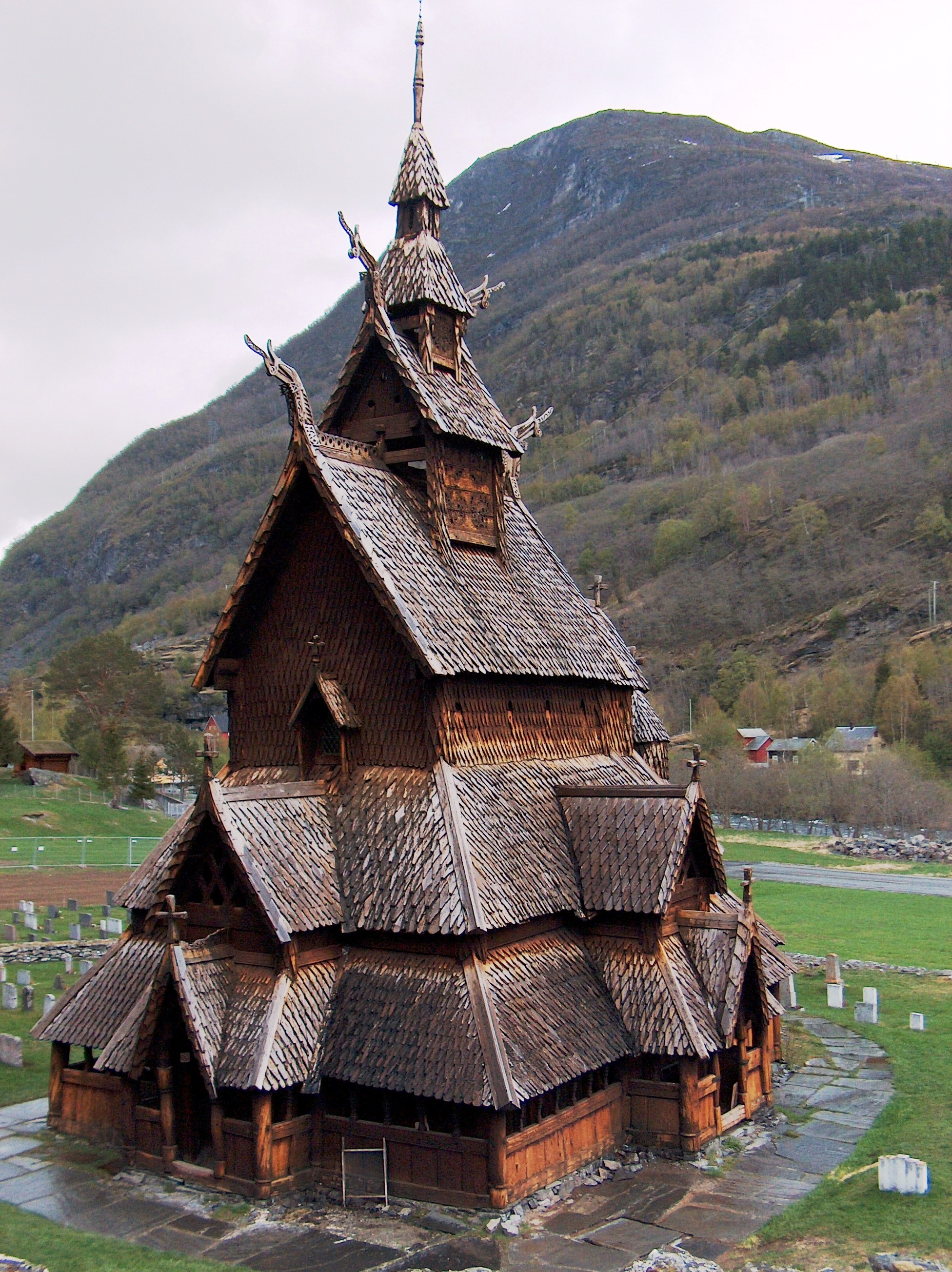
Stavkirke de Borgund, arquitectura nórdica en madera, Noruega.
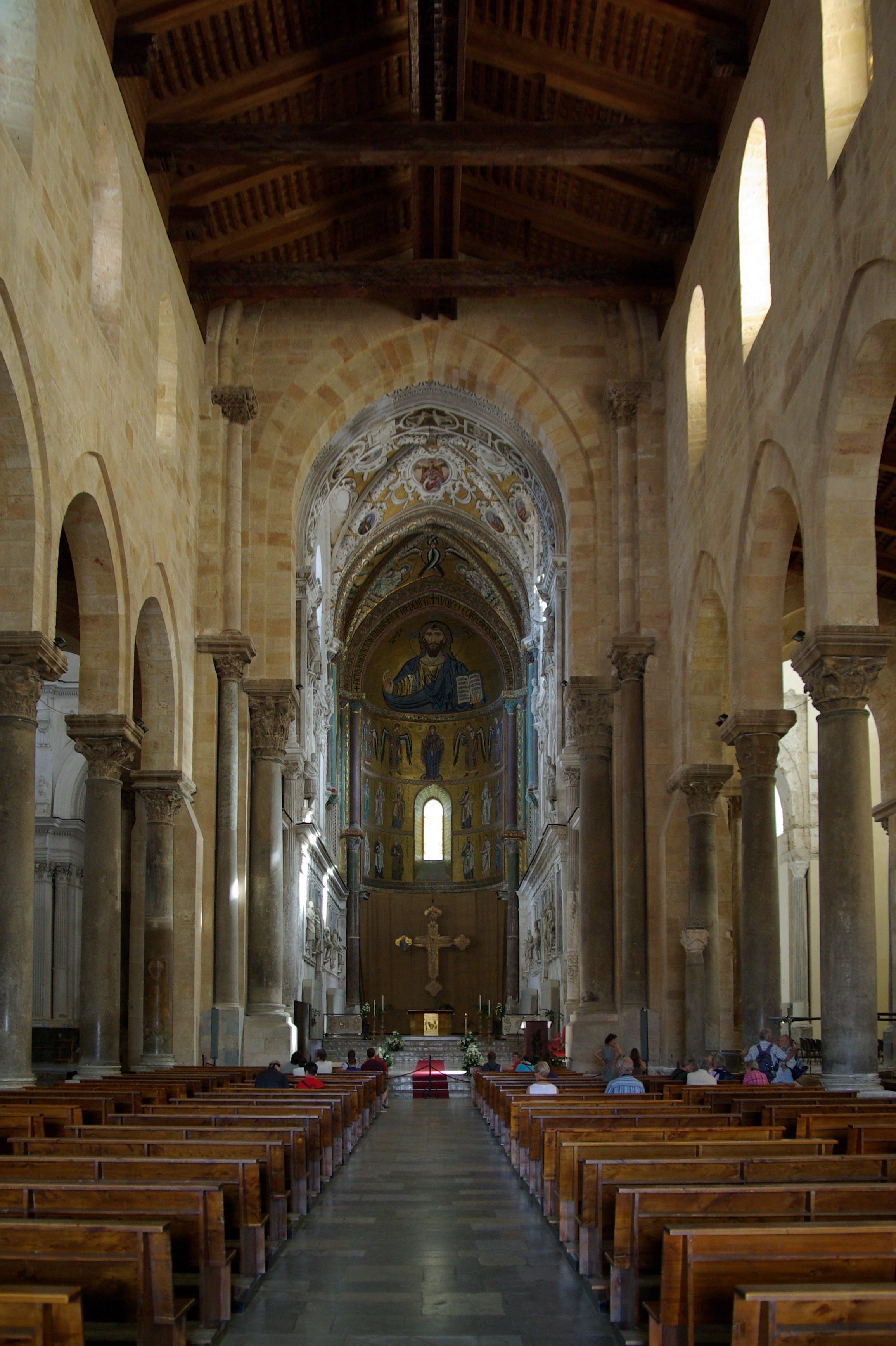
Catedral de Cefalù, art àrab-normand, Sicilia.

Les esglésies de peregrinació es van estendre per tota l'Europa occidental la planta de creu llatina.

#### Transició romànic-gòtic i art cistercenc
Bernat de Claravall tenia una visió molt radical de la funció estètica en el cristianisme. Pretenia depurar l'art cristià del que considerava excessos decoratius i fins i tot desviacions doctrinals, en benefici de la simplicitat de línies i de la utilització de la llum, que en si mateixa és una representació iconogràfica de Crist (Ego sum lux mundi).

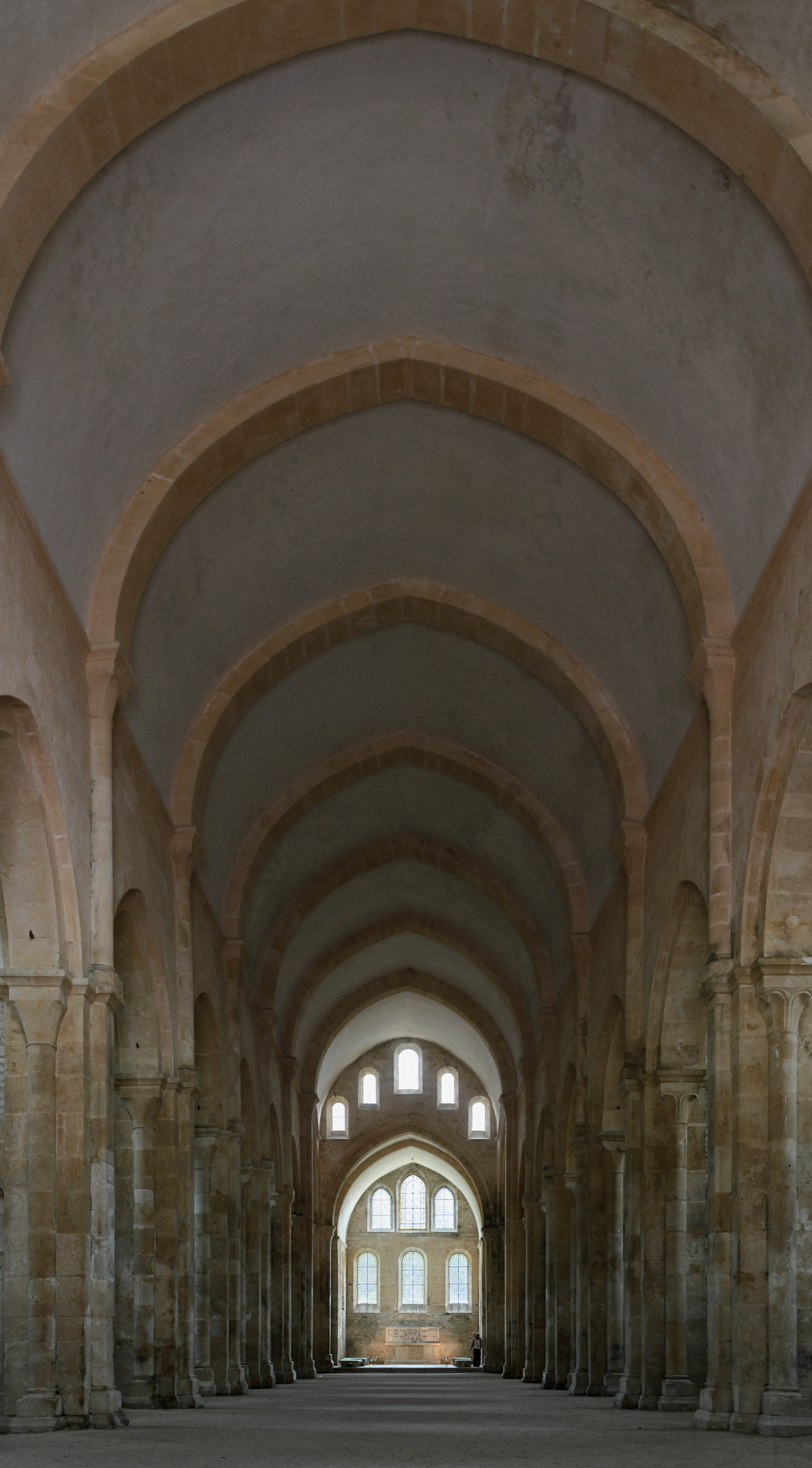
Interior de l'església de l'Abadia de Fontenay.
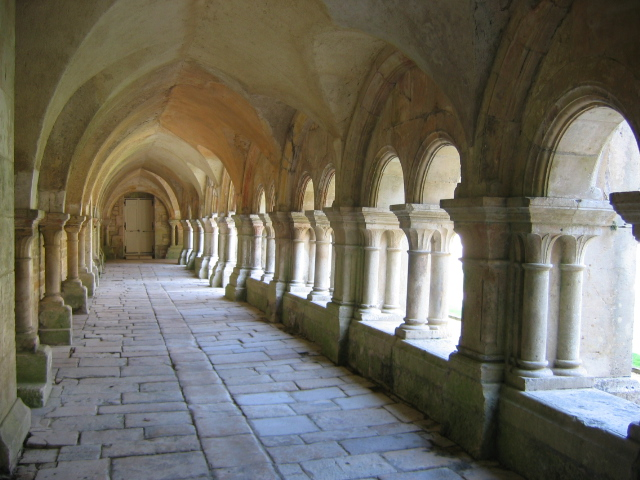
Claustre de Fontenay.
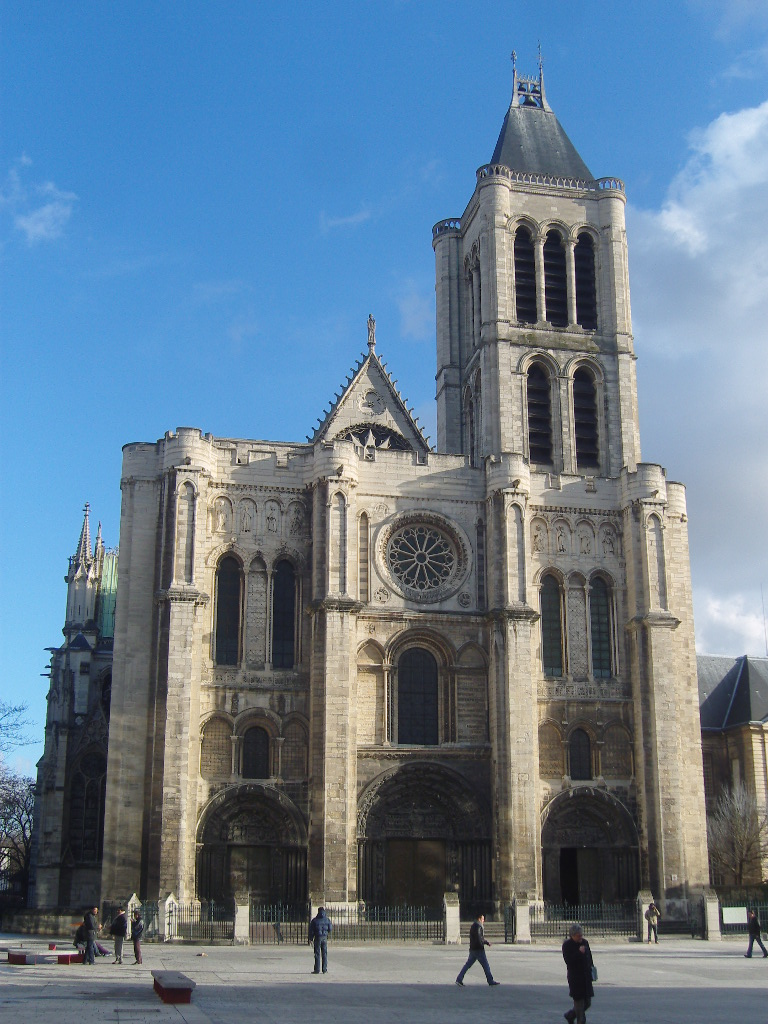
Façana oest de la Basílica de Saint Denis
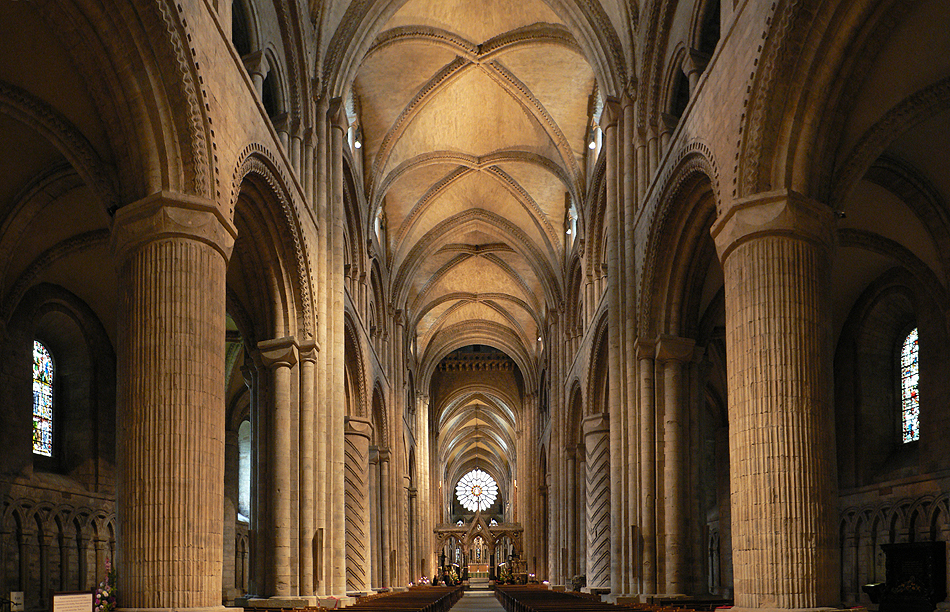
Catedral de Durham. Les amples columnes i els arcs de mig punt, a la part inferior, són romànics. La volta de creuer i la rosassa de la capçalera són gòtiques.

#### Art gòtic

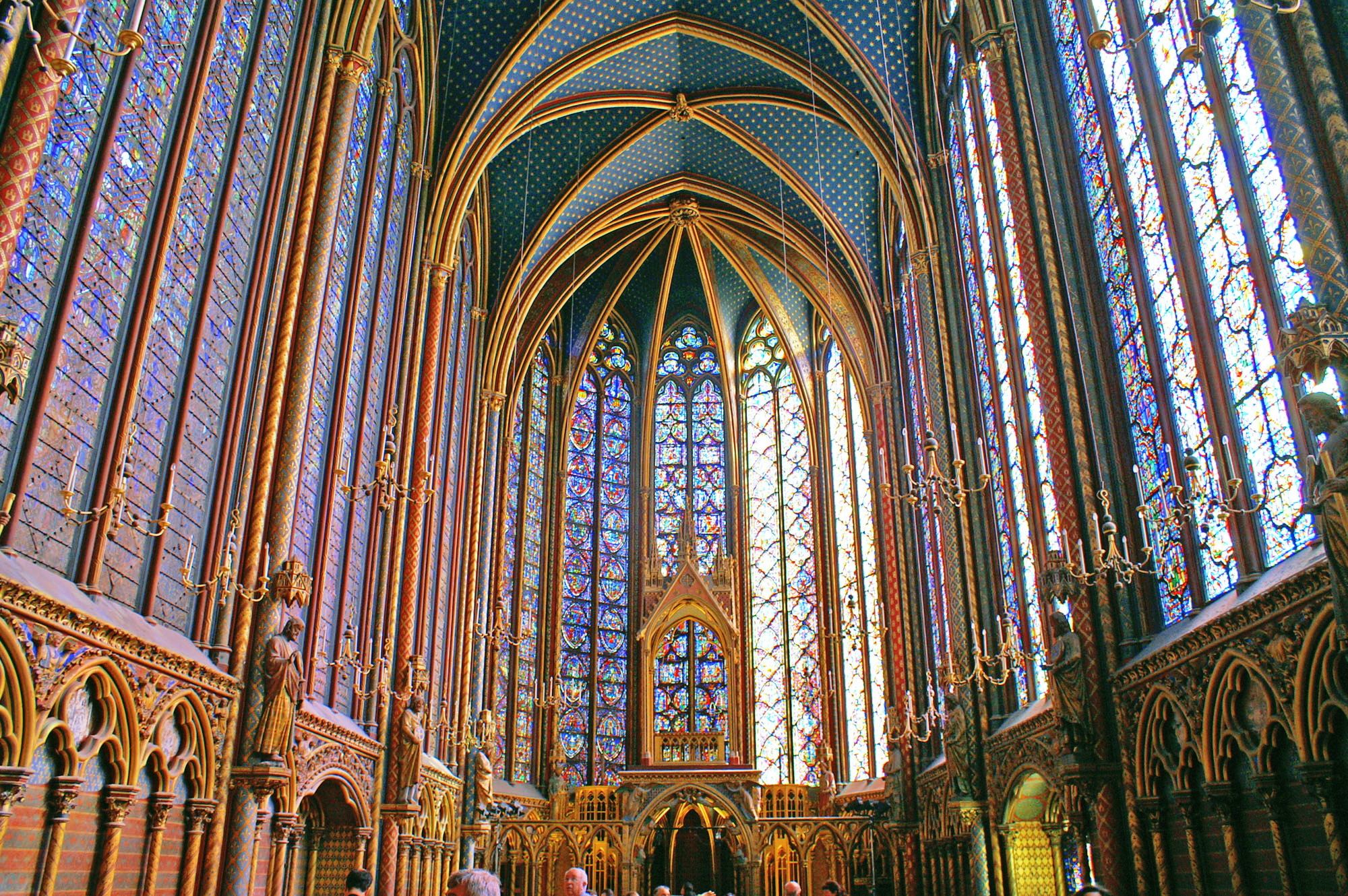
Santa Capella de París
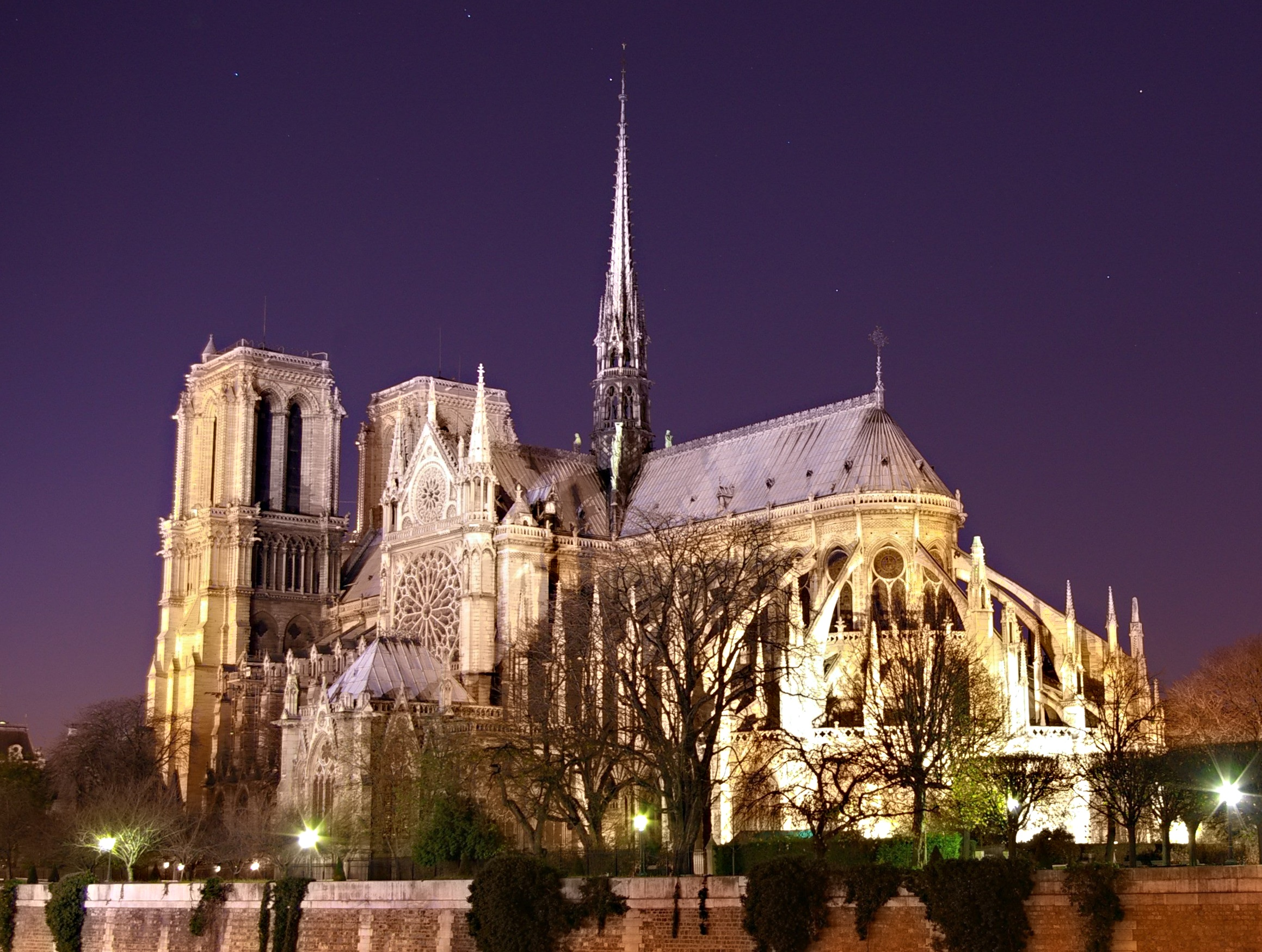
Notre-Dame de París.
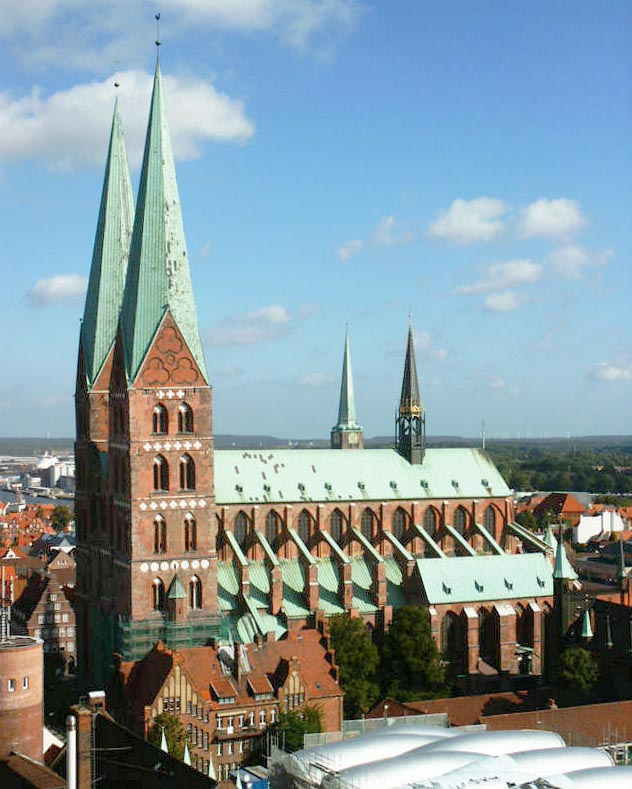
Església de Santa Maria (Lübeck).
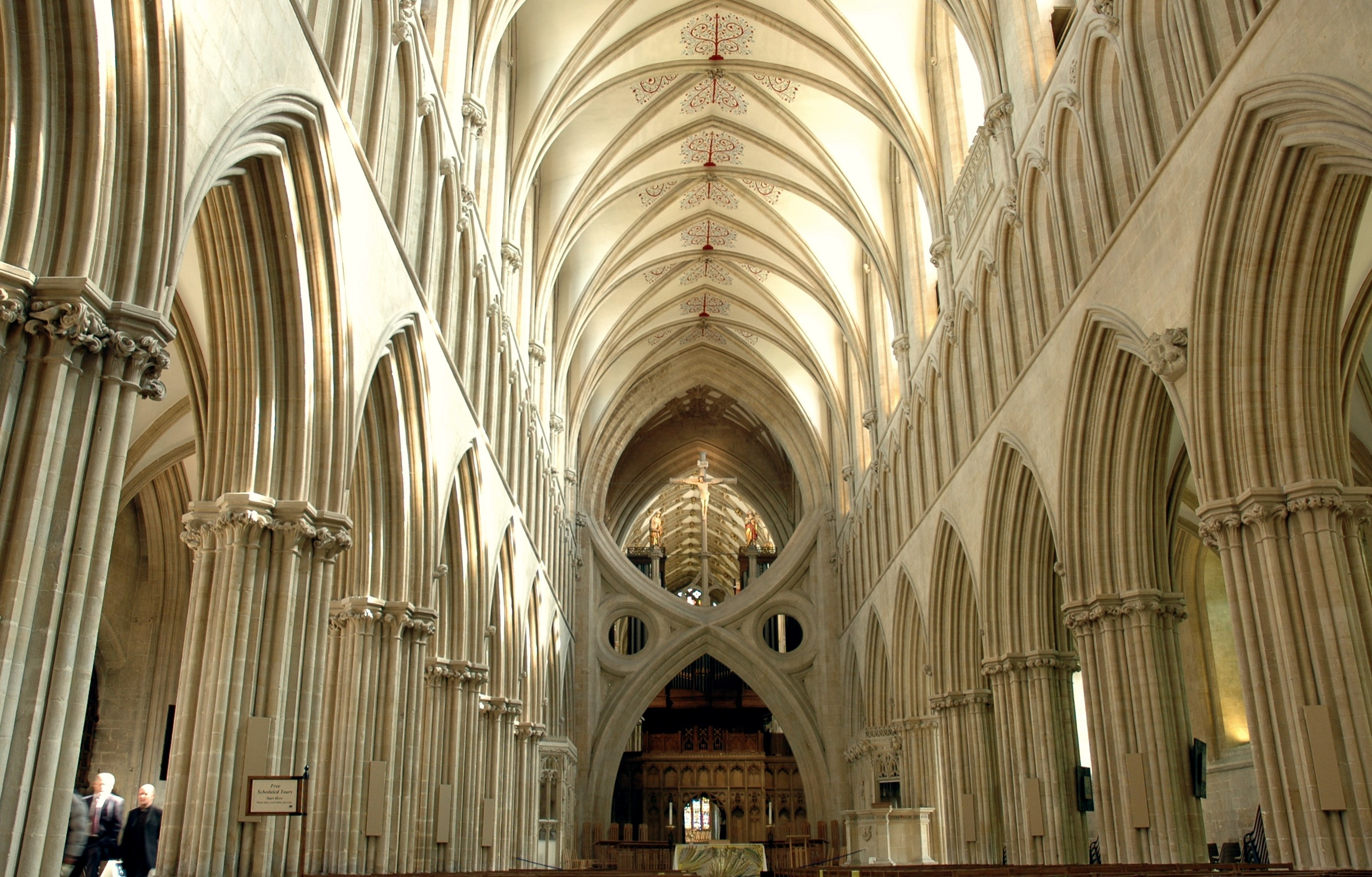
Catedral de Wells, amb un espectacular arc de tisora.
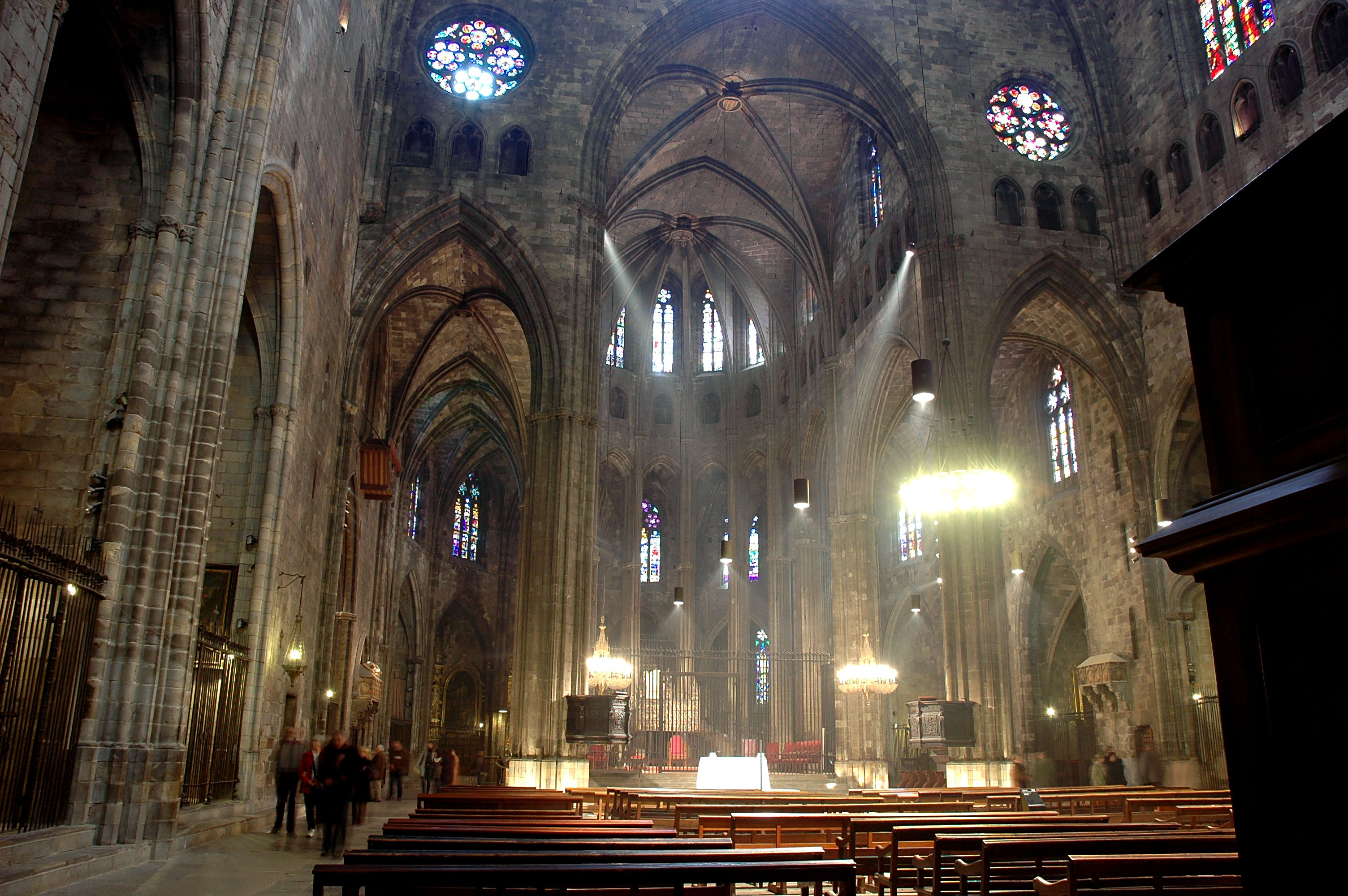
Catedral de Girona.

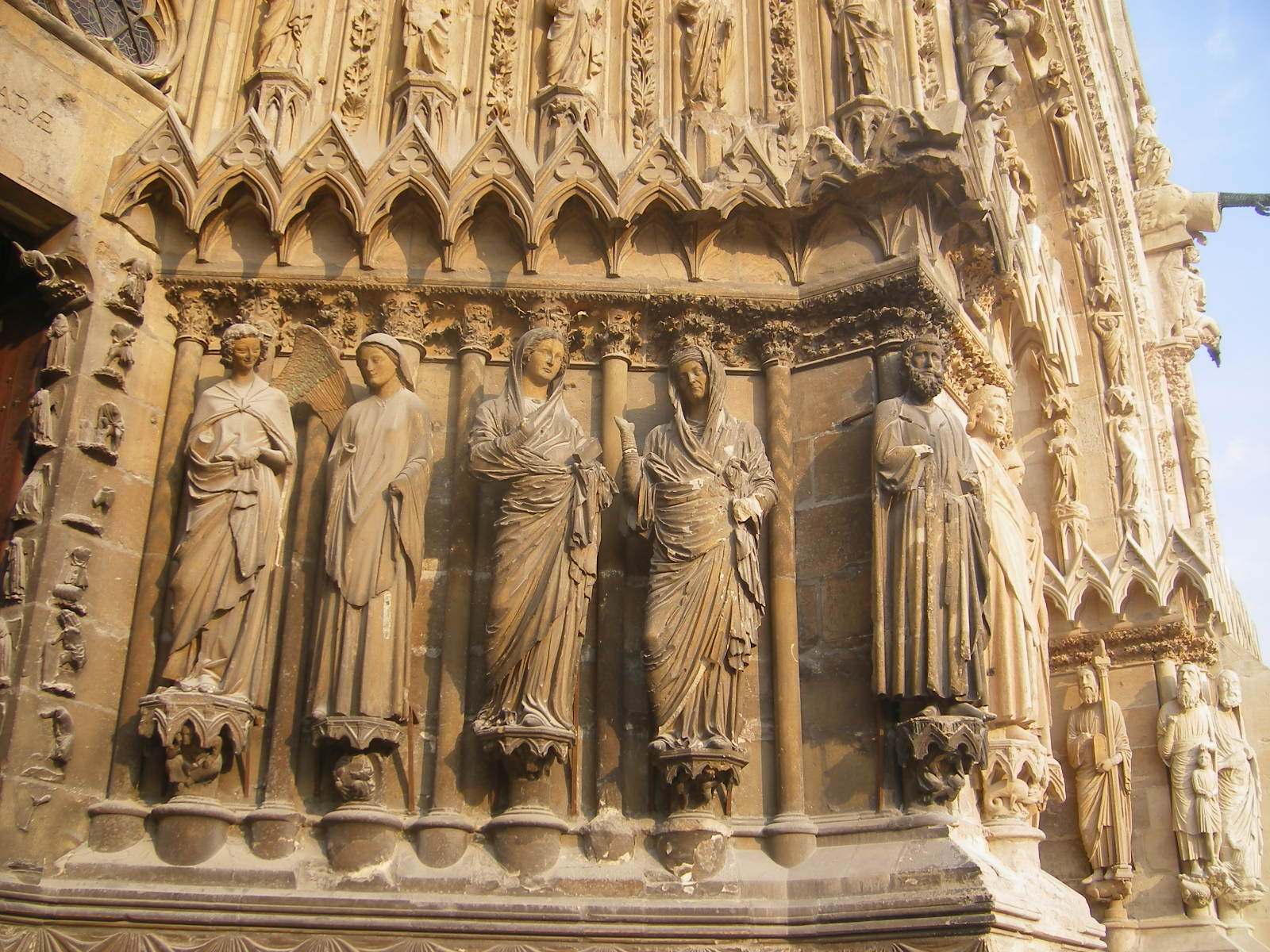
Grup de la Visitació a la Catedral de Reims.
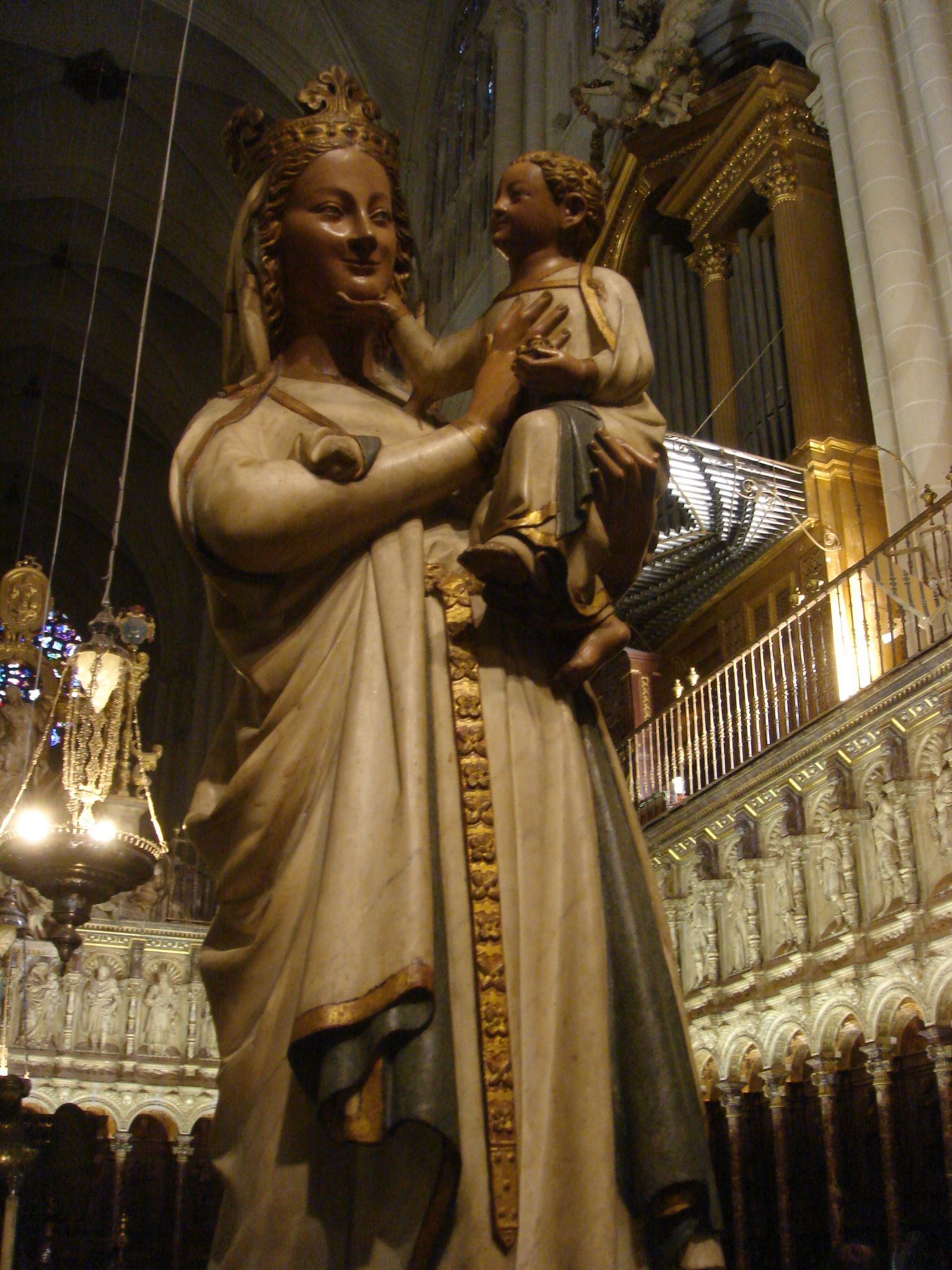
Verge Blanca de la catedral de Toledo.
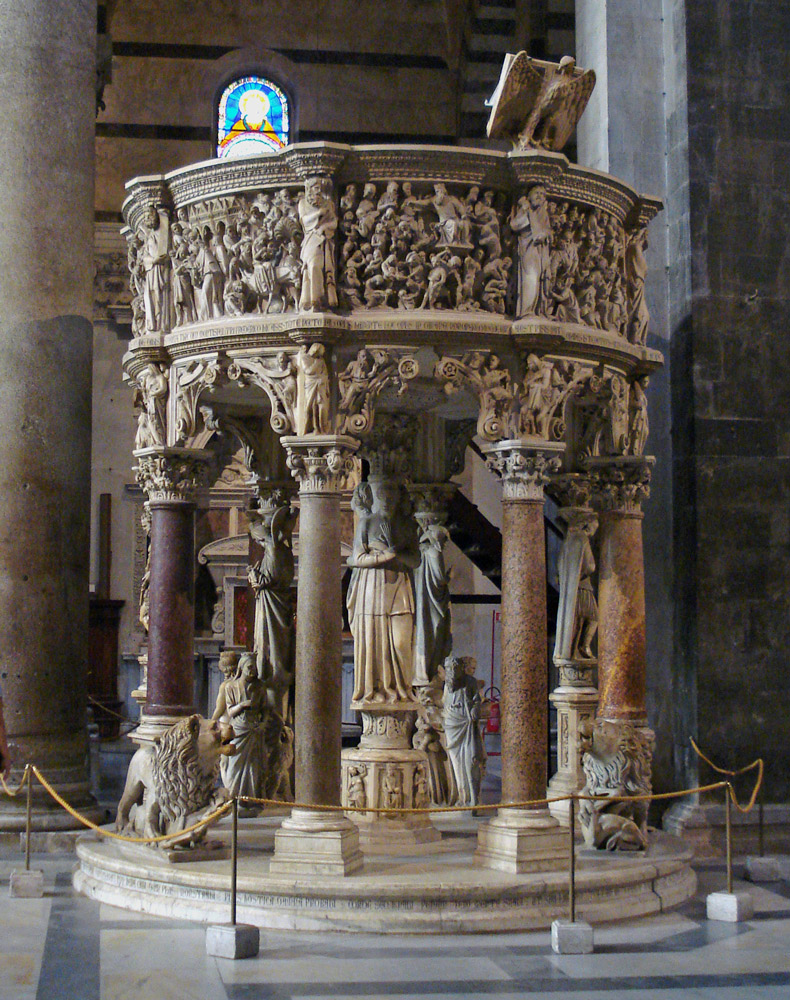
Púlpit a la catedral de Pisa, de Nicola Pisano.
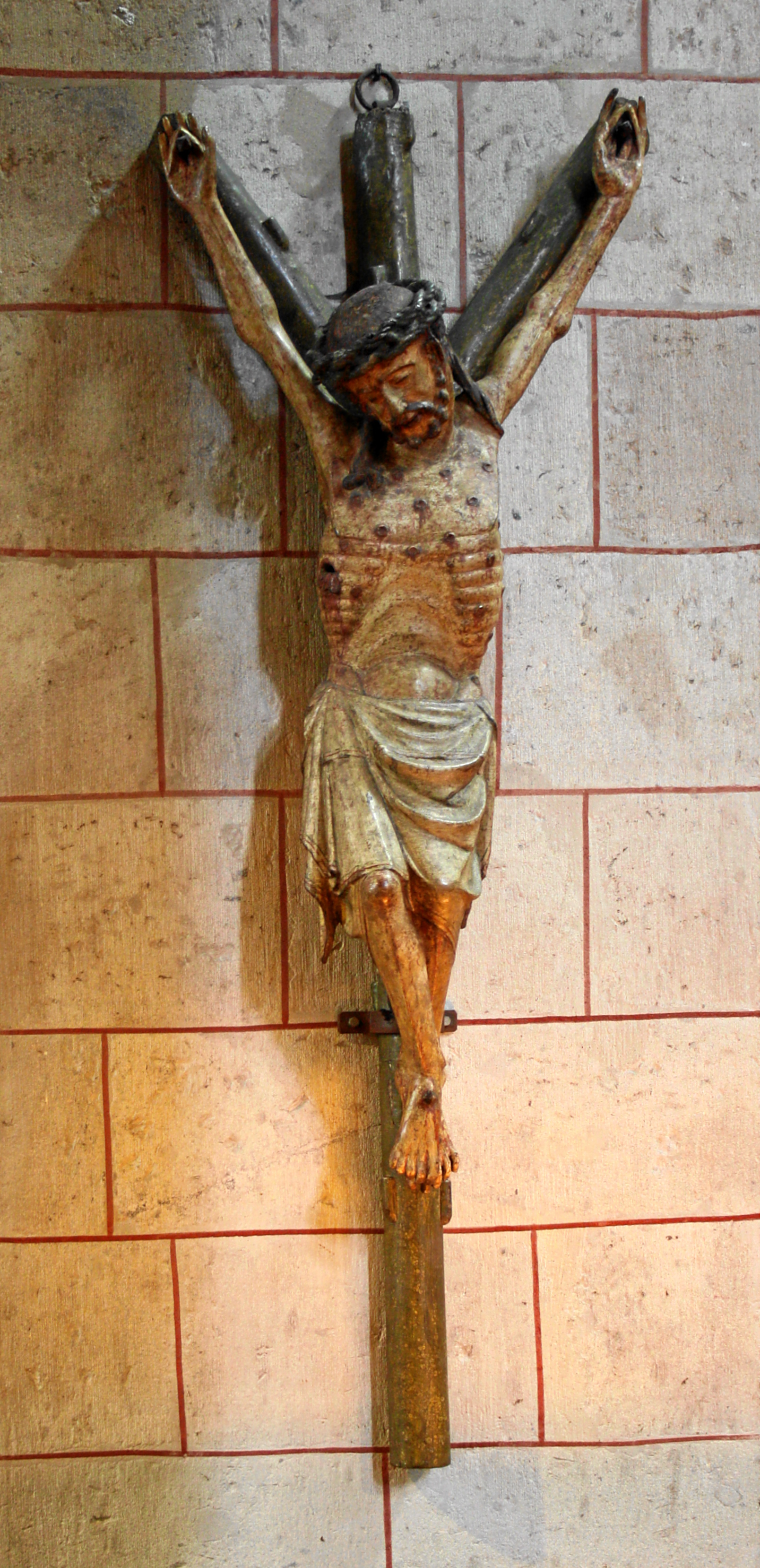
Gabelkreuz (crucifix dolorós) a la catedral de Sant Quirí, Neuss, segle xiv. A les crucifixions gòtiques, Crist es mostra nu i patint.
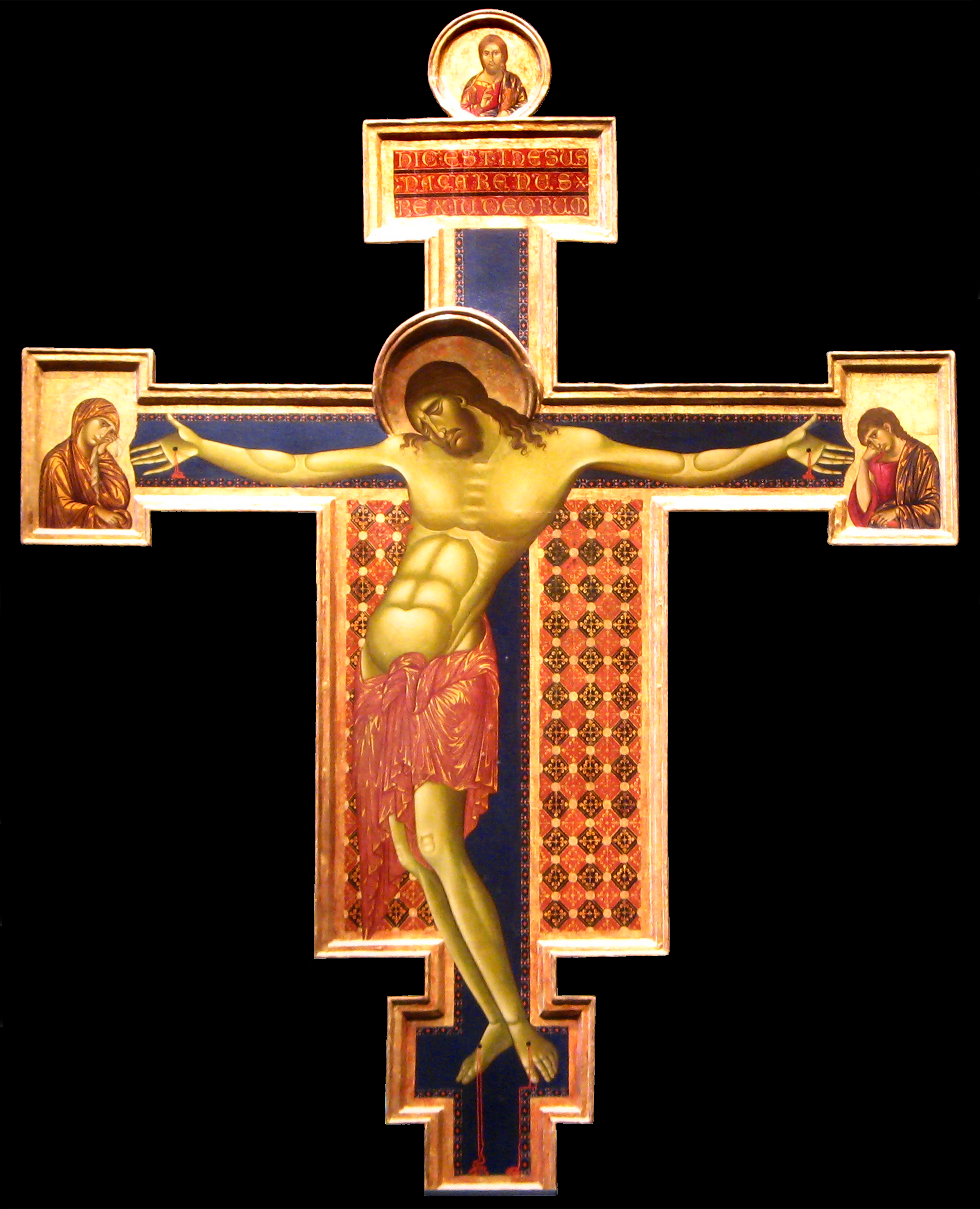
Crucifix de Santa Croce, de Cimabue, ca. 1280. És un crucifix policromat, que respon a la nova sensibilitat del gòtic, que humanitza a Crist reflectint els seus sentiments.[n. 3]
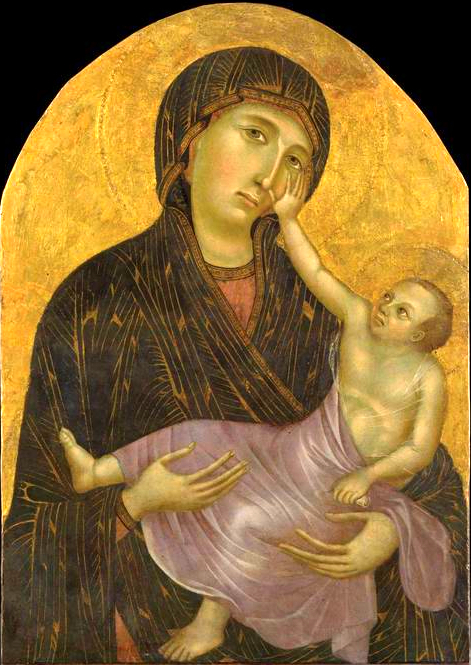
Madonna de Castefliorentino, de Cimabue. És una Mare de Déu de la tendresa.
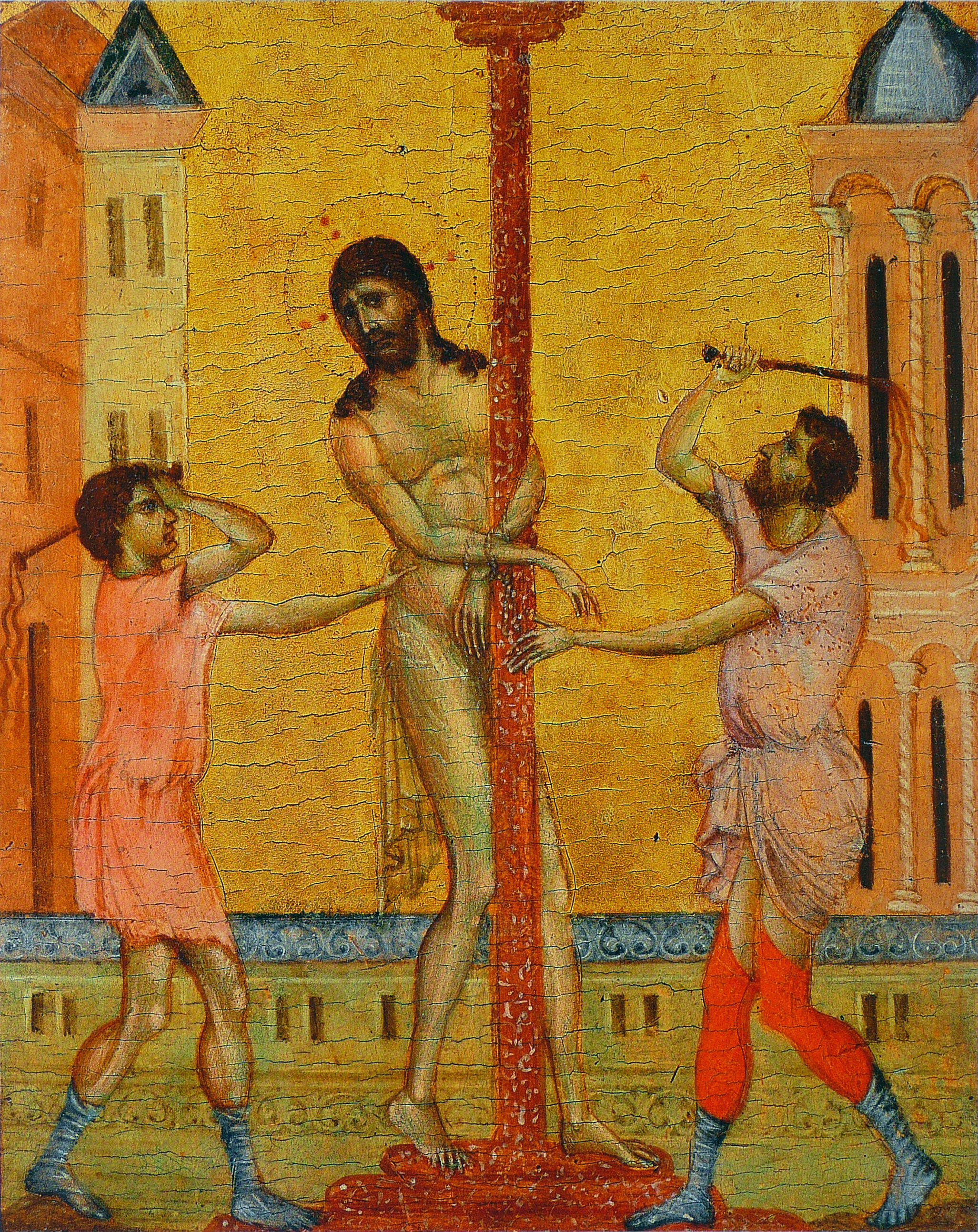
La flagel·lació de Jesús, de Cimabue.
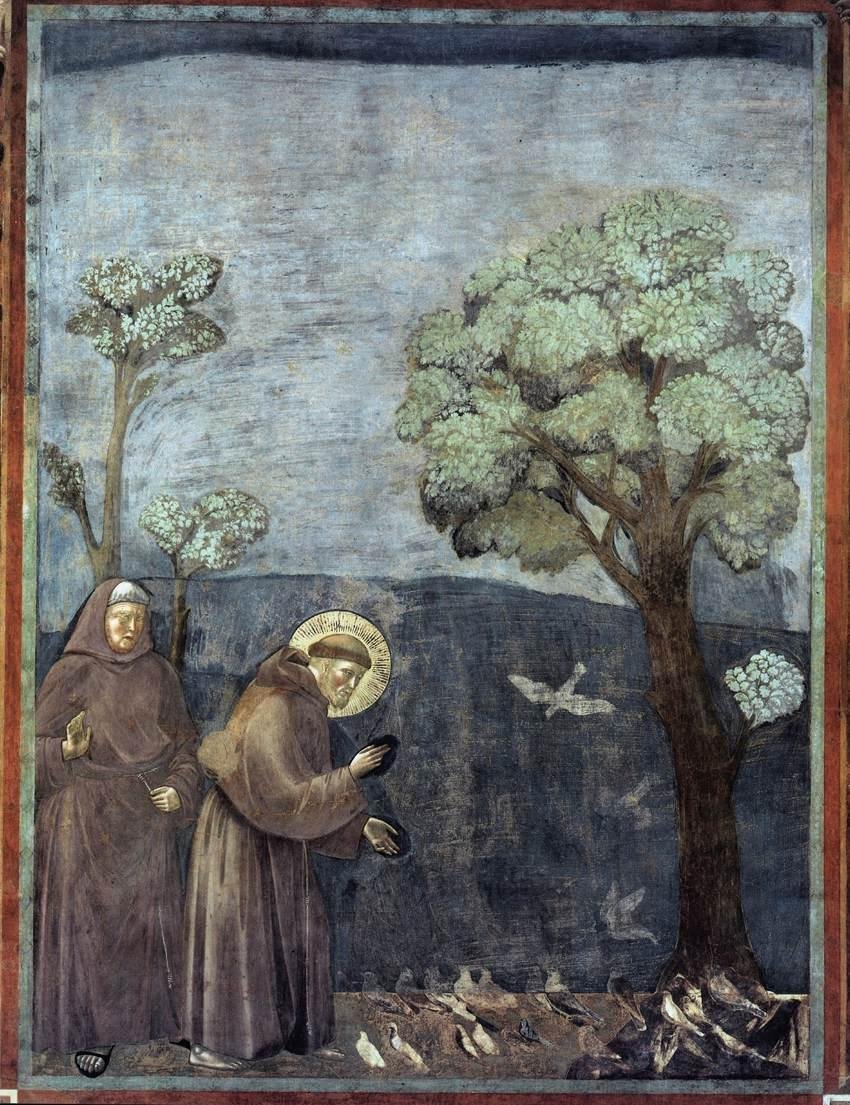
Sermó dels ocells, un dels frescos de la sèrie de la Vida de Sant Francesc de Giotto.

#### Transició del Gòtic al Renaixement

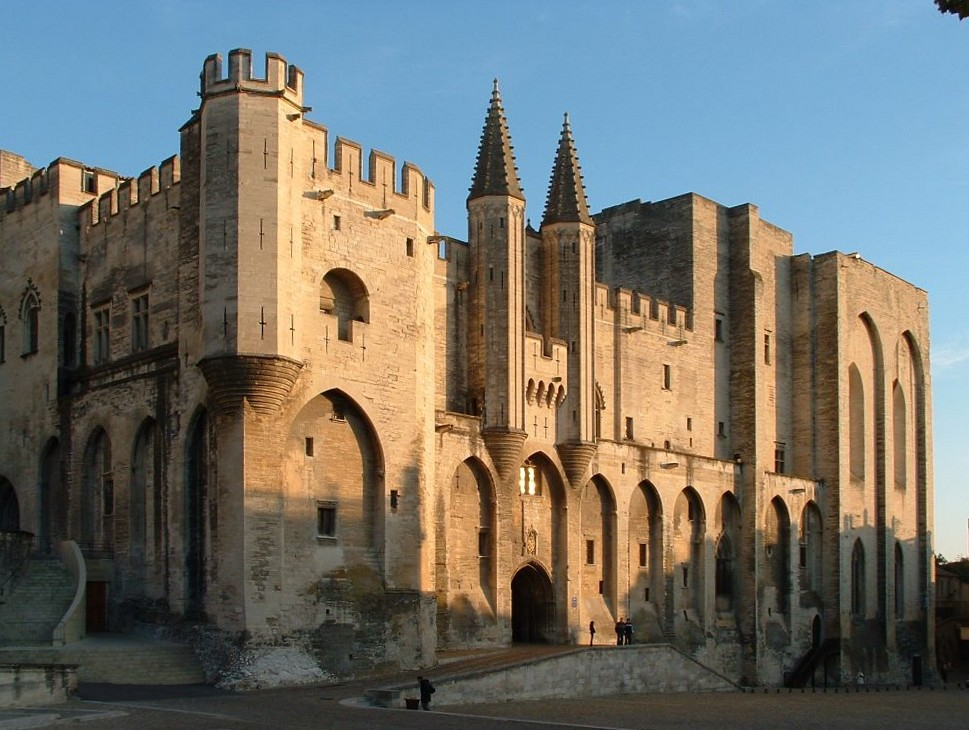
Palau Papal de Avinyó, centre de la cristiandat (per als seguidors del "antipapa" Lluna, també ho va arribar a ser la petita població de Peníscola).
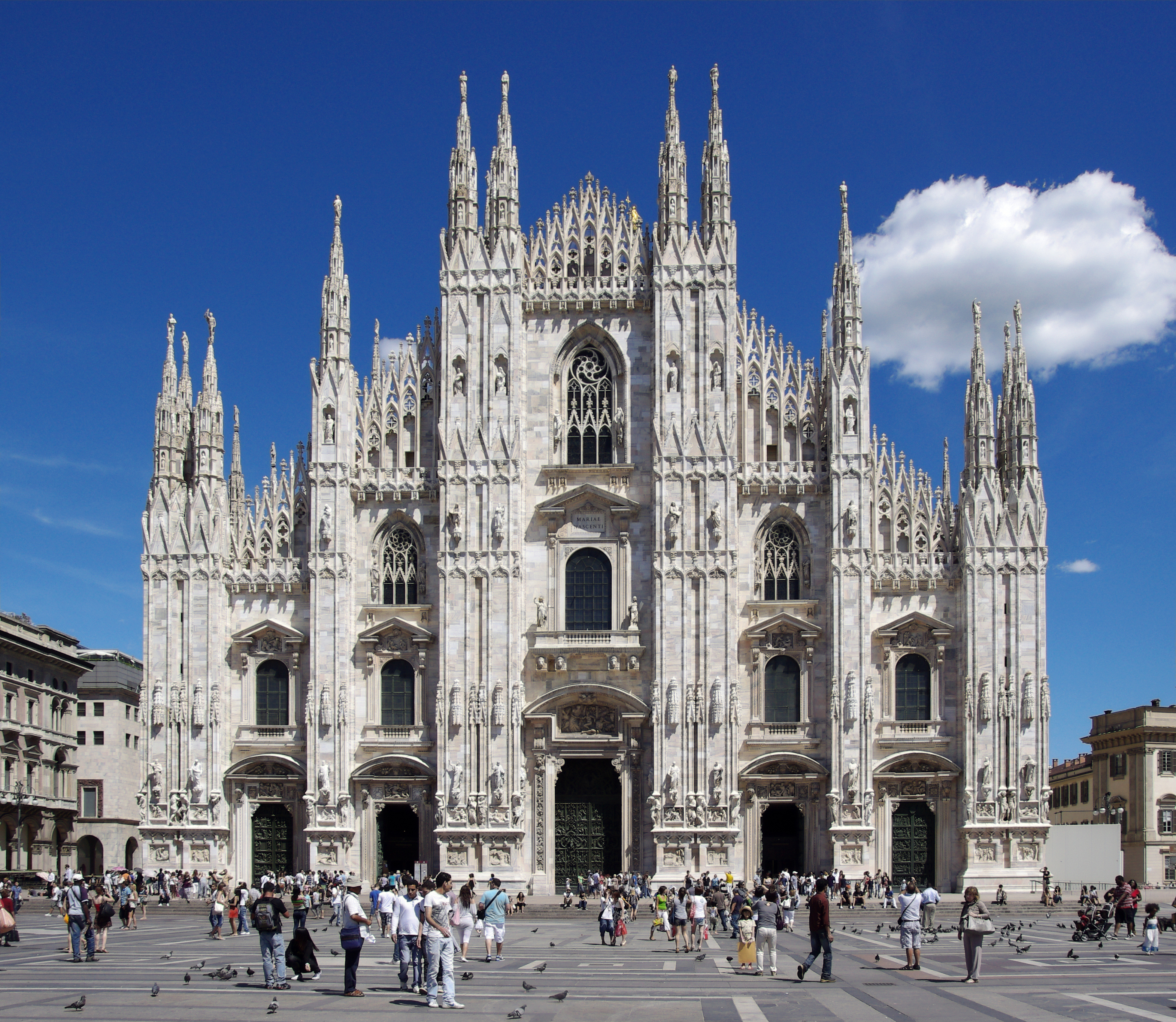
Catedral de Milà.
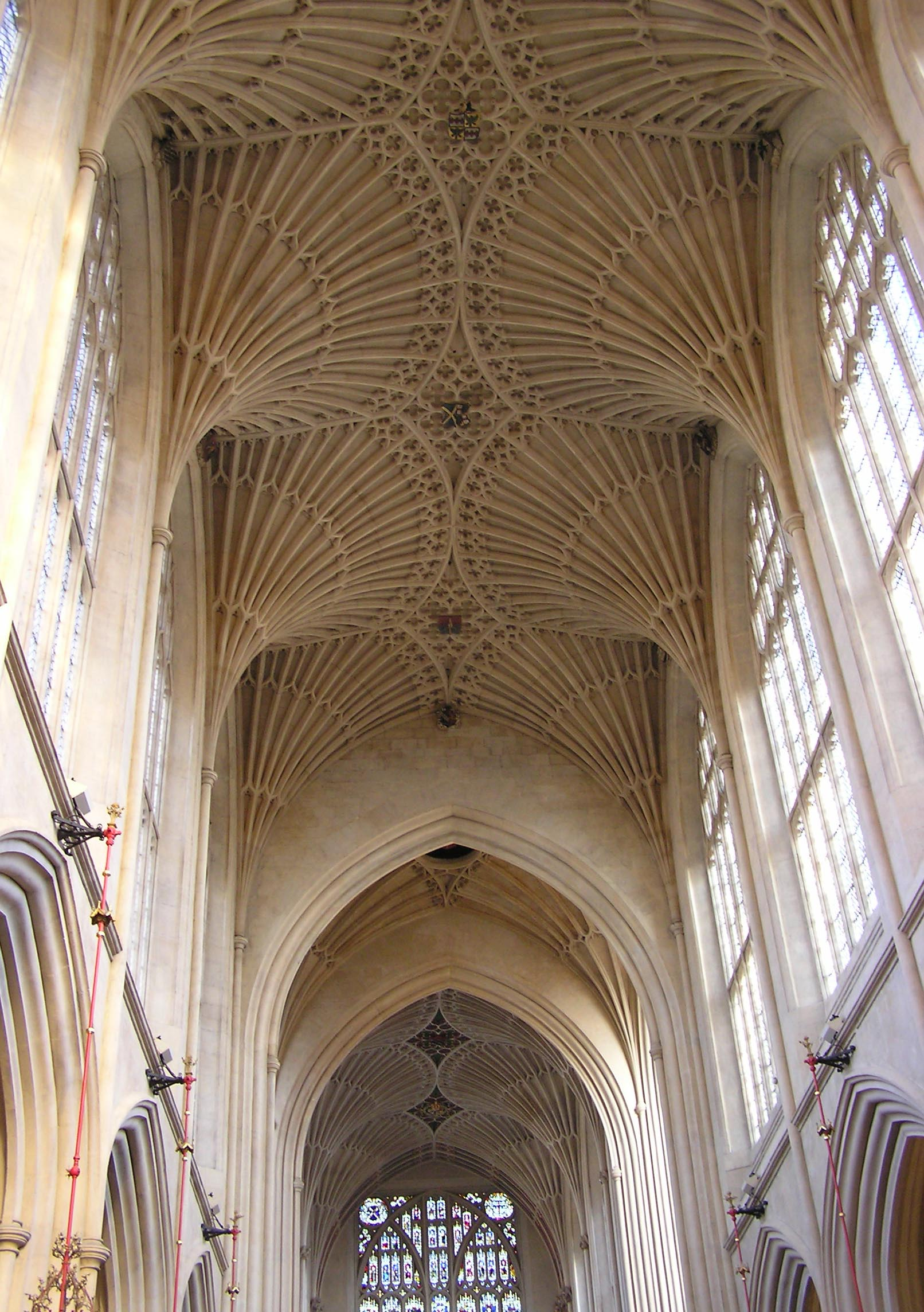
Abadía de Bath, amb una espectacular volta de ventall, de William Vertue.
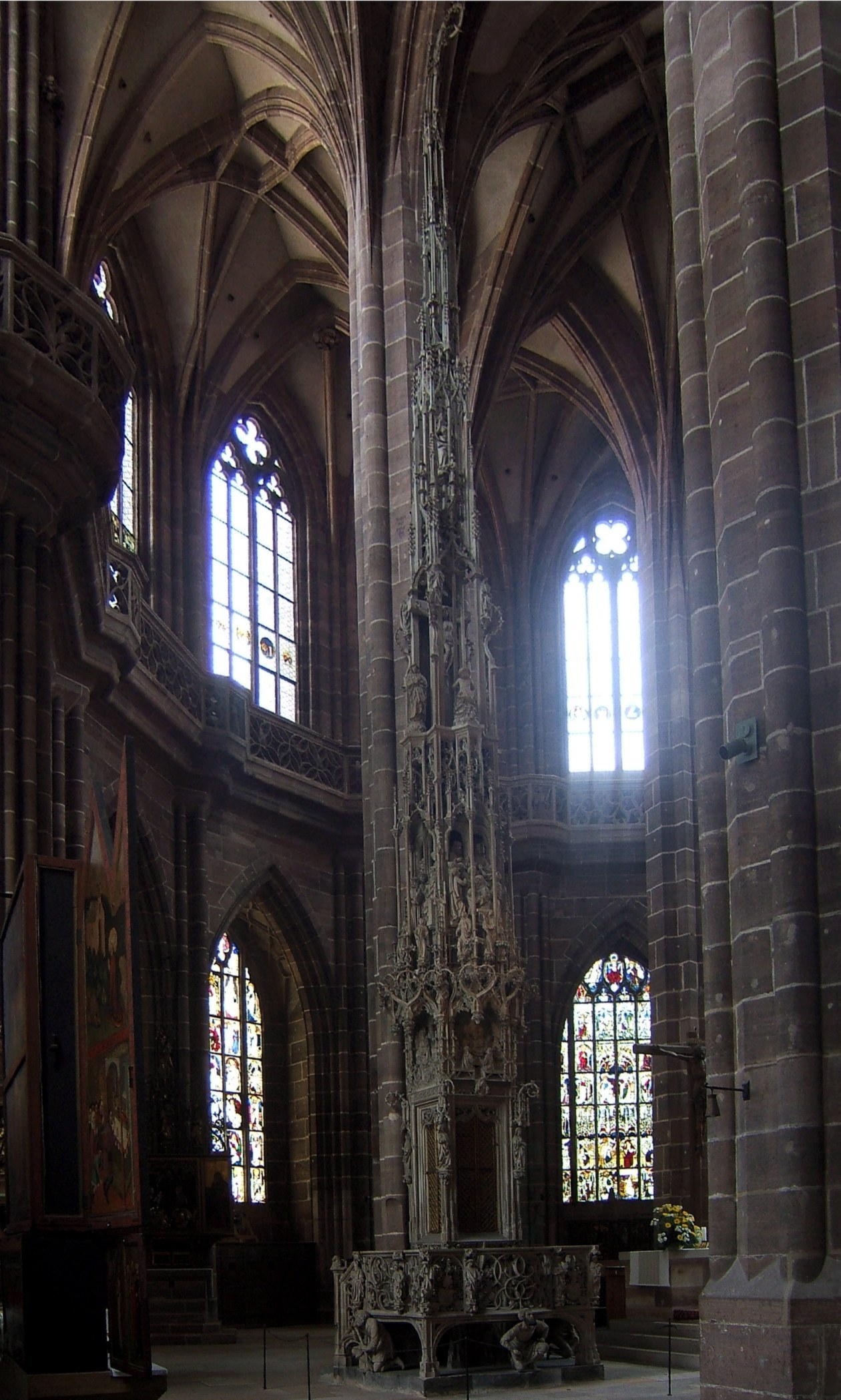
Església de Sant Llorenç de Nuremberg
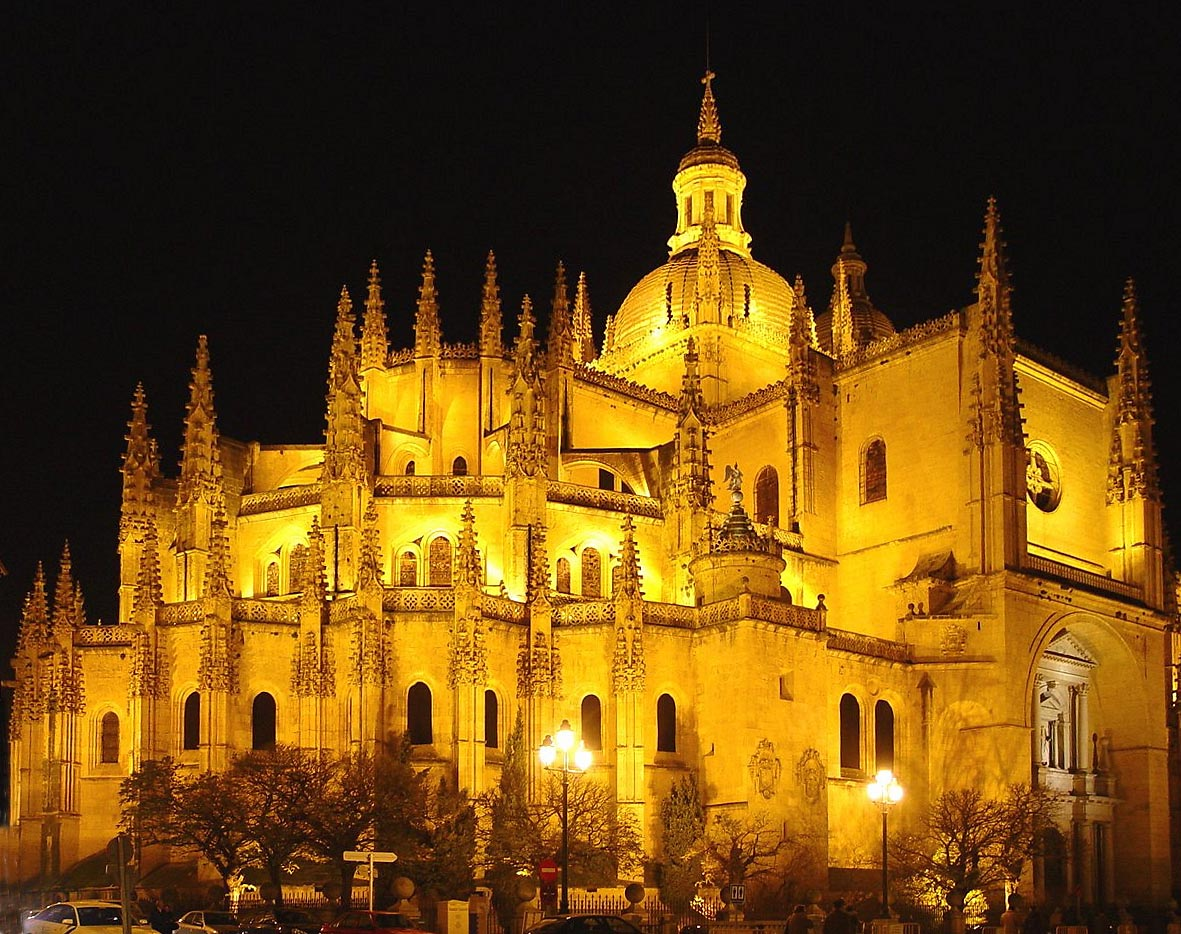
Catedral de Segòvia.
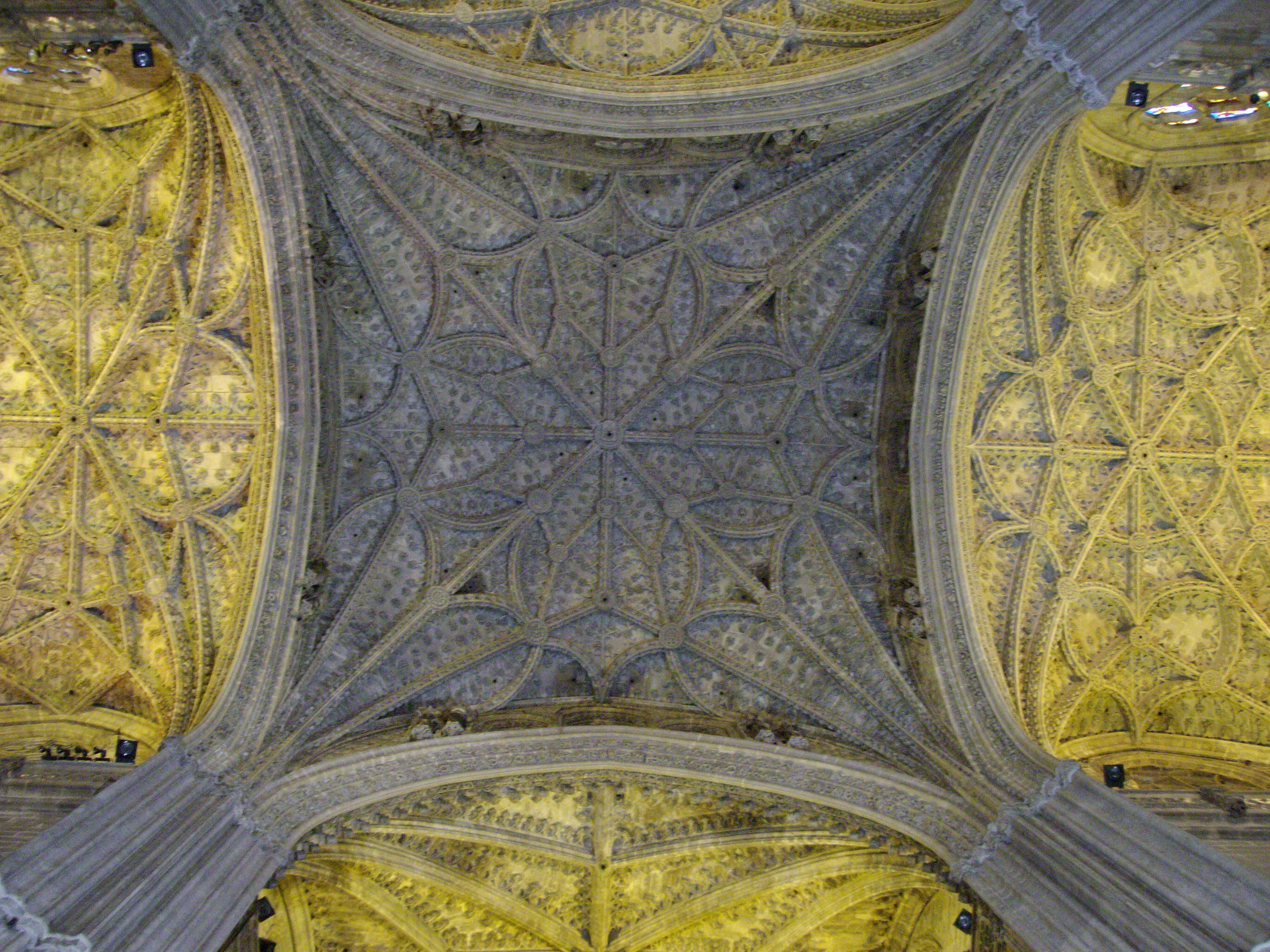
Voltes de la catedral de Sevilla.
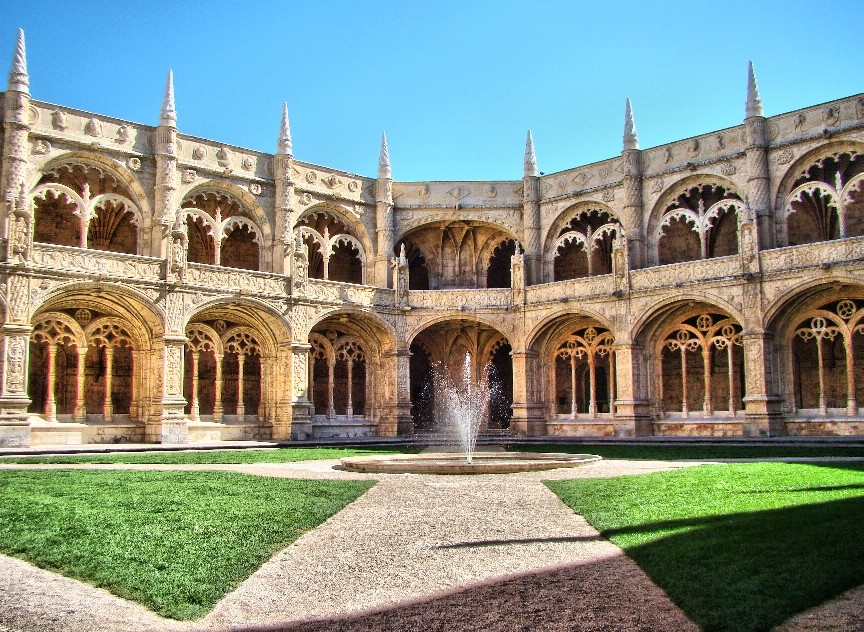
Claustre del Monestir dels Jerònims de Lisboa
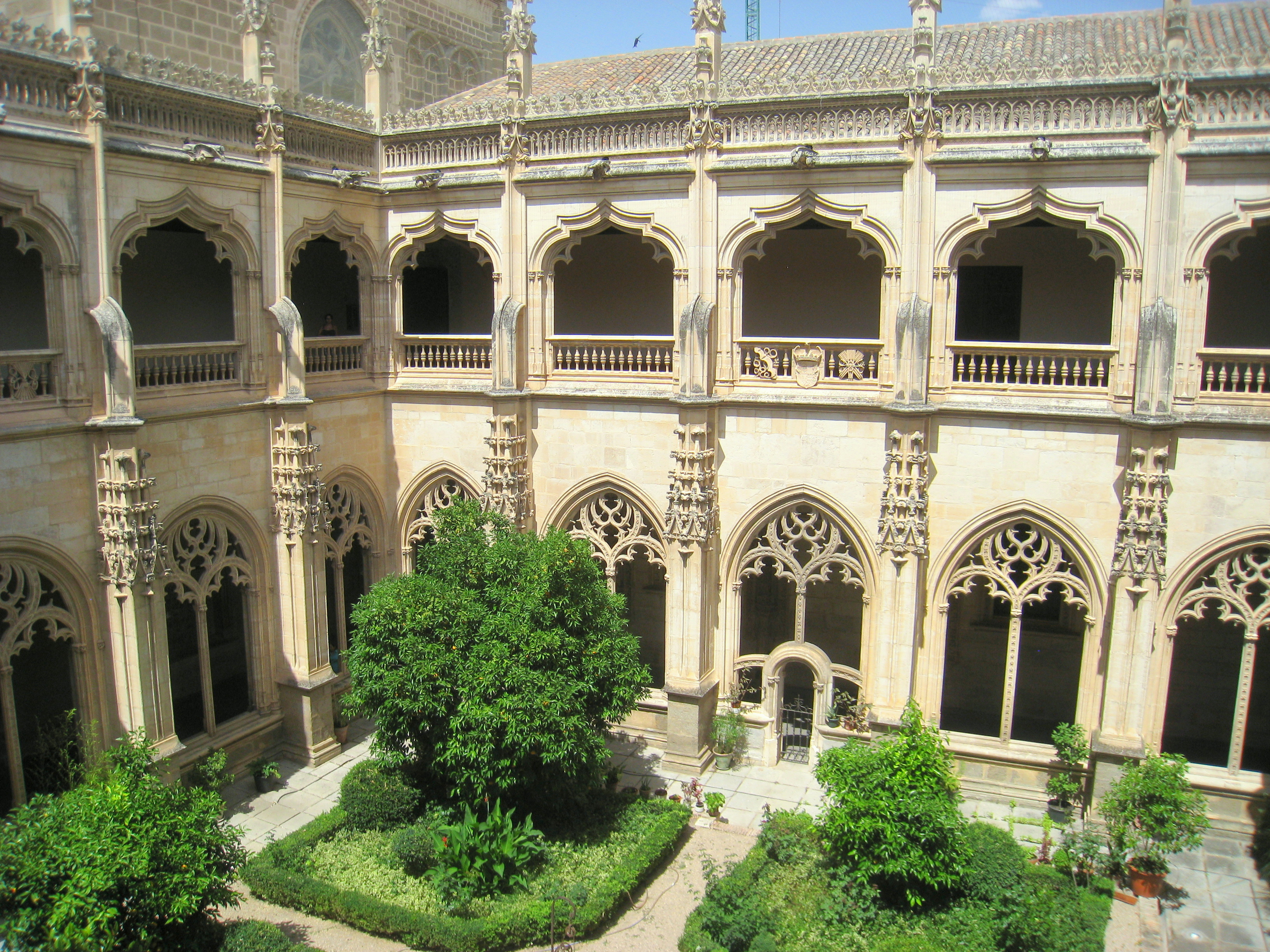
Claustre de San Juan de los Reyes.
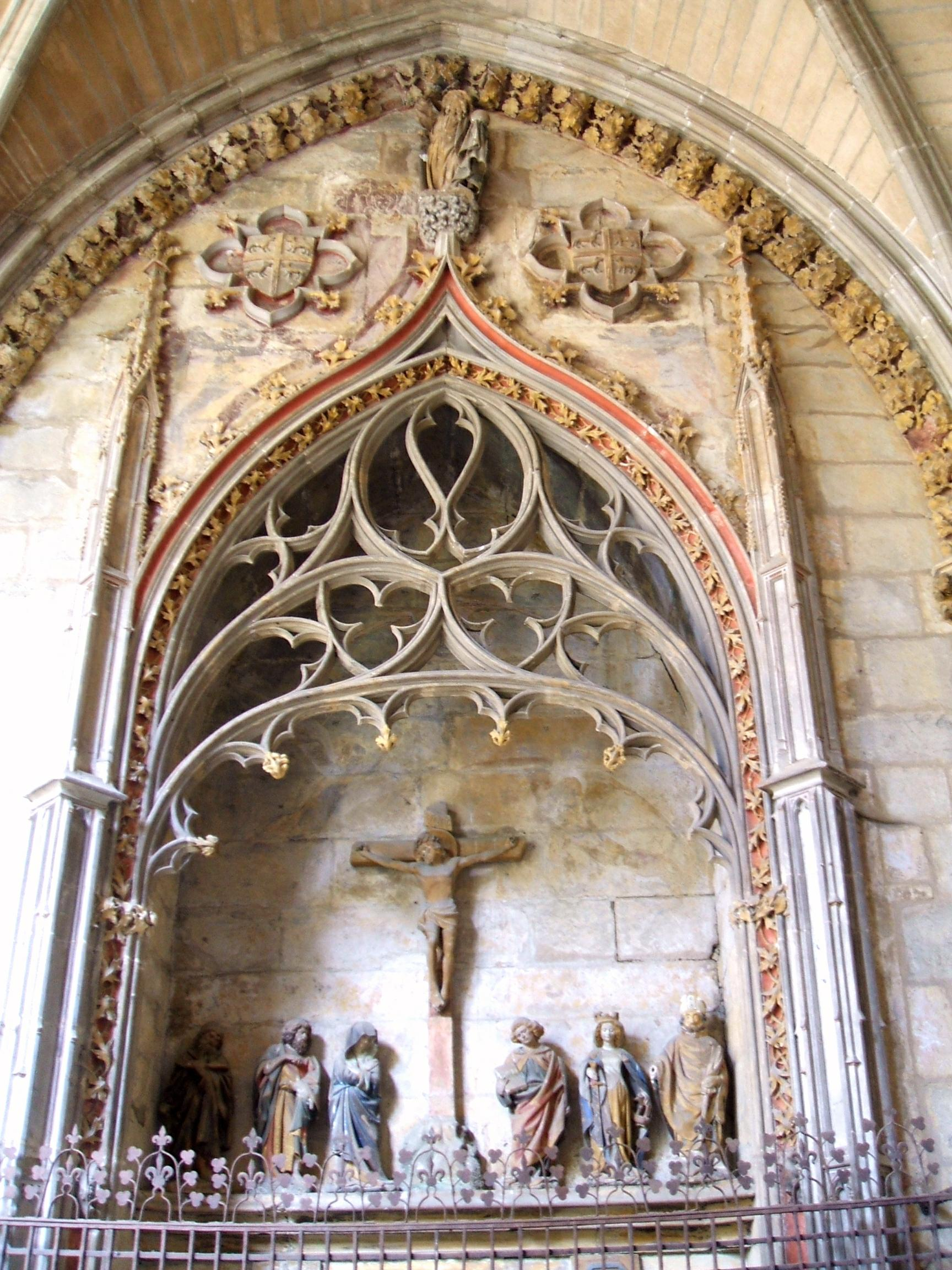
Capella funerària del claustre de la catedral de Pamplona.
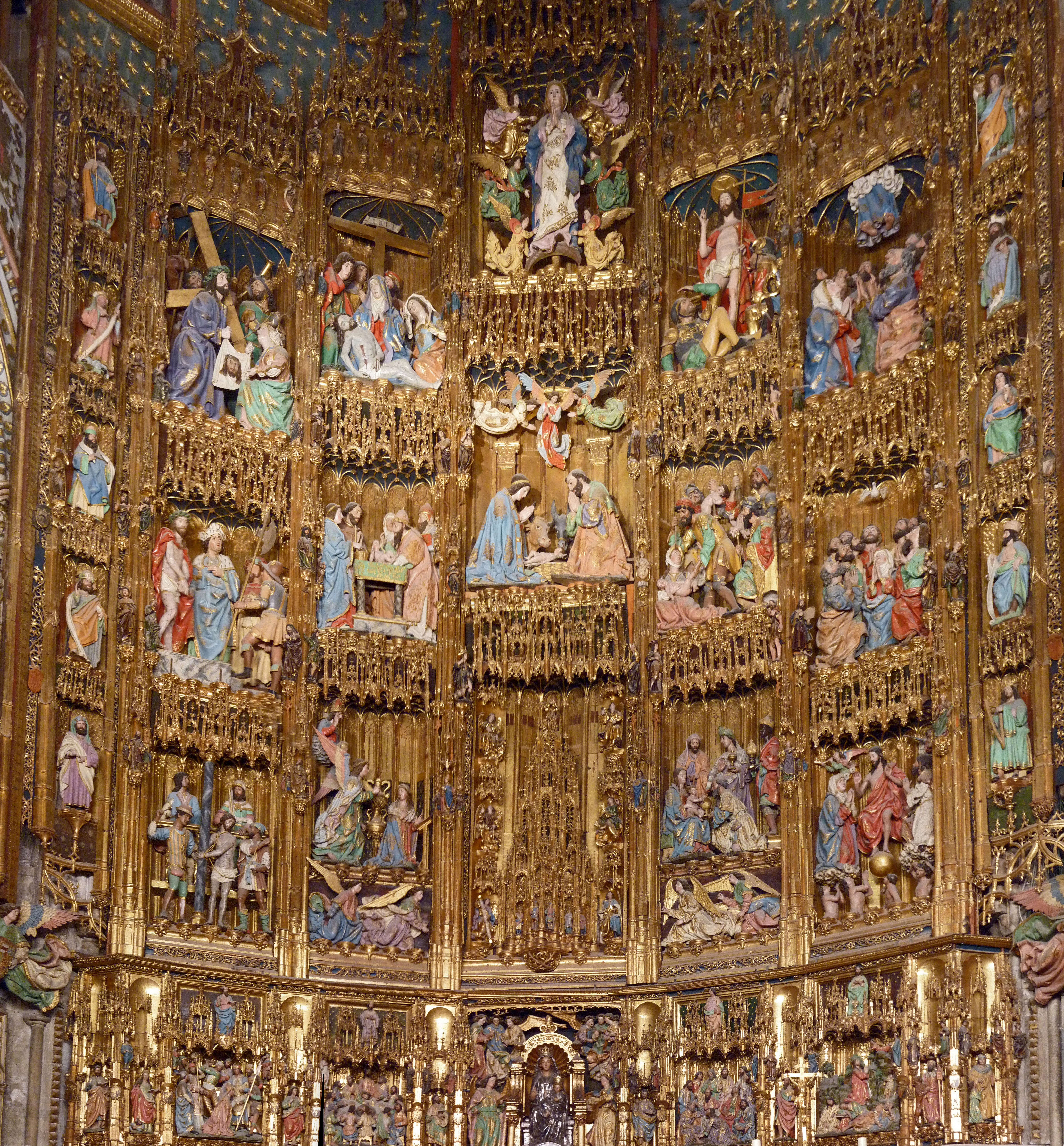
Retaule Major de la Catedral de Toledo.
Retaule Major de la Cartoixa de Miraflores.
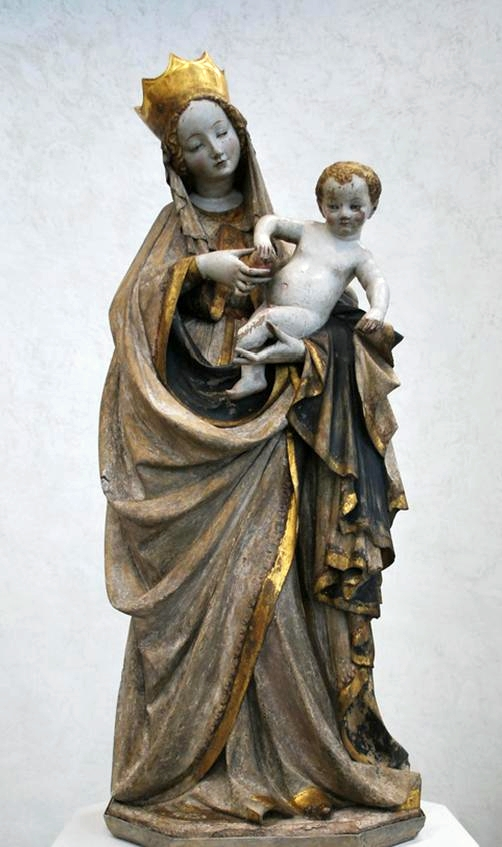
Mare de Déu amb Nen, del Mestre de les Madonnas Belles.
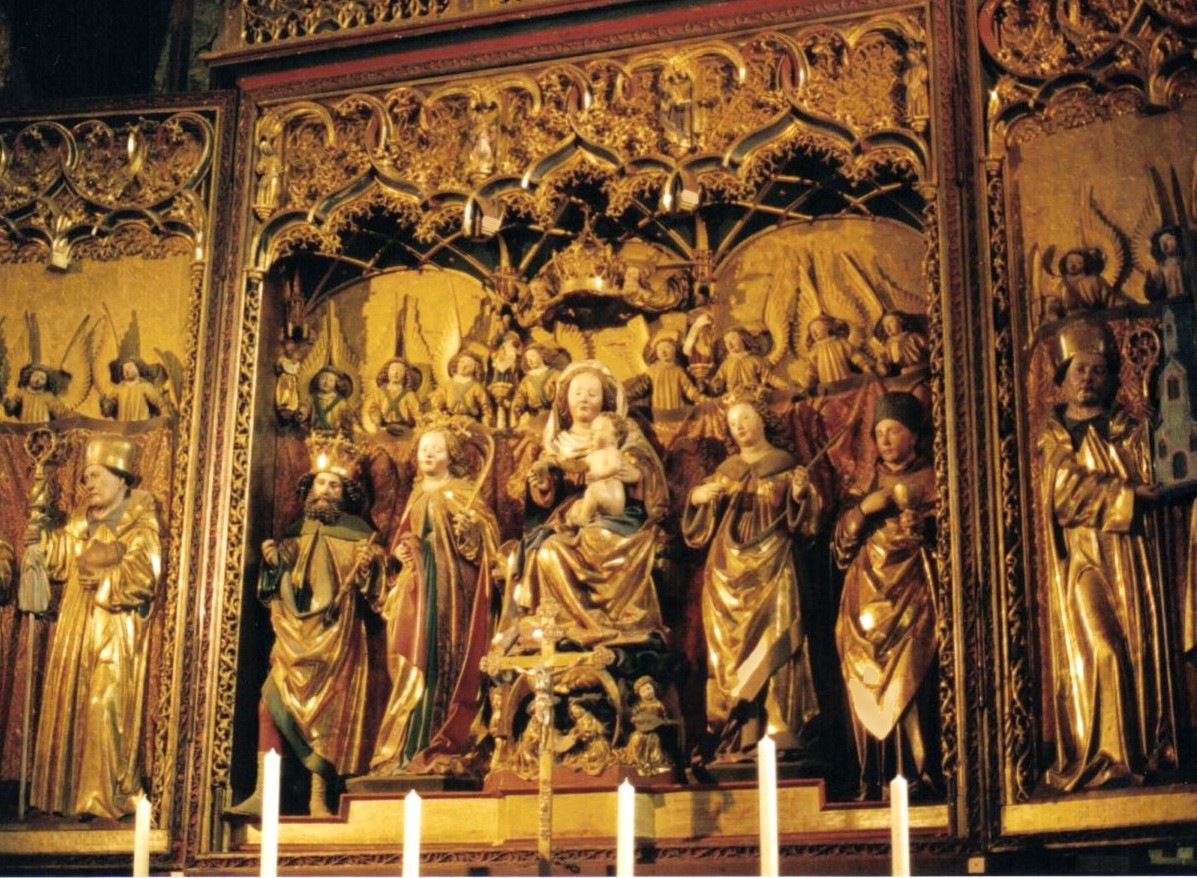
Retaule major de la catedral de Chur.

La crisi del segle XIV, i particularment l'impacte de la Pesta Negra, van convertir el final de l'edat mitjana en una època particularment convulsa. En el terreny religiós, el cisma d'Occident va situar als cristians de tota l'Europa occidental en una inèdita situació: diversos papes que es negaven i excomunicaven mútuament, a més d'excomunicar tots els seus seguidors. Les representacions de les danses de la mort i les cançons dels goliards recordaven la fugacitat de la vida.

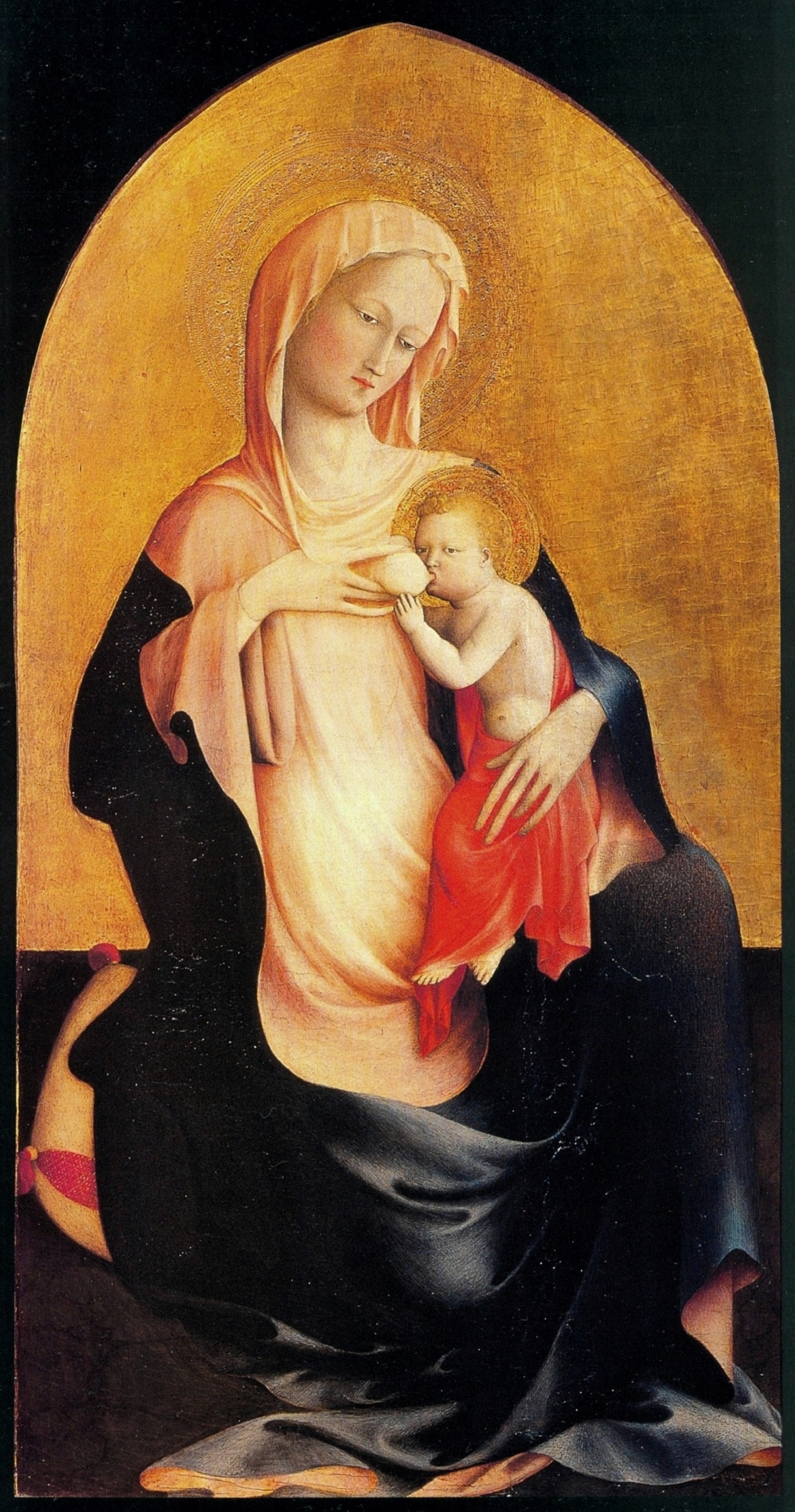
Mare de Déu de la llet de Masolino da Panicale.
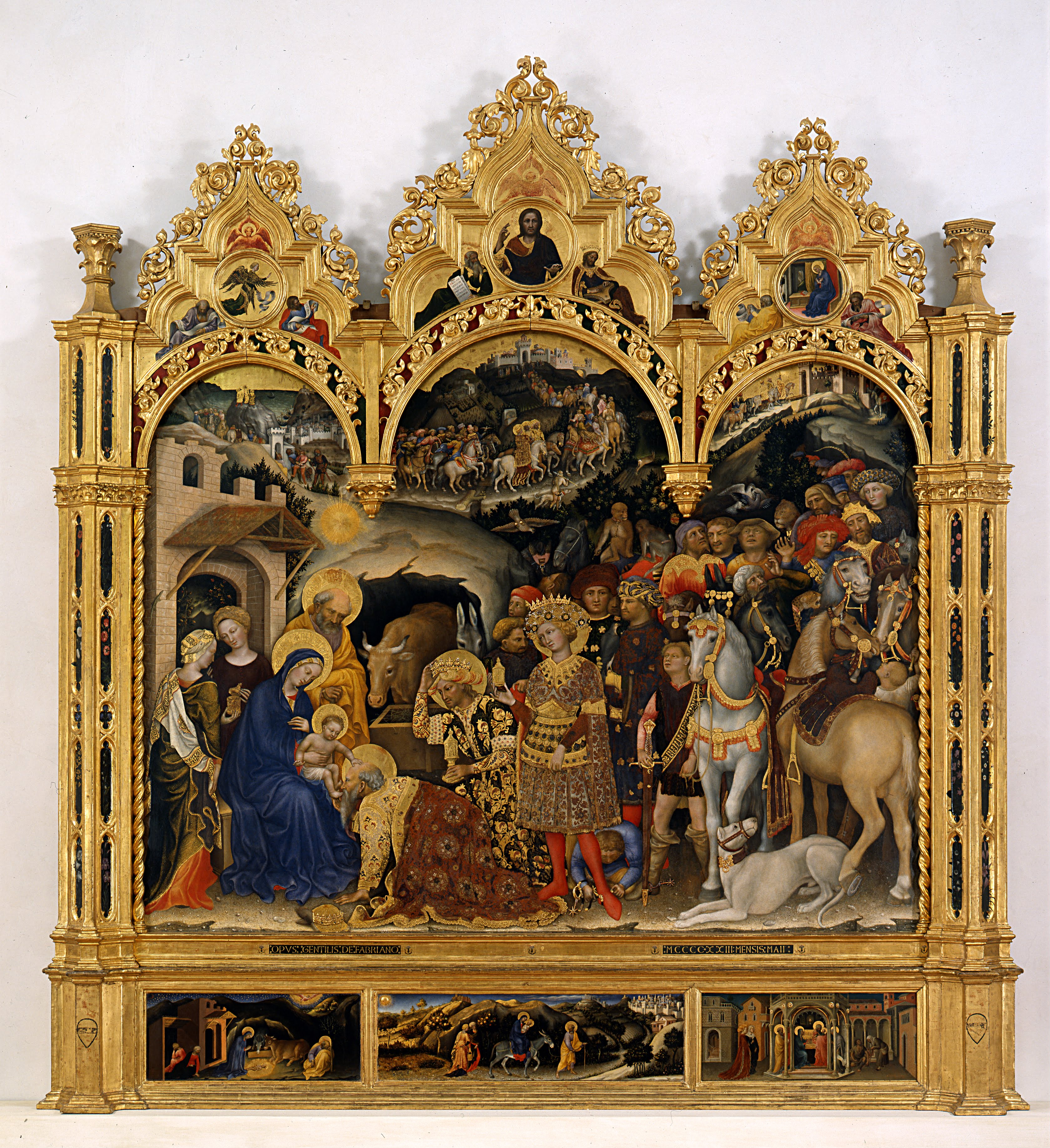
Adoració dels Reis Mags, de Gentile da Fabriano.
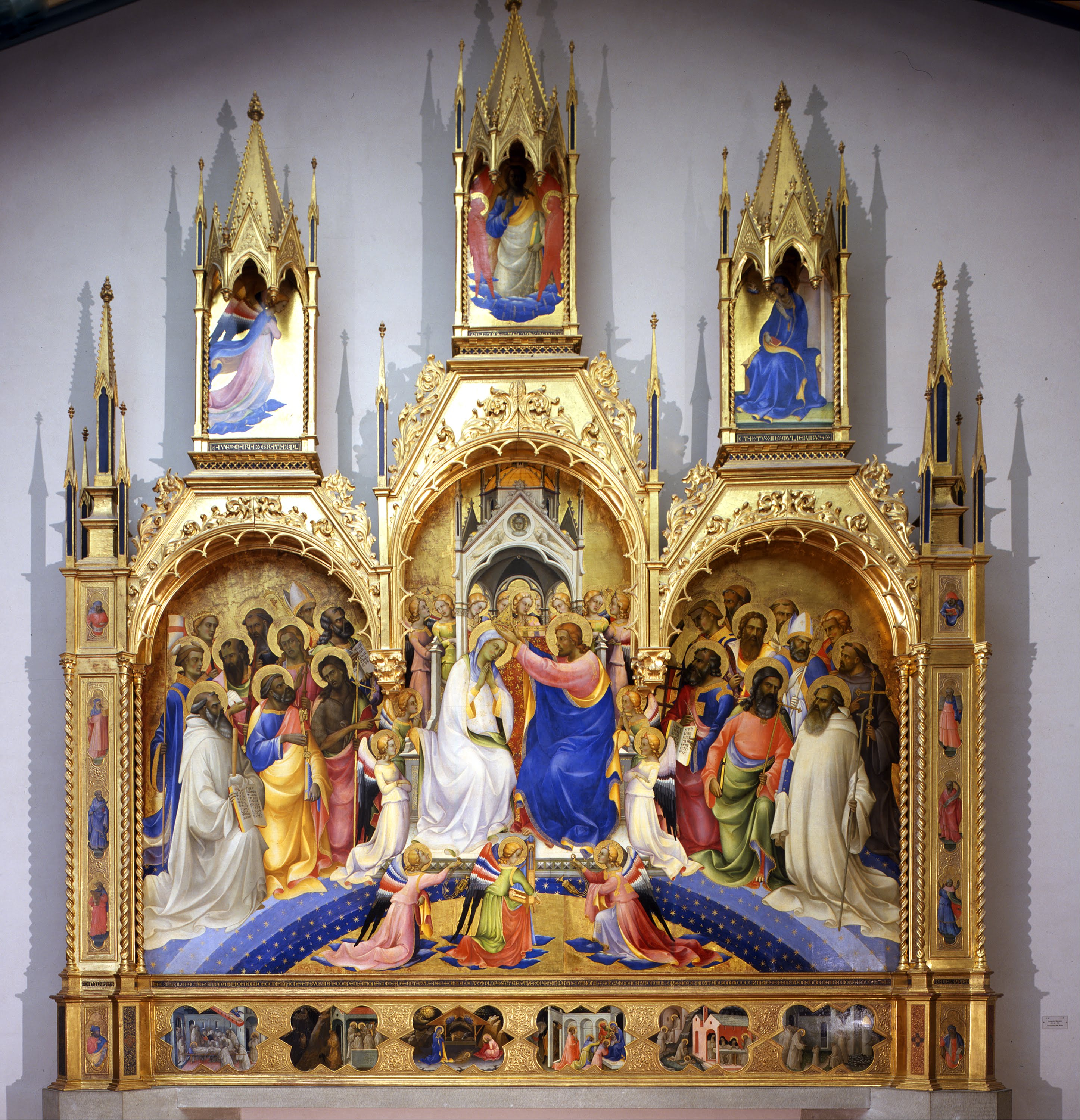
Coronació de Maria, de Lorenzo Monaco.
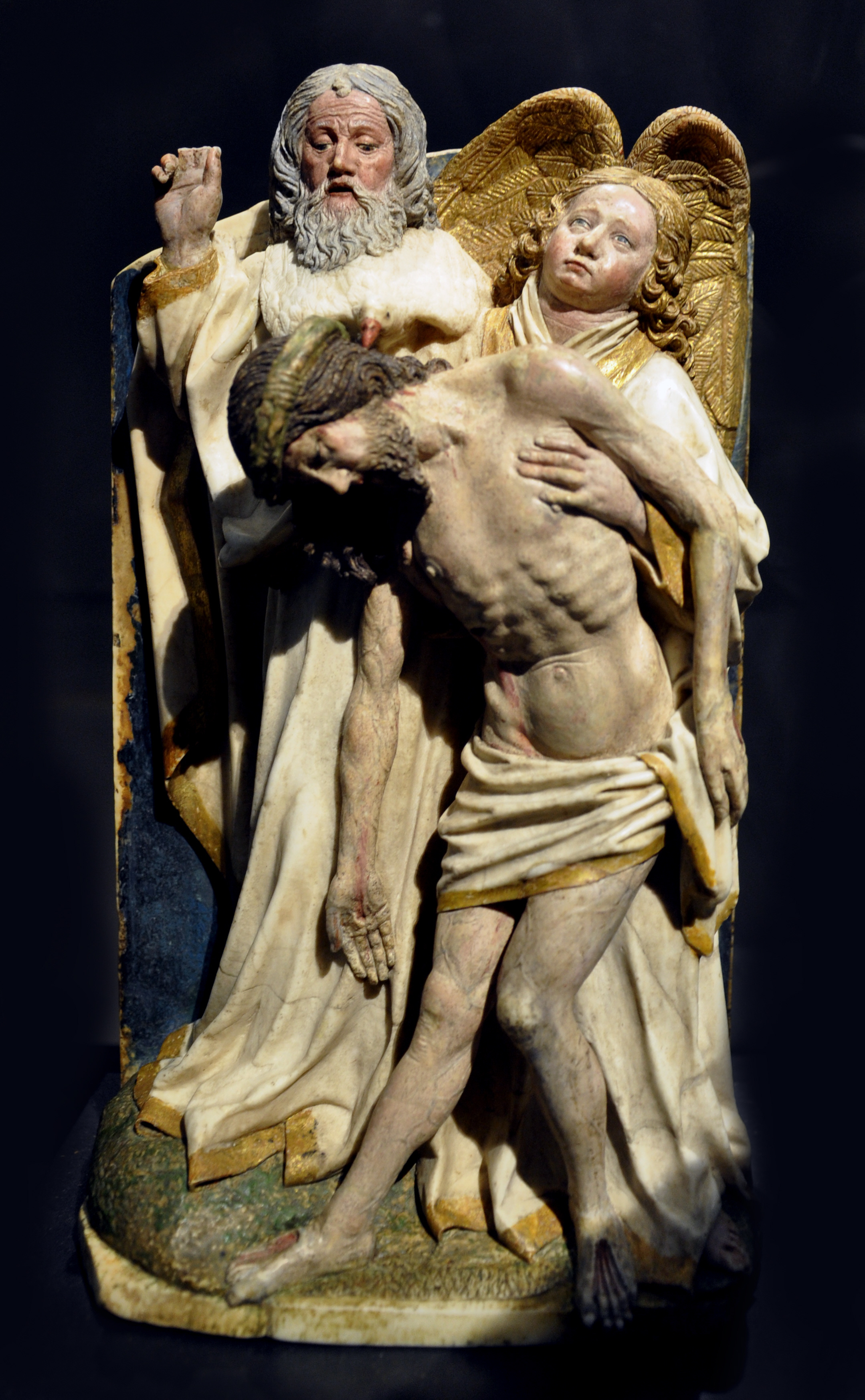
Santíssima Trinitat, de Hans Multscher.
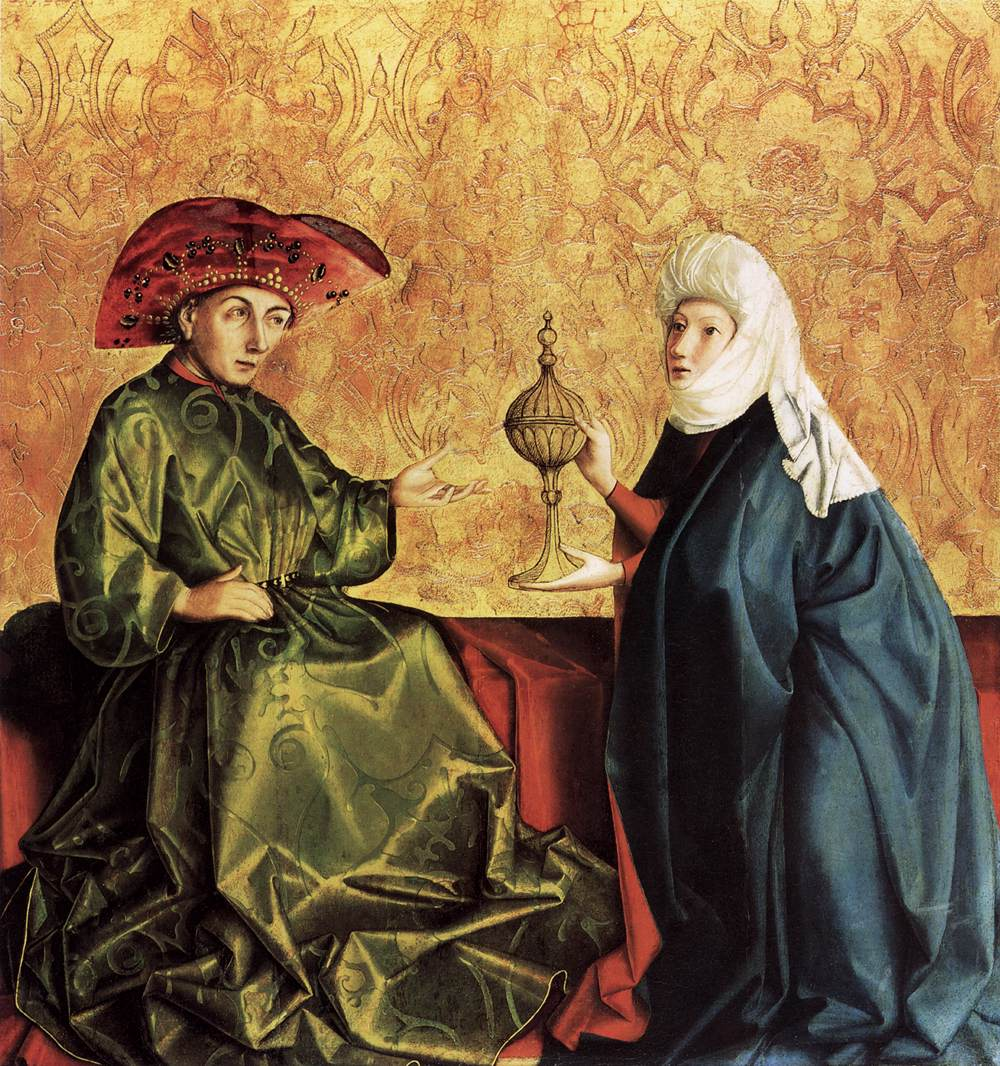
Salomó i la Reina de Saba, de Konrad Witz.
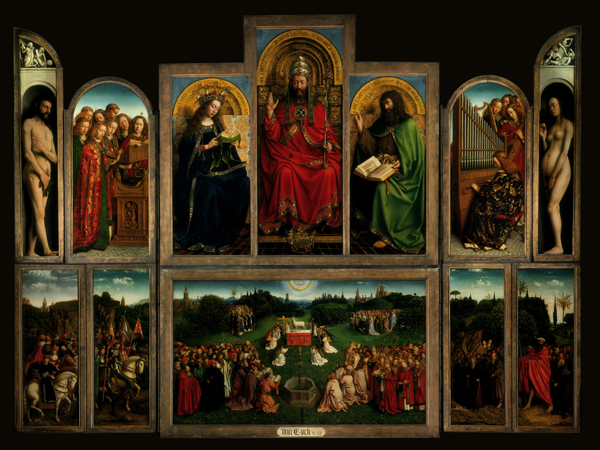
L'adoració de l'Anyell Místic, de Jan Van Eyck.
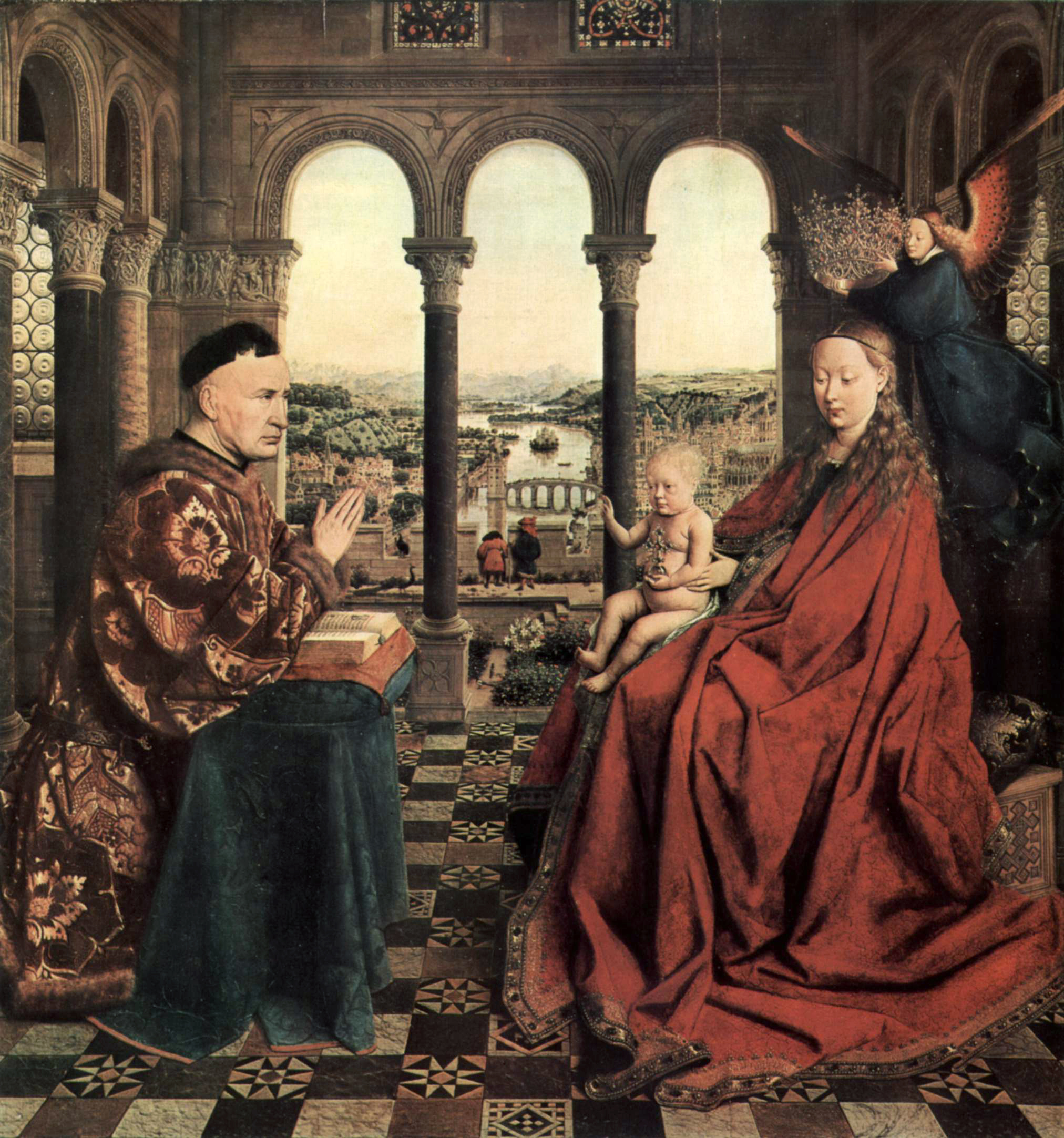
La Mare de Déu del canceller Rolin, de Jan van Eyck.
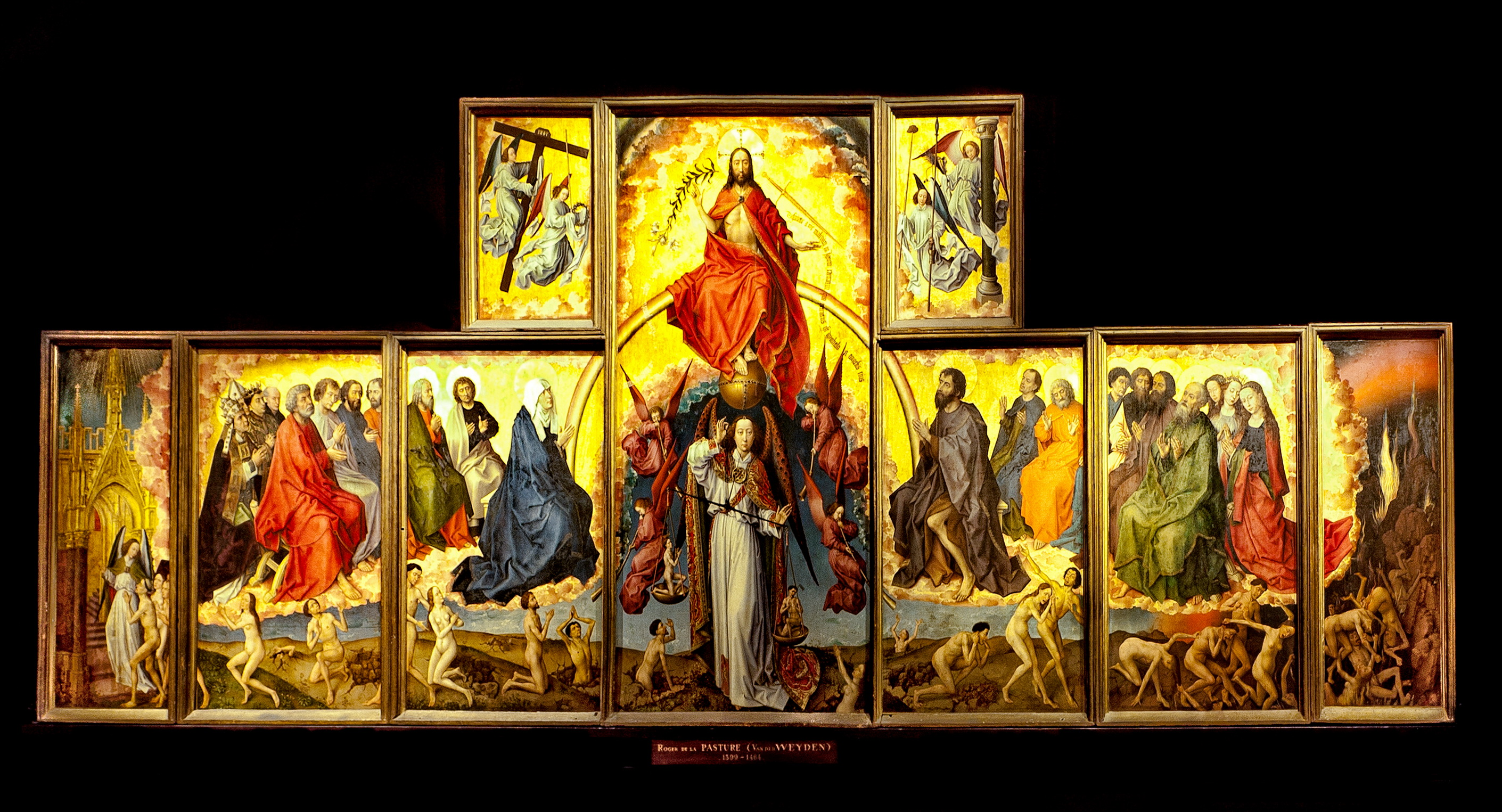
Políptic del Judici Final, de Roger van der Weyden.
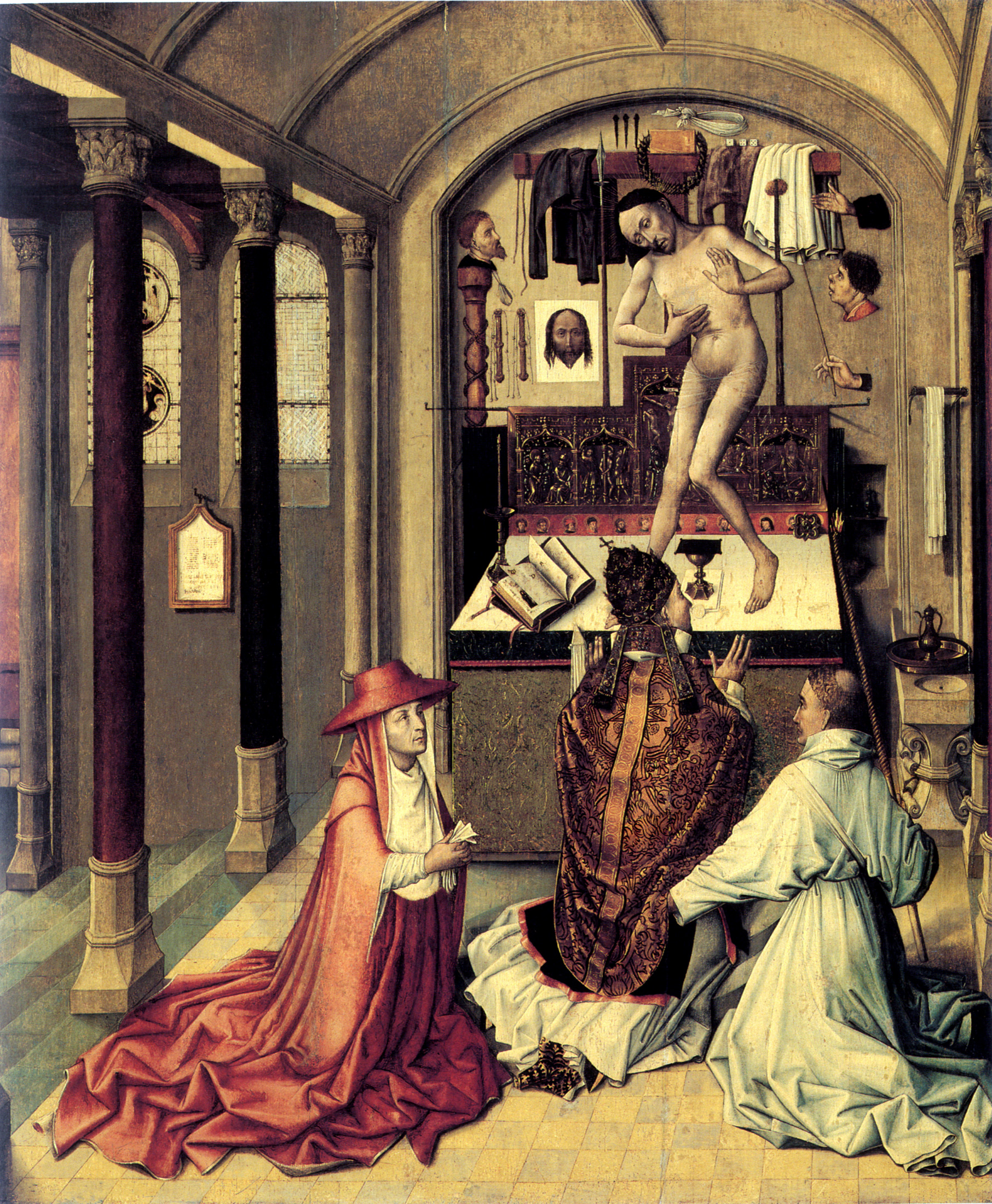
La missa de Sant Gregori, de Robert Campin.
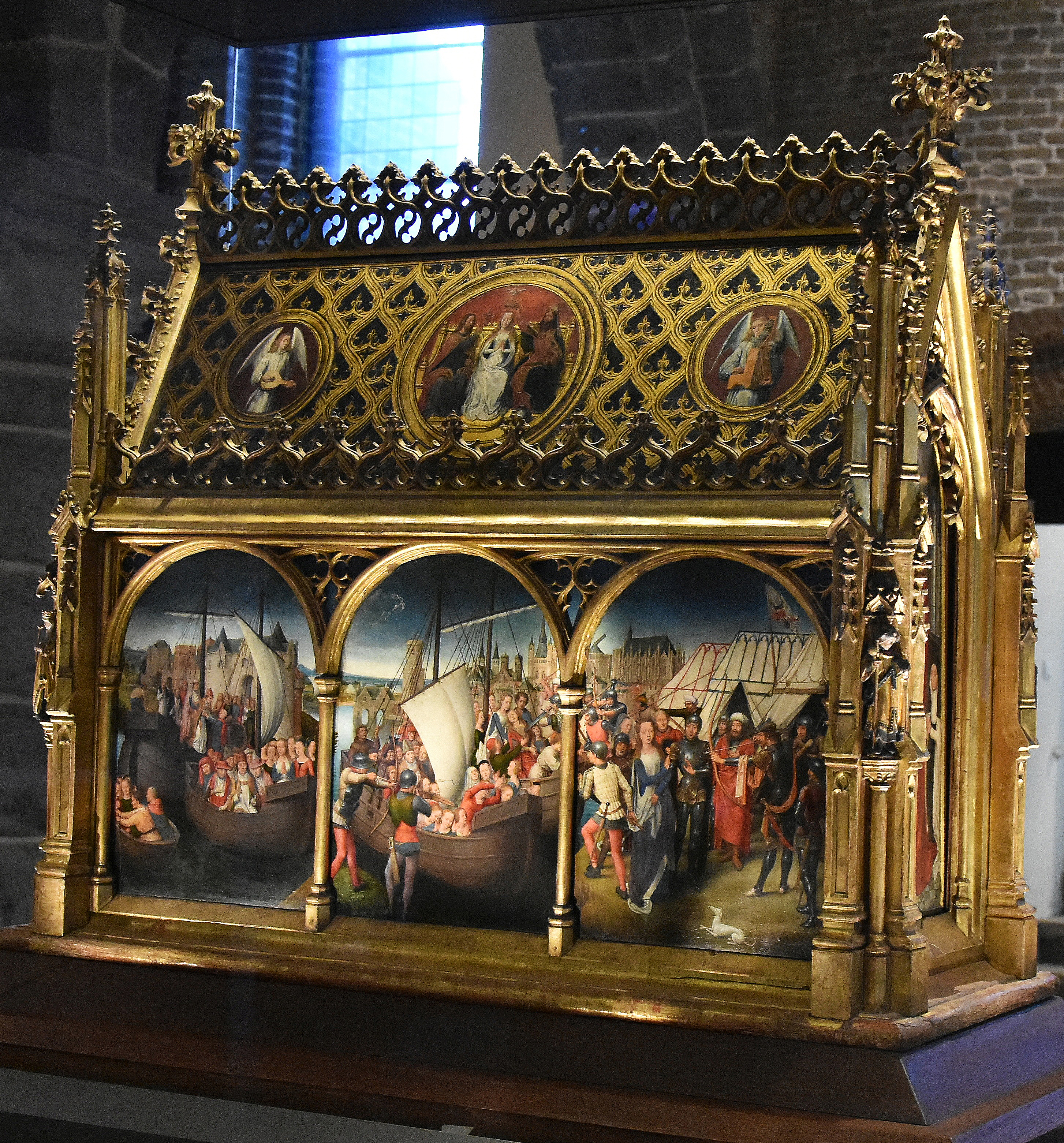
Reliquiari de Santa Úrsula, de Hans Memling.
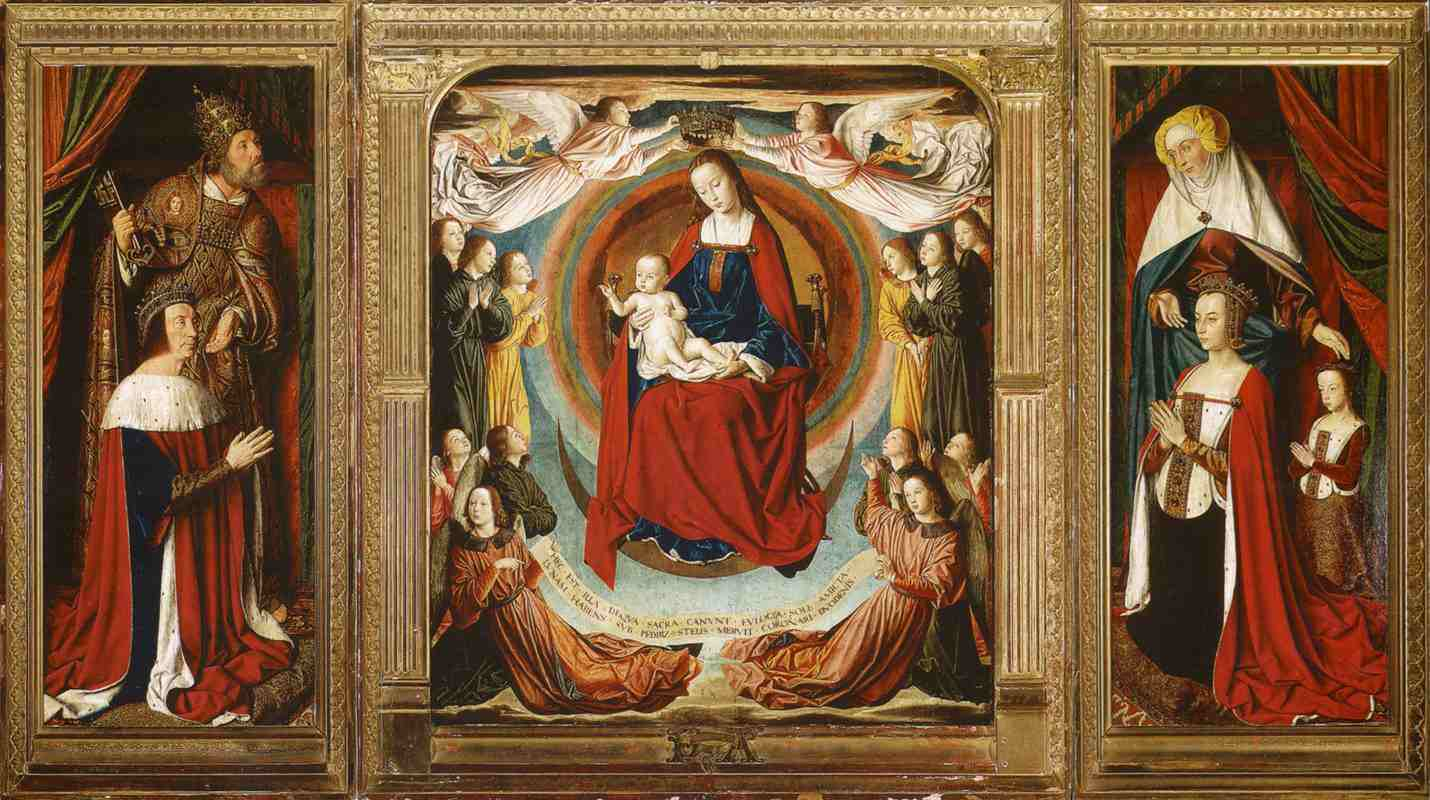
Tríptic de Moulins, del Mestre de Moulins.
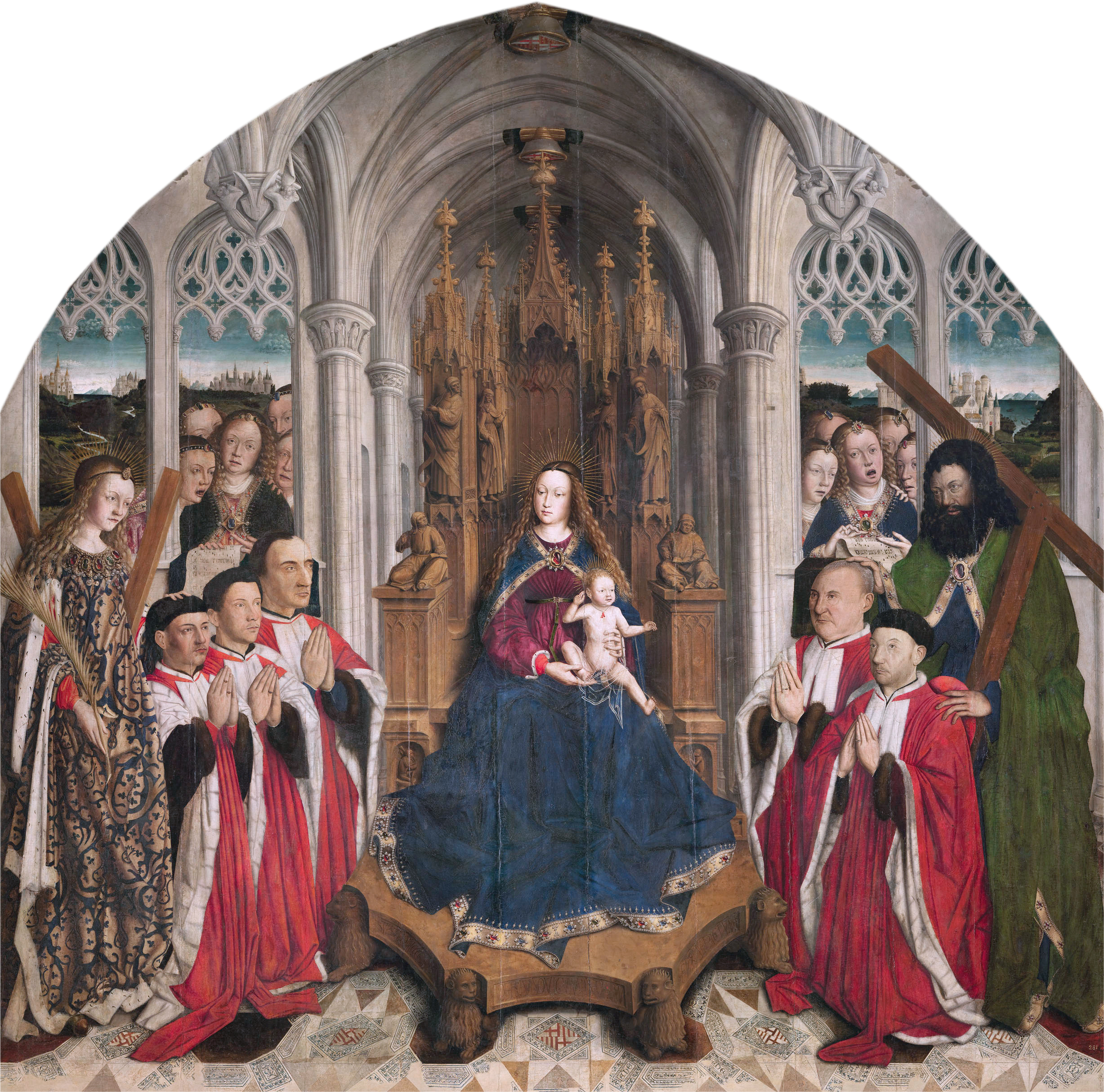
Mare de Déu dels Consellers, de Lluís Dalmau.
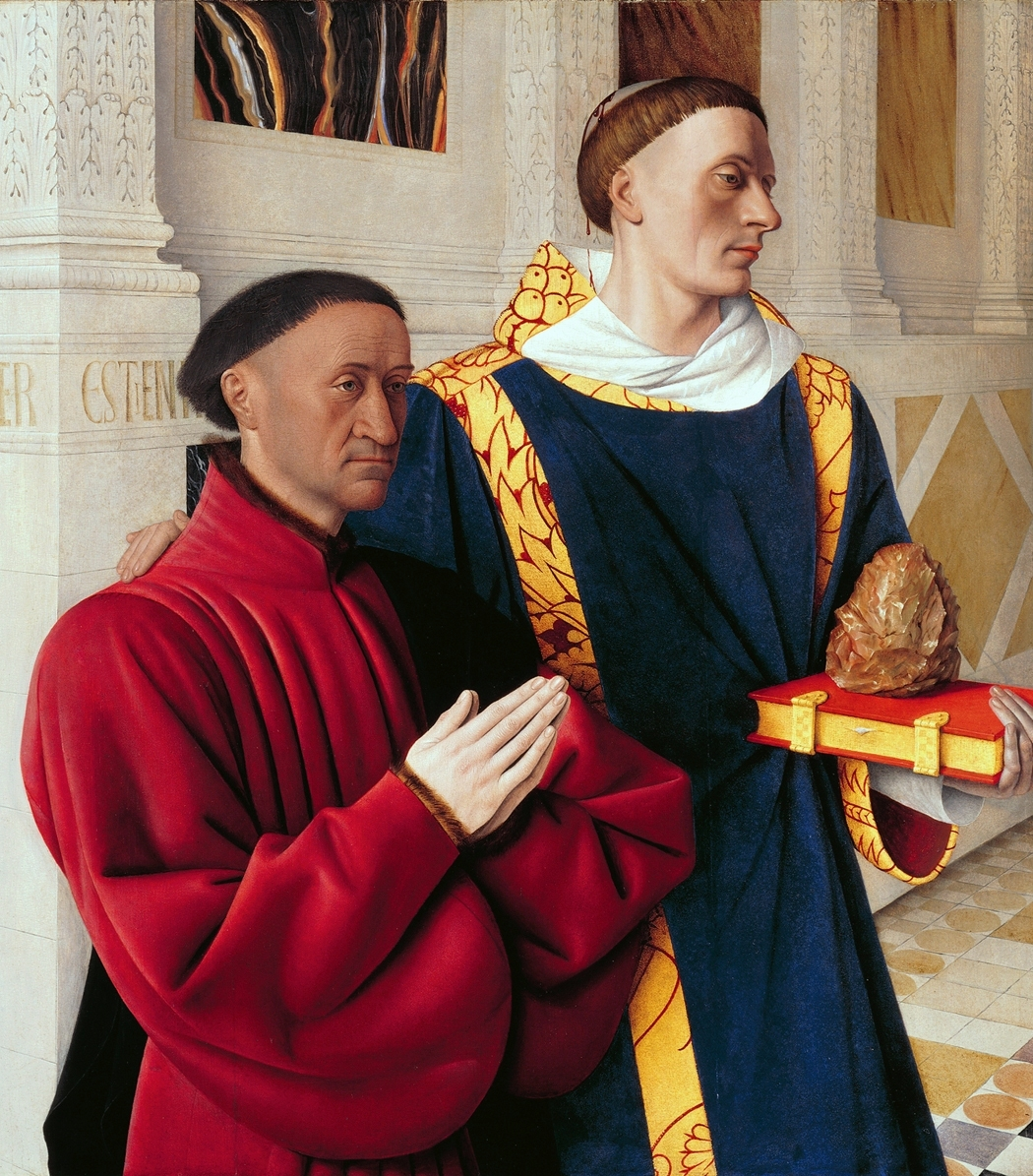
Parte izquierda del Díptic de Melun, de Jean Fouquet.
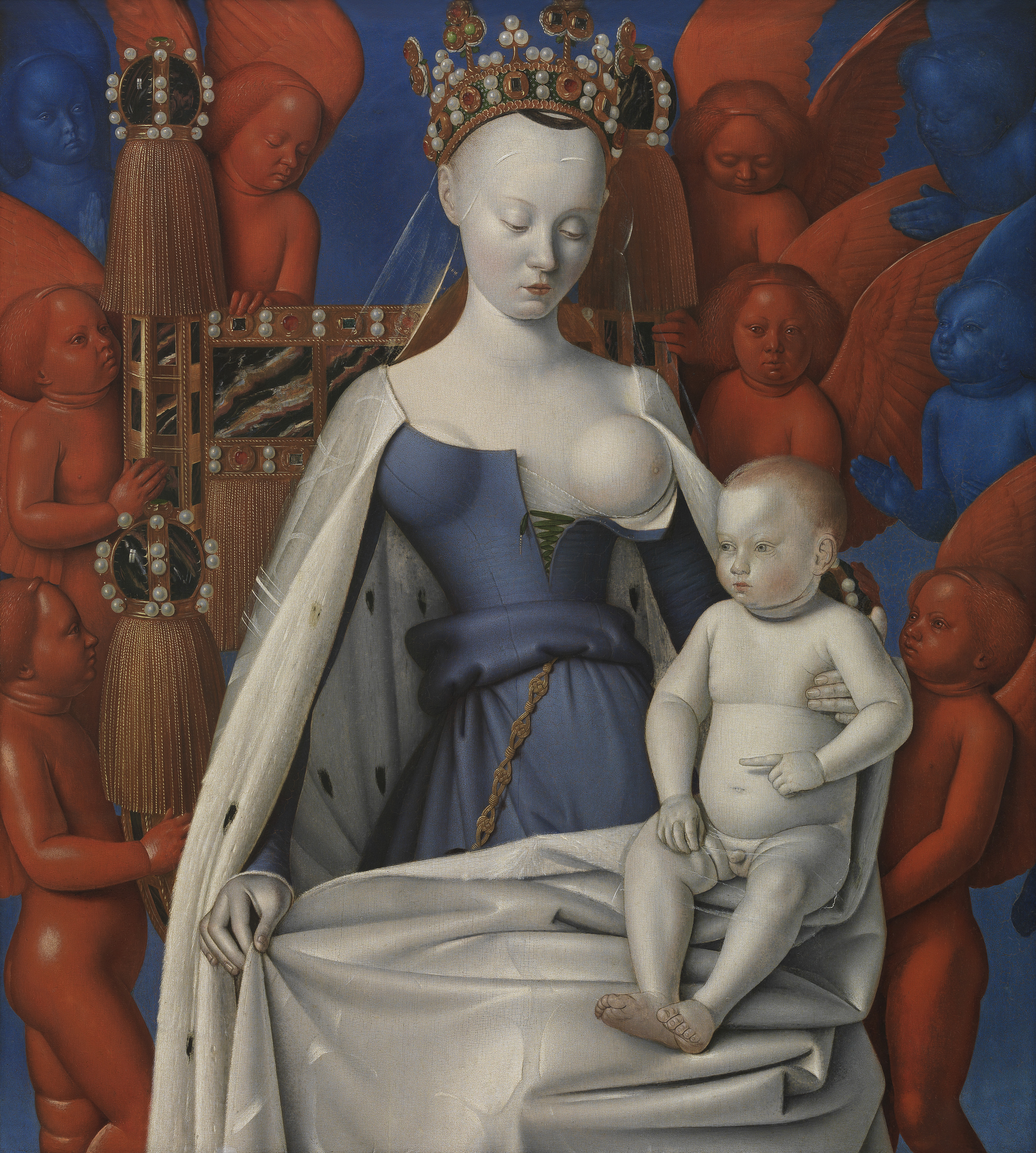
Parte derecha del Díptico de Melun.
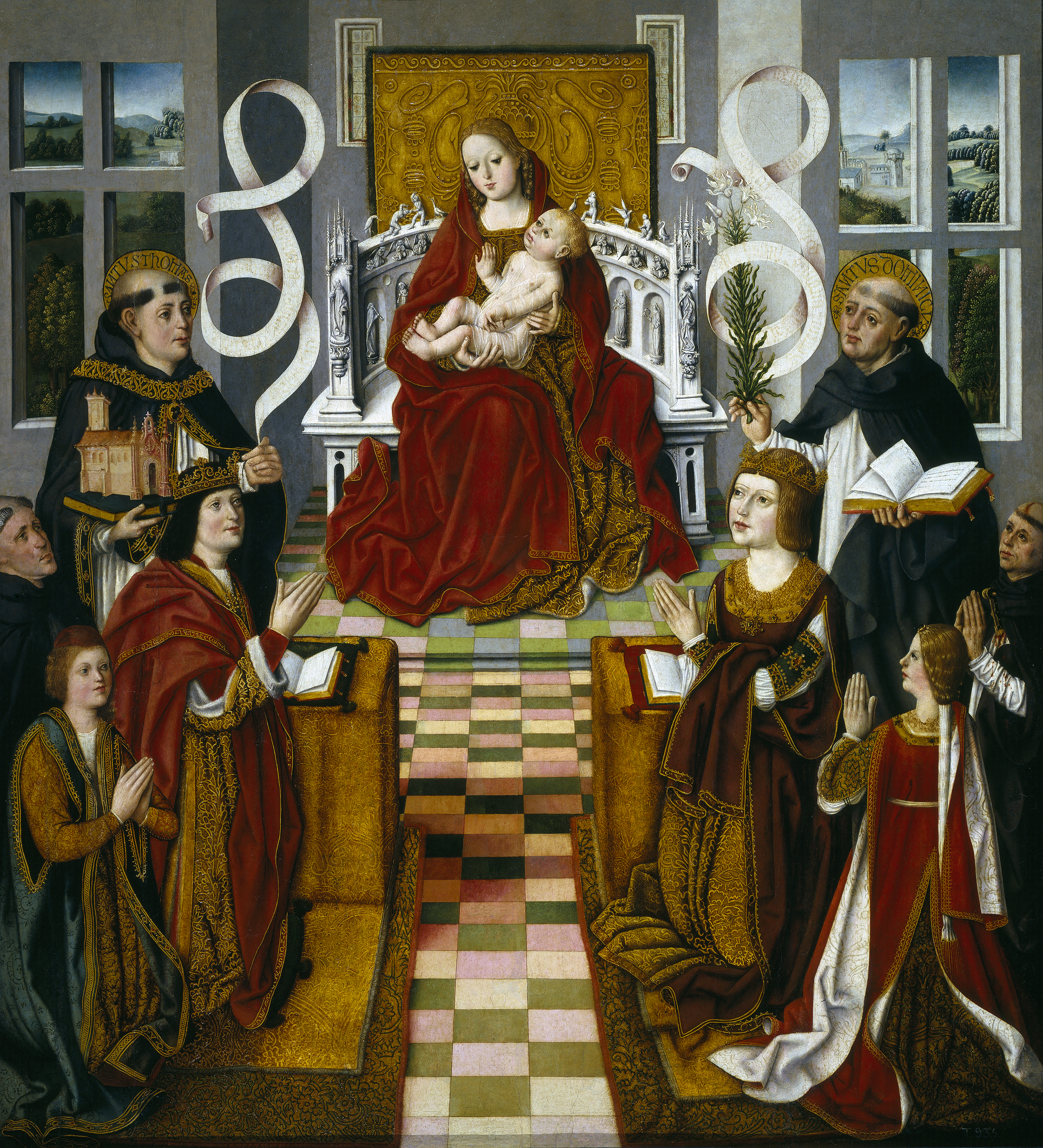
Mare de Déu dels Reis Católics.
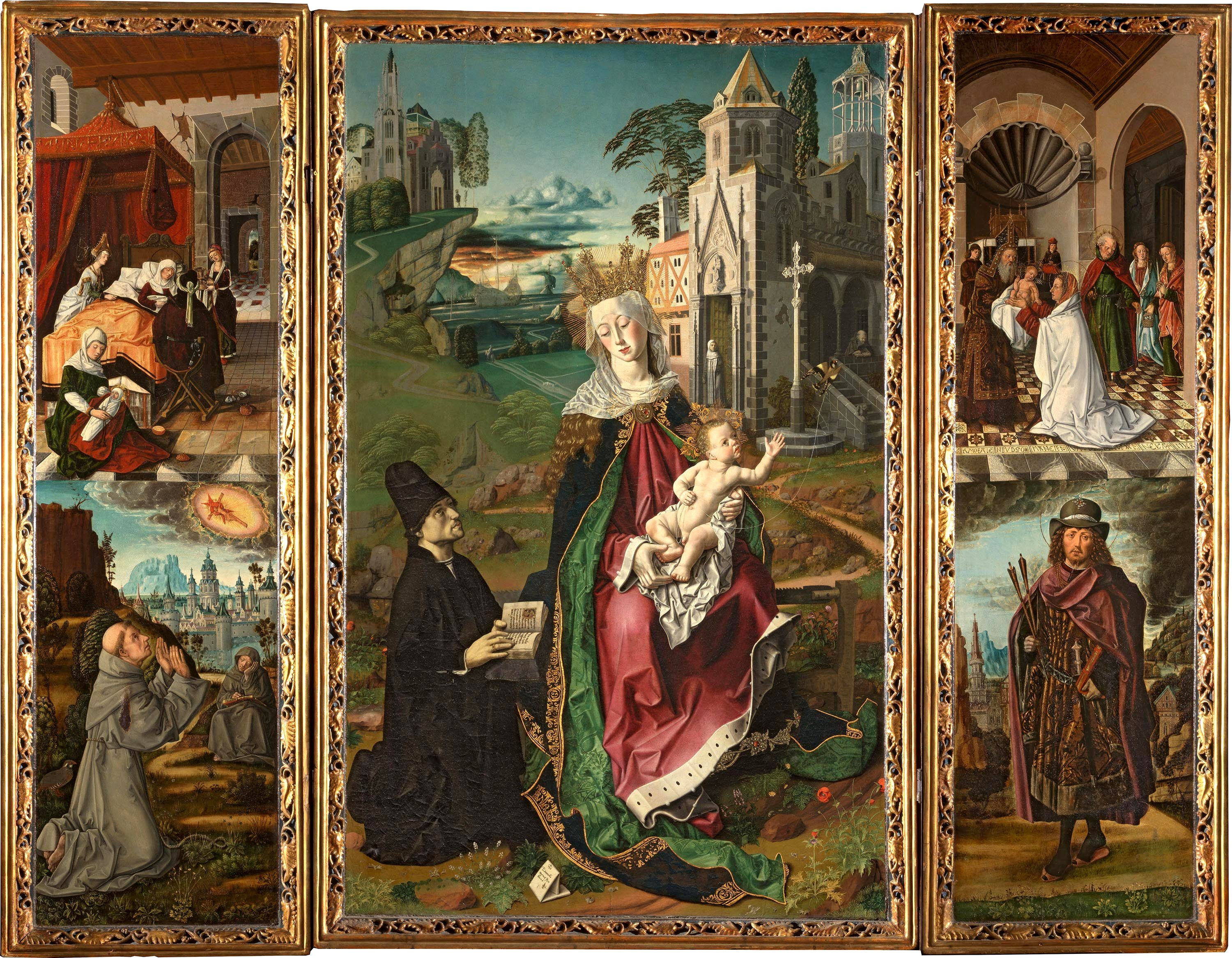
Retaule de la Mare de Déu de Montserrat, de Bartolomé Bermejo.
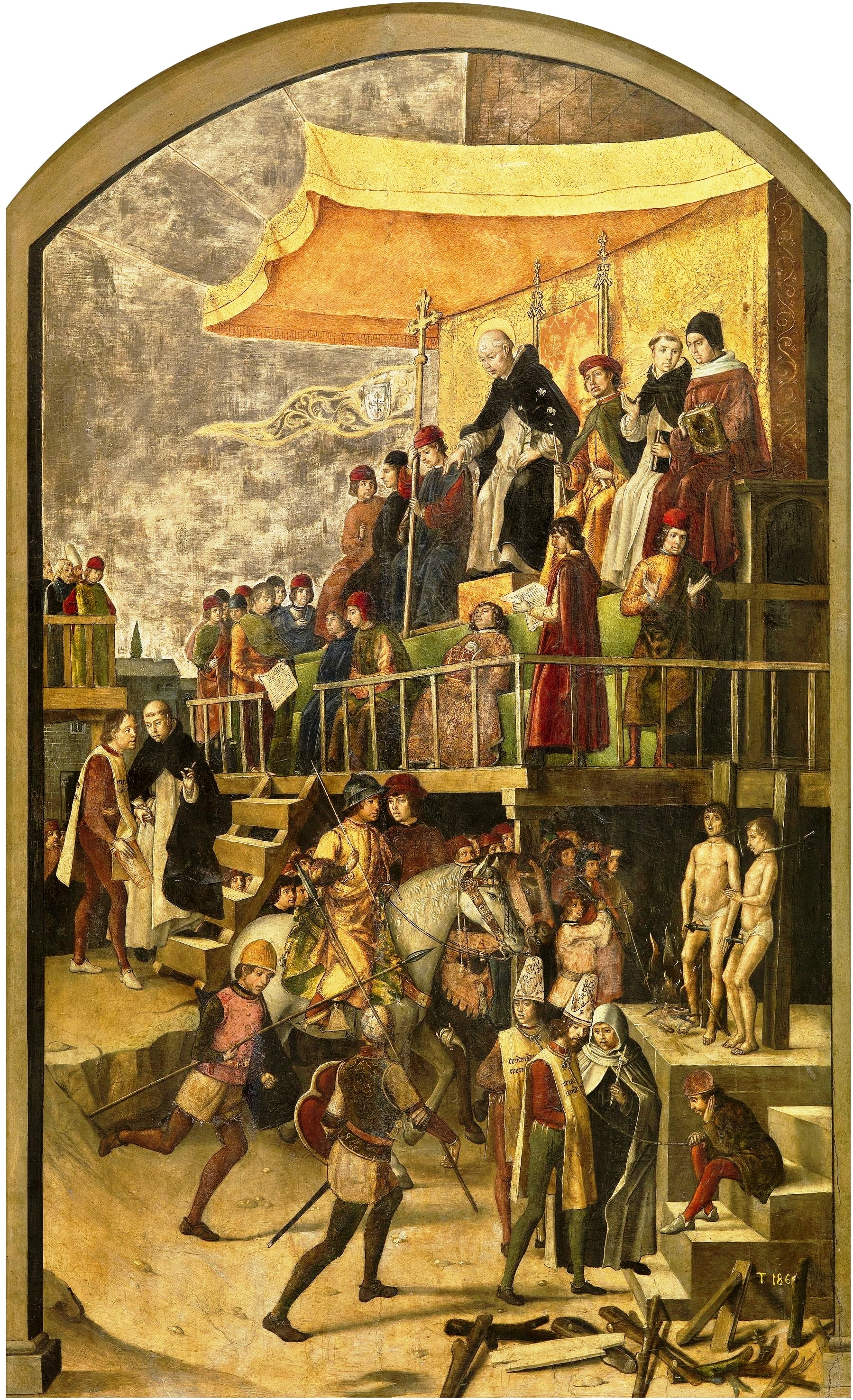
Auto de fe de Sant Domènec, de Pedro Berruguete.

### Art de l'Edat Moderna
Al centre de la cristiandat catòlica s'accedeix a través de l'al·legòrica "abraçada" de lacolumnata de Sant Pere, obra de Bernini (1656-1667), qui també va dissenyar el baldaquí interior, tots ells elements barrocs. La façana de Carlo Maderno (1626) dona pas a un braç major, prolongació del mateix arquitecte, que va alterar la planta centralitzada concebuda per a la Basílica de Sant Pere pels anteriors mestres de l'Alt Renaixement des de 1506: Bramante, Rafael, Sangallo i Miquel Àngel, la solució del qual per a la cúpula va fixar fins avui el perfil de l'horitzó de Roma. Les Estades Vaticanes (amb els frescs de Rafael, 1508-1524) i la Capella Sixtina (amb obres dels pintors delQuattrocento, 1481-1482, i dels de les dues èpoques de Miquel Àngel, 1508-1512 i 1535-1541) pertanyen al mateix conjunt; una concentració inigualable de l'art religiós de l'Edat Moderna.

#### Renaixement
Els artistes italians del segle xv van emprendre un ambiciós projecte estètic i intel·lectual que substituís el teocentrisme medieval per un antropocentrisme humanista. Les formes artístiques van prendre com a referència els textos, escultures i edificis supervivents de la cultura clàssica grecoromana i l'estudi i imitació ( Mimesi) de la natura a través de la raó. Un exemple va ser el descobriment i aplicació de les lleis de la perspectiva. Amb mecenes disposats a encarregar obres d'art pel mer plaure i pel prestigi que conferien, i amb un naixent mercat d'art, els temes religiosos ja no eren els únics possibles (fins i tot es van utilitzar les mitologies paganes), encara que van seguir essent majoritaris.

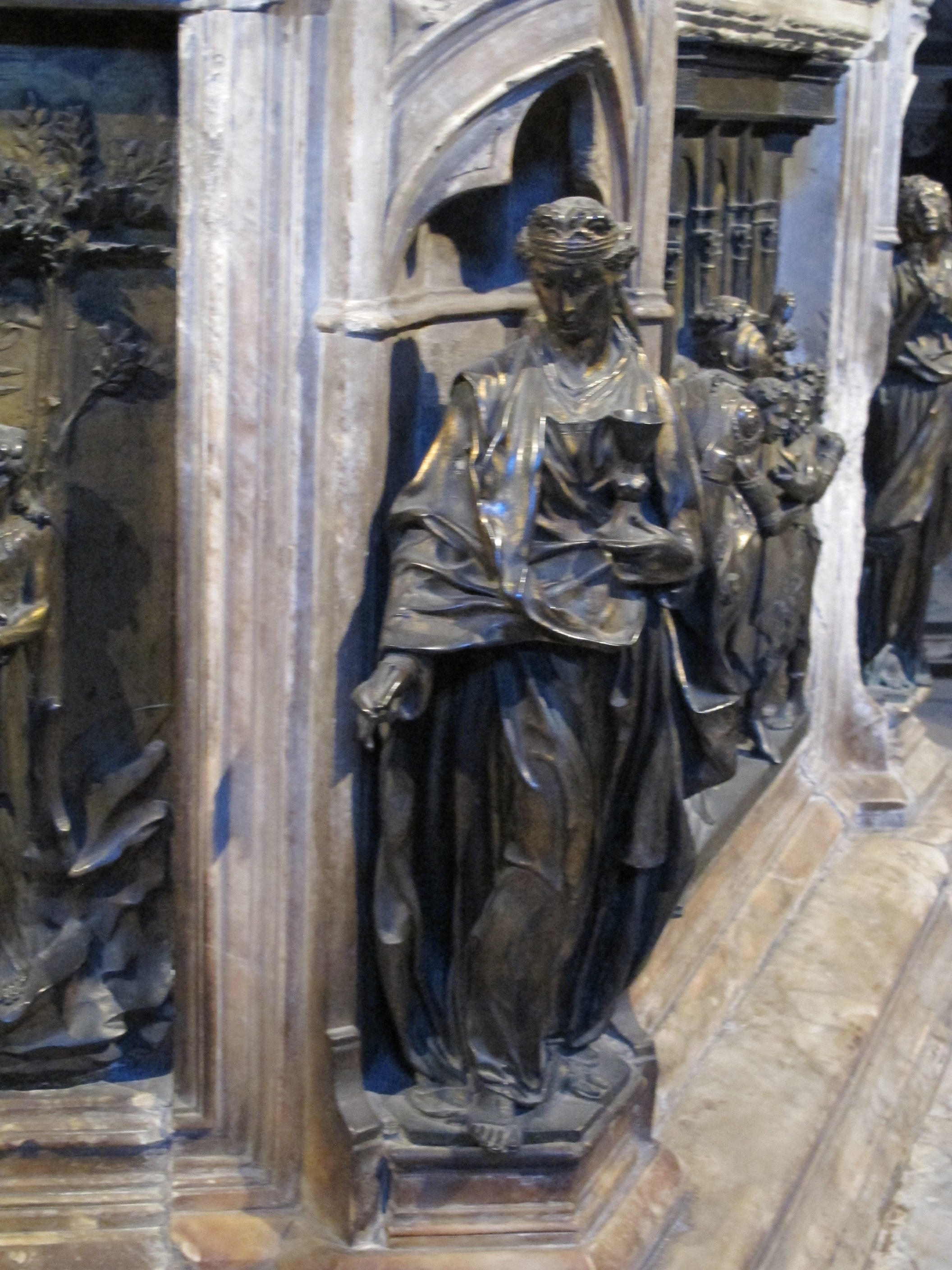
La fe, figura d'una pica baptismal, de Donatello.
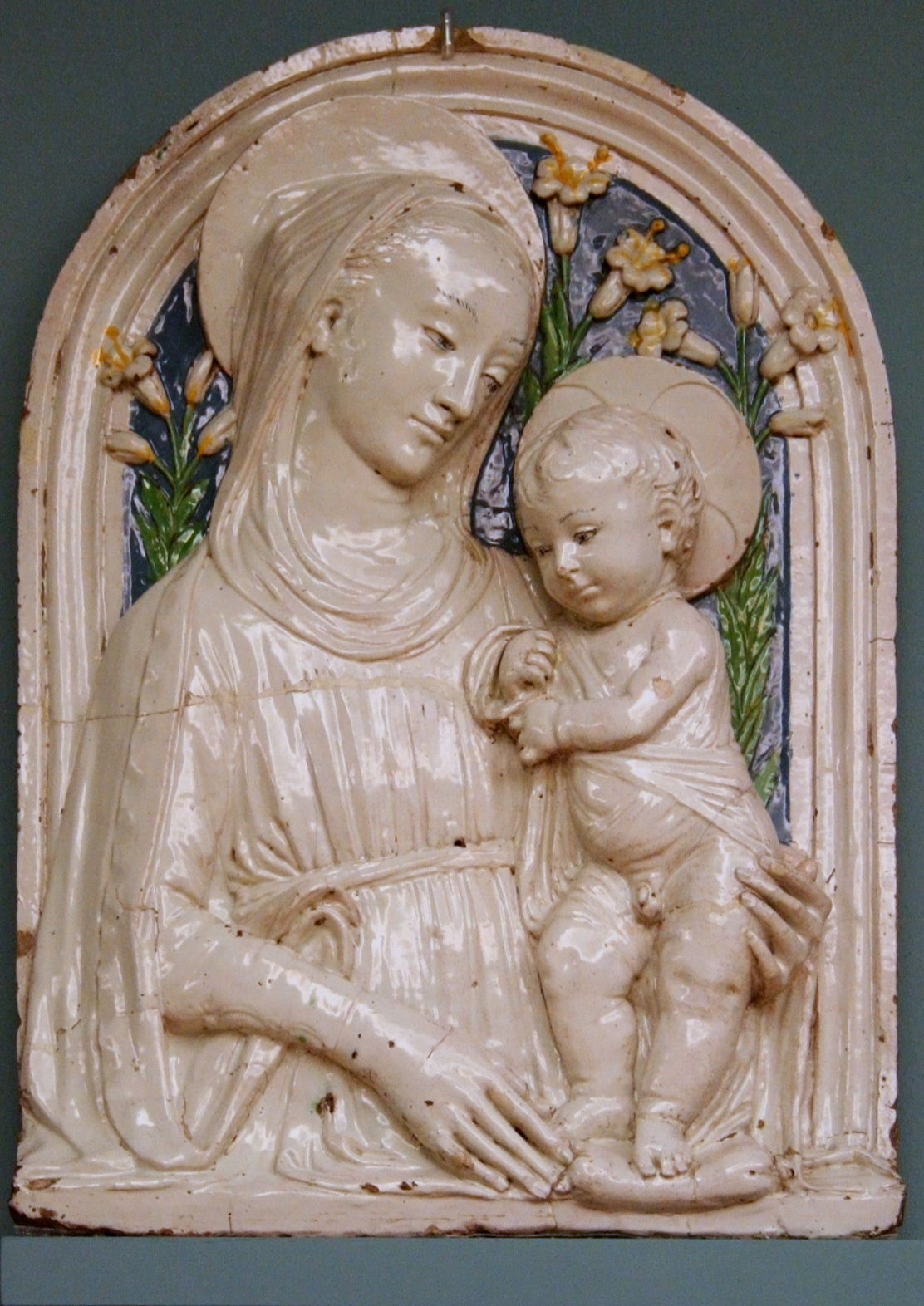
Madonna, de Luca della Robbia.
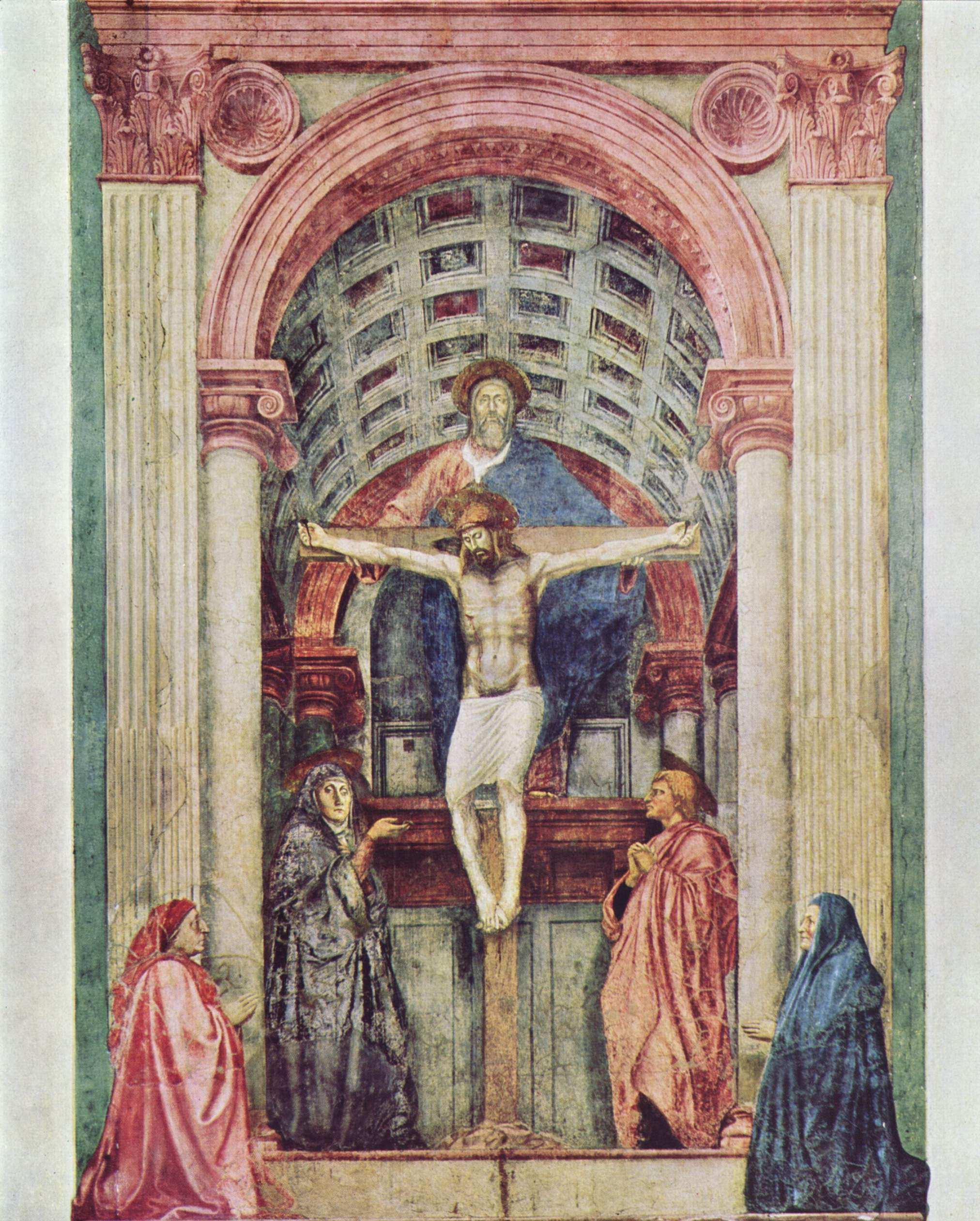
Trinitat, de Masaccio.
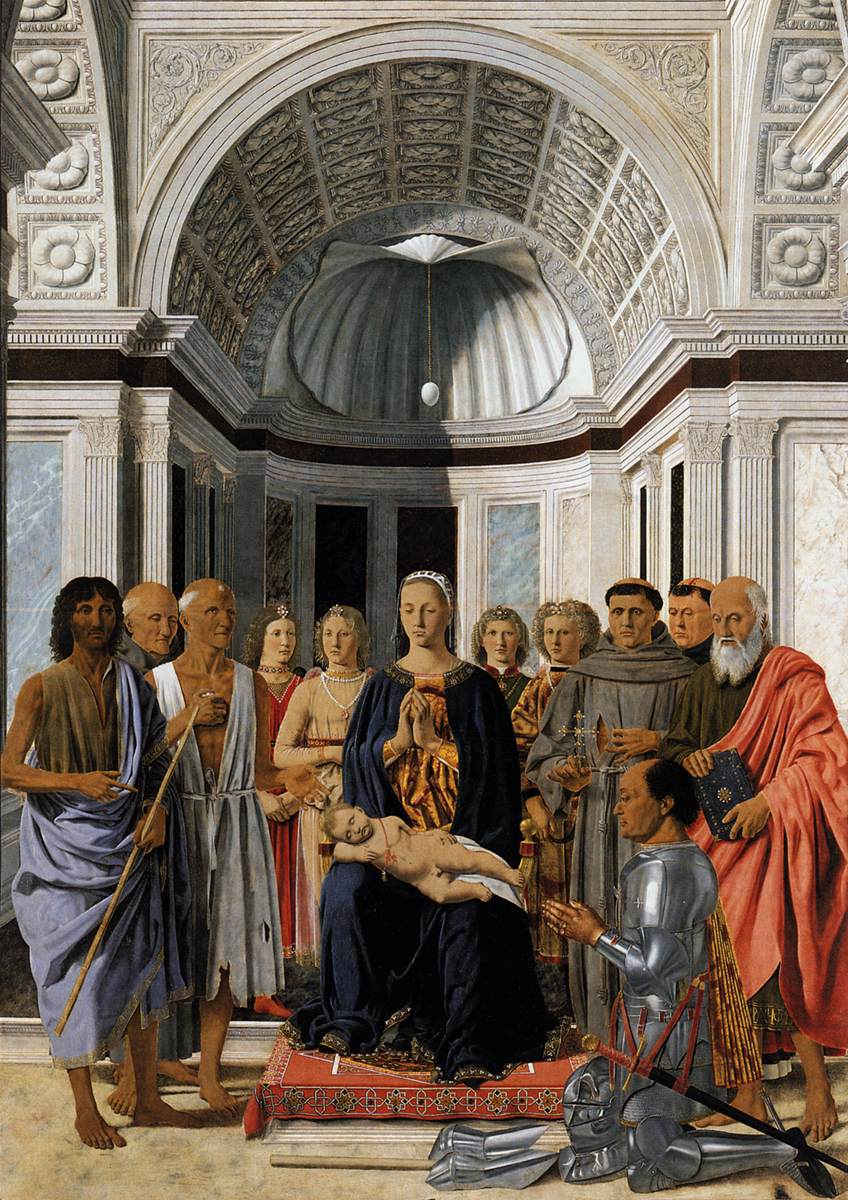
Pala di Brera, una sacra conversazione de Piero della Francesca.
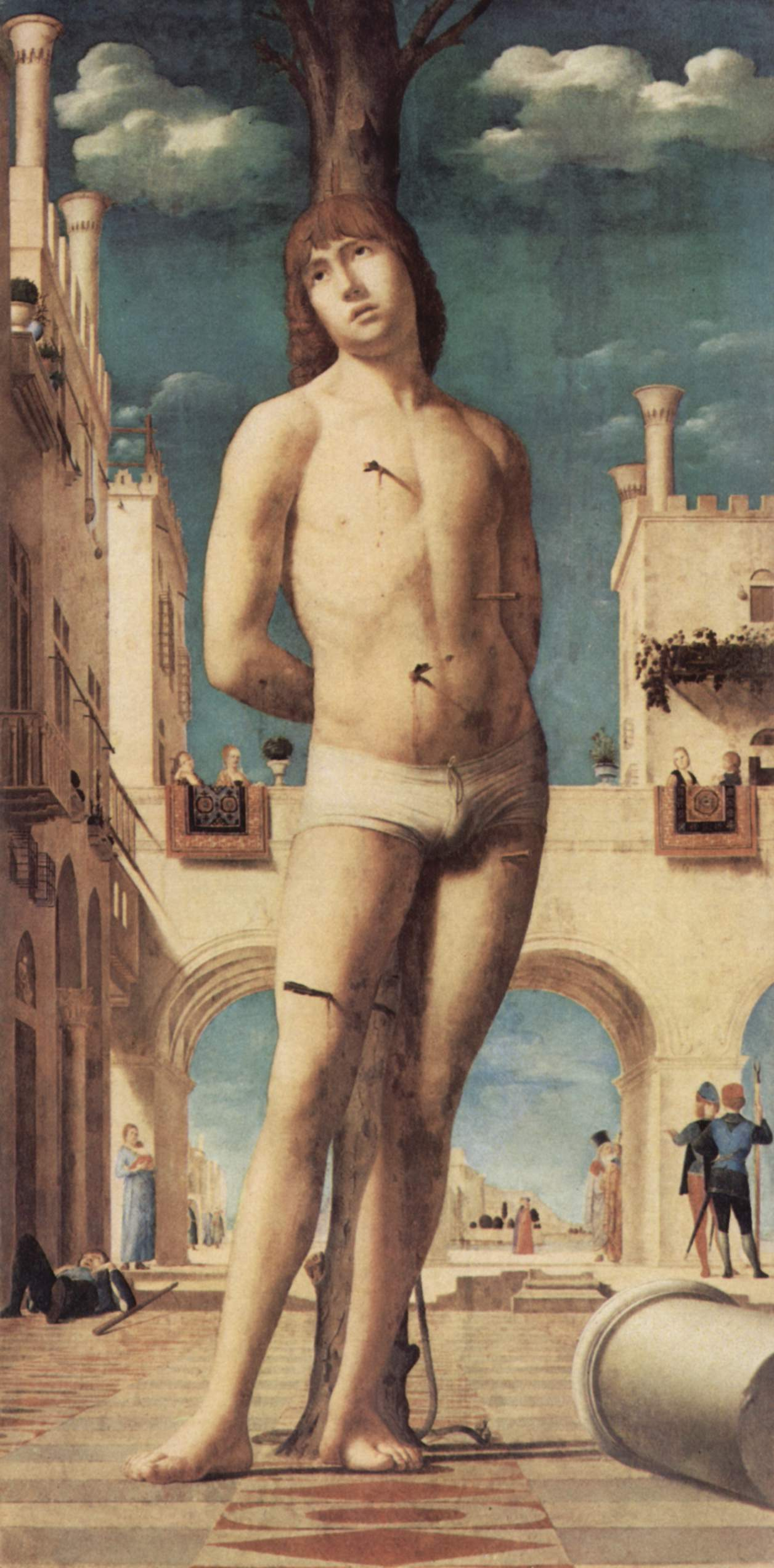
Sant Sebastià màrtir, d'Antonello da Messina.
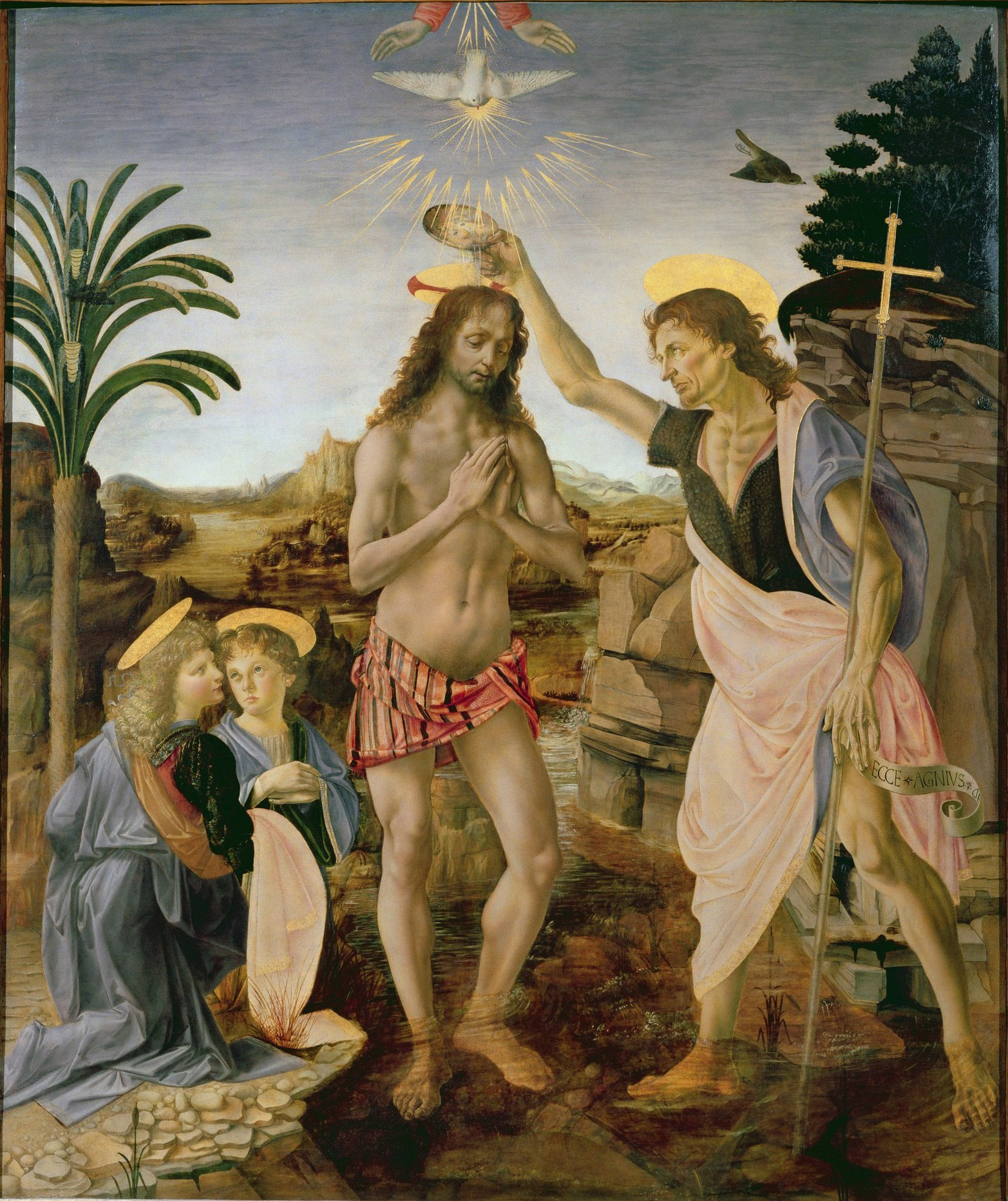
Baptisme de Crist, de Verrocchio i Leonardo.
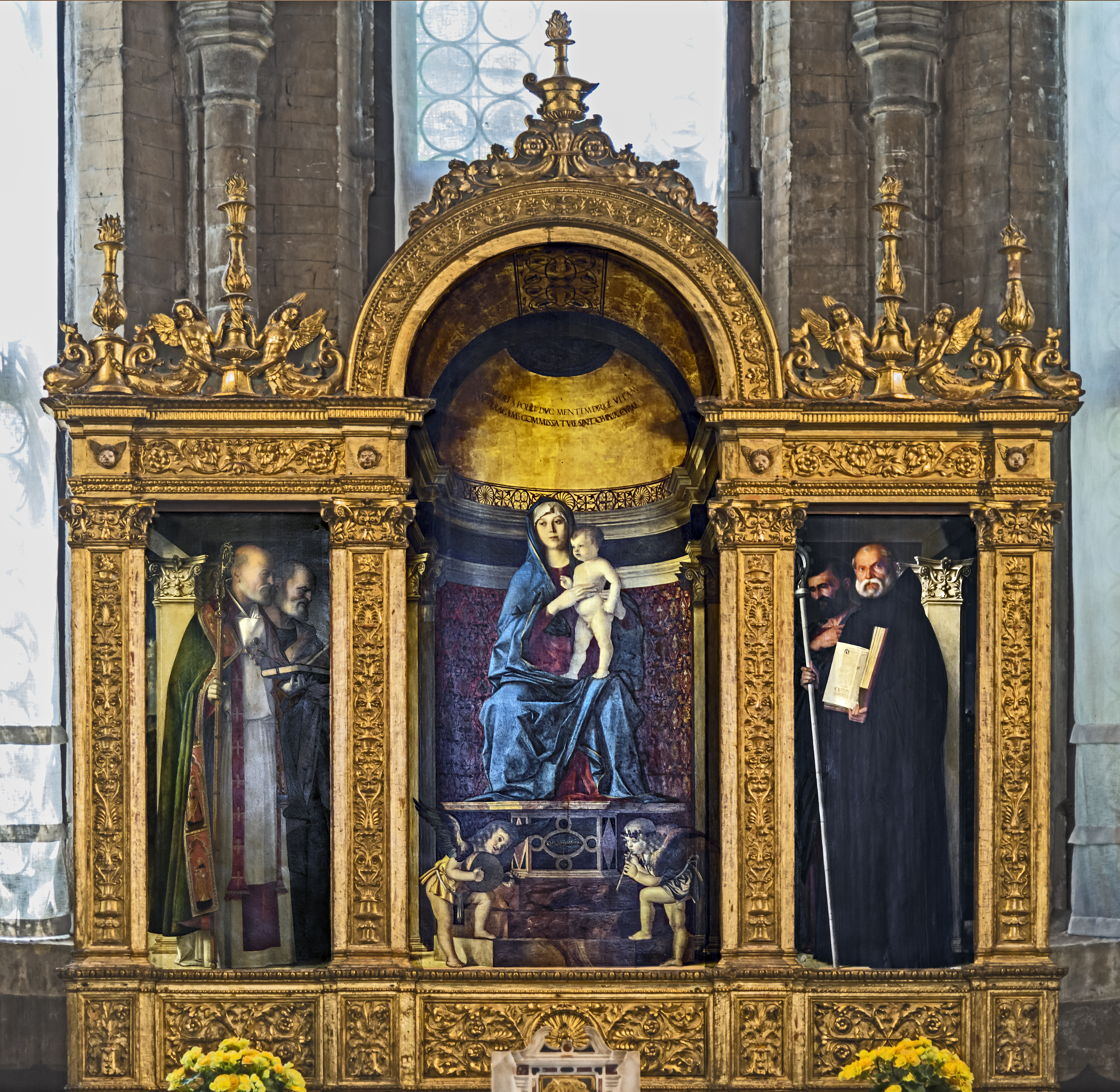
Tríptic dei Frari de Giovanni Bellini.
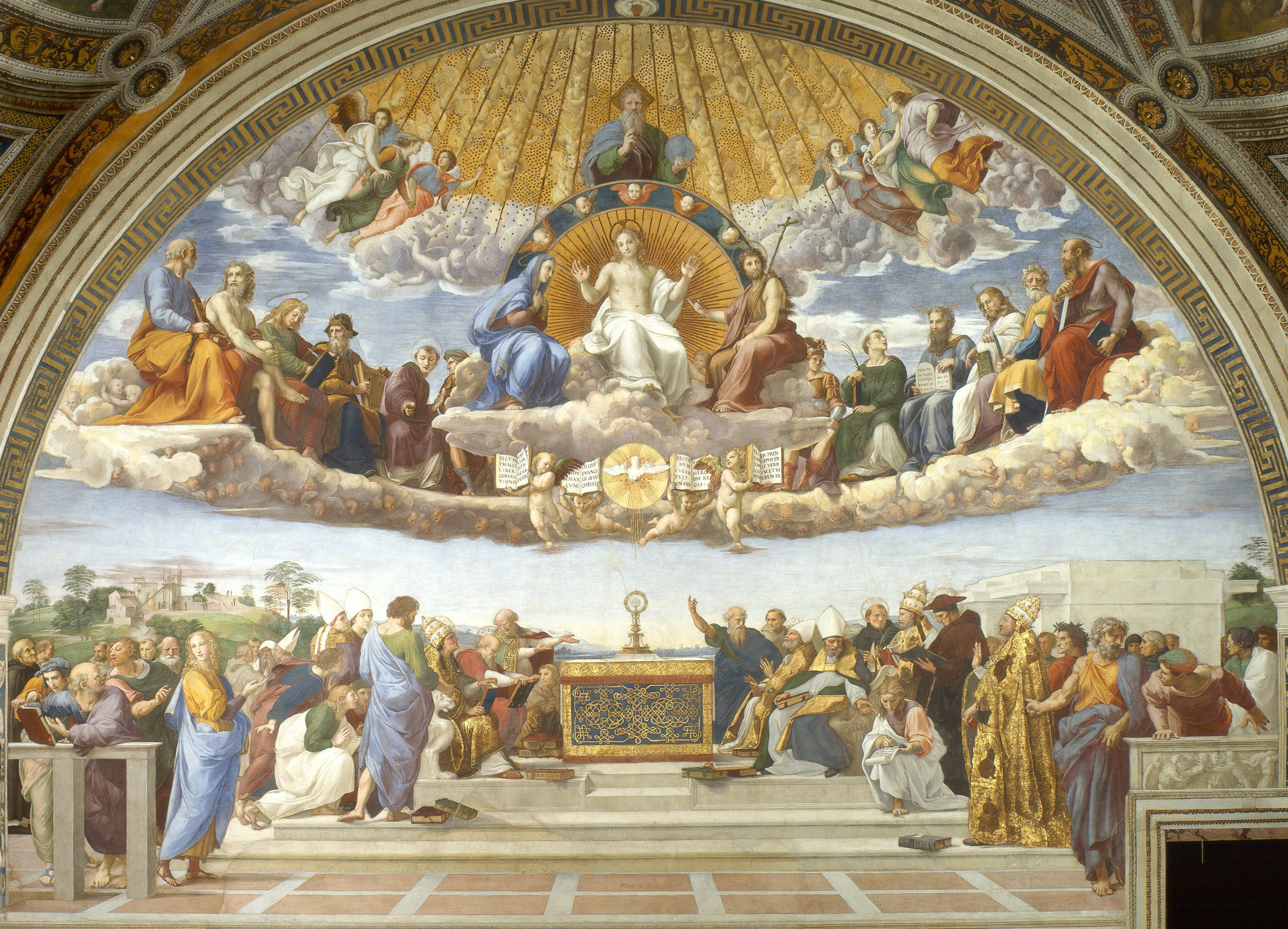
La disputa del Sacrament, de Rafael.
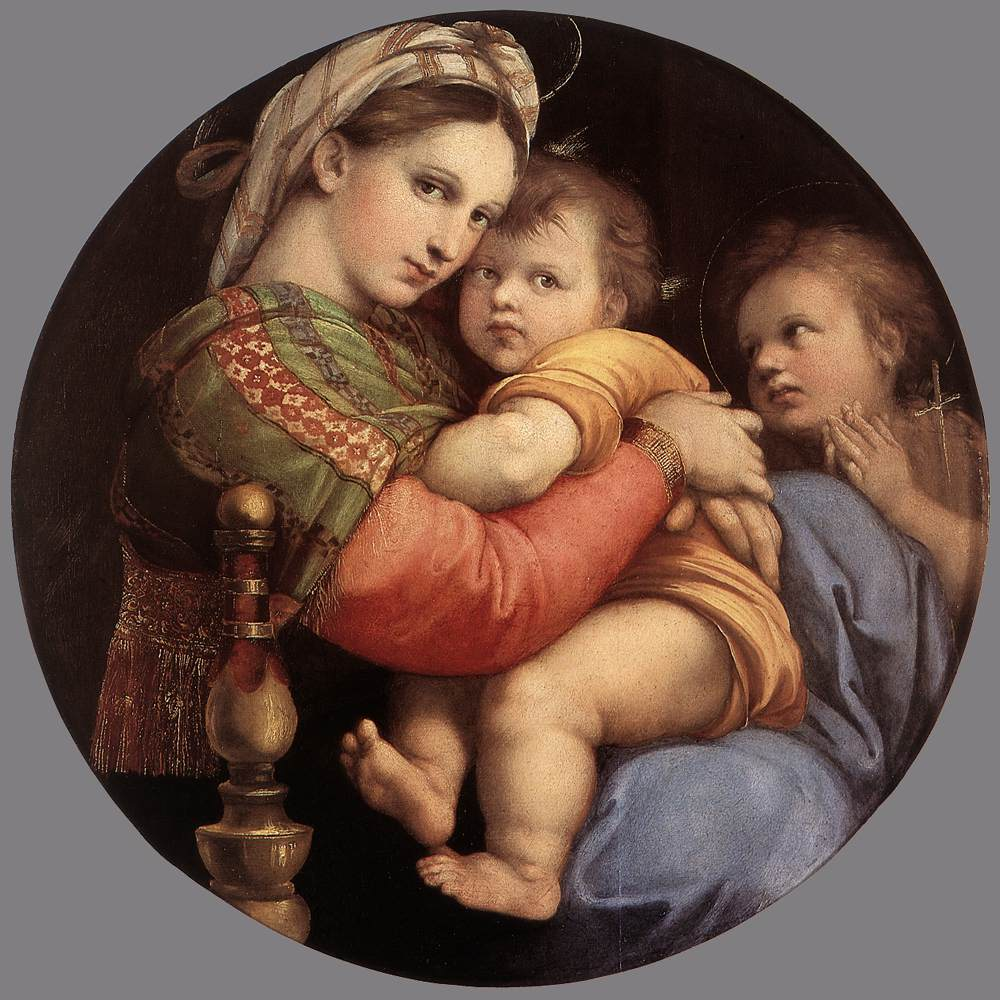
Mare de Déu de la cadira, amb Nen i sant Joan, de Rafael.
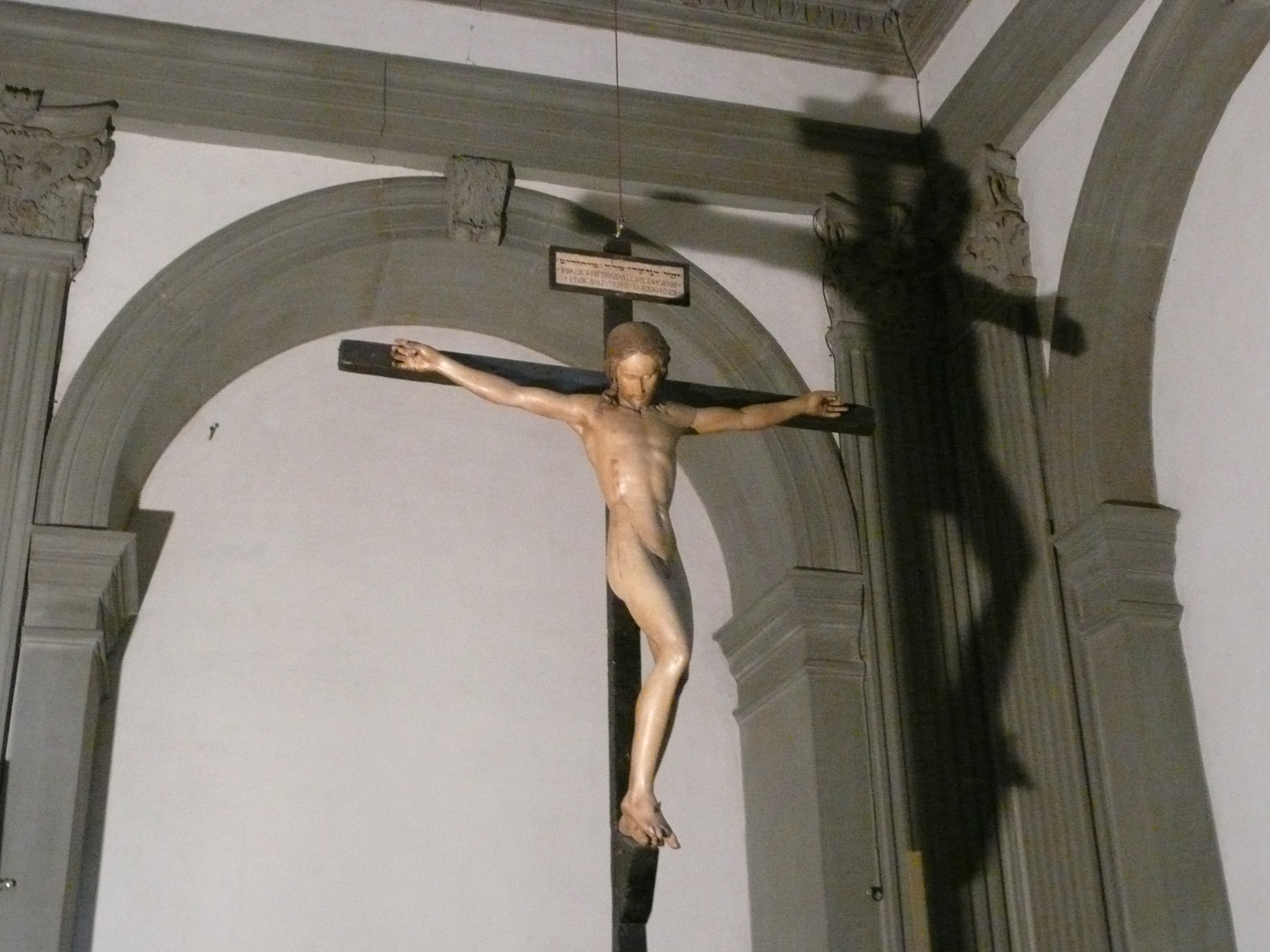
Crucifix del Santo Spirito, de Miquel Àngel.
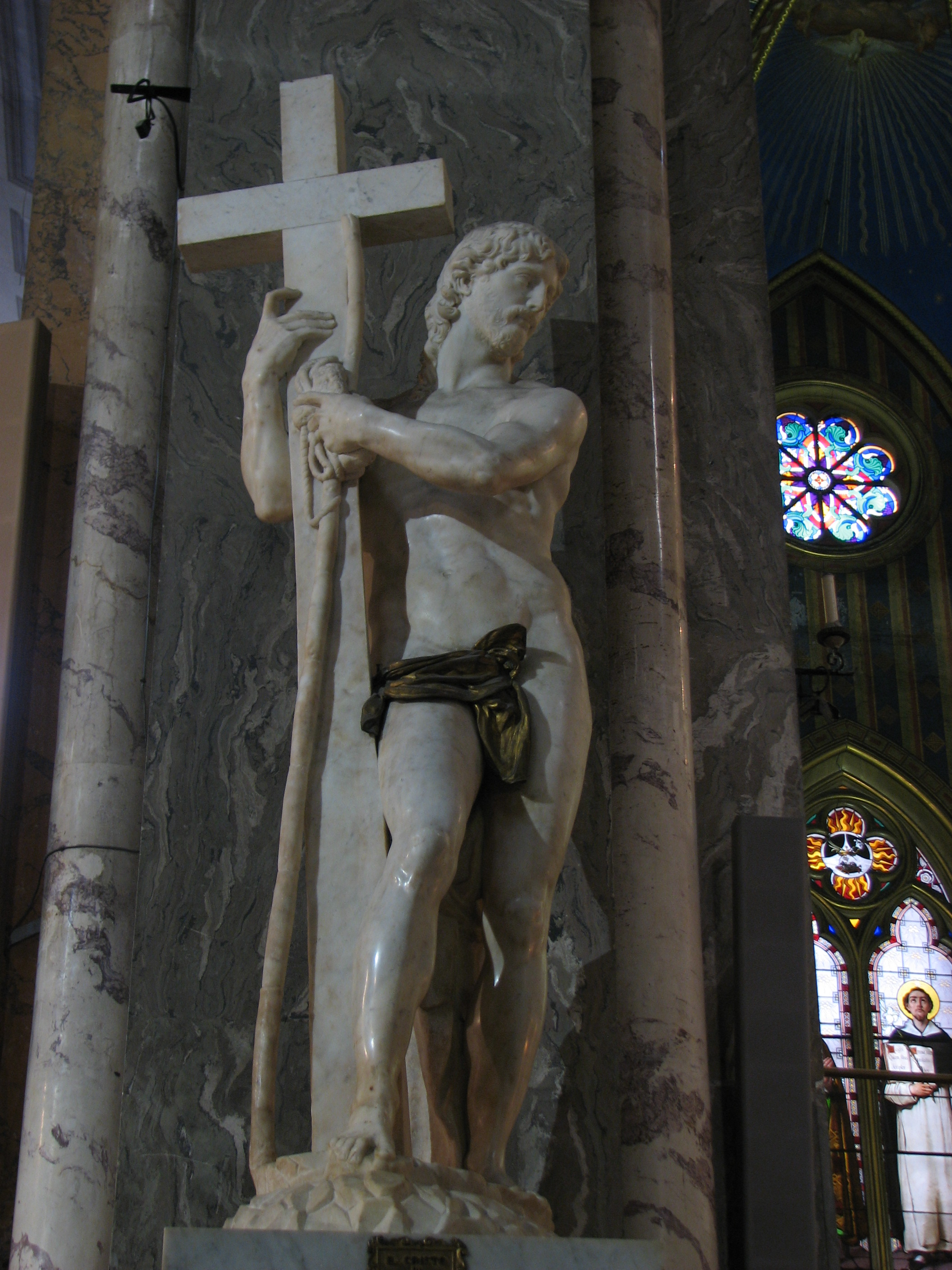
Crist de la Minerva, de Miquel Àngel.
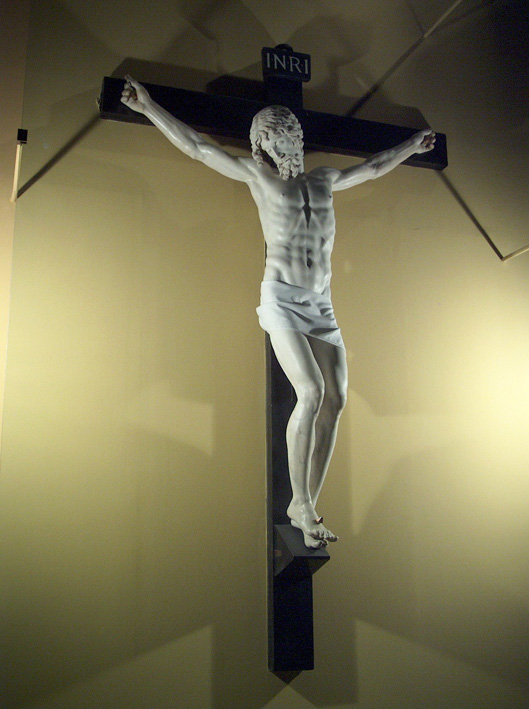
Crucifix de Benvenuto Cellini.
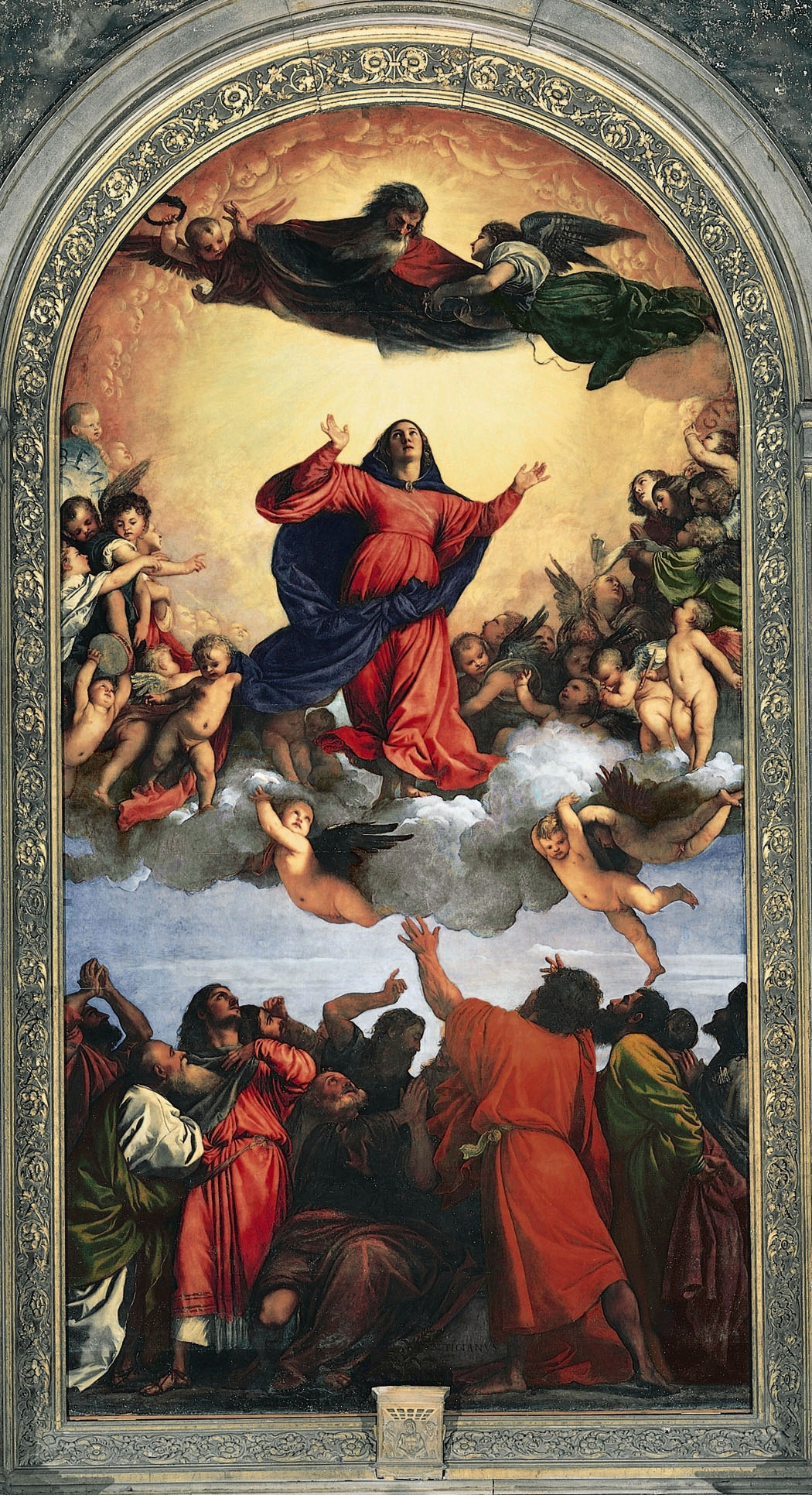
Assumpció de Maria, de Tizià.
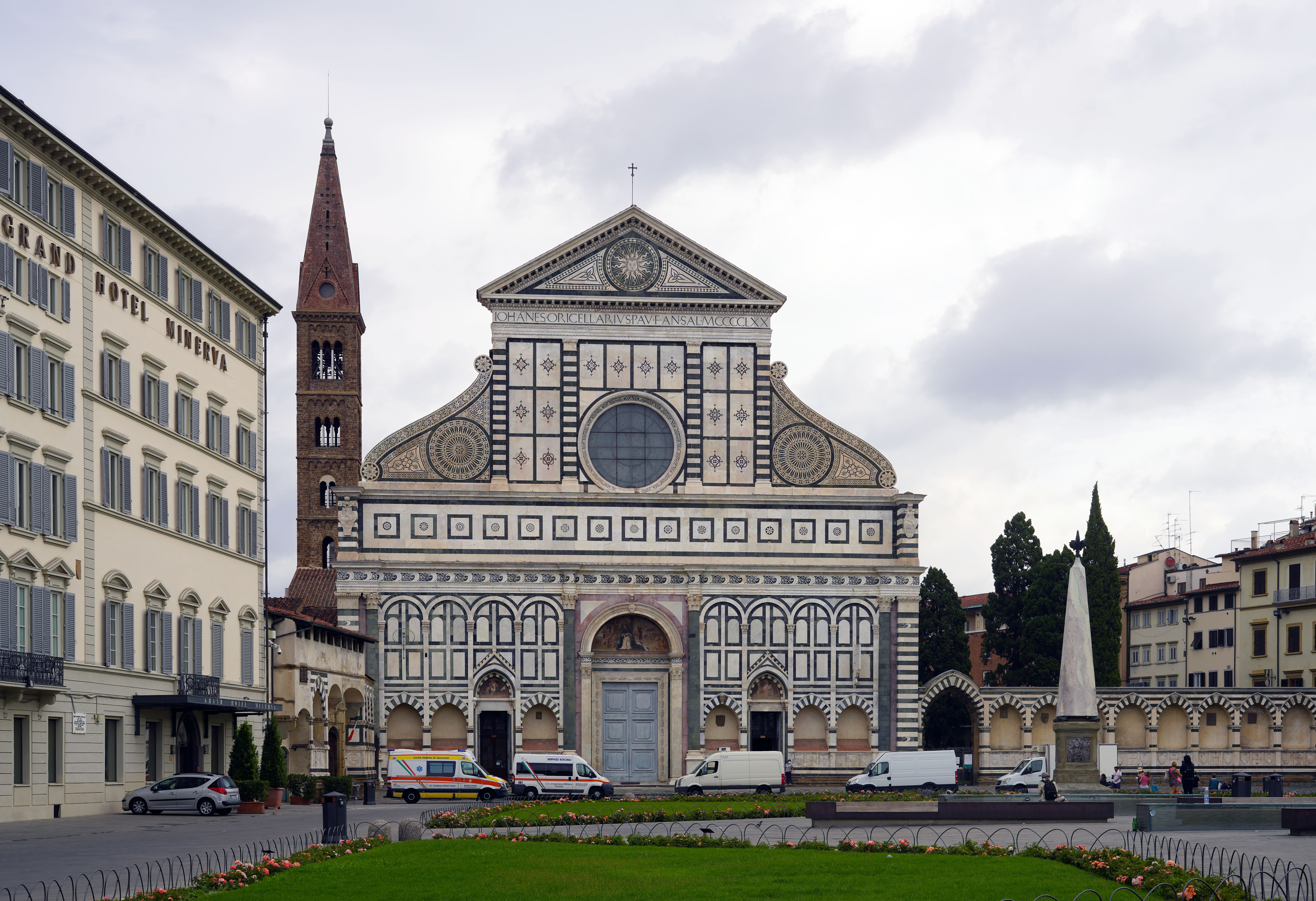
Façana de Santa Maria Novella a Florència, de Leon Battista Alberti.
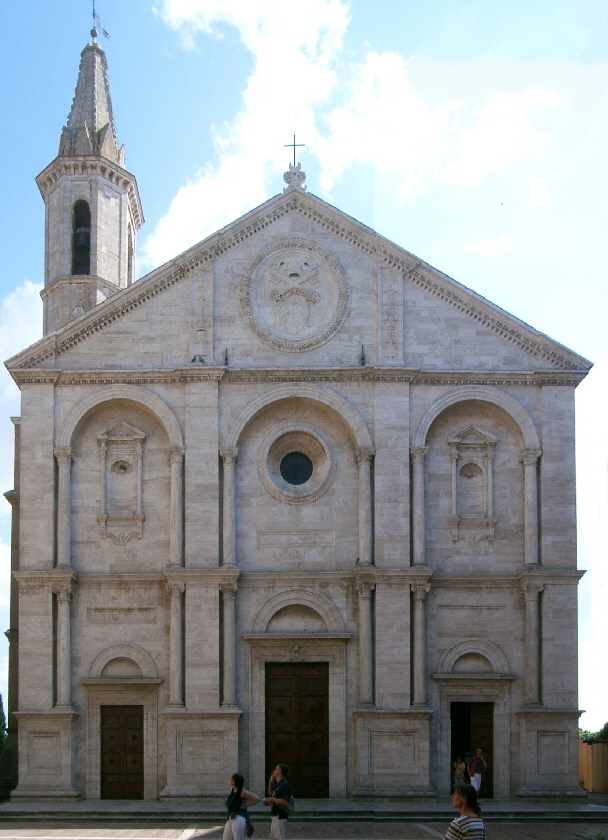
Catedral de Pienza, de Bernardo Rossellino.
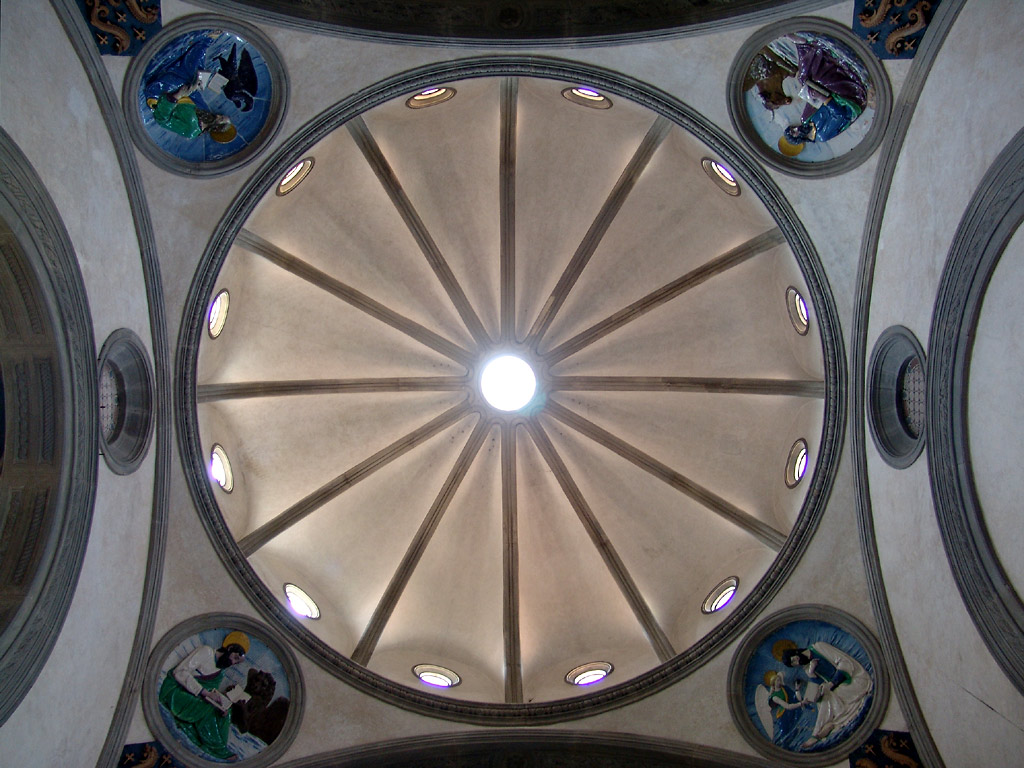
Cúpula de la Capella dels Pazzi a Floreència, de Filippo Brunelleschi.
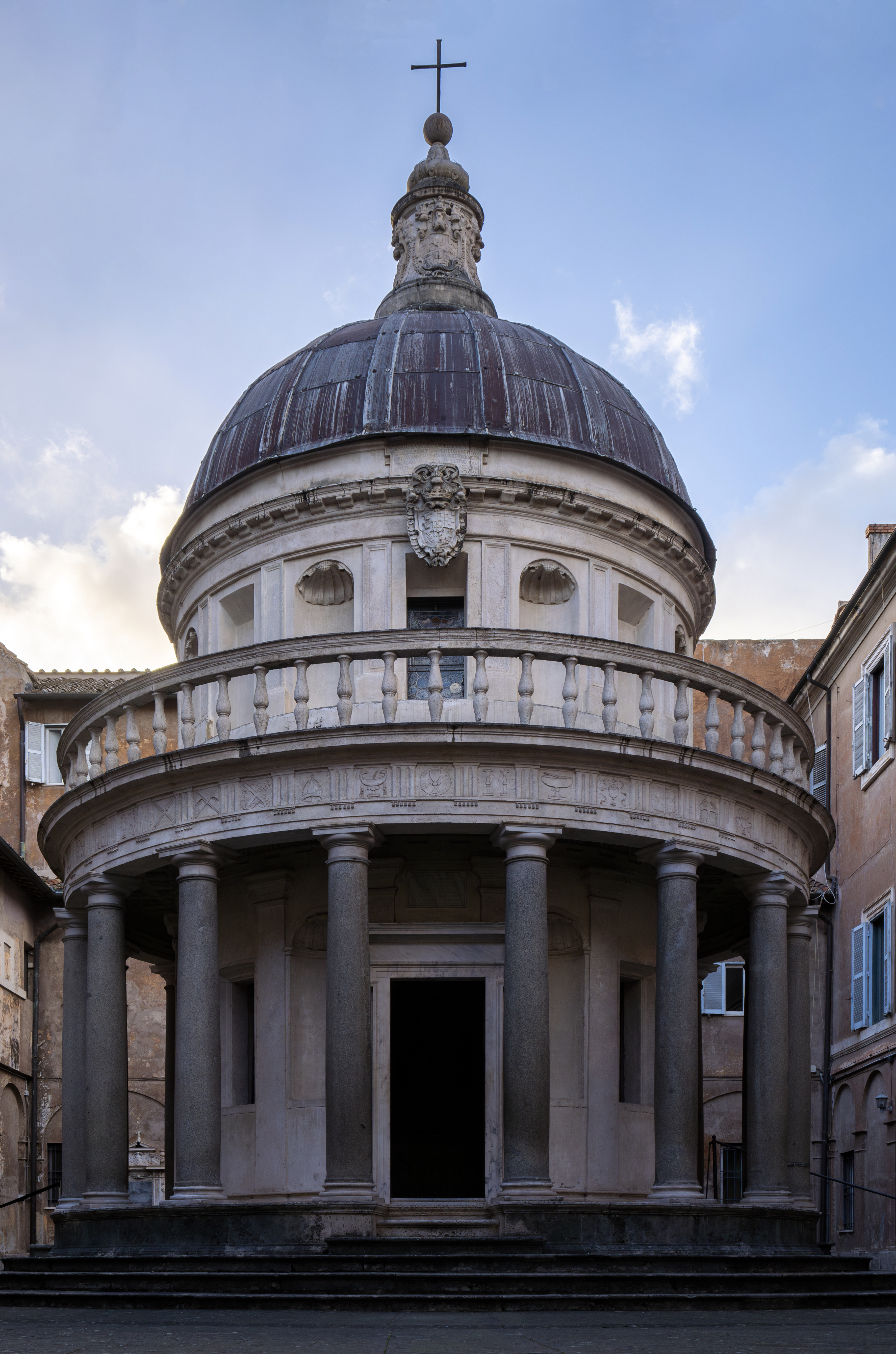
Templet de San Pietro in Montorio a Roma, de Donato Bramante.
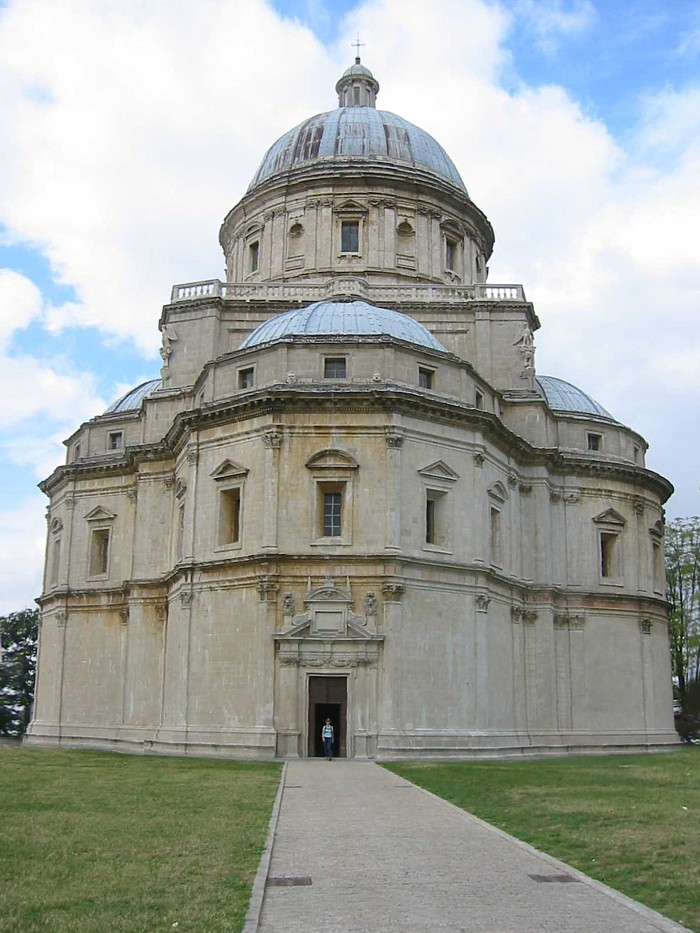
Santa Maria della Consolazione a Todi, església de planta central, de Caprarola, Sangallo, Peruzzi, Alessi, Sanmicheli, Vignola i Scalza.
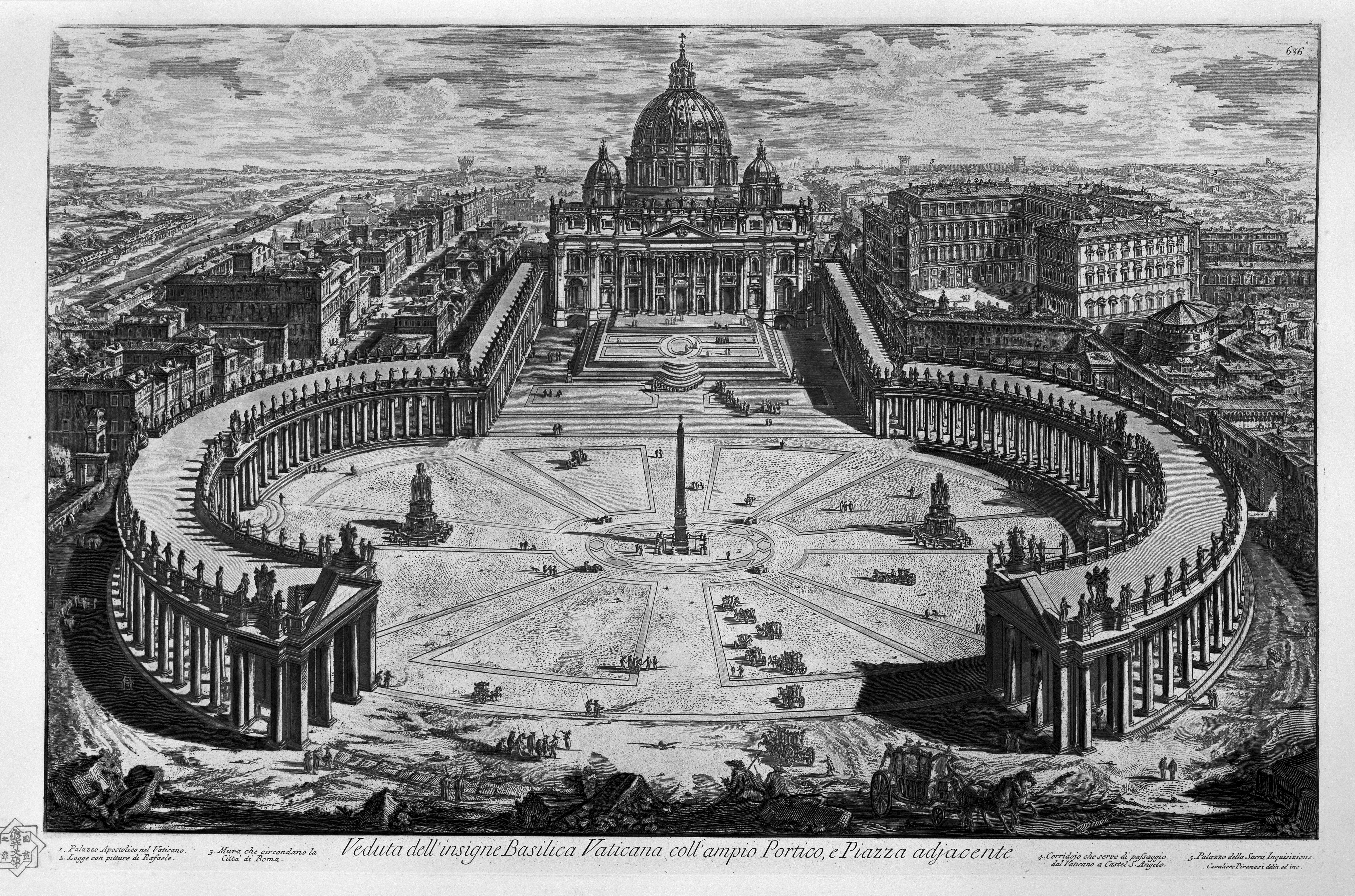
Vista en altura de la Plaça de Sant Pere.

- Maria Magdalena, de Michel Sittow.

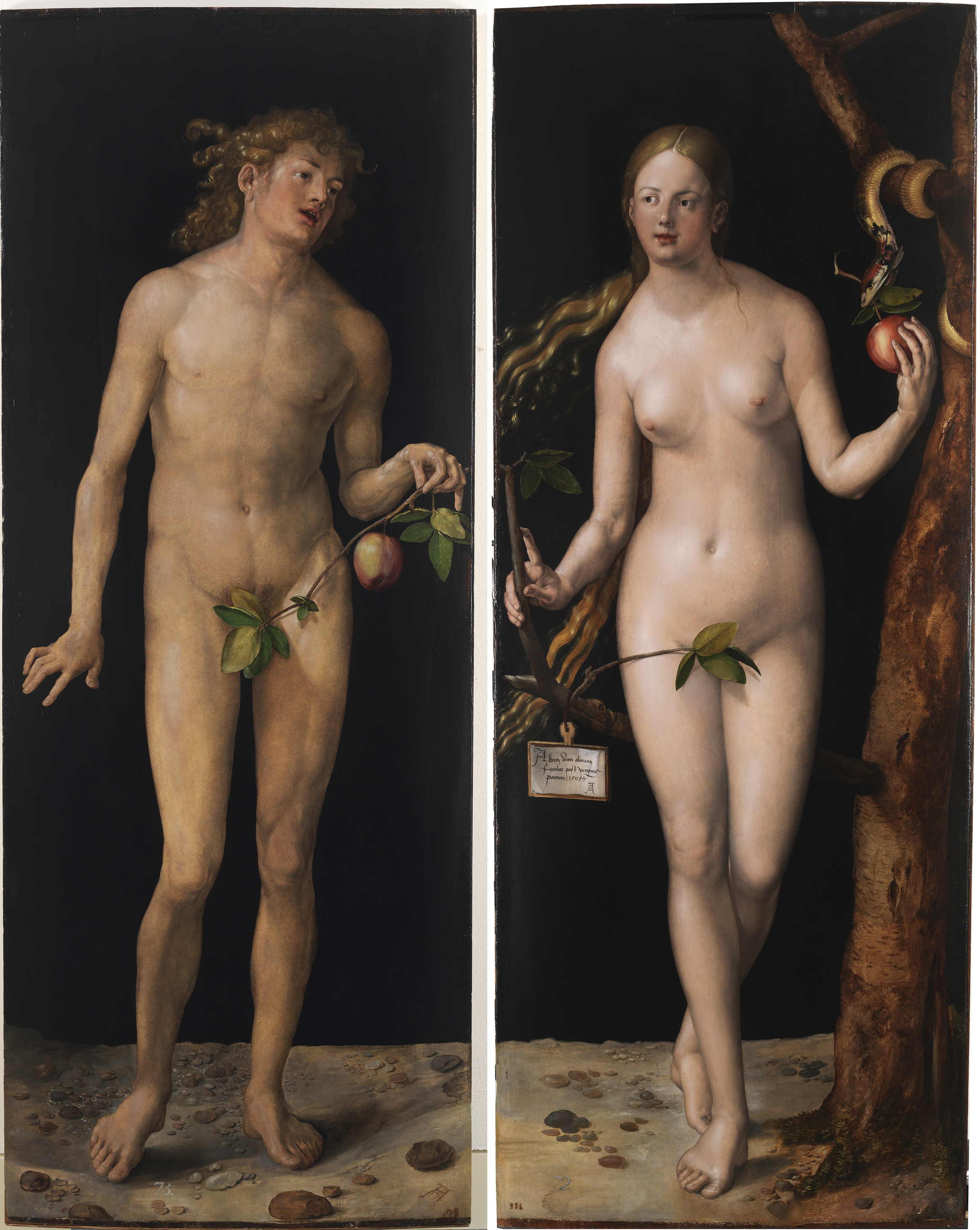
Adam i Eva, d'Albrecht Dürer.
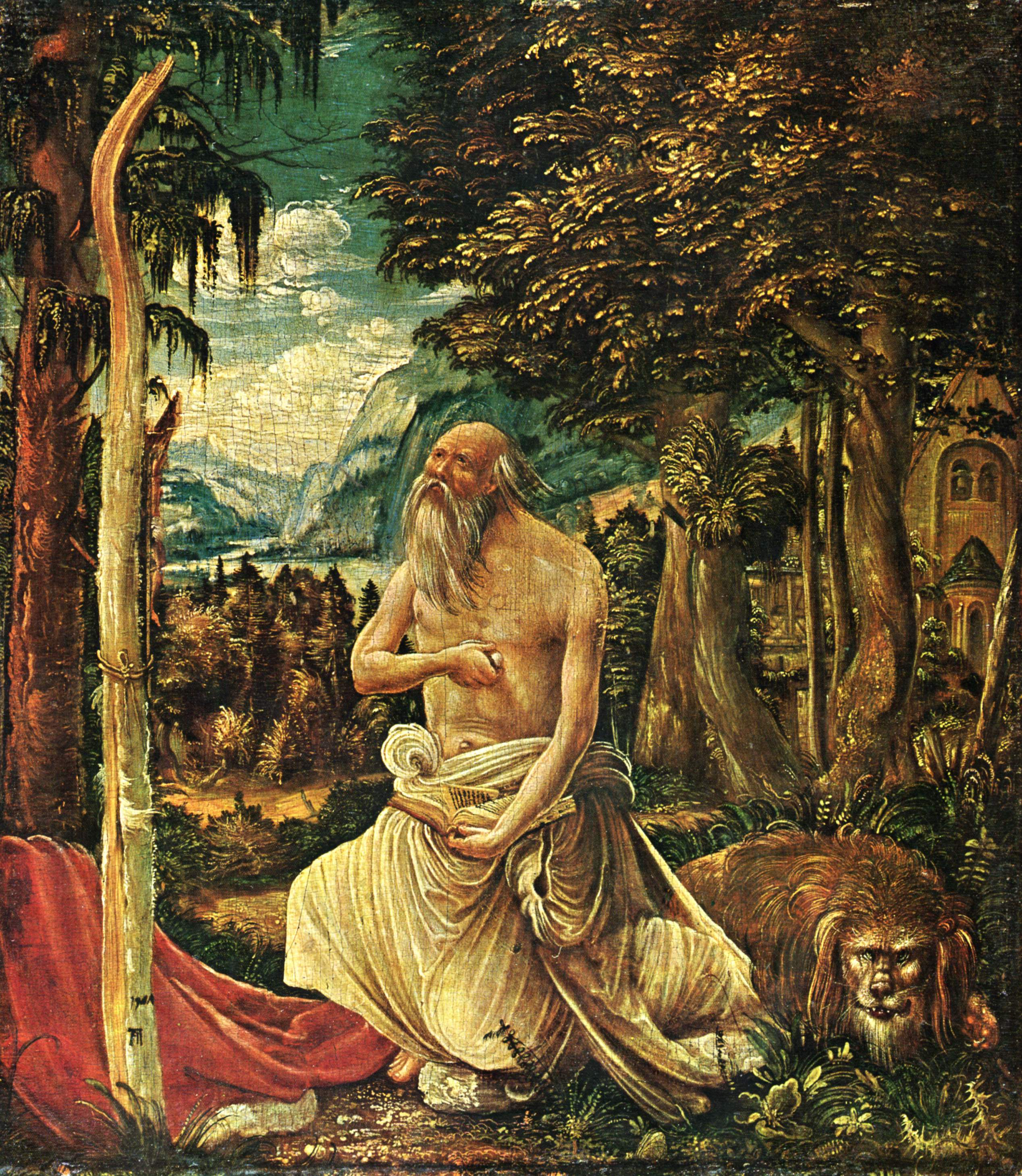
Sant Jeroni, d'Altdorfer.
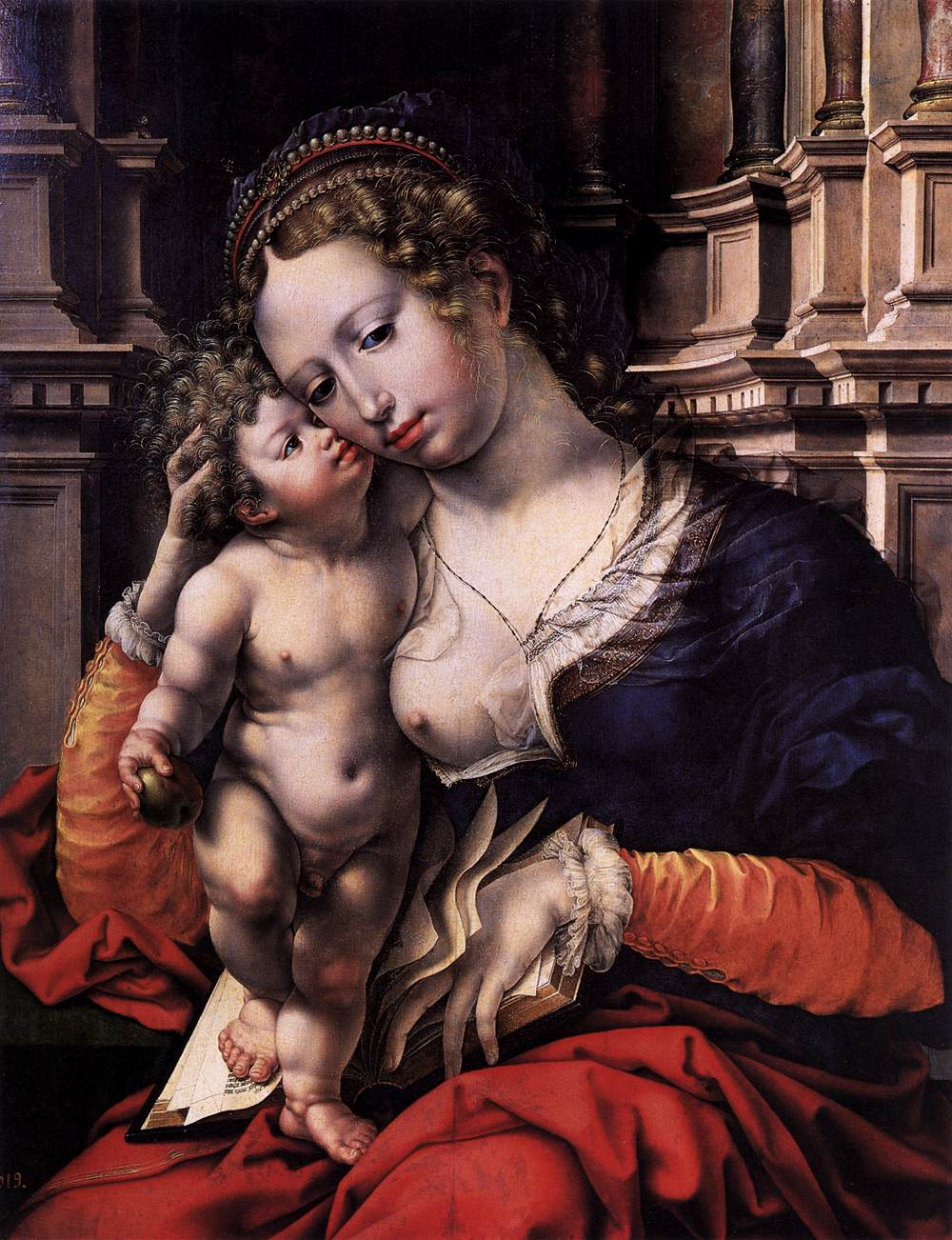
Mare de Déu amb Nen, de Jan Gossaert.
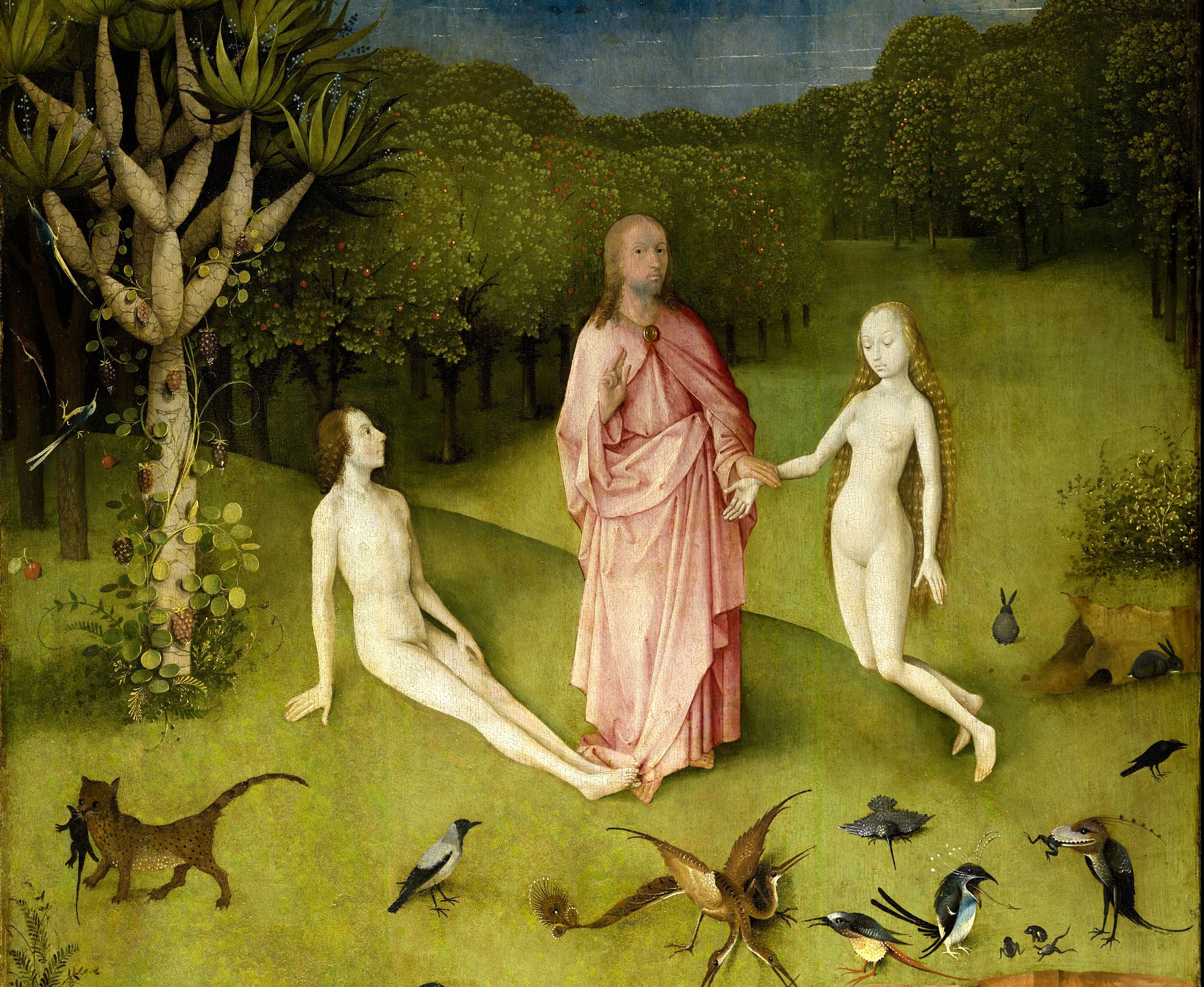
Creació d'Eva, detall de El jardí de les delícies d'El Bosch.
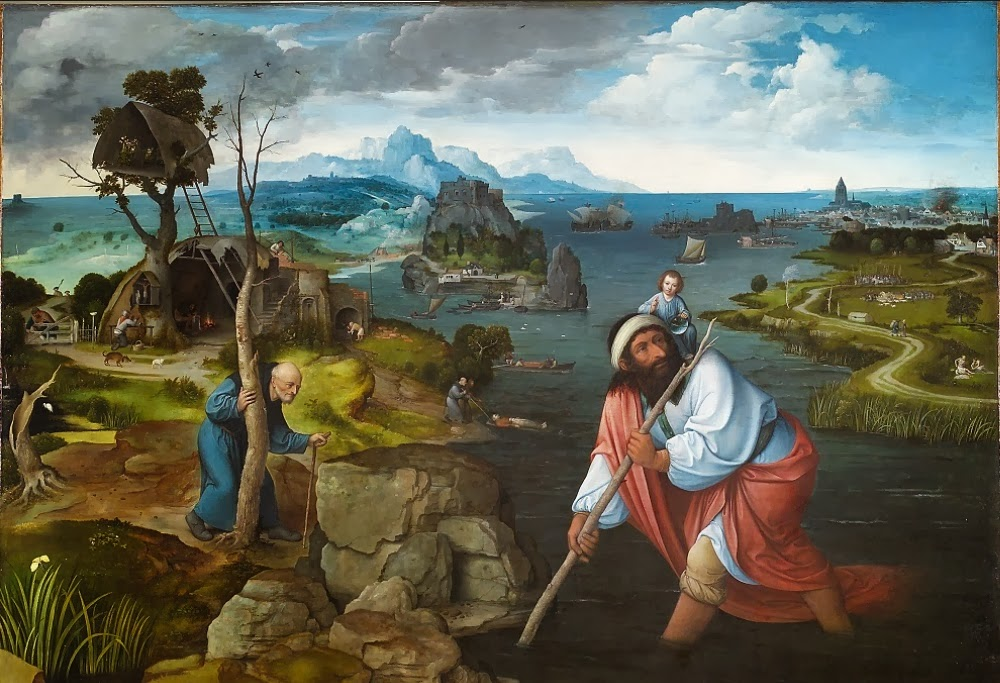
Sant Cristòfor, de Joachim Patinir.
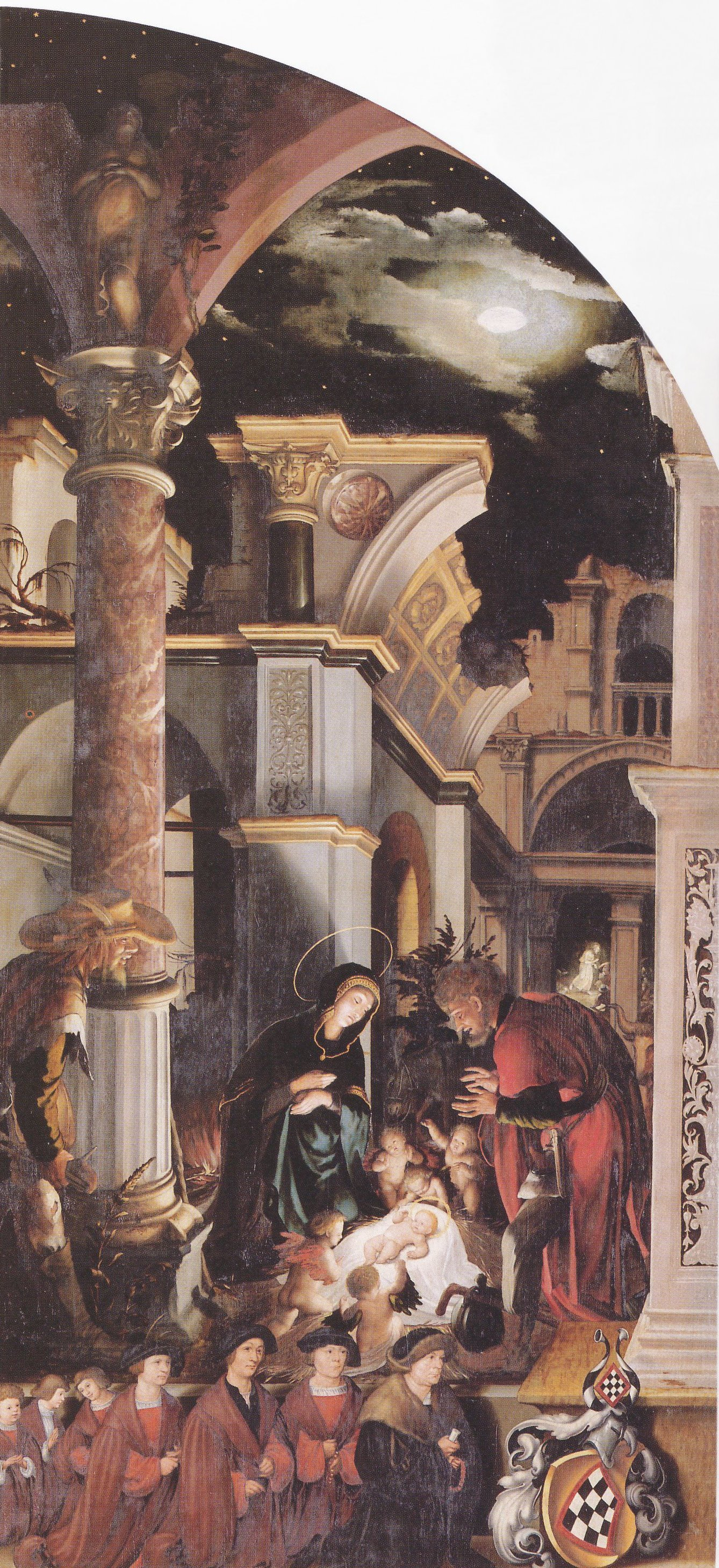
Altar Oberried, de Hans Holbein el Jove.[n. 4]
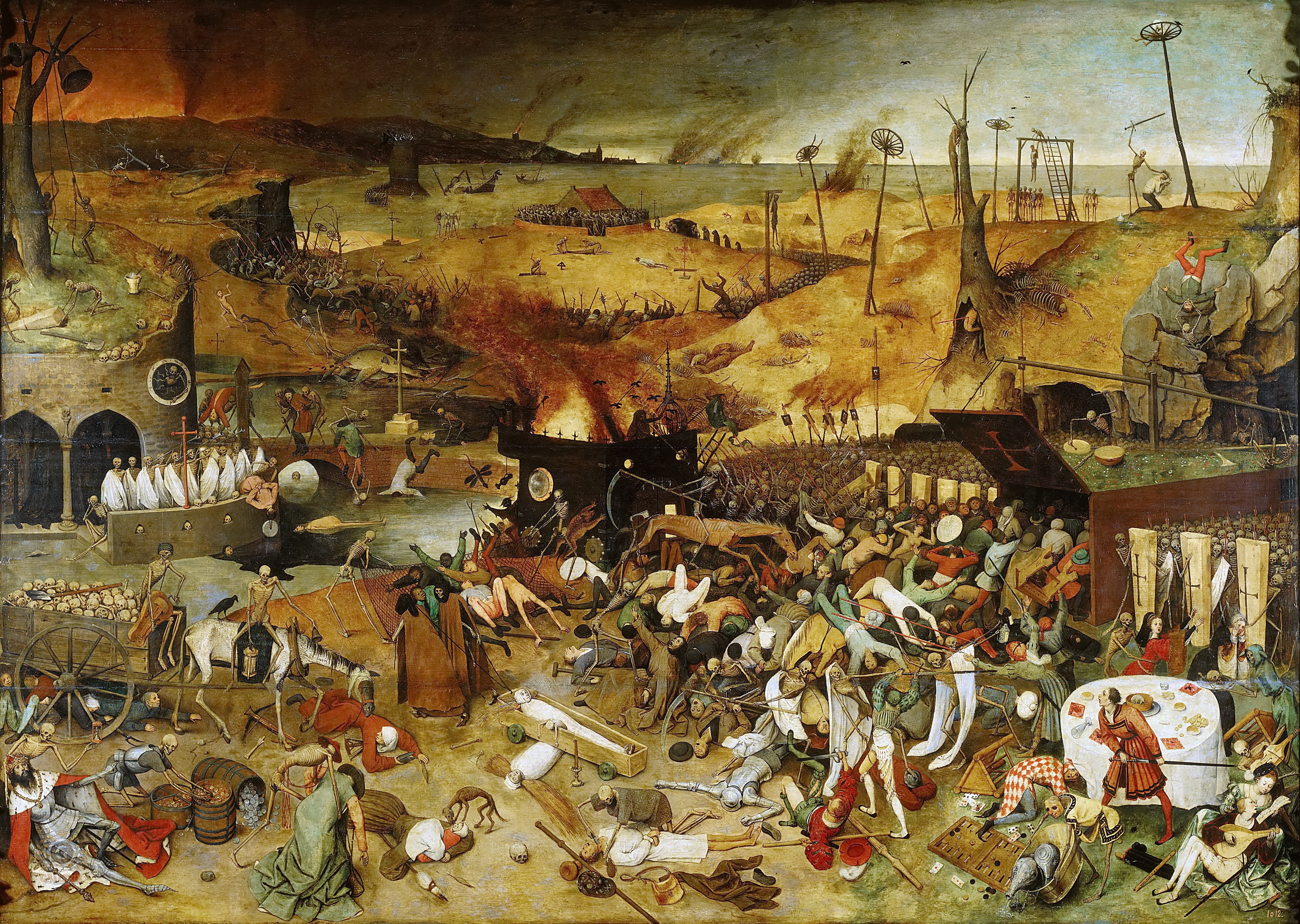
El Triomf de la Mort, de Pieter Brueghel el Vell.
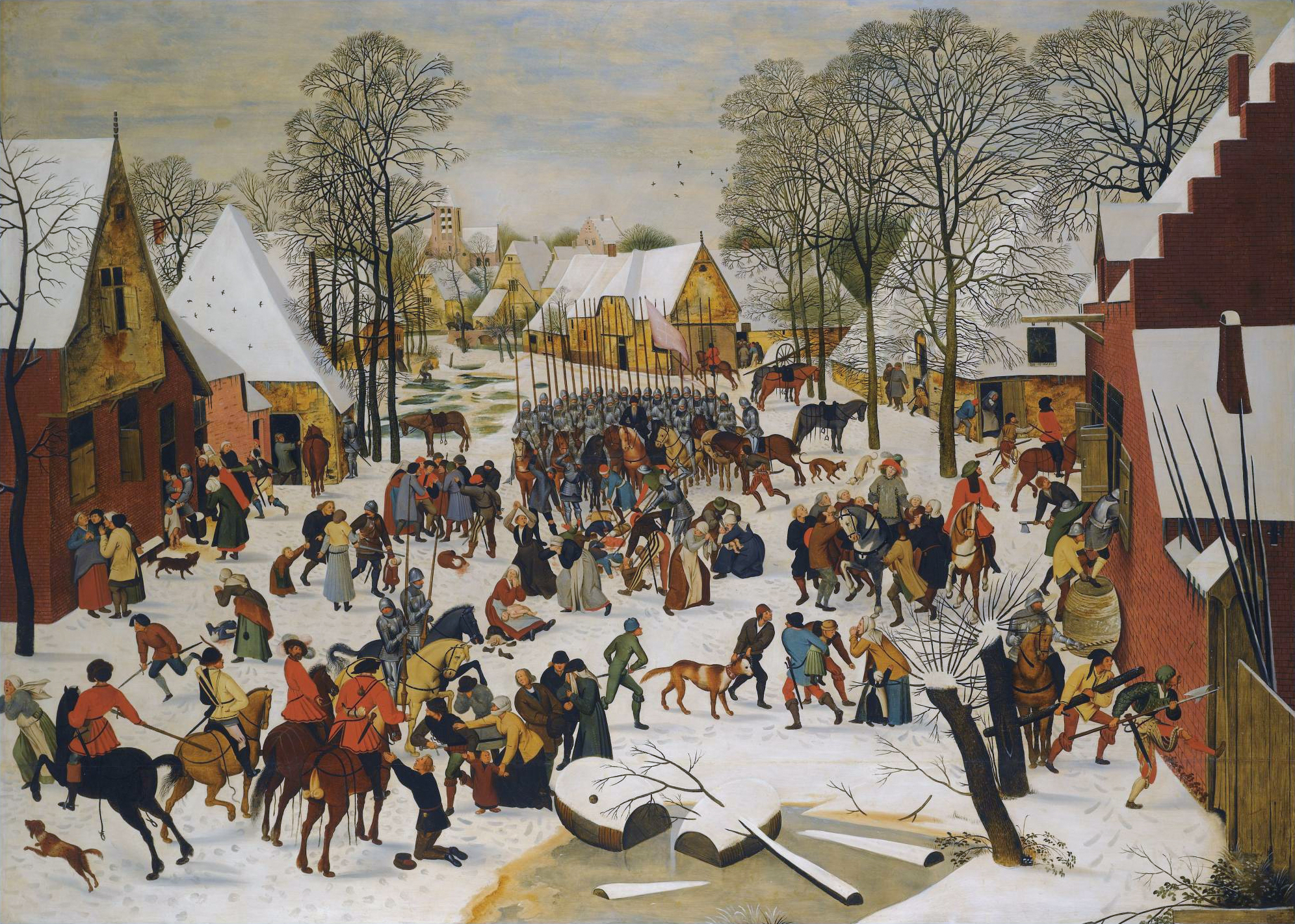
La matança dels innocents, de Pieter Brueghel el Jove.

L'impacte de la Reforma protestant al nord d'Europa en el segle xvi va ser molt important, tant en les arts visuals com en la música.

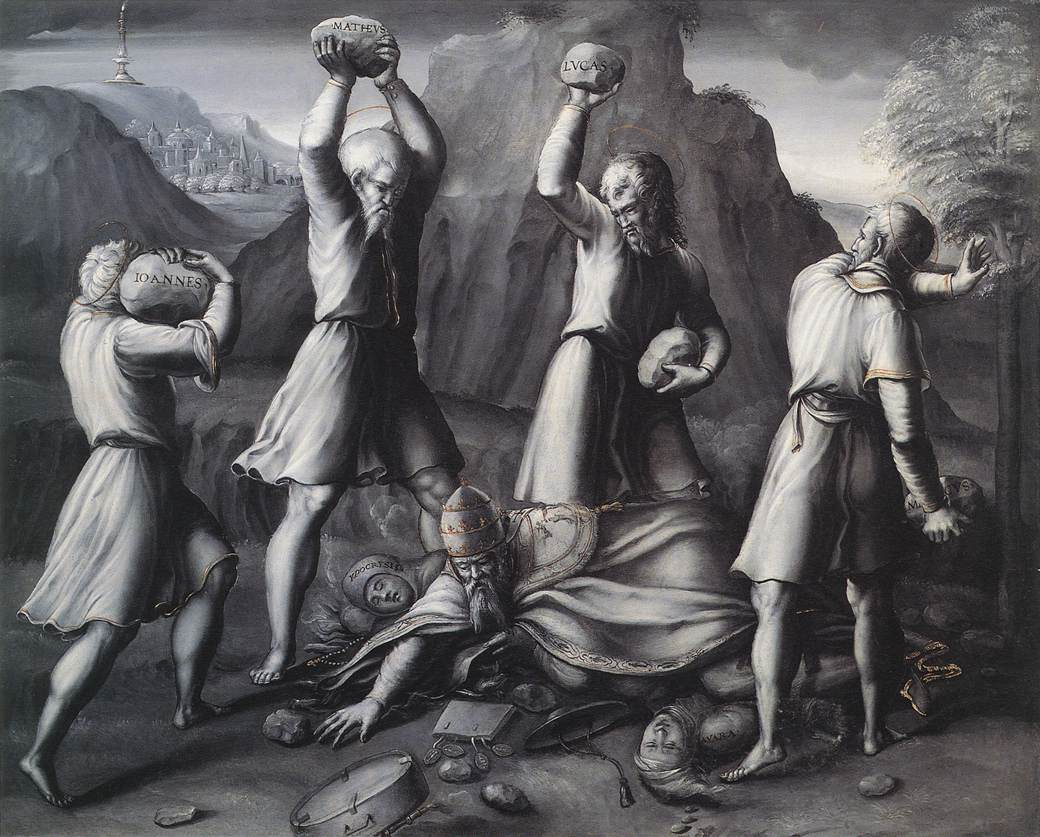
Al·legoria protestant de Girolamo da Treviso: el Papa és lapidat amb pedres que porten els noms dels quatre evangelistes.
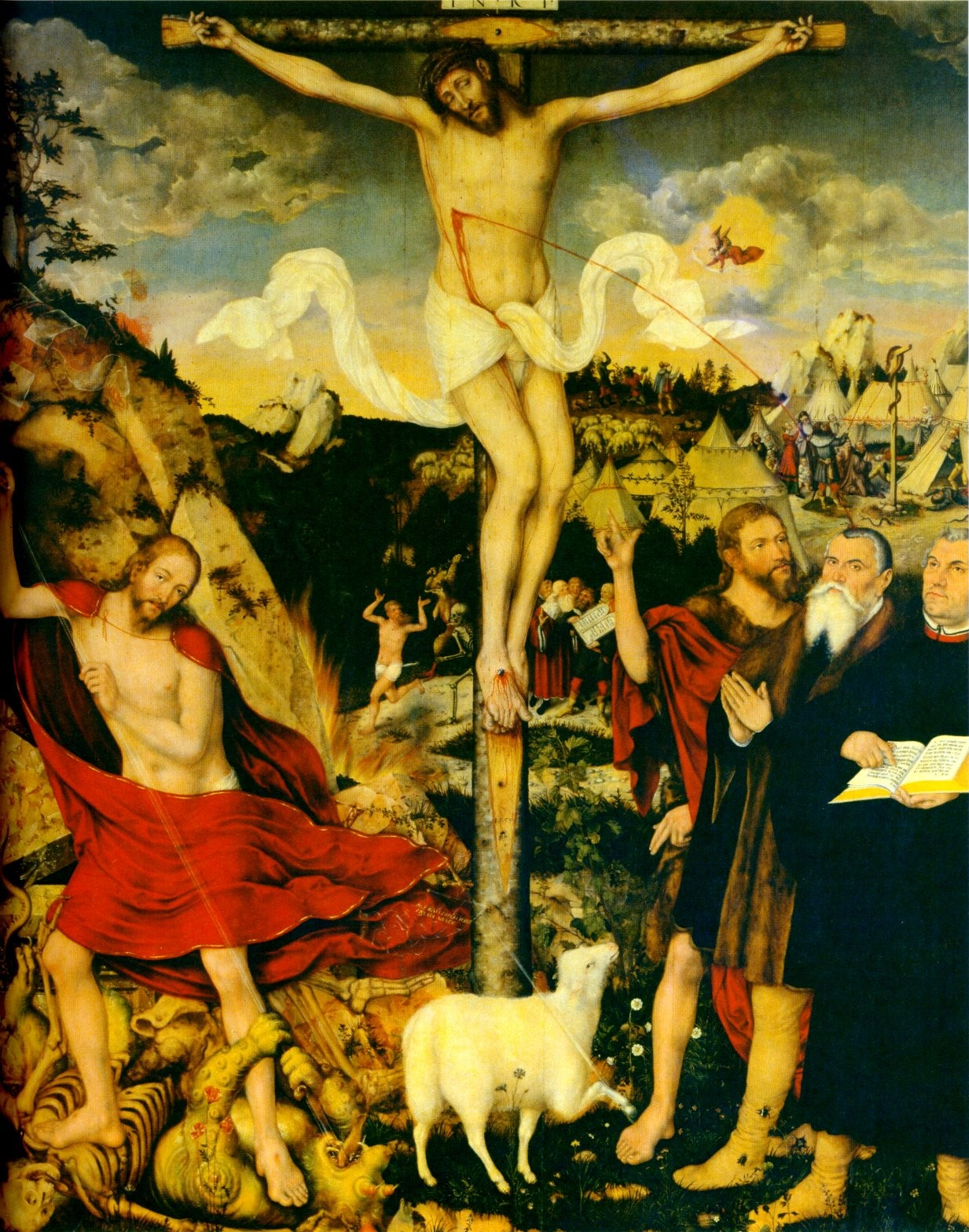
Altar de Weimar, de Lucas Cranach el Vell. Als peus del Crist crucificat hi ha els líders de la Reforma protestant.
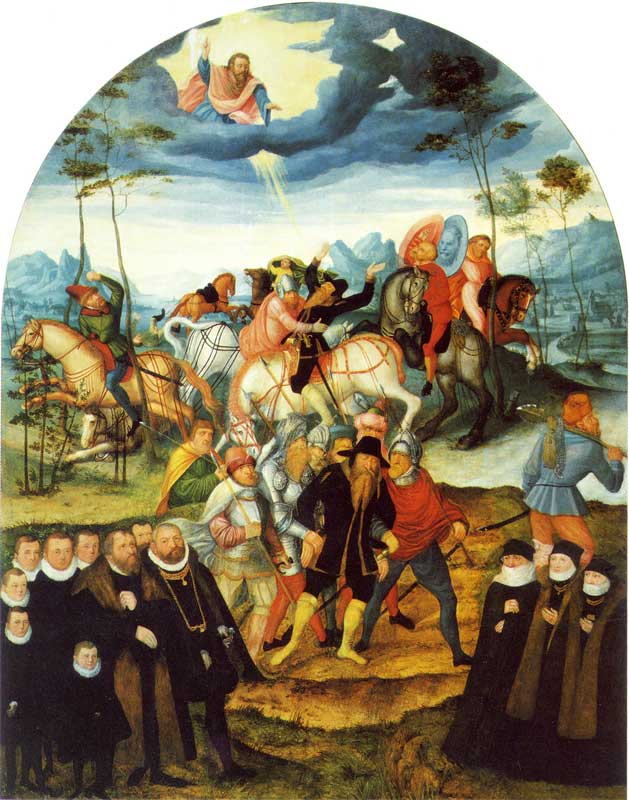
Conversió de Sant Pau, de Lucas Cranach el Jove.
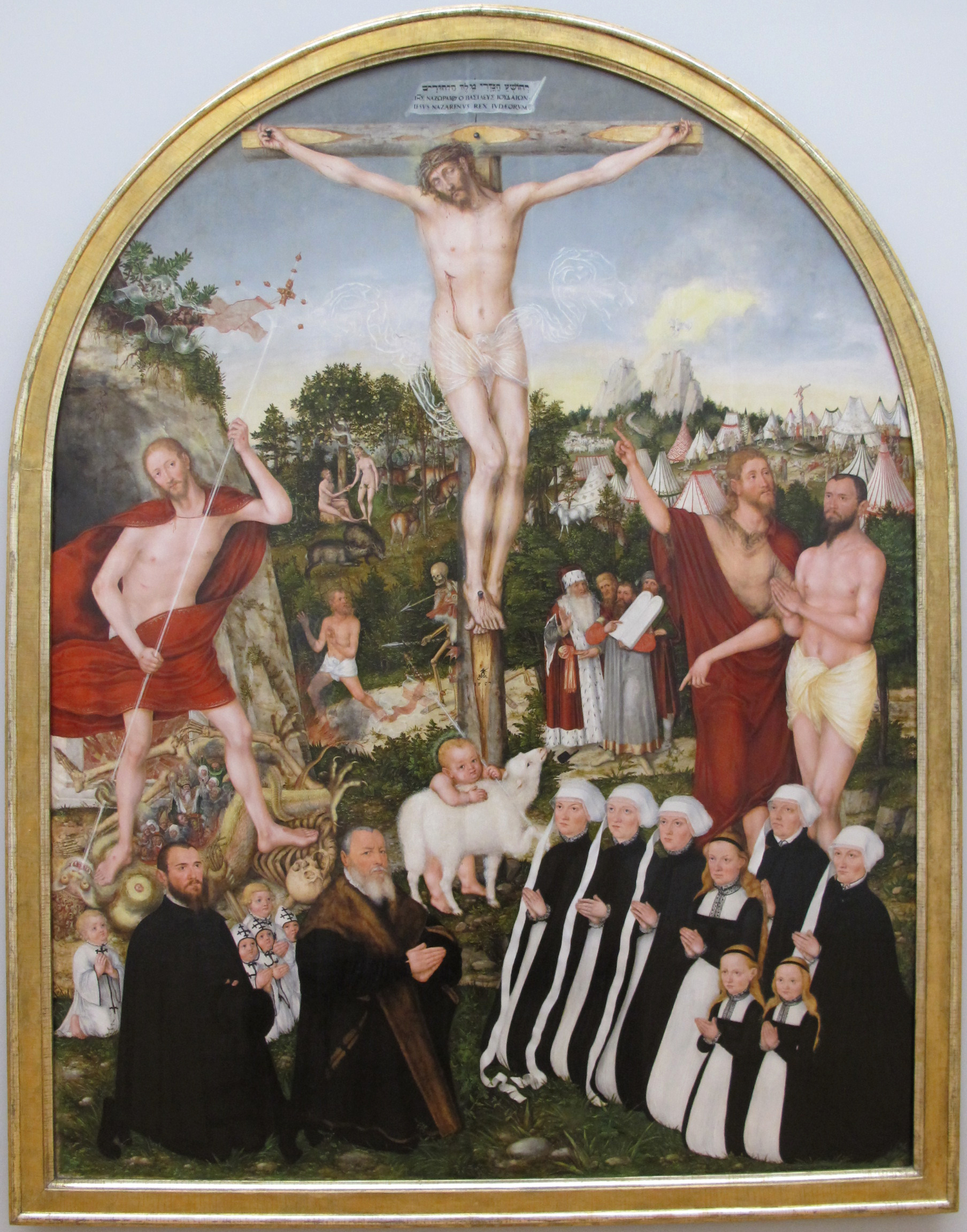
Al·legoria de la redempció, de Cranach el Jove.
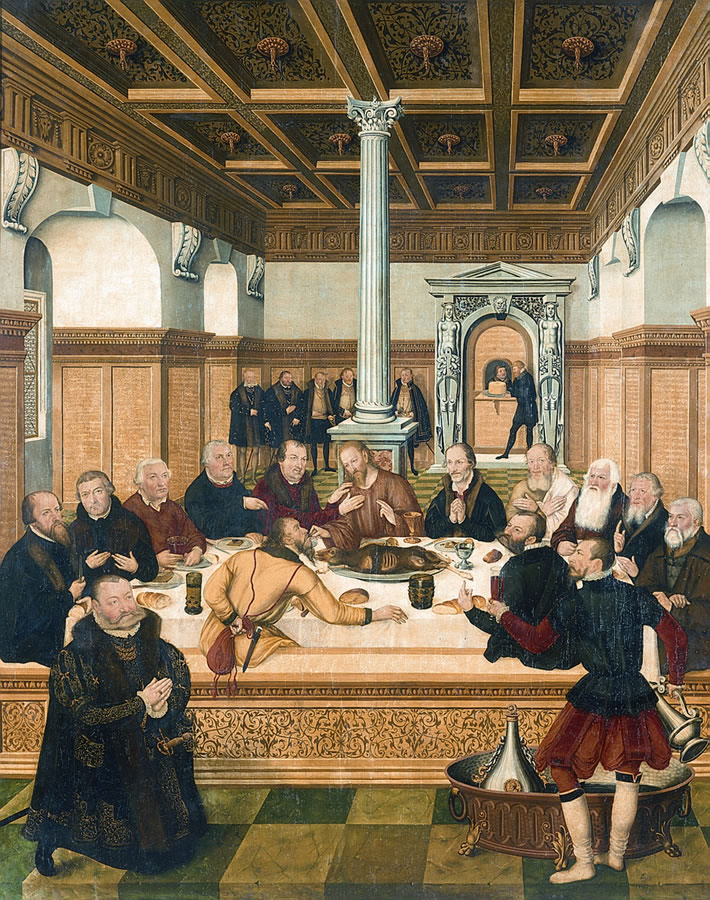
L'Últim Sopar, de Cranach el Jove

El Manierisme, la fase final del Renaixement, retorça i exagera les formes, en recerca de diferents efectes, entre ells l'espiritualitat. L'Església del Gesù a Roma, de Jacopo Vignola i Giacomo della Porta va fixar el model de les esglésies jesuïtes. A més de la concepció de la façana, l'interior, molt decorat en època barroca, es va dissenyar arquitectónicamente per concentrar l'atenció en l'altar major, renunciant a l'esquema tradicional de naus laterals. L'estil artístic predominant al Renaixement hispànic es denomina "herrerià" o " escurialense" per l'extraordinària importància del programa artístic entorn del Monestir de l'Escorial, dirigit per Juan de Herrera sota la supervisió personal del mateix rei Felip II.

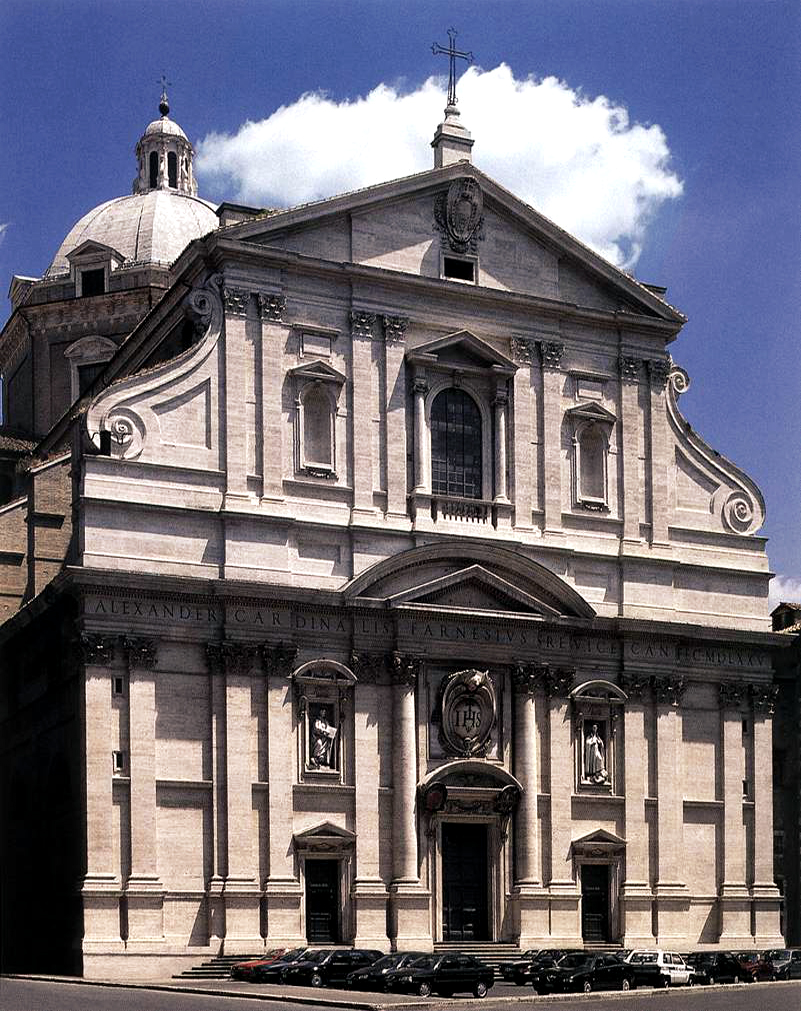
Església del Gesù.
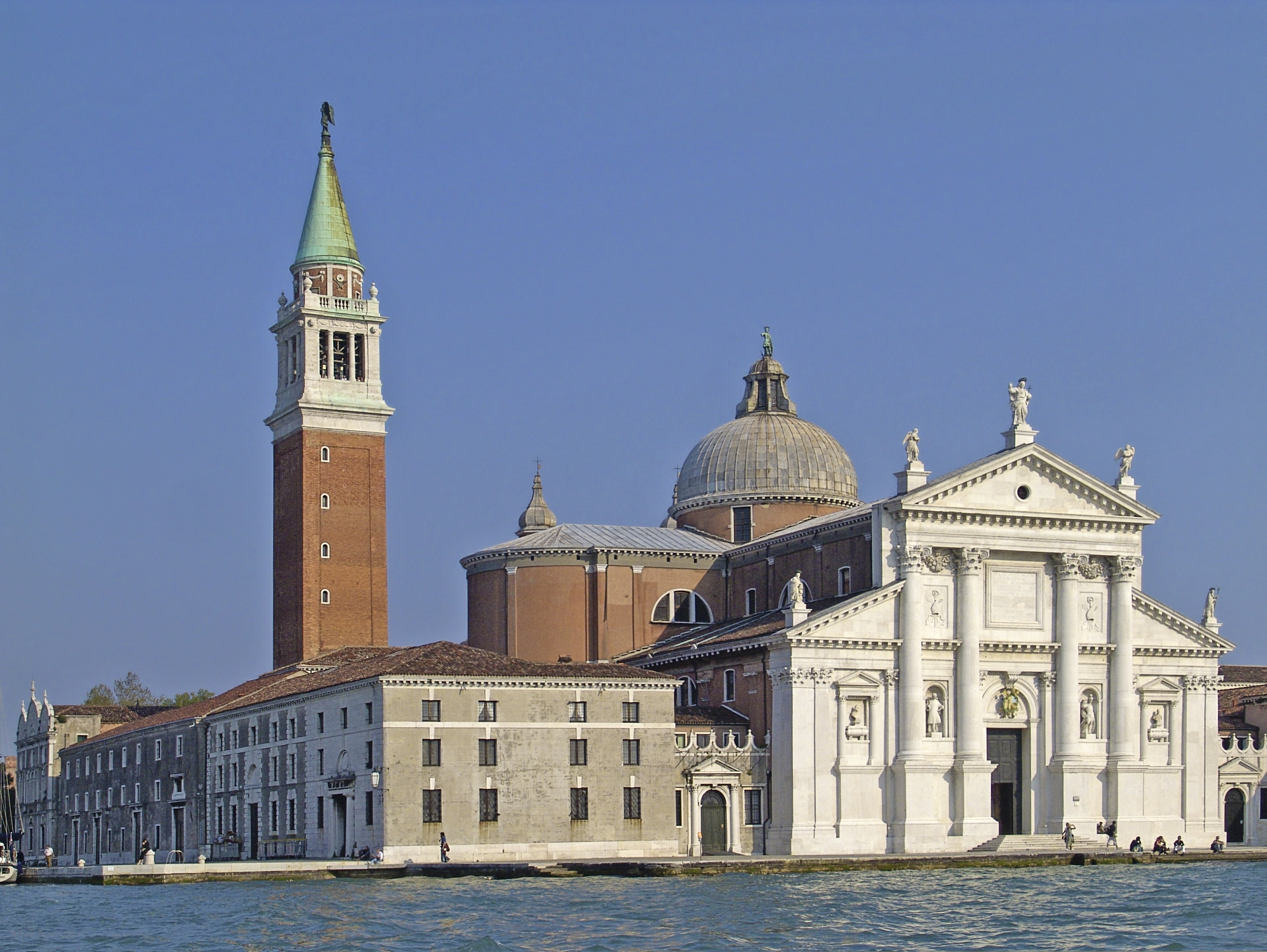
Església de San Giorgio Maggiore a Venècia, d'Andrea Palladio.
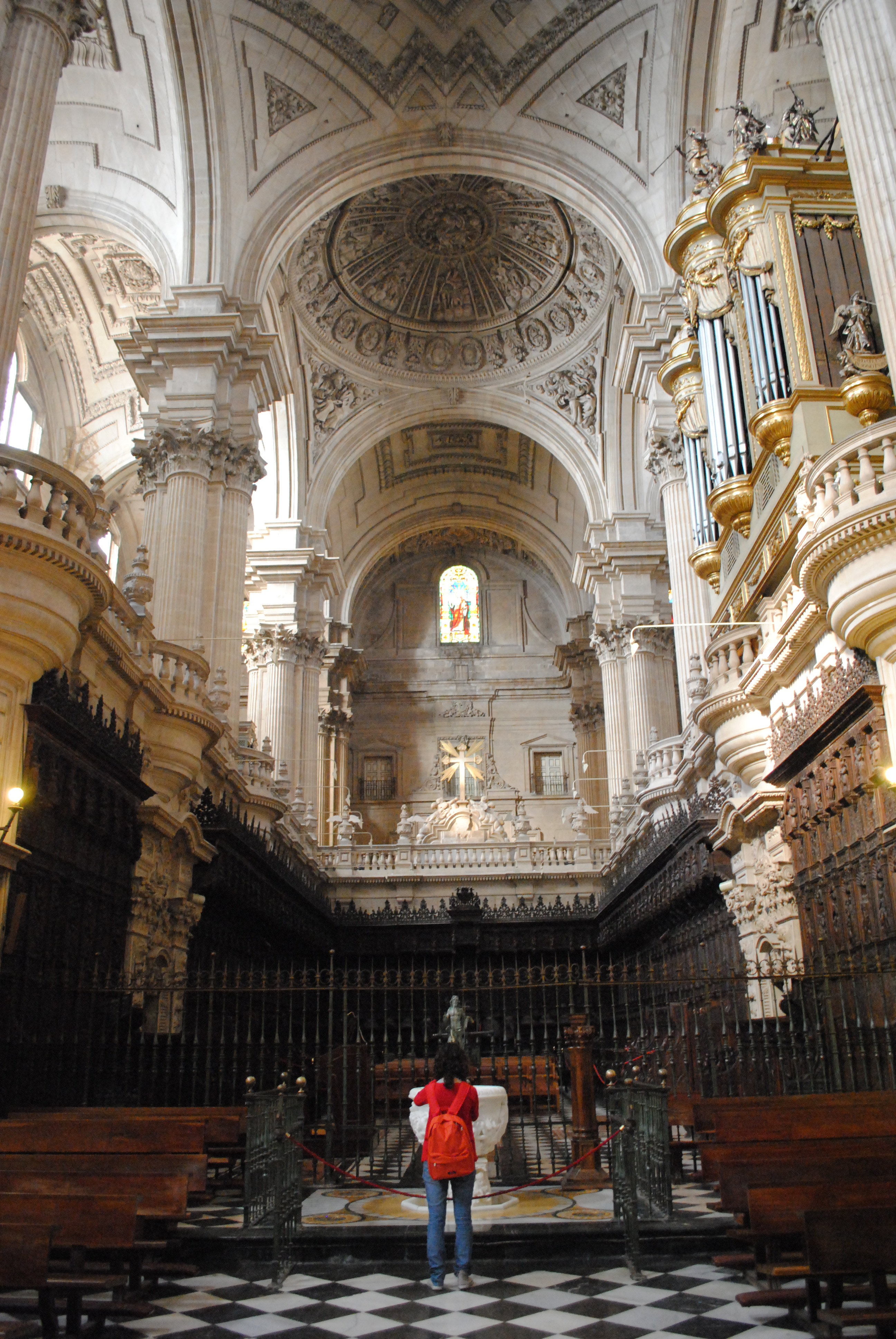
Cor i voltes de la catedral de Jaén, de Pedro de Vandelvira i Andrés de Vandelvira.
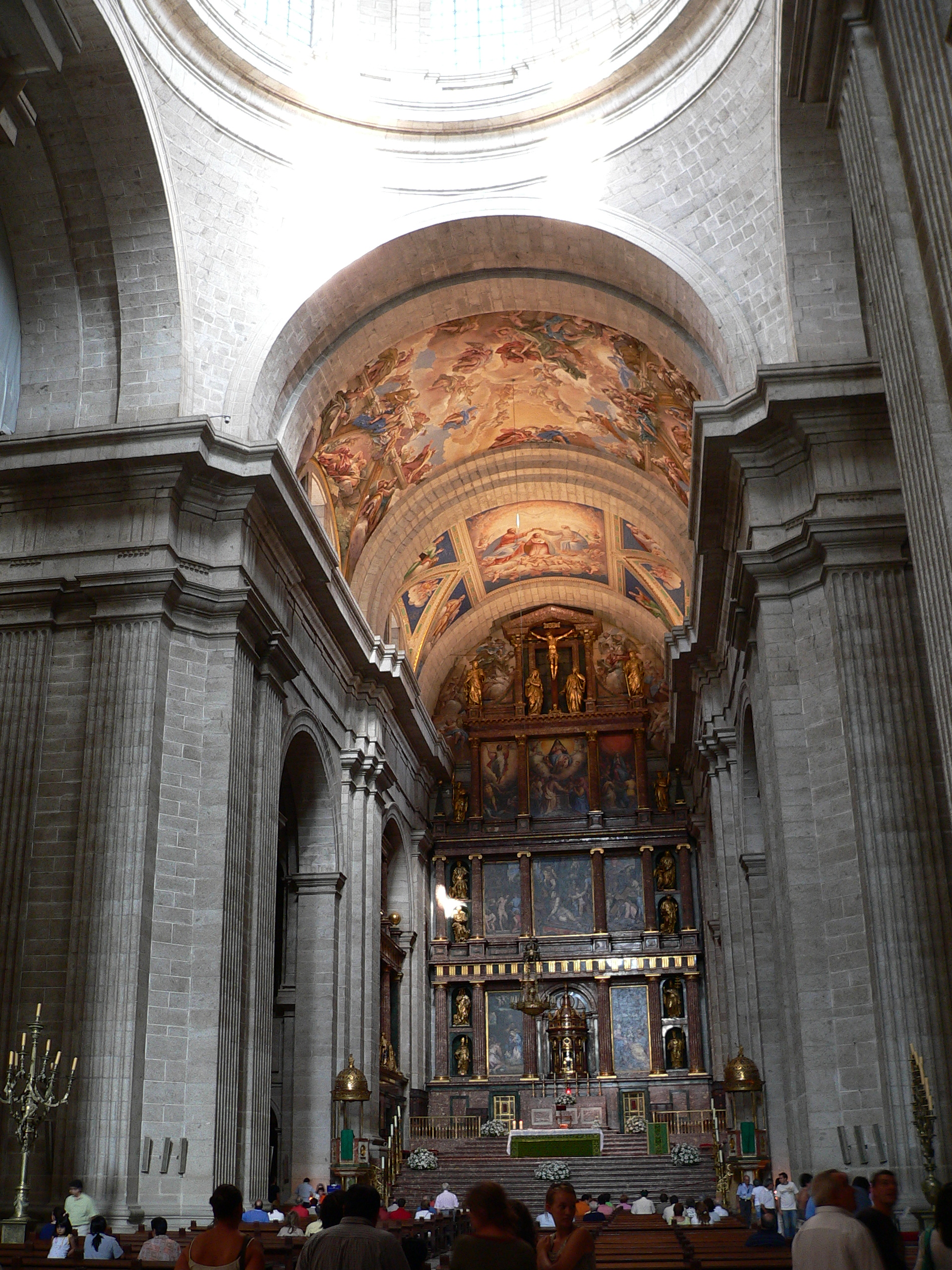
Basílica del Monestir de l'Escorial.
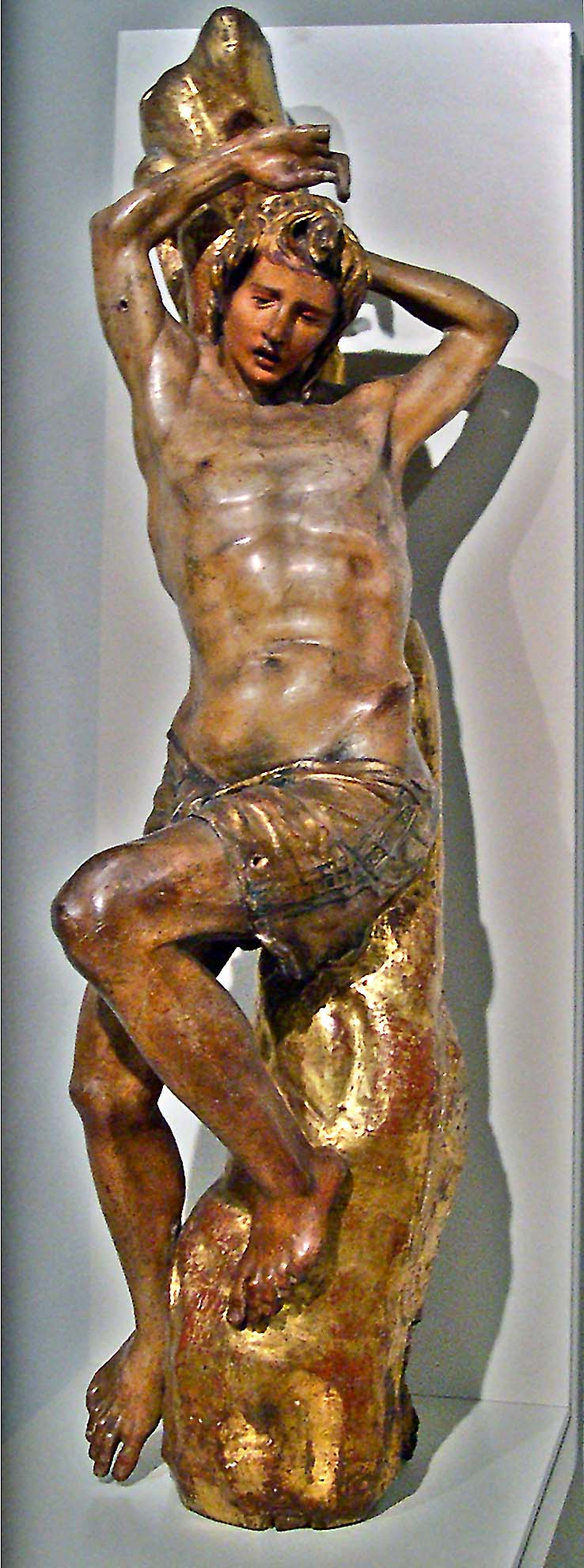
Martiri de Sant Sebastià, de Alonso Berruguete.
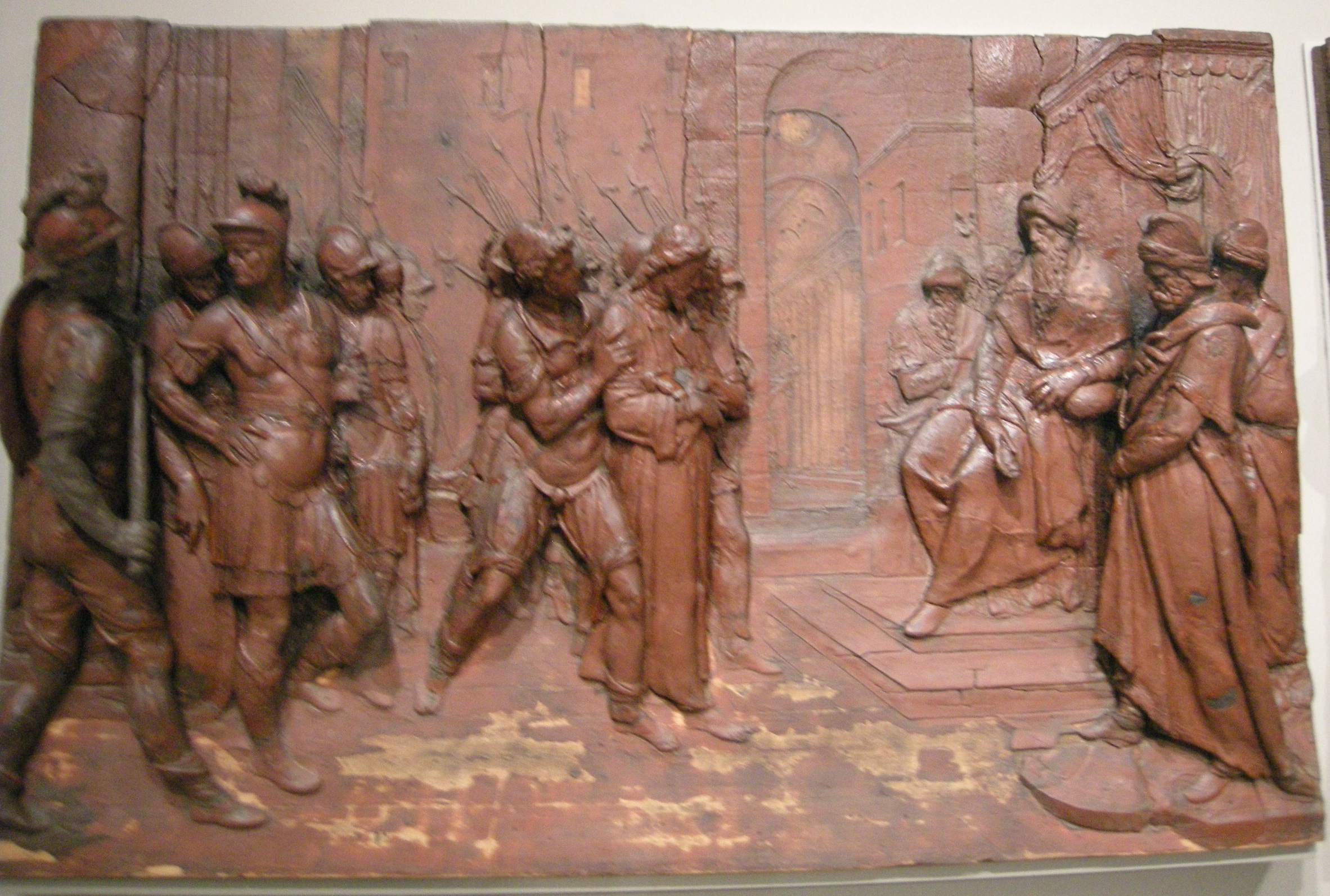
Crist davant Caifàs, de Giambologna.
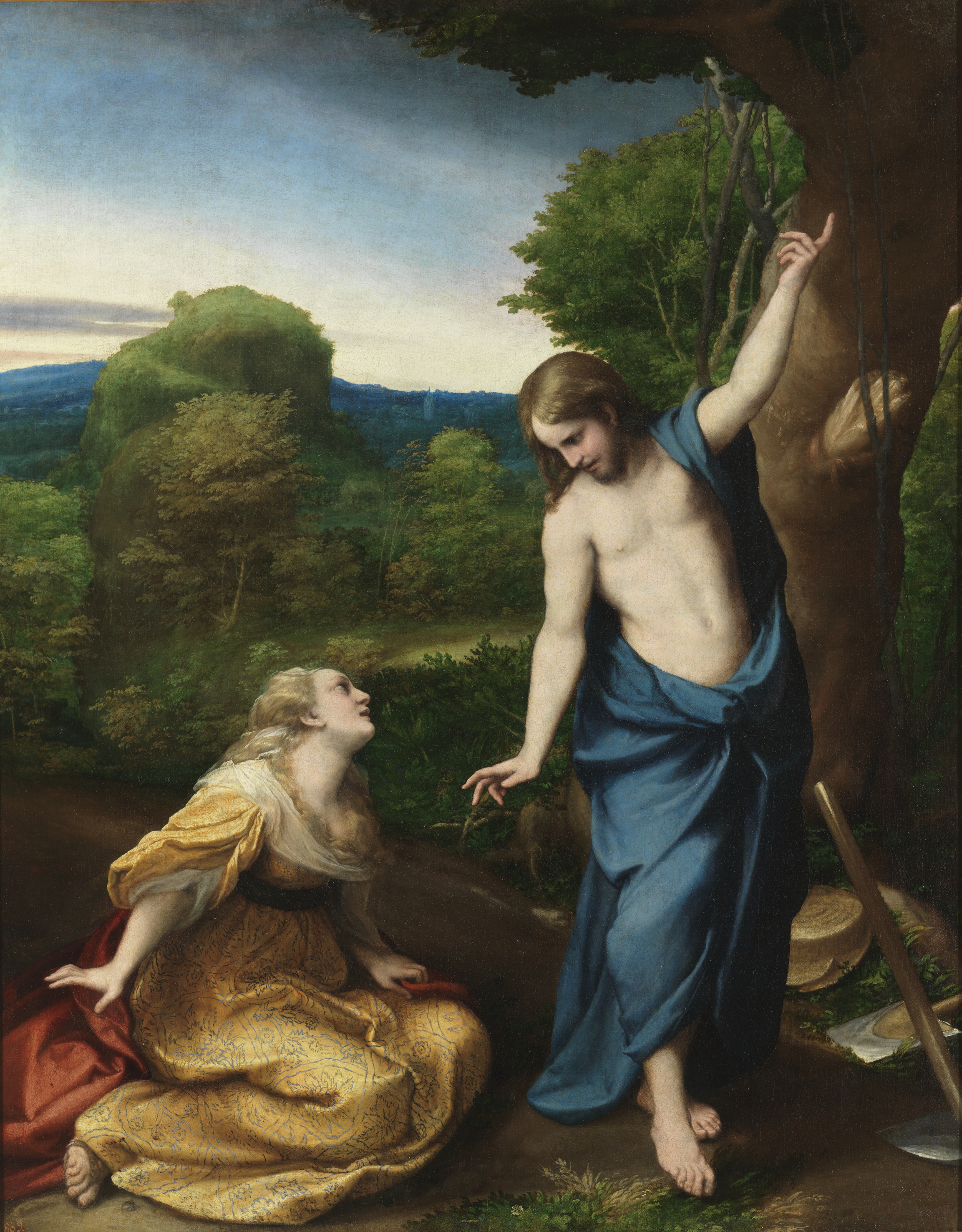
Noli me tangere, de Correggio.
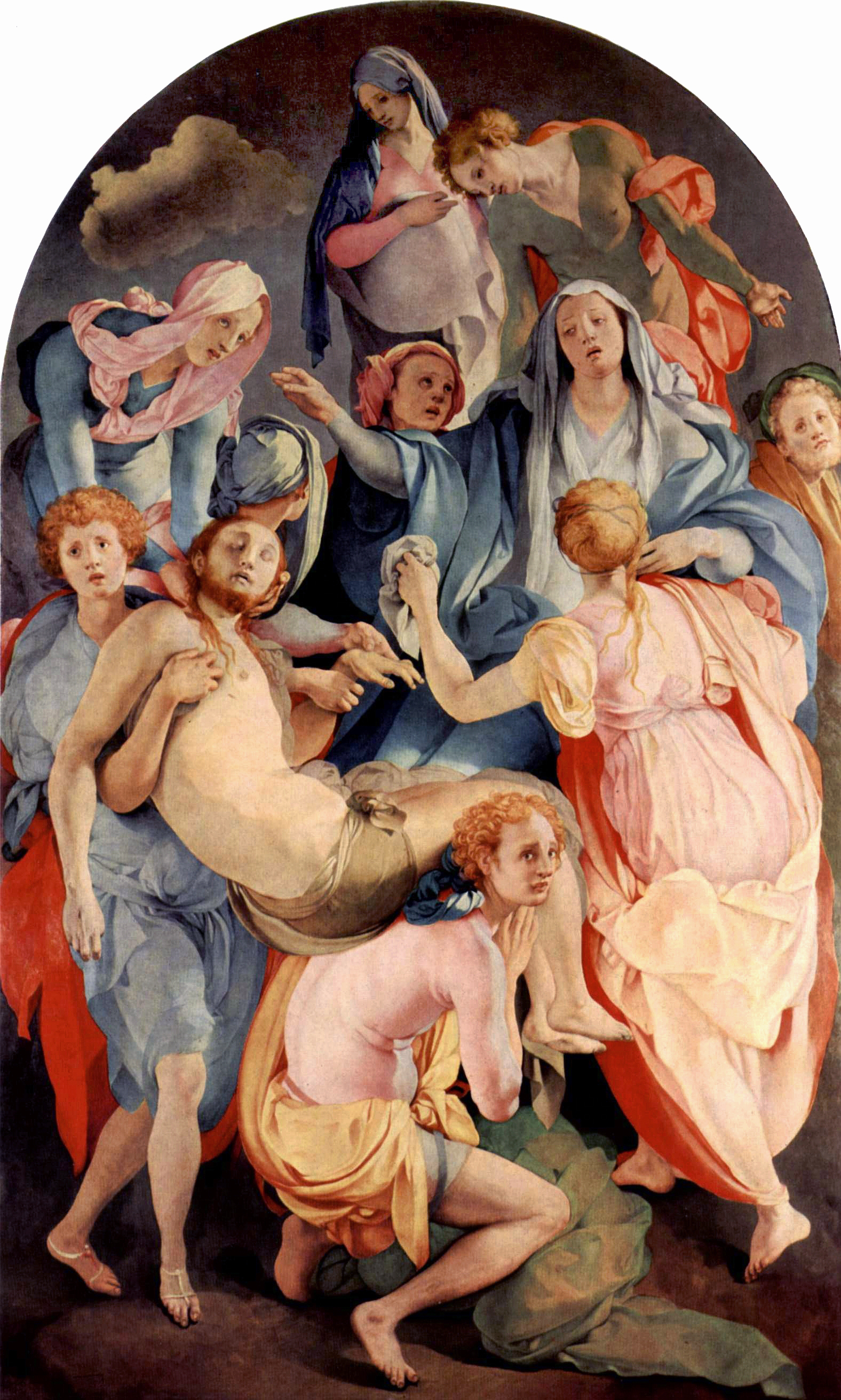
Davallament, de Pontormo.
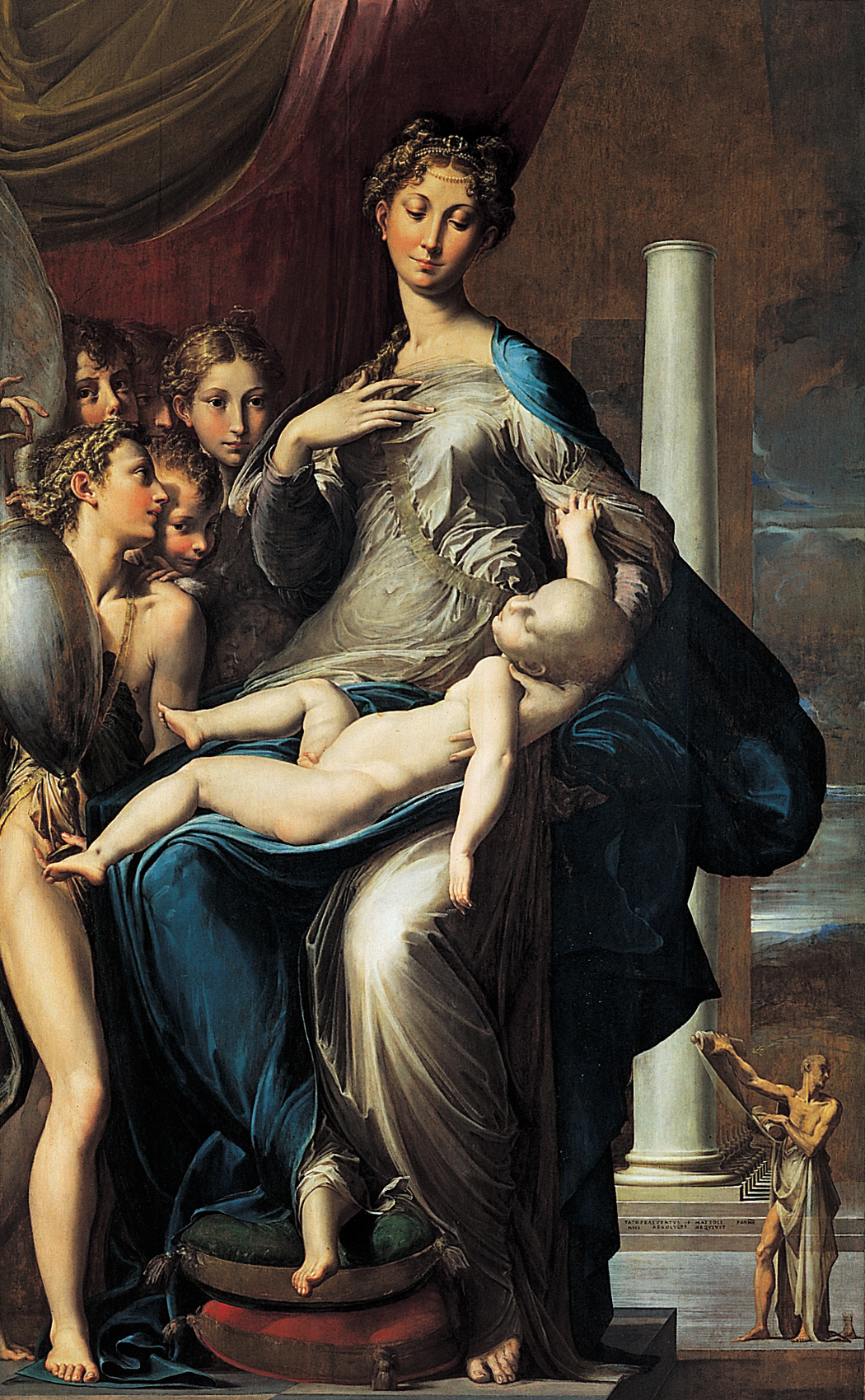
La llamada Madonna dal collo lungo, de Parmigianino.
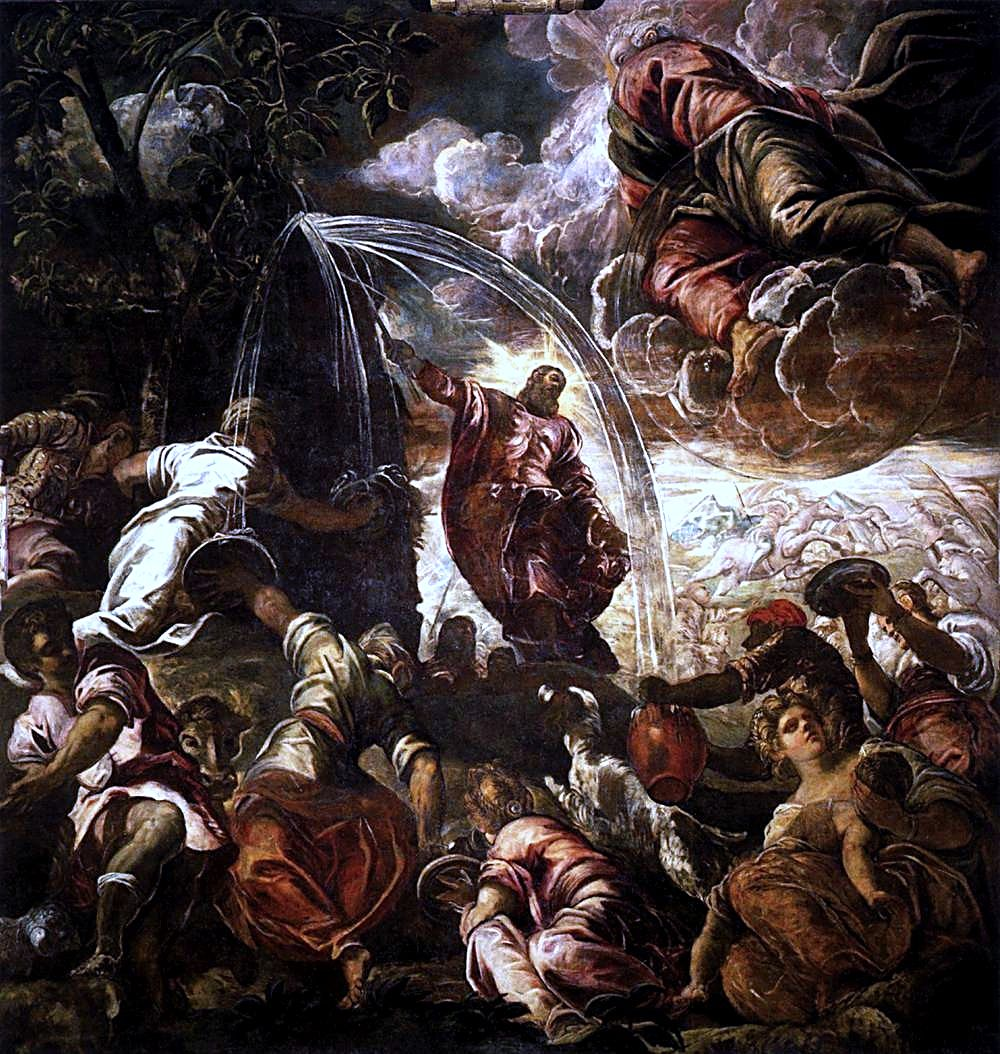
Moisès colpejant la roca, de Tintoretto.
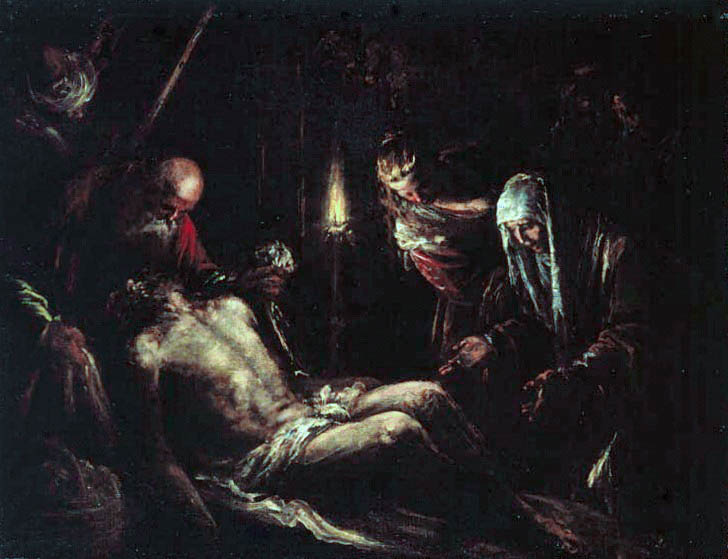
Pietà, de Bassano.
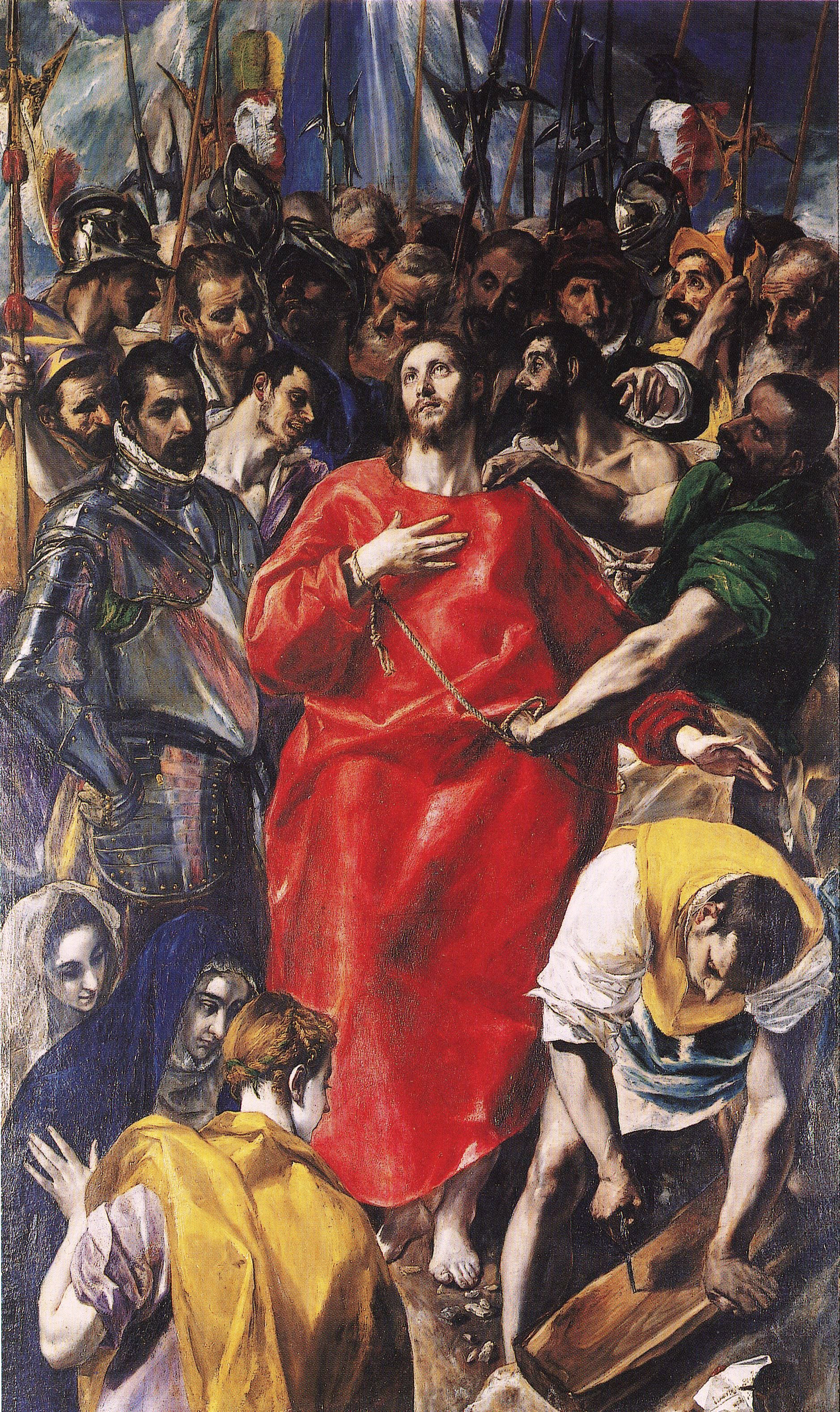
L'espoli, El Greco.
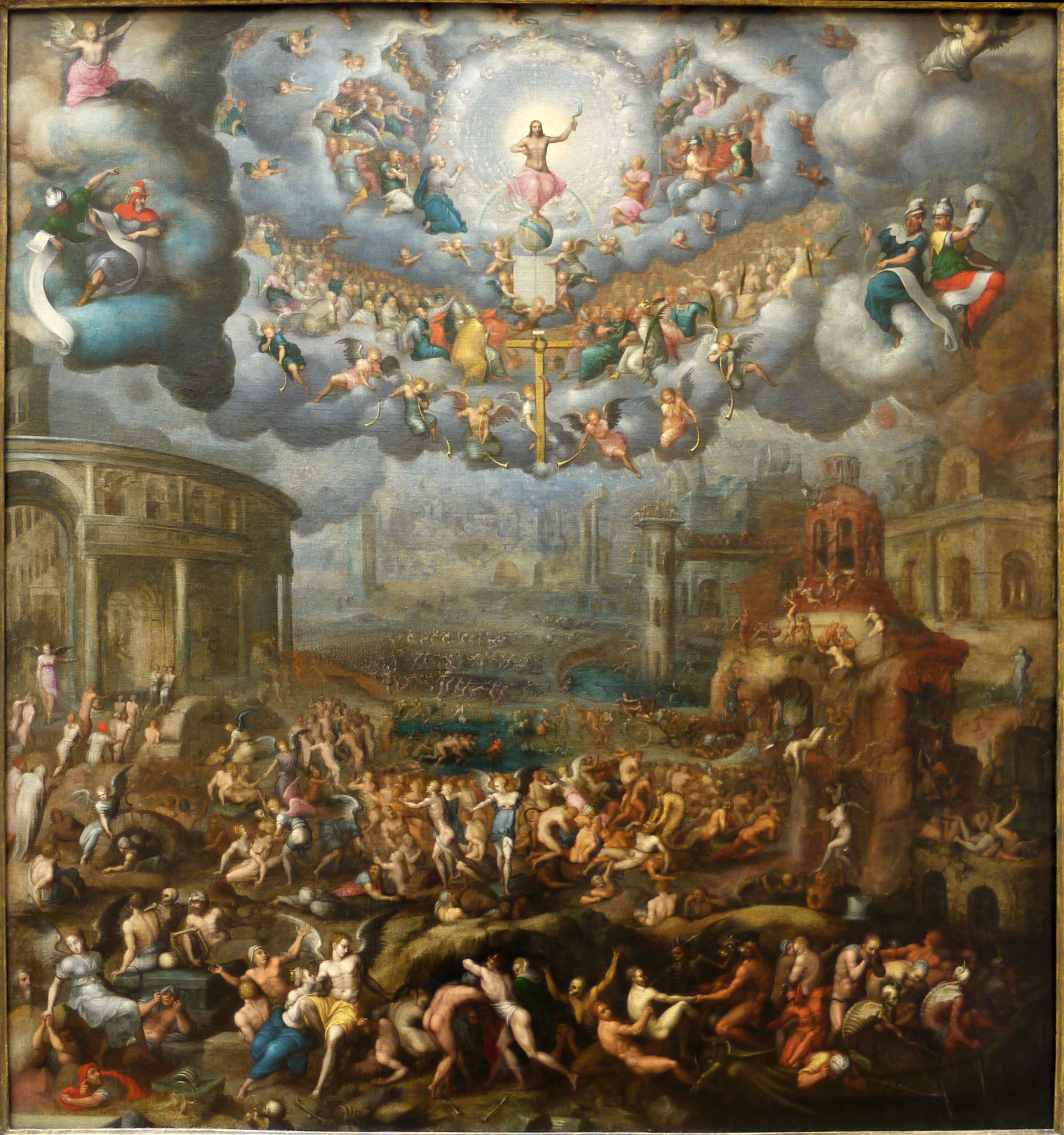
El Judici Final, de Jean Cousin el Jove.
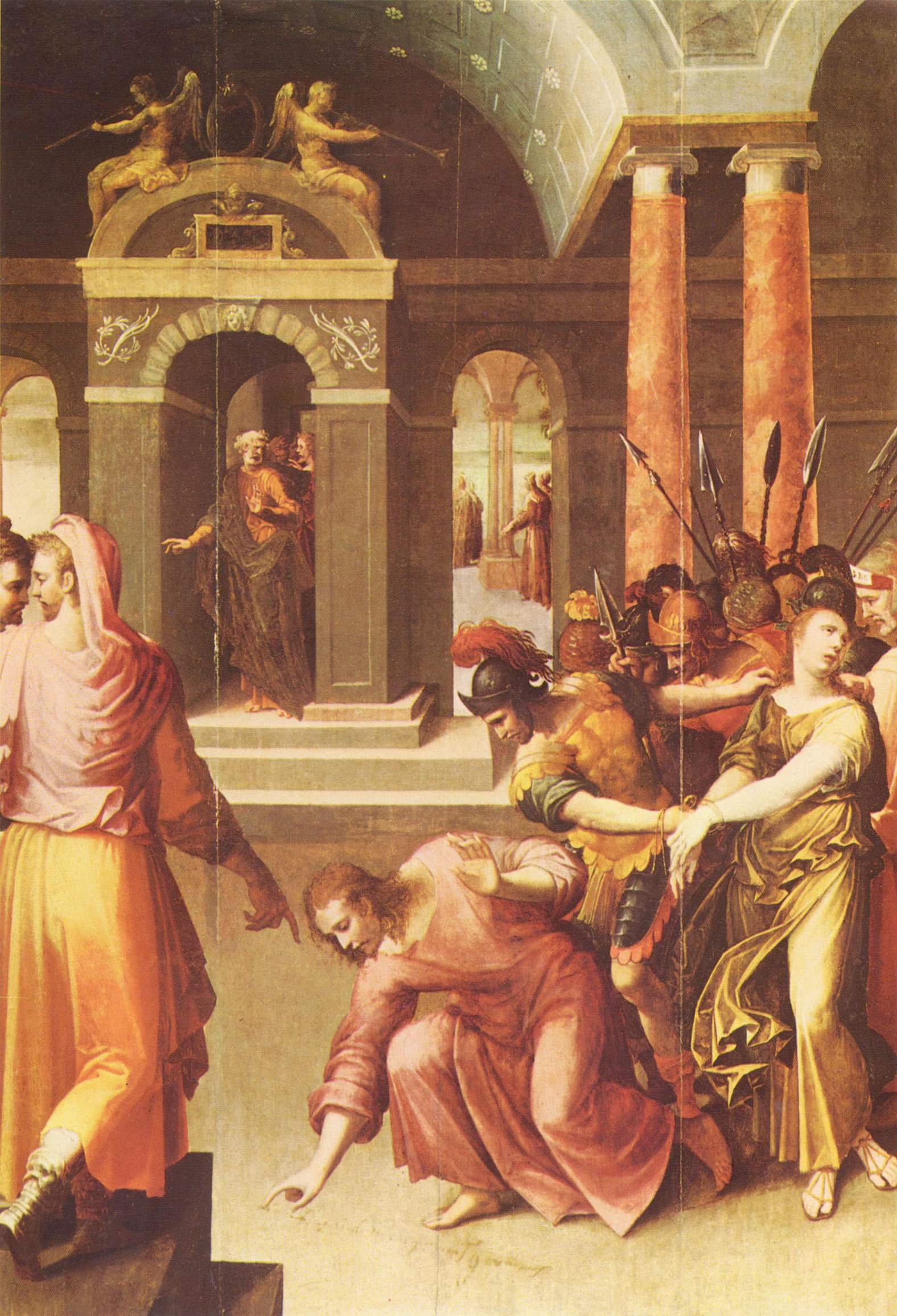
Crist i l'adúltera, de Henri Lerambert.
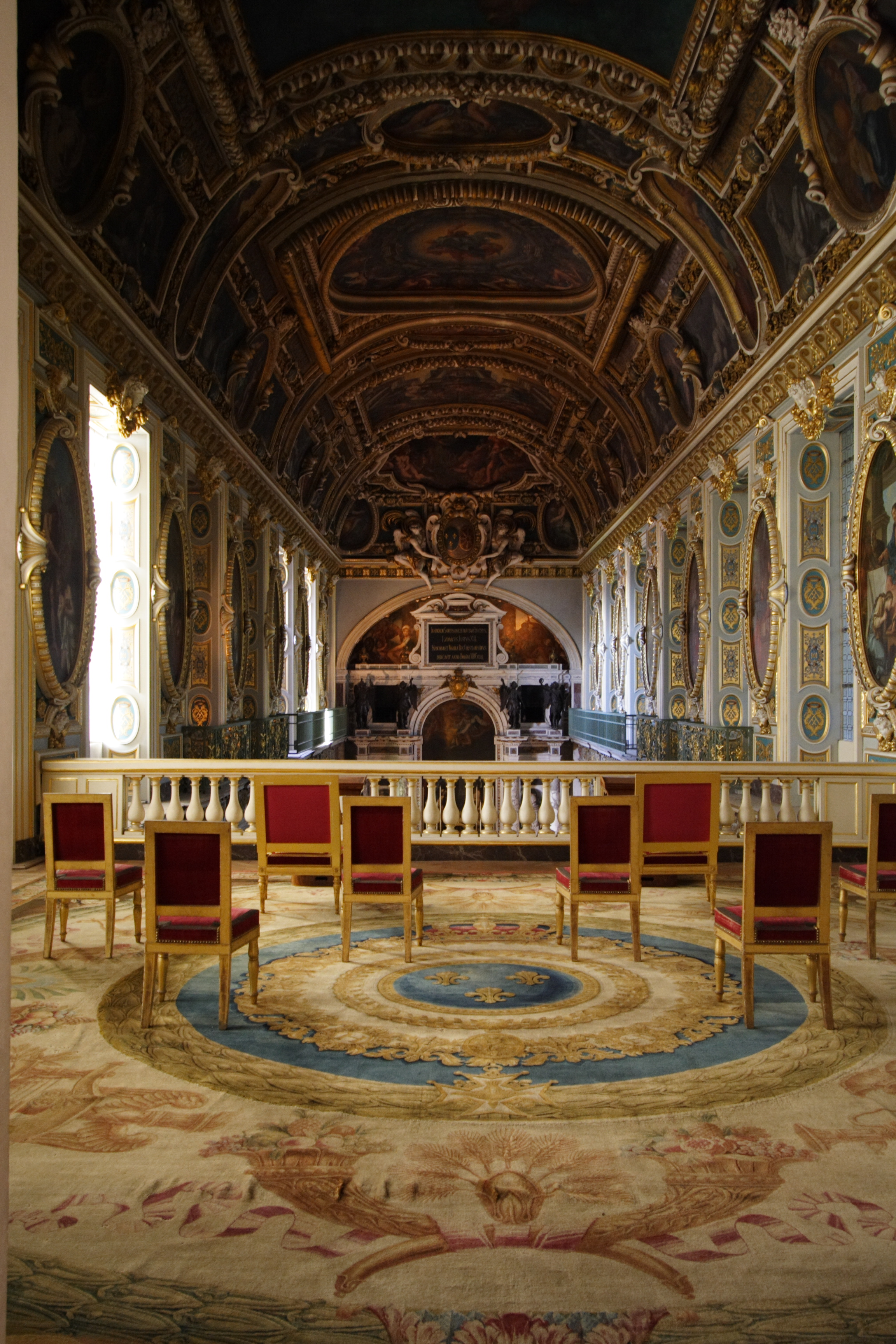
Chapelle de la Trinité del Palau de Fontainebleau.
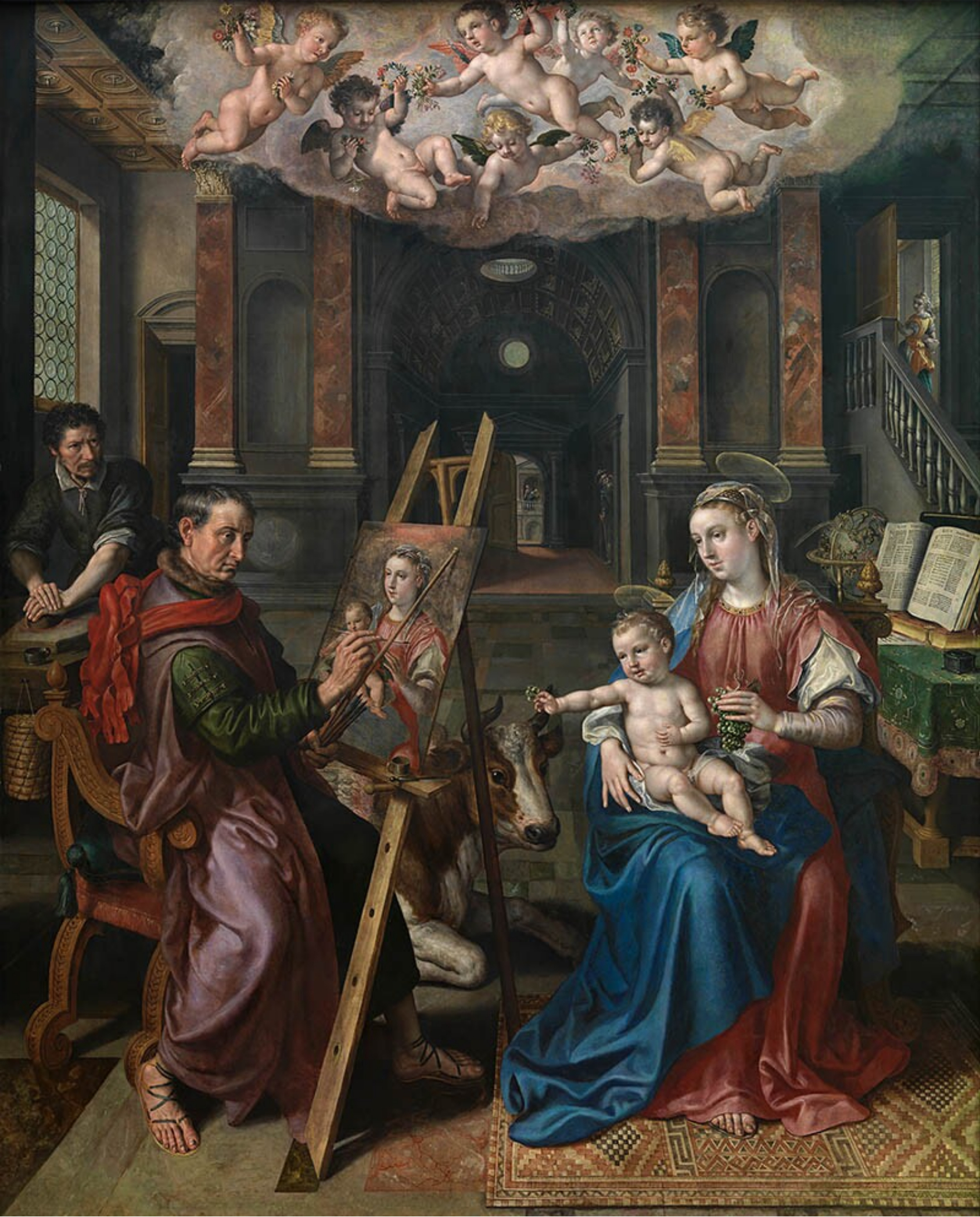
Sant Lluc pintant a la Mare de Déu, de Marten de Vos.
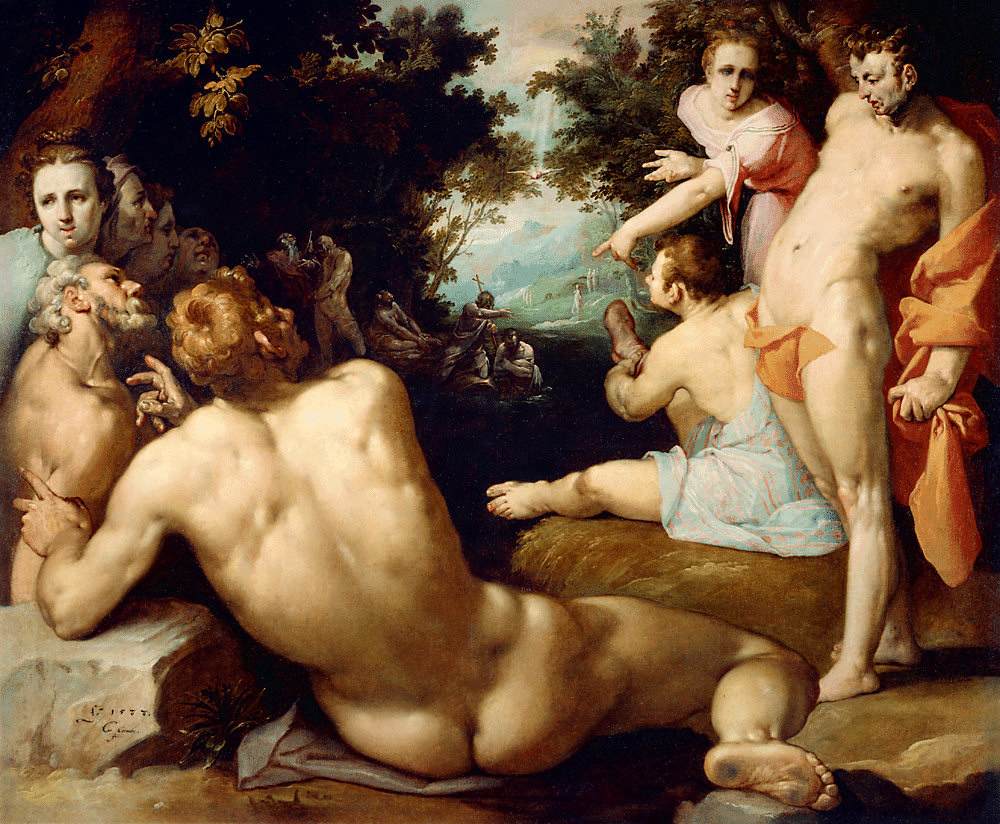
El baptisme de Crist, de Cornelis van Haarlem.

#### Barroc
La interpretació inicial de l'art barroc és la d'un art de la Contrareforma, que cap a 1600 desitjava superar els excessos intel·lectuals del manierisme, potencialment perillosos, per aconseguir un art propagandístic en el qual conscientment predominessin els sentits sobre la raó, i temes i personatges s'identifiquessin amb la cotidianidad més popular possible, fins i tot descendint fins als fets desagradables i morbosos. Després d'aquesta fase inicial tenebrista (Caravaggio, Ribera), el barroc catòlic es va fer triomfant per demostrar la superioritat de l'Església romana (Rubens, Pietro da Cortona, Bernini), en una fase d'exuberància decorativa (també se l'anomena barroc decoratiu) que acaba per entroncar amb el rococó del segle xviii (un estil radicalment diferent i de caràcter civil, fins i tot llibertí, centrat en la intimitat dels interiors palatins). Tant la Monarquia Catòlica, campiona de la contrarreforma des de Felip II, com les forces dominants de la seva societat, van estimular l'art religiós d'una manera important, fent del barroc espanyol, el barroc flamenc i el barroc napolità, els exemples més evidents d'aquesta identificació entre estil i ideologia.

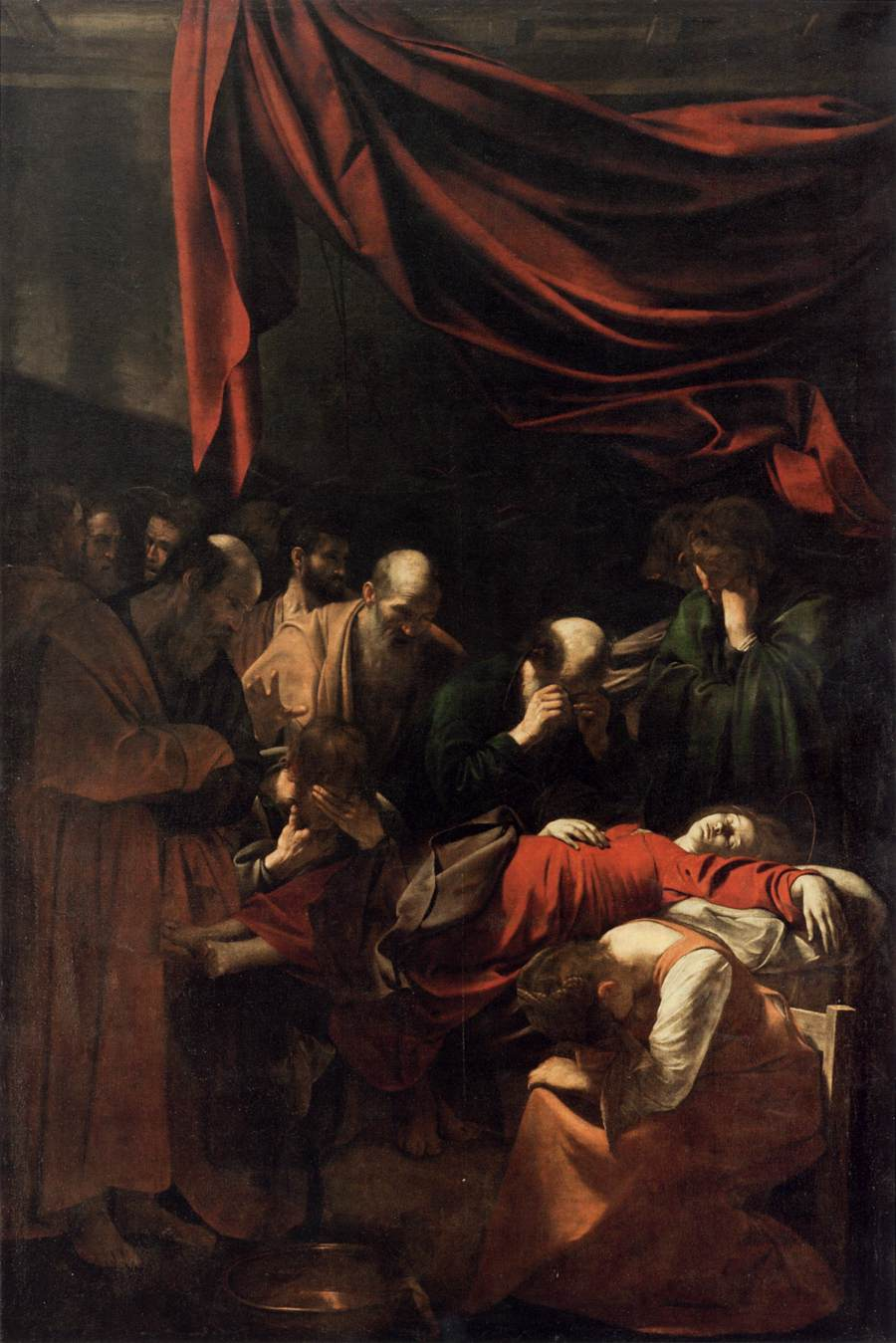
La mort de la Mare de Déu, de Caravaggio.
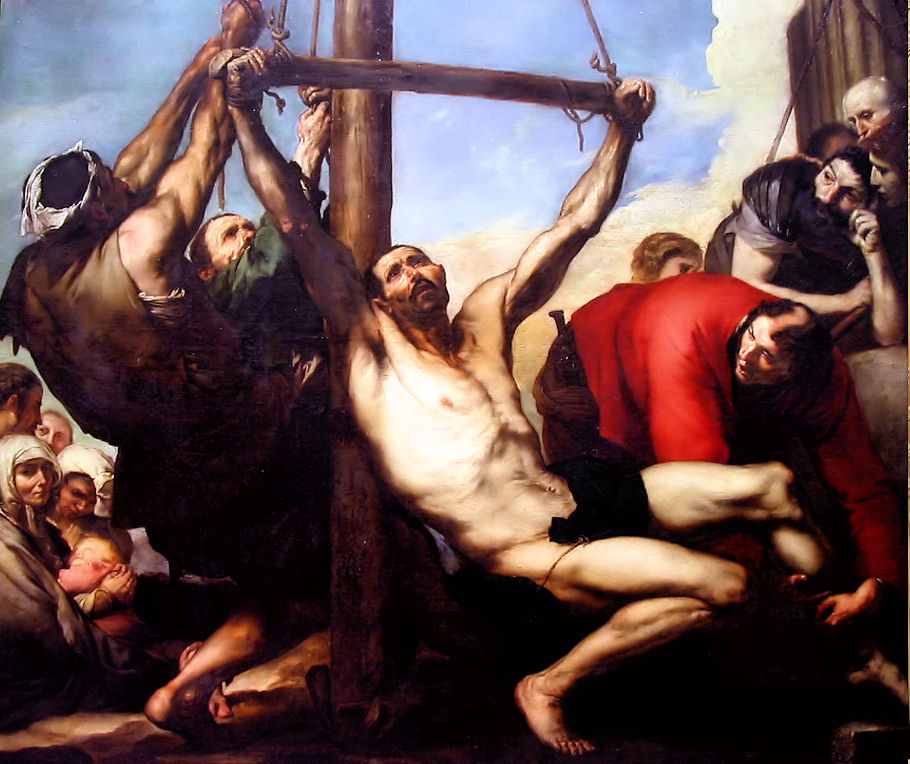
Martiri de Sant Felip, de Ribera.
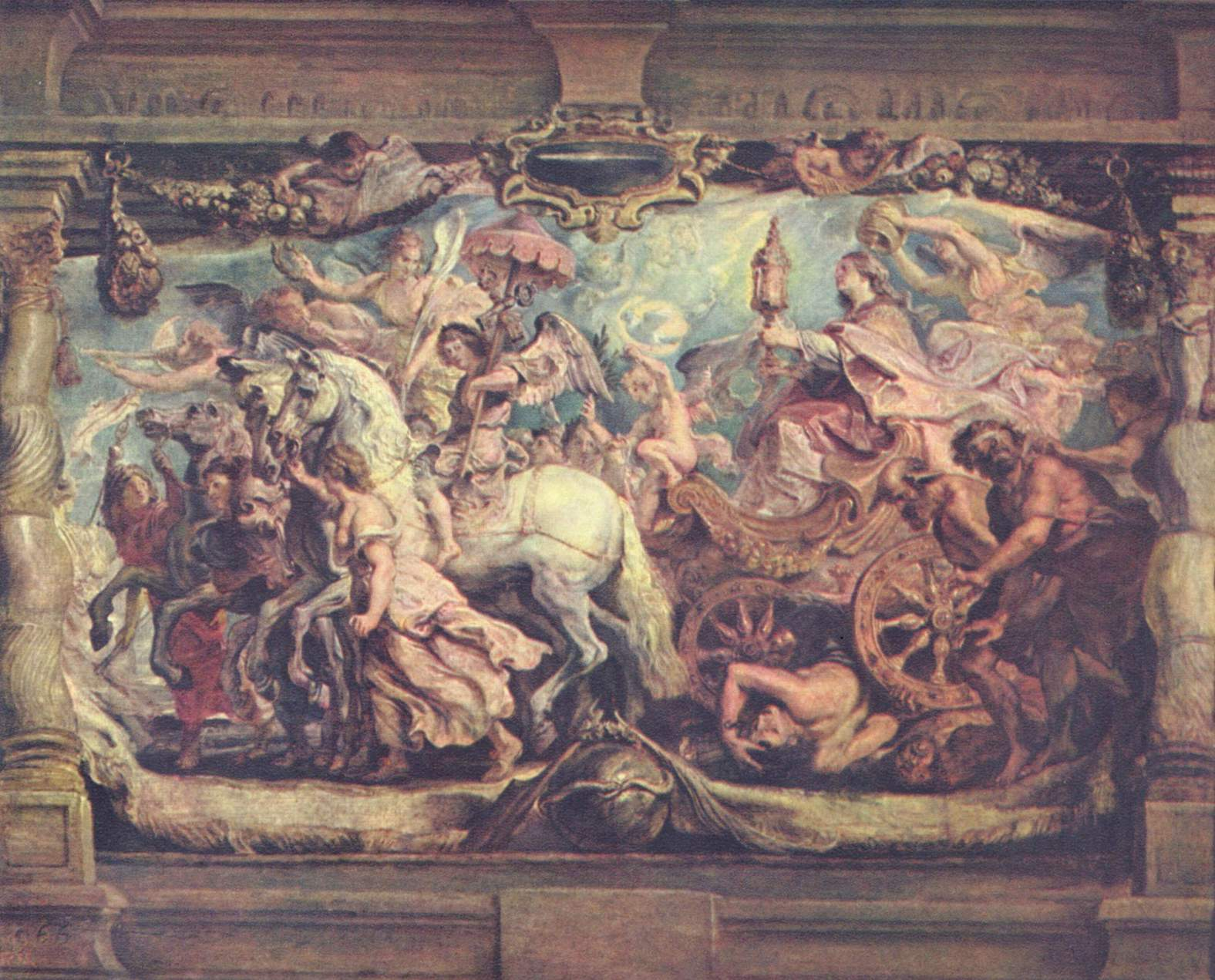
El triomf de l'Eucaristia, de Rubens.
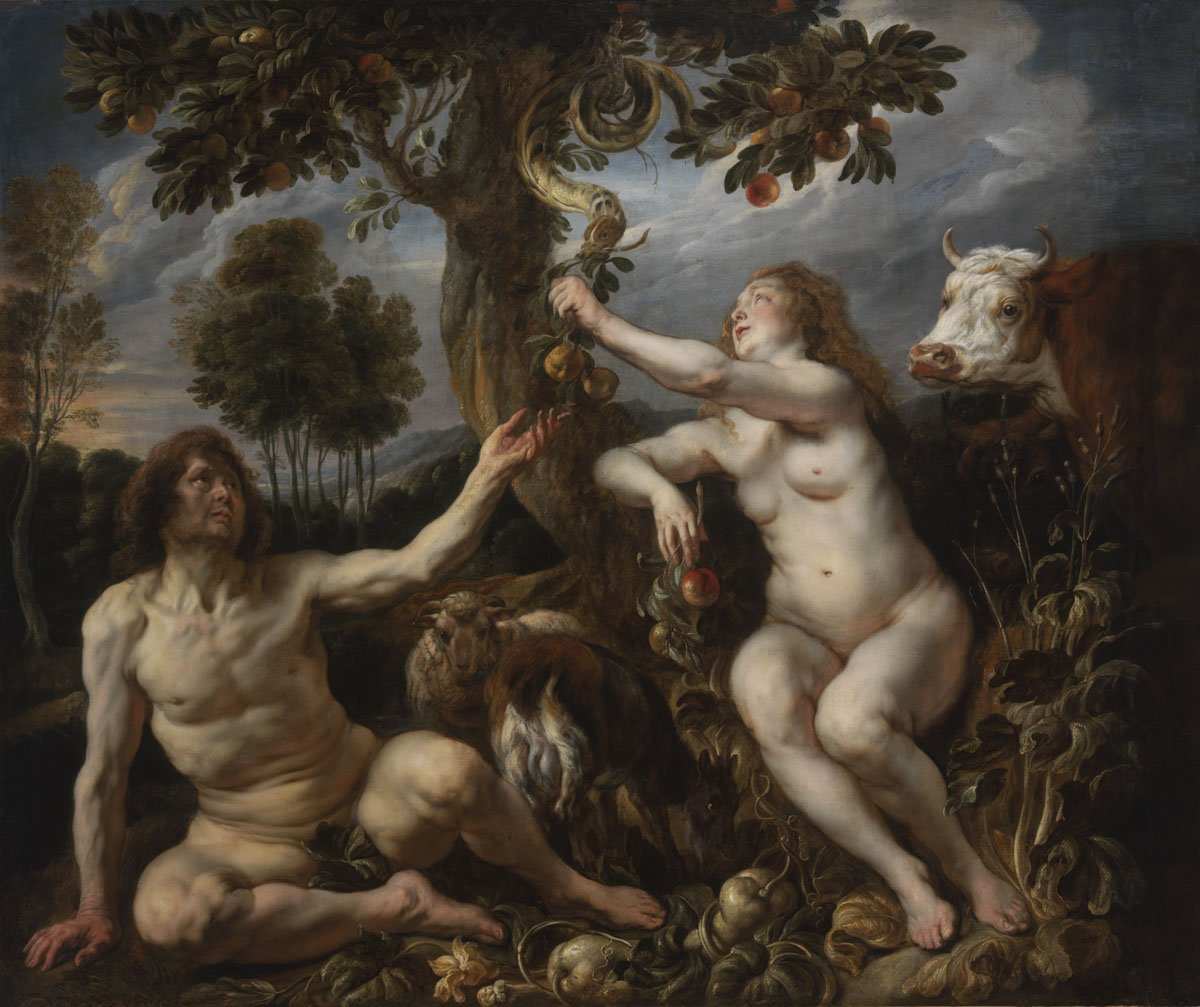
Caiguda de l'home, de Jordaens.
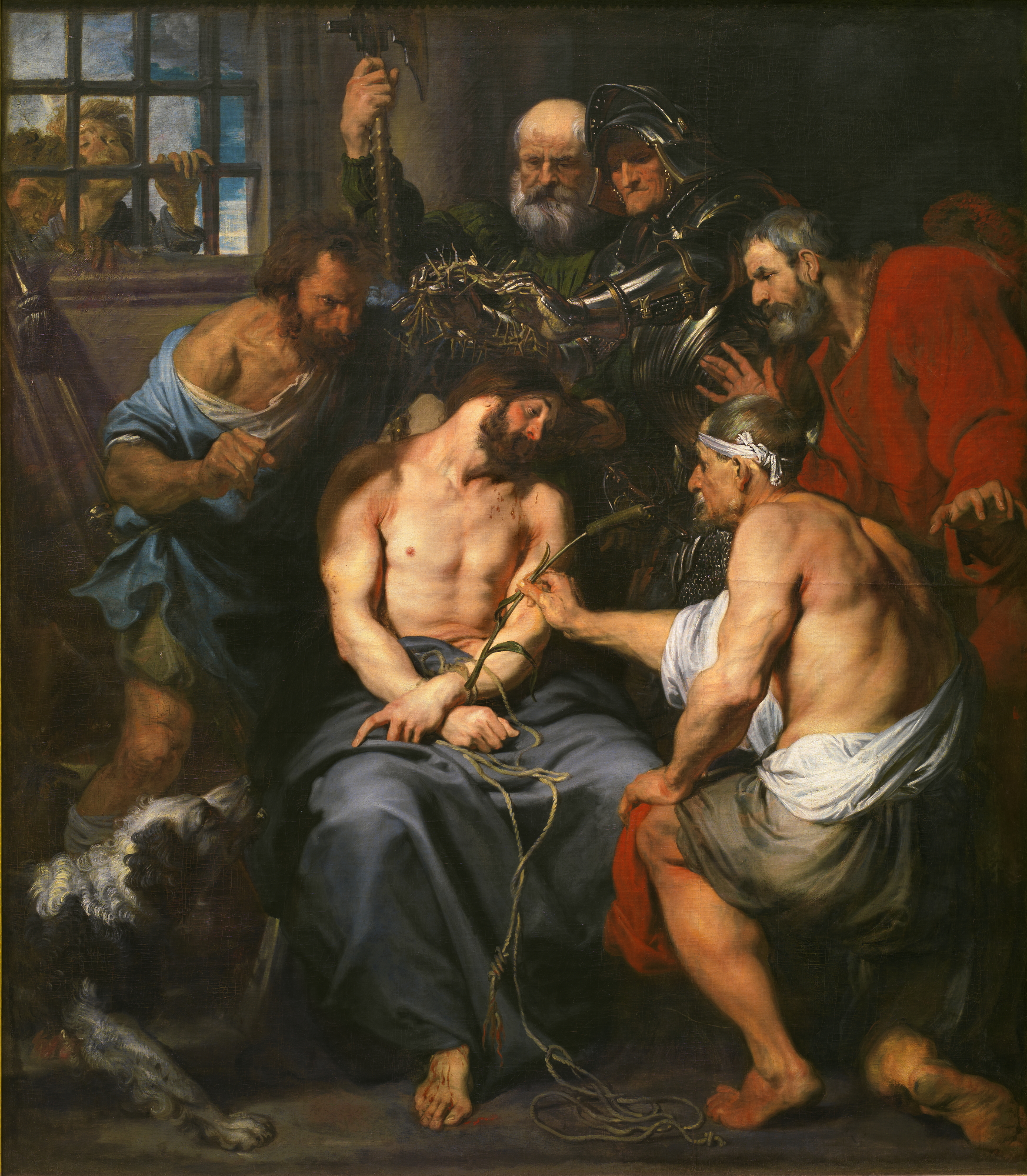
La coronació d'espines, de Van Dyck.
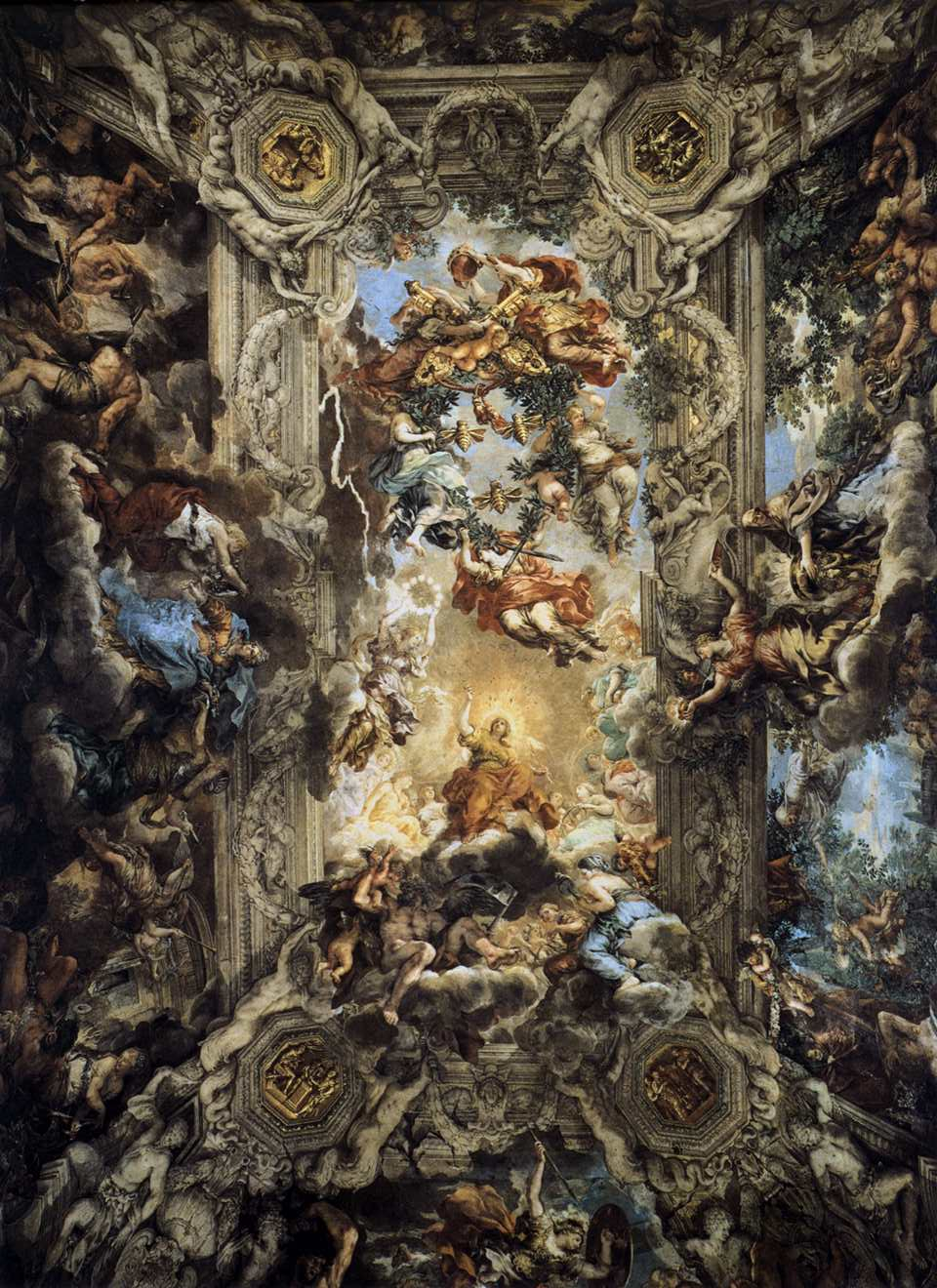
El triomf de la Divina Providència, de Pietro da Cortona.
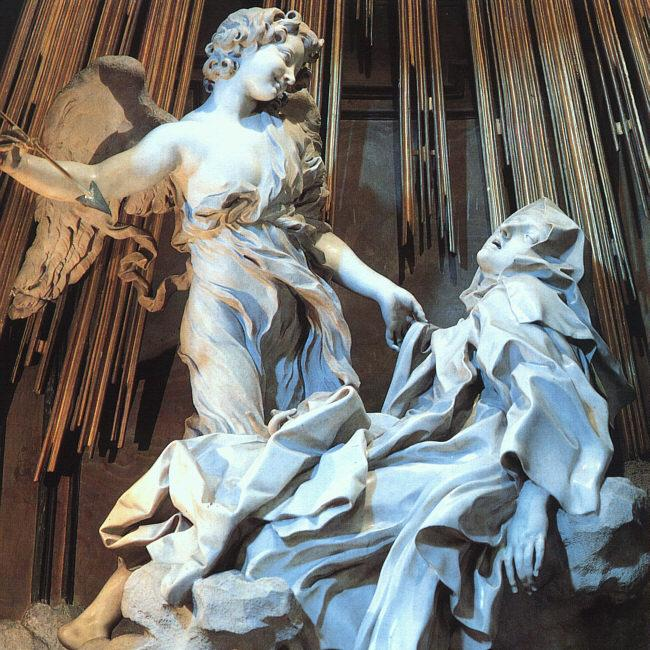
Èxtasi de Santa Teresa, de Bernini.
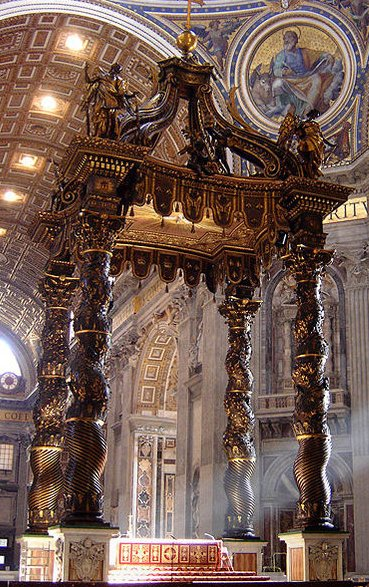
Baldaquí de Sant Pere, de Bernini.
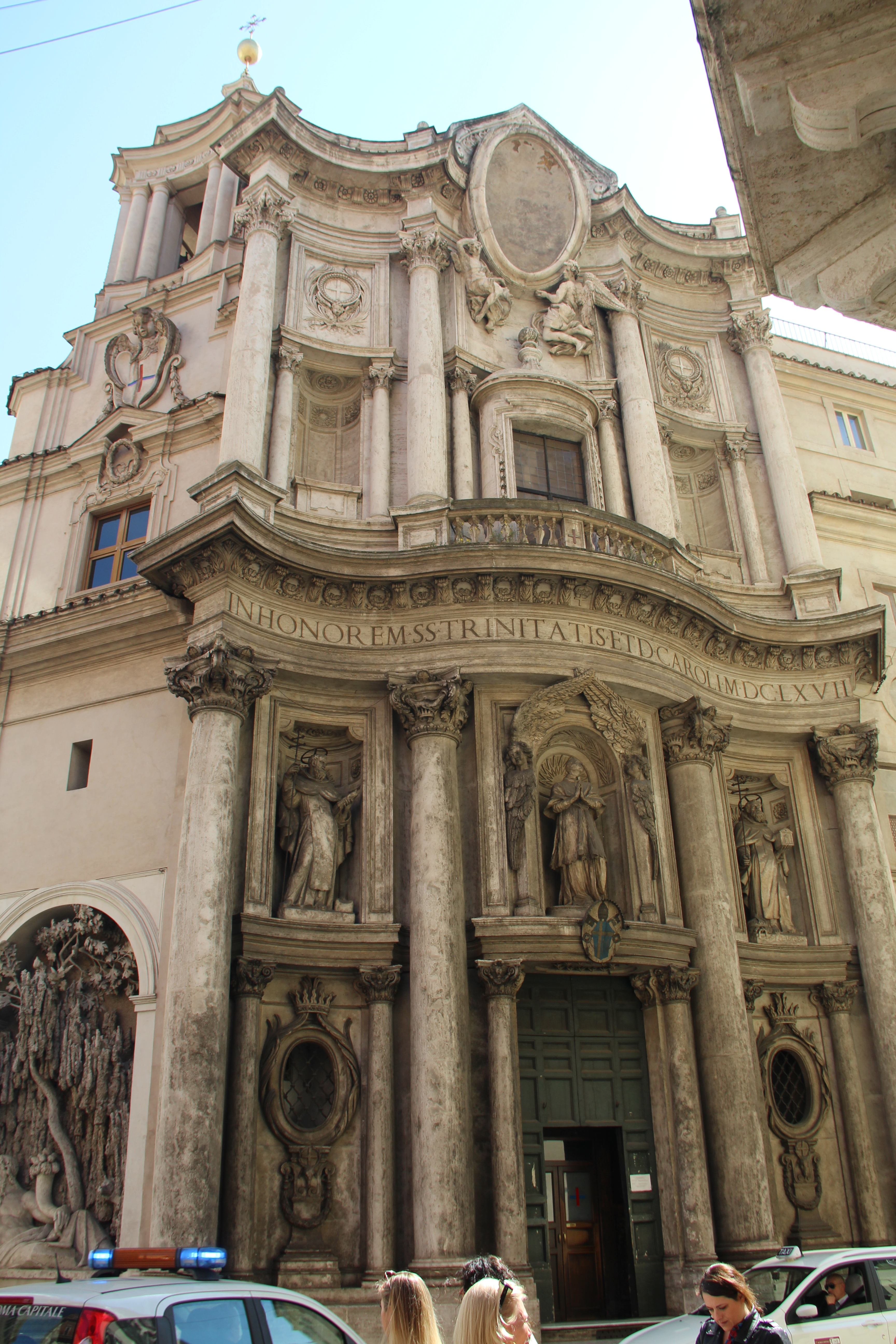
San Carlo alle Quattro Fontane, de Borromini.
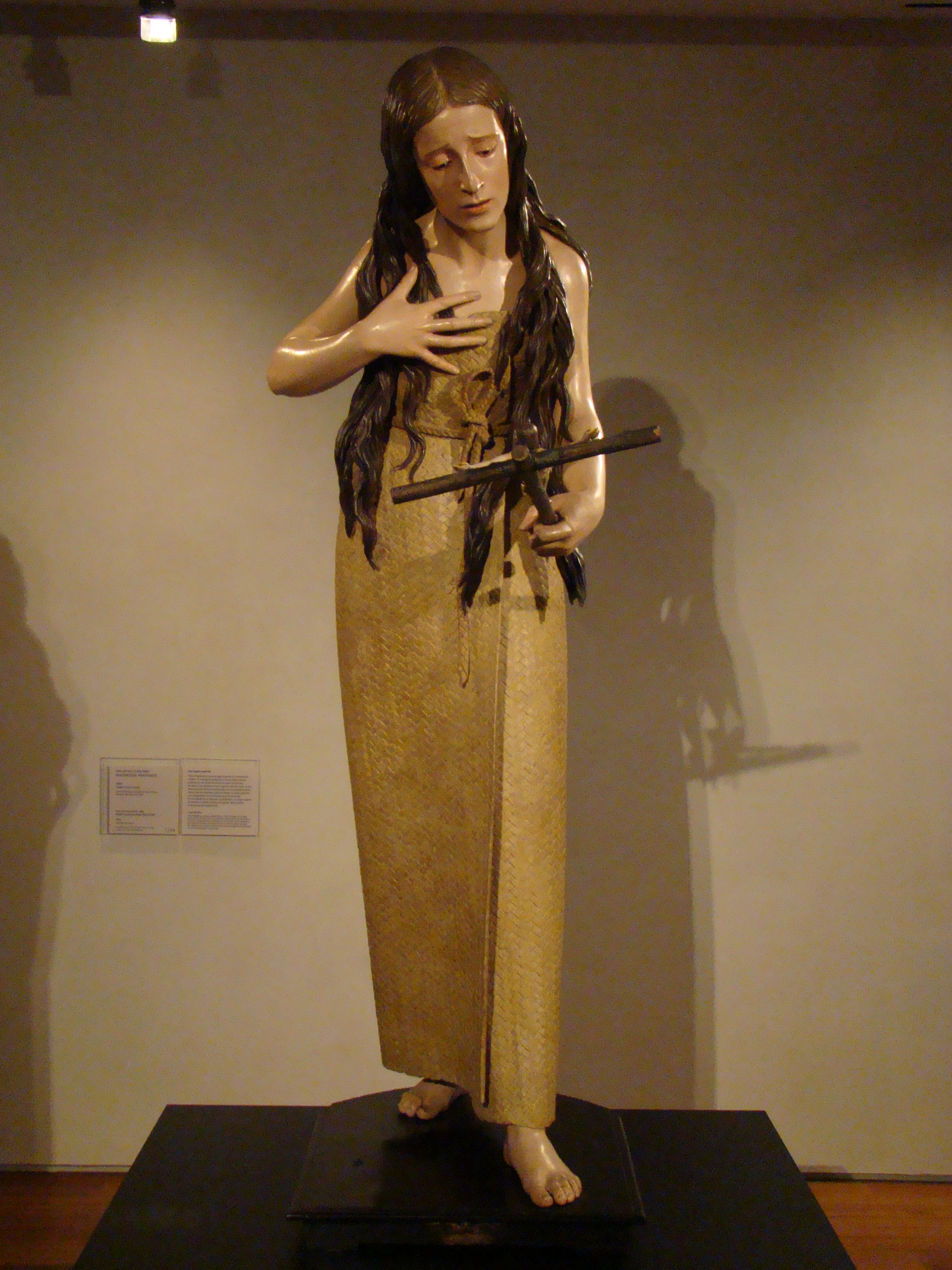
Maria Magdalena penitent, de Pedro de Mena.
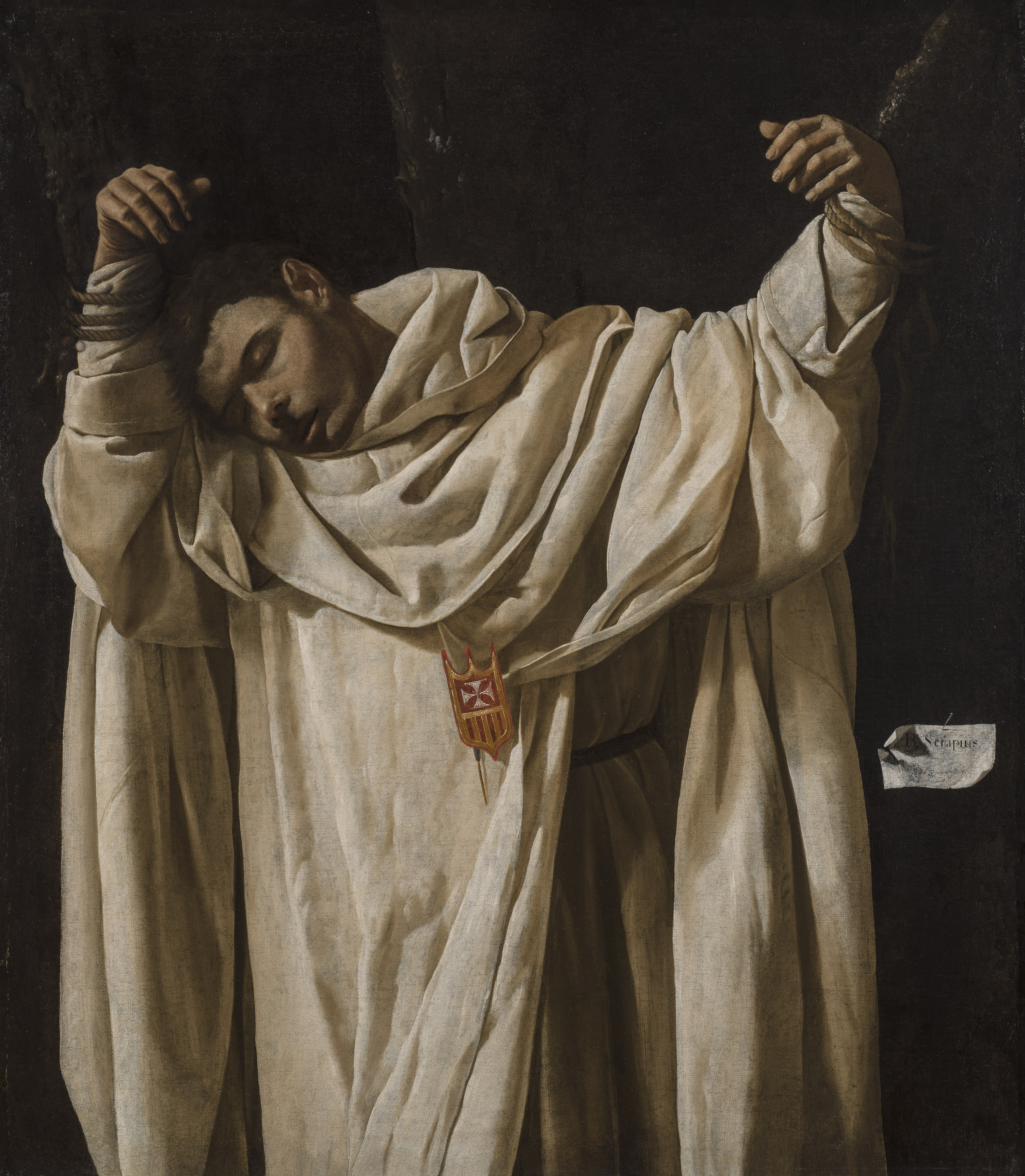
Sant Pere Nolasc, de Zurbarán.
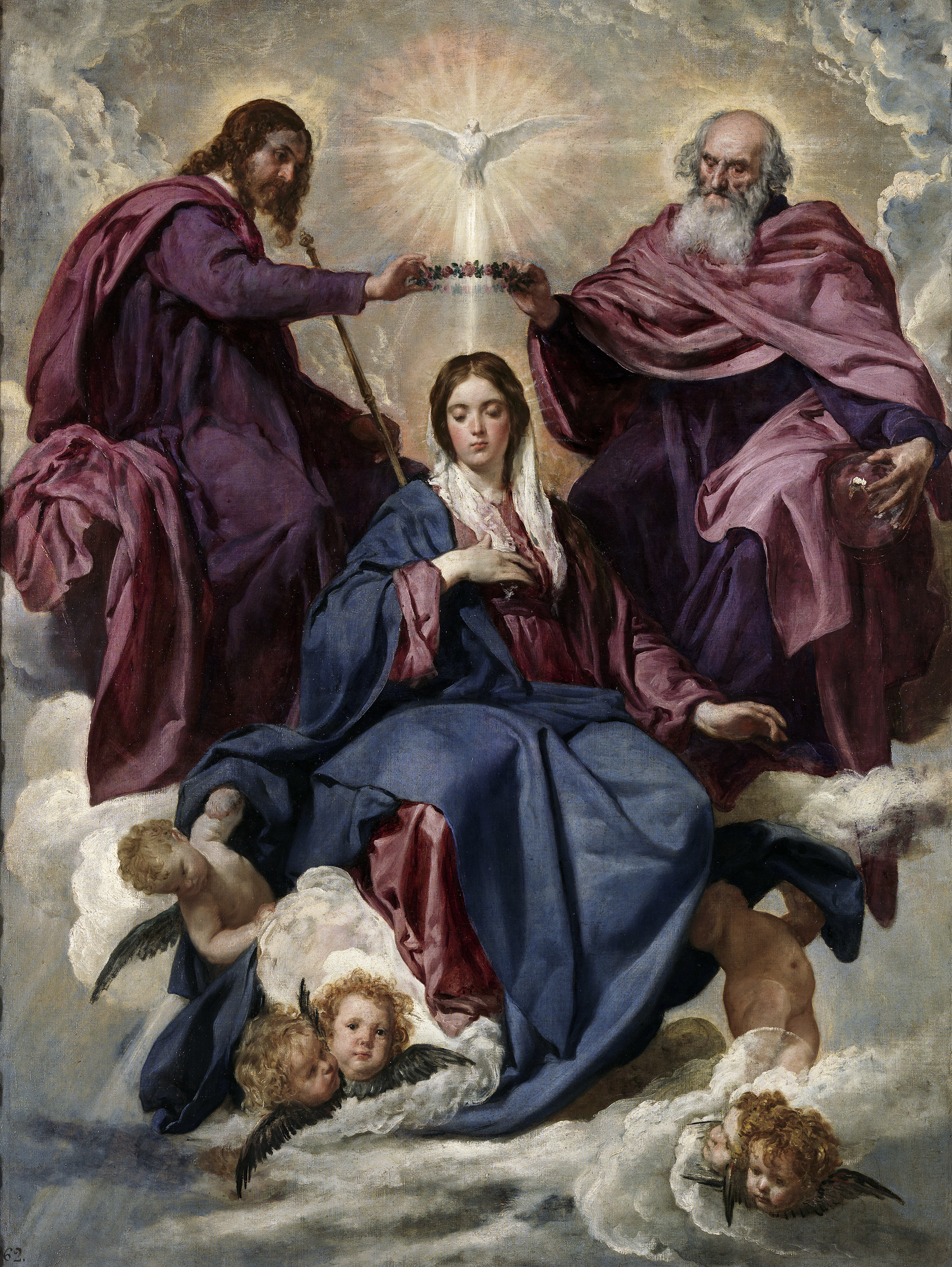
La coronació de Maria, de Diego Velázquez.
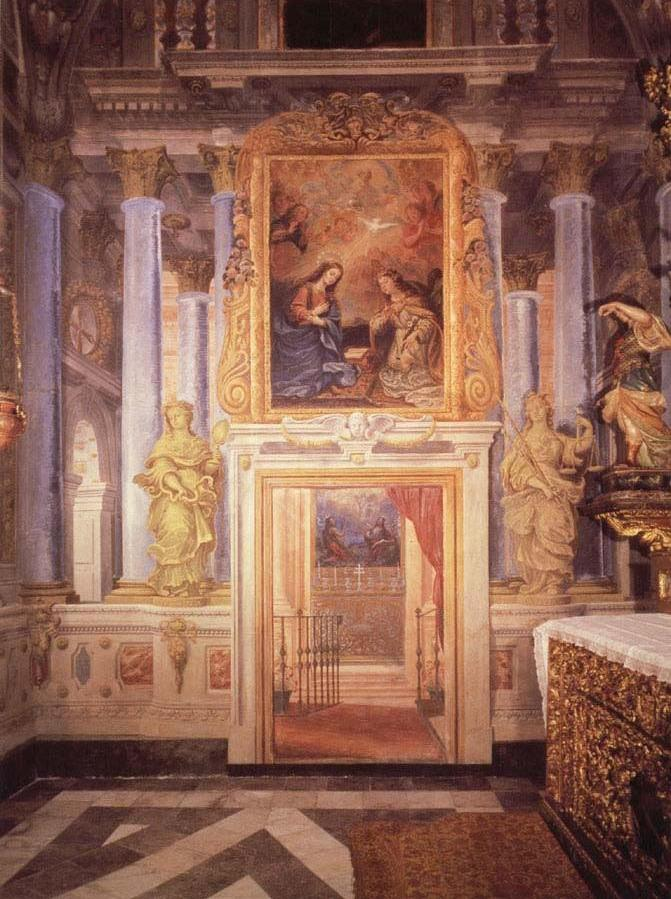
Trompe-l'oeil a la capella del Monestir de les Descalces Reials, de Francisco Ricci.
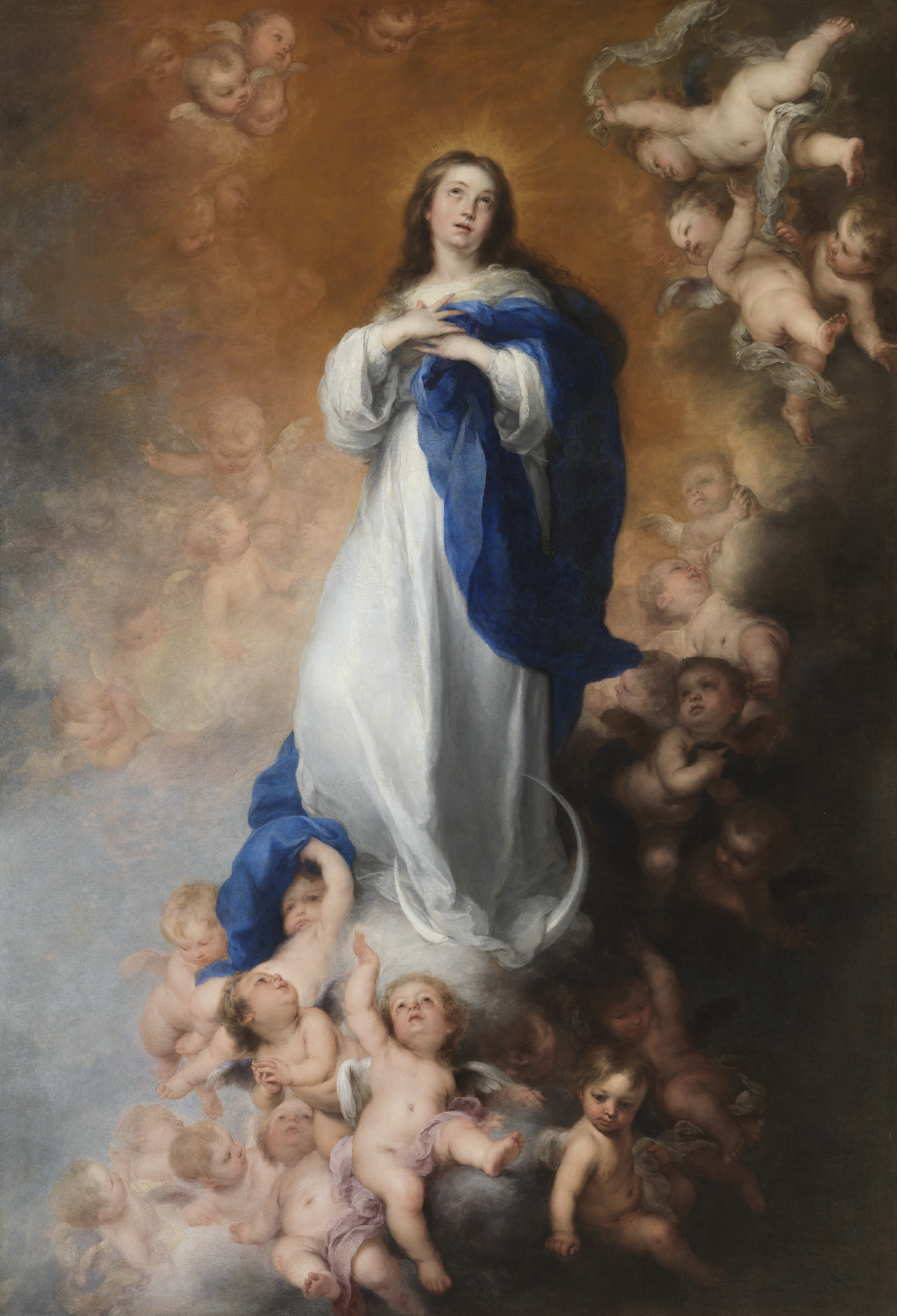
Immaculada, de Murillo.
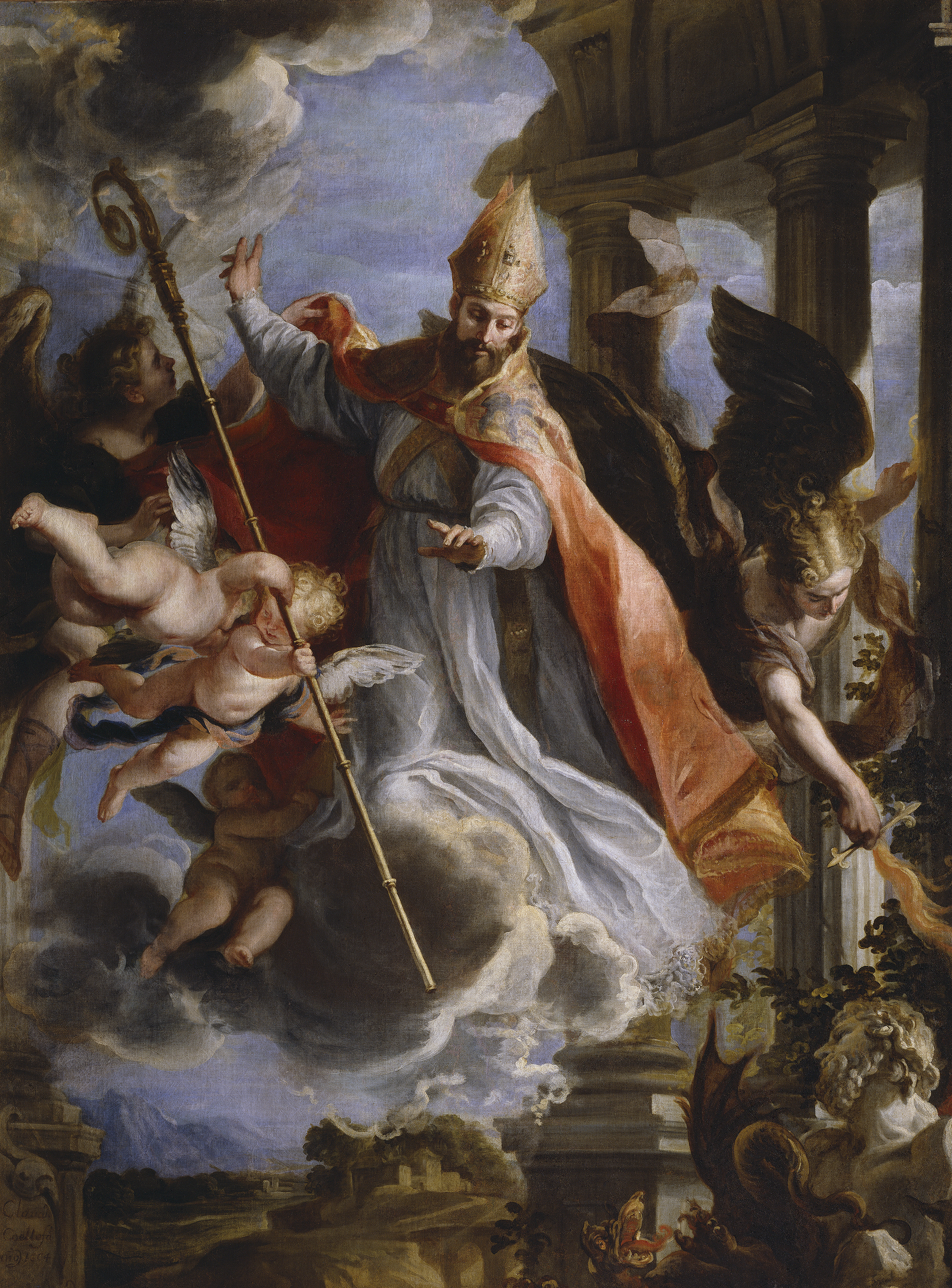
El triomf de Sant Agustí, de Claudio Coello.
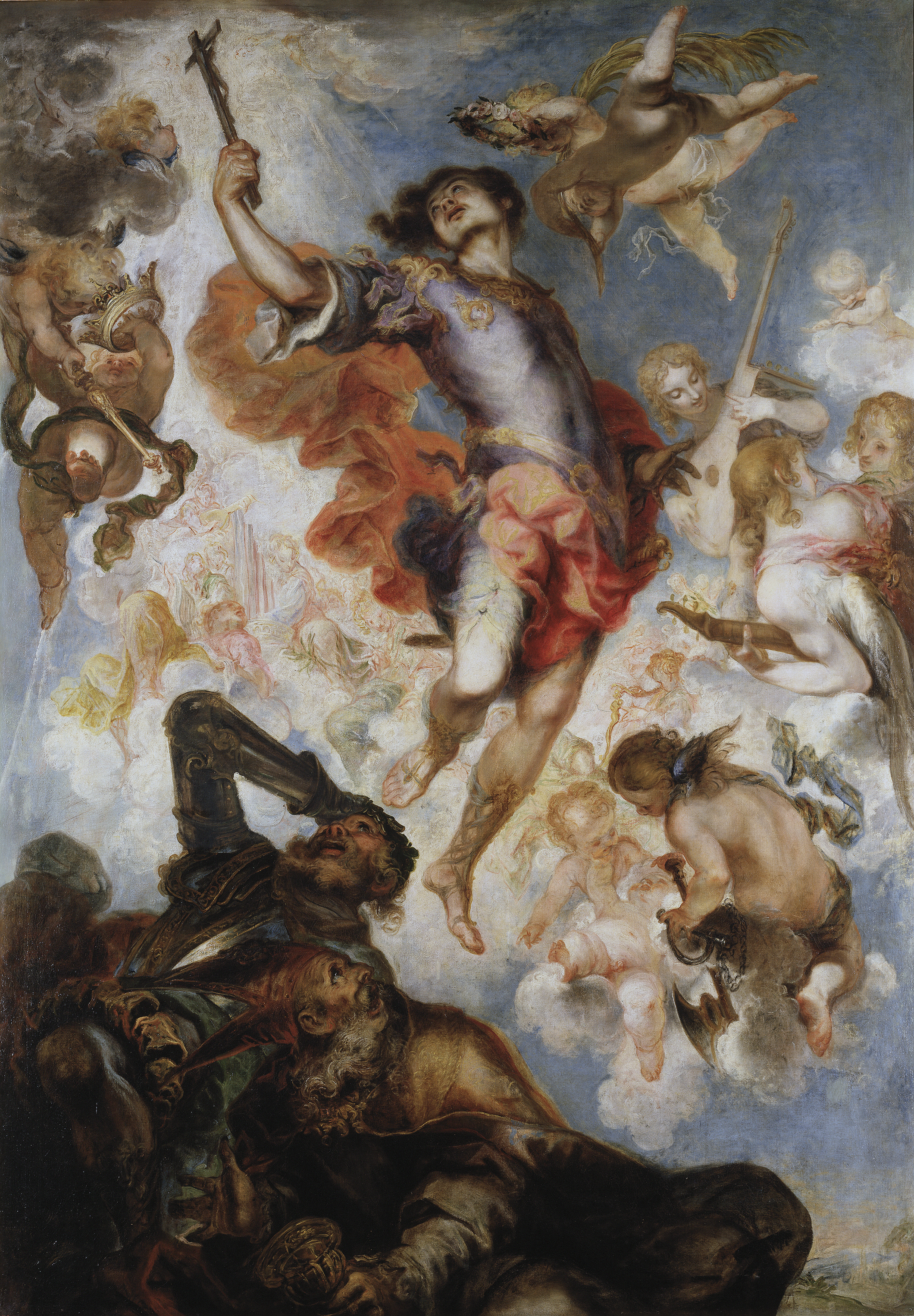
El triomf de Sant Hermenegild, de Francisco de Herrera el Jove.
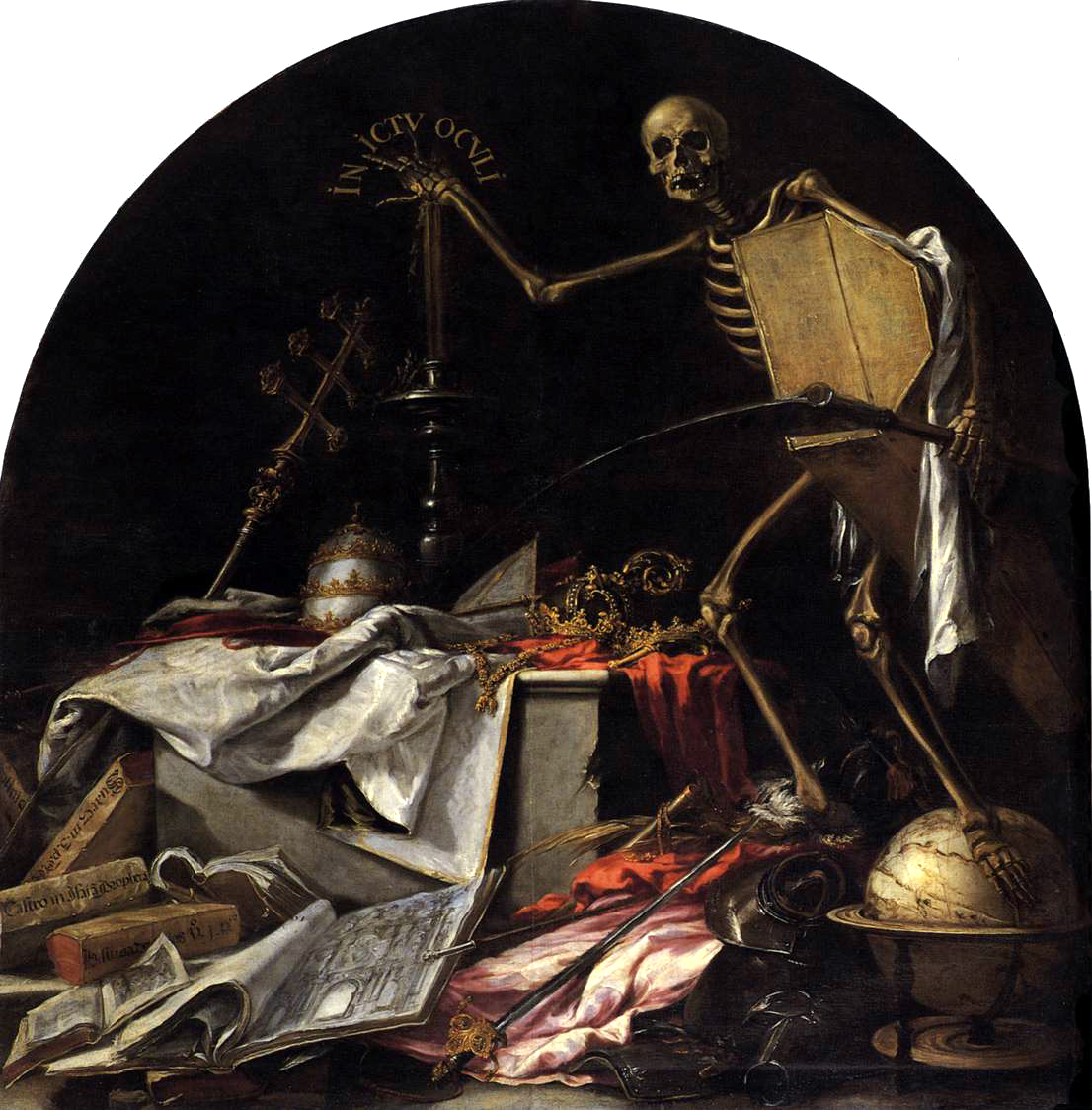
Finis gloriae mundi, una de las Vanitas de Valdés Leal.
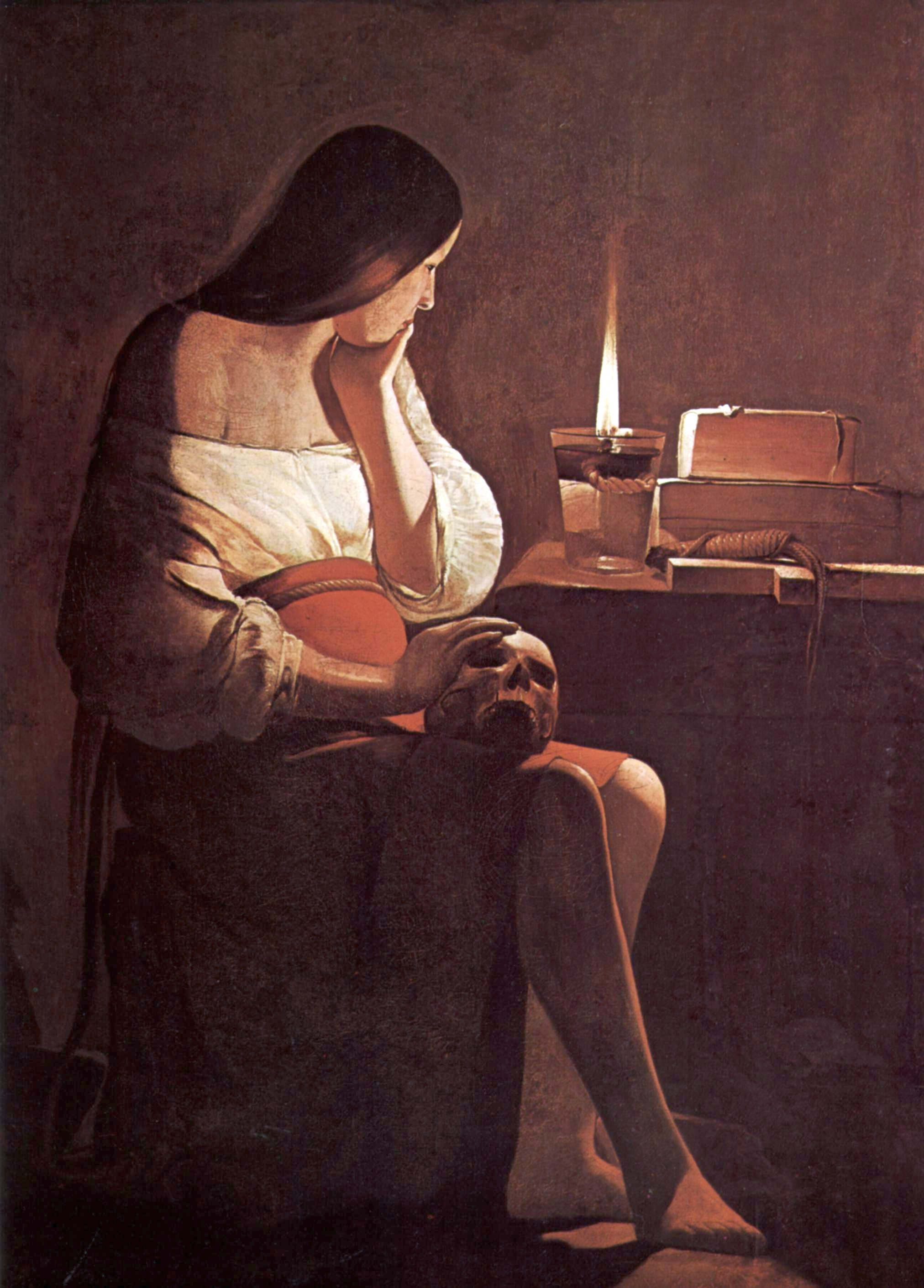
Magdalena penitent, de Georges de La Tour.
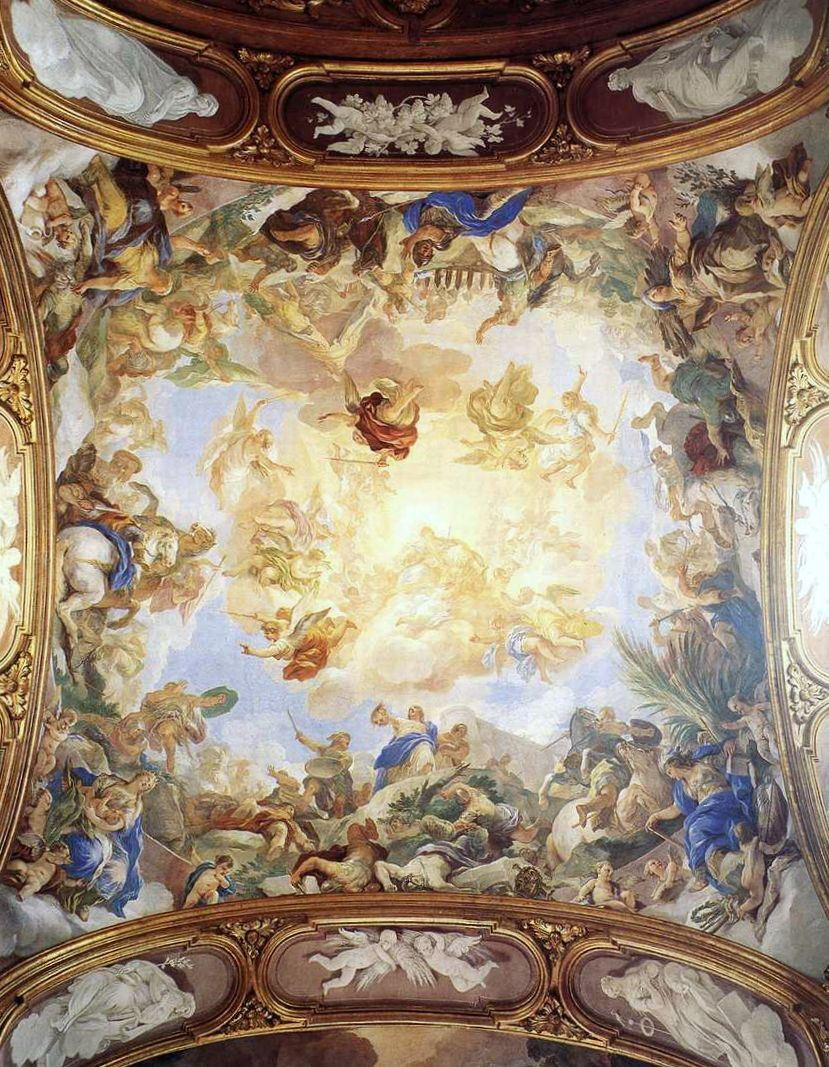
El triomf de Judith, de Lucas Jordán.
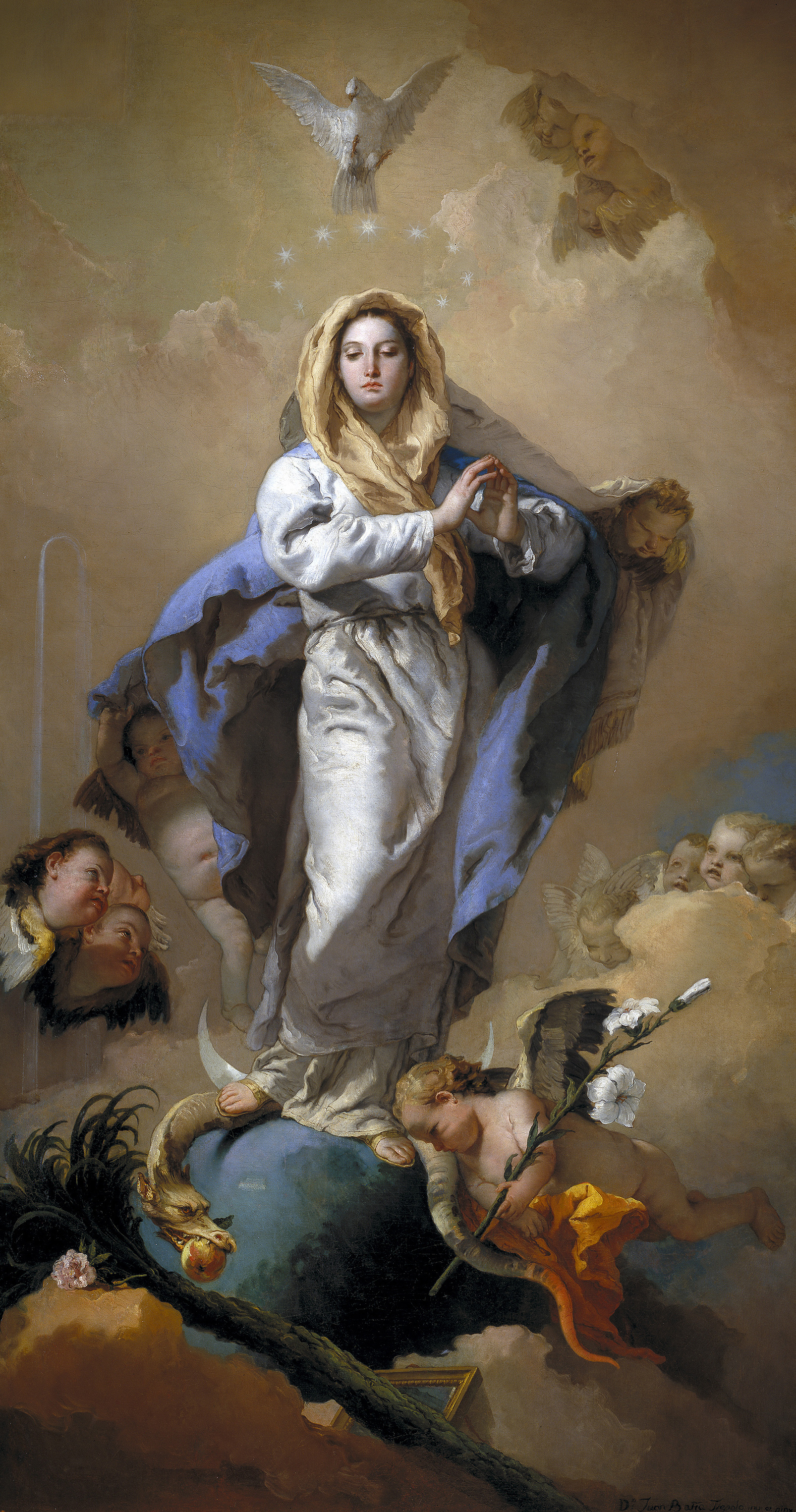
Immaculada Concepció, de Tiepolo.
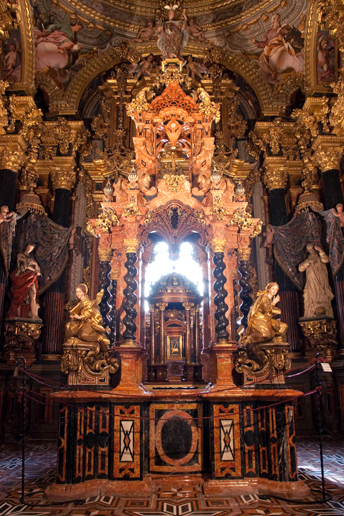
Sagrari de la Cartoixa de Granada, de Francisco Hurtado Izquierdo.
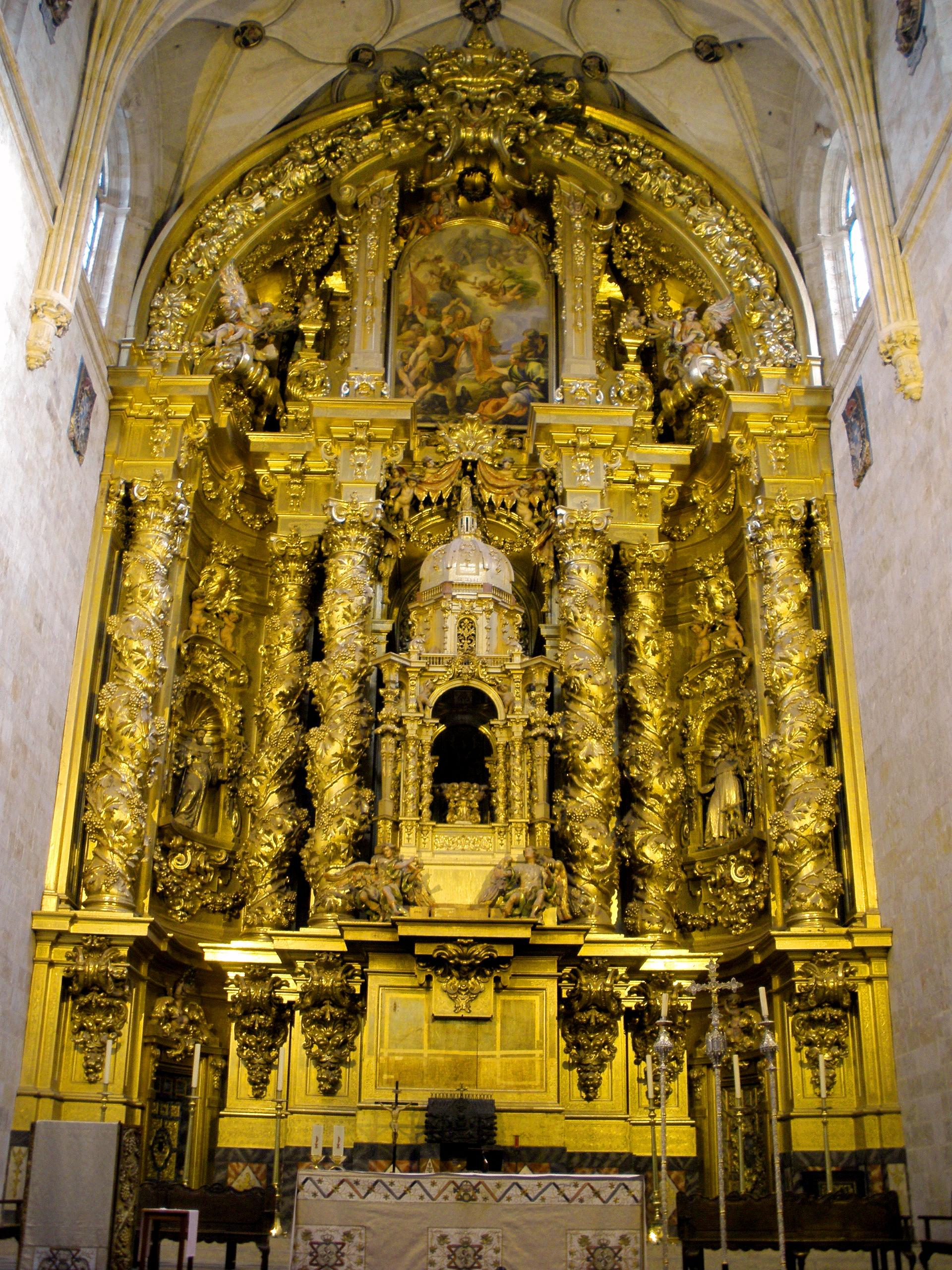
Retaule major de l'església del convent de San Esteban (Salamanca), de José Benito Xoriguera.
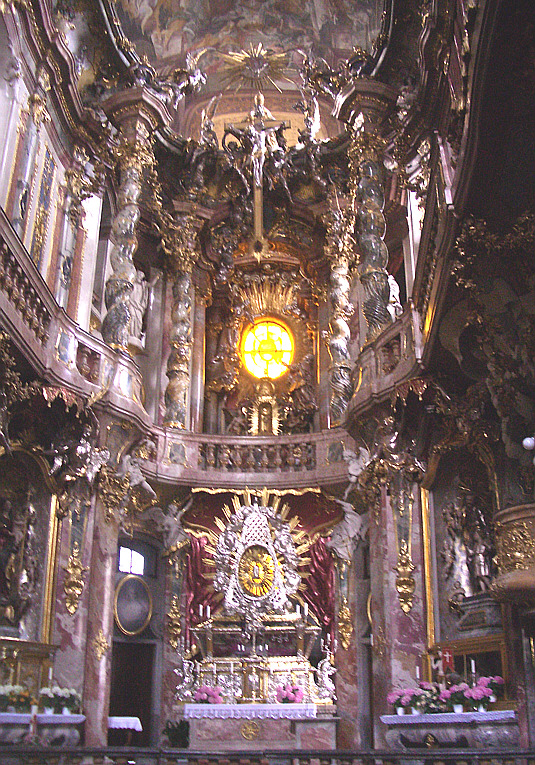
Asamkirche a Múnic, dels germans Cosmas Damian Asam i Egid Quirin Asam
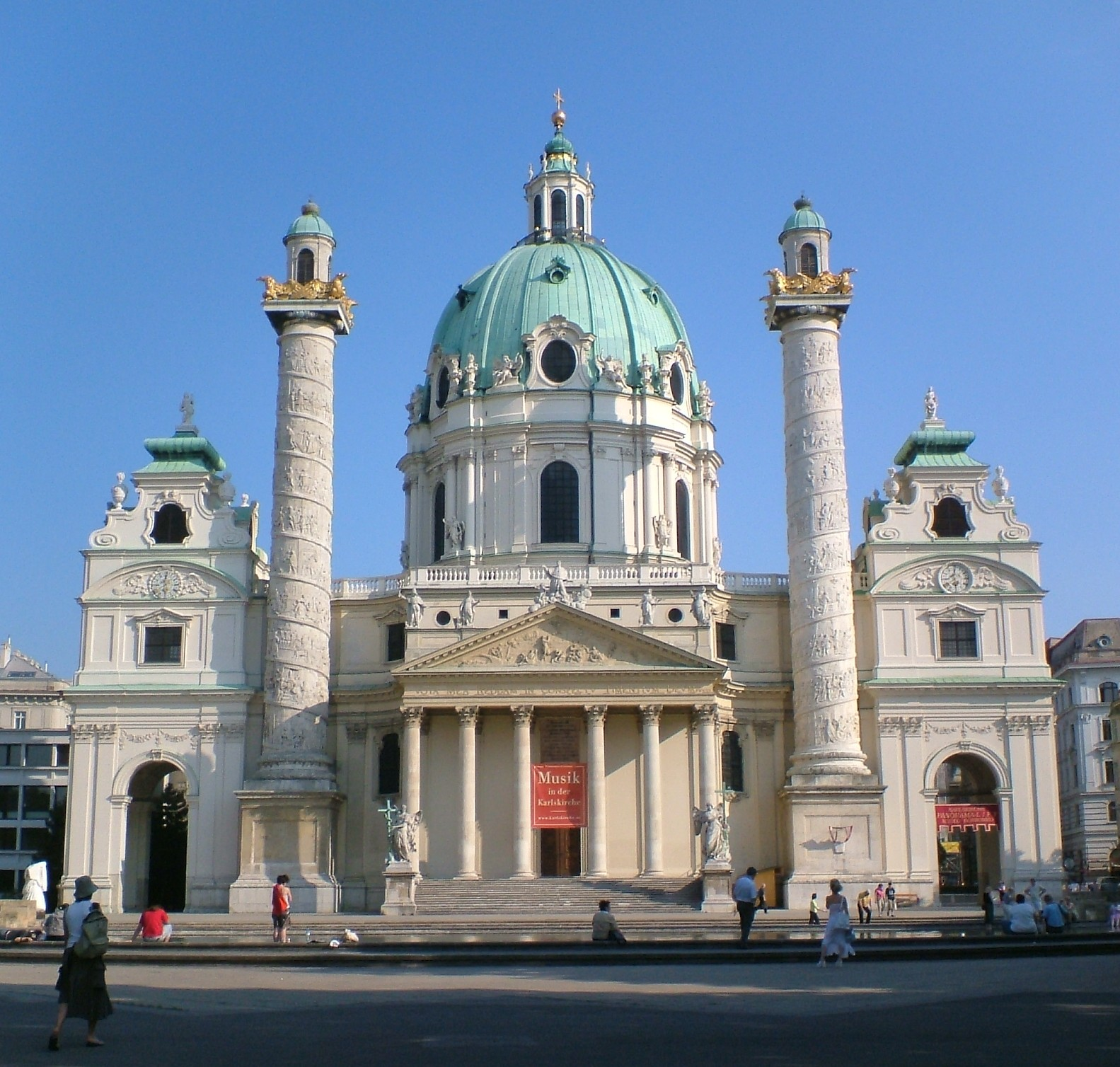
Karlskirche a Viena, de Johann Bernhard Fischer von Erlach.
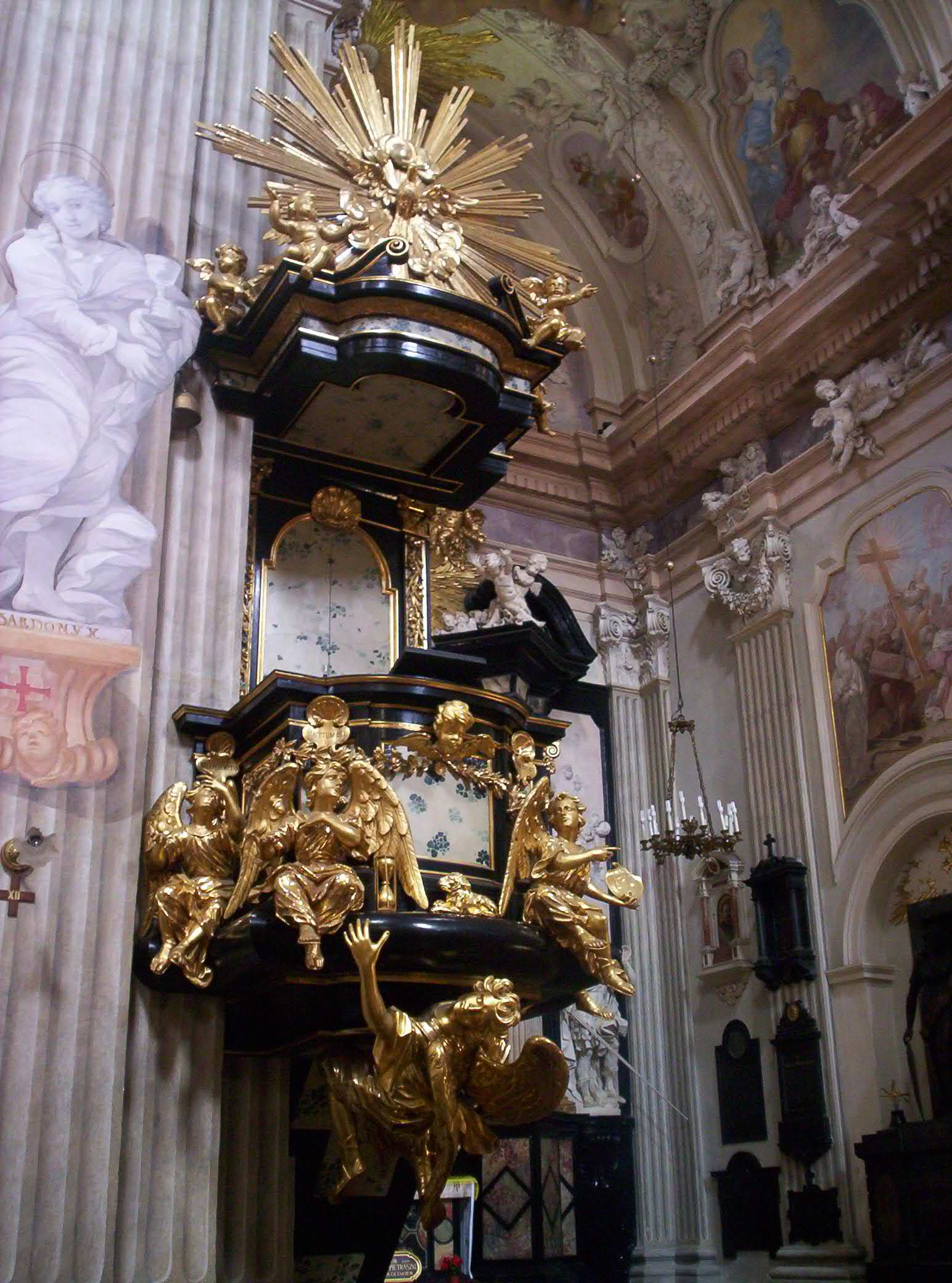
Púlpit de l'església de Santa Anna (Cracòvia).
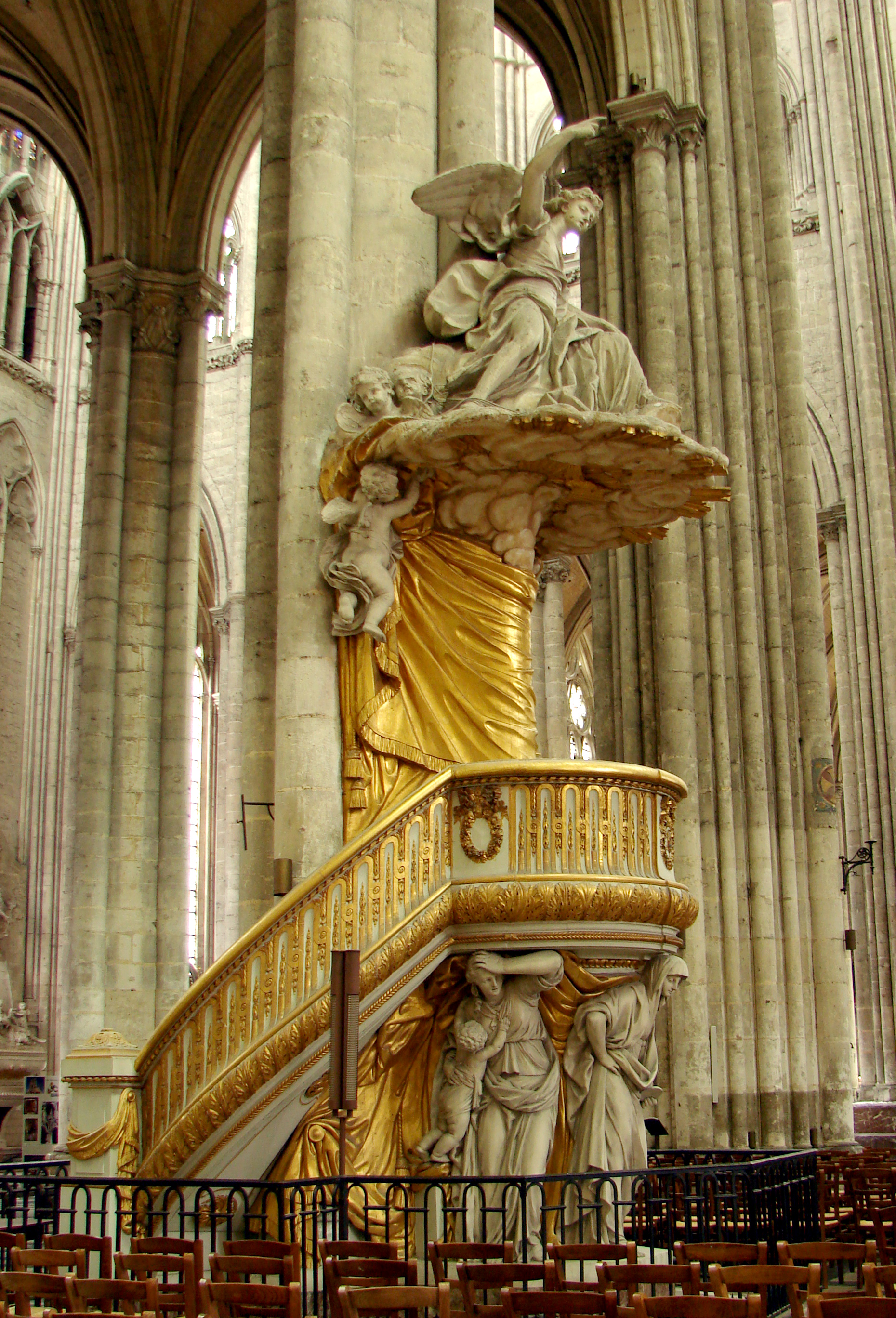
Púlpit de la catedral d'Amiens.
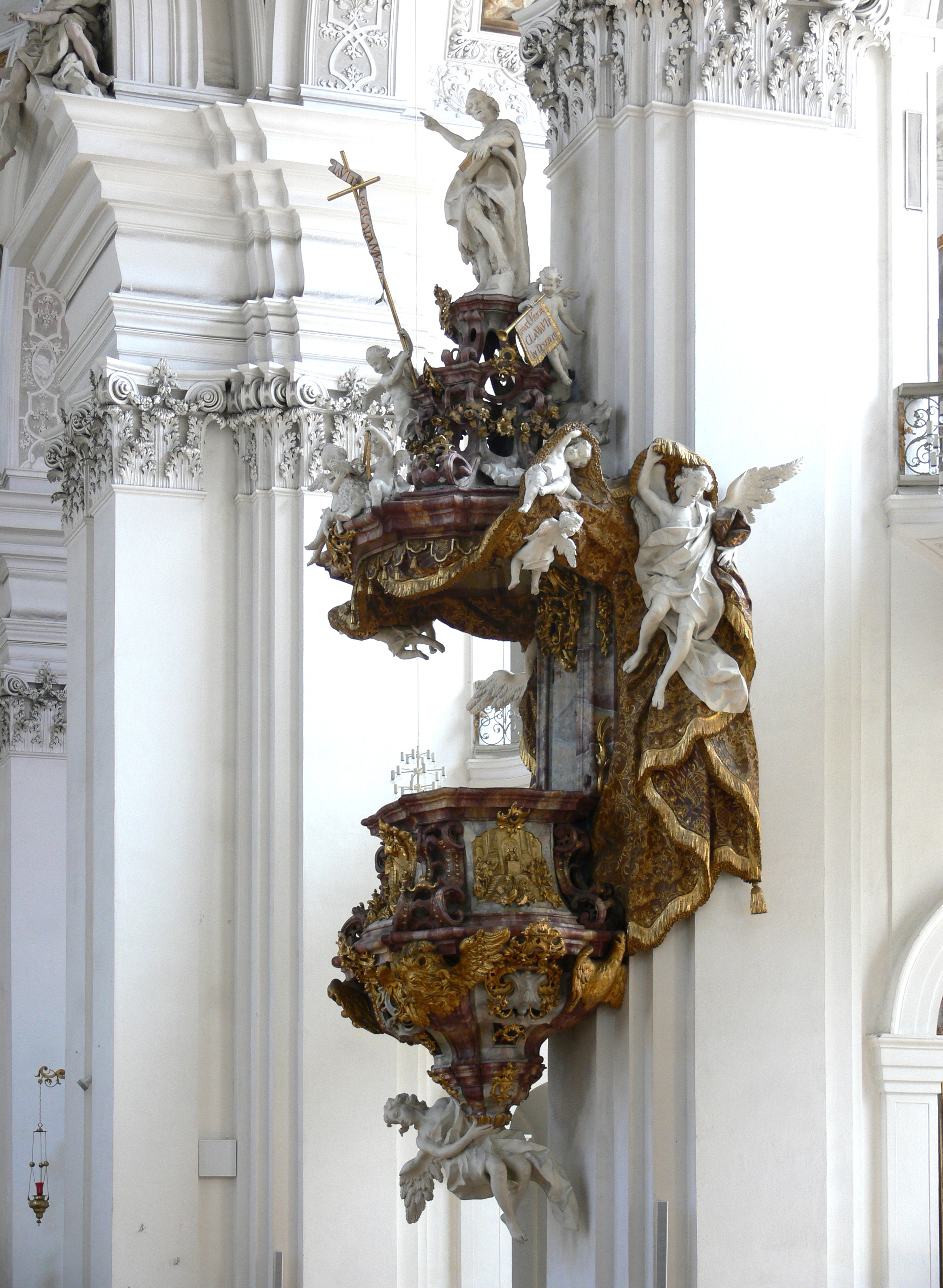
Púlpito de la basílica de Sant Martí i Sant Osvald en Weingarten (Württemberg), de Fidel Sporer.

Posteriorment, el terme "barroc" es va aplicar a la totalitat de les produccions artístiques del segle xvii, incloses les de l'Europa protestant. Aquest barroc protestant inclou la pintura holandesa (ja nítidament desvinculada de la pintura del Flandes catòlic), que no va destacar per l'abundància dels seus temes religiosos, no demandats per l'austeritat del culte calvinista (de fet, l'única tela de tema religiós de Vermeer és una Al·legoria de la fe catòlica que li hauria encarregat un catòlic de Delft); i l'arquitectura anglesa, que va plantejar la Catedral de Londres, de Christopher Wren, com un desafiament a Sant Pere de Roma. També hi ha alguns destacats exemples d'arquitectura holandesa d'edificis religiosos, on es busca la concentració de l'atenció dels fidels no en l'absis, sinó en el púlpit o l'òrgan; com laRondi Lutherse Kerk d'Amsterdam, d'Adriaan Dortsman o laNieuwe Kerk a la Haia de Pieter Noorwits i Bartholomeus van Bassen. El barroc protestant alemany té com a principal exponent la Frauenkirche en Dresde, de George Bähr (luterana, malgrat el seu nom, que significa "església de la Verge").

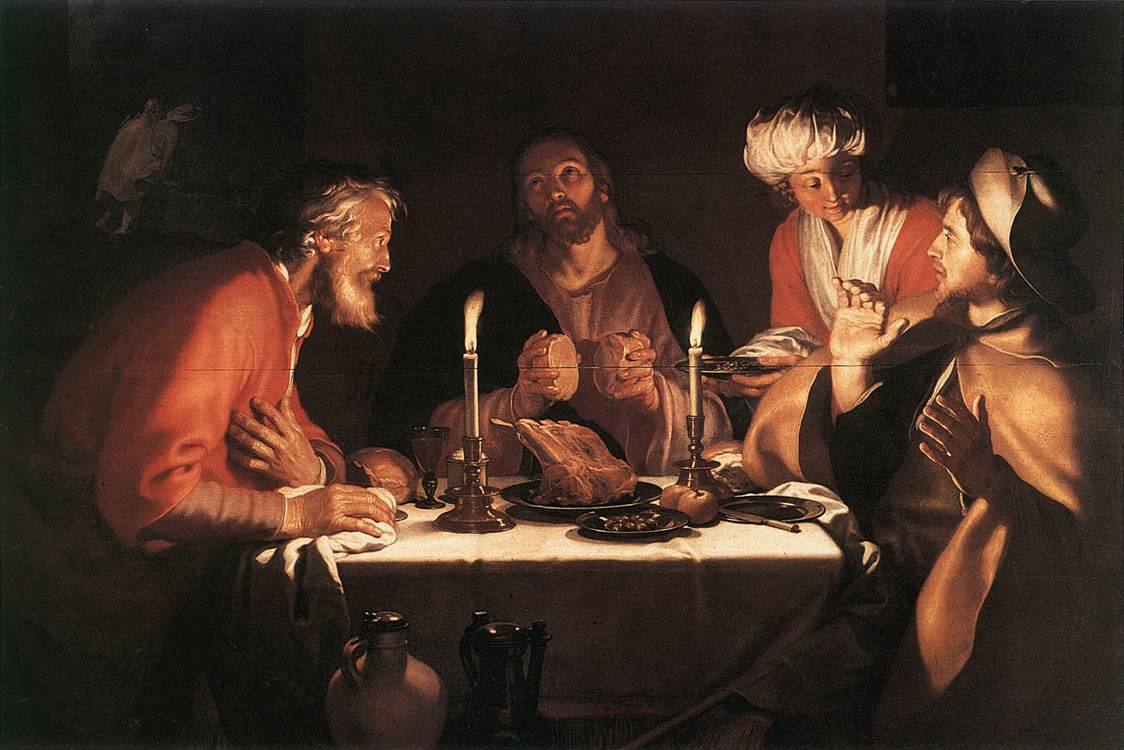
El sopar d'Emaús, d'Abraham Bloemaert.
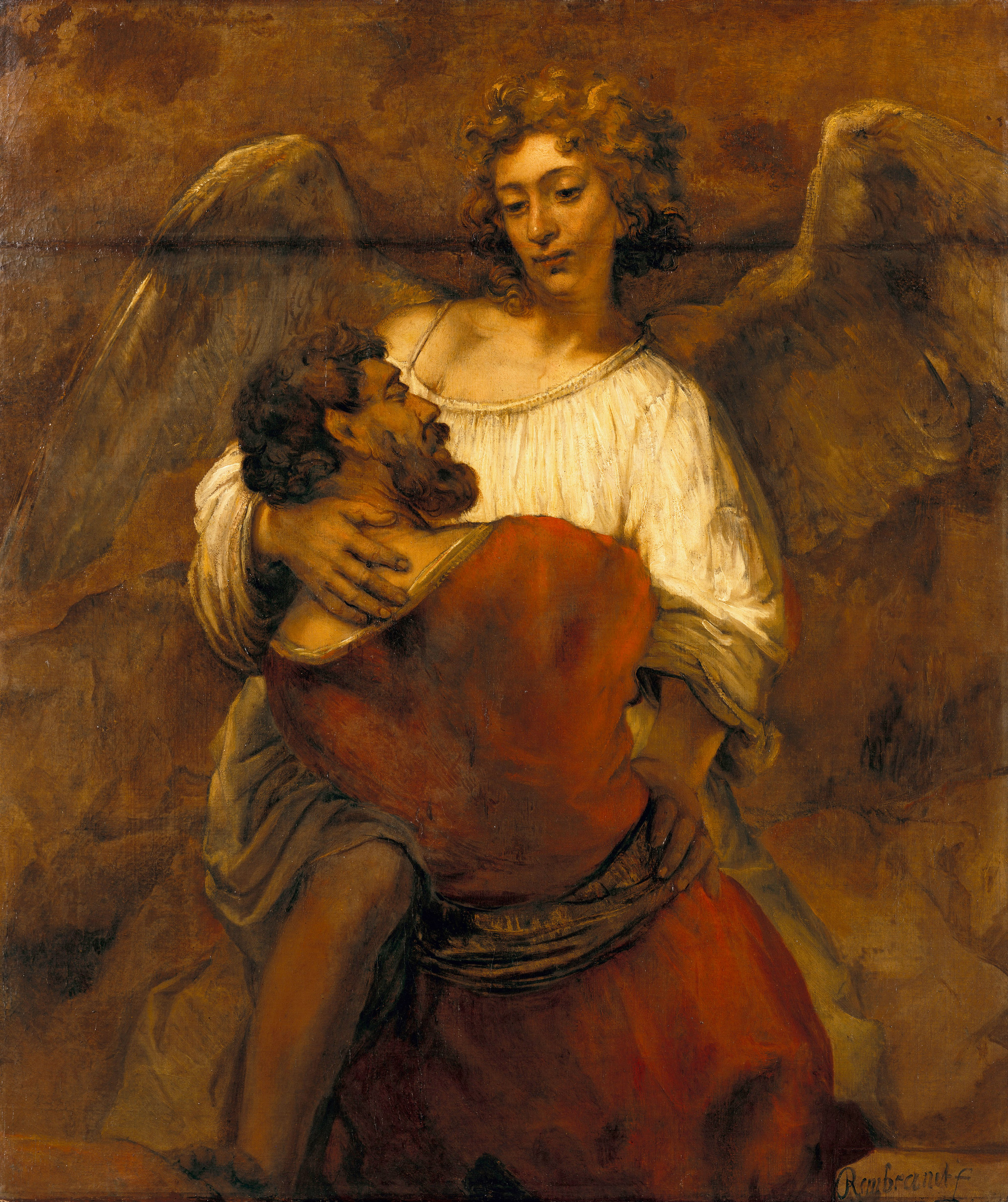
Jacob lluitant contra l'àngel, de Rembrandt.
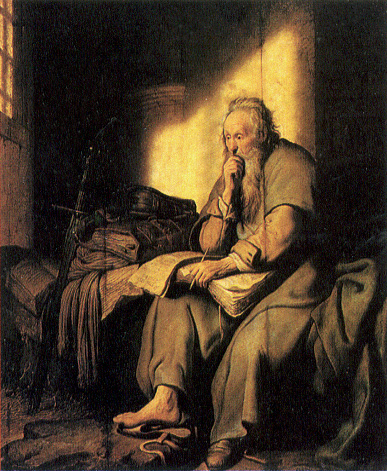
Sant Pau empresonat, de Rembrandt.
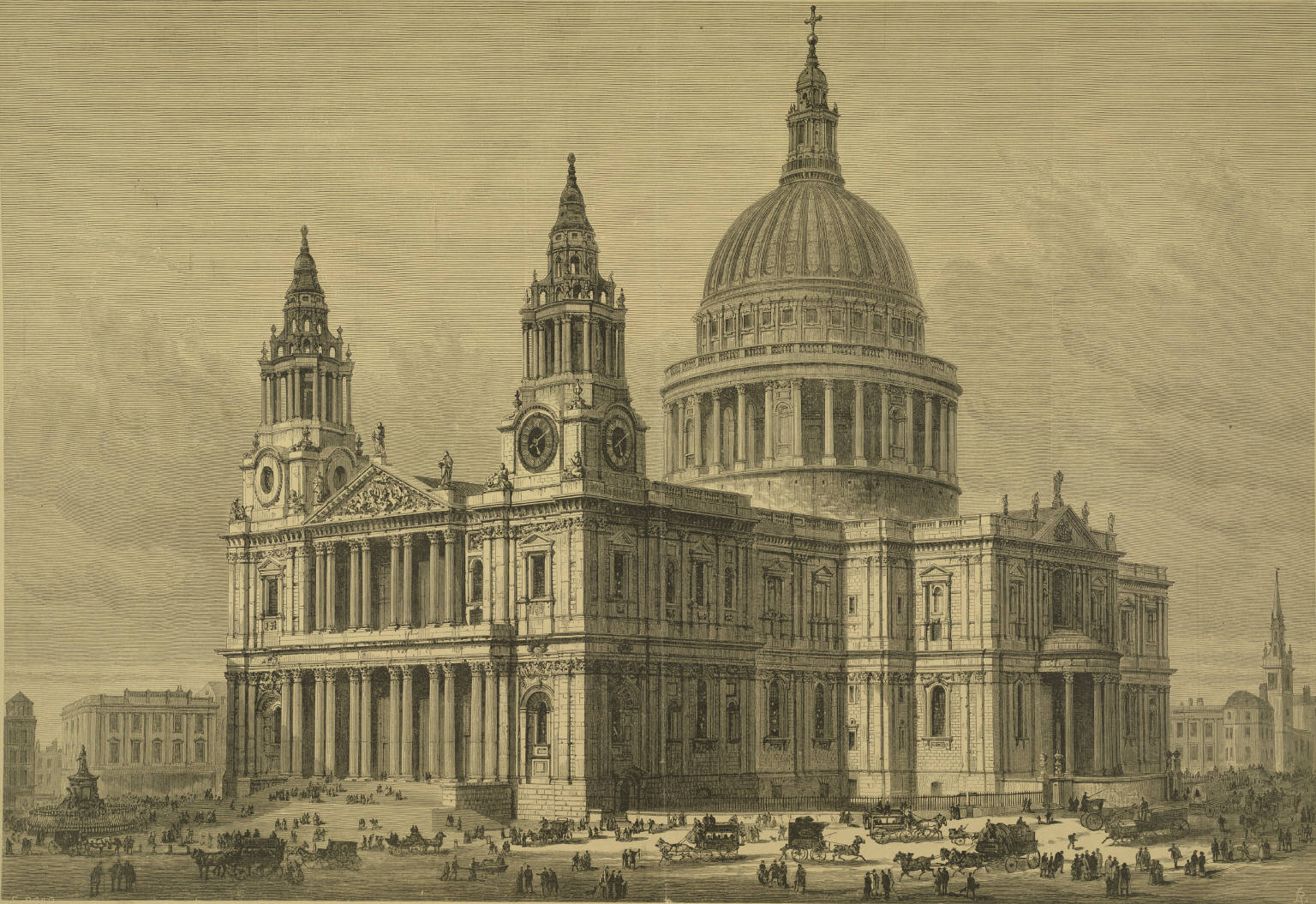
Catedral de Sant Pau de Londres.
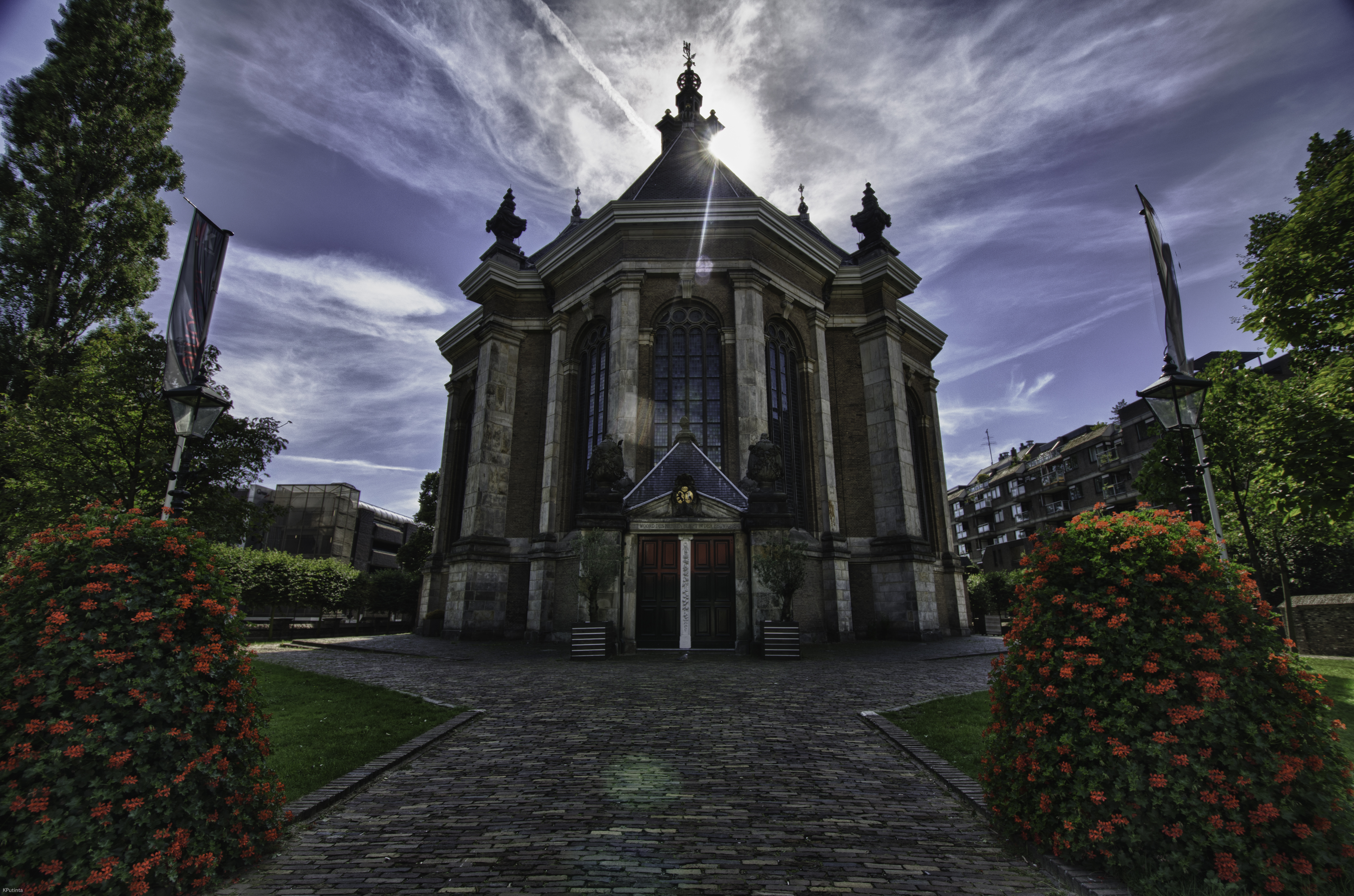
Nieuwe Kerk (La Haia).
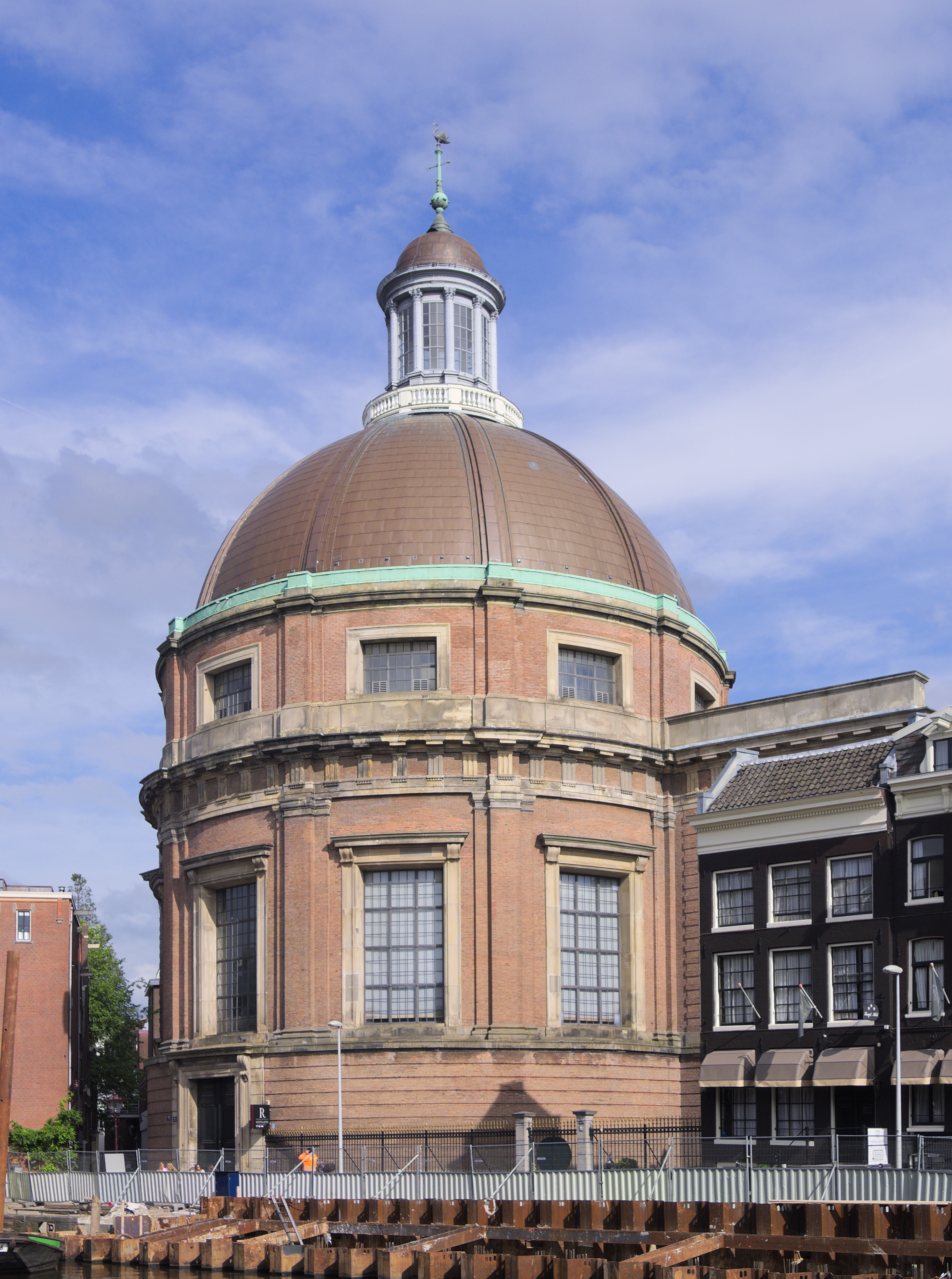
Ronde Lutherse Kerk d'Amsterdam.
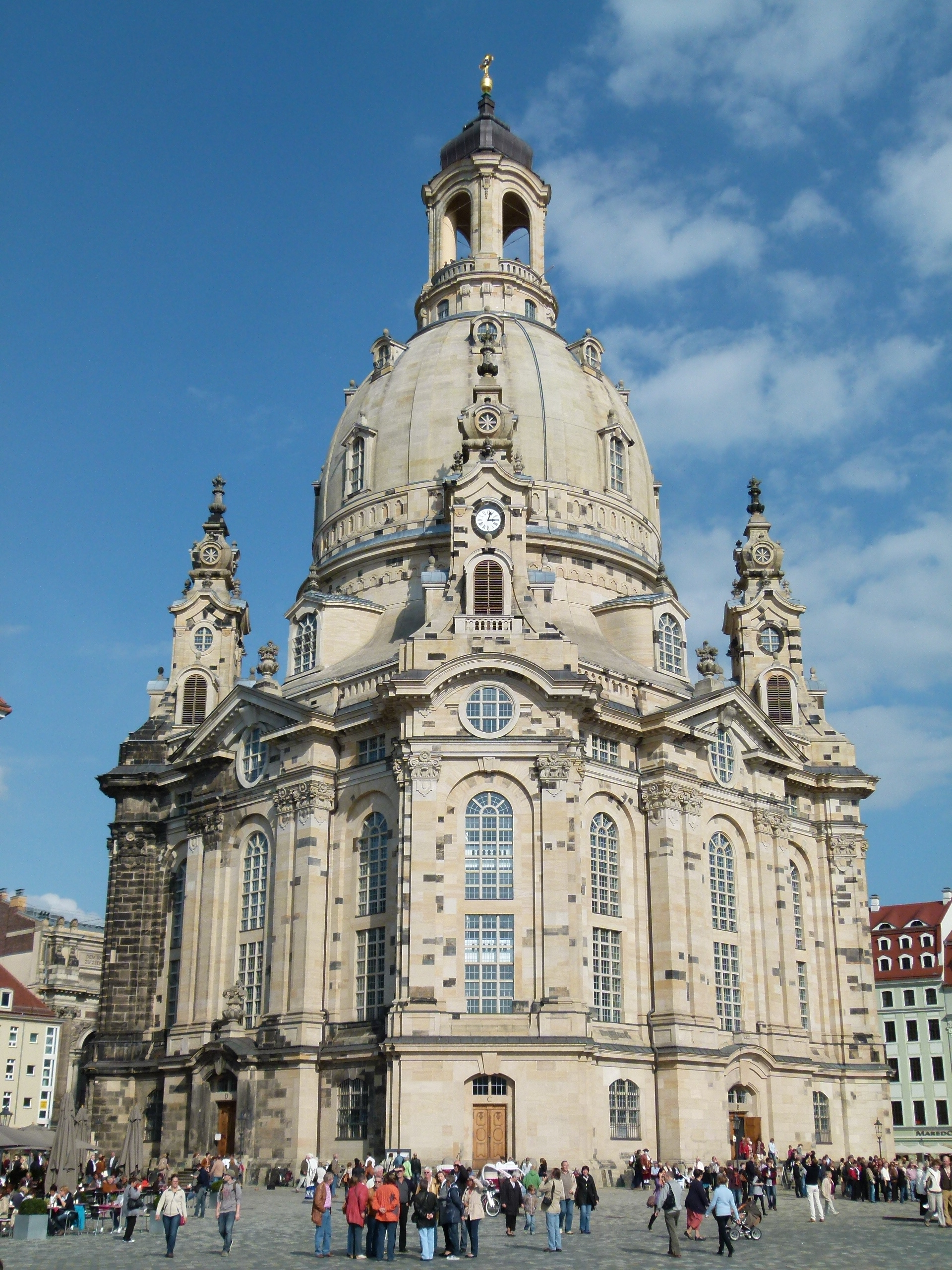
Frauenkirche de Dresden.
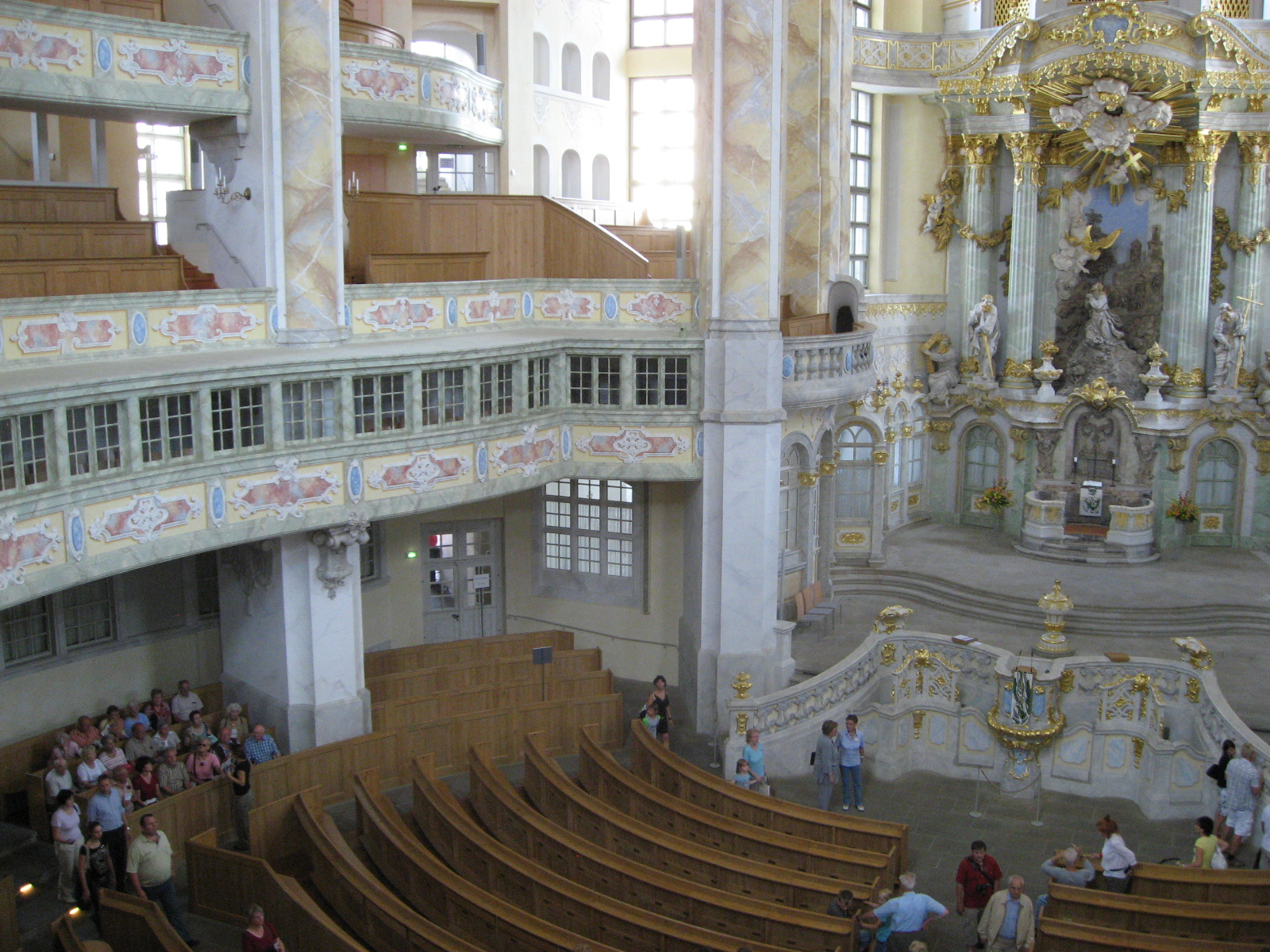
Interior de la Frauenkirche de Dresden.
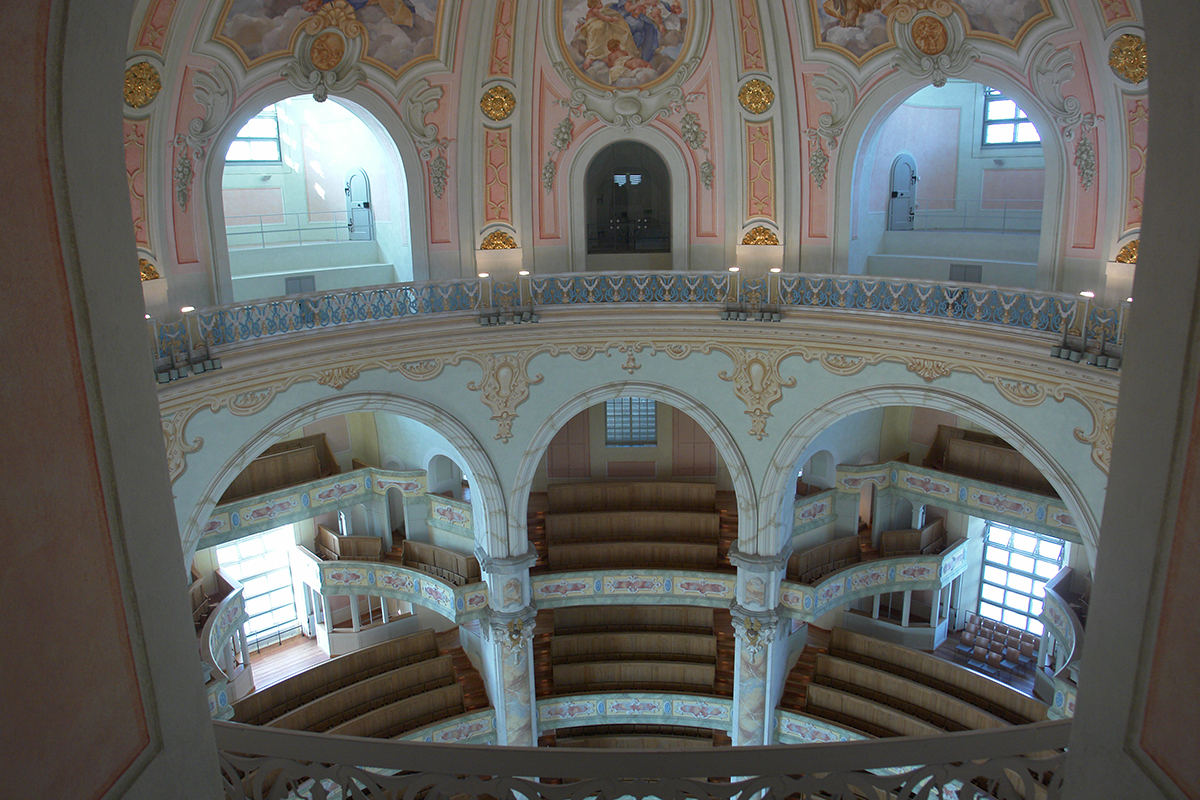
Interior de la Frauenkirche de Dresden.

El barroc colonial, estès a l'Amèrica espanyola i portuguesa, i a les Filipines, no es va limitar a la reproducció de les formes europees, sinó que va produir un sincretisme artístic paral·lel al sincretisme que s'estava produint en la mateixa religiositat popular.

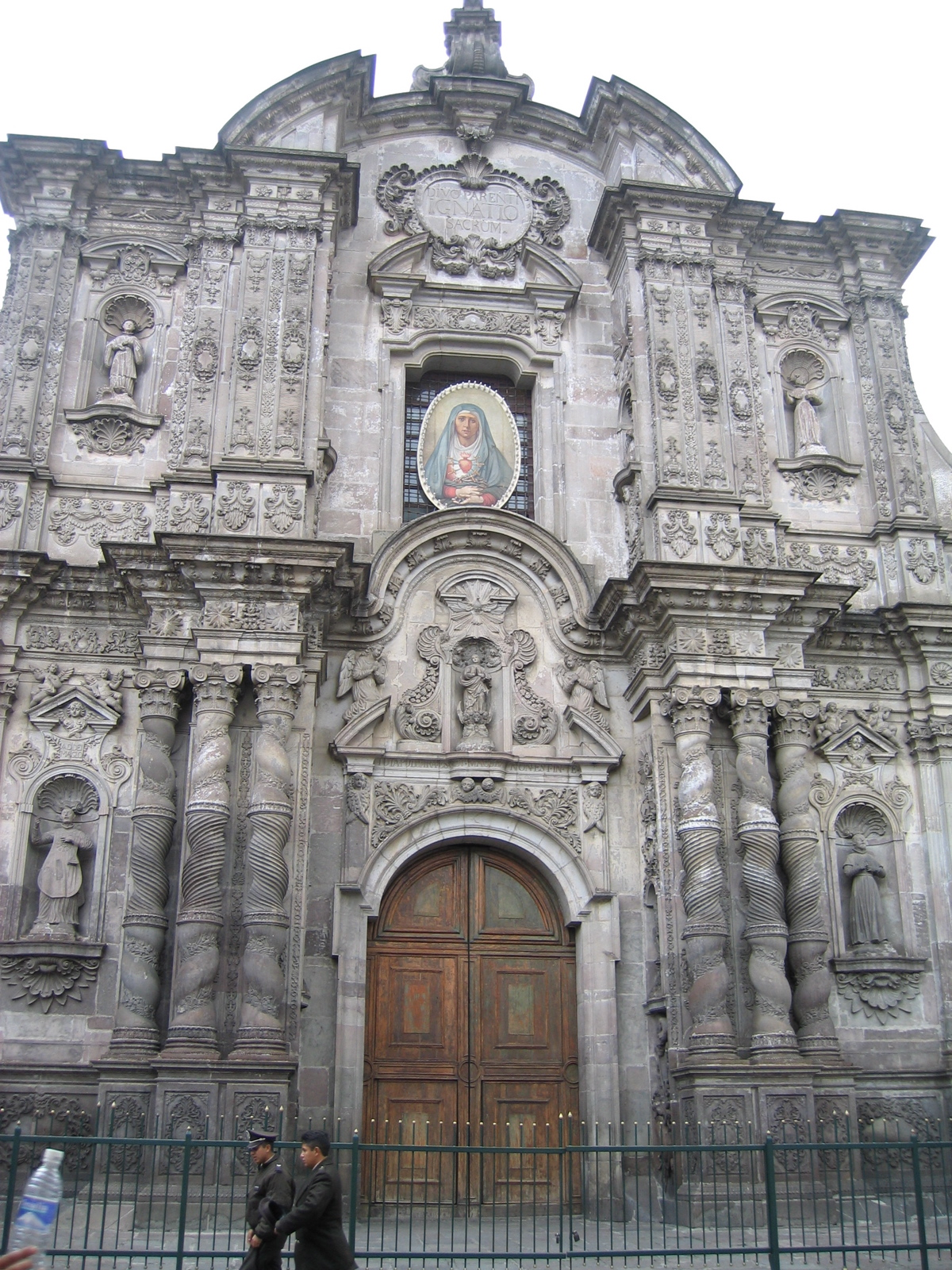
Església de la Companyia (Quito).
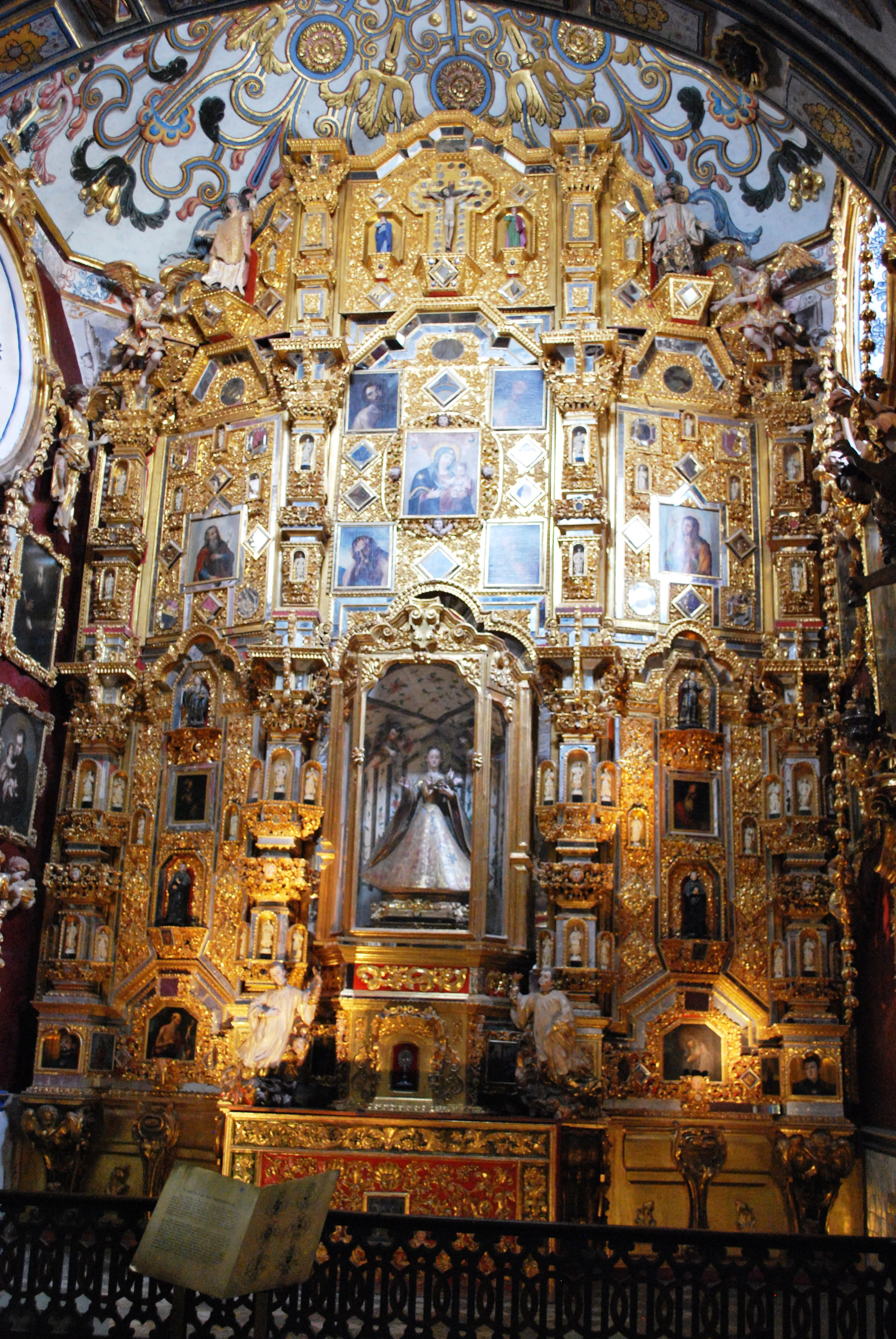
Capella domèstica del monestir de Tepotzotlán.
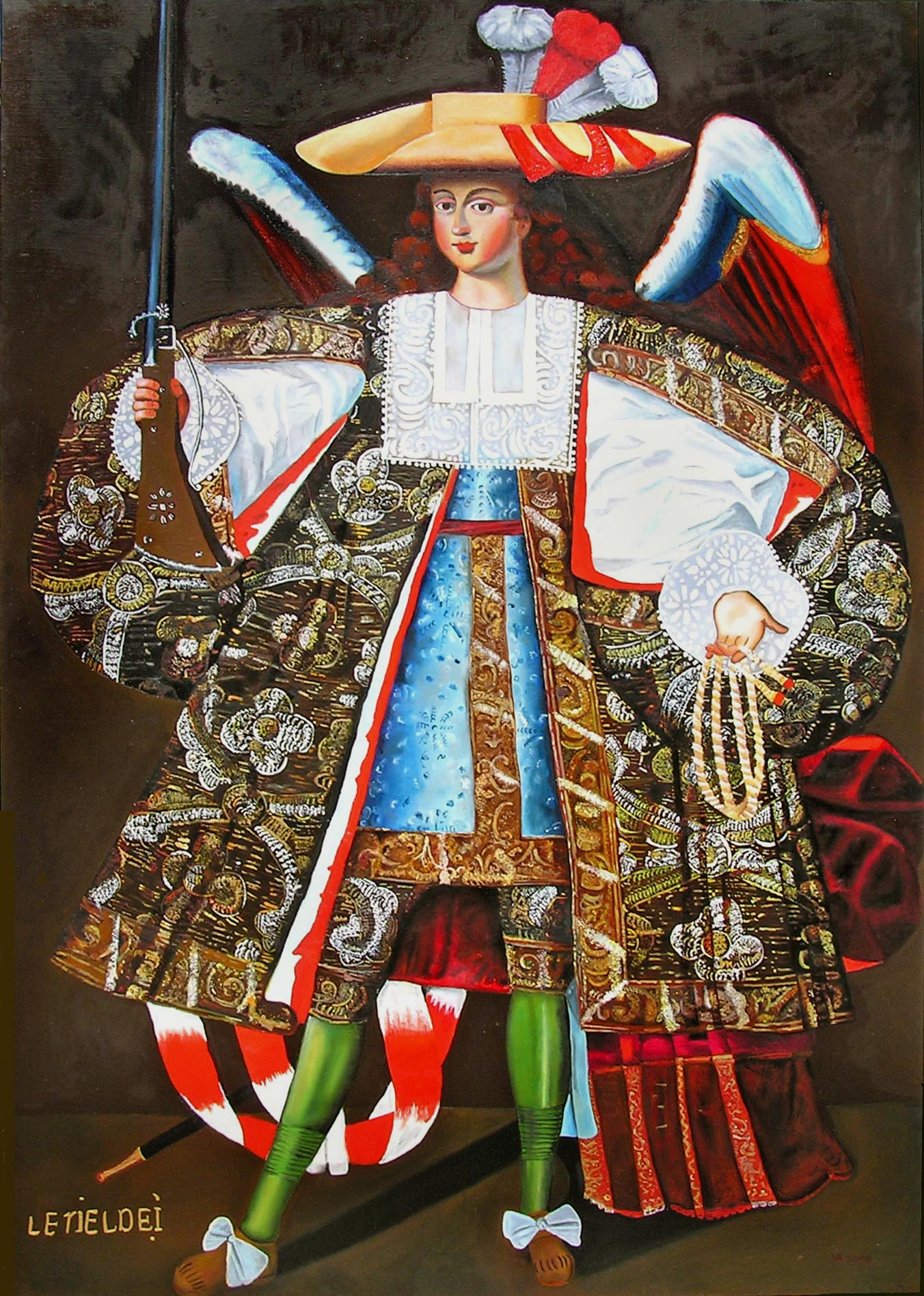
Àngel arcabusser, escola del Collao (Bolívia).
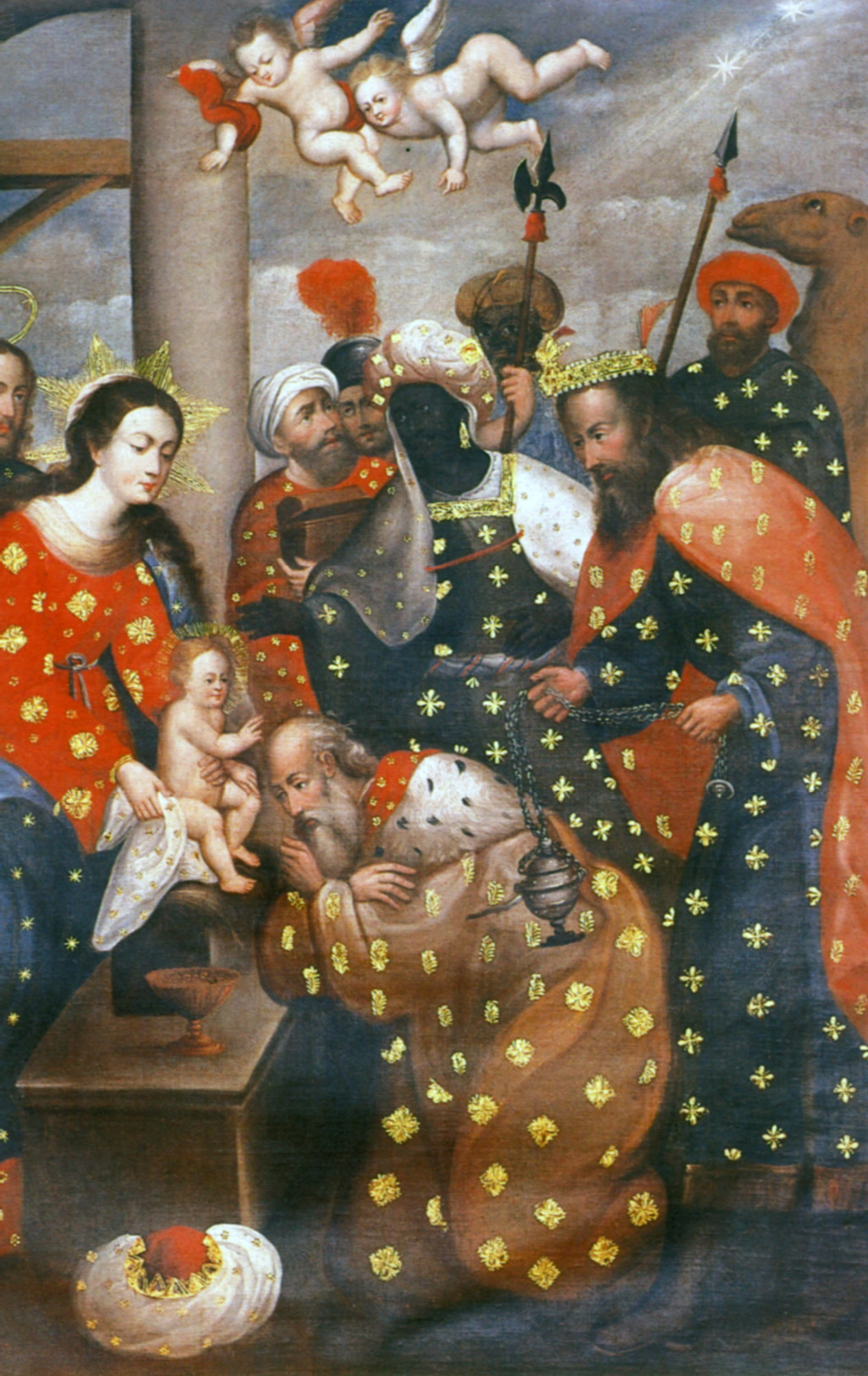
Adoración de los Magos, escola cuzqueña de pintura.
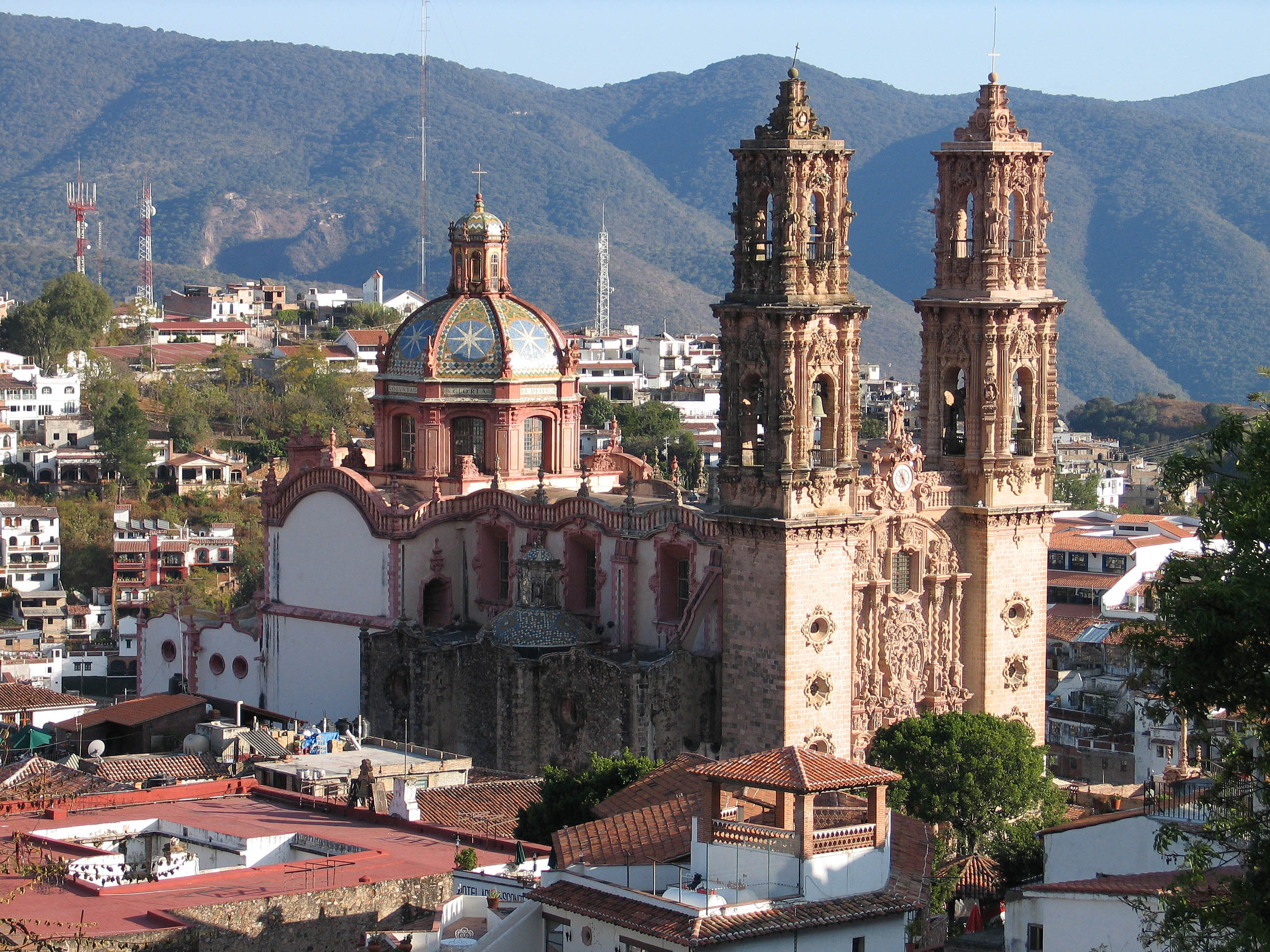
Temple de Santa Prisca de Taxco.
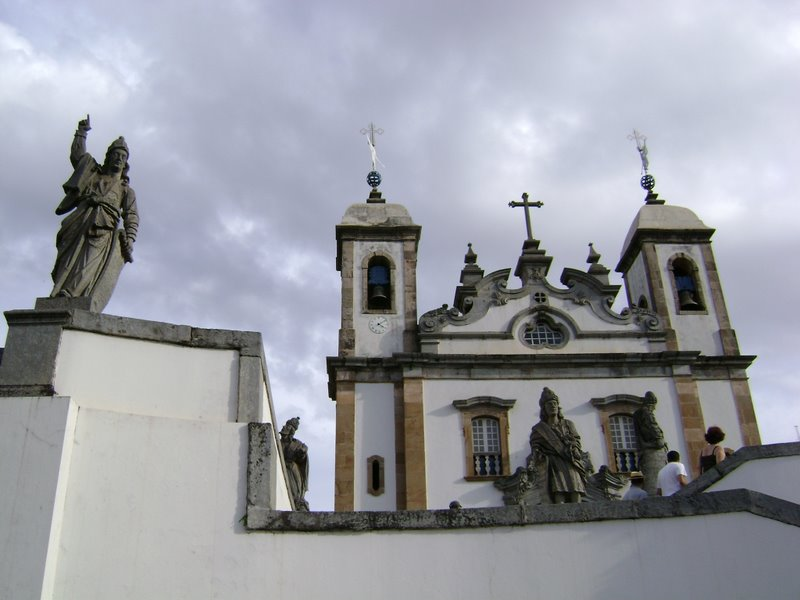
Santuari del Bon Jesús de Matosinhos o Basílica de Congonhas, amb les figures de profetes d'Antonio Francisco Lisboa, «el Aleijadinho».
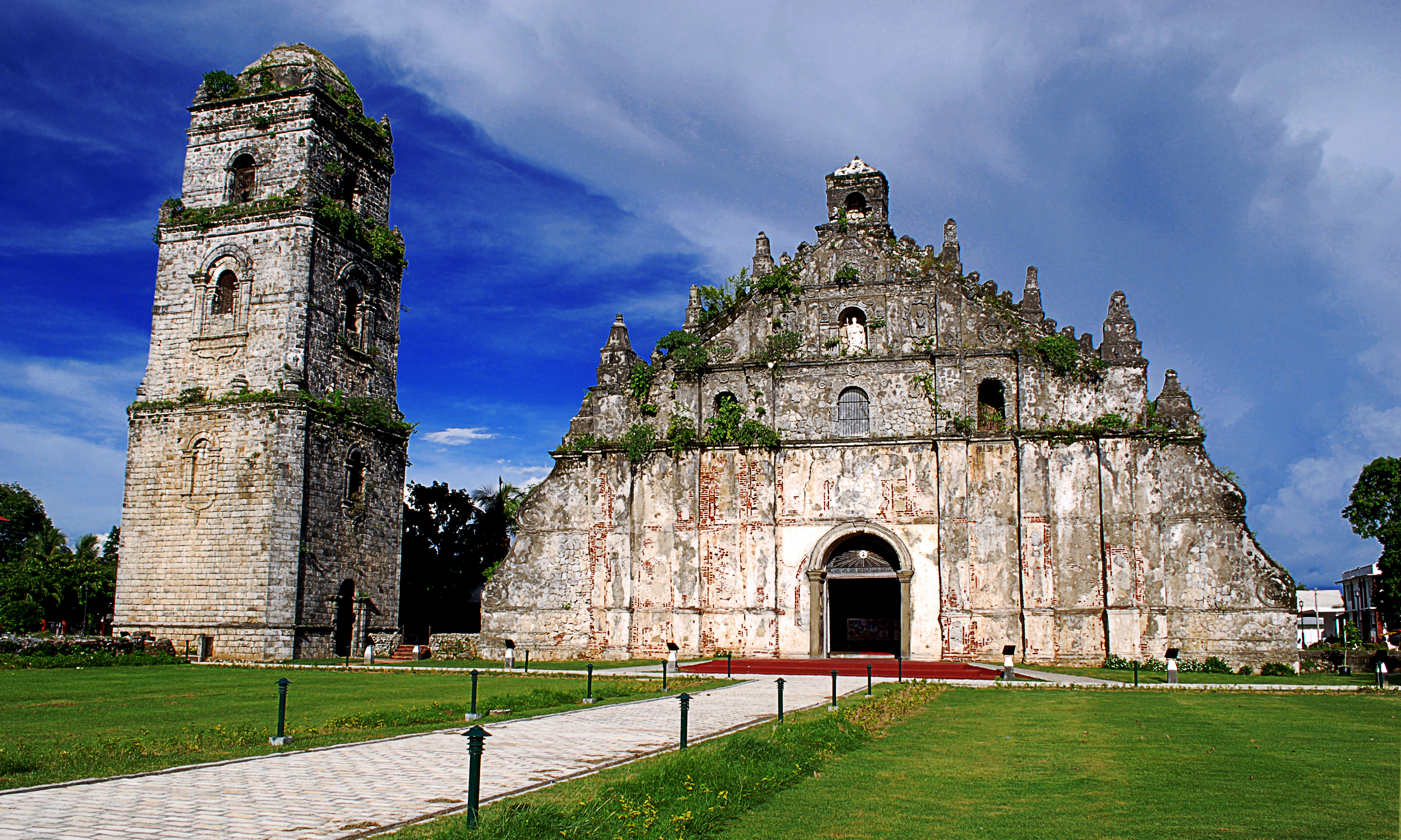
Església de Paoay (Luzón).
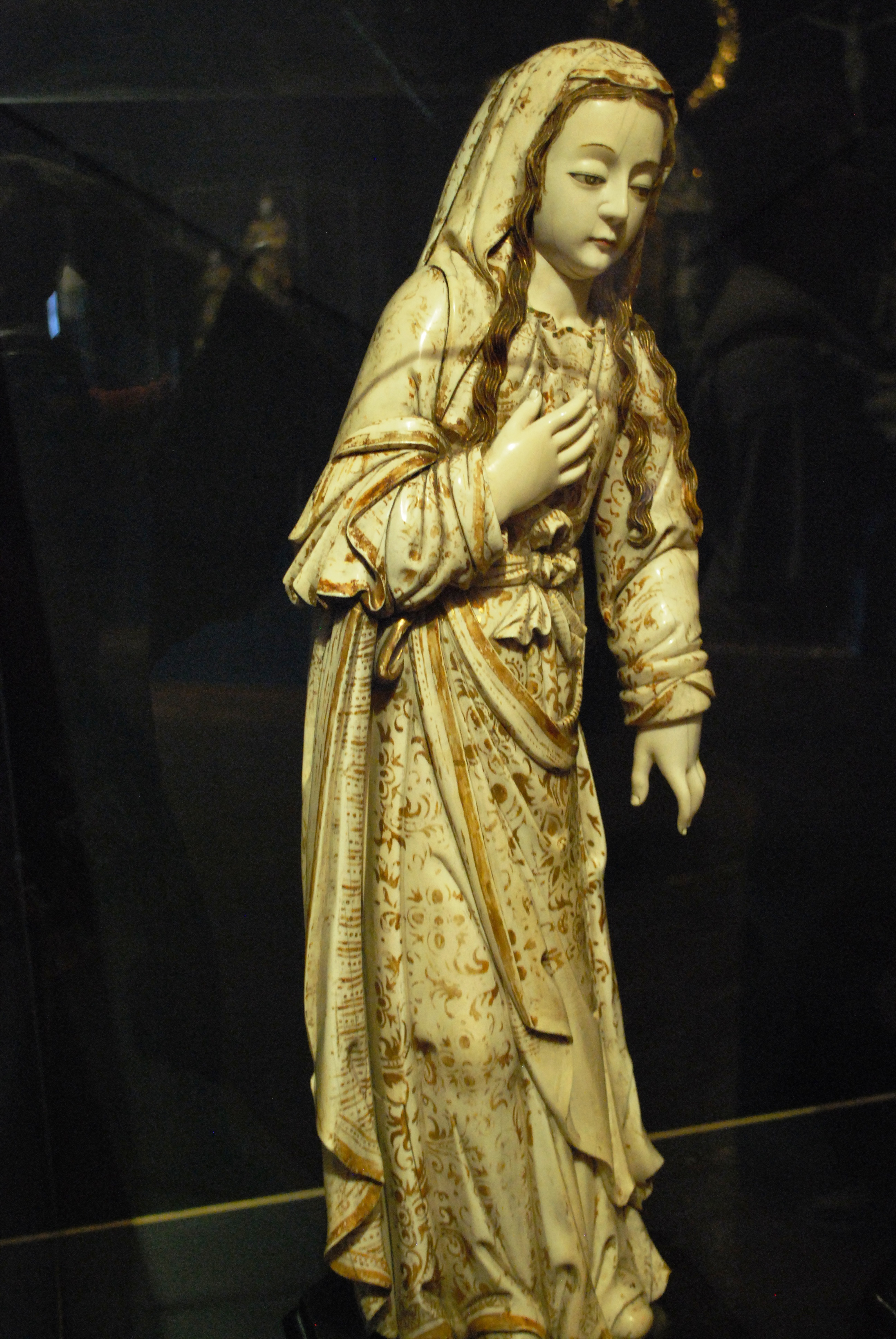
Figura femenina (¿Verge?) d'ivori.
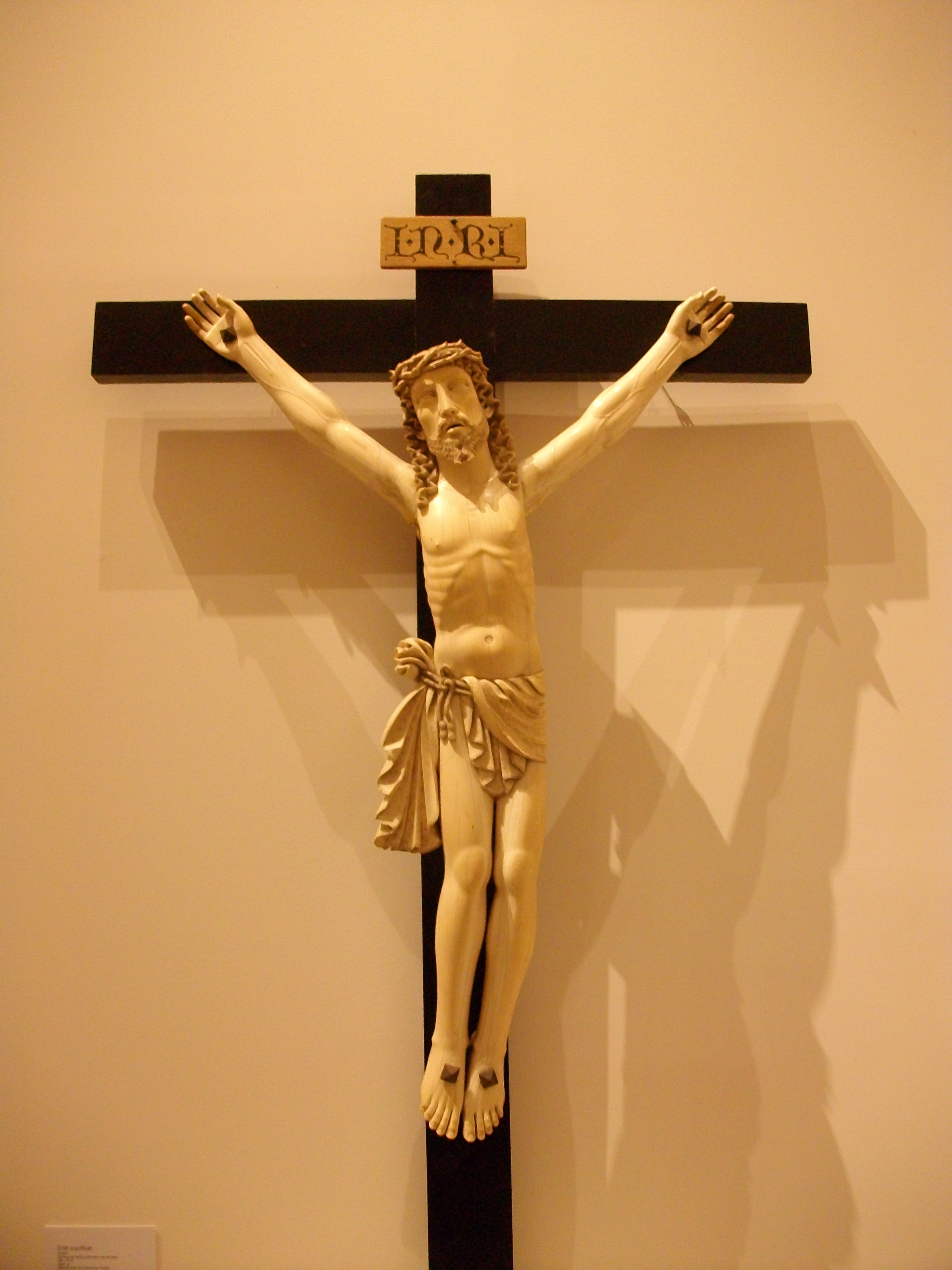
Crist crucificat d'ivori.

El barroc musical religiós de Bach, Vivaldi o Haendel és identificable no tant amb les creences religioses personals dels seus autors, sinó amb els comitentes protestants, catòlics o anglicans.

### Art de l'Edat Contemporània
Amb l'arribada d'una noció secular, no sectària, universal de l'art en l'Europa Occidental del segle xix, l'art antic i medieval cristià va començar a ser col·leccionat tenint en compte l'apreciació artística més que l'adoració, mentrestant l'art cristià contemporani va anar considerat marginal. Ocasionalment artistes seculars van tractar els temes cristians (Bouguereau, Manet) però només en rares ocasions un artista cristià era inclòs en el cànon històric (tal com Rouault o Stanley Spencer). No obstant això molts artistes moderns com Eric Gill, Marc Chagall, Henri Matisse, Jacob Epstein, Elizabeth Frink i Graham Sutherland han produït peces d'art reconegudes per a les esglésies.

#### Neoclassicisme i historicismes
El neoclassicisme, hereu del classicisme del segle xvii, va esdevenir l'estil artístic triomfant a la segona meitat del segle xviii. La seva institucionalització per les acadèmies li va fer sobreviure al llarg de tota l'Edat Contemporània com el gust artístic convencional. Les produccions d'art religiós, que responien al conservadorisme de la seva clientela, es van ajustar habitualment a aquest estil, sense concessions als desafiaments estètics de les successives revolucions artístiques.

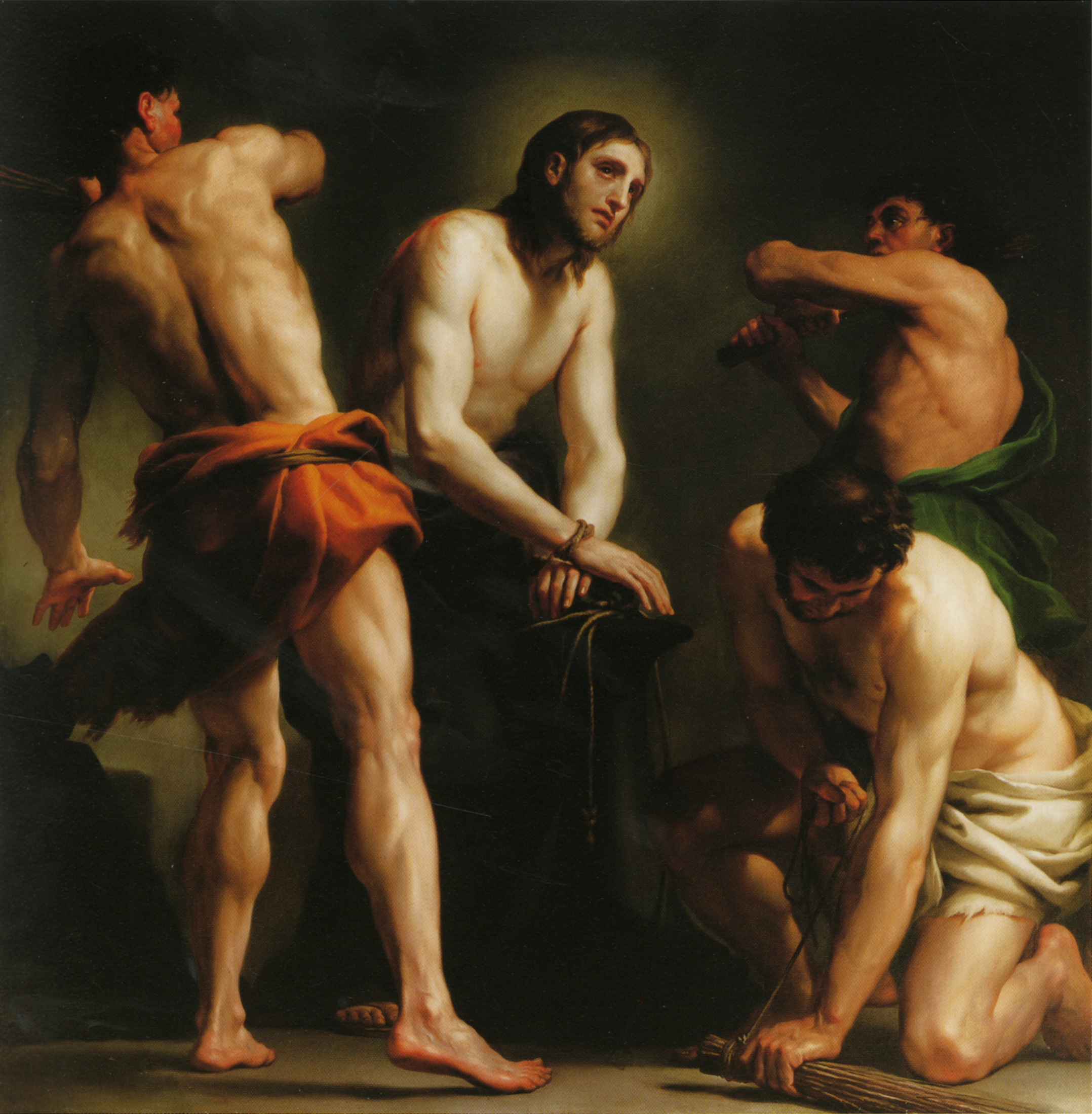
Flagel·lació de Crist, de Mengs.
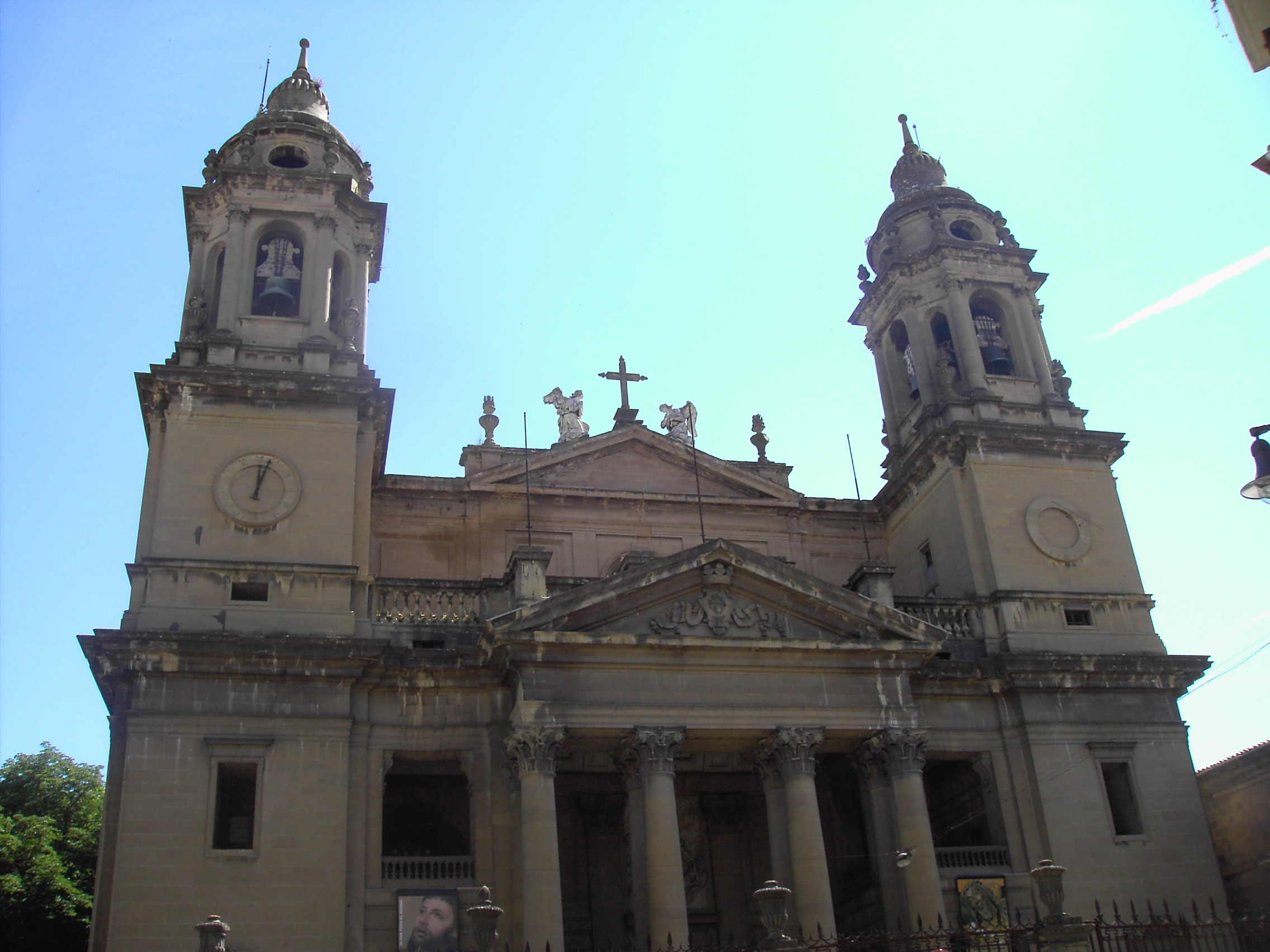
Fachada de la Catedral de Pamplona, de Ventura Rodríguez.
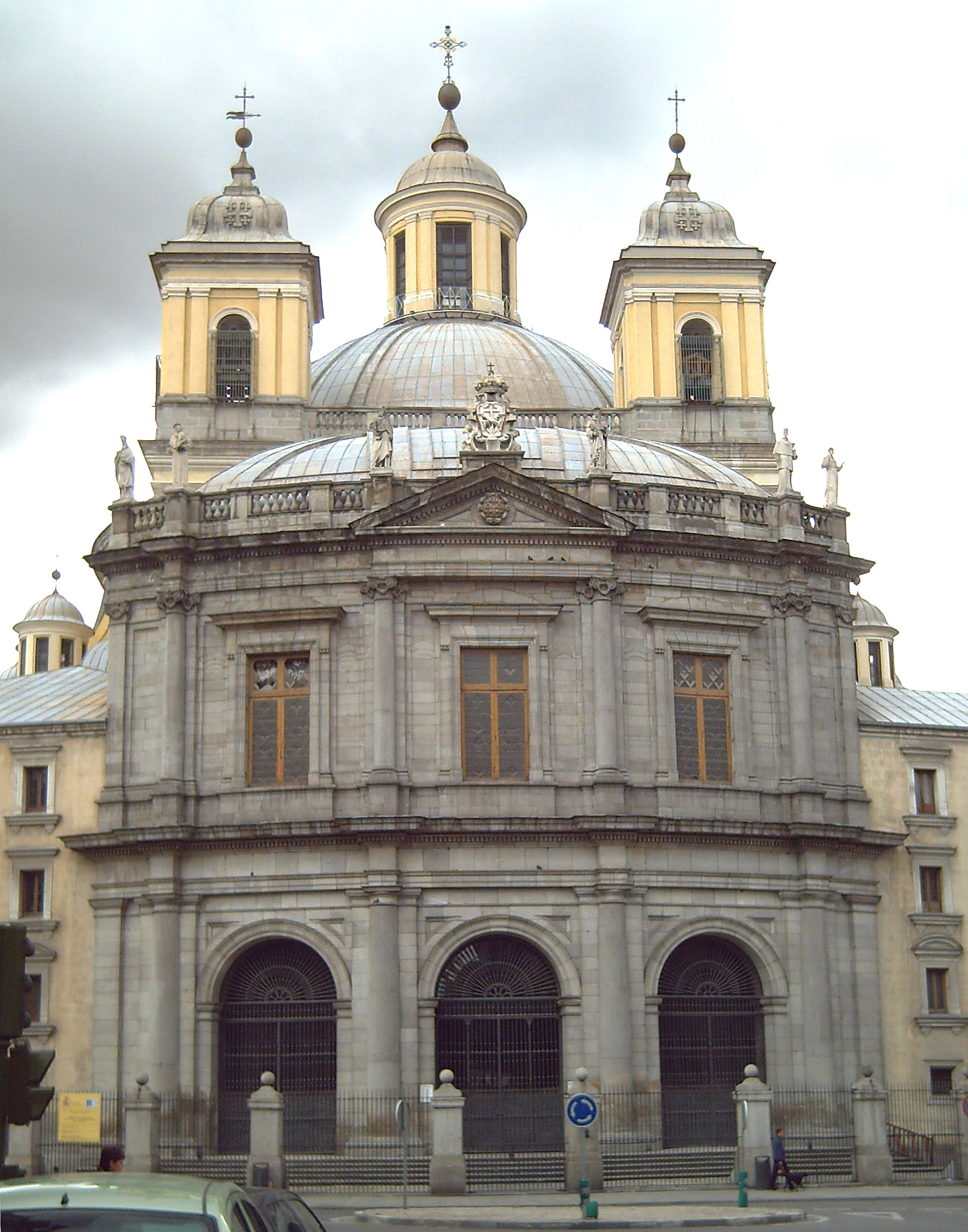
Real Basílica de San Francisco el Grande (Madrid).
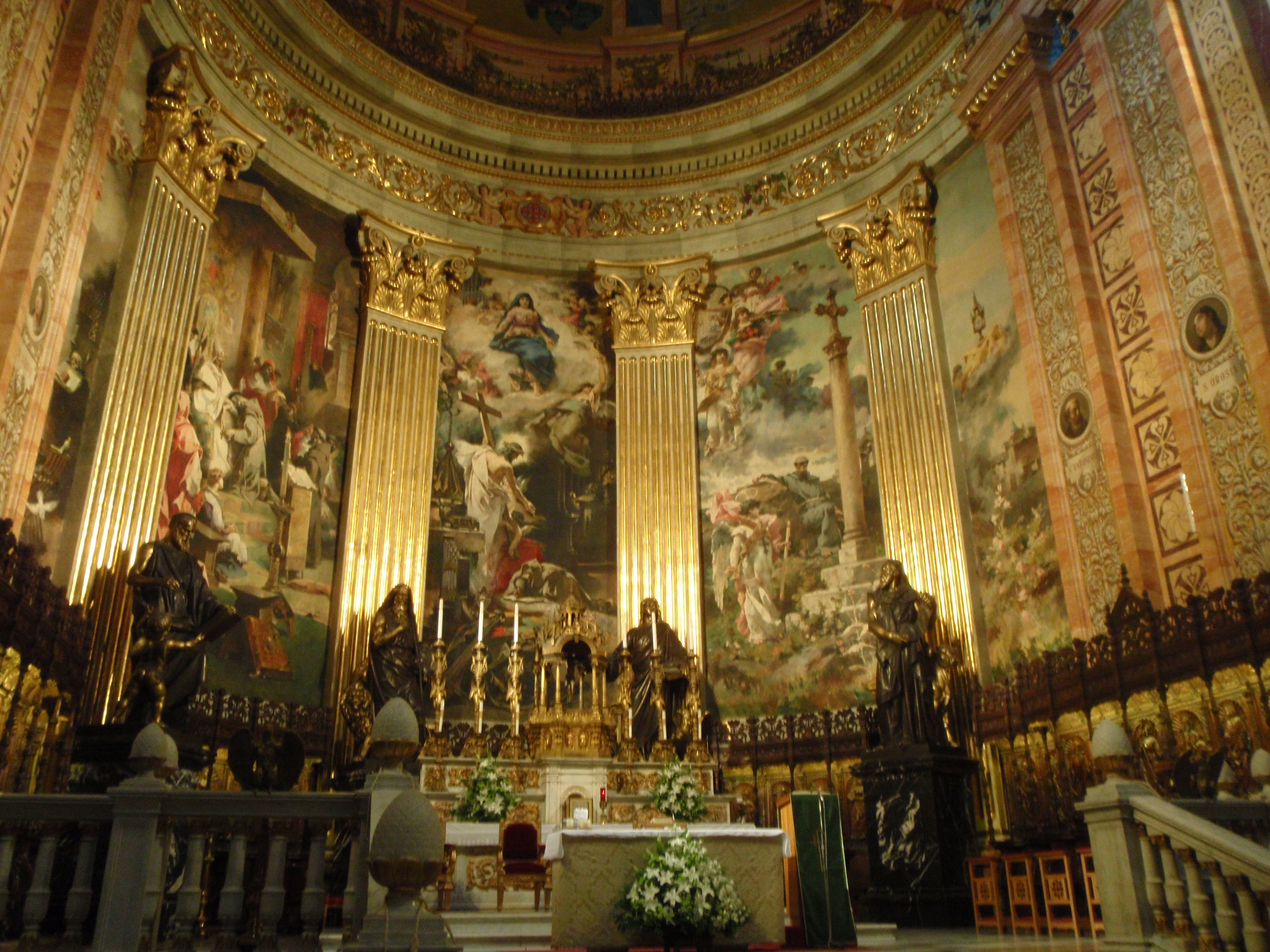
Interior de San Francisco el Grande.
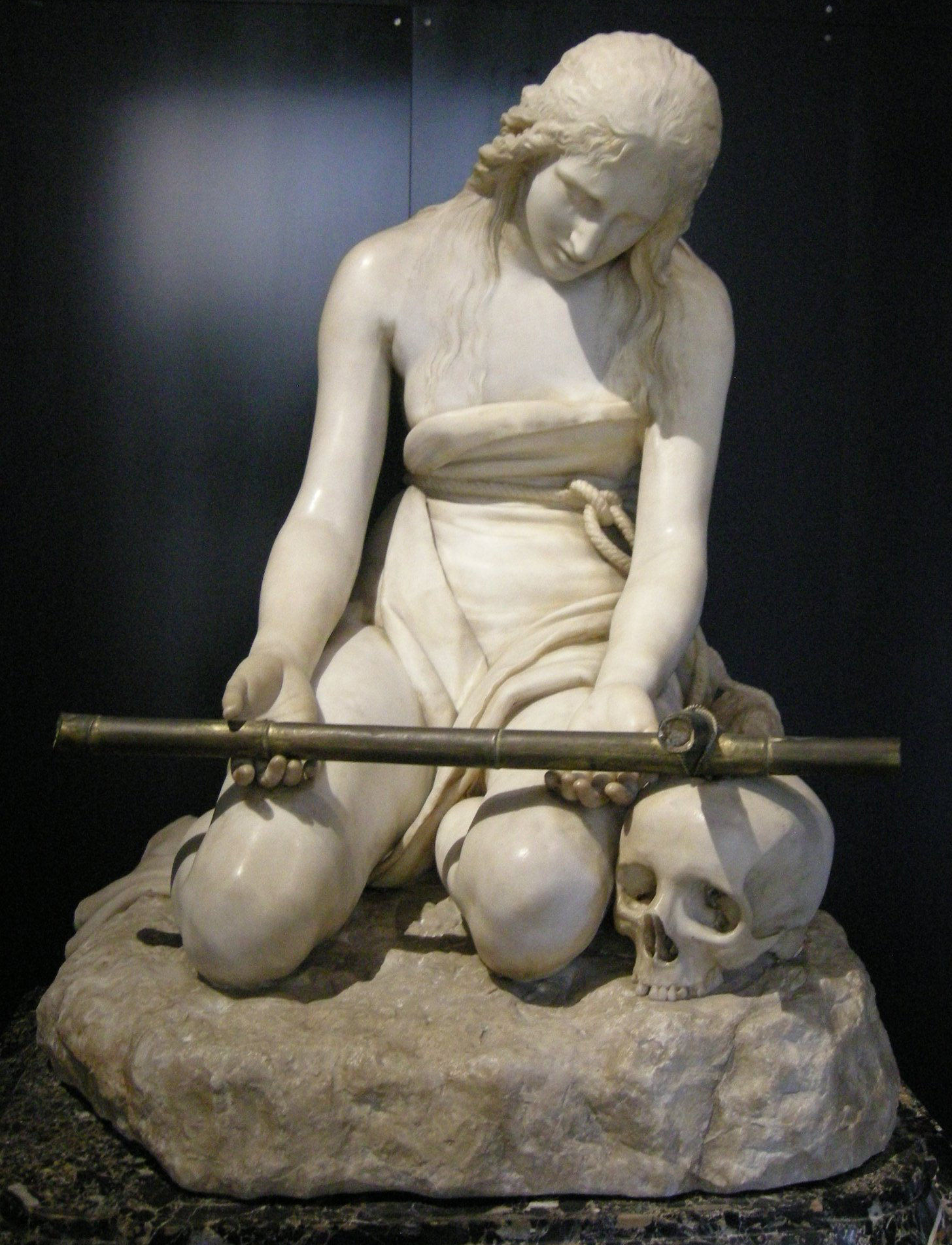
Magdalena penitent, de Canova.
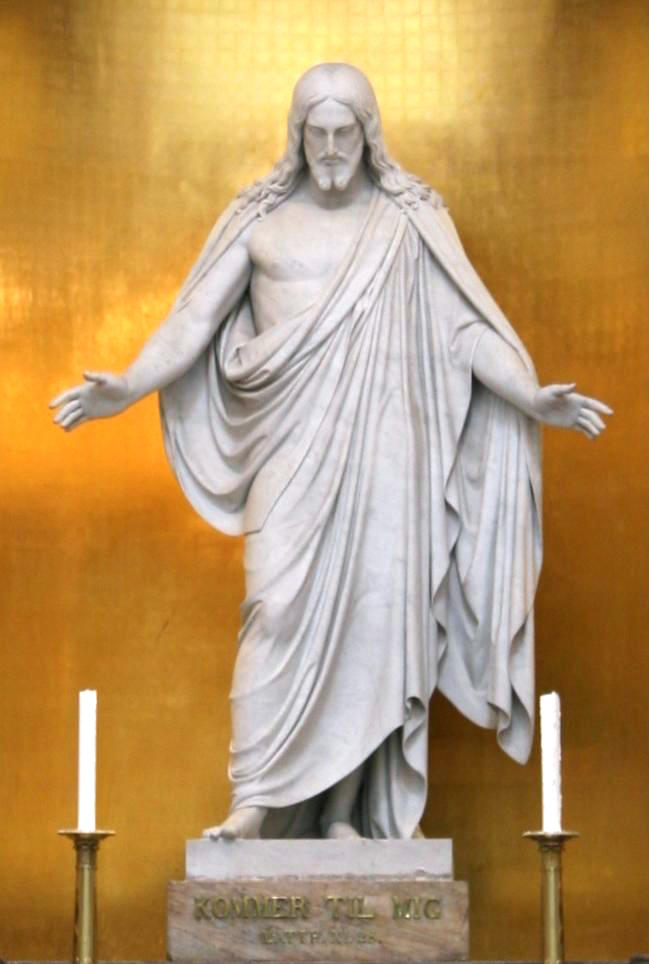
Crist de Bertel Thorvaldsen.
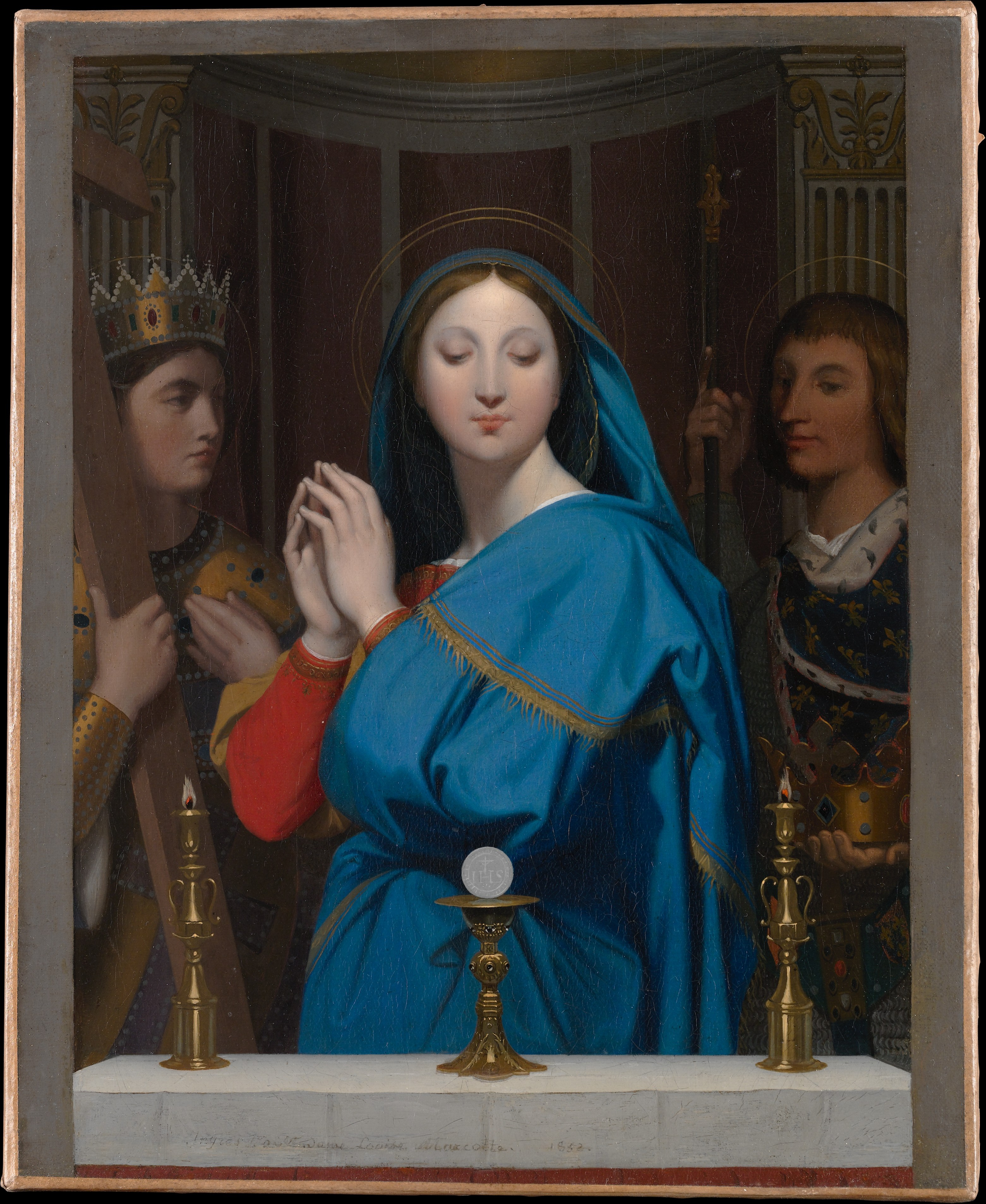
La Mare de Déu de l'Hòstia, d'Ingres.
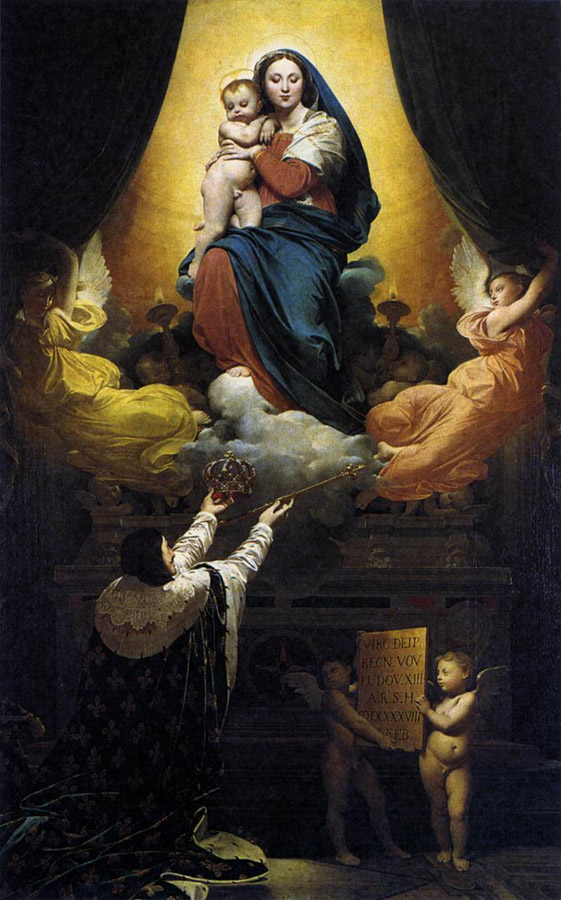
El vot de Lluís XIII, d' Ingres.
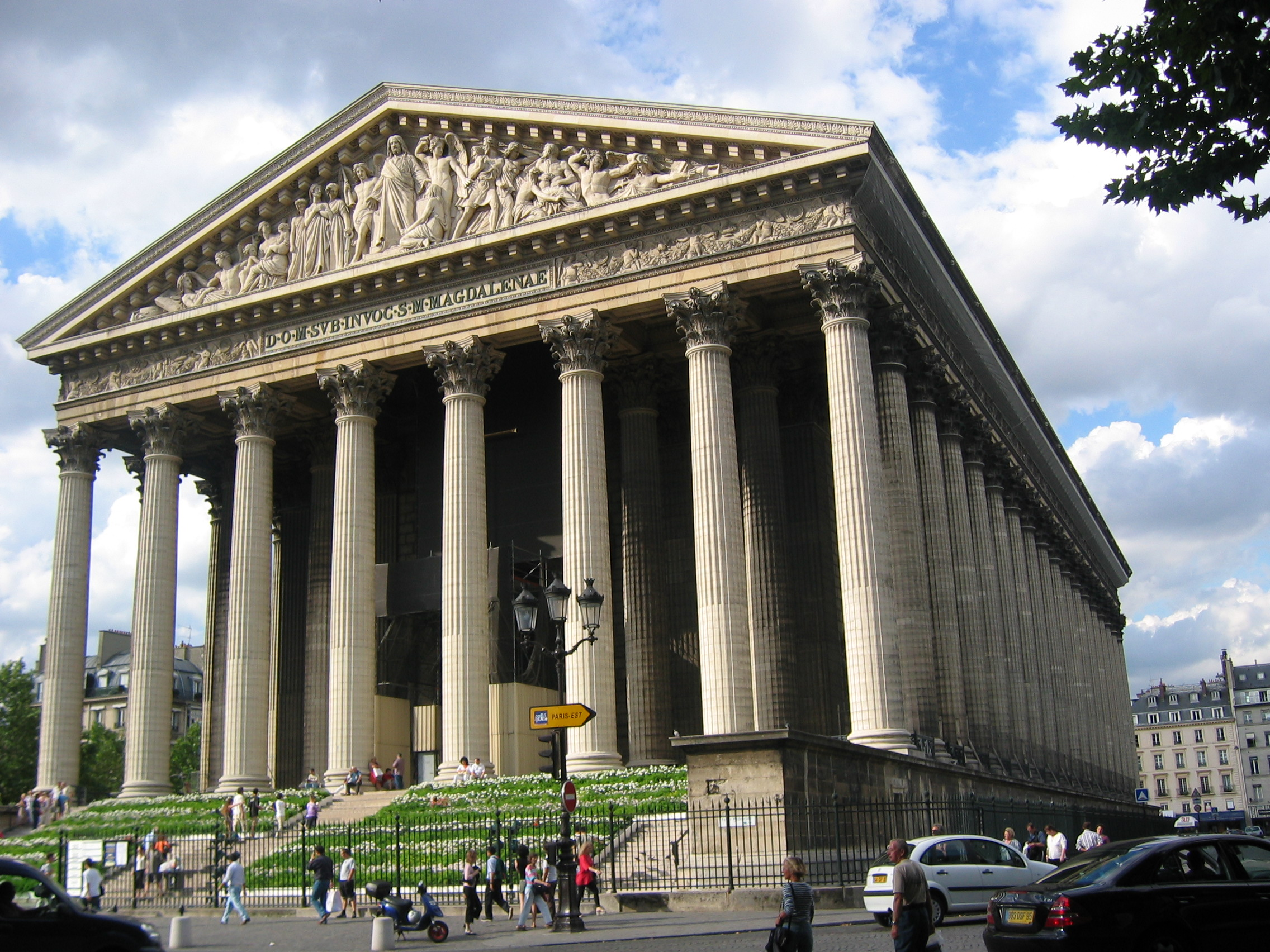
La Madeleine, París.
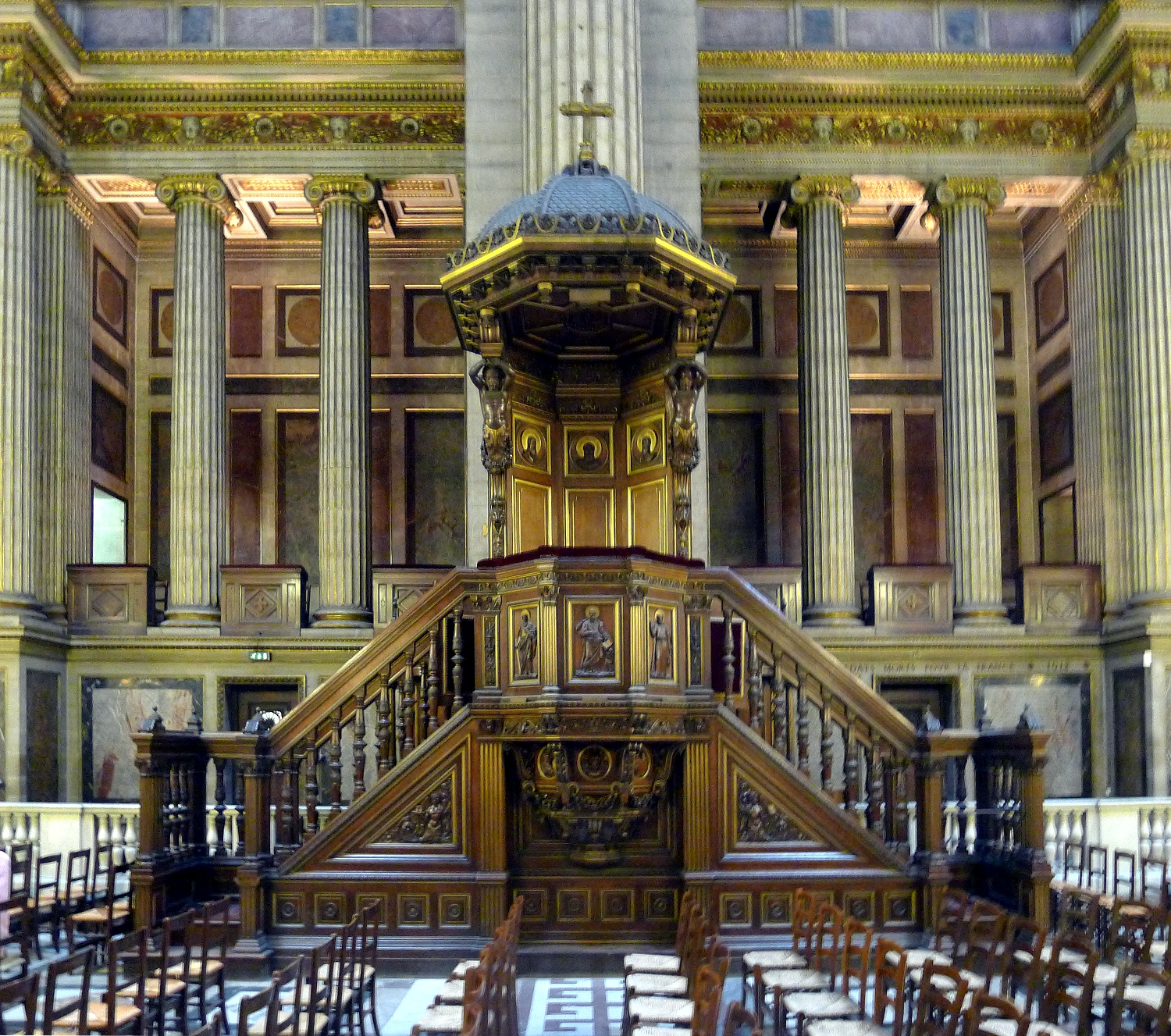
Interior de La Madeleine.
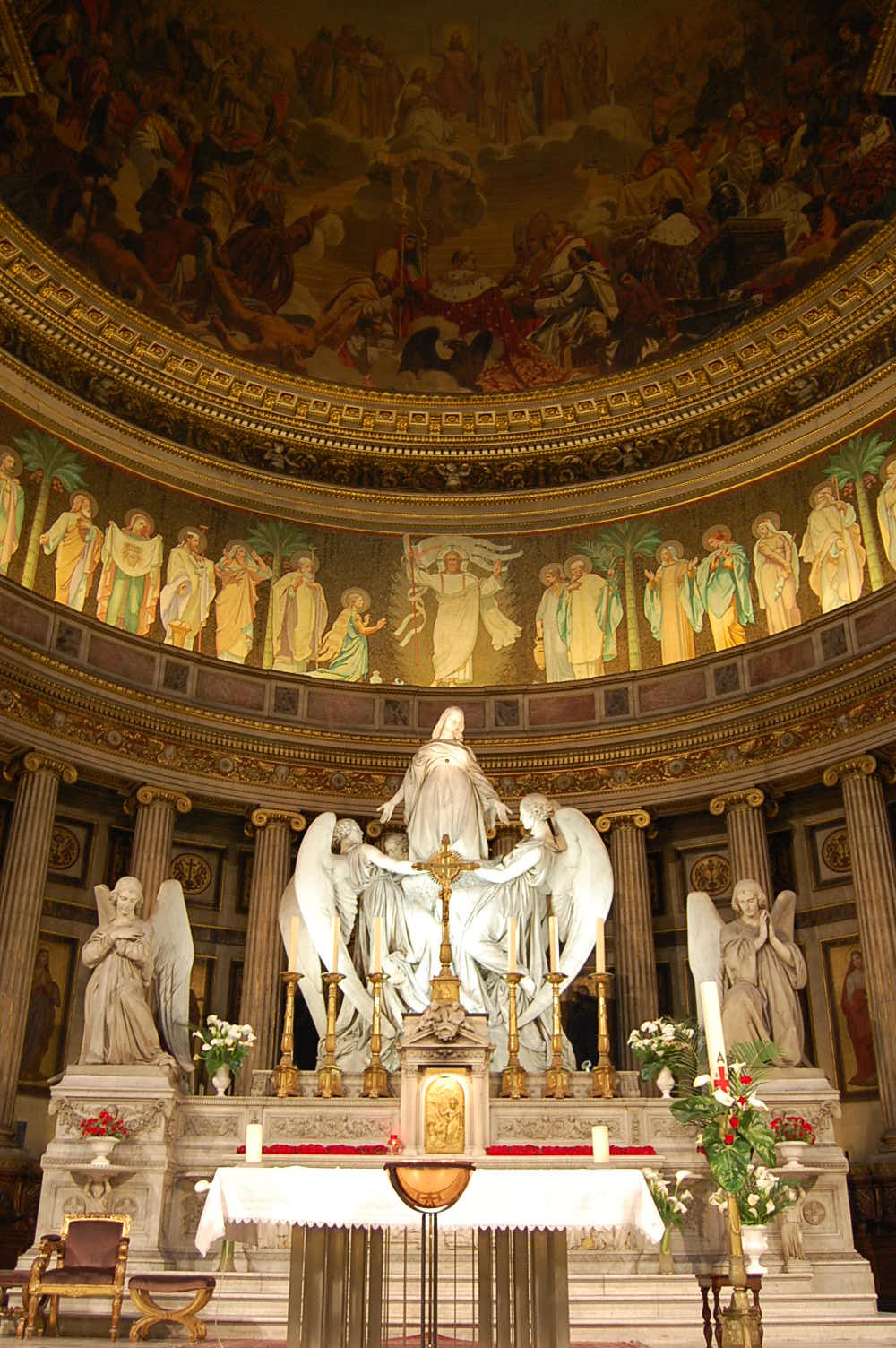
Presbiteri de La Madeleine, amb l'altar major, el grup escultòric de l'Assumpció i els frescos de l'absis.
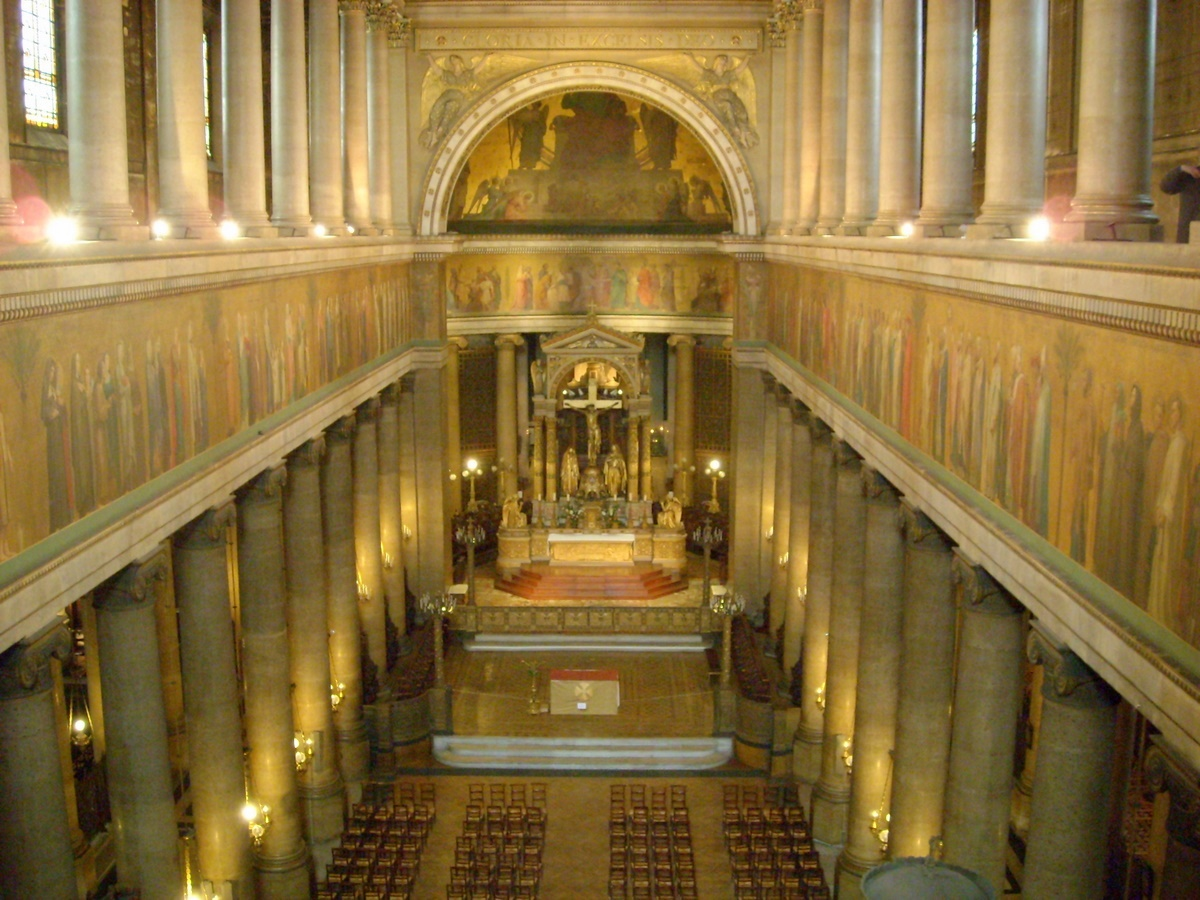
Interior de l'església de Sant Vicenç de Paül (París). Els frescos són d'Hypolitte Flandrid[n. 5]
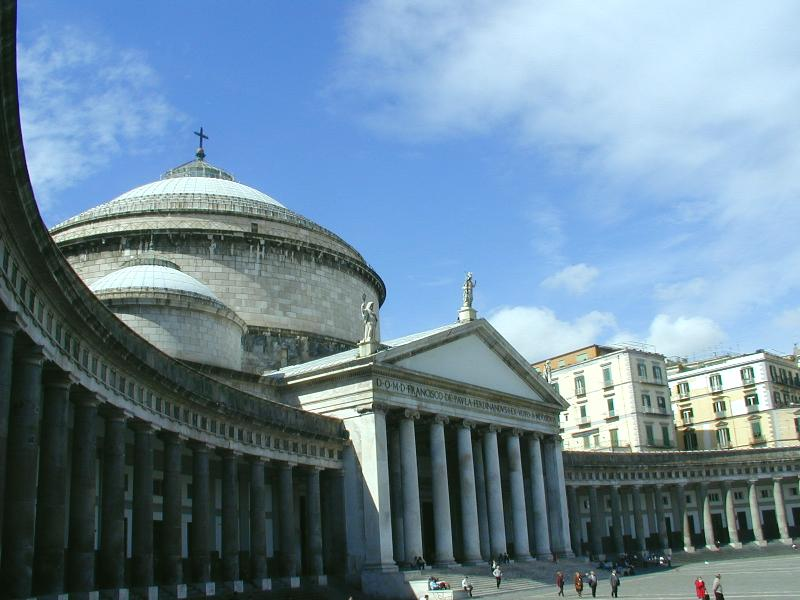
Basílica de San Francisco de Paula (Nàpols).
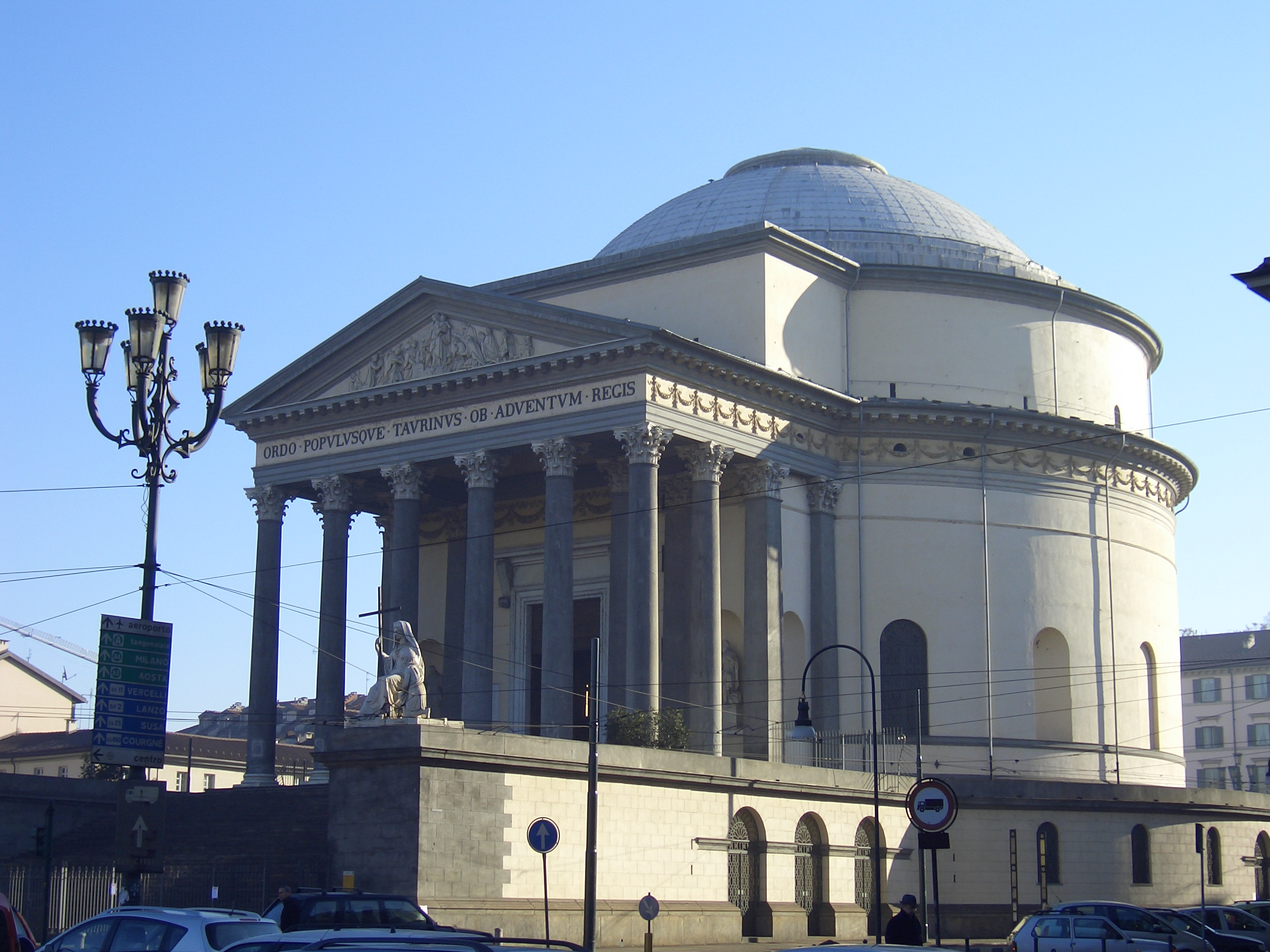
Església de la Gran Mare de Déu (Torí).

L'opció estètica d'un retorn al passat es va expressar igualment en el gran èxit de l'arquitectura historicista (neobizantí, neoromànic, neogòtic, neomudèjar) i l'eclecticisme (combinació d'elements de diferent origen); que es van estendre cronològicament fins al segle xx.

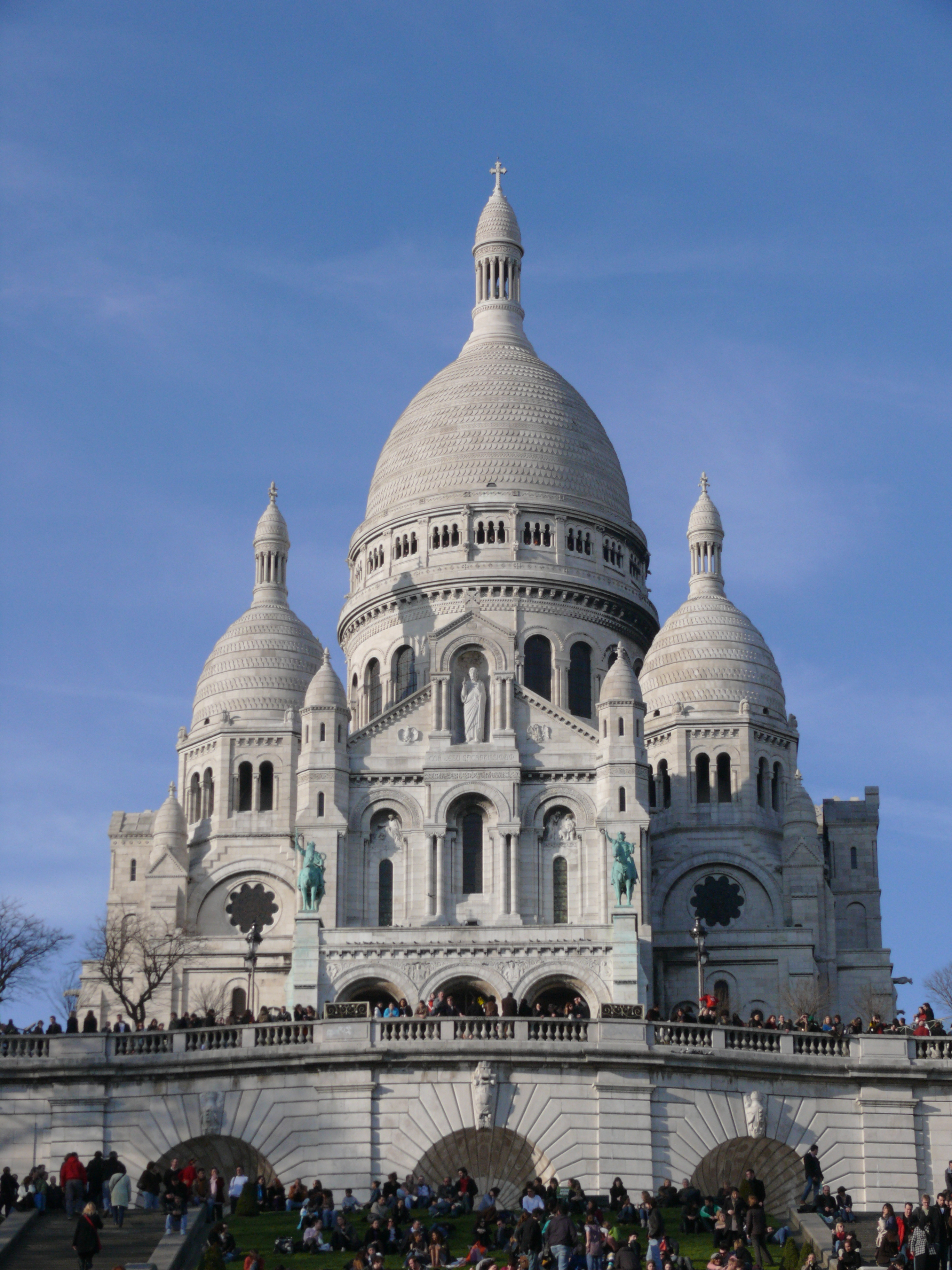
Sacre Coeur.
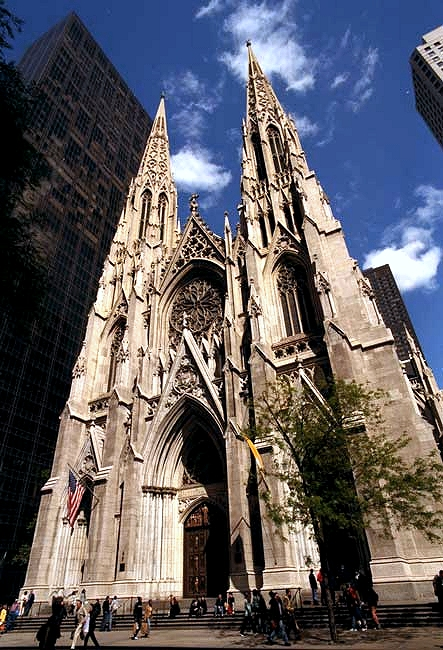
Catedral St. Patrick (Nova York).
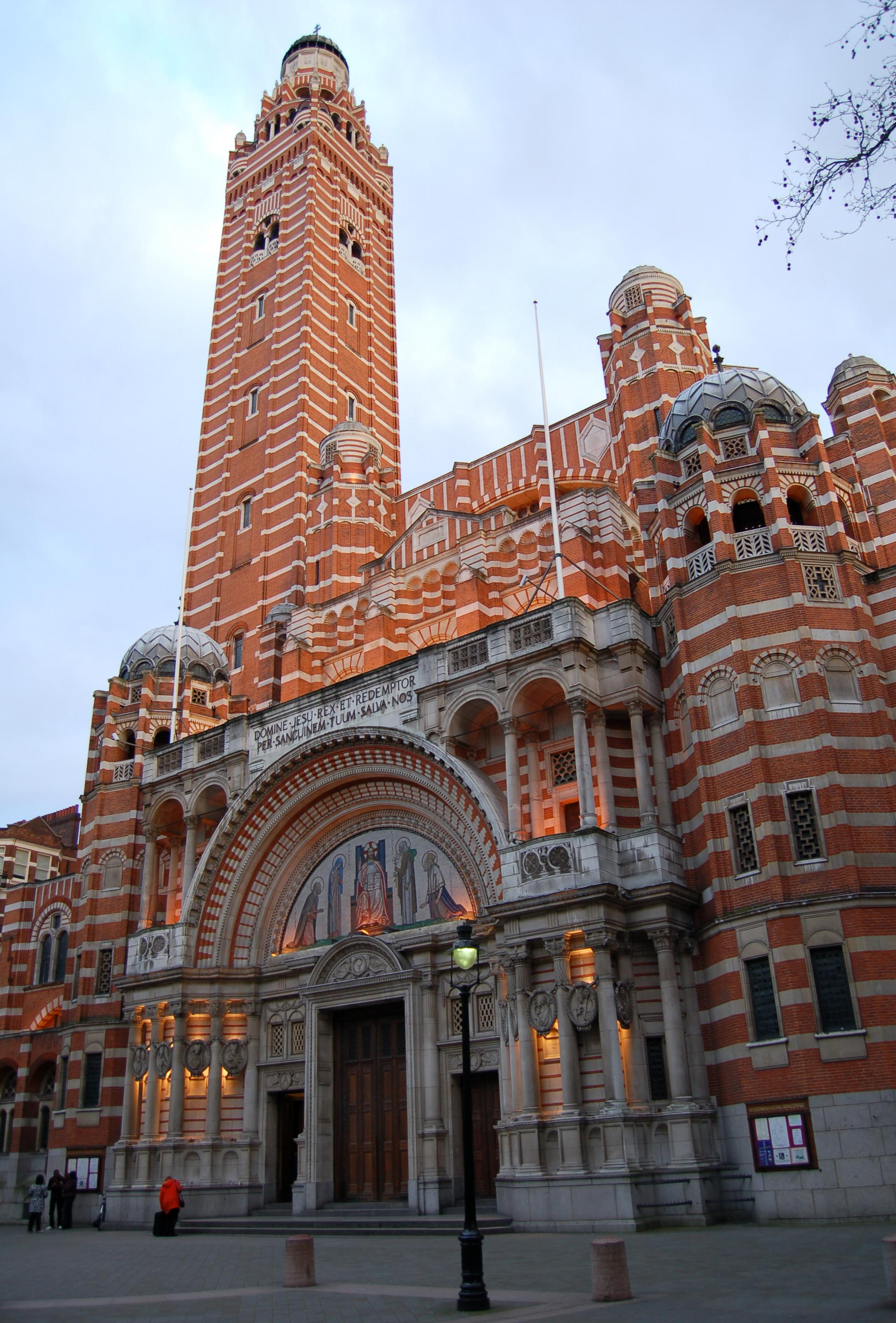
Catedral de Westminster.
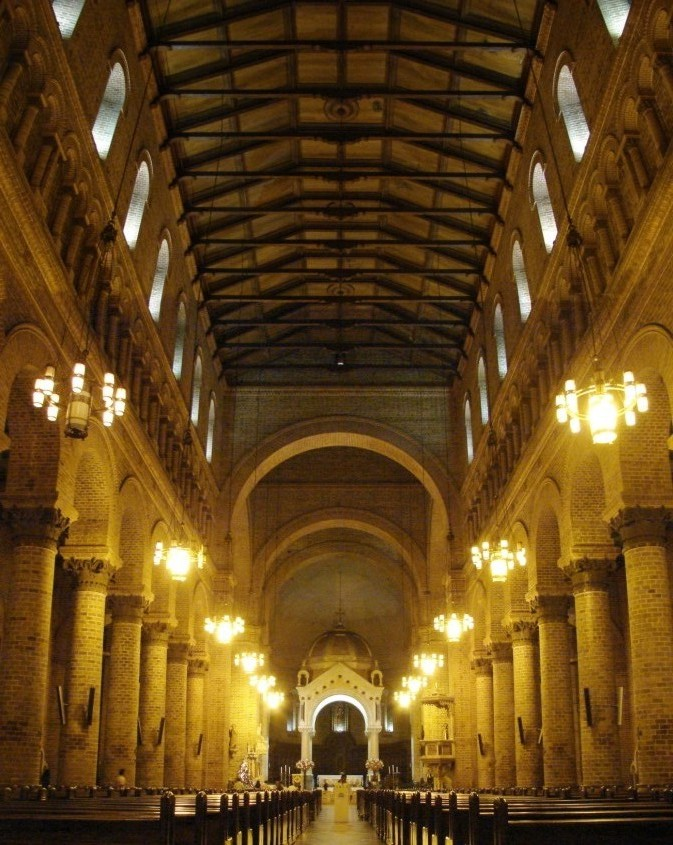
Catedral de Medellín.
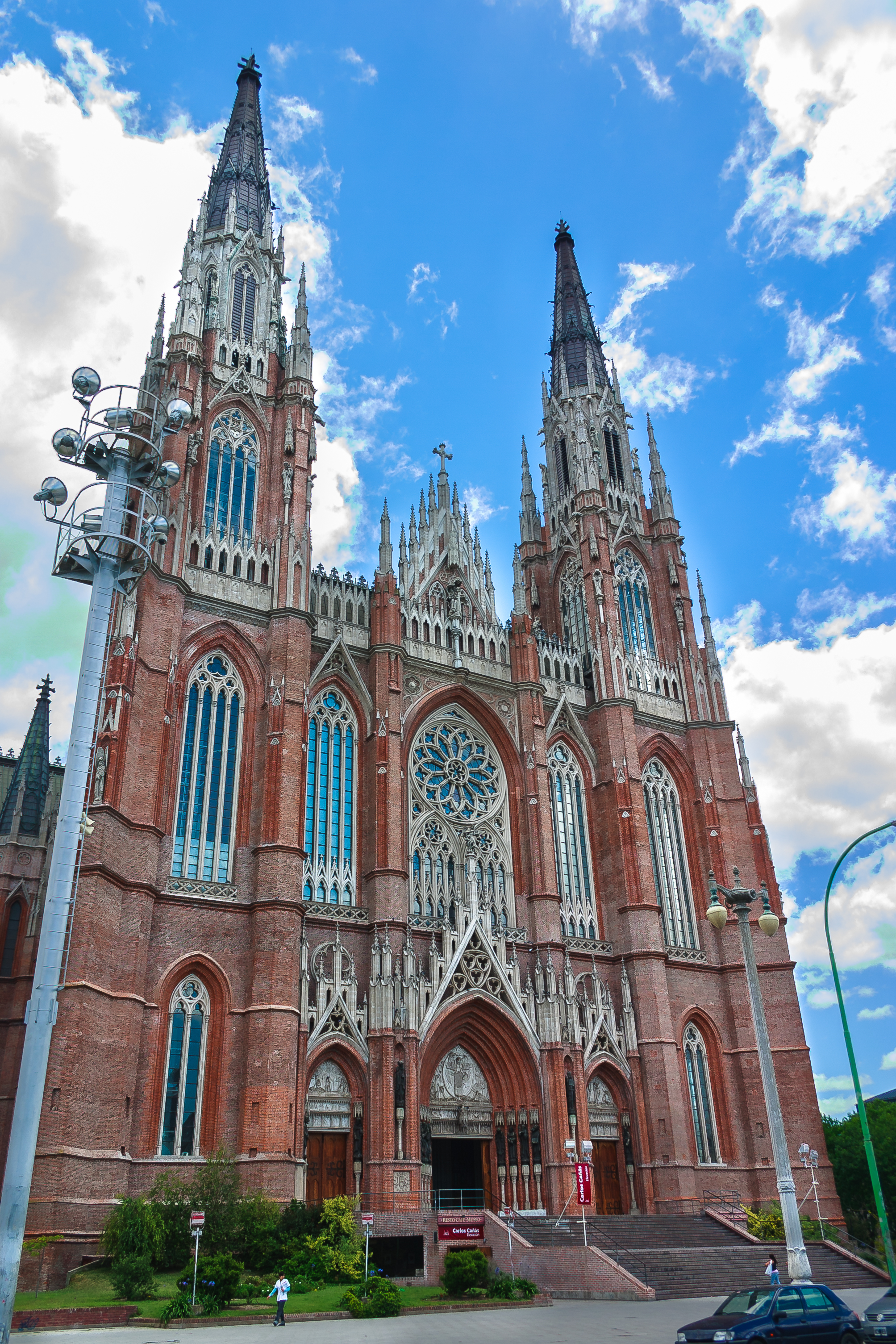
Catedral de La Plata.
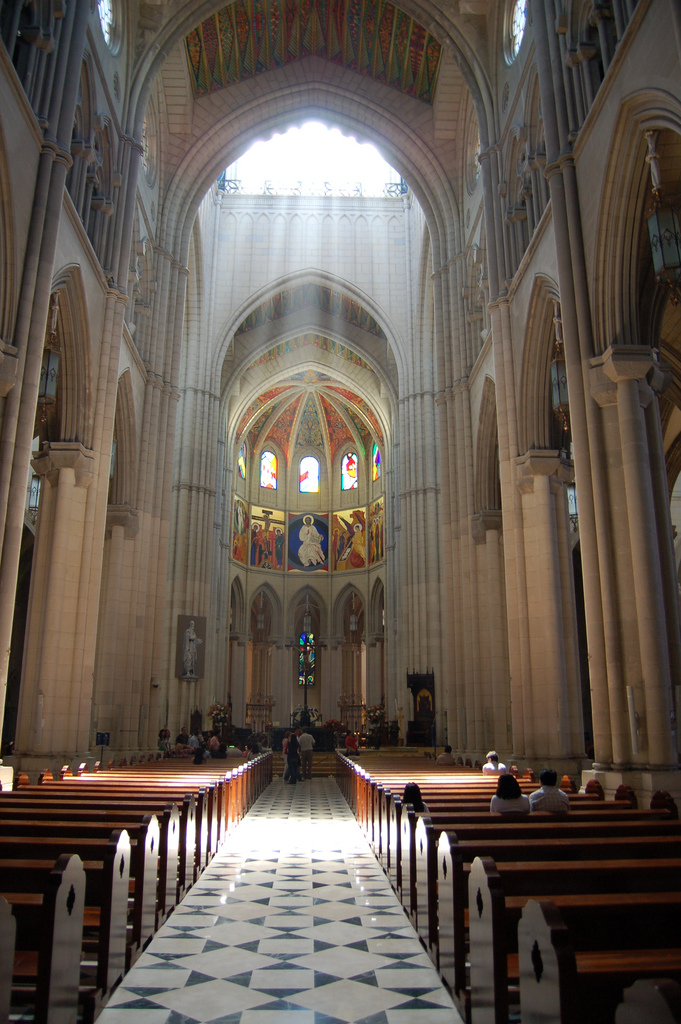
Catedral de l'Almudena de Madrid.

#### Preromanticisme i romanticisme

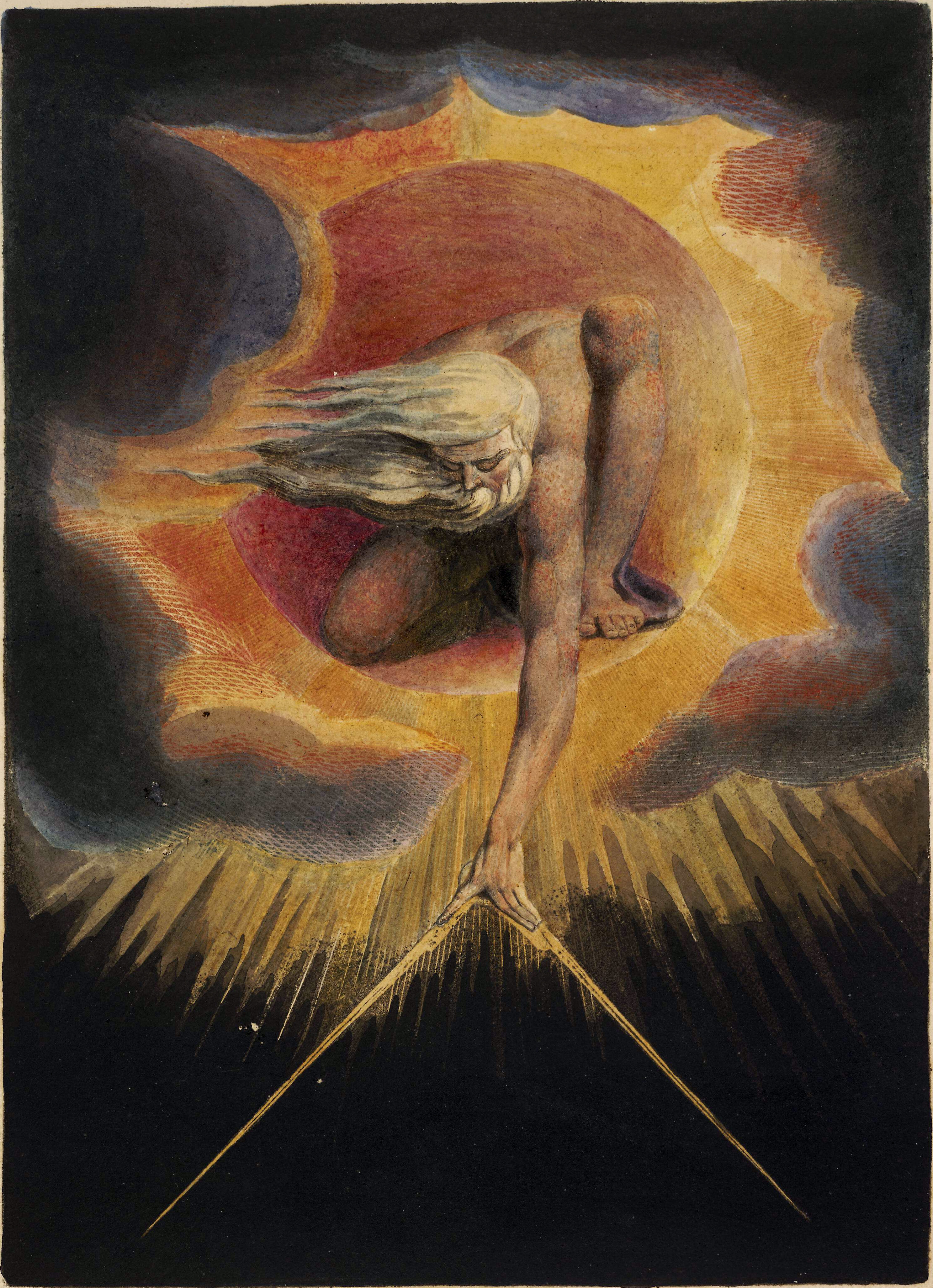
L'ancià dels dies, de William Blake (1794).
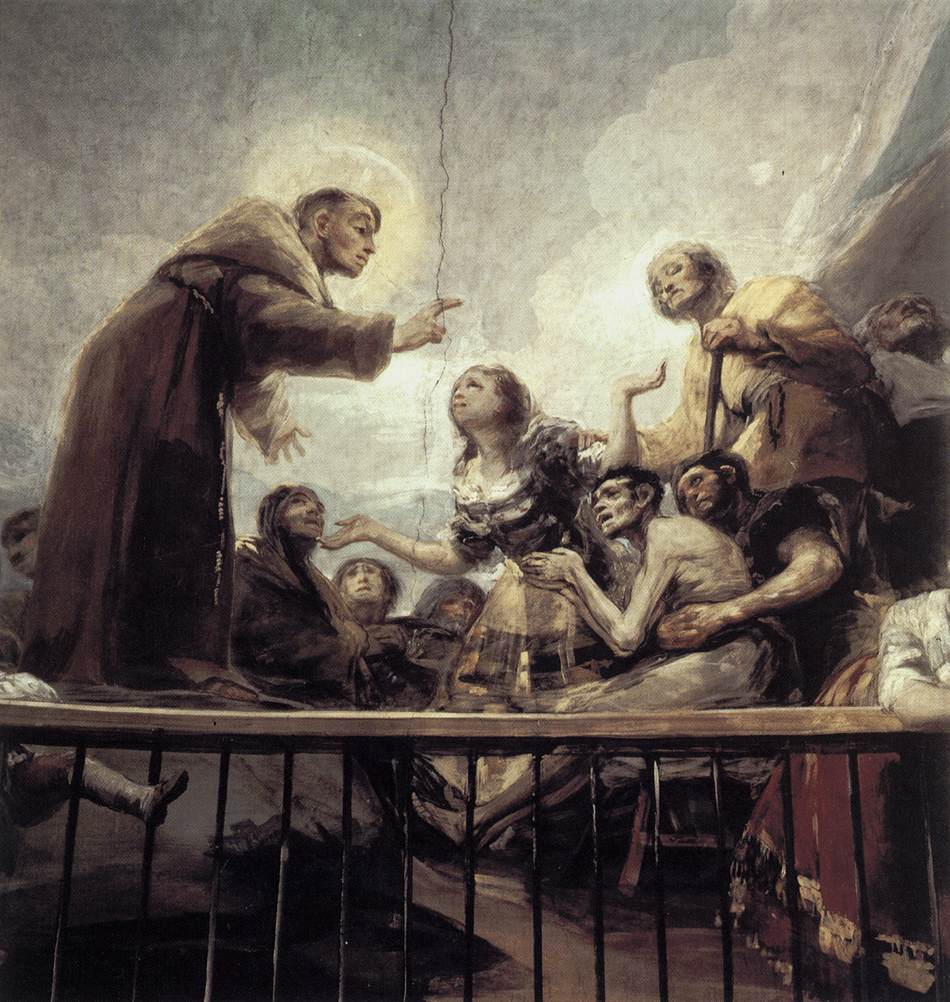
Frescos de l'Ermita de Sant Antoni de la Florida, de Goya (1798).
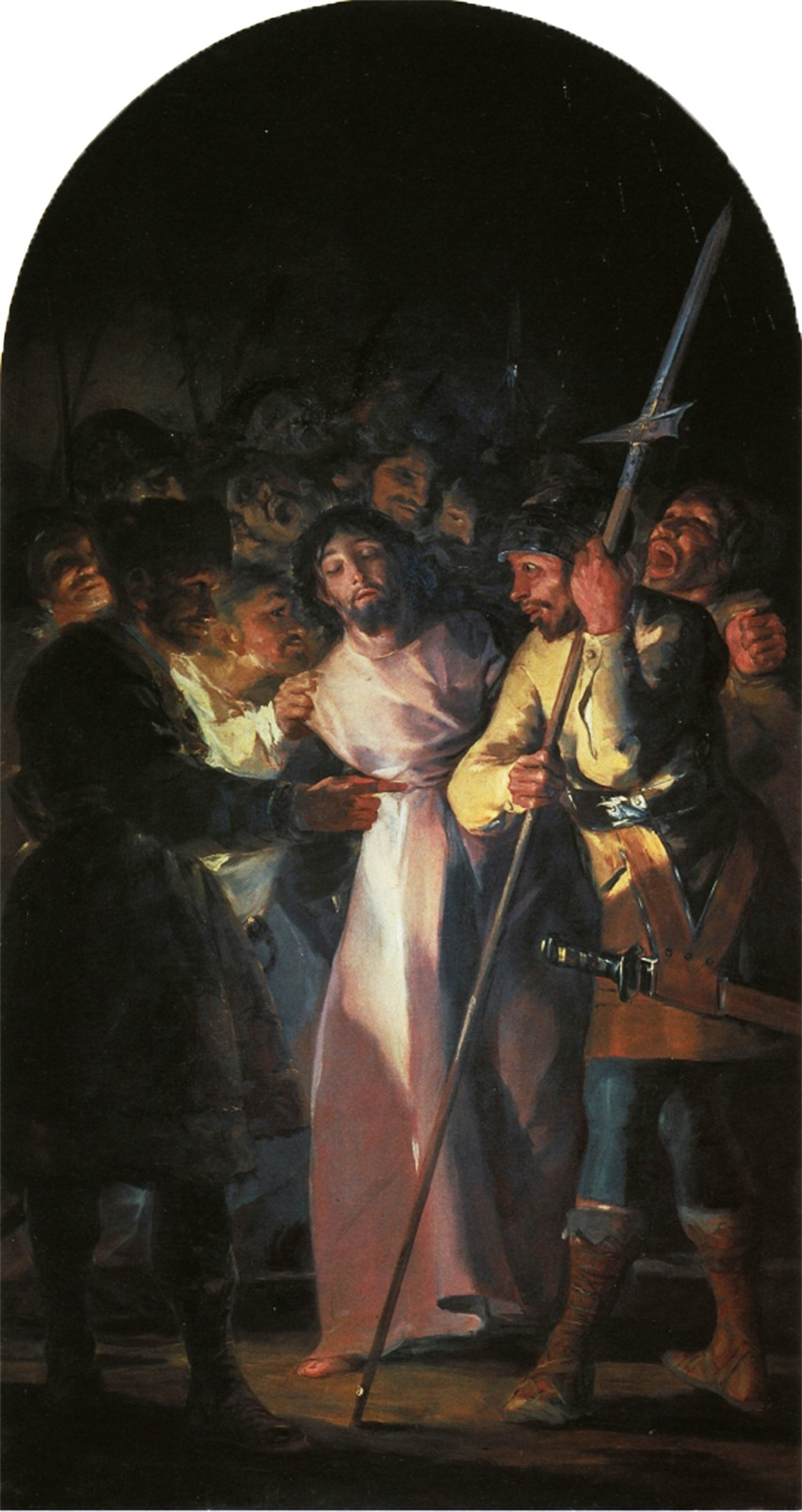
La detenció de Jesús, de Goya
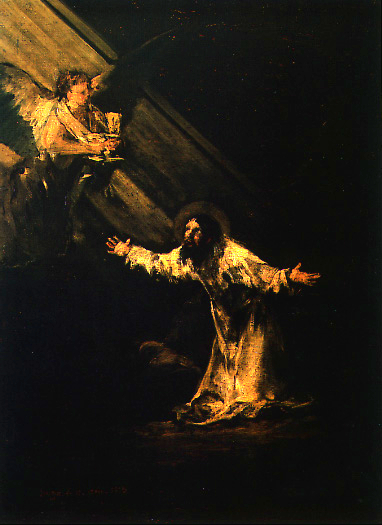
Crist a l'hort de les oliveres, de Goya.
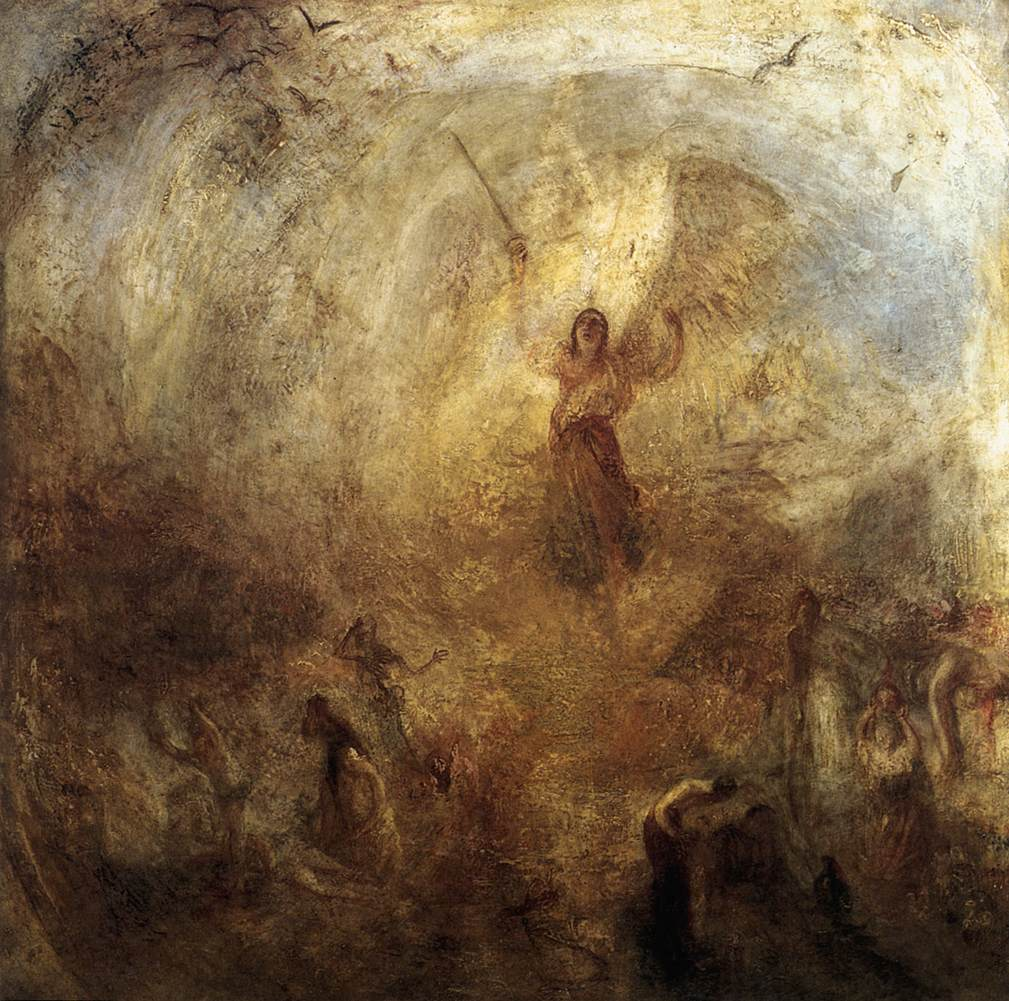
The Angel Standing in the Sun, de Turner.
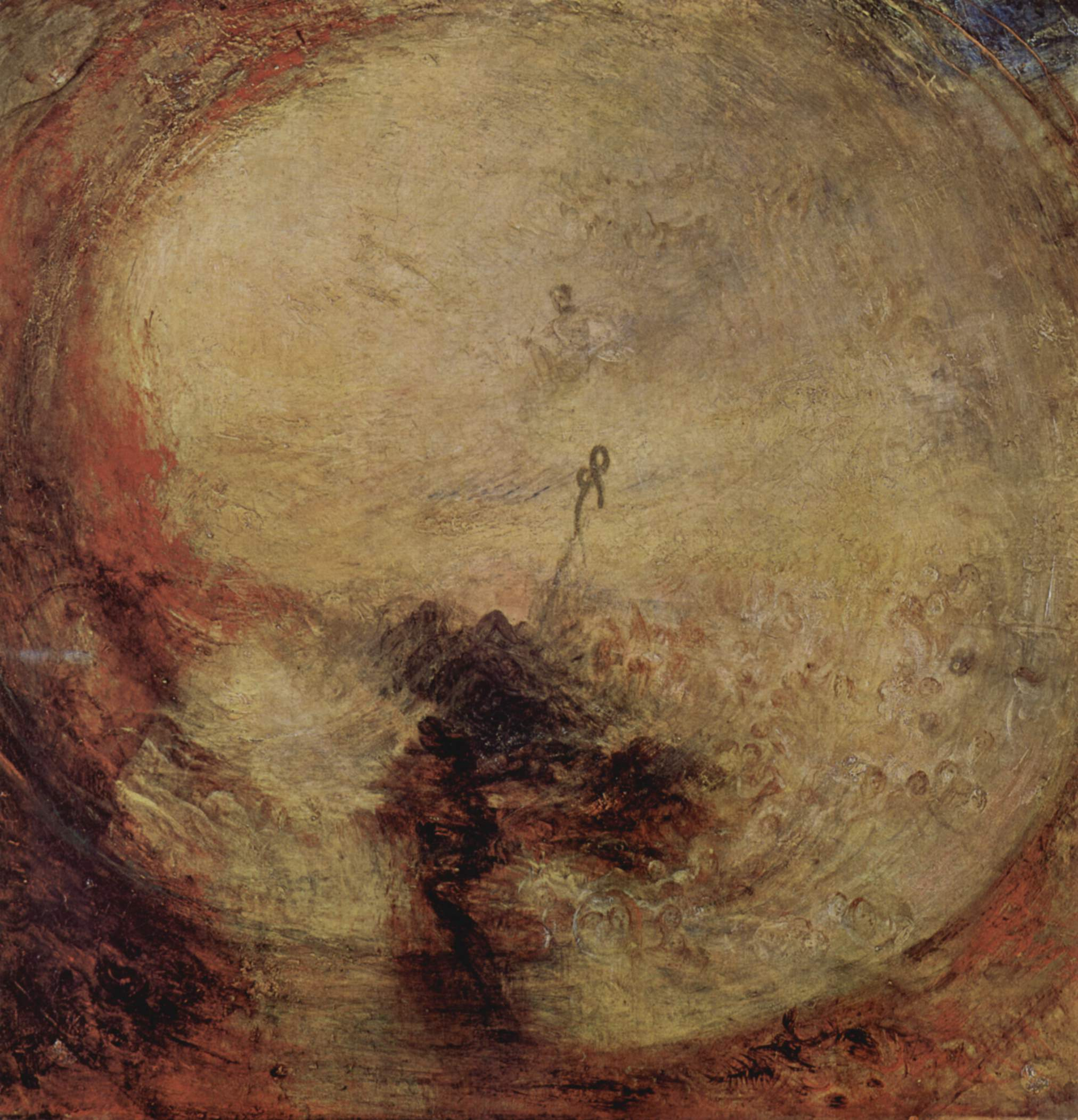
Llum i color: El matí després del diluvi. Moisès escrivint el Llibre del Gènesi, de Turner.
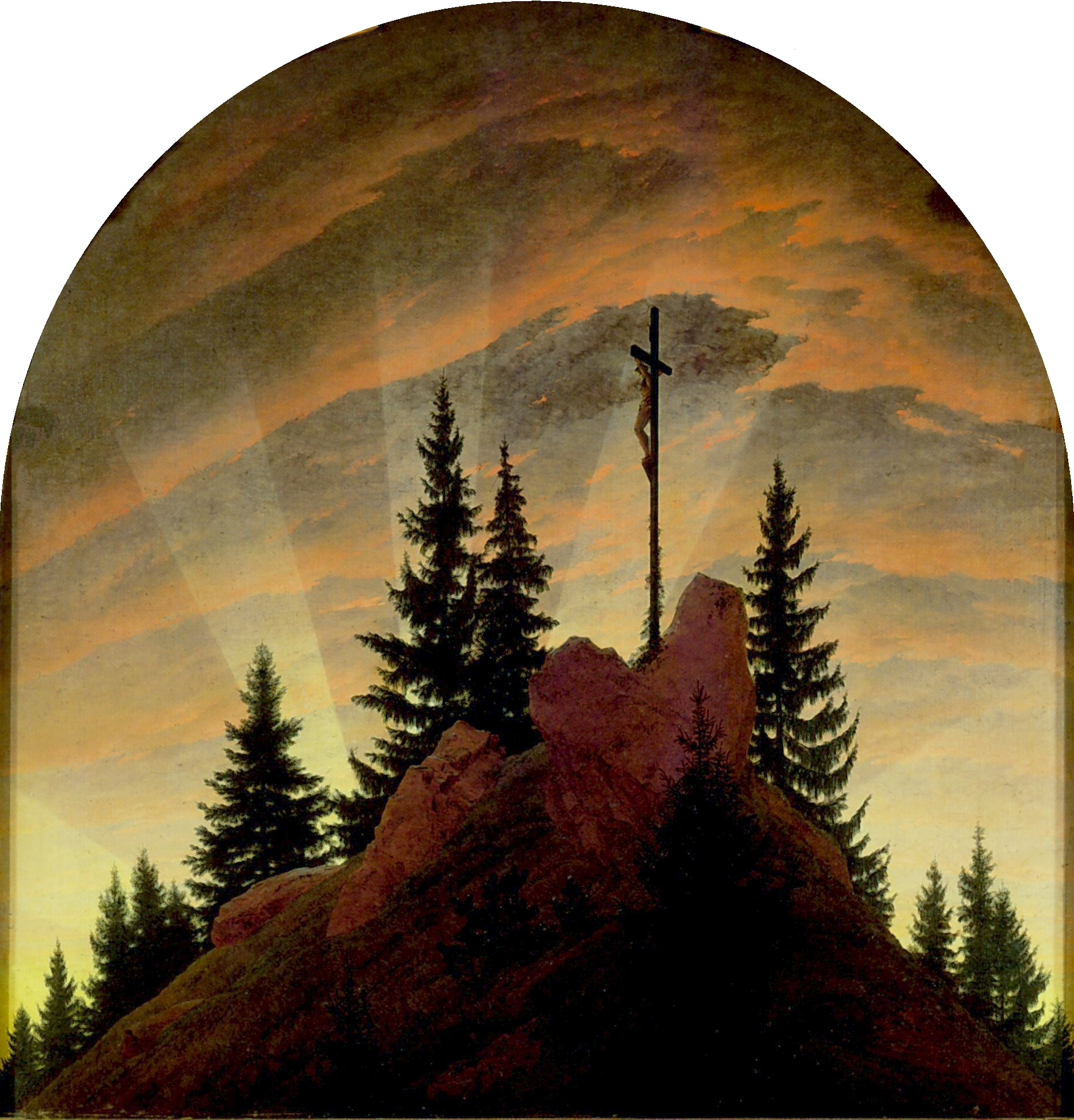
La Creu de la muntanya, de Friedrich.
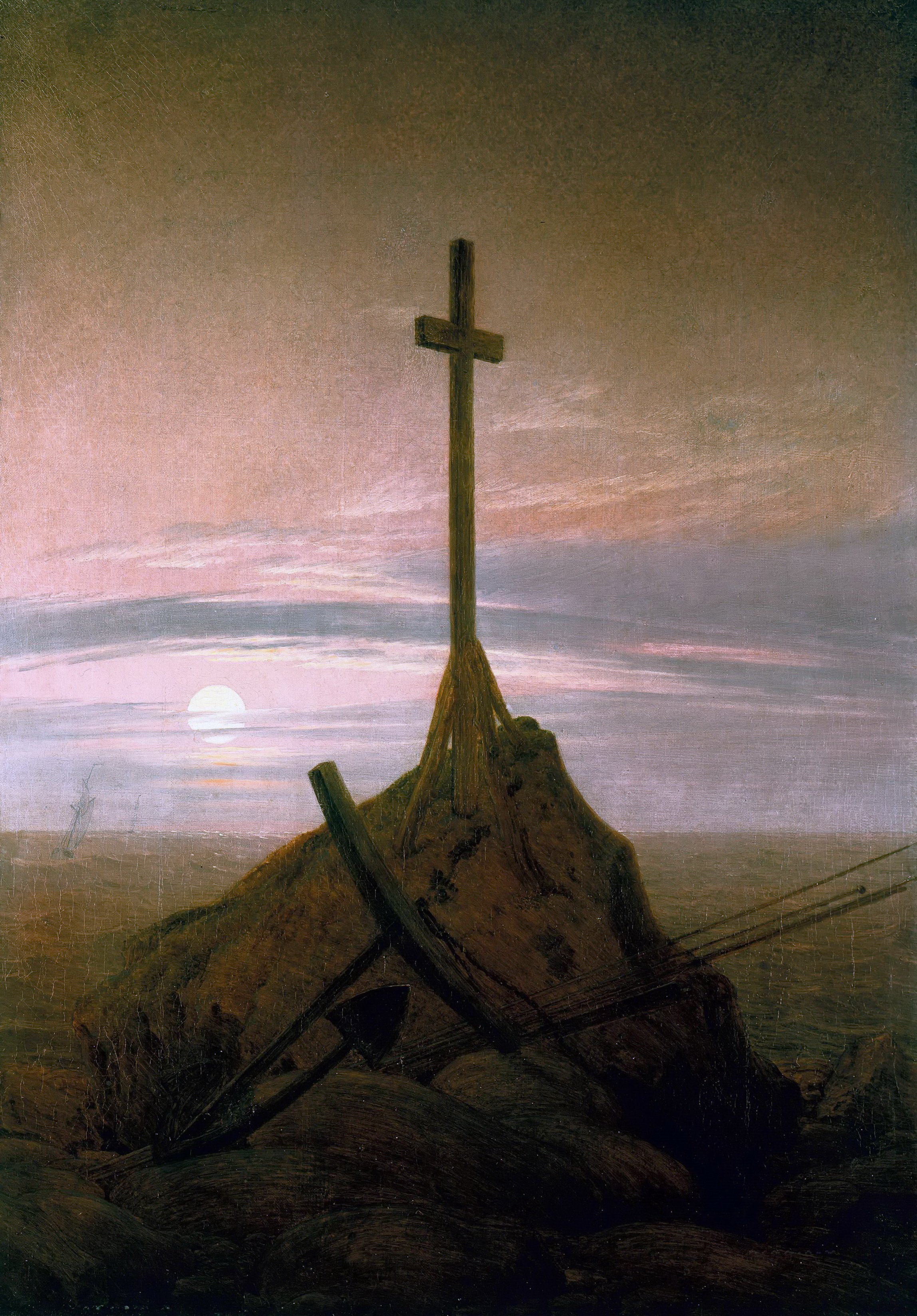
La Creu en el Bàltic, de Friedrich.
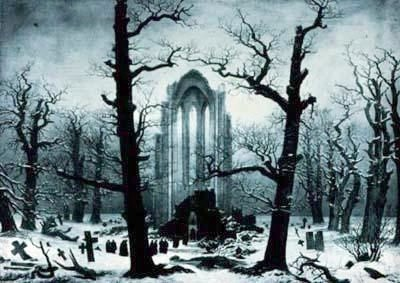
Enterrament a la neu, de Friedrich.
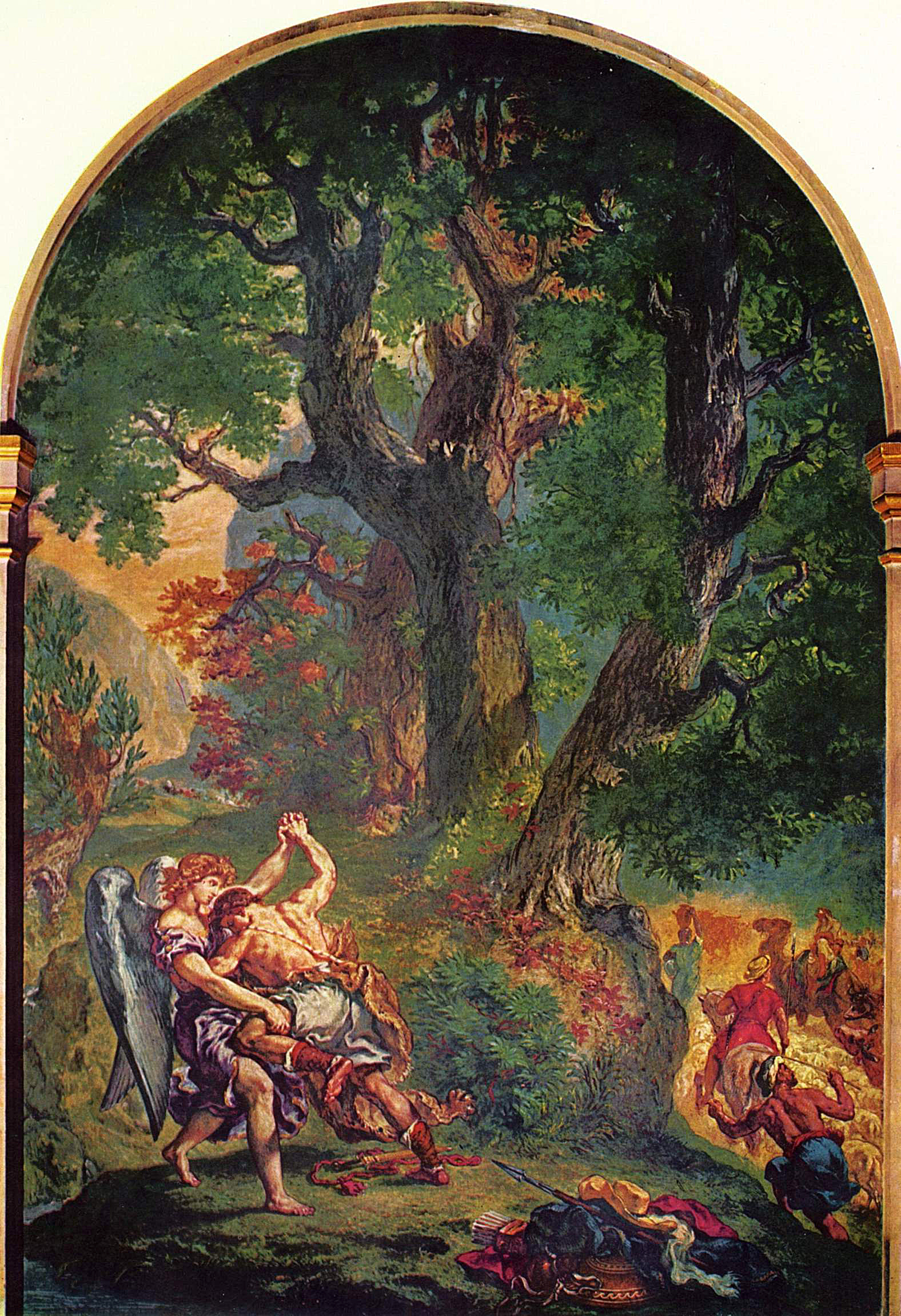
Jacob lluitant amb l'àngel, de Delacroix.
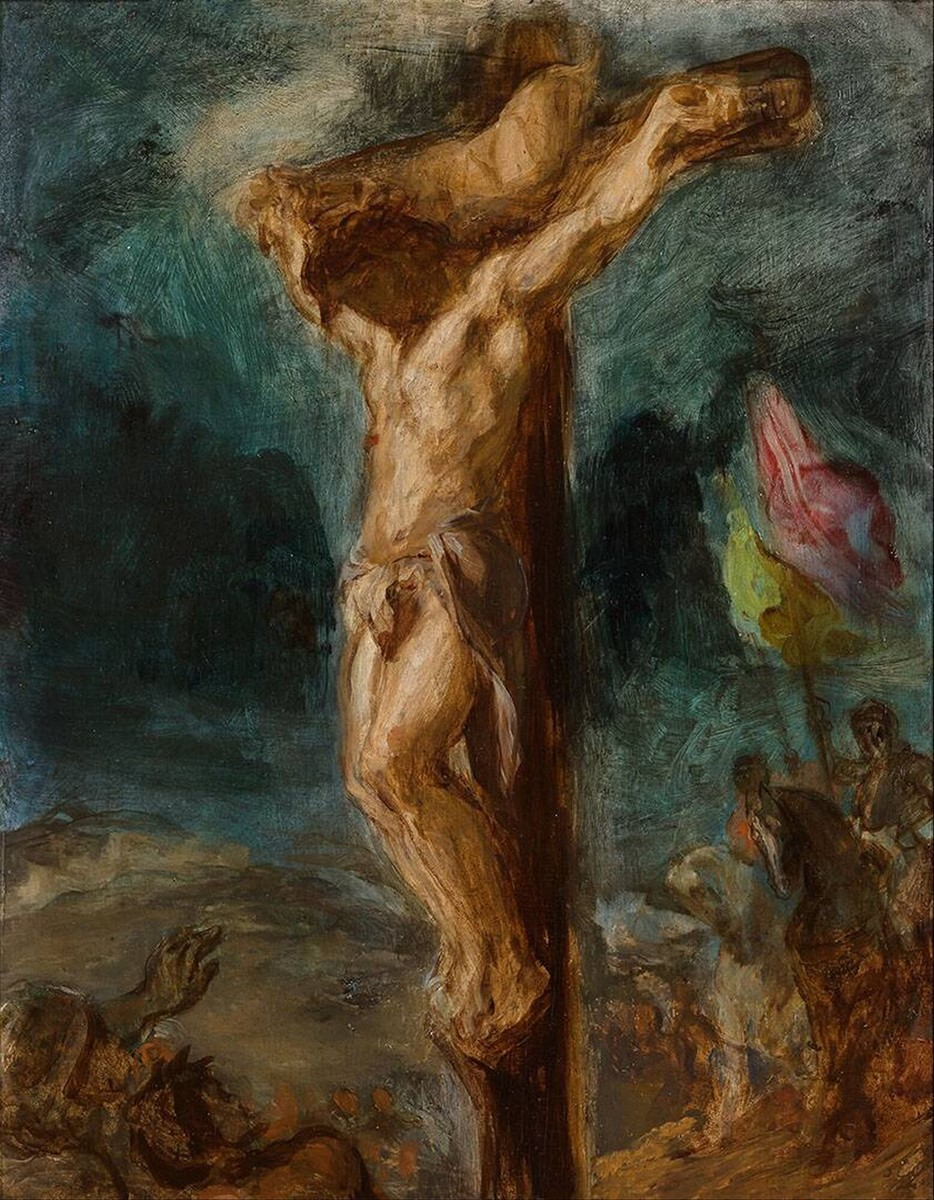
Crist a la Creu, de Delacroix.
Magdalena penitent, de Francesco Hayez.

#### Realisme i prerrafaelismo

Àngelus, de Millet.
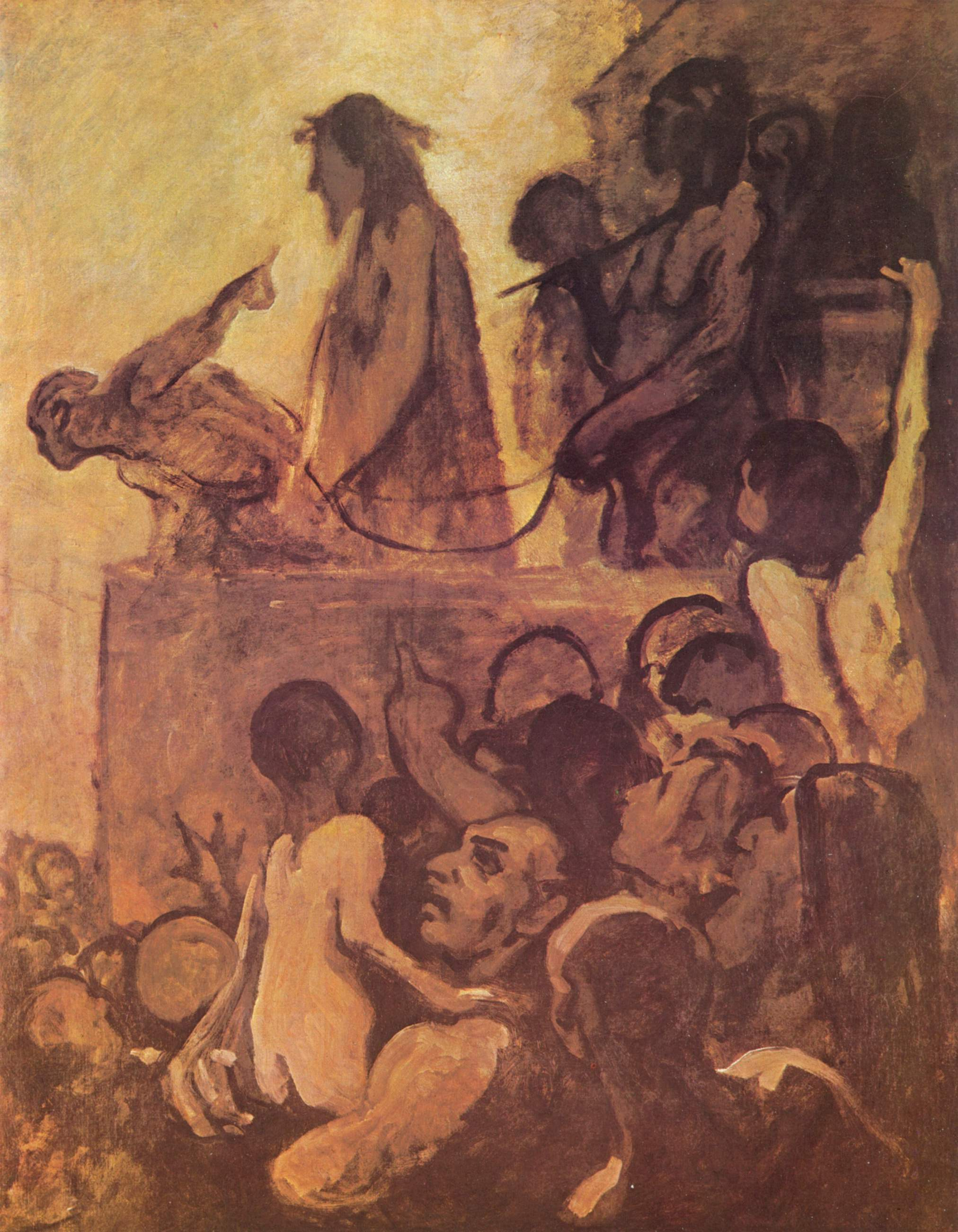
Ecce homo, de Daumier.
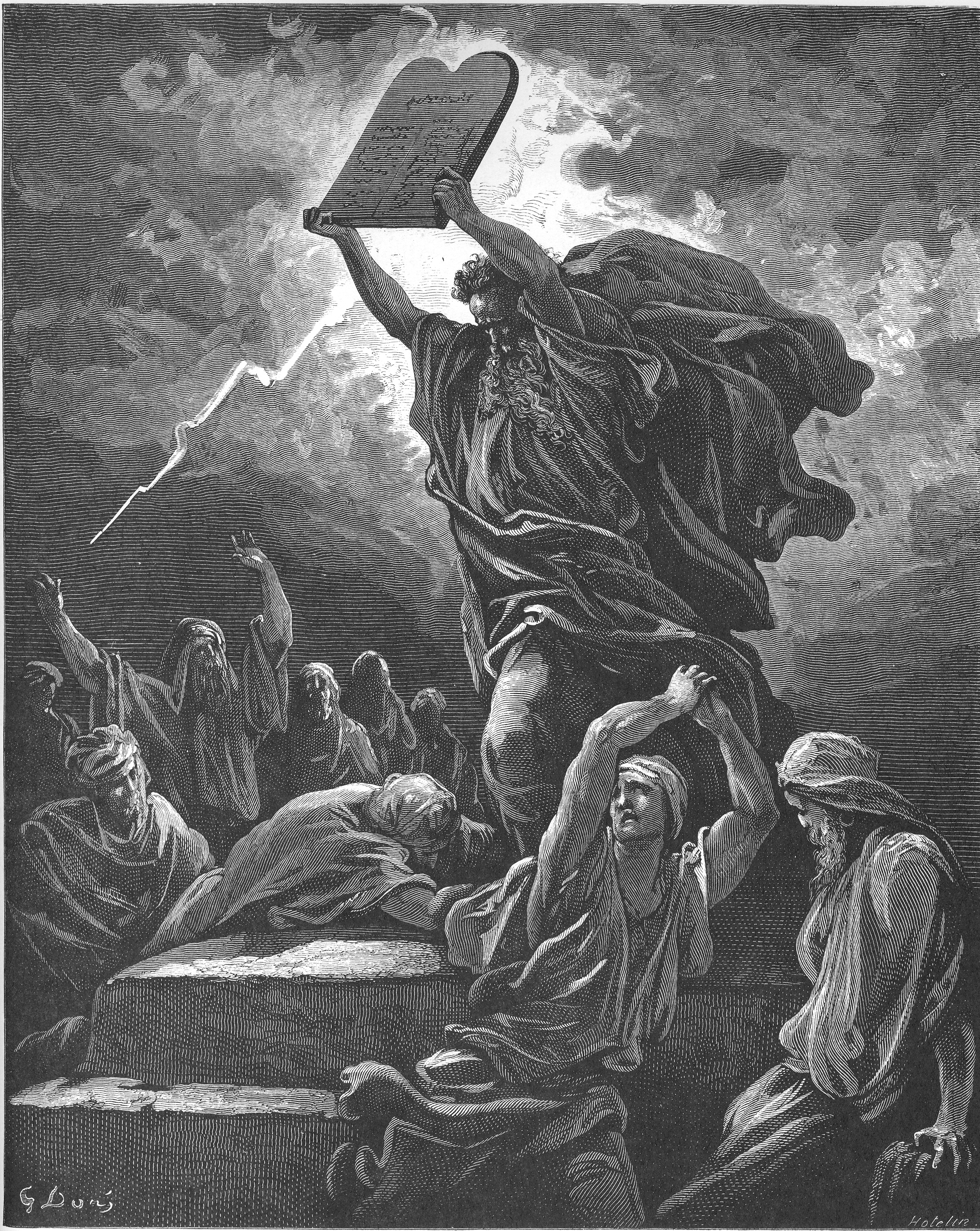
Moisès trenca les taules de la Llei, de Gustave Doré.
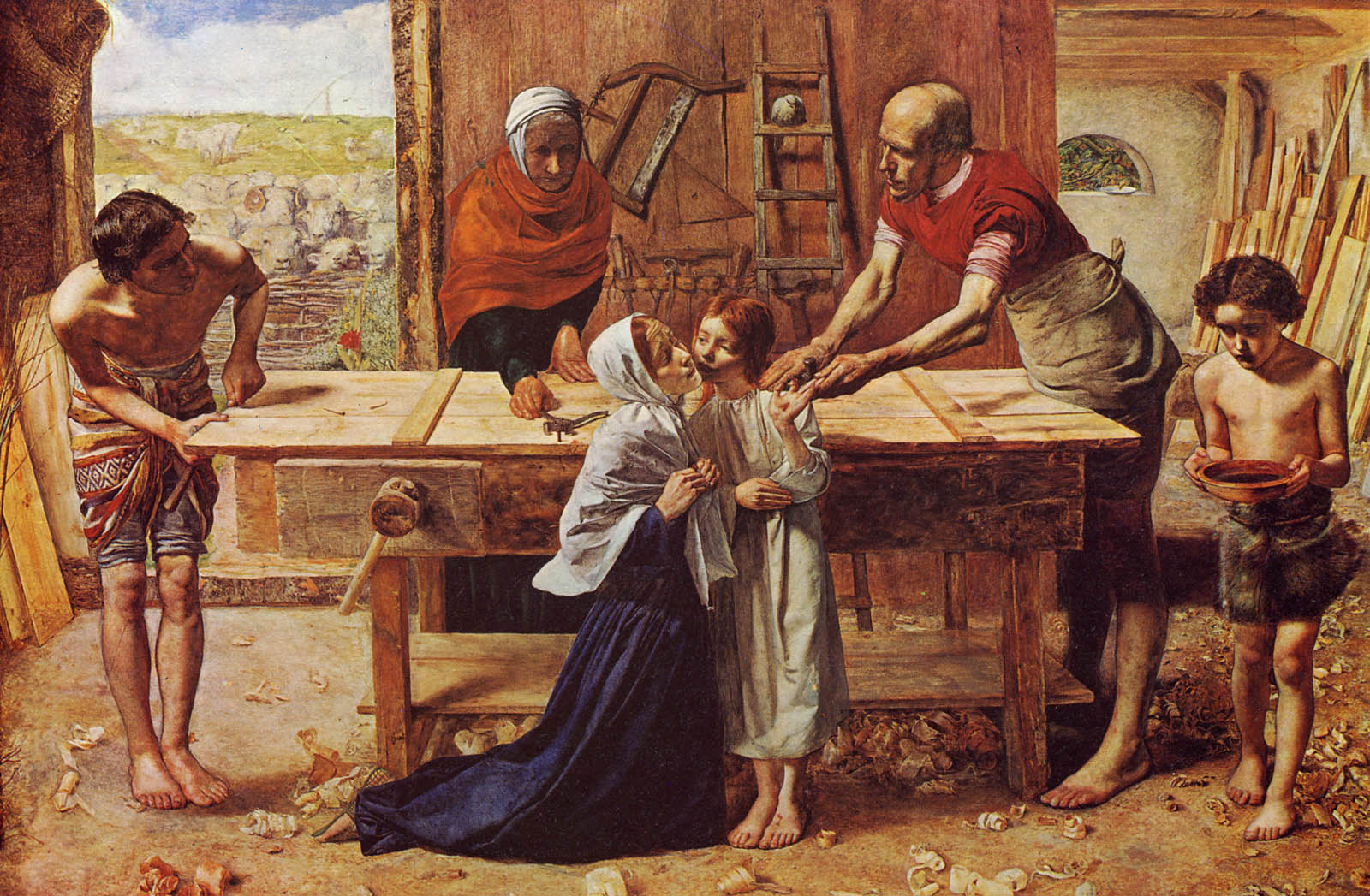
Crist a casa dels seus pares, de John Everett Millais.
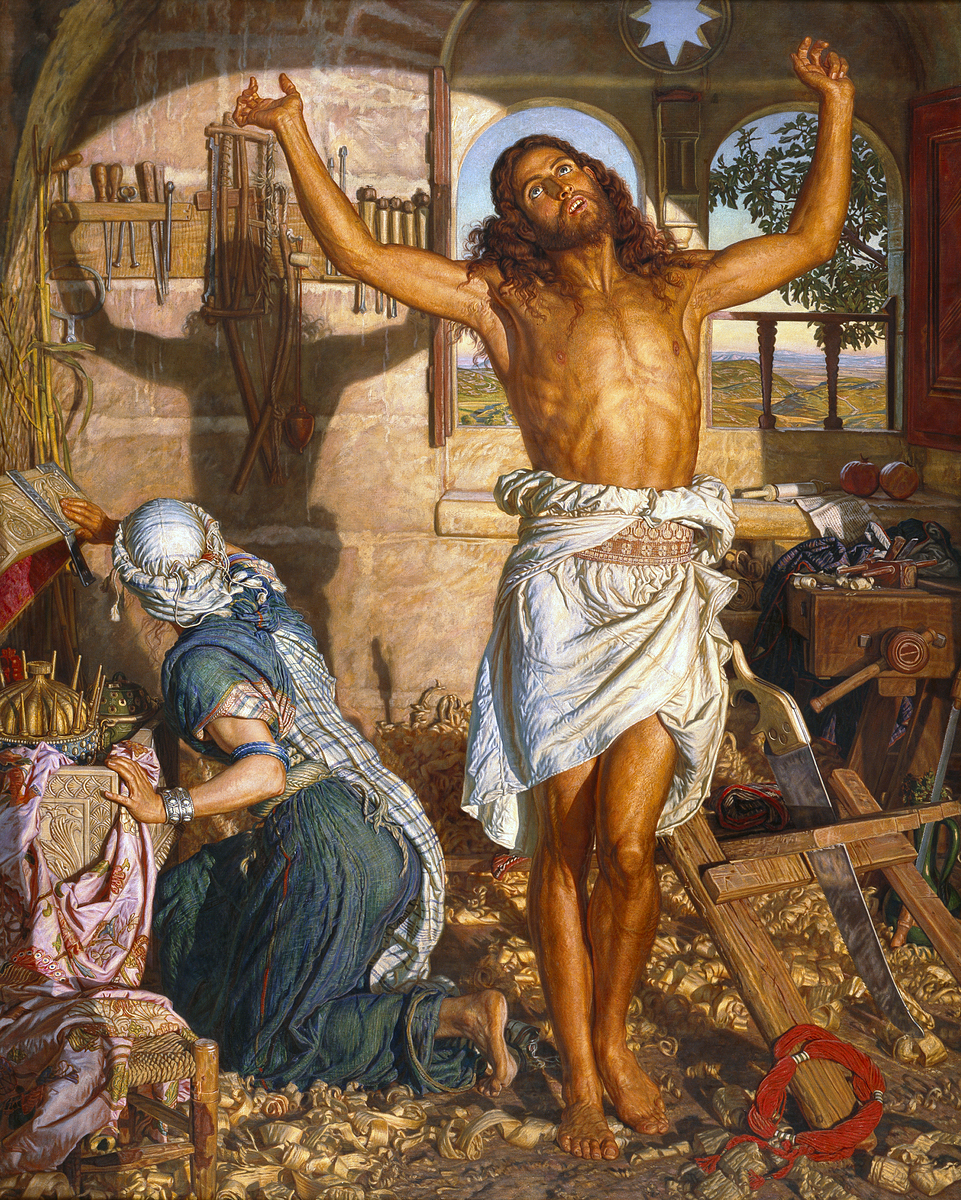
The Shadow of Death, de William Holman Hunt.
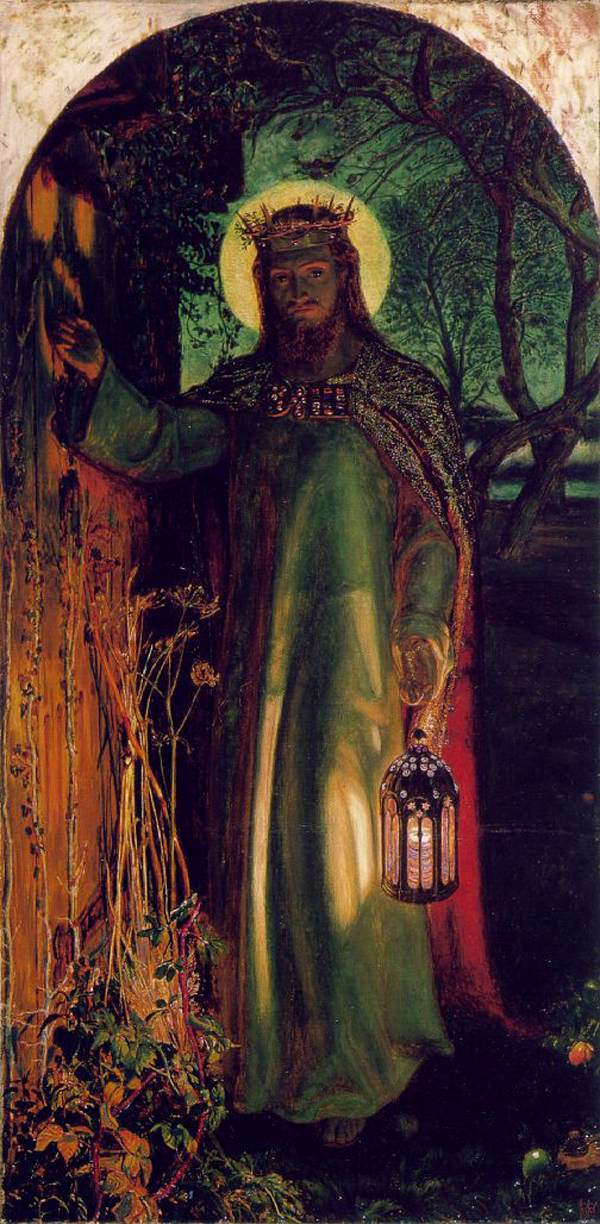
The Light of the World, de Hunt.
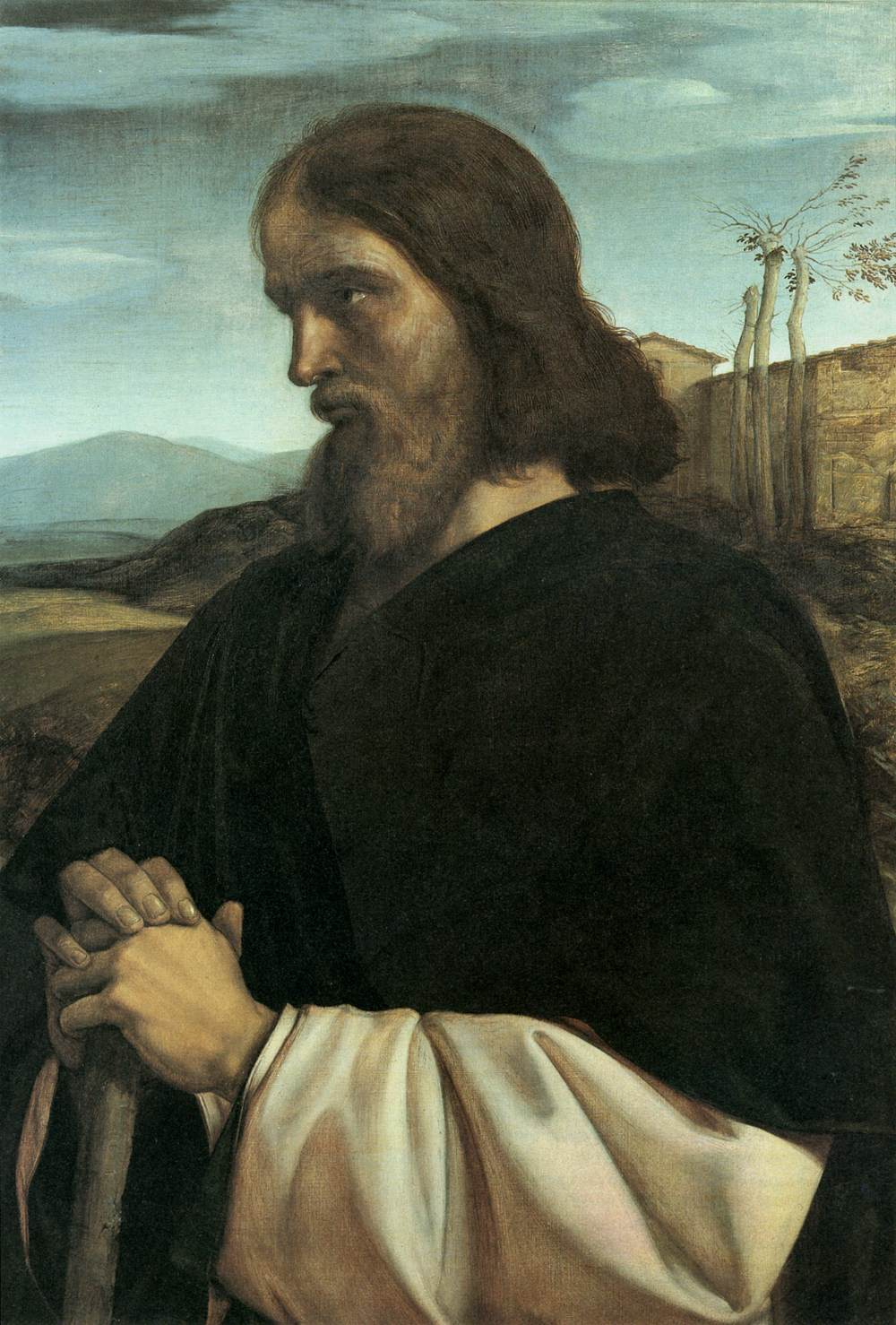
Sant Josep, de William Dyce.
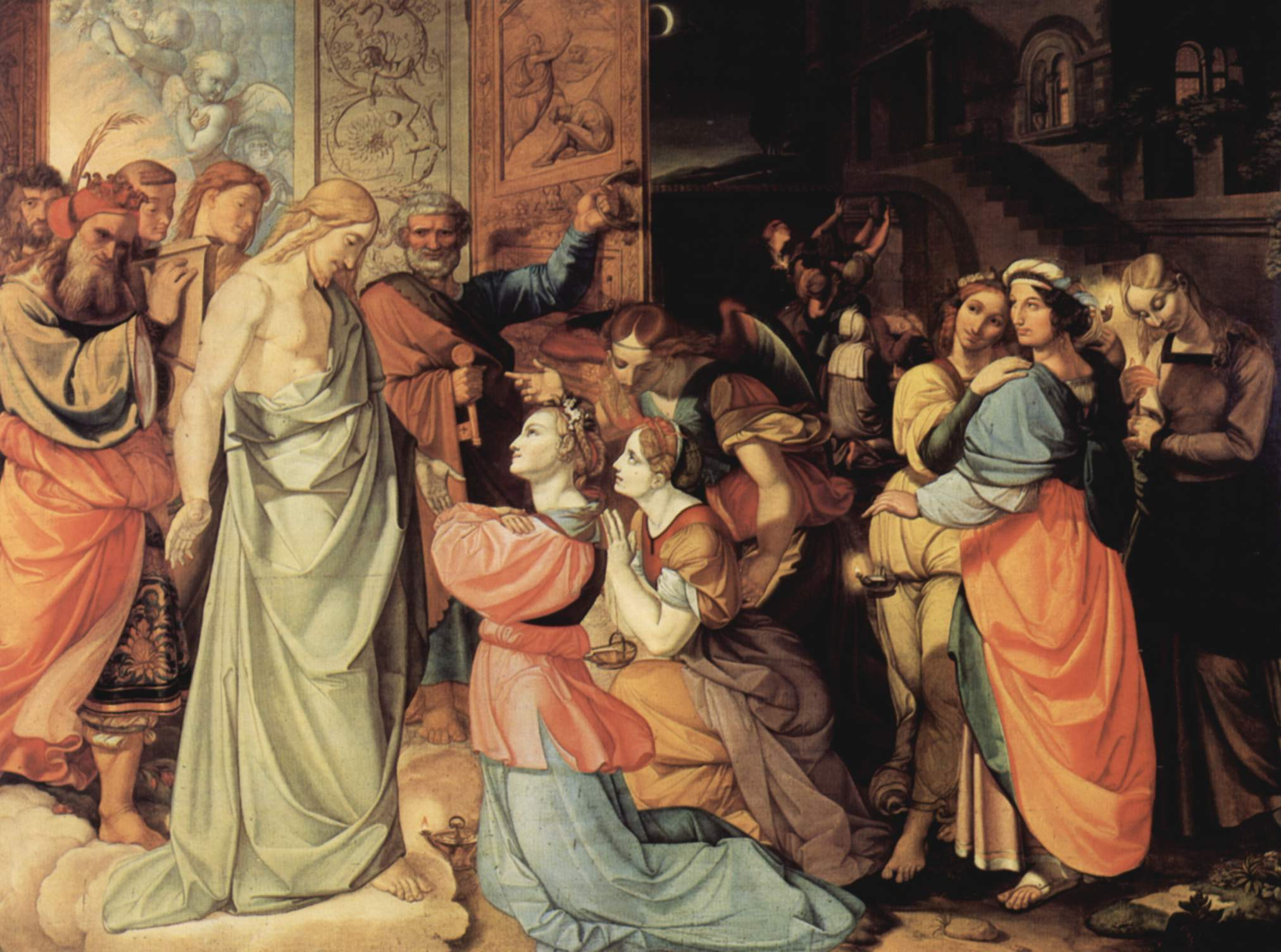
Les verges ximples i les verges sàvies, de Peter von Cornelius.

El realisme francès, tal com va ser definit per Courbet i el seu cercle, era un moviment revolucionari tant estèticament com políticament. Tal condició el situava en el costat oposat de la clientela catòlica tradicional. Això no obstant, l'espiritualitat individual de pintors com Millet o Daumier es van expressar en mostres genuïnes d'art cristià. No tan evident és la inspiració cristiana d'algunes representacions de temes religiosos tradicionals, com laMagdalena penitent, l'abundància de la qual a mitjan segle xix pot ser a causa de altres motivacions. Alguns pintors, com el decadentista Félicien Rops utilitzaven els temes religiosos amb una explícita intenció provocativa o fins i tot blasfema.
A Alemanya o Anglaterra, els denominats "natzarens" i " prerafaelites" buscaven la puresa (alhora artística i religiosa) en el retorn a un moment passat de la història de l'art, que imaginaven ingenu i desproveït d'artificis tant barrocs com academicistes.

#### Impressionisme, postimpresionismo i modernisme
Malgrat l'indiferentisme religiós o l'anticlericalisme de bona part de l'entorn artístic no oficial en què es van desenvolupar els moviments innovadors de finals del segle xix, l'espiritualitat cristiana, més o menys heterodoxa, va estar present a les seves creacions. En el cas de Gaudí, la seva religiositat no només era molt profunda, sinó que estava completament integrada en les estructures eclesiàstiques, fins a tal punt que s'ha iniciat el seu procés de beatificació.

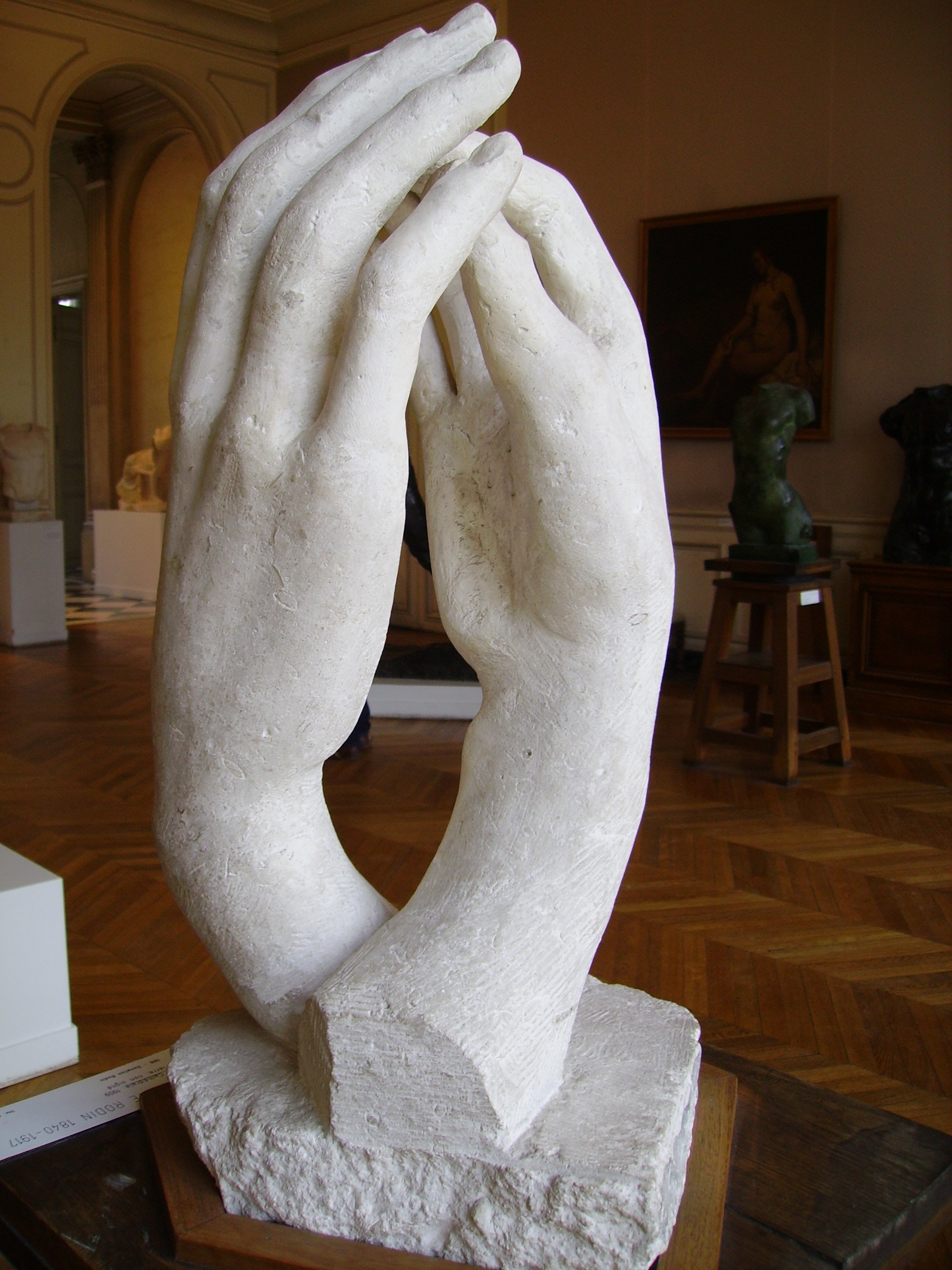
La catedral, de Rodin.
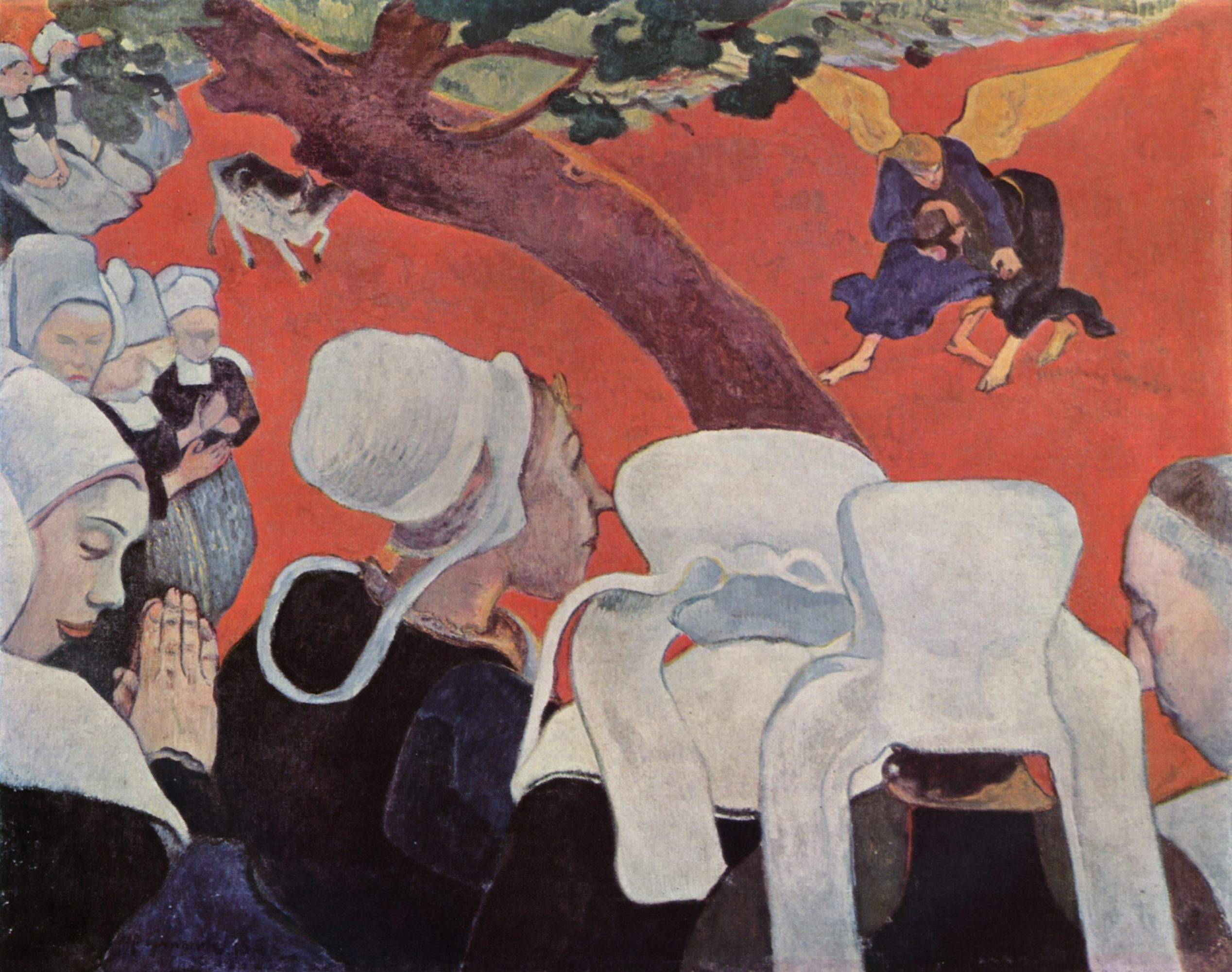
Visión tras el sermón: Jacob lluitant contra l'àngel, de Gauguin.
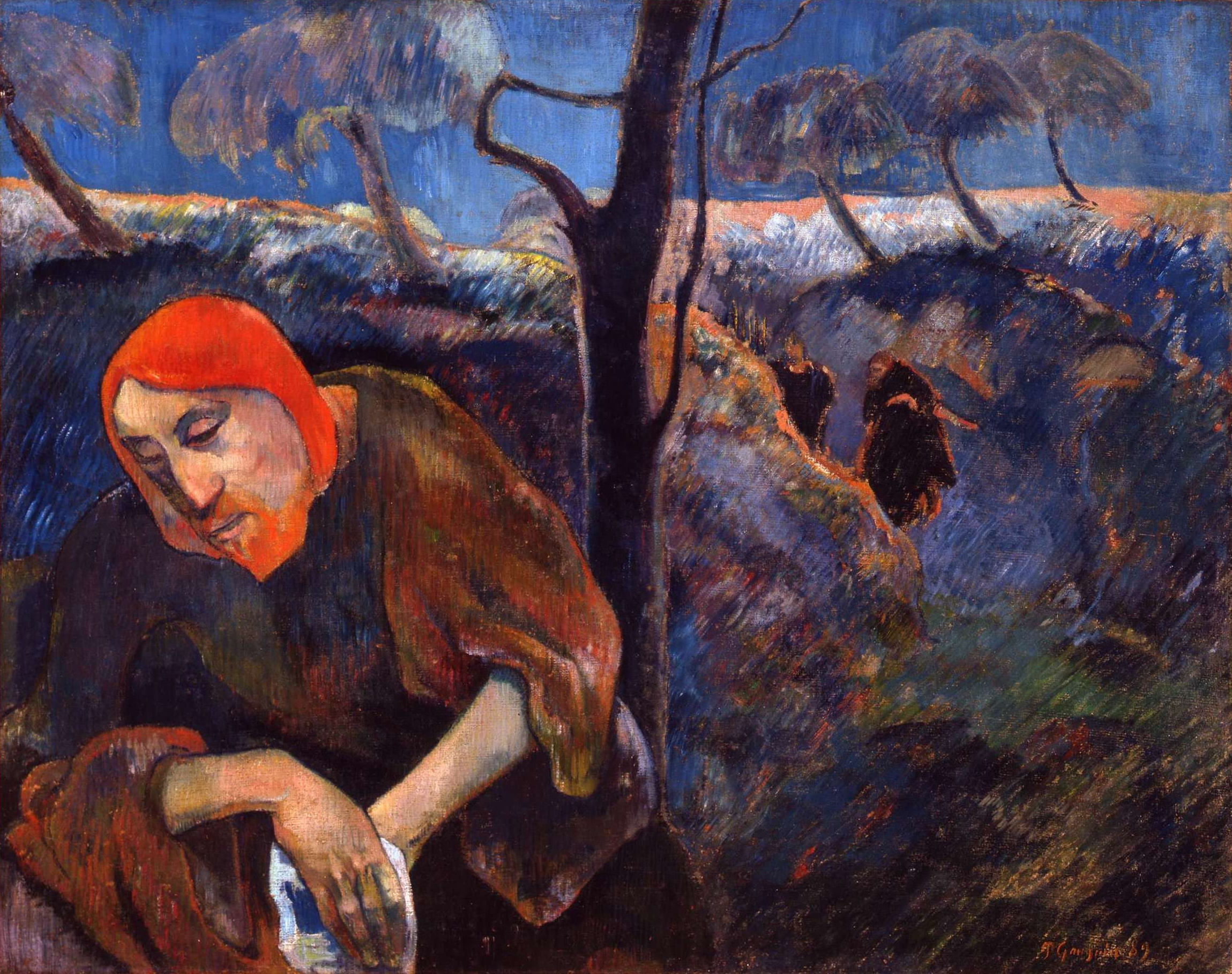
Crist a l'hort de les oliveres, de Gaugin.
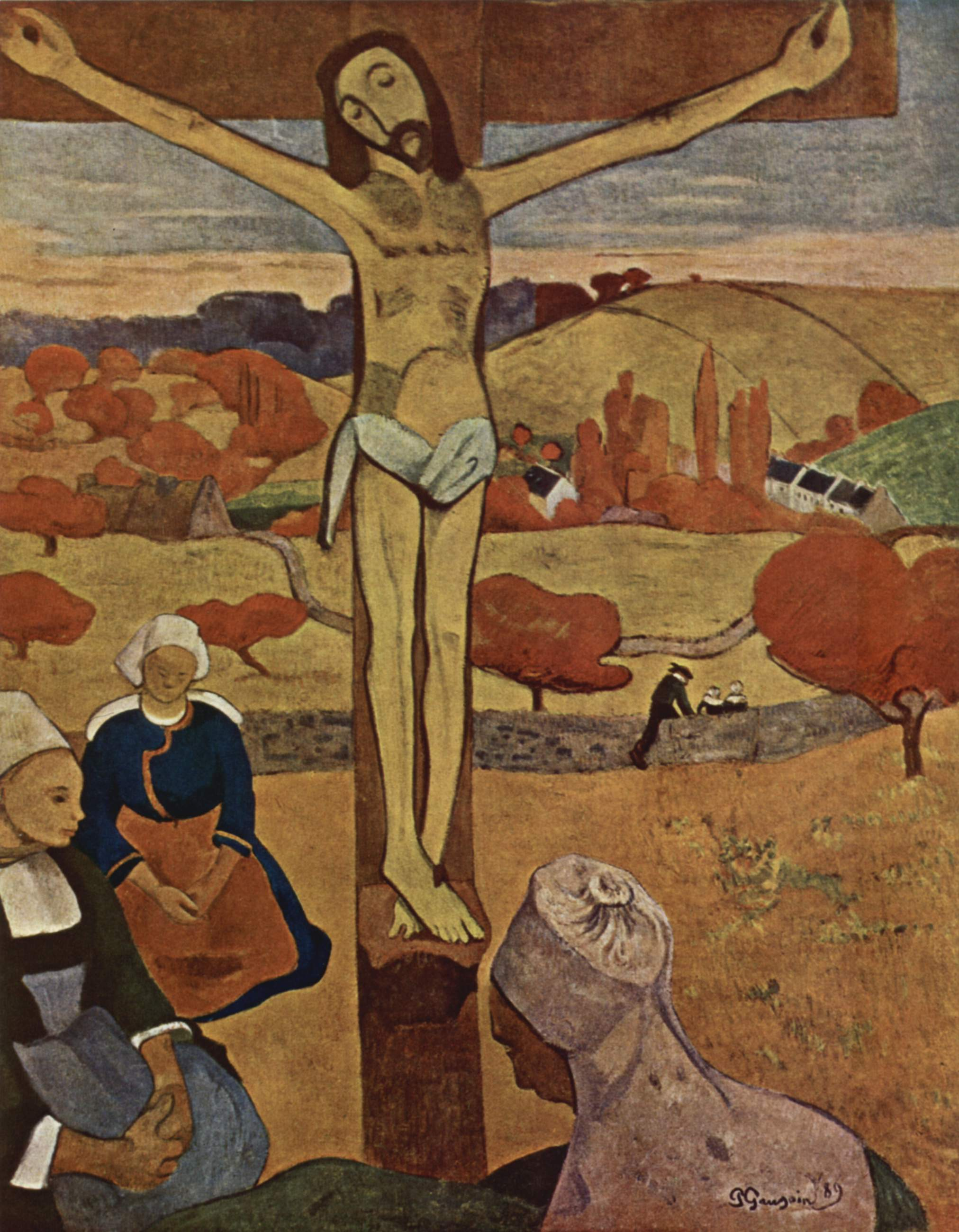
El Crist groc, de Gaugin.
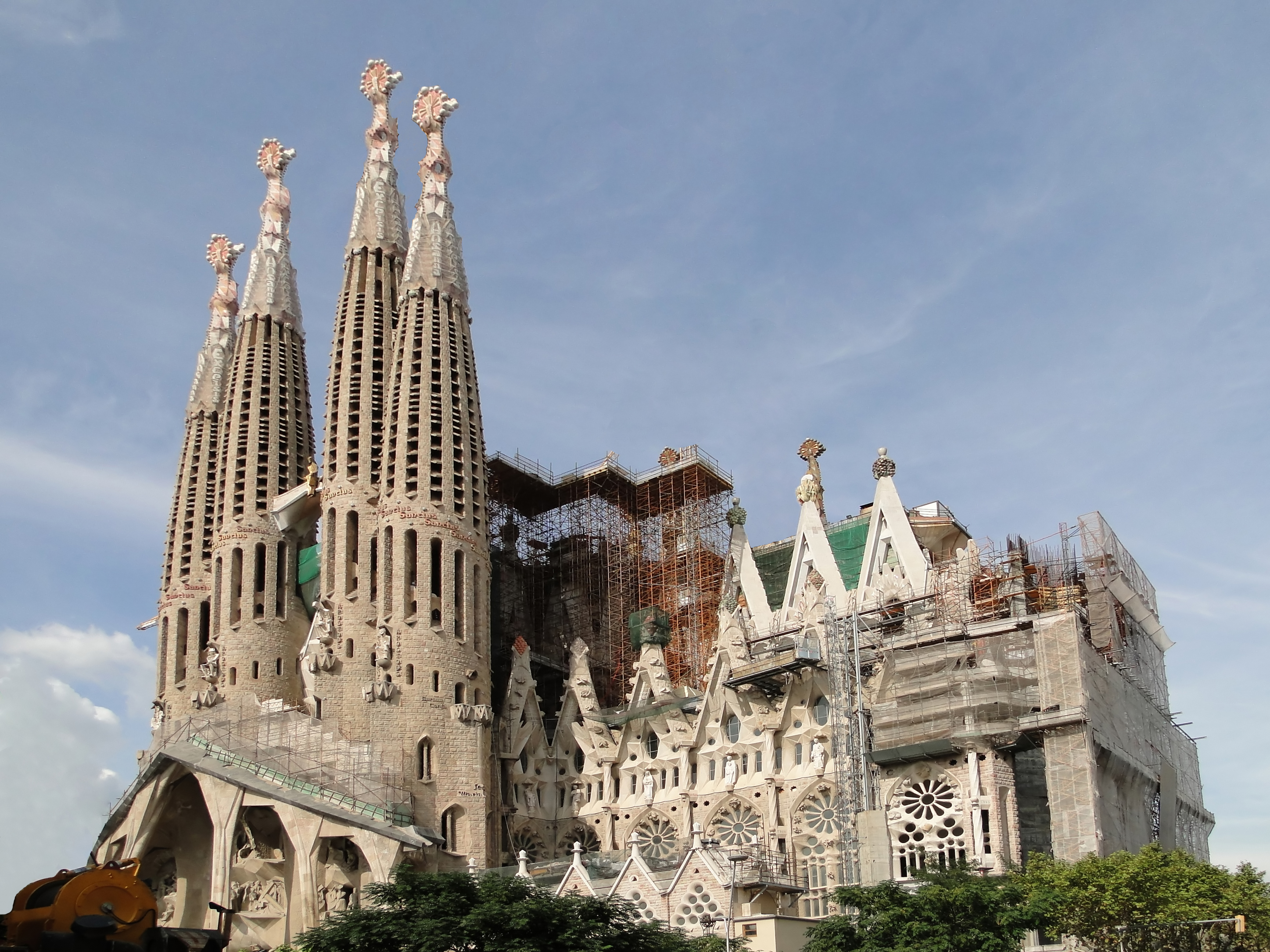
Temple Expiatori de la Sagrada Família, de Gaudí.

#### Avantguardes
L'art cristià del segle xx es va renovar estèticament gràcies, d'una banda a les obres religioses característiques d'alguns pintors vinculats a les avantguardes artístiques com Dalí (Crist de Sant Joan de la Creu,L'últim sopar,Corpus hypercubus,La Madonna de Port Lligat) o Marc Chagall (vitralls), i també gràcies al gran impacte visual de l'arquitectura dels moviments avantguardistes, com l'arquitectura expressionista i una forta influència de les tesis funcionalistes: Bauhaus, funcionalisme, racionalisme, organicisme, Moviment Modern), que es van aplicar, no sense escàndol, a alguns edificis religiosos. El Moviment Litúrgic iniciat per Johannes van Acken (La construcció cristocéntrica d'esglésies, 1922) va influir en un canvi de sensibilitat del cristianisme cap als espais de culte, que es va anar concretant en algunes experiències arquitectòniques, tant a edificis catòlics com en protestants (Dominikus Böhm, Otto Bartning). Ja en la segona meitat del segle xx, la profunda renovació que va suposar per al catolicisme el Concili Vaticà II es va expressar en totes les arts.

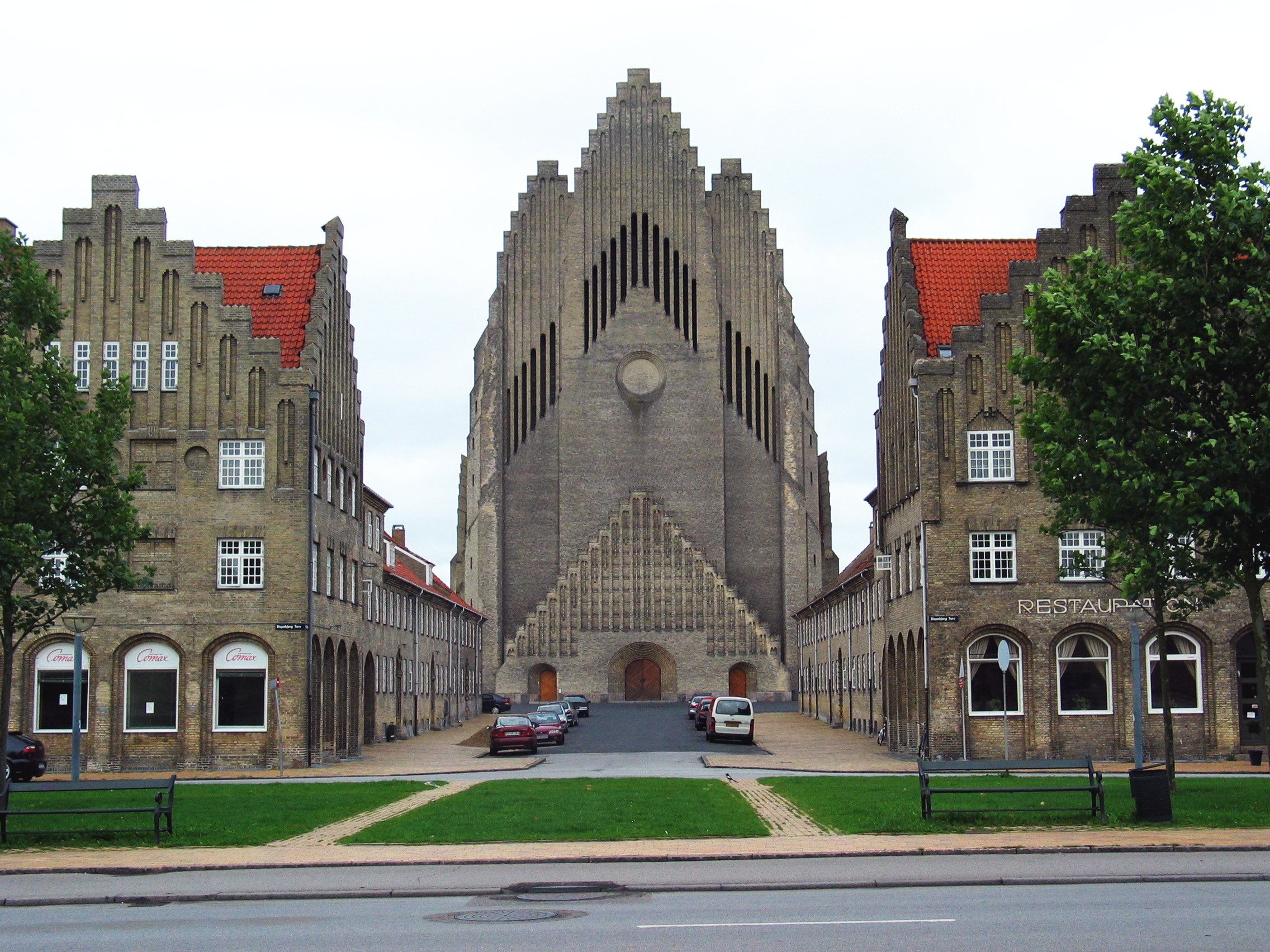
Església de Grundtvig a Copenhague, de Peder Klint (projecte de 1913, construït entre 1921 i 1926).
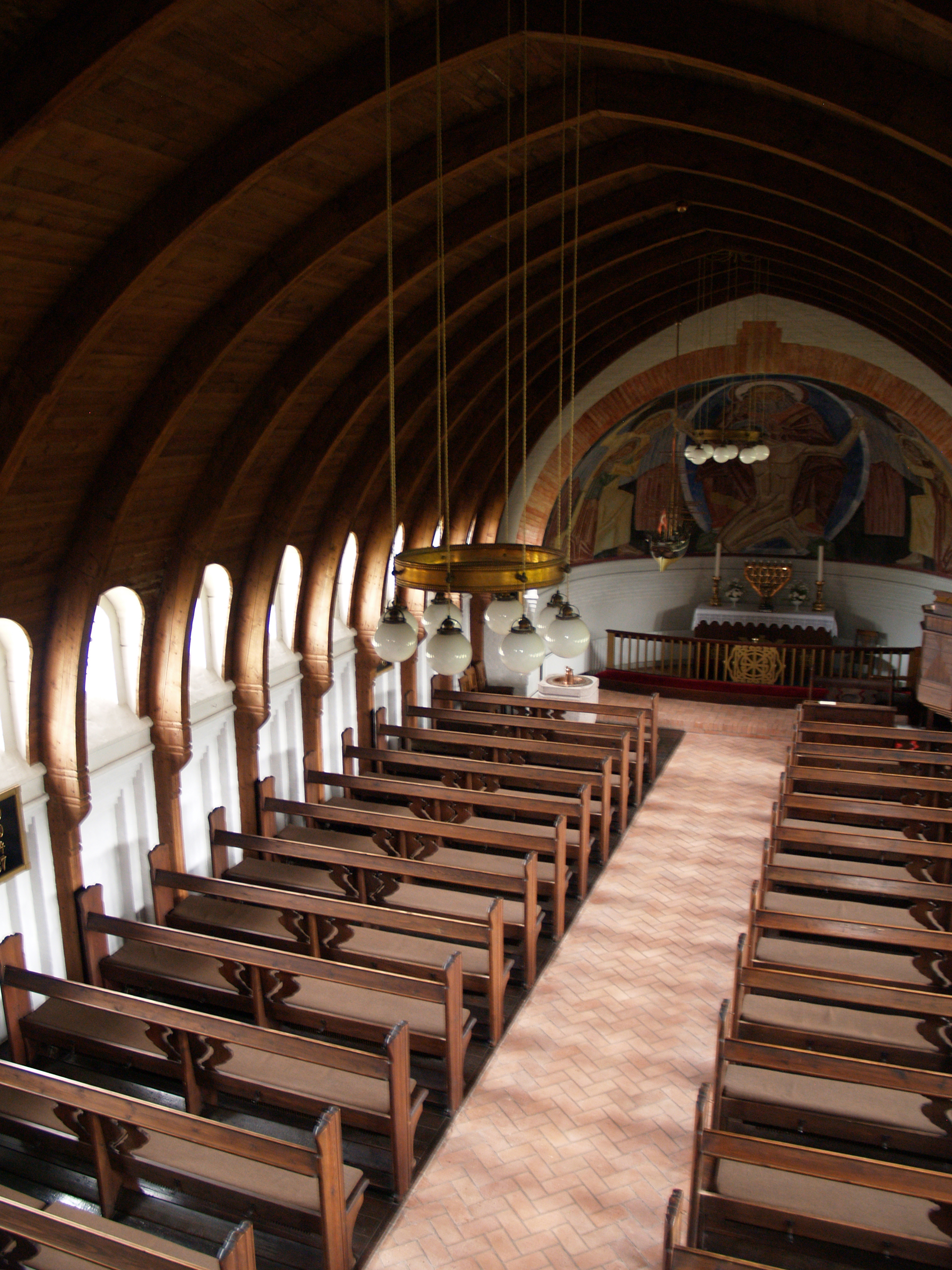
Església de Gedser, de Peder Klint (1907-1915).
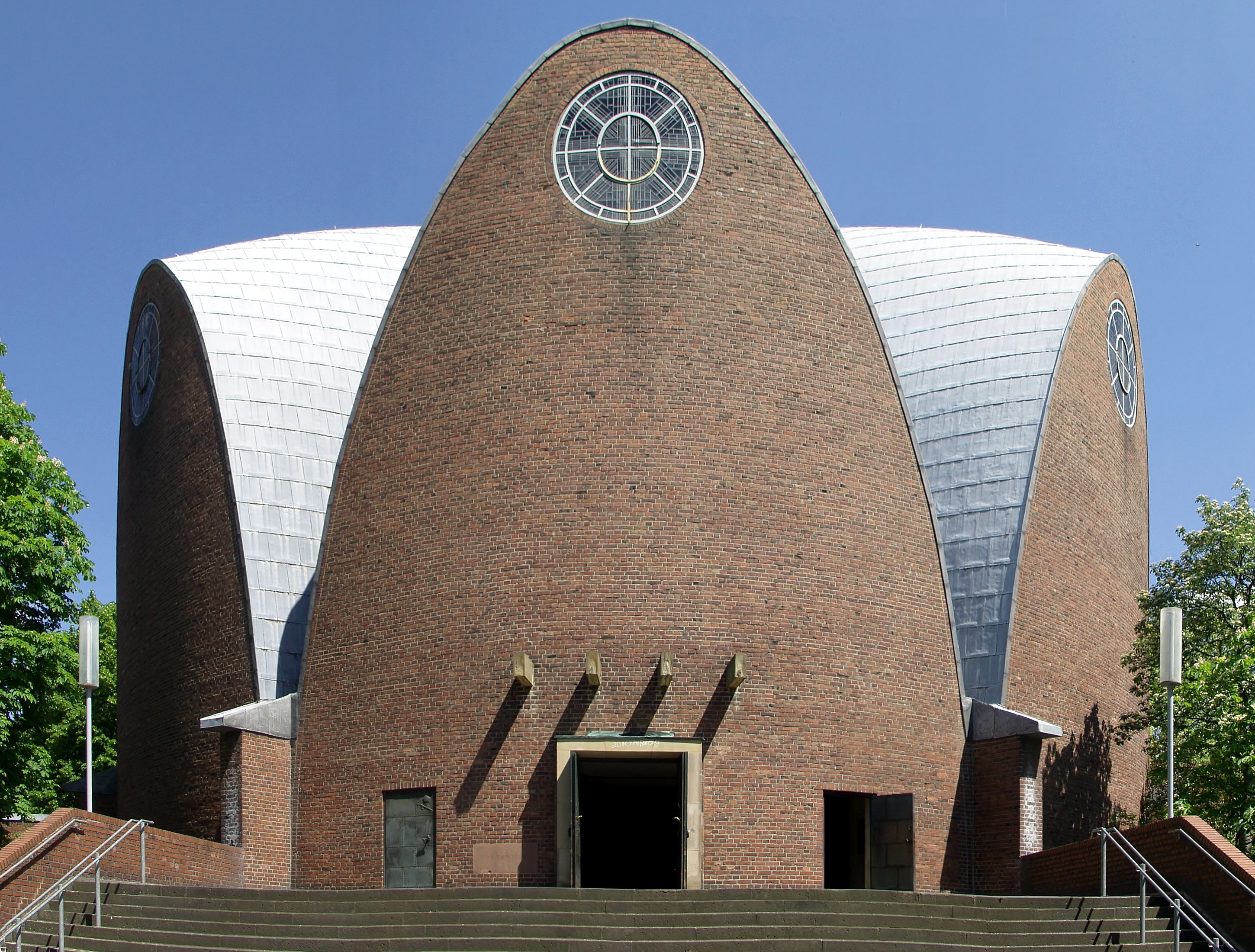
Sant Engelbert (Colònia), de Dominikus Böhm.
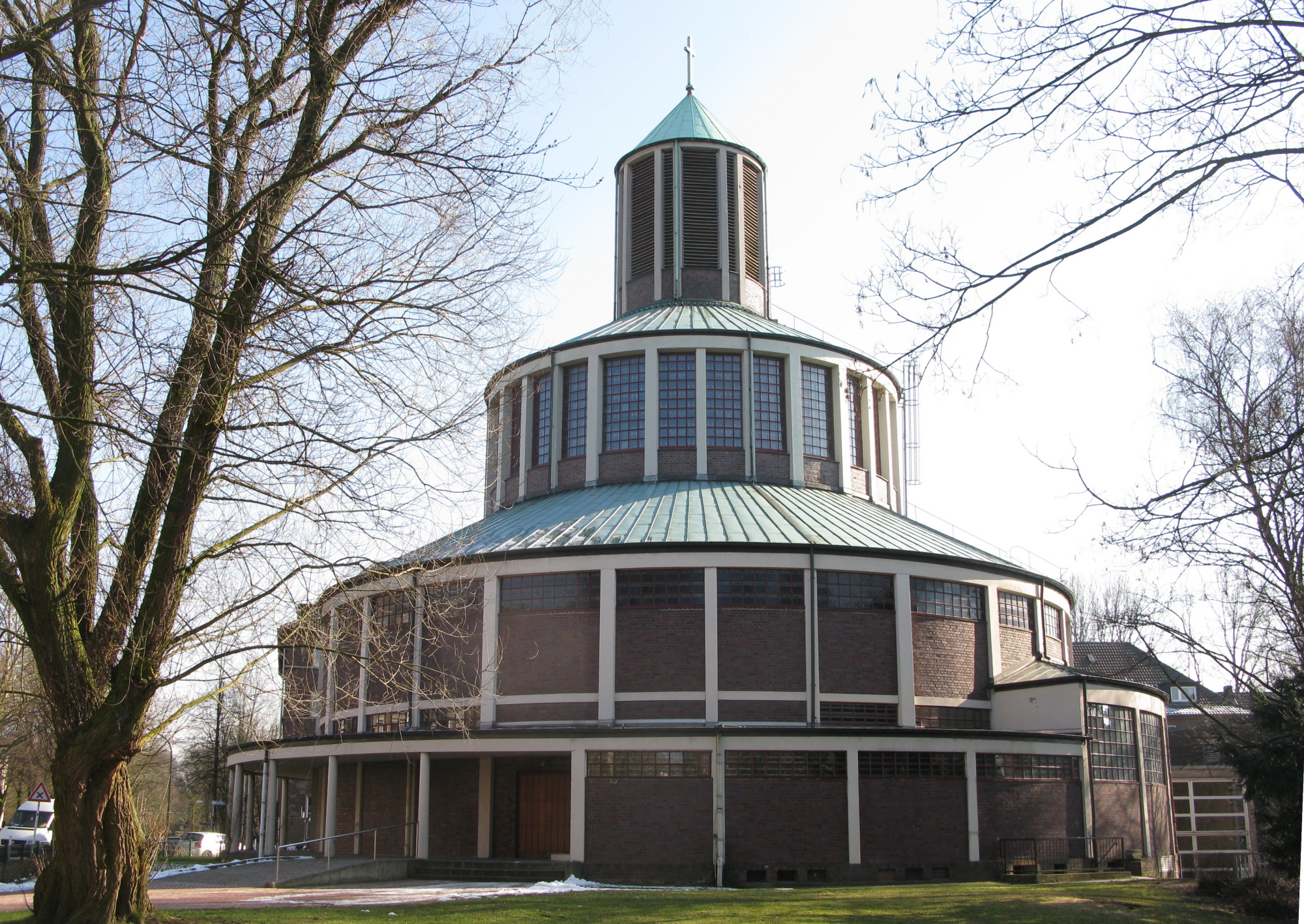
Auferstehungskirche (Essen), d'Otto Bartning.
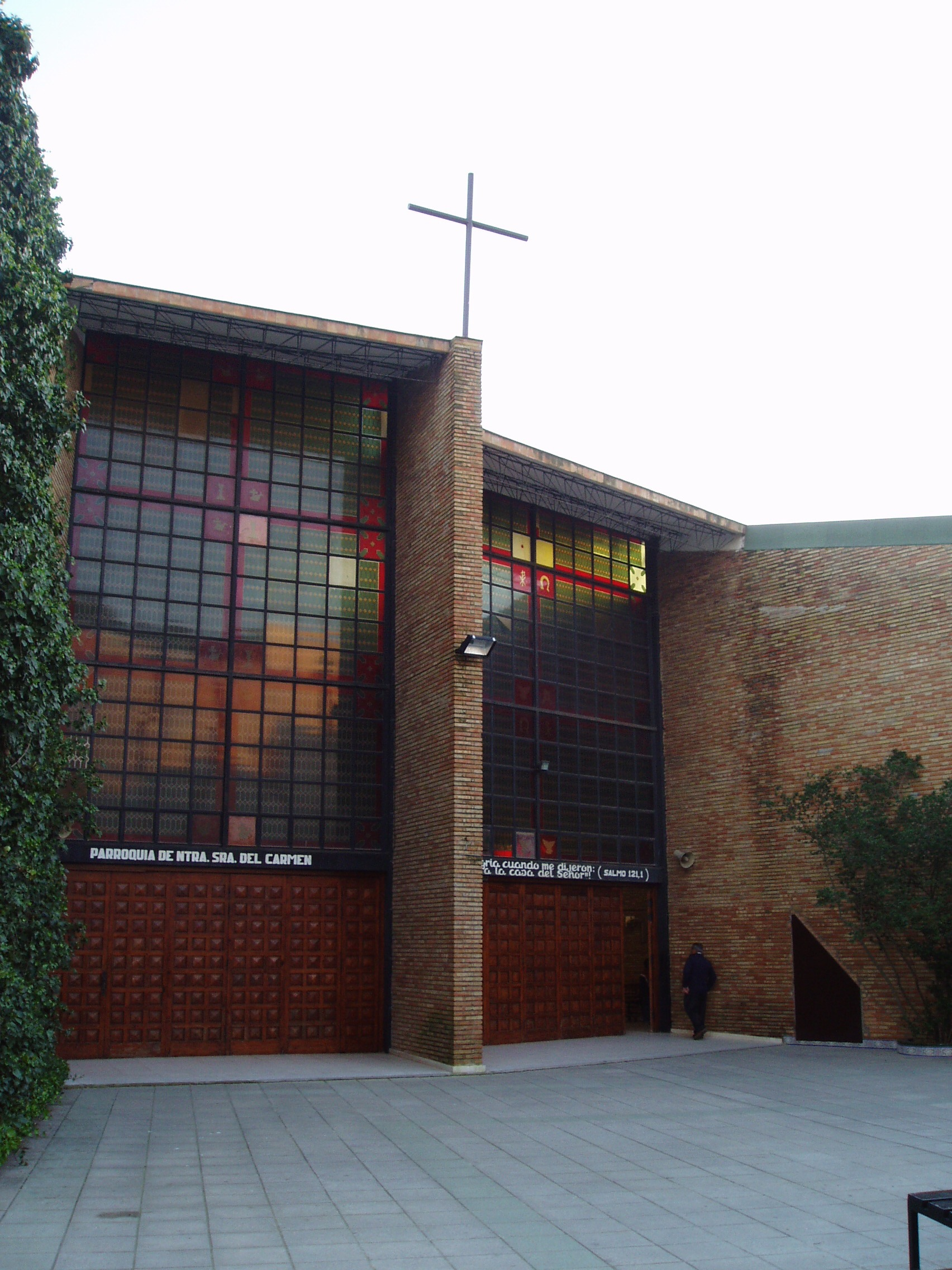
Església de Punta Umbría, de Miguel Fisac.
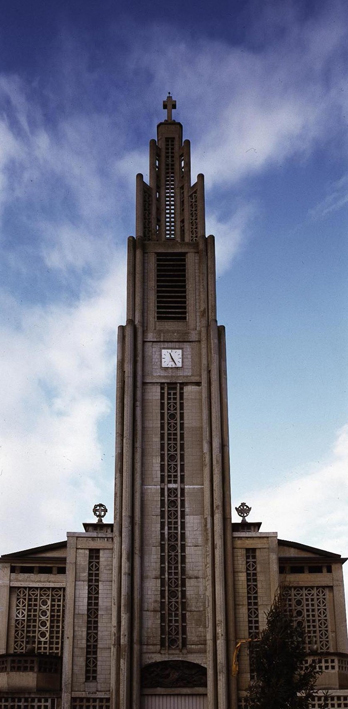
Notre-Dame du Raincy, d'Auguste Perret.
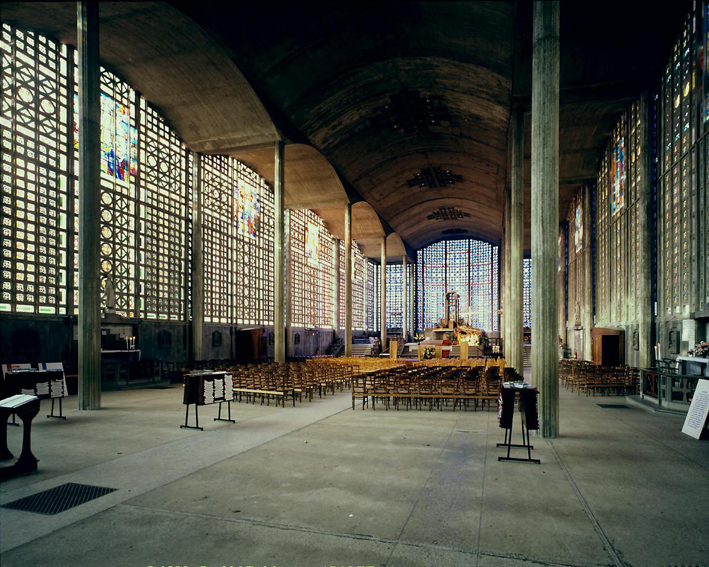
Interior de l'església de Raincy.
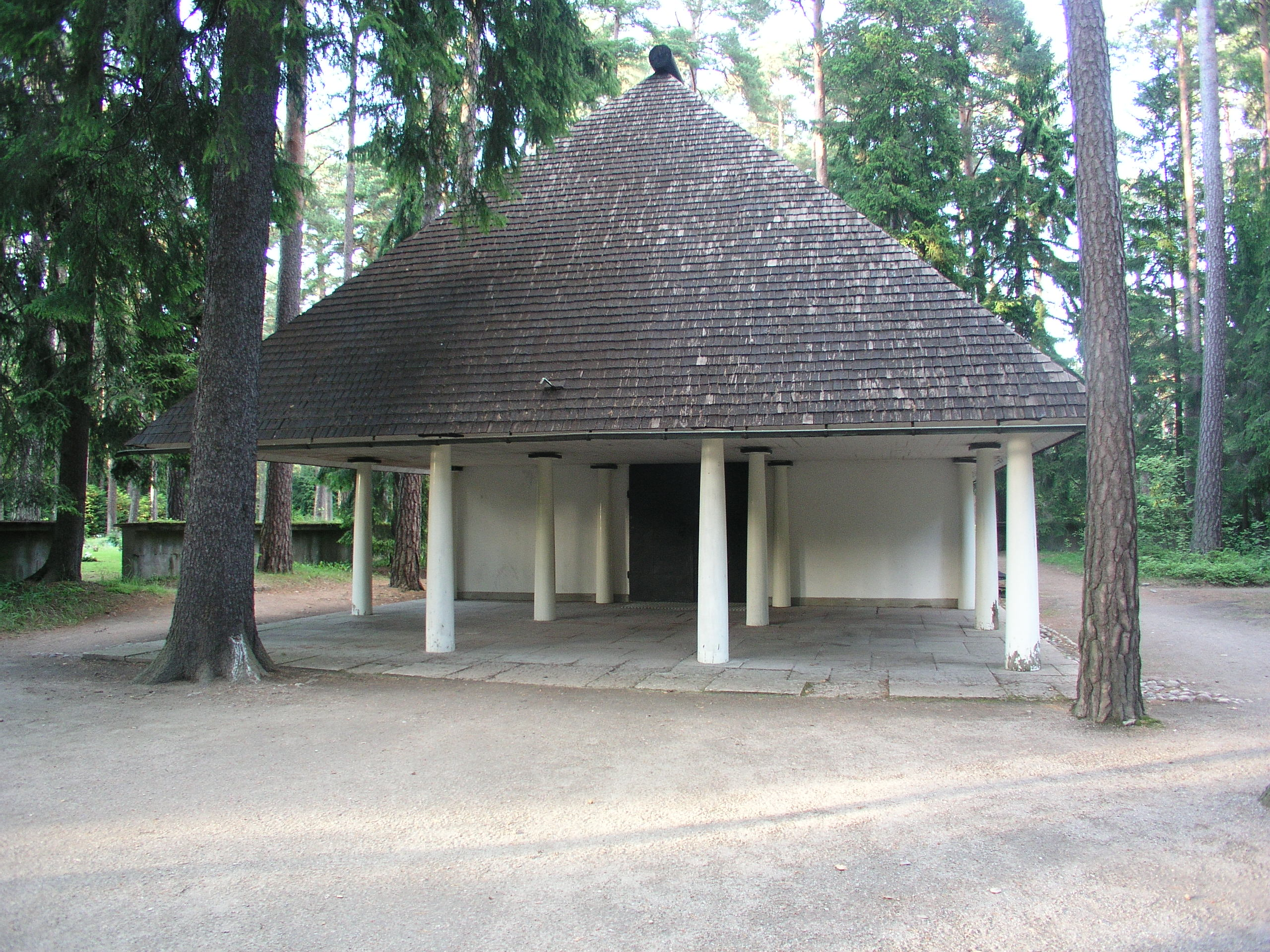
Capella del bosc, de Gunnar Asplund.
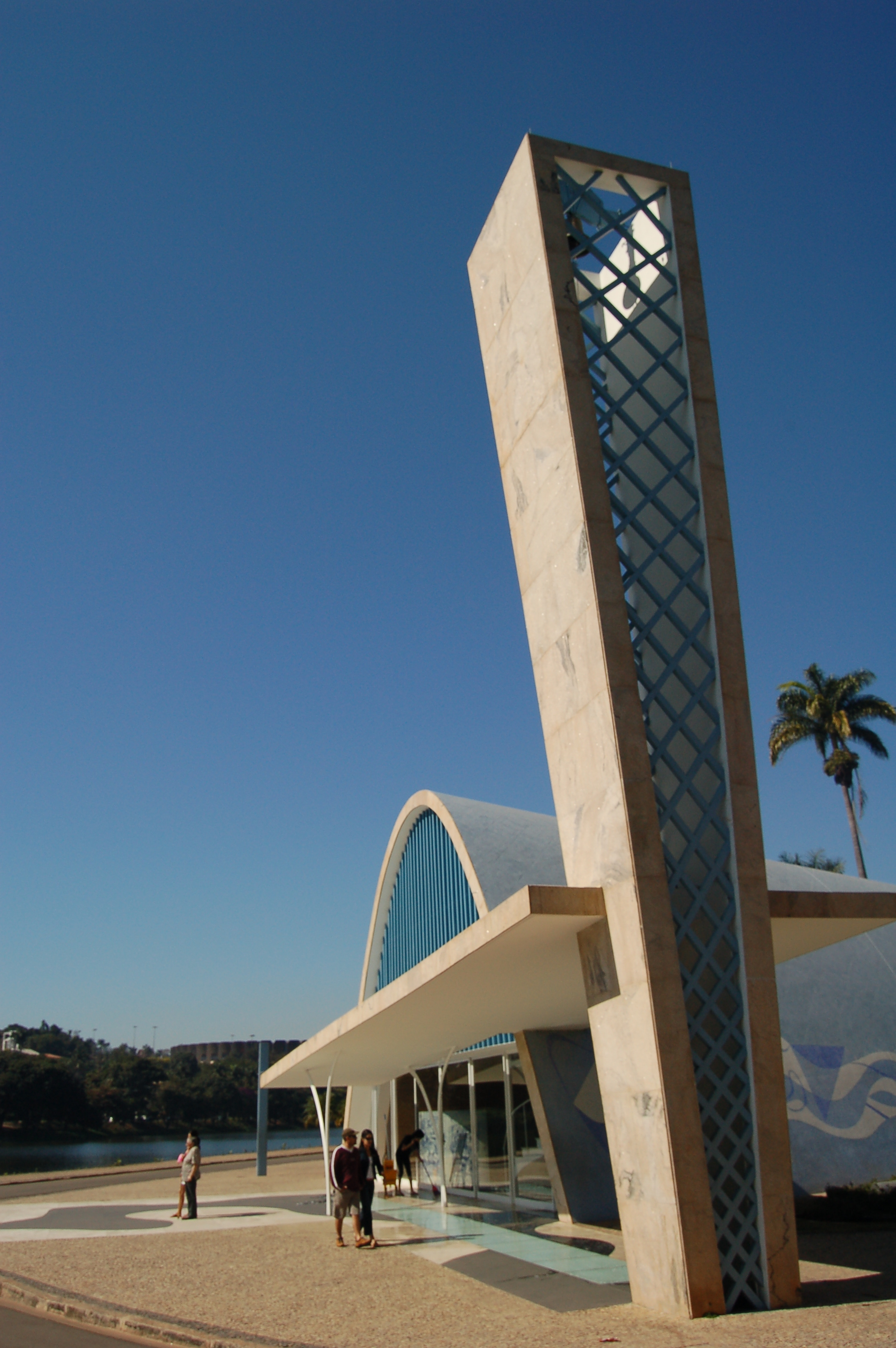
Església de San Francisco d'Assís (Belo Horizonte), d'Oscar Niemeyer.
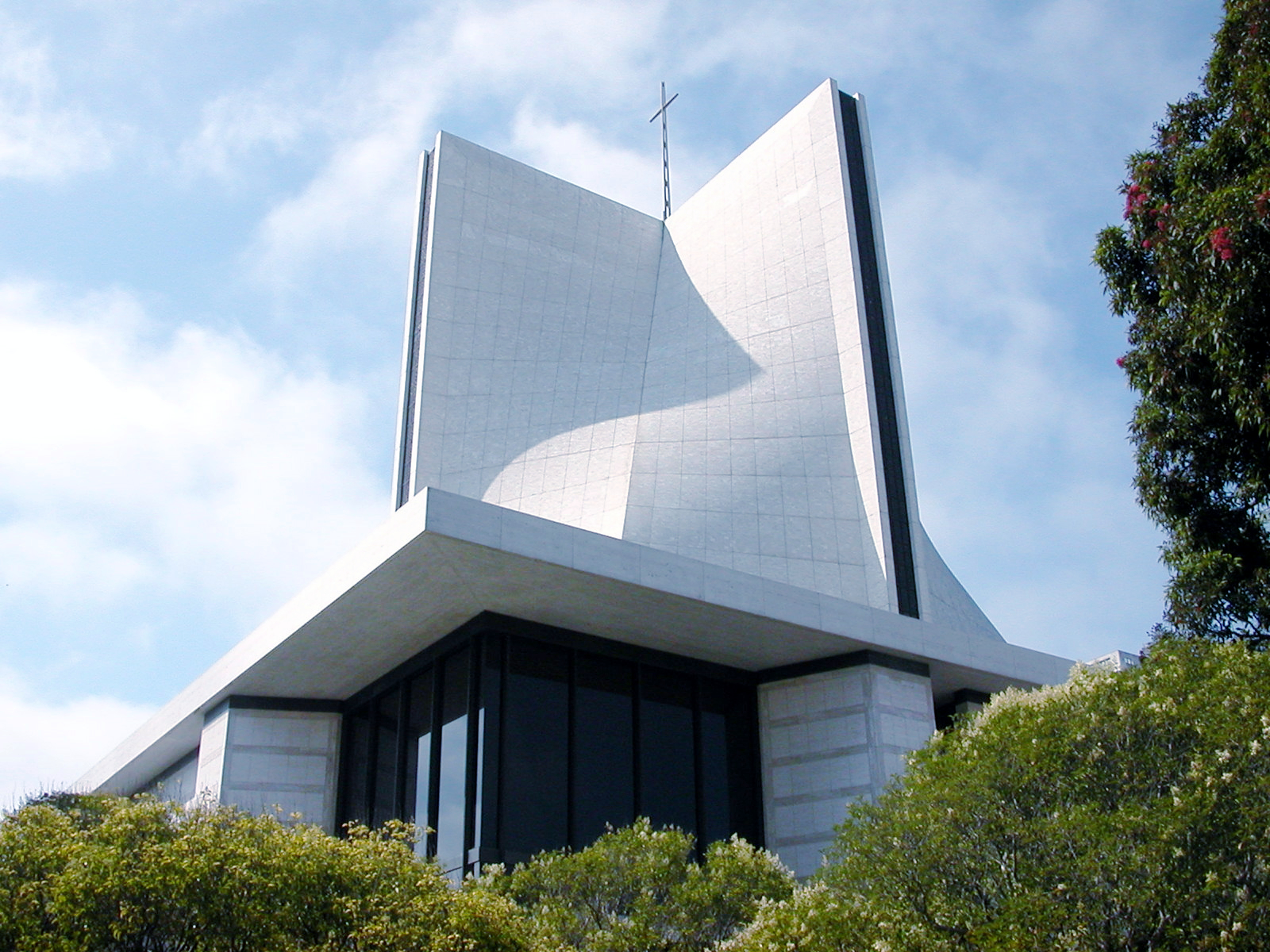
Catedral de San Francisco, de Nervi.
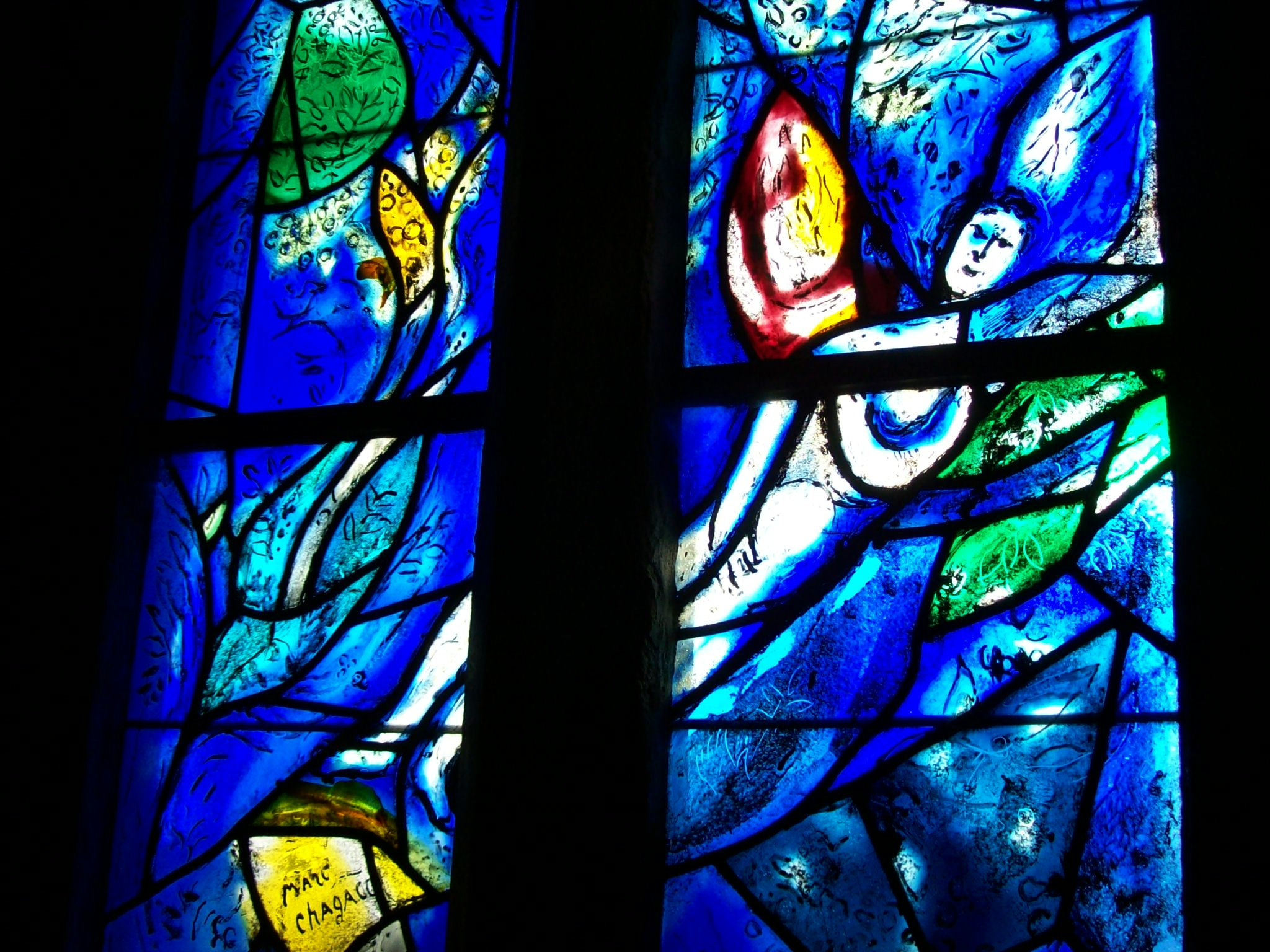
Àngel en un vitrall de Marc Chagall.

### Articles devocionals i art popular

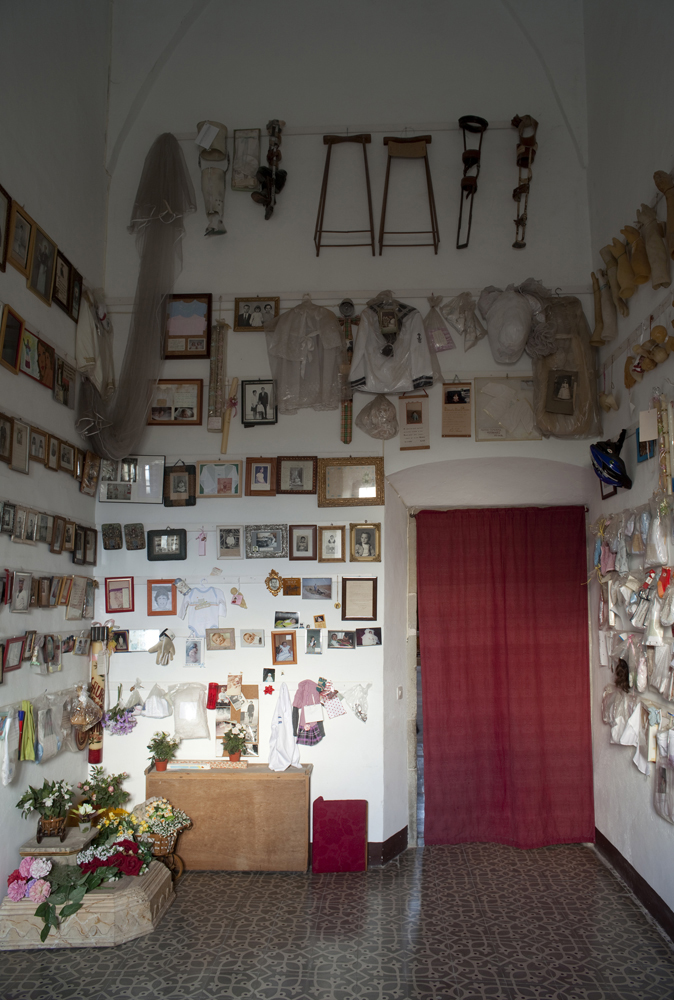
Exvots al Convent de Sant Ramon de Portell.
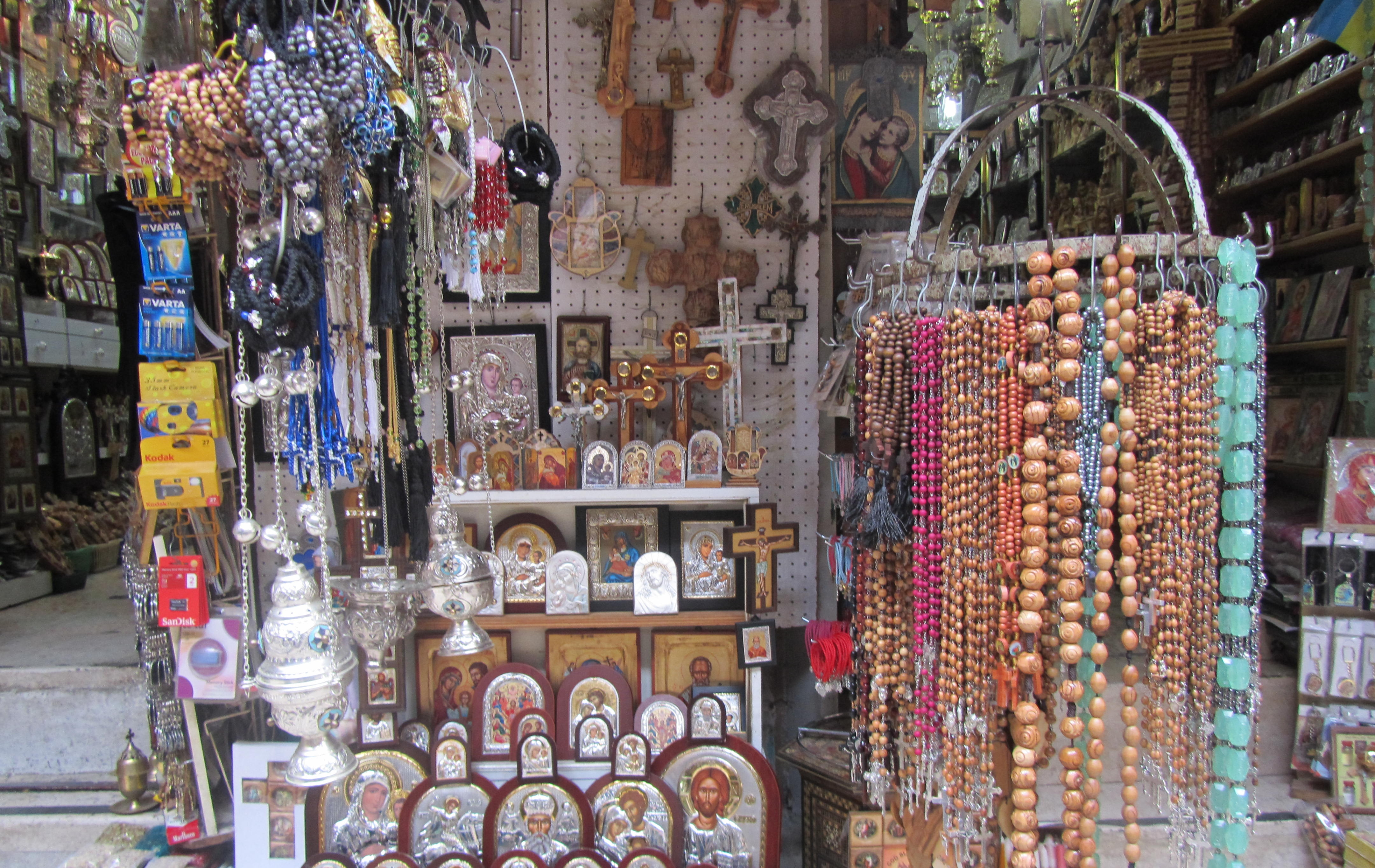
Botiga d'articles devocionals i souvenirs de Terra Santa a Jerusalem.
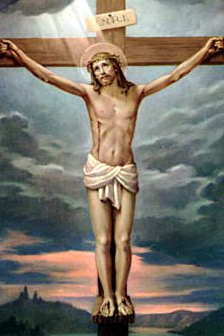
Estampeta de la Crucifixió.
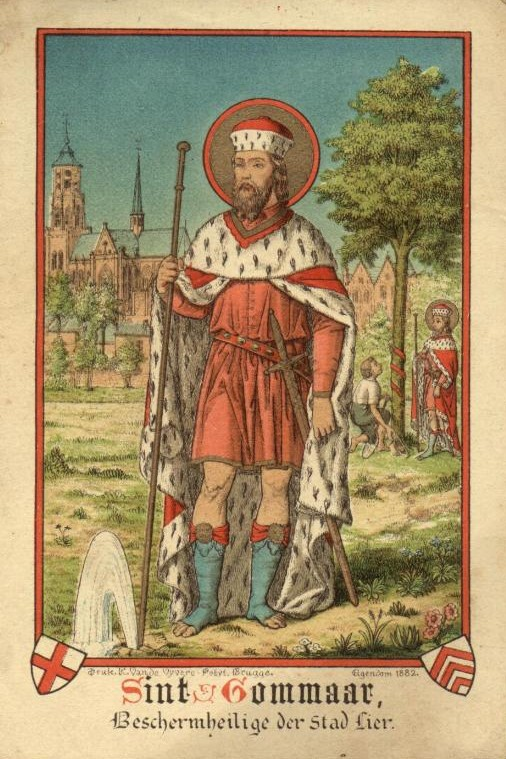
Estampeta de San Gumaro.
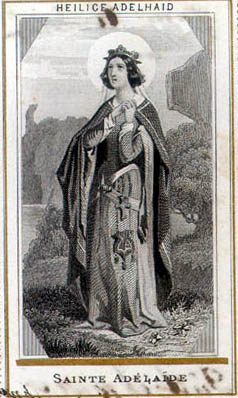
Estampeta de Santa Adelaida d'Itàlia.
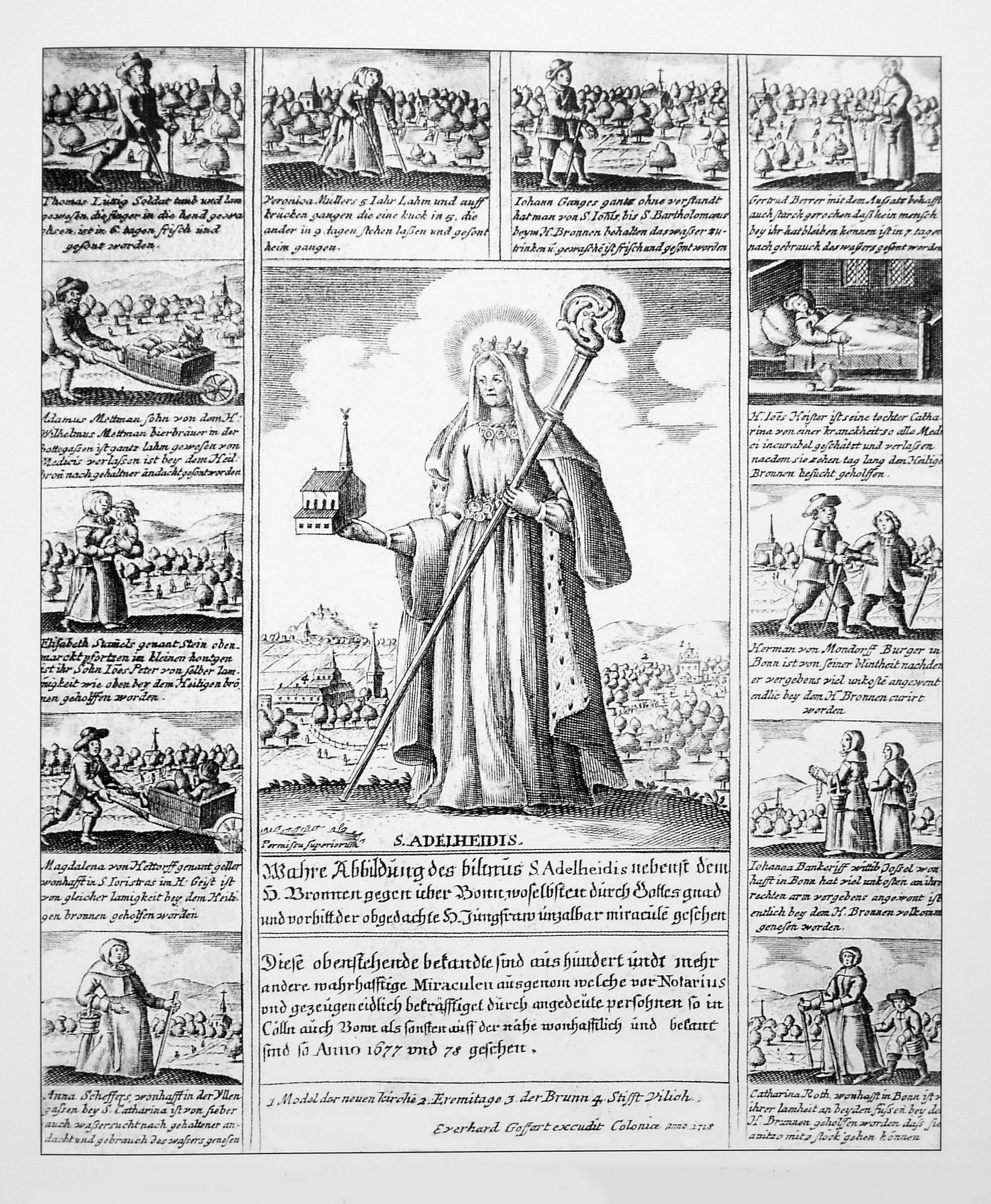
Gravat popular con escenes de la vida de Santa Adelaida de Vilich.
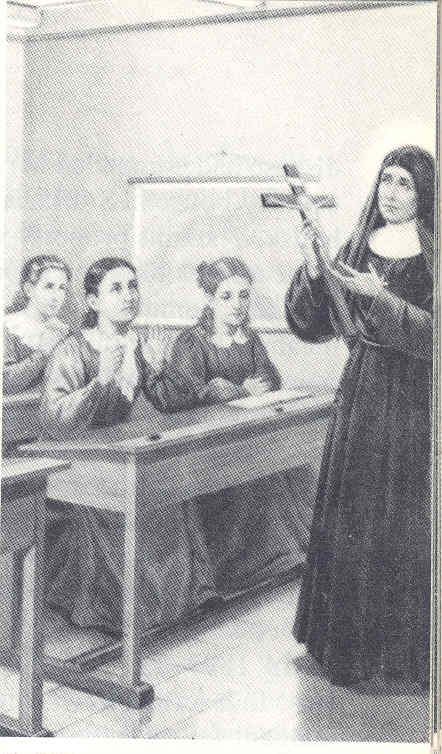
Estampeta de la vida de Santa Gemma.
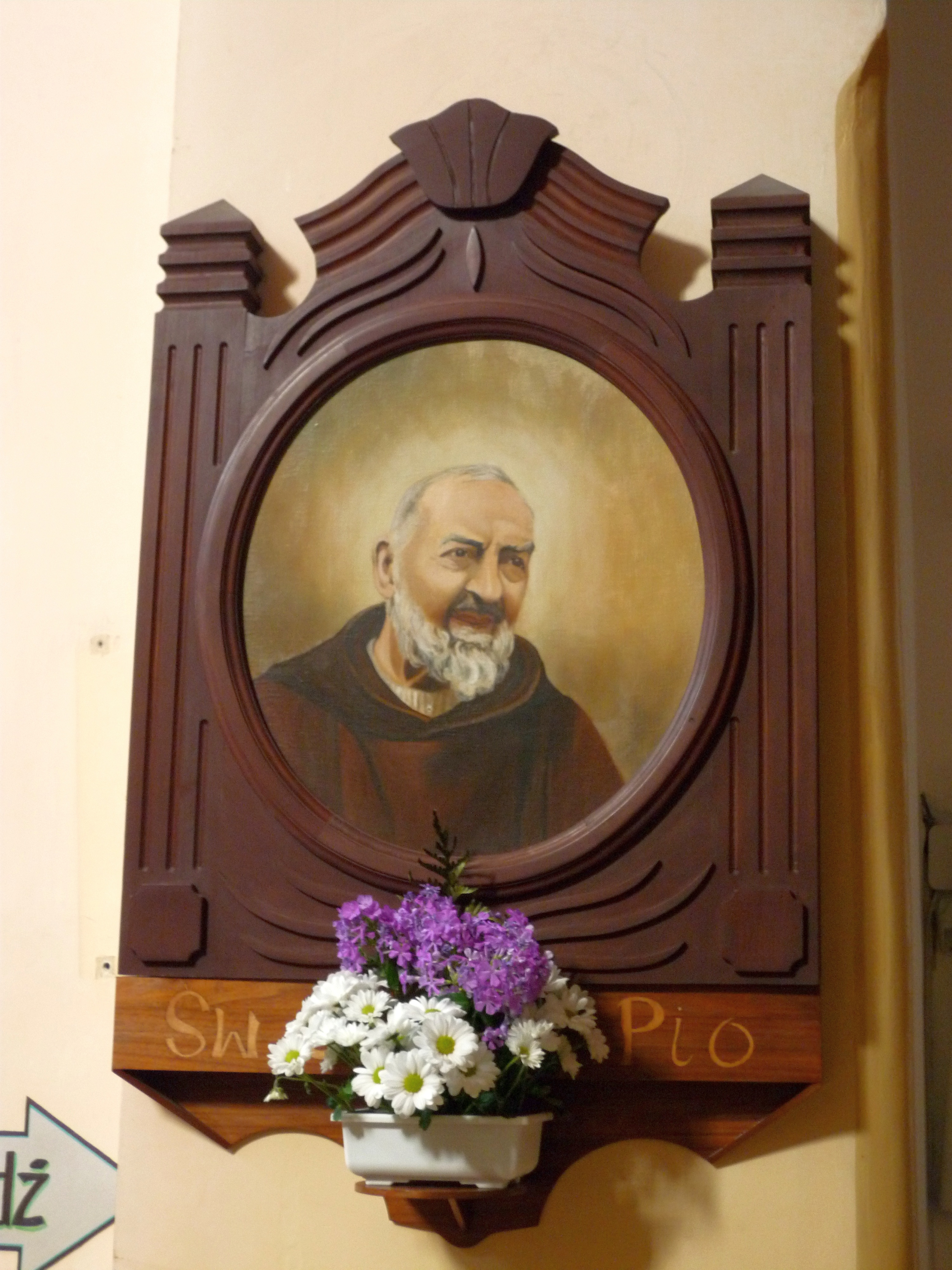
Imatge del Pare Pío.
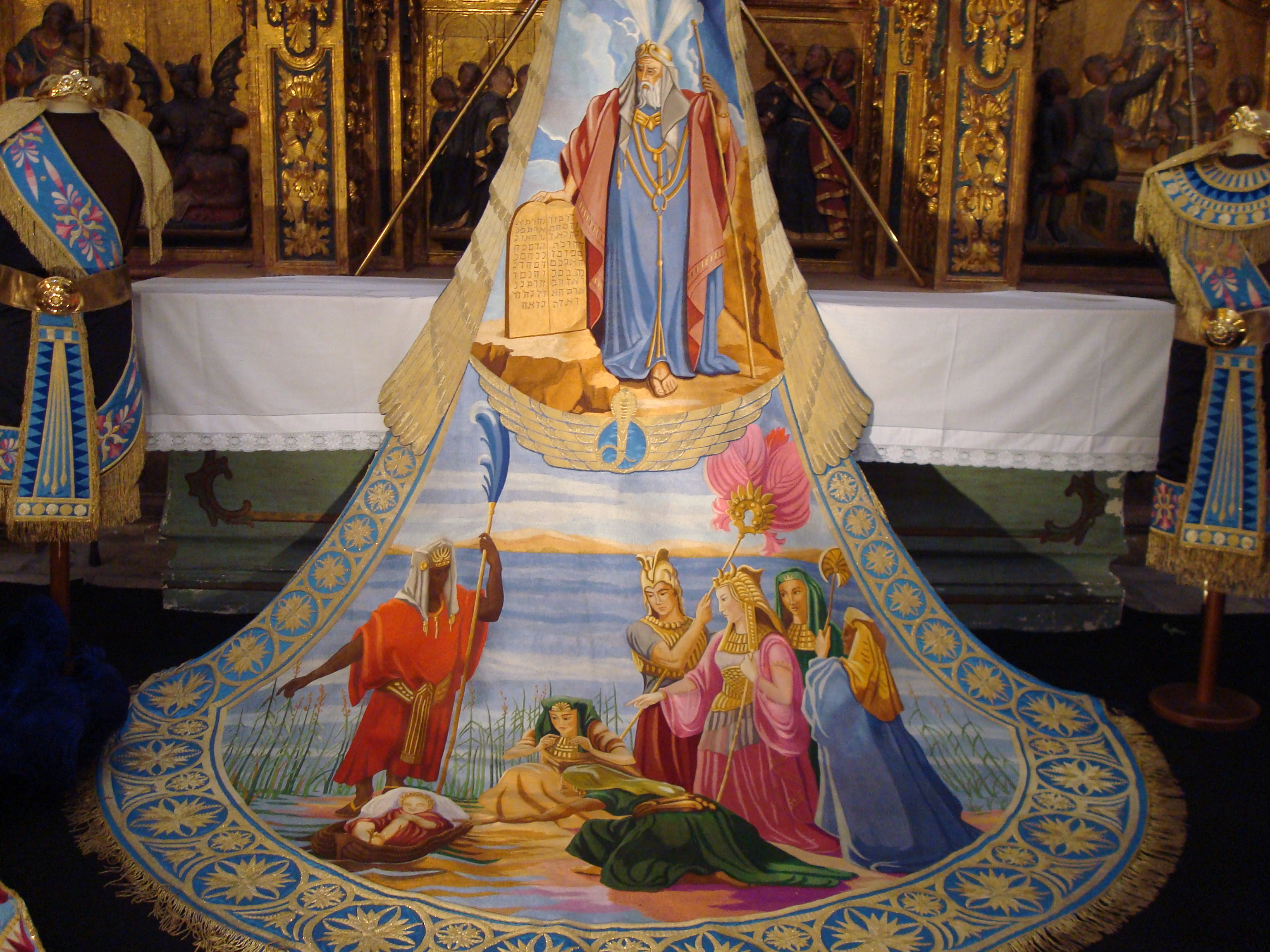
Mantell Moisès al Nil, del Paso Azul de la Setmana Santa de Llorca.

Des de l'aparició de la impremta, la venda de reproduccions d'obres piadoses ha estat un element important de la cultura cristiana popular. Al segle xix aquesta activitat incloïa a pintors d'escena de gènere com Mihály Munkácsy. Amb la invenció de la litografia a color va augmentar la circulació de les denominades "estampetas", utilitzades com a mètode de recaptar fons, com a reclam publicitari per a santuaris i com recurs educatiu per la catequesi o les escoles dominicals.
Són molt reeixits comercialment alguns artistes qualificats de "cristians", com els nord-americans Thomas Blackshear i Thomas Kinkade o els espanyols Kiko Argüello i Isabel Guerra ("la monja pintora"), encara que la seva valoració al món de l'art és com un subgènere kitsch.

## Temes iconogràfics

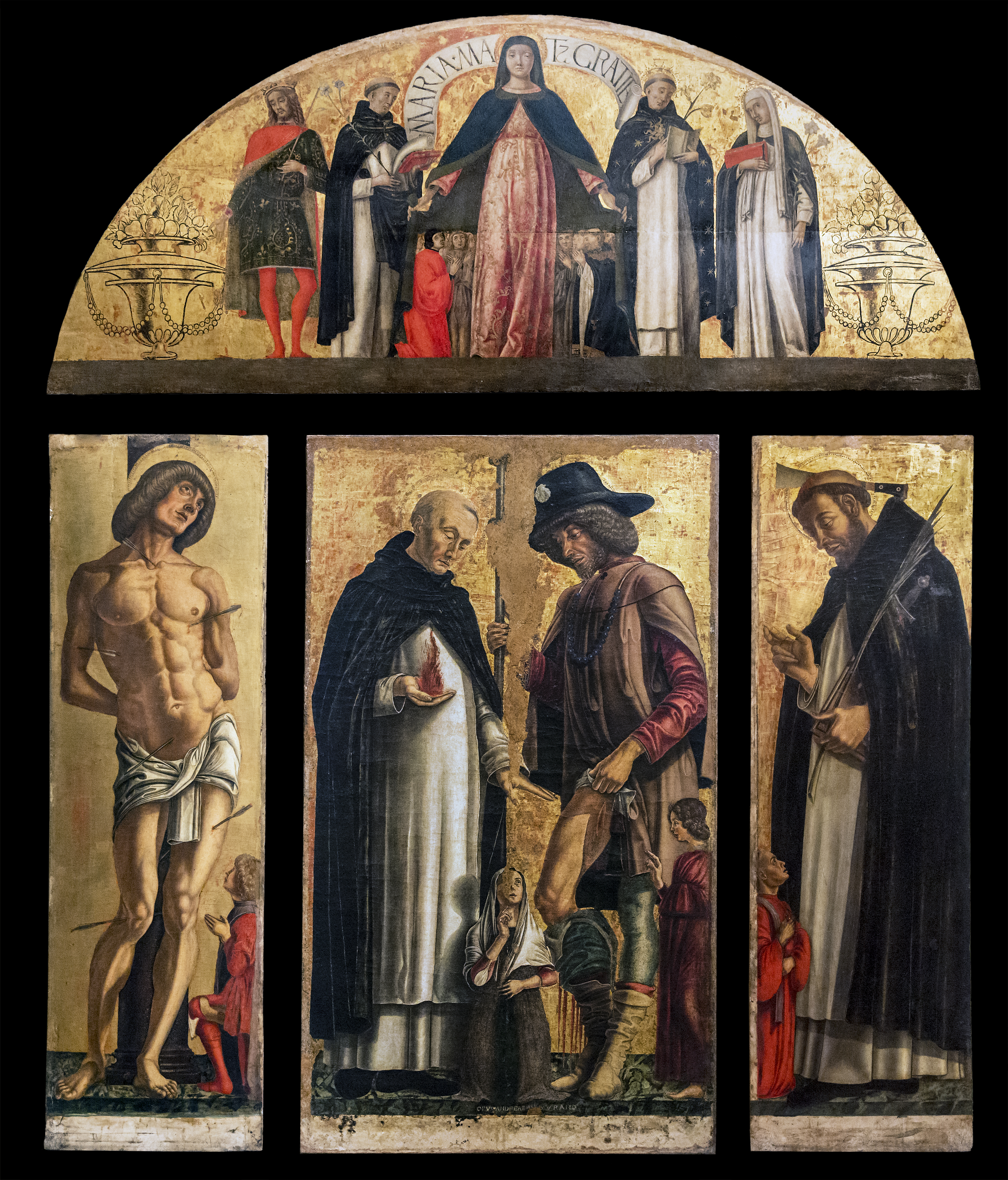
Sant Sebastià (assagetat) i San Pere de Verona o Pere Màrtir (amb una destral partint-li el cap) flanquegen a dos sants no màrtirs: Sant Vicent Ferrer (amb una flama a la mà -indicant el do de llengües-) i Sant Roc (amb les nafres de la pesta). Políptic d'Andrea da Murano

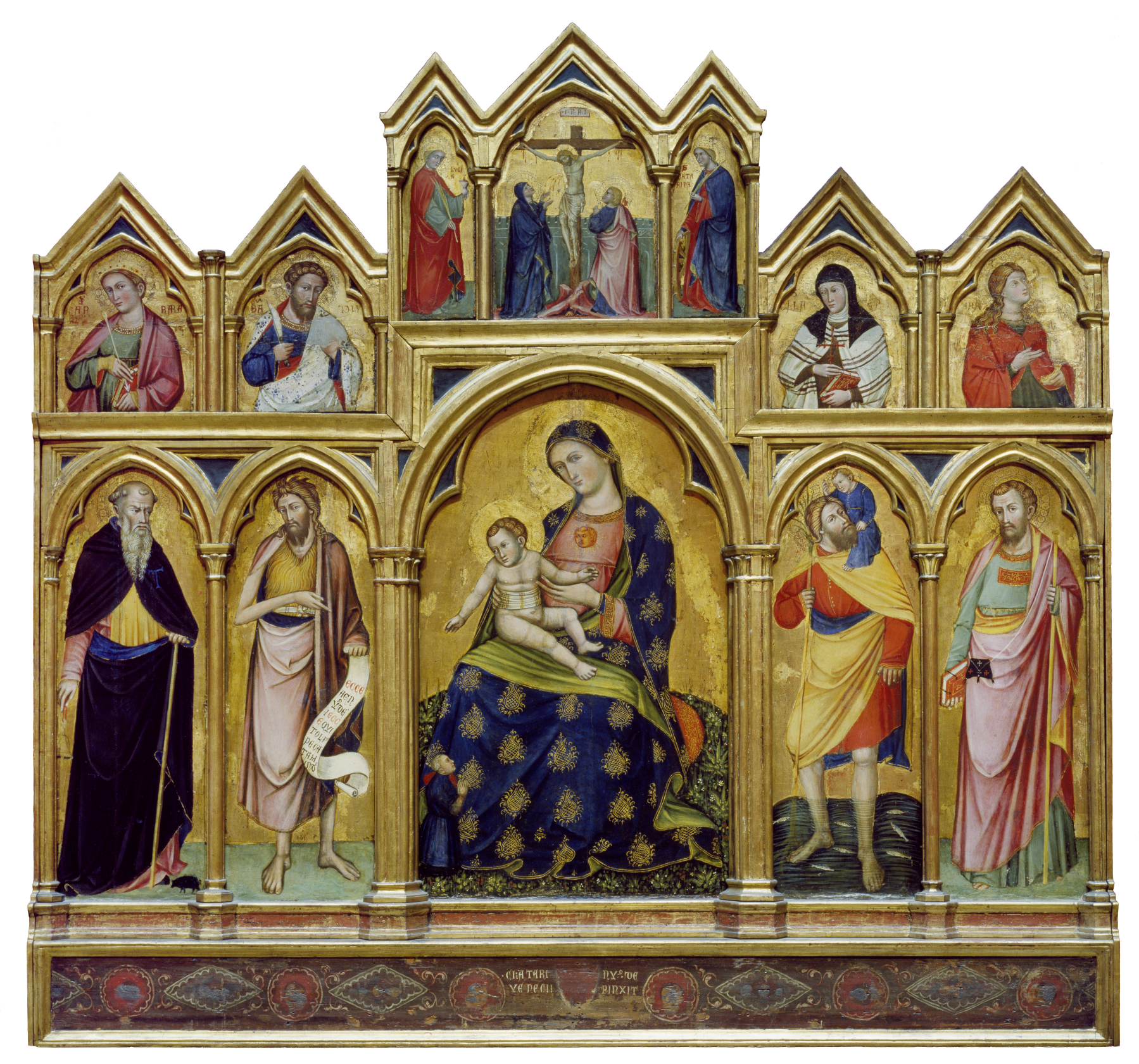
Retaule de la Verge i el Nen amb la Crucifixió i sants, de Catarino Veneziano. Flanquejant a la Madonna estan, a l'esquerra Sant Antonio Abat (amb un diminut porc) i Sant Joan Baptista (amb la seva vestidura tosca), i a la dreta Sant Cristòfor (portant a Crist a la seva esquena) i Santiago (alhora com a apòstol -amb llibre- i com a pelegrí -bordó-). Flanquejant la crucifixió (escena on, a més de Crist, estan presents la Verge i Sant Joan Evangelista) estan, a l'esquerra Santa Llúcia (amb un llum) i a la dreta Santa Caterina (amb una roda trencada). De mig cos, Santa Úrsula (fletxa), Sant Bartomeu (ganivet -va ser escorxat-), Santa Clara (hàbit i llibre) i Santa Bàrbara (custòdia)

La major part de la població abans de l'Edat Contemporània no sabia llegir, i molt menys podia accedir als textos sagrats en llatí. L'art era una manera molt accessible d'entendre el missatge cristià, i va ser abastament emprat per l'Església com a mecanisme de catequesi. L'escultura romànica ha estat qualificada com a "evangeli de pedra". La iconografia era àmpliament coneguda, amb el qual bastava amb representar símbols identificatius d'un sant o una escena perquè el fidel sabés a què es referia (les claus que identifiquen a Sant Pere, els claus, tenalles i escala que identifiquen la Passió - Arma Christi -, el lliri que identifica la virginitat -de Maria o de les santes, verges i màrtirs-, el palmell que identifica el martiri -cada màrtir s'identifica per un instrument de tortura, com l'espasa, les fletxes o la graella, o una part del cos tallada, com el cap, els ulls o els sins; i els col·lectius pel seu nombre i lloc-, etc.)

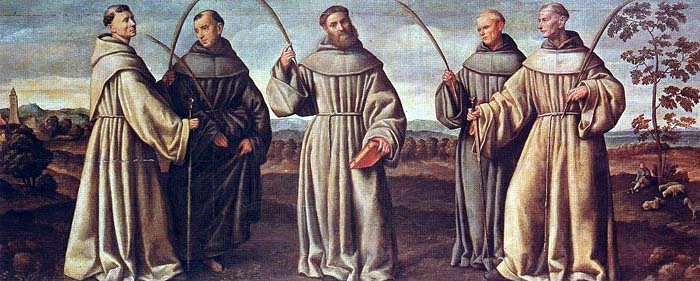
Els màrtirs de Marrakesch, de Bernardino Licino, 1524. Les palmes els identifiquen com a màrtirs, i els hàbits com franciscans.
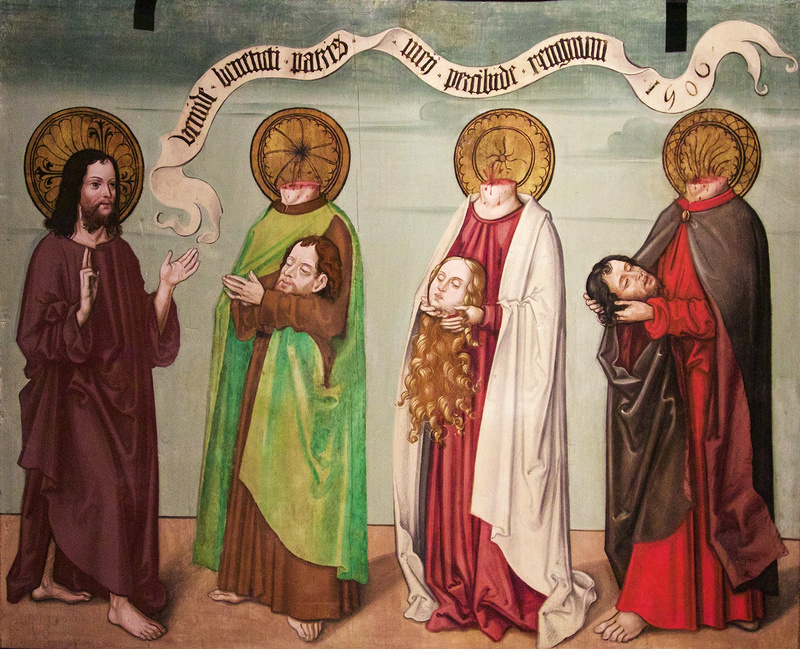
Tres cefalòfors davant de Crist.
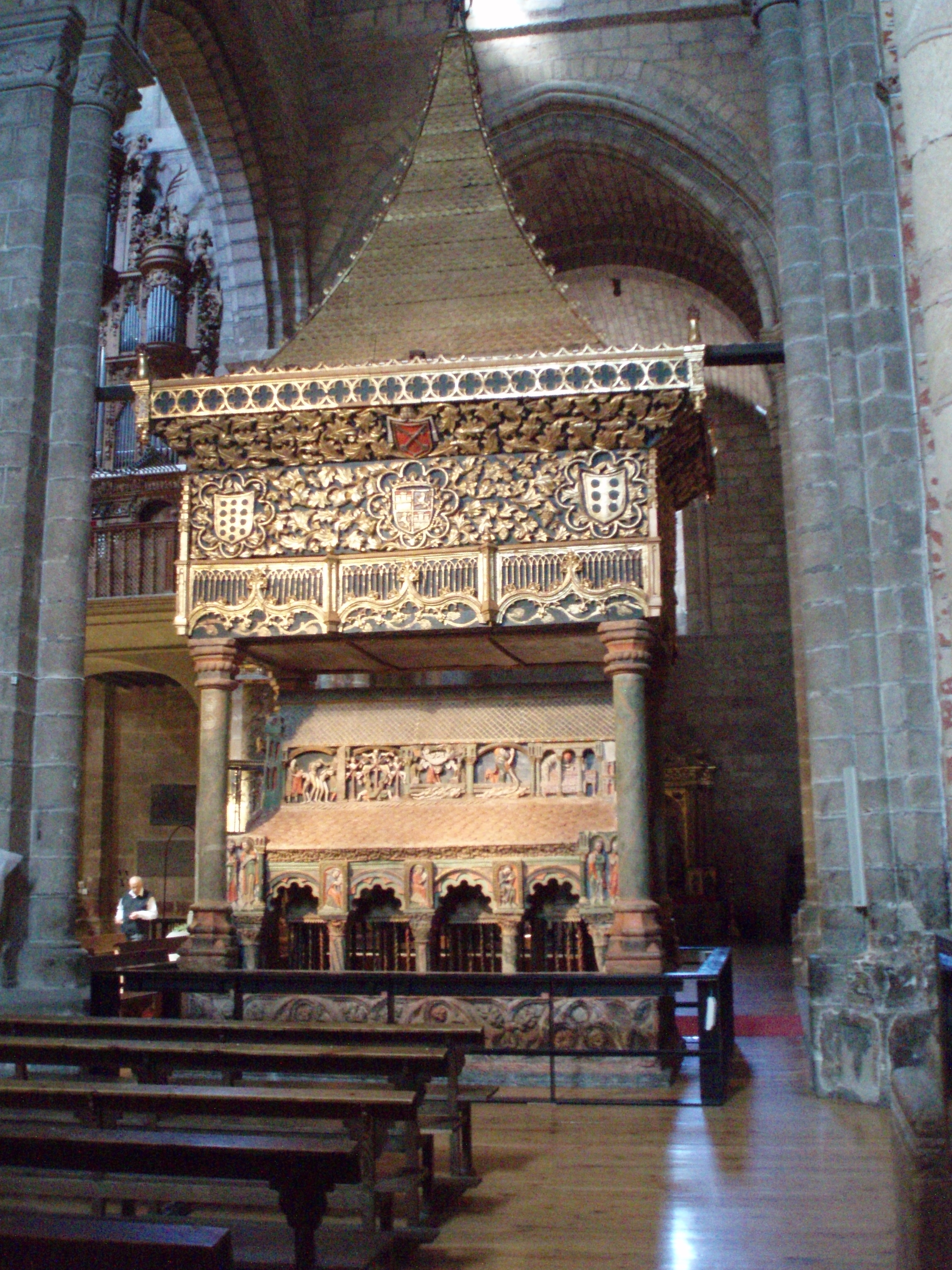
Sepulcre dels Sants Germans Màrtirs Vicenç, Sabina i Cristeta, a la seva basílica d'Àvila.
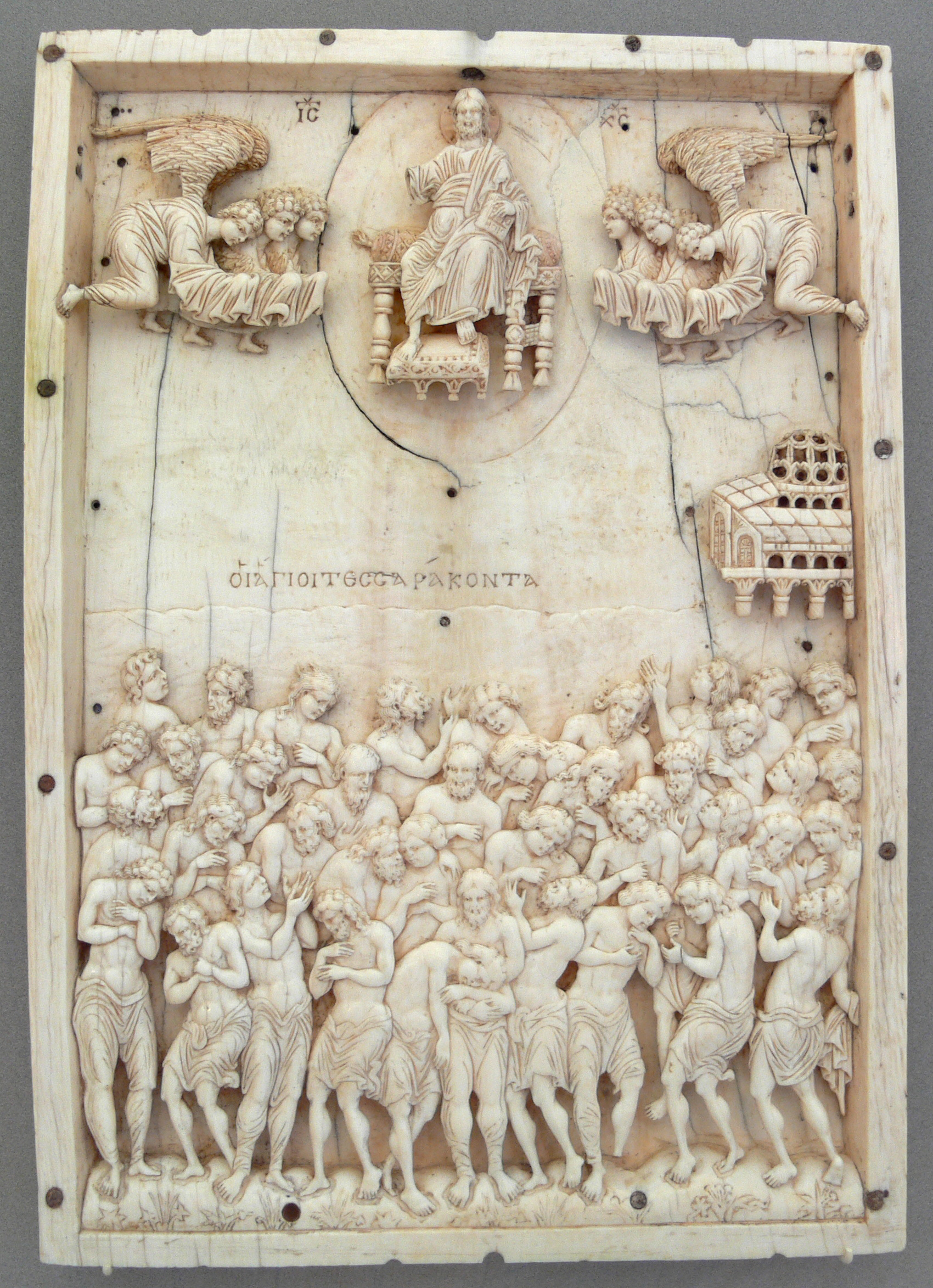
Els Quaranta Màrtirs de Sebaste.
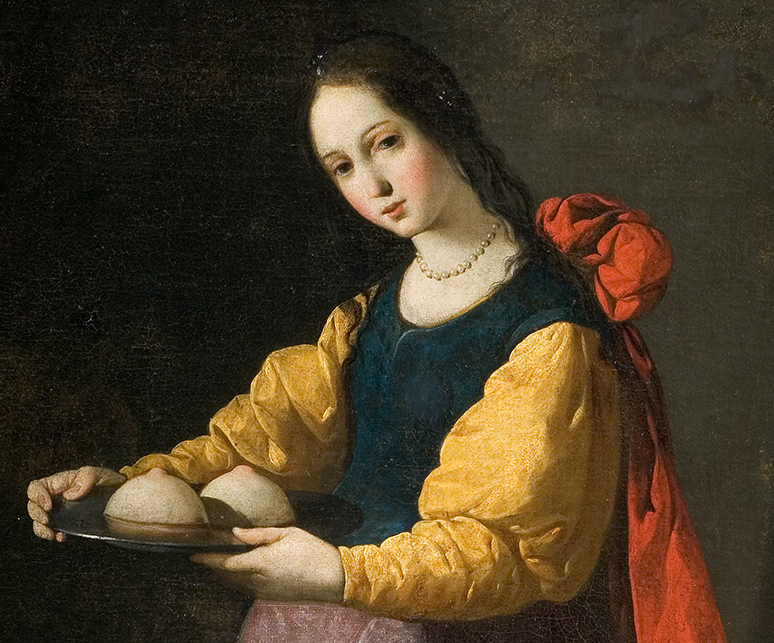
Santa Àgata, de Zurbarán.
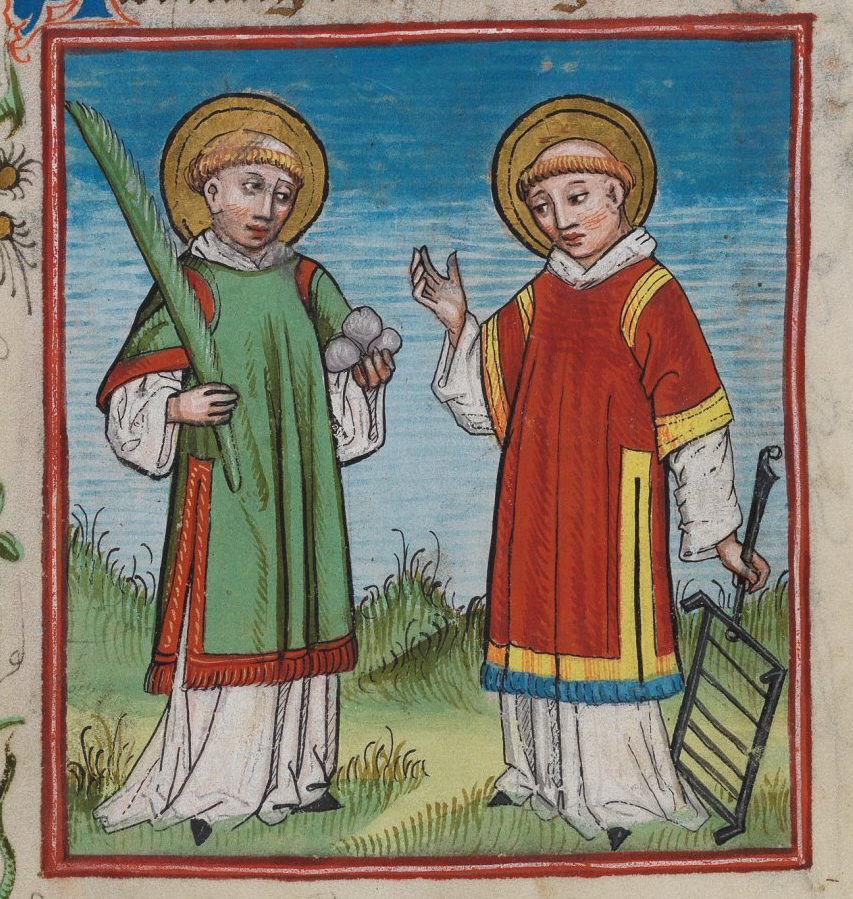
Sant Esteve màrtir (amb les pedres de la seva lapidació) i Sant Llorenç (amb unes graelles), il·lustració del Waldburg-Gebetbuch.
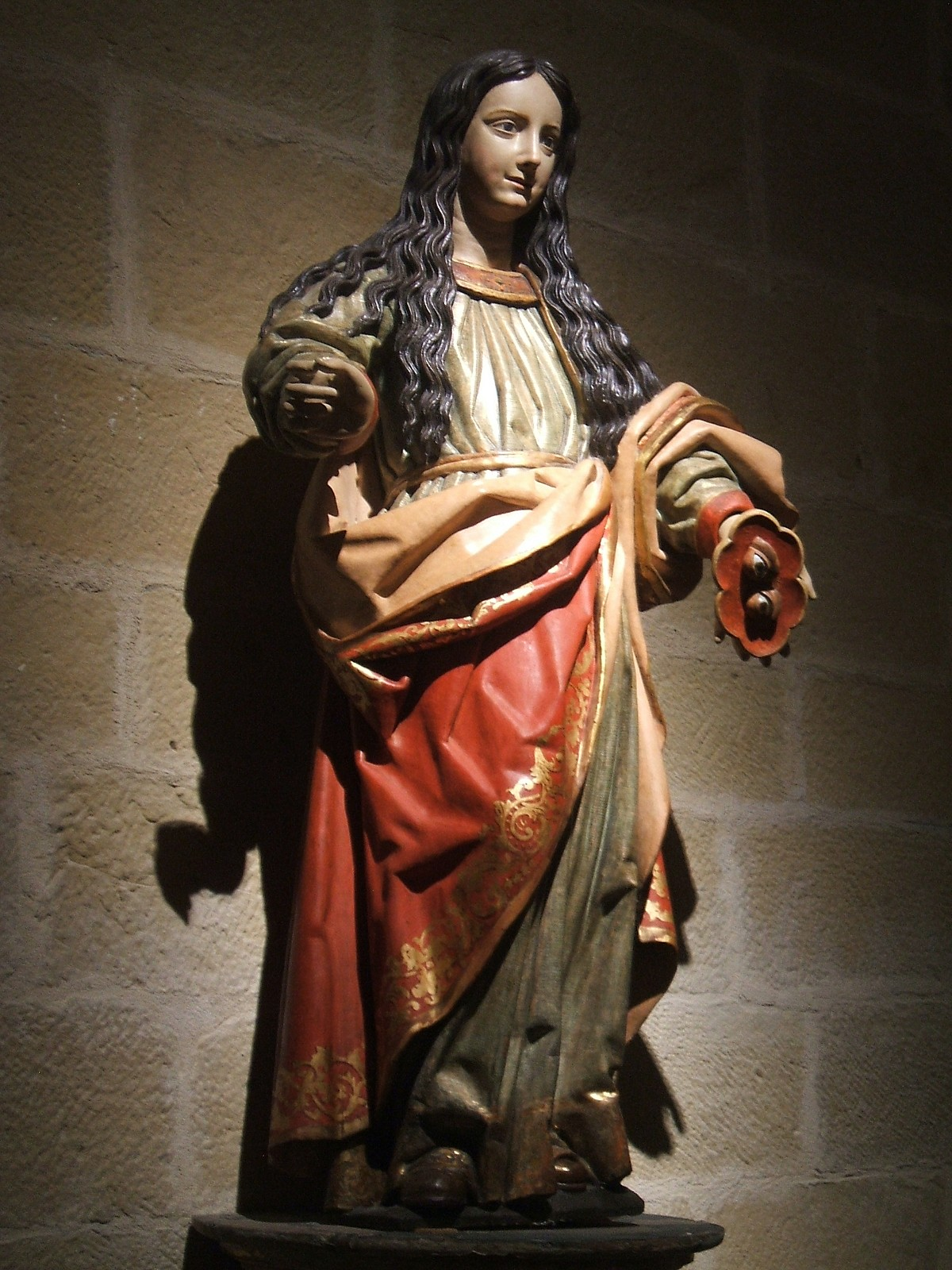
Santa Llúcia, amb els ulls en una safata.
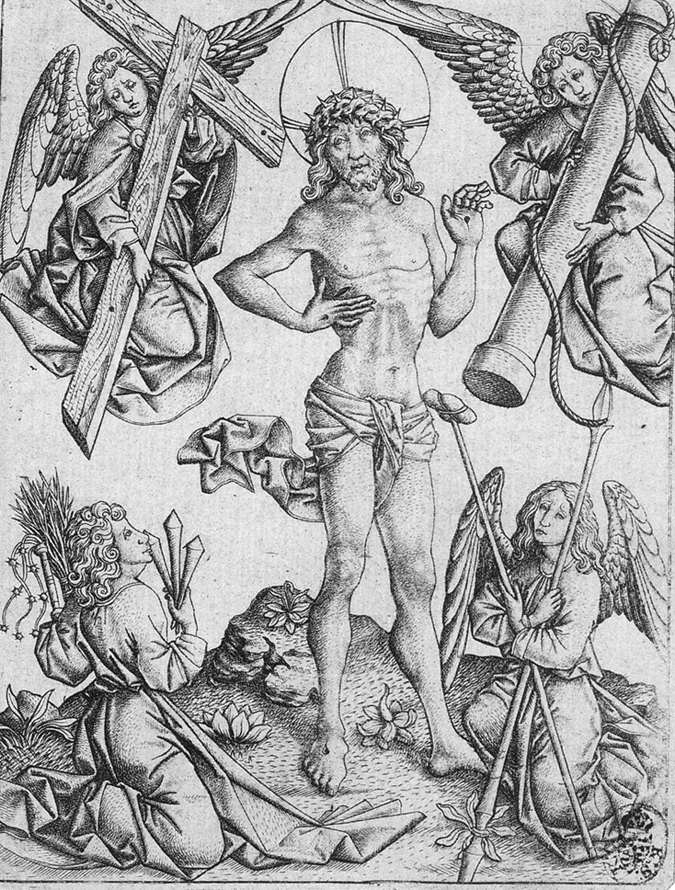
Crist, baró de dolors, amb les Arma Christi sostingudes per àngels, gravat del Mestre E. S..

Els temes iconogràfics més freqüents de l'art cristià són els relatius al cicle de la vida de Crist, a la Verge Maria i a les vides dels màrtirs i sants (especialment els vinculats a les devocions més esteses, vinculades a ordes religiosos o a llegendes populars - Llegenda àuria-). Els comitents solien encarregar la representació dels seus sants patronímics o sants de la seva particular devoció; per representar a diversos sants junts no és necessari que hagin protagonitzat conjuntament cap episodi real, ni tan sols que hagin estat contemporanis: com se'ls suposa presents al Paradís fa que puguin representar-se en una sacra conversazione.

### Cicles de l'Antic Testament
En l'art cristià són molt freqüents certs temes de l'Antic Testament, especialment dels llibres del Gènesi i l'Èxode: creació del món, el Paradís terrenal, Caín i Abel, els patriarques (Arca de Noè, sacrifici d'Isaac, Esaú i Jacob, Josep a Egipte, Moisès), els profetes i les històries de David i Salomó d'Israel.
Alguns d'ells es van fer particularment atractives a pintors i públic comprador a partir de la constitució d'un mercat d'art independent dels encàrrecs eclesiàstics, per permetre la representació de nus o escenes escabroses o violentes. Les representacions d'Adam i Eva són molt habituals en totes les èpoques, però aquesta circumstància no es va donar fins al Renaixement per a altres temes menys populars, com el de les filles de Lot (que sedueixen al seu pare), Susanna al bany (que és espiada per uns malvats vells que acaben rebent el seu merescut càstig), David i Goliat (tema adoptat per la ciutat de Florència com identificatiu de les virtuts cíviques), i dos temes en què sengles dones traeixen a homes: Samsó i Dalila i Judit i Holofernes (de forma similar al tema de Salomé amb el cap del Bautista en el Nou Testament).

### Àngels, personificacions i col·lectius

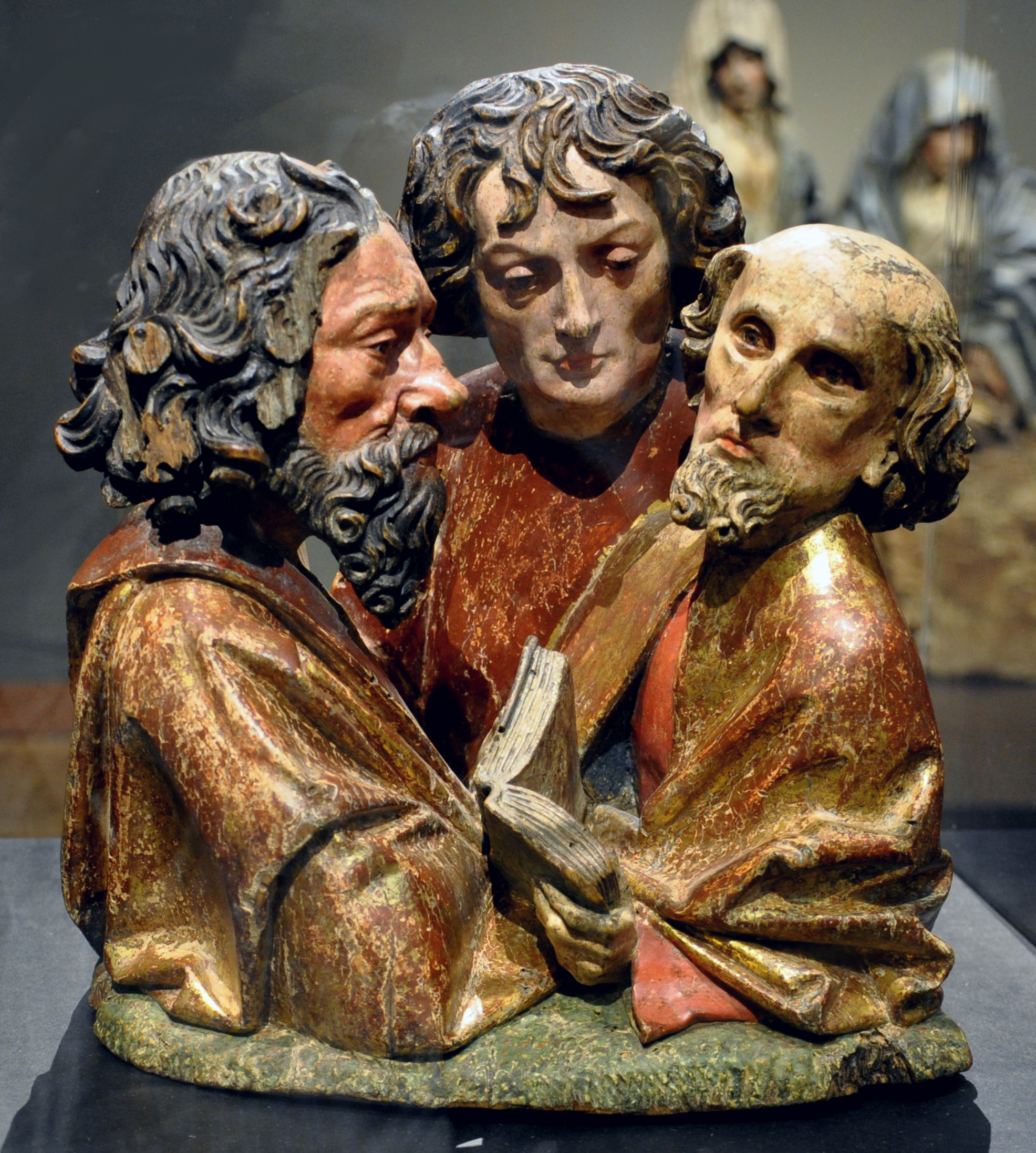
Tres apòstols del Liebieghaus de Frankfurt. Habitualment aquesta xifra es refereix a Sant Pere, Jaume el Major i Joan, que comparteixen alguns dels moments clau dels Evangelis, com la transfiguració o l'oració de l'hort). El més jove, sense barba, és Joan (el deixeble més estimat de Jesús). El més vell, calb i canós, és Pere. Per a la seva identificació, en aquest cas ni tan sols són necessaris els elements iconogràfics propis (àguila per a Joan, espasa per Jaume i claus per a Pere)

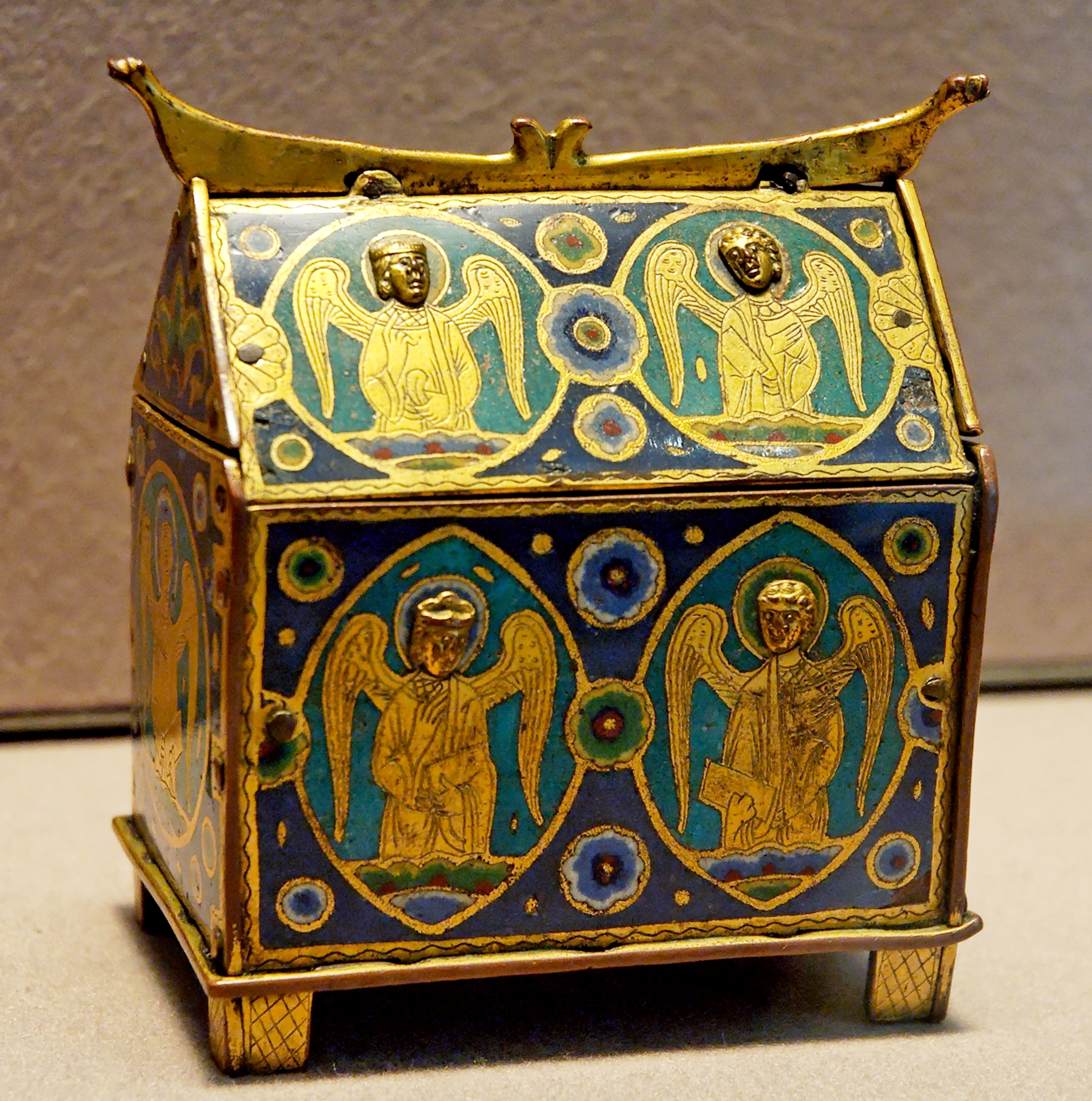
Arqueta amb àngels en champlevé (esmalt de Llemotges).
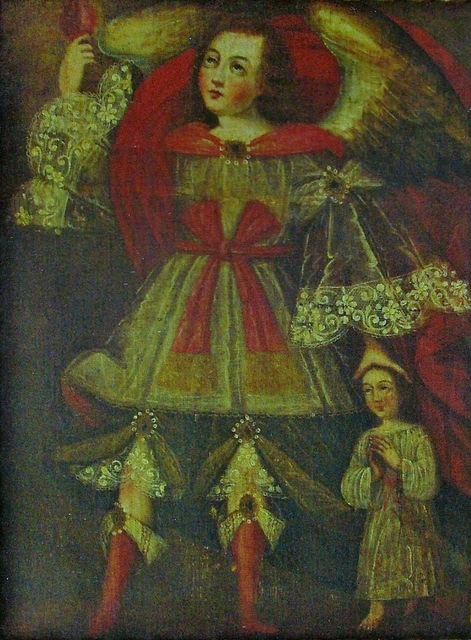
Àngel de la guarda, escola cuzqueña de pintura.
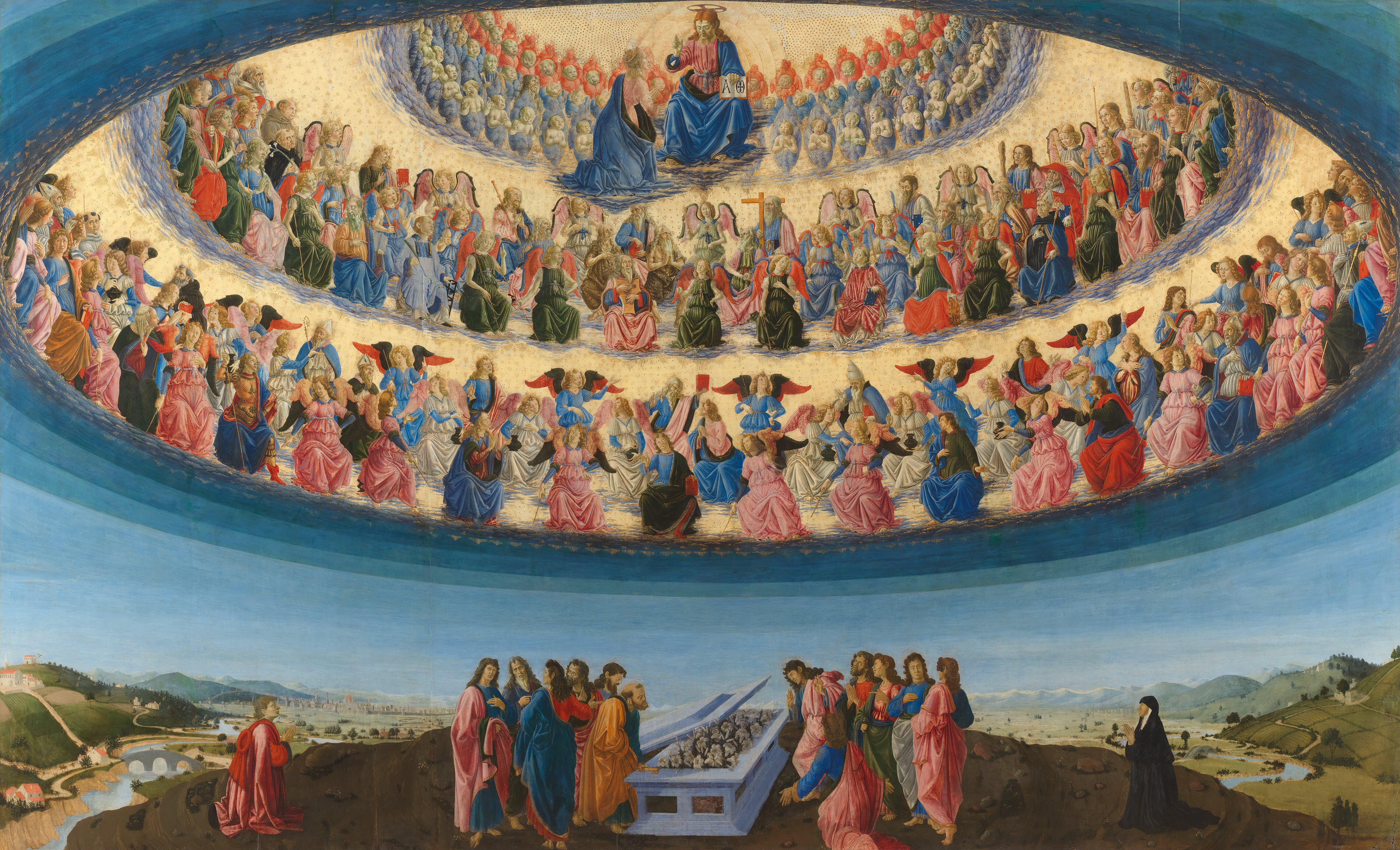
Els cors dels àngels en Assumpció de Maria, de Francesco Botticini.
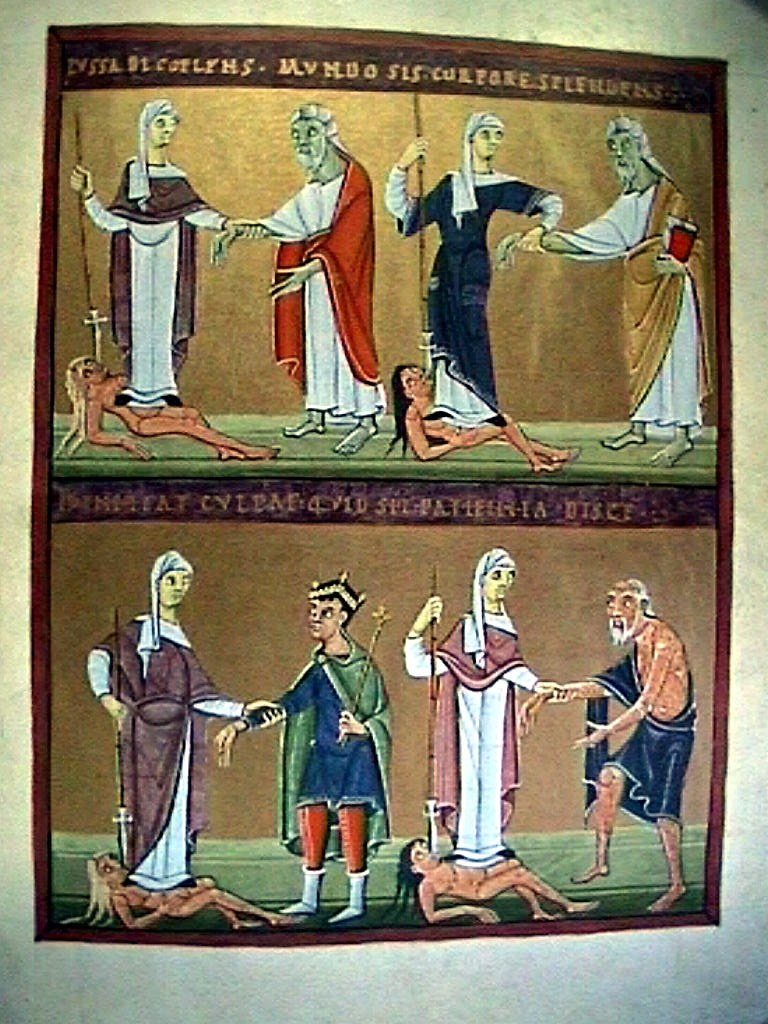
Les virtuts derroten als vicis en una il·lustració de l'Apocalipsi de Bamberg.
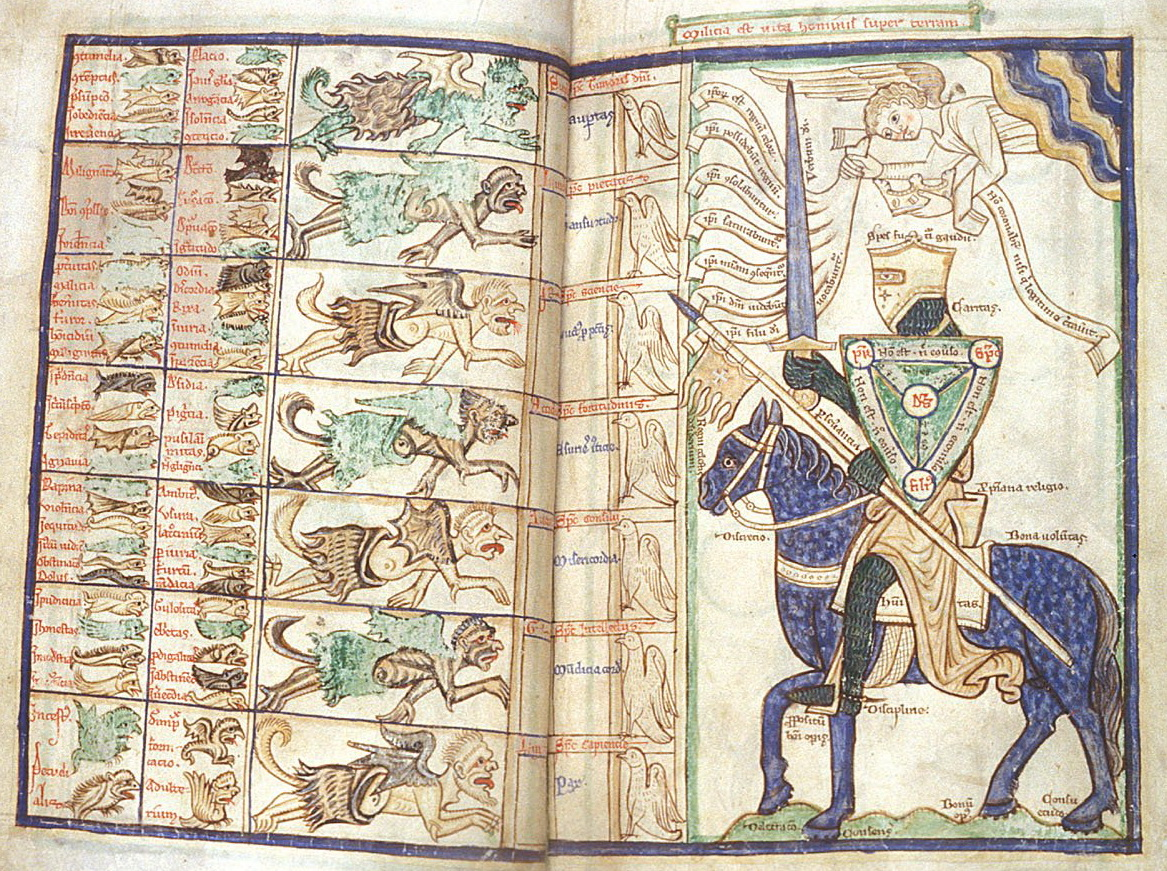
Els set vicis i les set virtuts, en una il·lustració de Summa de virtutibus et vitiis de Peraltus.

La representació d'àngels (aïllats o formant els cors angèlics) o de personificacions de pecats (els set capitals) o les també set virtuts (les tres teologals i les quatre cardinals) és també relativament freqüent; així com d'altres col·lectius numèricament convencionals (els deu manaments, els Quatre Evangelistes - Tetramorf-, els dotze apòstols - apostolats, Pentecosta-, els vuit doctors de l'Església -quatre occidentals i quatre orientals-, els jutges, reis i profetes d'Israel, les onze mil verges, els catorze sants auxiliadors, etc.)

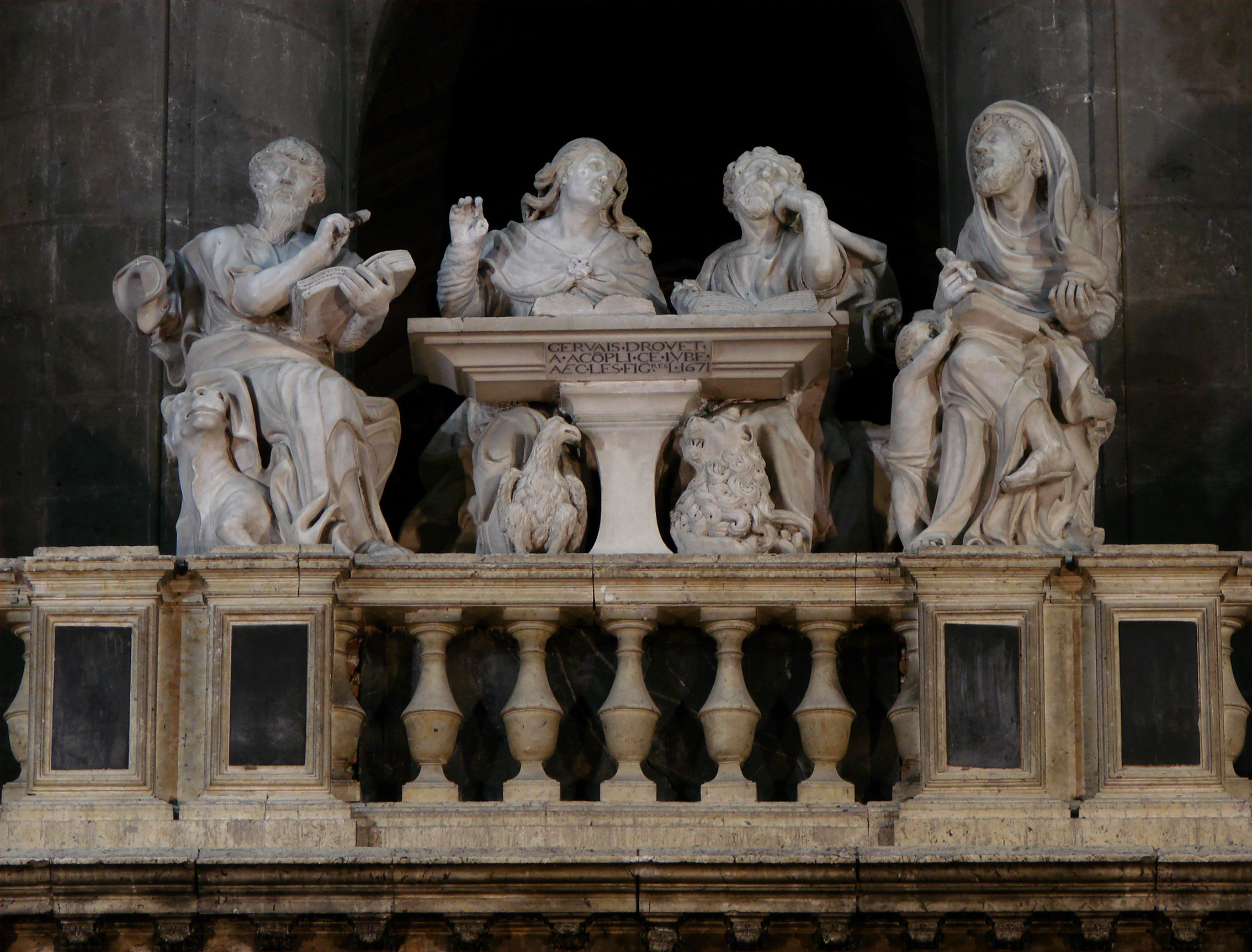
Els quatre evangelistes, de Gervais Drouet, cor de la catedral d'Auch.
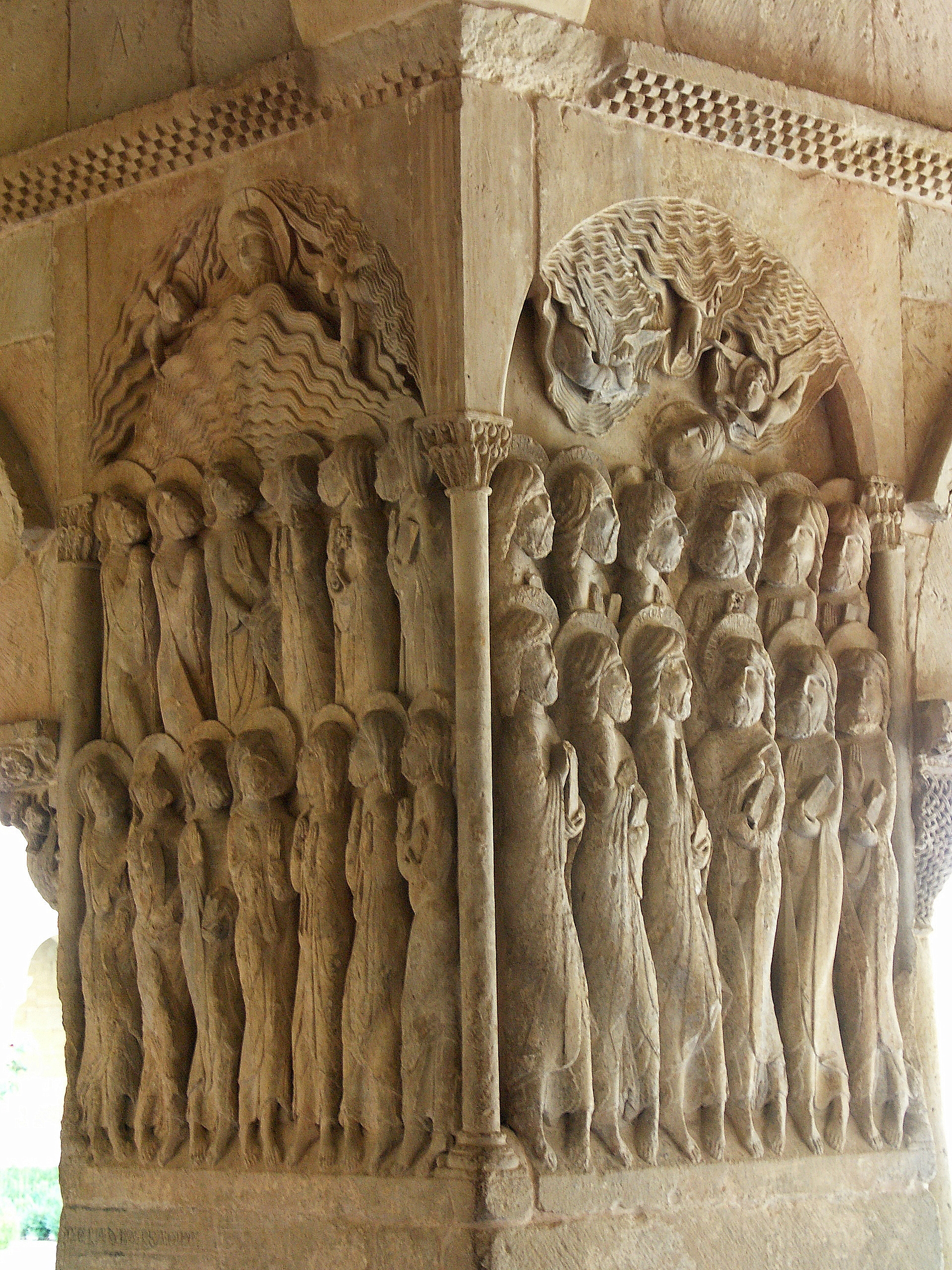
Apòstols al claustre de Santo Domingo de Silos.
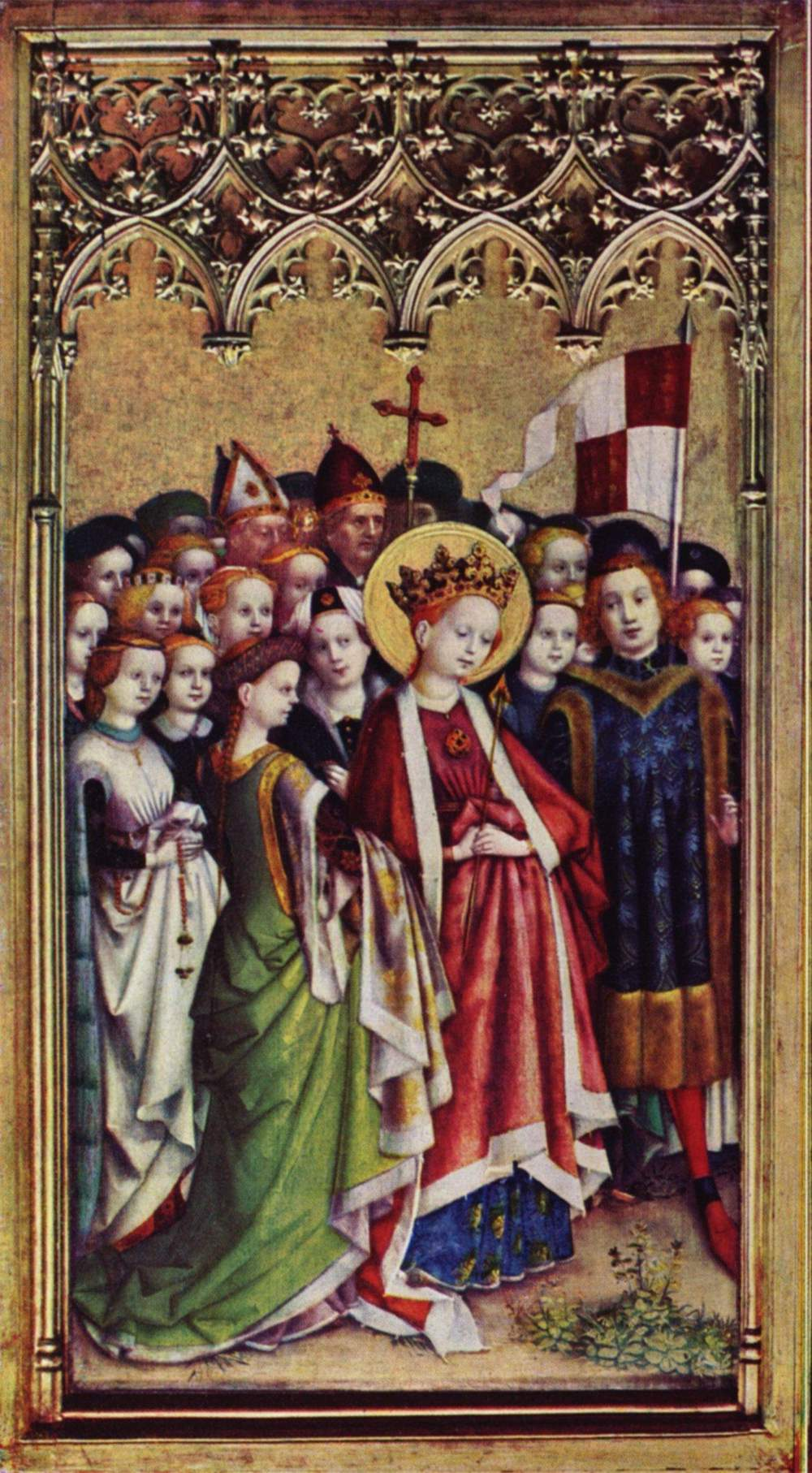
Santa Úrsula i les onze mil vírgenes, de Stephan Lochner.
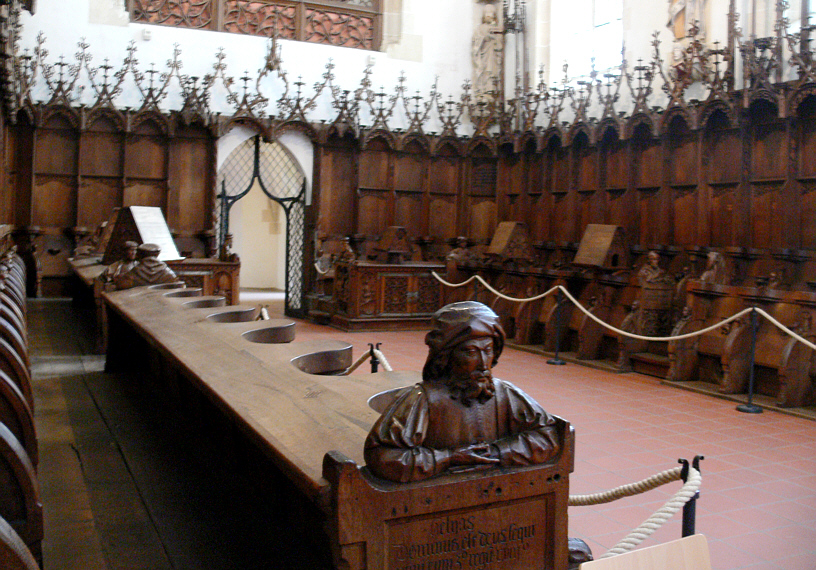
Profetes tallats al cadiram del cor de Blaubeuren, de Jörg Syrlin el Joven.
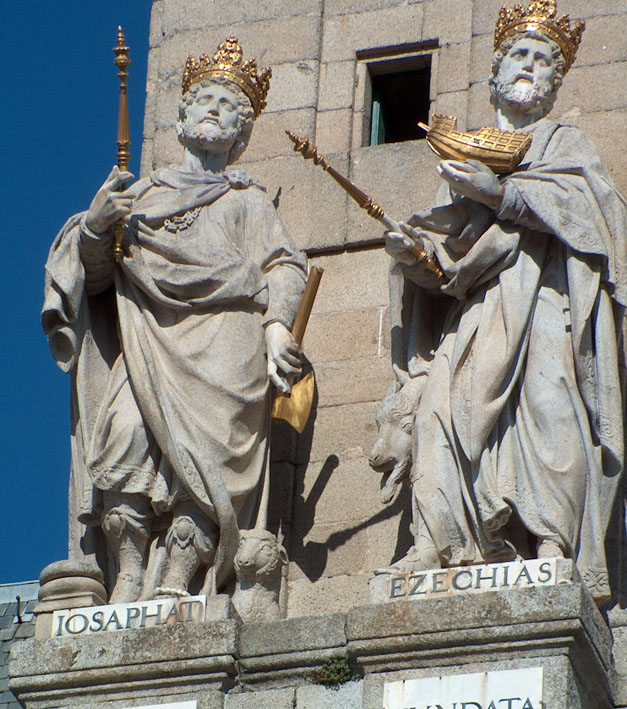
Reis d'Israel al Pati dels Reis del Monestir de l'Escorial.
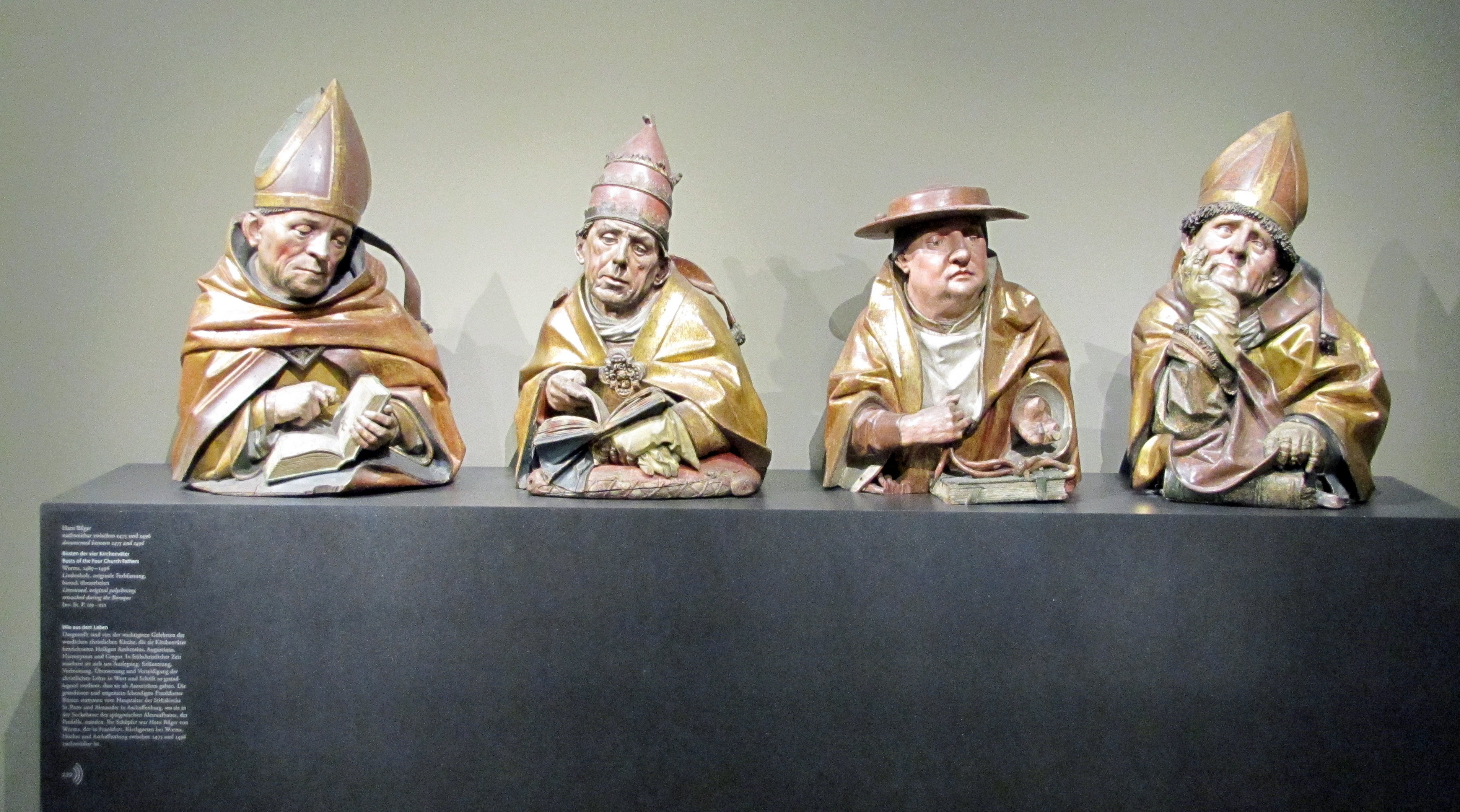
Los cuatro padres de la Iglesia occidental, de Hans Bilger (Hans de Worms).
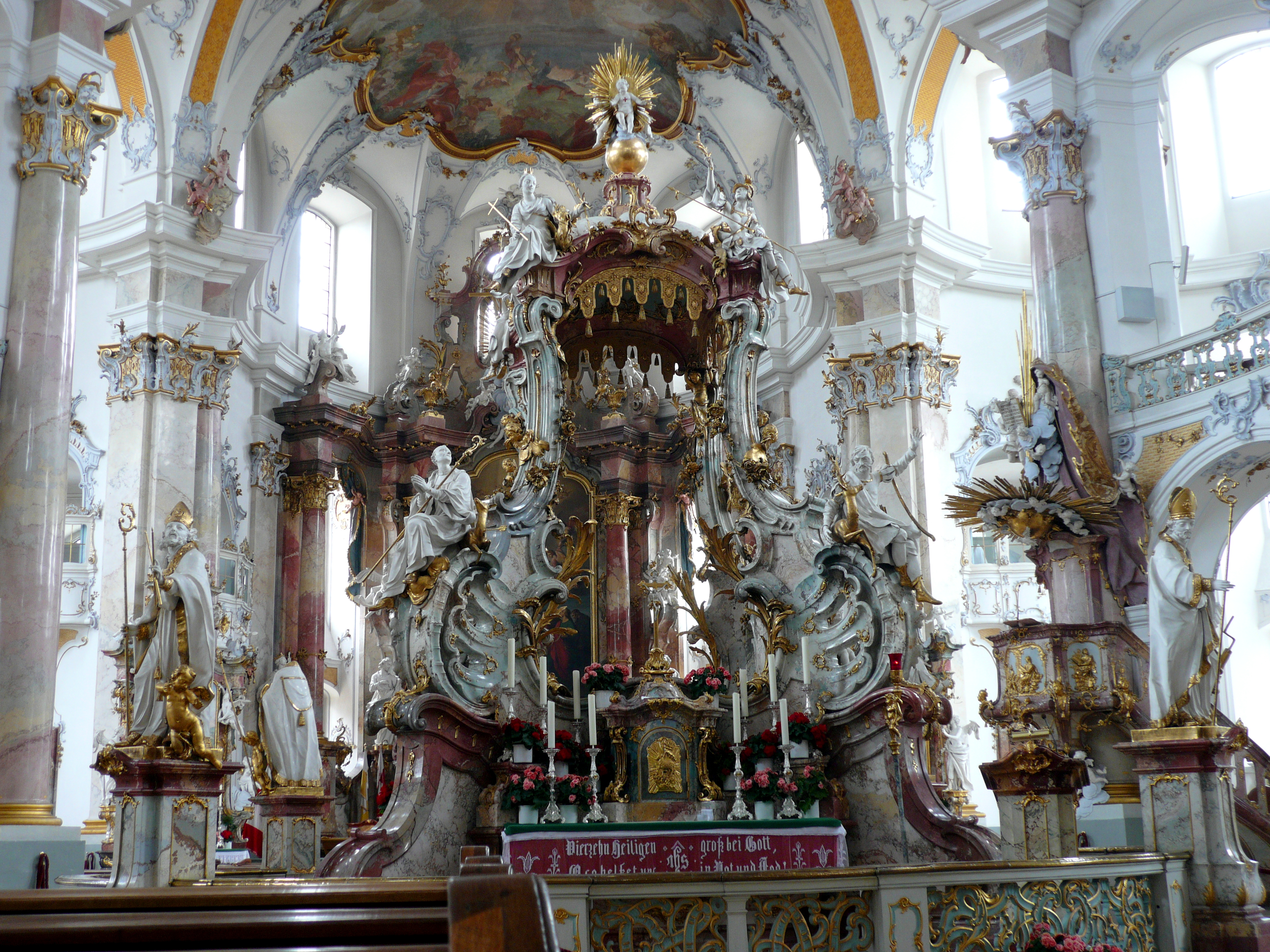
Els catorze sants auxiliadors a l'altar rococó de la Basílica de Vierzehnheiligen.

### Cicle de la vida de Crist

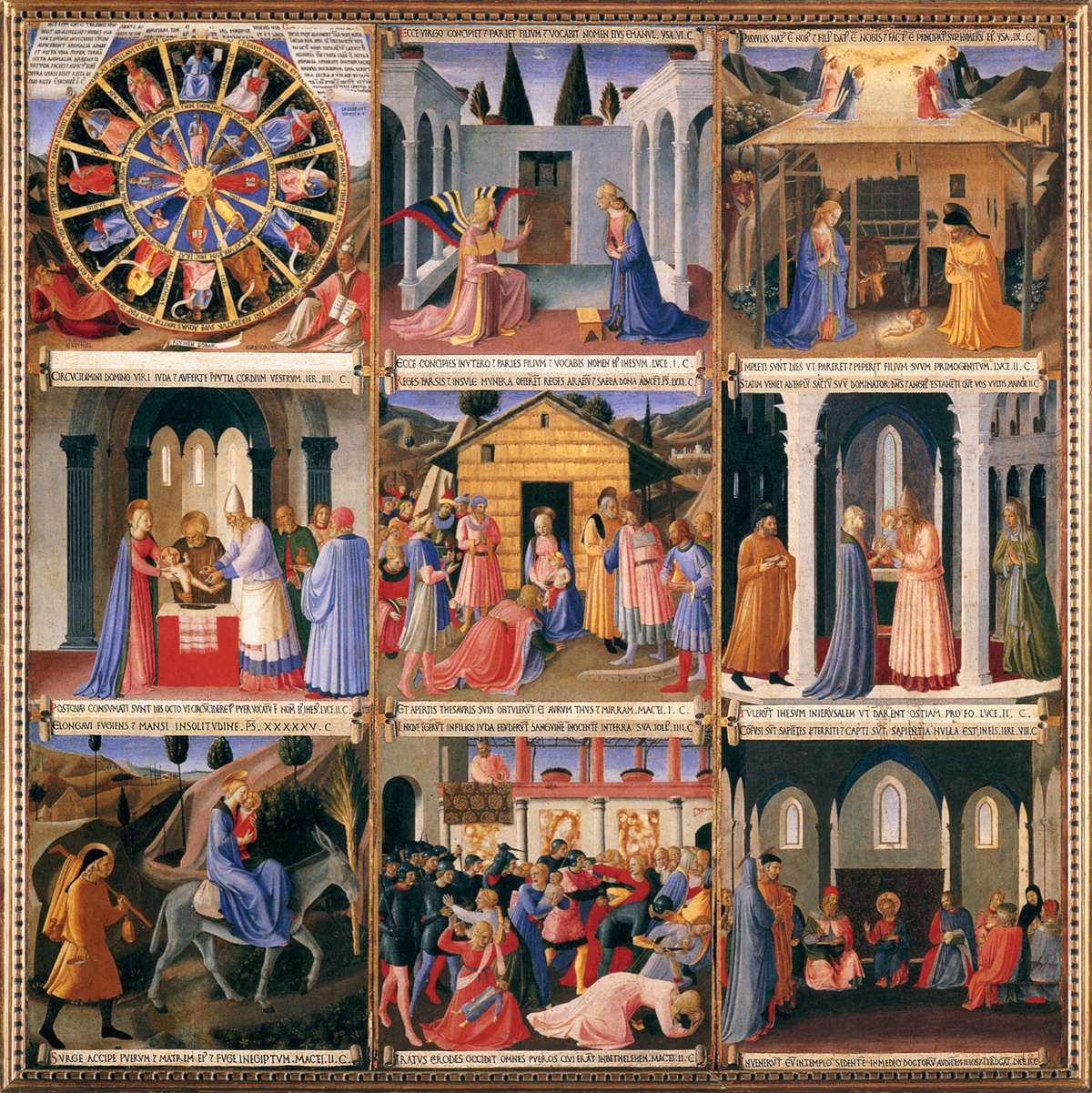
Escenes de la vida de Crist, de Fra Angelico: De l'Anunciació a Jesús entre els doctors

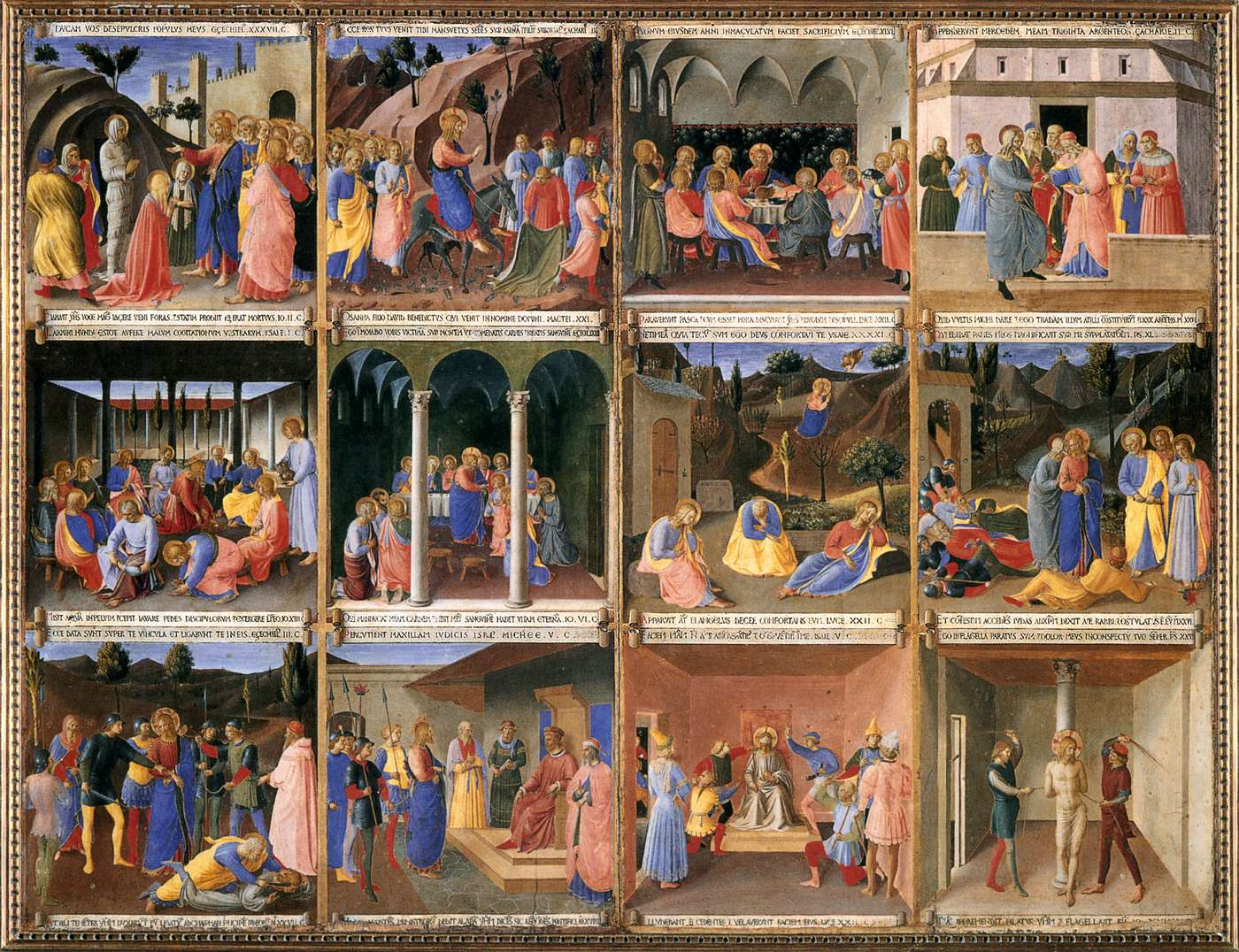
De la resurrecció de Llàtzer a la flagel·lació de Jesús

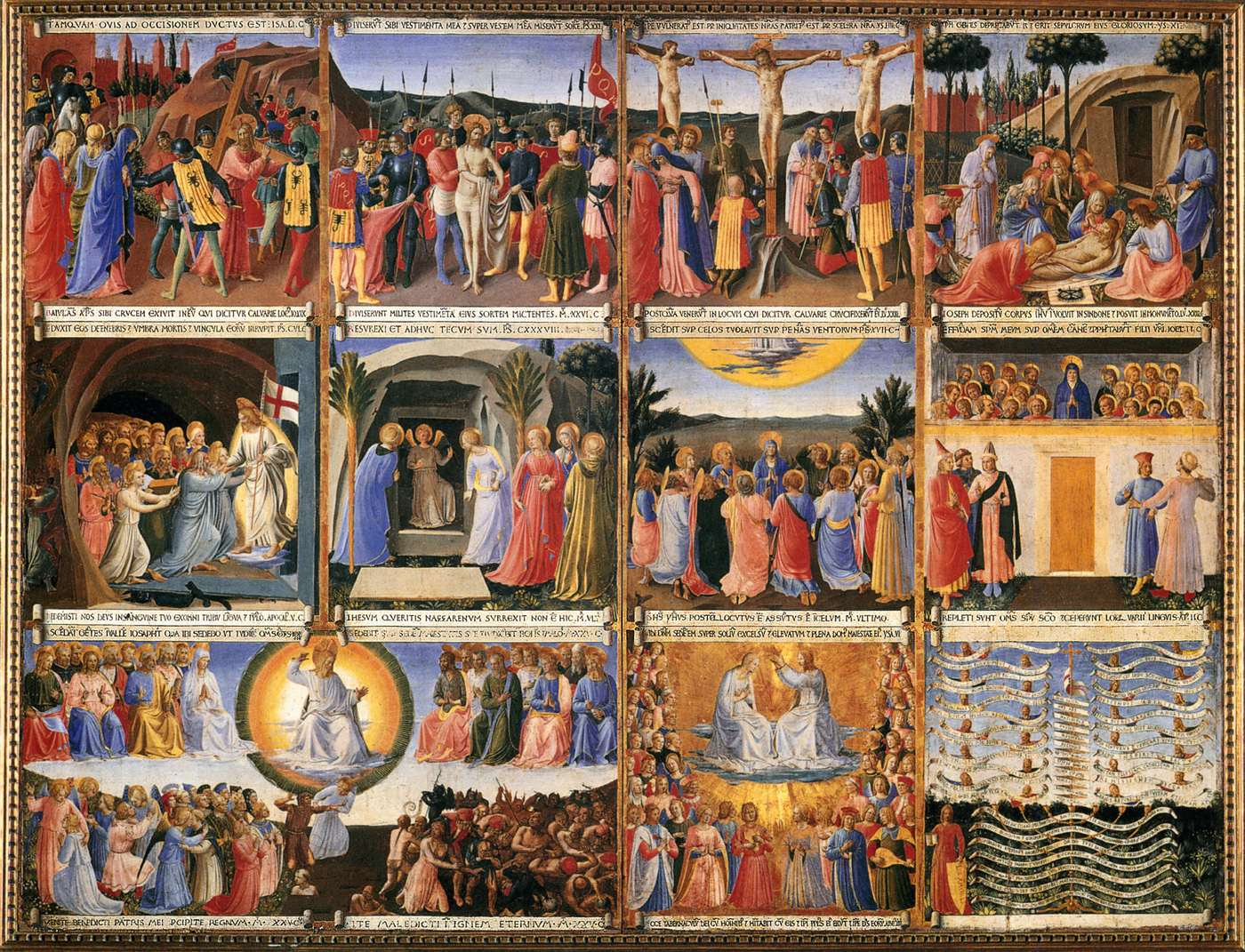
Del Via Crucis al Judici Final

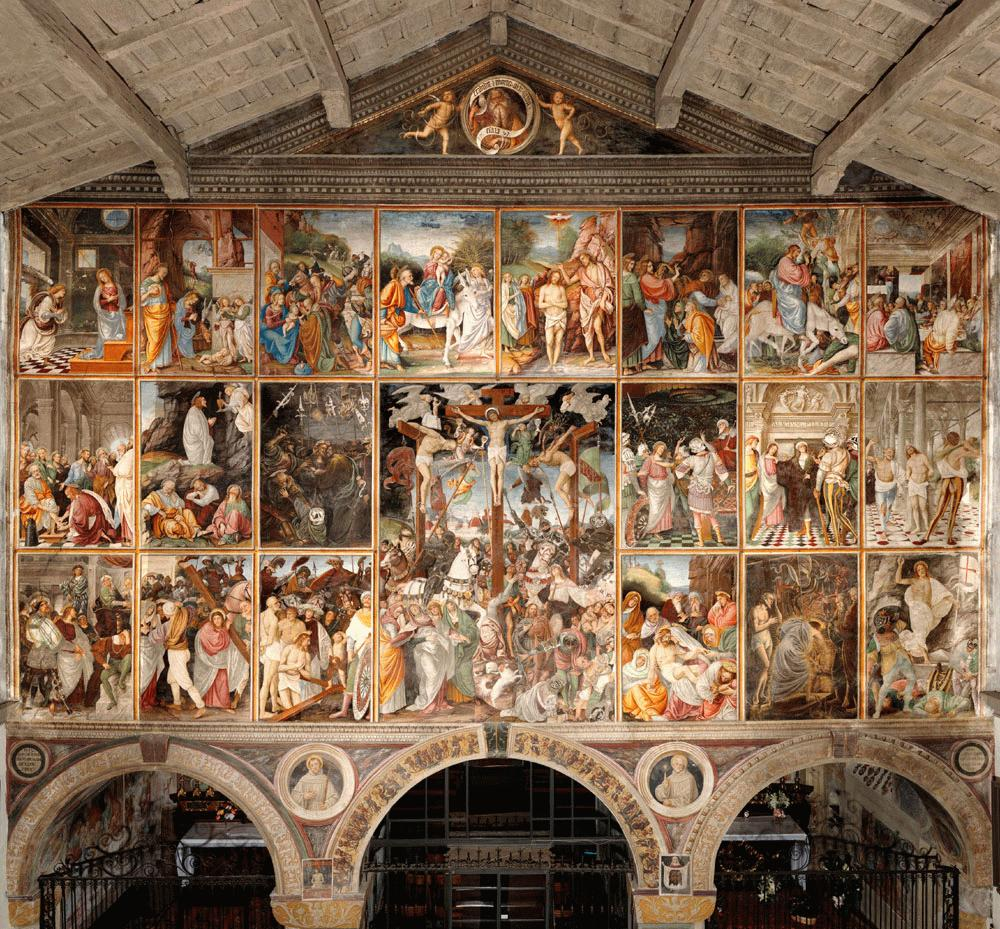
Històries de la Vida i Passió de Crist, de Gaudenzio Ferrari

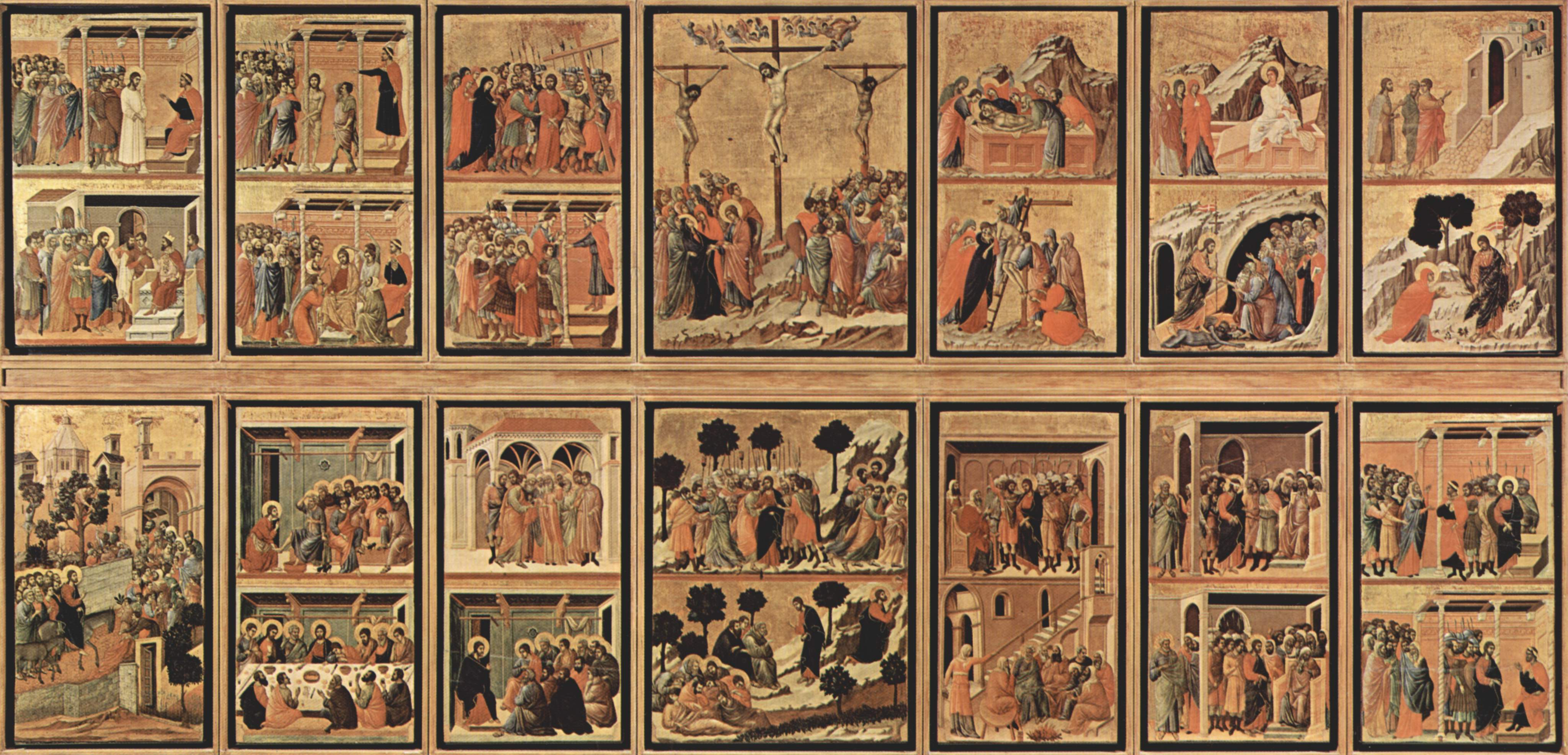
Escenes de la vida de Crist, retaule de la catedral de Siena, de Duccio di Buoninsegna

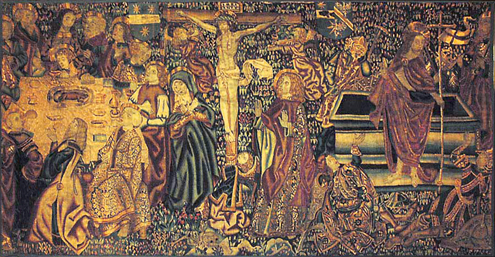
Escenes de la vida de Crist, tapís de Tournai

El cicle de la vida de Crist comença fins i tot abans del seu naixement, amb la genealogia de Jesús (Arbre de Jesé) i el misteri de l'Encarnació (la concepció miraculosa de Crist en Maria per obra de l'Esperit Sant, que es produeix després de l'Anunciació), a més de les escenes evangèliques que succeeixen mentre Maria està embarassada (Maria Gravida, Visitació).
El cicle de la Nativitat inclou diverses escenes amb moltes representacions no tan sols en pintura, sinó en pessebrisme:
- Adoració dels pastors
- Adoració dels Reis Mags
- Massacre dels Innocents
- Fugida a Egipte

La infància, adolescència i la resta de la denominada vida privada de Crist (fins als trenta anys), està molt poc tractada als evangelis canònics, si bé també té tractament en l'art:
- Circumcisió de Jesús
- Sagrada Família
- La Mare de Déu i l'Infant amb santa Anna
- Mare de Déu amb el Nen i sant Joanet, que ha de diferenciar-se de la seva representació en edat adulta, denominada Deisi (Crist flanquejat per Maria i Joan Baptista)
- Jesús entre els doctors del temple

Els episodis següents a la predicació de Joan Baptista (el Baptisme de Jesús, el dejuni al desert i la temptació de Crist) inicien la vida pública de Jesús amb la vocació dels apòstols i la resta de les escenes evangèliques (encunyades molt sovint en perícopas -passatges famosos-), incloent-hi les paràboles, les benaurances i els múltiples miracles de Jesús, alguns dels quals narren:
- Noces de Caná
- Crist a casa de Marta i Maria (la identificació de Maria de Betània amb la dona que perfuma els peus de Crist varia entre diferents evangelis)
- Sopar a casa de Leví ("No he vingut a cridar els justos a convertir-se, sinó els pecadors.")［Lluc 5:32］
- El pagament de l'impost (Al Cèsar el que és del Cèsar)［Marc 12:17］
- La multiplicació dels pans i dels peixos
- Jesús camina sobre l'aigua i salva a Pere, que va intentar imitar-li (Home de poca fe)［Mateu 14:22-33］
- La tempesta calmada［Lluc 8:32］
- La pesca miraculosa
- Curació d'un leprós［Marc 1:40］
- Curació del criat del centurió (Senyor, jo no sóc digne que entris a la meva casa)［Mateu 8:5-13］
- Resurrecció de Llàtzer［Joan 11:1-44］
- Transfiguración de Crist

L'Entrada de Crist a Jerusalem i l'expulsió dels mercaders del Temple donen pas a l'últim dia de vida de Jesús, que s'inicia amb el lavatori i l'últim Sopar i continua amb el cicle de la Passió: l'oració de l'hort, la detenció de Jesús amb el bes de Judes (la traïció de Judes amb l'escena de les trenta monedes de plata o el seu posterior penjament, són també molt representades) i el Judici de Jesús (que inclou el seu itinerari davant diferents instàncies -els sacerdots jueus Annàs i Caifàs, el rei Herodes i el governador romà Ponç Pilat-, les negacions de Sant Pere, la flagel·lació de Crist, la coronació d'espines, Crist lligat a la columna i l'escena denominada amb la frase llatina Ecce Homo -"he aquí a l'home"-, amb la qual Herodes va presentar a Crist al poble congregat davant el Pretori, donant-li a triar entre Jesús i Barrabàs).
El Via Crucis ("camí de la creu" en llatí) és una devoció que seqüència tretze "estacions" plasmades en diverses formes de representació artística (de vegades limitada a la numeració o a un camí flanquejat per creus). Comença amb la condemna a mort i inclou diverses escenes de caiguda en el camí de la Creu, l'ajuda del Cirineu, la trobada amb la Verge i amb diverses dones, el vel de Verònica, l'espoli de Crist (amb el sorteig de la seva túnica als daus) i les escenes de la Crucifixió de Jesús: Jesús clavat a la Creu, l'elevació de la Creu (no és com tal una estació del Via crucis, però té, com totes les altres escenes, molt abundant representació iconogràfica per si mateixa), Crist entre els dos lladres i diverses escenes posteriors a la mort de Crist. En les hores que transcorren en el Calvari o Gòlgota va donar temps a diverses escenes que es representen amb major o menor freqüència: les set paraules (les últimes que va pronunciar Crist tal com es recullen als Evangelis, especialment la presentació mútua a Joan i a la Verge com a mare i fill, Longinus allancejant a Crist, etc. Els tres dies de la mort de Crist s'inicien amb el Davallament de la Creu i l'escena més patètica: la Pietà, seguida pel Sant Enterrament, on també es poden incloure algunes tipologies complexes (Home de dolors, les Cinc Nafres,Arma Christi -els instruments de la passió-, Imago Pietatis o Crist de la missa de Sant Gregori, Crist doliente o de la paciència, Crist pensatiu, Misericòrdia domini, Crist sostingut pels àngels, etc.)
La Resurrecció de Jesús i les representacions de les aparicions de Jesús ressuscitat (Noli me tangere, les Tres Maries, els deixebles d'Emaús, La incredulitat de Tomàs) culminen amb l'Ascensió de Jesús, el descens de Jesús als inferns (Anàstasi) i la rebuda de Crist en la Glòria, moment reflectit en algunes de les representacions de la Santíssima Trinitat.
Altres escenes en què es representa a Crist no són pròpiament evangèliques, com les escenes del llibre dels Fets dels Apòstols (martiri de Sant Esteve, conversió de Sant Pau) o les nombroses visions de l'Apocalipsi, entre les quals pot incloure's el concepte de Judici Final; així com, ja totalment fora dels textos bíblics, les múltiples aparicions i visions de Jesucrist a sants de totes les èpoques, o el trencament de Glòria que, convencionalment i para molt diferents contextos, permet veure en un pla superior, entre núvols i resplendors, la Divina Glòria.

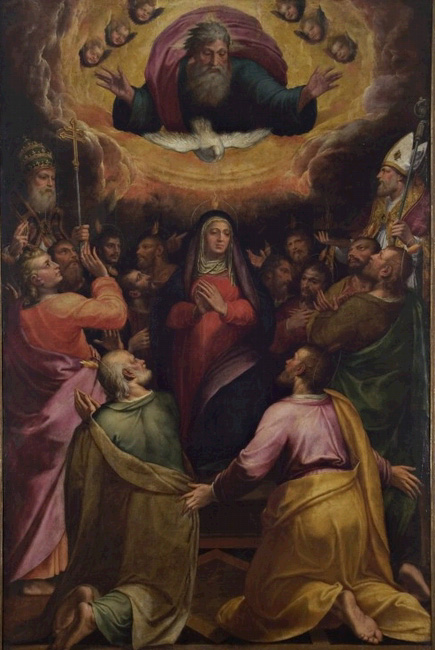
Pentecostes, de Giovanni Battista Ramenghi.
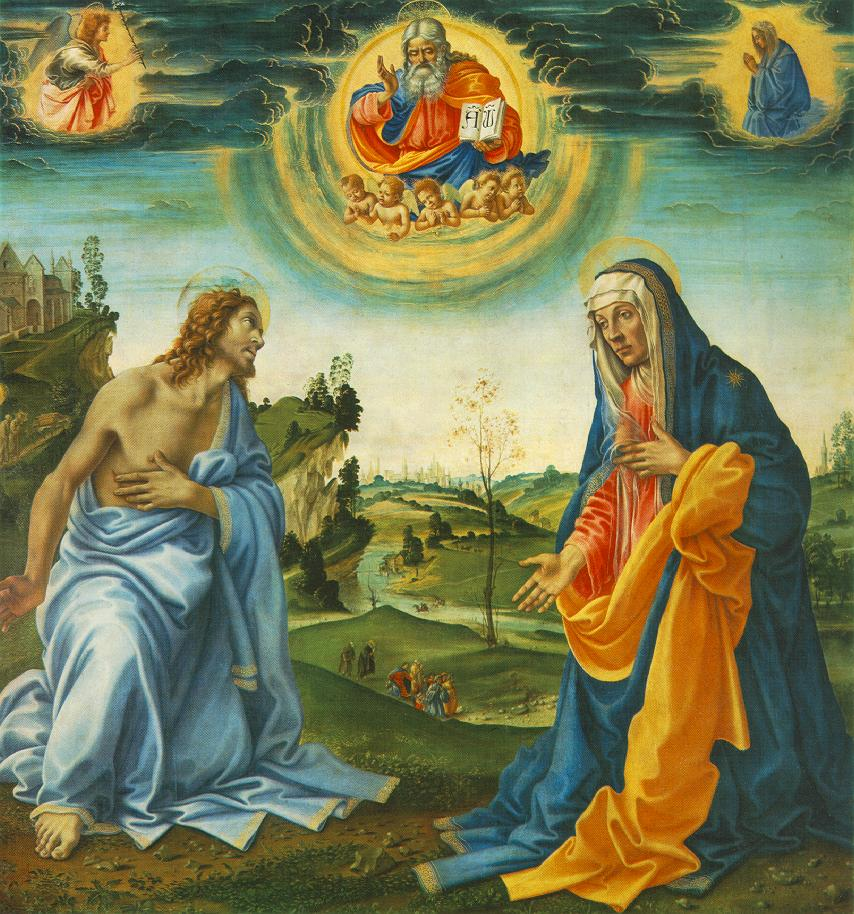
Aparició de Crist a la Mare de Déu, de Filippino Lippi.
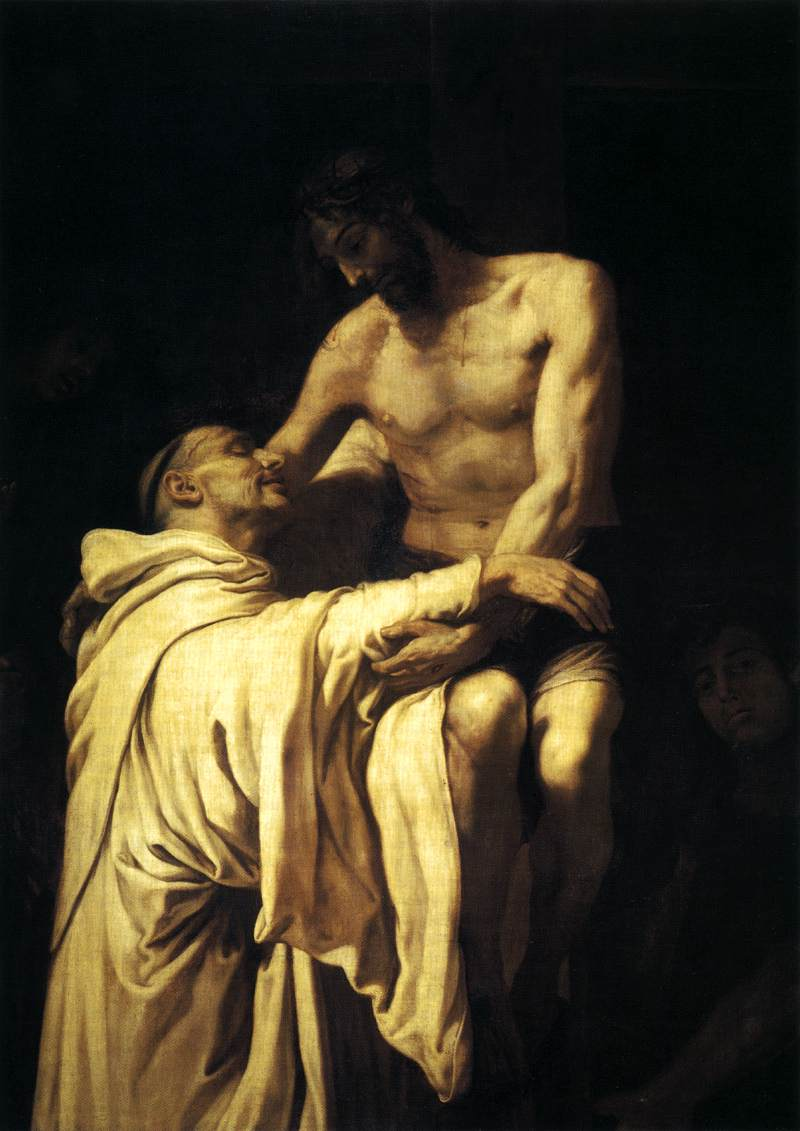
Crist abraçant Sant Bernat, de Ribalta.
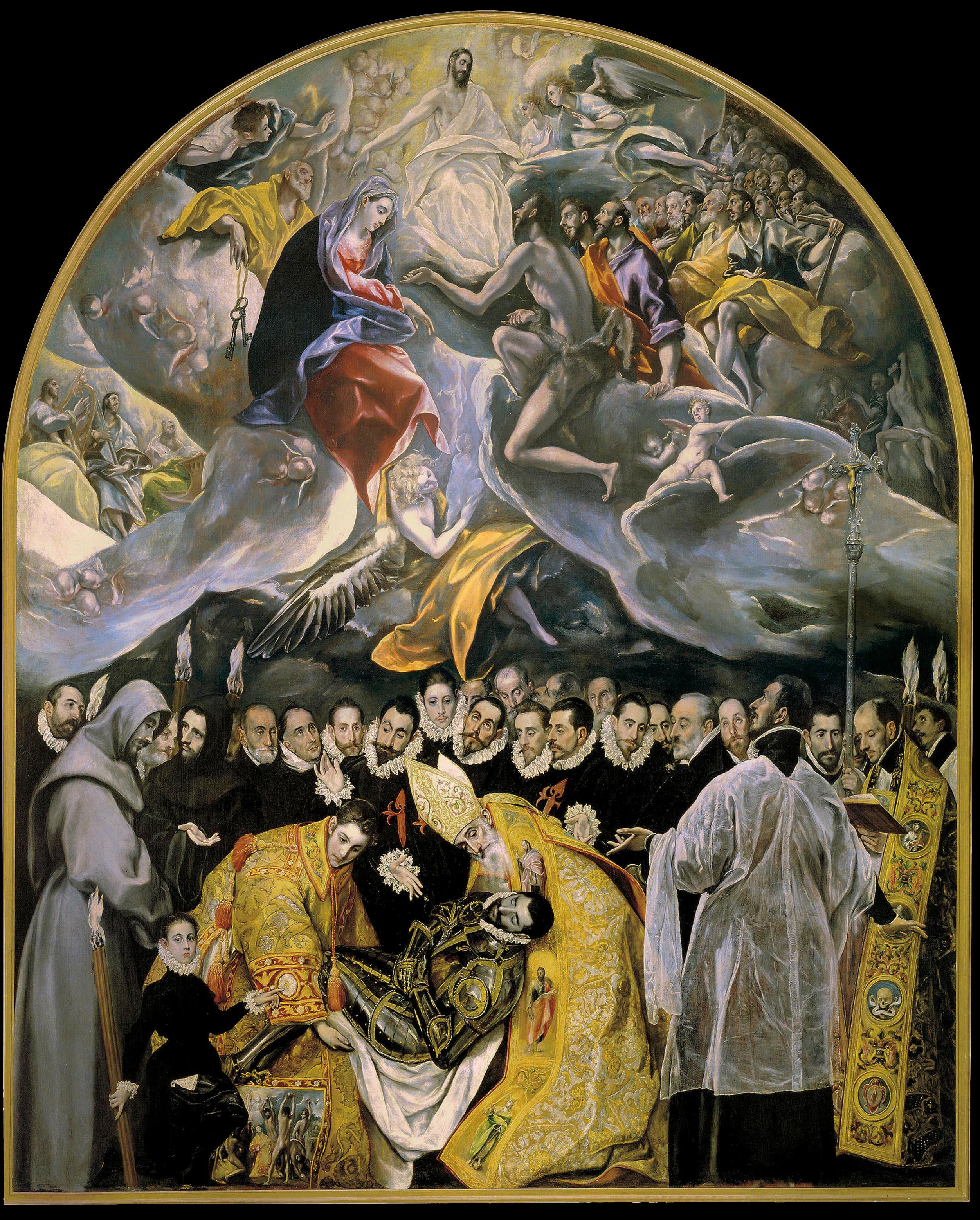
L'enterrament del comte d'Orgaz, de El Greco.
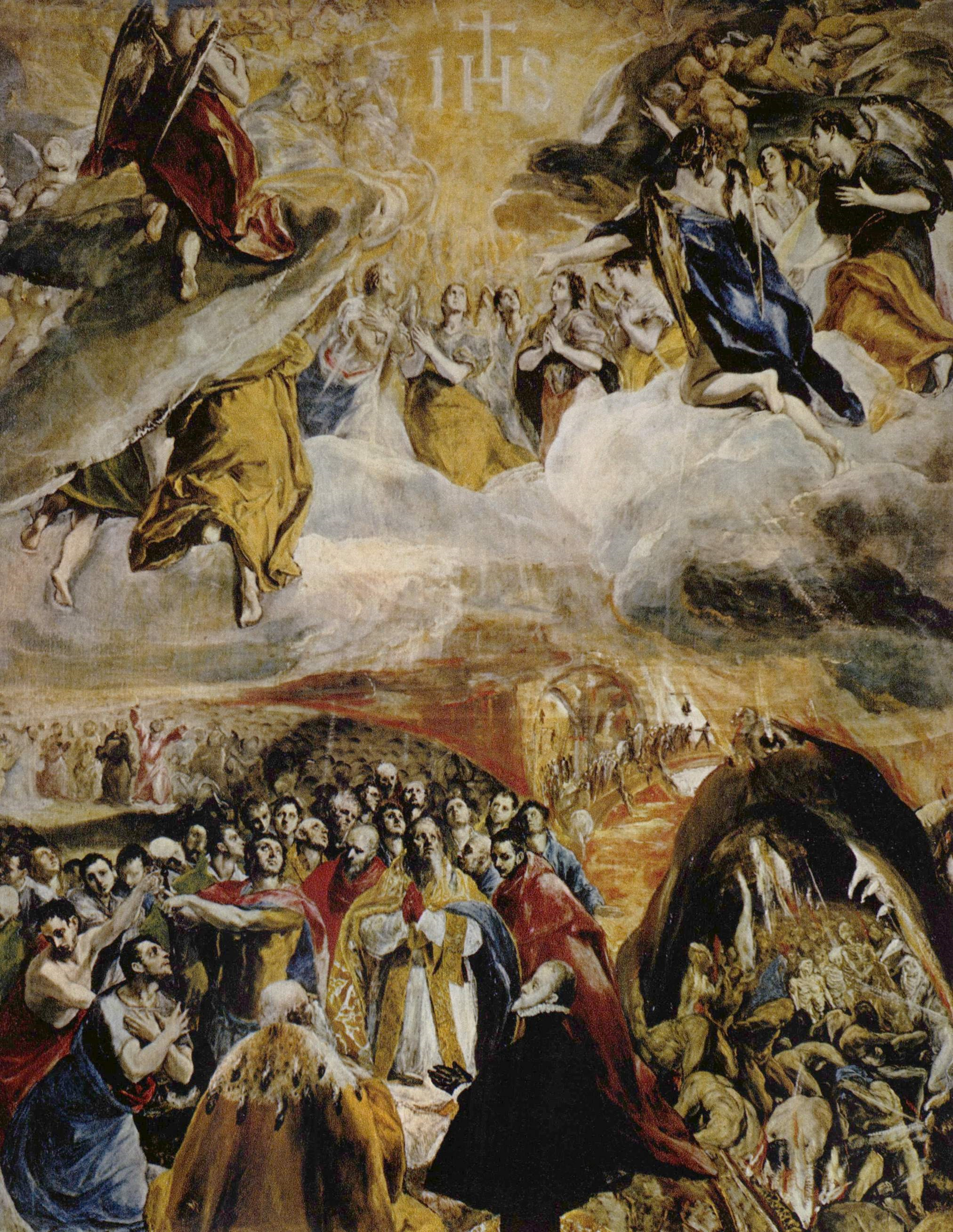
Adoració del nom de Jesús, de El Greco.
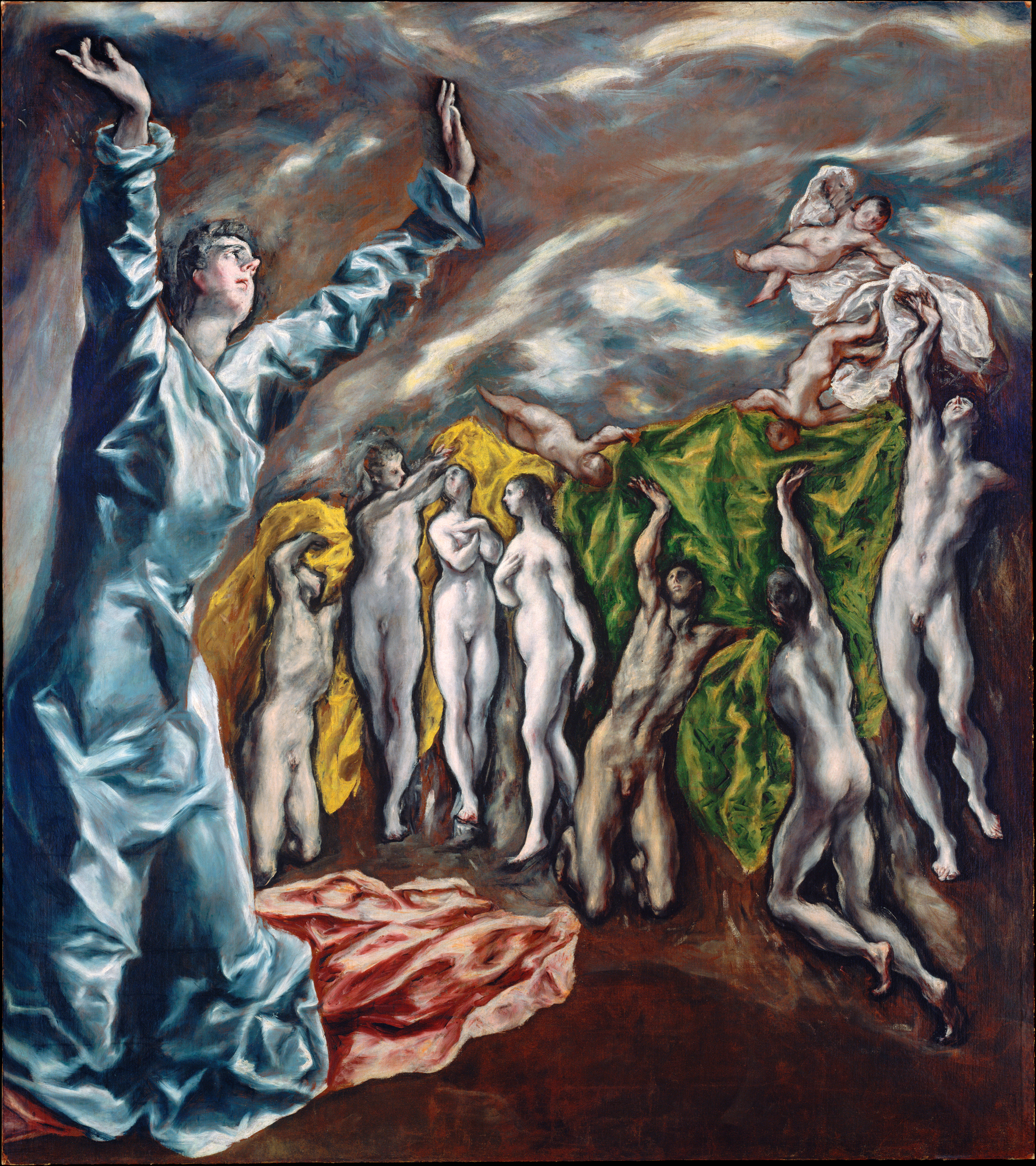
Visió de Sant Joan, de El Greco.
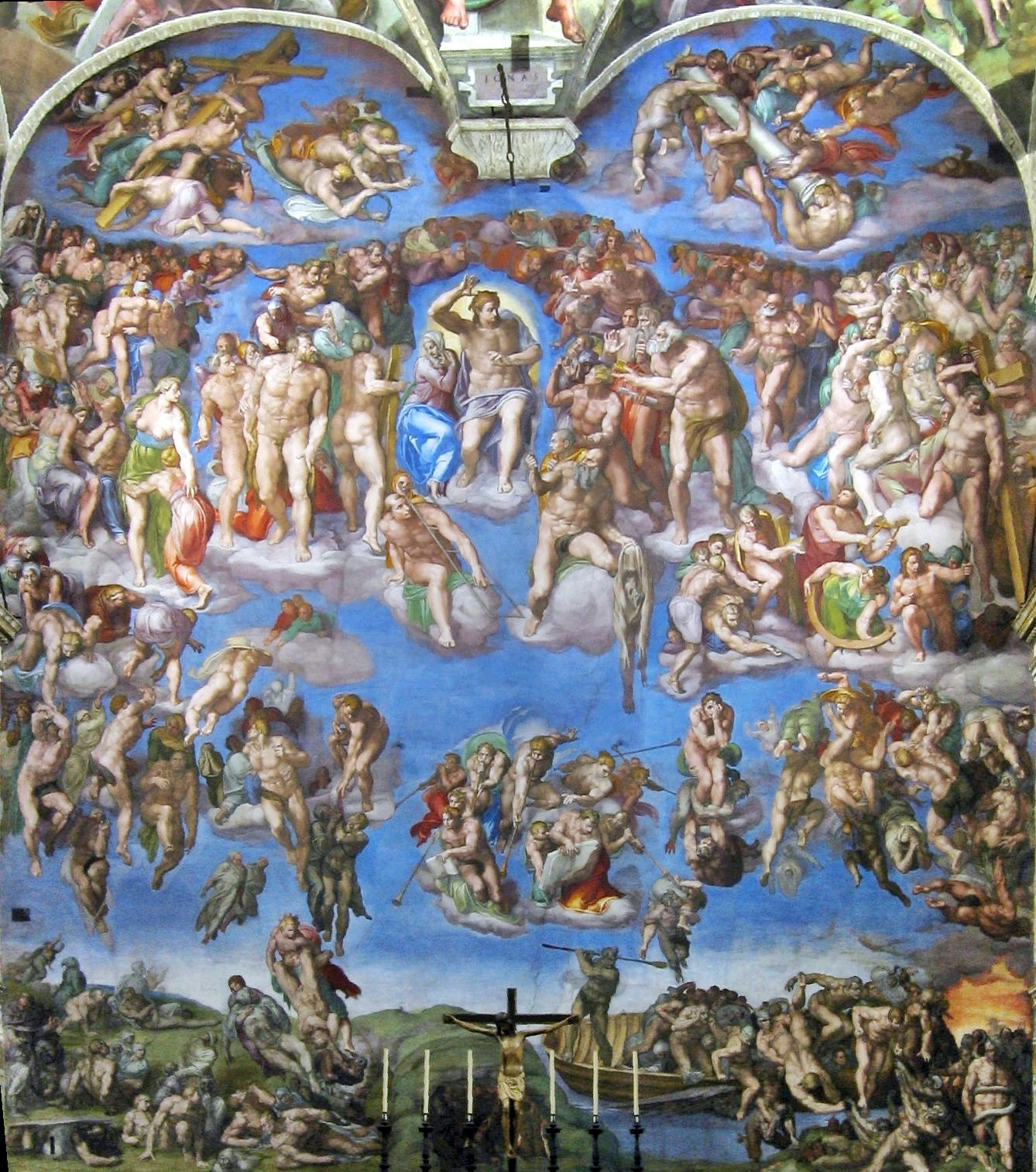
Judici Final de la capella Sixtina, de Miquel Àngel.

### Cicle marià

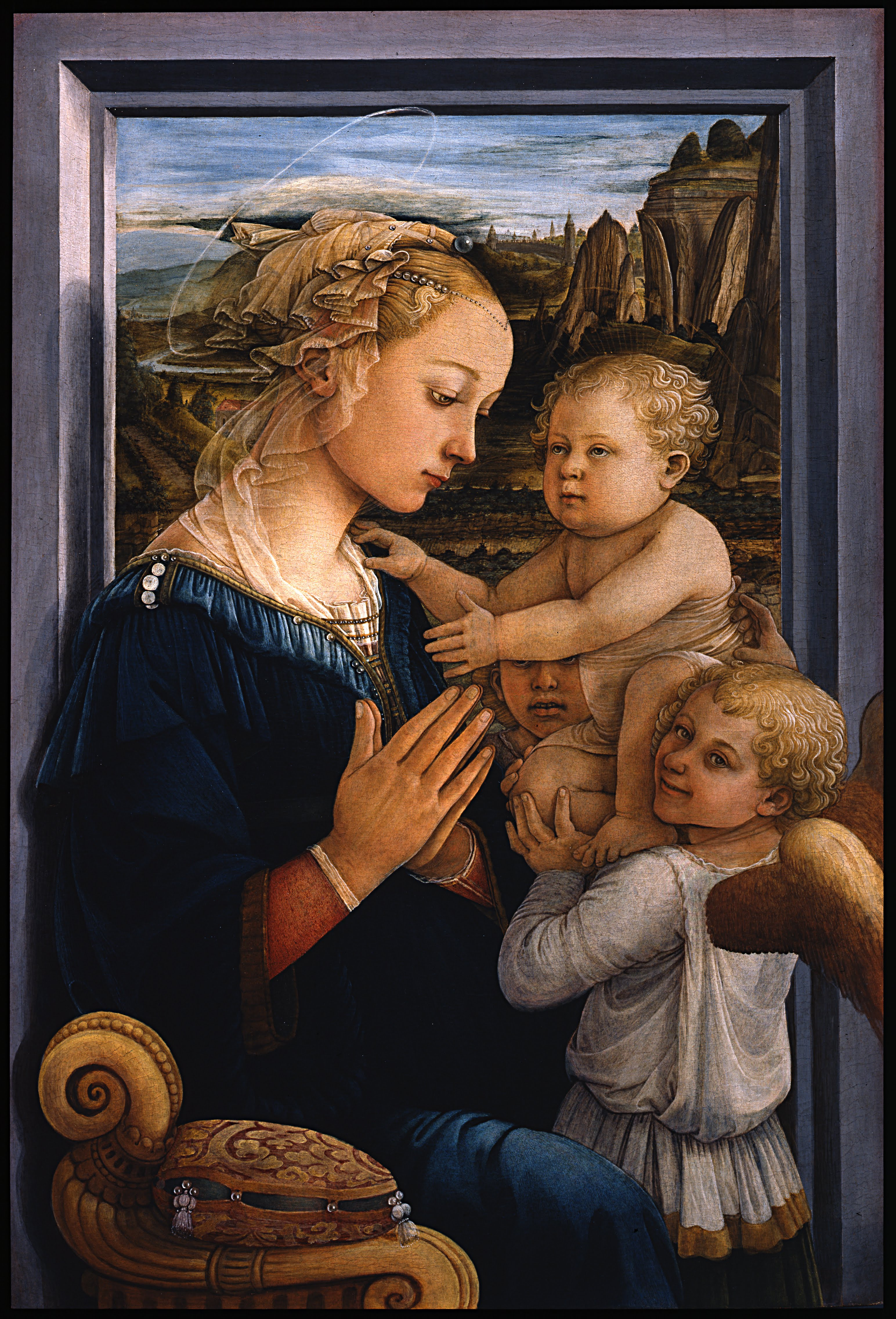
Madonna amb el Nen i dos àngels, anomenada Lippina, pel seu autor Filippo Lippi. Boticelli va fer diverses composicions molt semblants, pràcticament rèpliques.

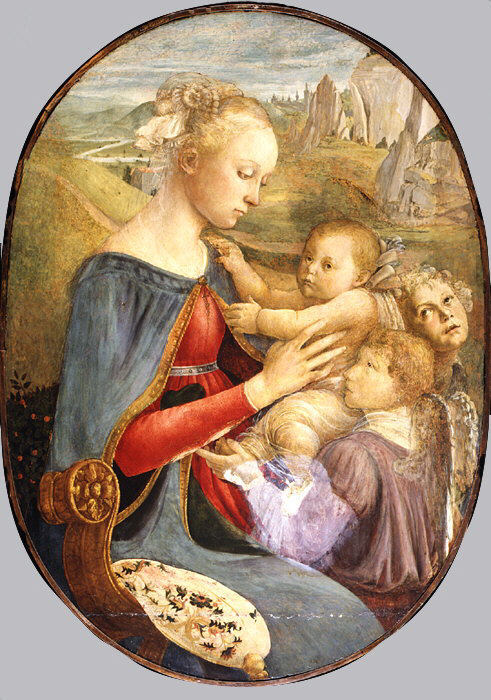
Versió del Metropolitan Museum of Art de Nova York.
Versió de la National Gallery of Art de Washington.
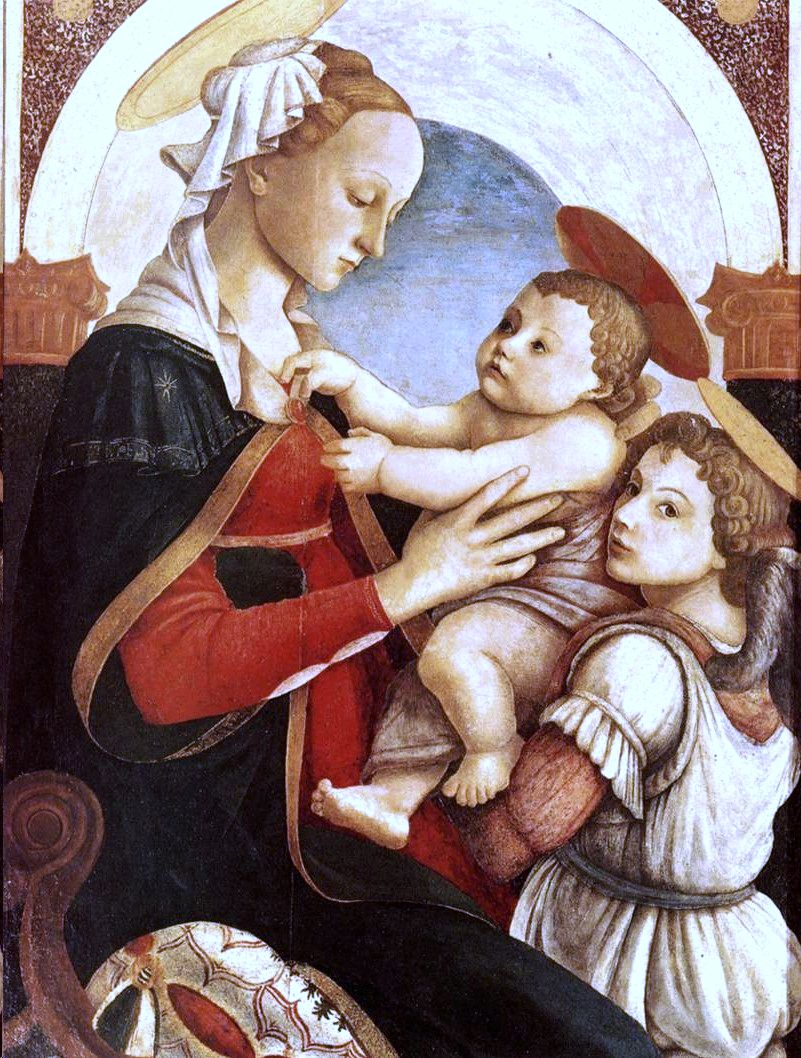
Versió del Spedale degli Innocenti de Florència.
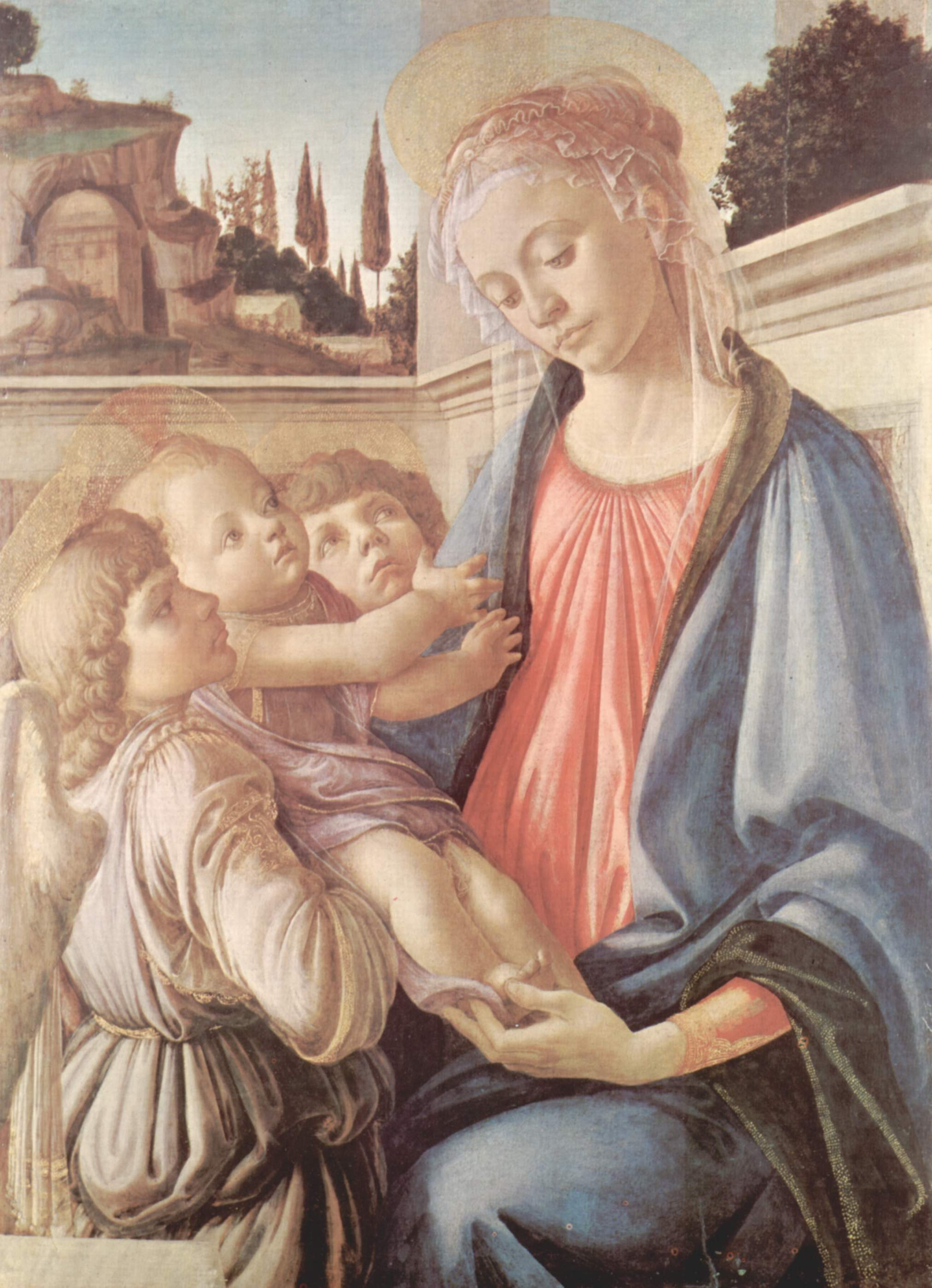
Versión del Museo di Capodimonte -Mare de Déu amb el Nen i dos àngels (Botticelli)

Maria, la mare de Jesús, va rebre des dels primers segles una veneració especial, de connexió sincrètica amb les representacions iconogràfiques de les deesses mare mediterrànies va contribuir de forma important a la difusió del cristianisme i al seu èxit popular; i que es va intensificar especialment a Occident a partir del segle xii (tres sants responsables d'aquesta devoció o "mariologia", Sant Bernat, Sant Francesc d'Assís i Sant Antoni de Pàdua, seran molt representats al costat de la Verge).

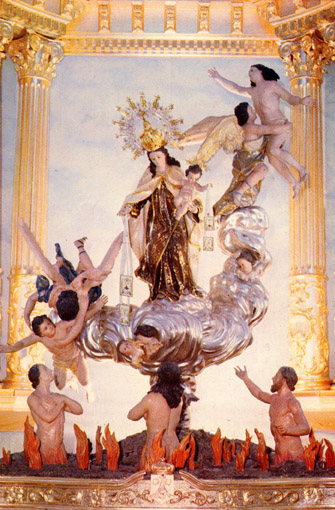
La Mare de Déu del Carme rescatant ànimes del purgatori, d'Antonio Dupar.
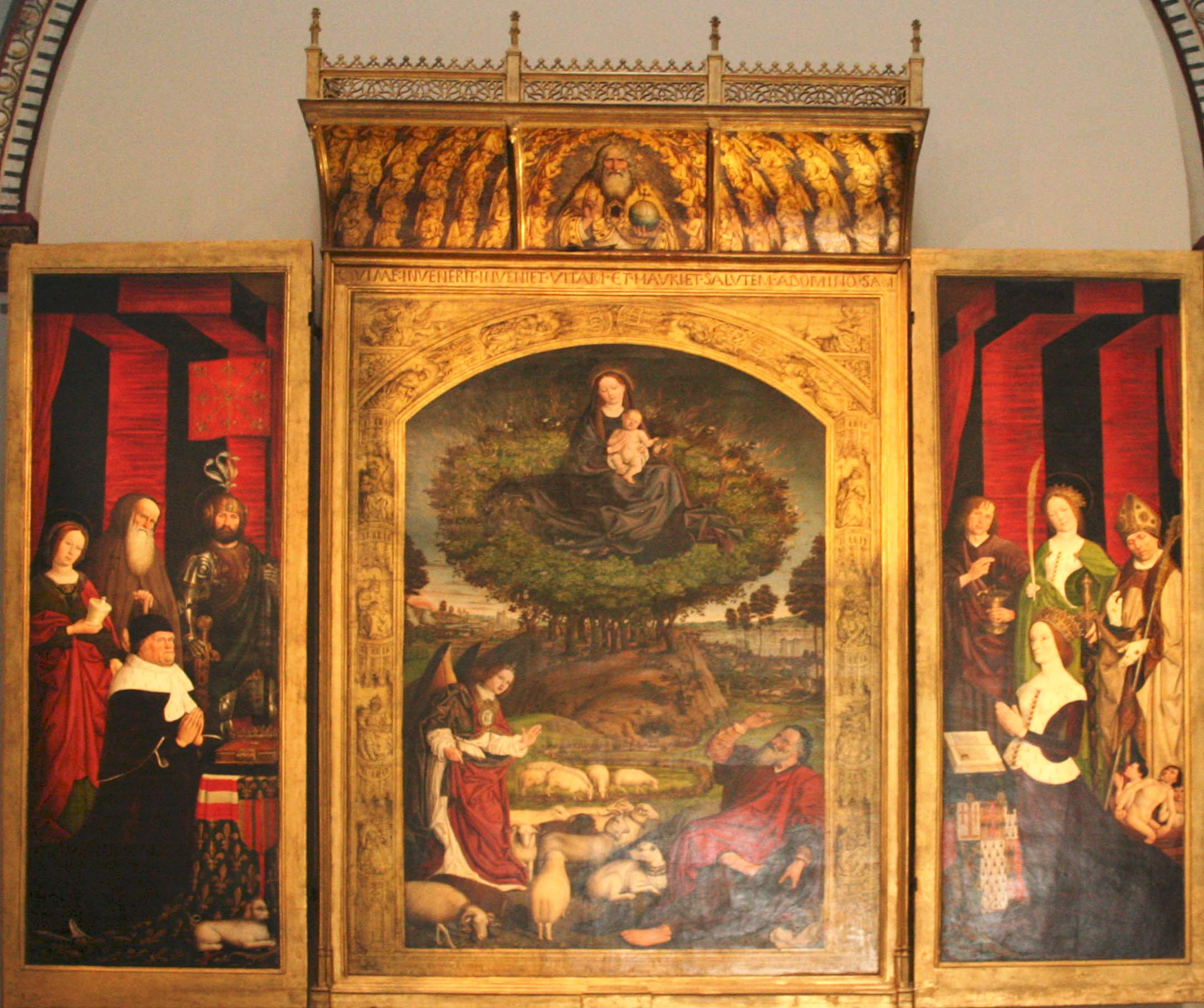
Tríptic de l'esbarzer cremant, de Nicolàs Froment (un símbol de maternitat virginal que no s'ha de confondre's amb l'esbarzer cremant de Moisès).
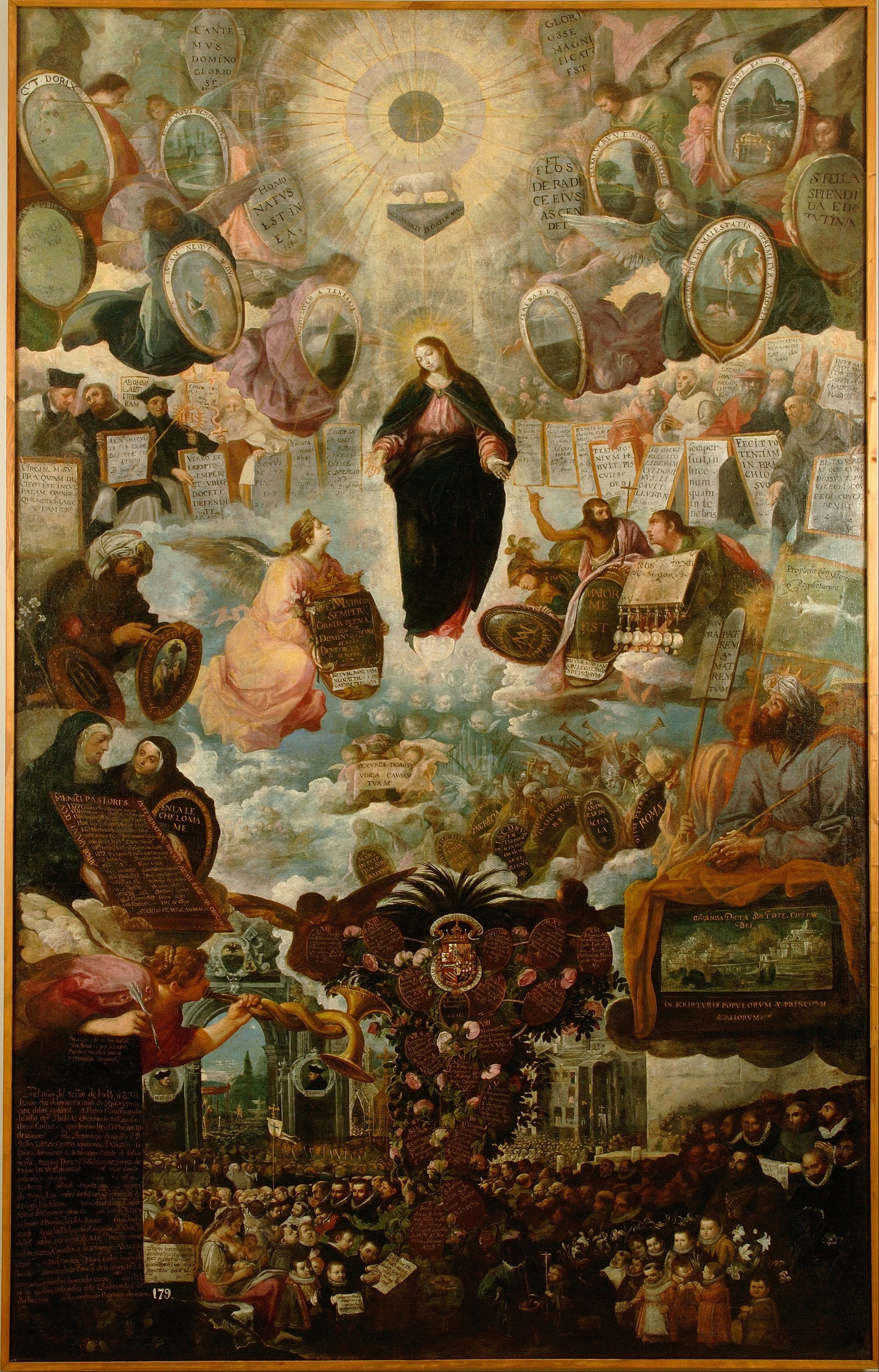
Al·legoria de la Immaculada, de Juan de Roelas.
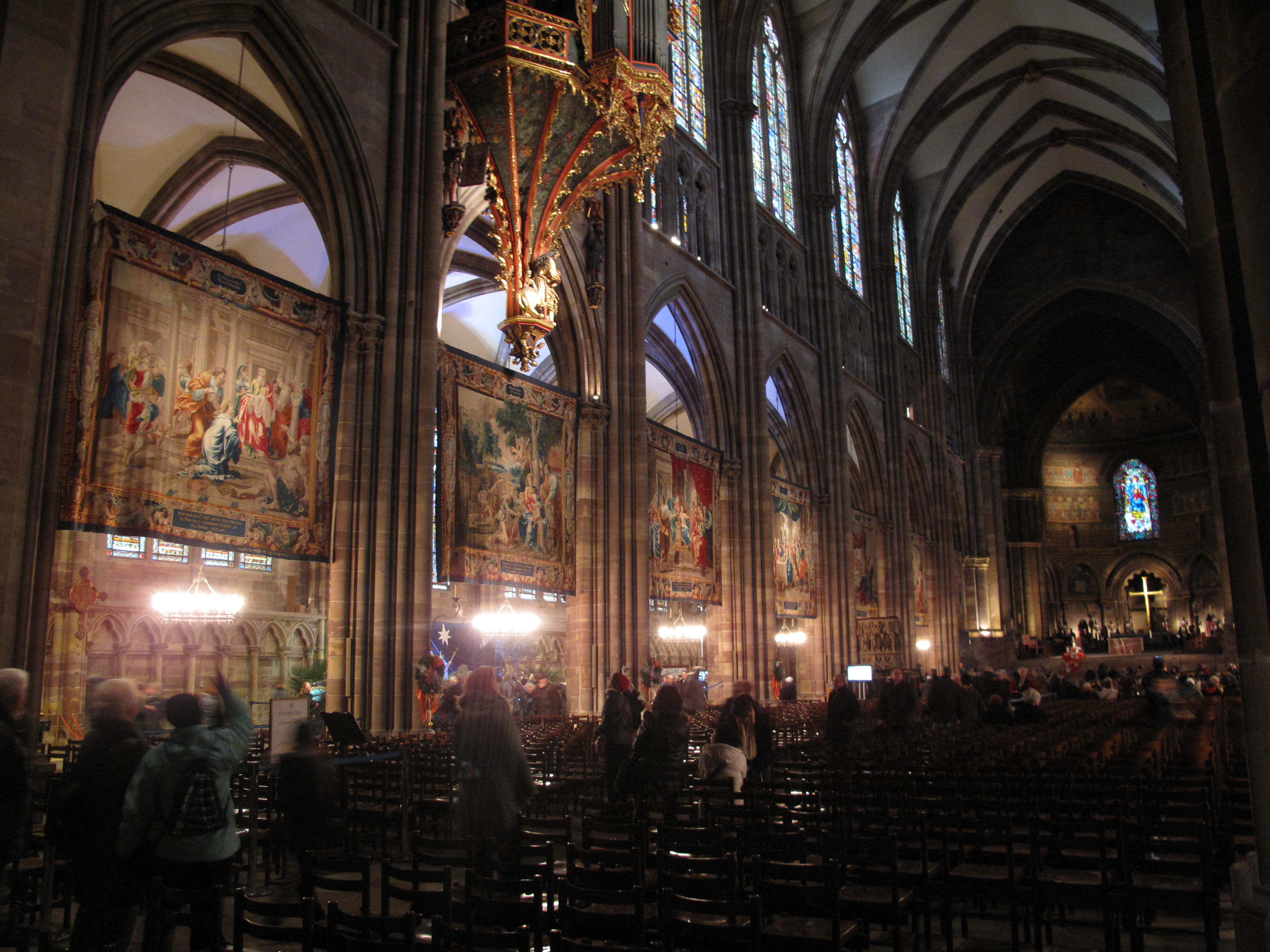
Escenes de la vida de la Mare de Déu, sèrie de tapissos flamencs exposats a la catedral d'Estrasburg.

La intricada complexitat de conceptes mariològics (no compartits per totes les confessions cristianes, i fins i tot debatuts dins del catolicisme fins a la seva aprovació oficial, en diferents dates), com la virginitat de Maria, la seva Immaculada Concepció, la seva Assumpció al Cel o el seu paper de mediadora o copartícep en la redempció (Mediatrix o Co-Redemptrix); es va expressar en multitud d'advocacions marianes, cadascuna de les quals va adquirir una convenció iconogràfica que permetia als fidels identificar-les. A moltes d'elles se'ls aplica com a títol inicial el terme grec dePanhagia ("la tota santa" o Santíssima Verge), l'italià Madonna ("Nostra Senyora" o el francès Notre-dame). La major difusió la tenen les múltiples representacions de la Verge amb Nen, que, alhora, tenen marcades diferències: 
- Theotokos ("Mare de Déu"), en la cristiandat llatinaMaiestas Mariae oMaestà
- Odhigitria ("la que mostra el camí")
- Platytera ("el senyal") o Verge-Sagrari
- Galaktotrophousa ("Verge de la llet")
- Eleusa ("Verge de la tendresa")

A més de les escenes evangèliques en què la Verge comparteix el protagonisme amb Crist, fins i tot abans de néixer, existeixen representacions de la Verge per si mateixa durant la Passió: la Mater Dolorosa o dels set dolors, simbolitzada amb un cor travessat per set punyals; i després de la resurrecció, el Sant Encontre.
El final de la vida de Maria ha estat especialment tractat pels pintors, que van adoptar a Sant Lluc com a patró per considerar-se que va ser el primer retratista de la Verge, que hauria protagonitzat, per tant, la primera icona. La mort o Dormició de Maria dona pas a l'Assumpció de la Mare de Déu i a la Coronació de Maria en la Glòria. El fet de compartir la presència de Déu amb tots els altres sants, fa que pugui aparèixer representada en sacra conversazione amb qualsevol d'ells. Quant a les seves manifestacions posteriors al món, també s'han reflectit en l'art les múltiples aparicions i miracles de la Mare de Déu.

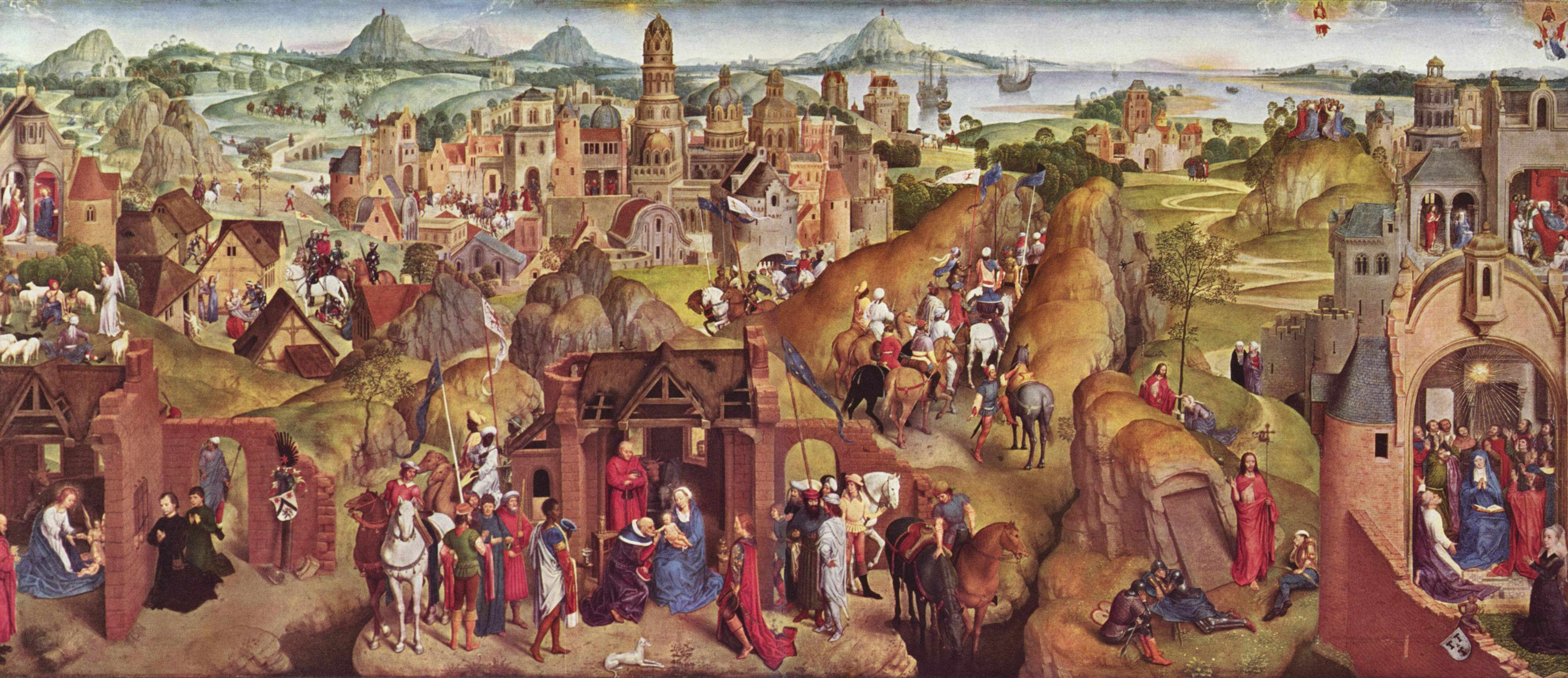
Els goigs de la Mare de Déu, de Hans Memling

## Cicles de vides de sants
Les hagiografies o vides de sants i els martirologis van donar una abundant base d'inspiració iconogràfica.

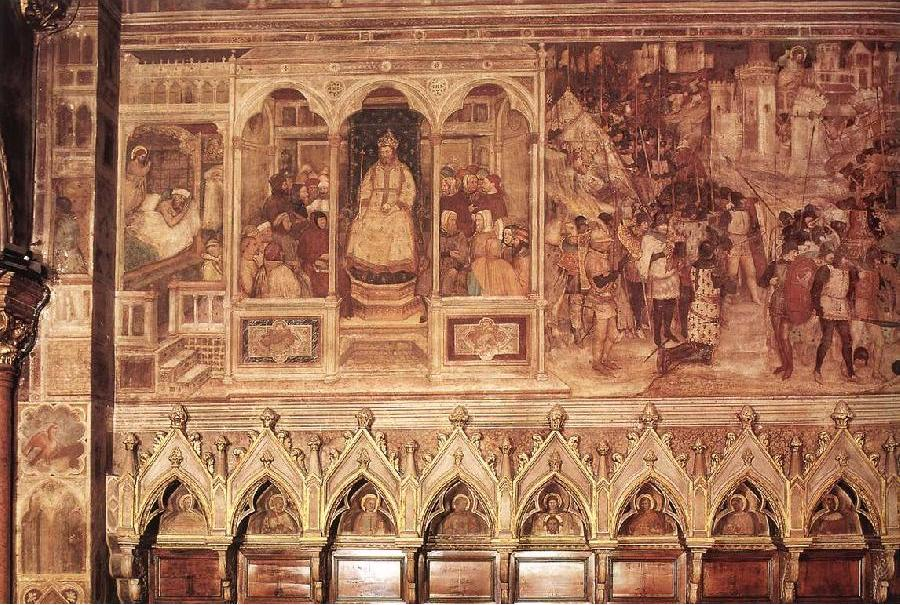
Escenes de la vida de Sant Jaume, basílica de Sant Antonio de Pàdua.
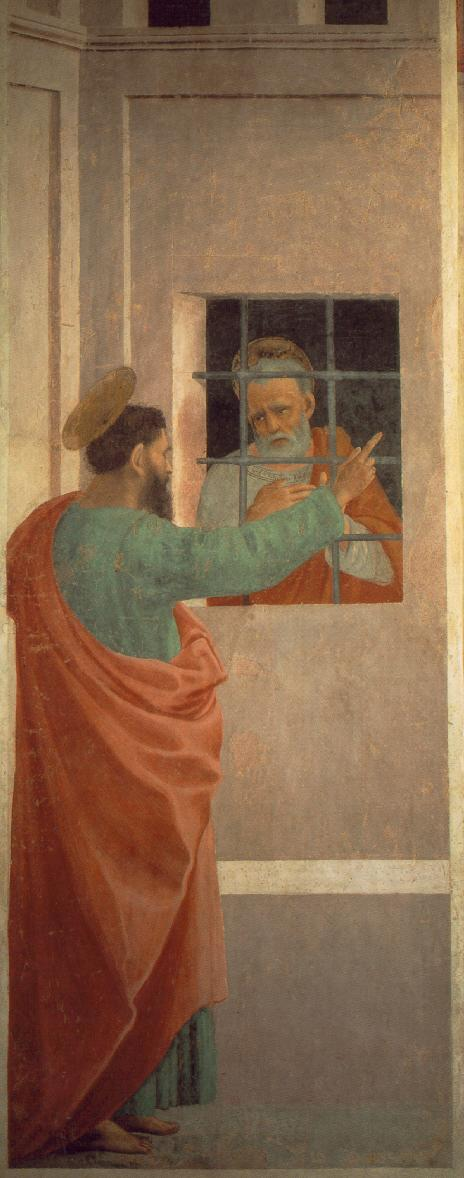
Sant Pere visitant Sant Pau a la presó, de Filippino Lippi.
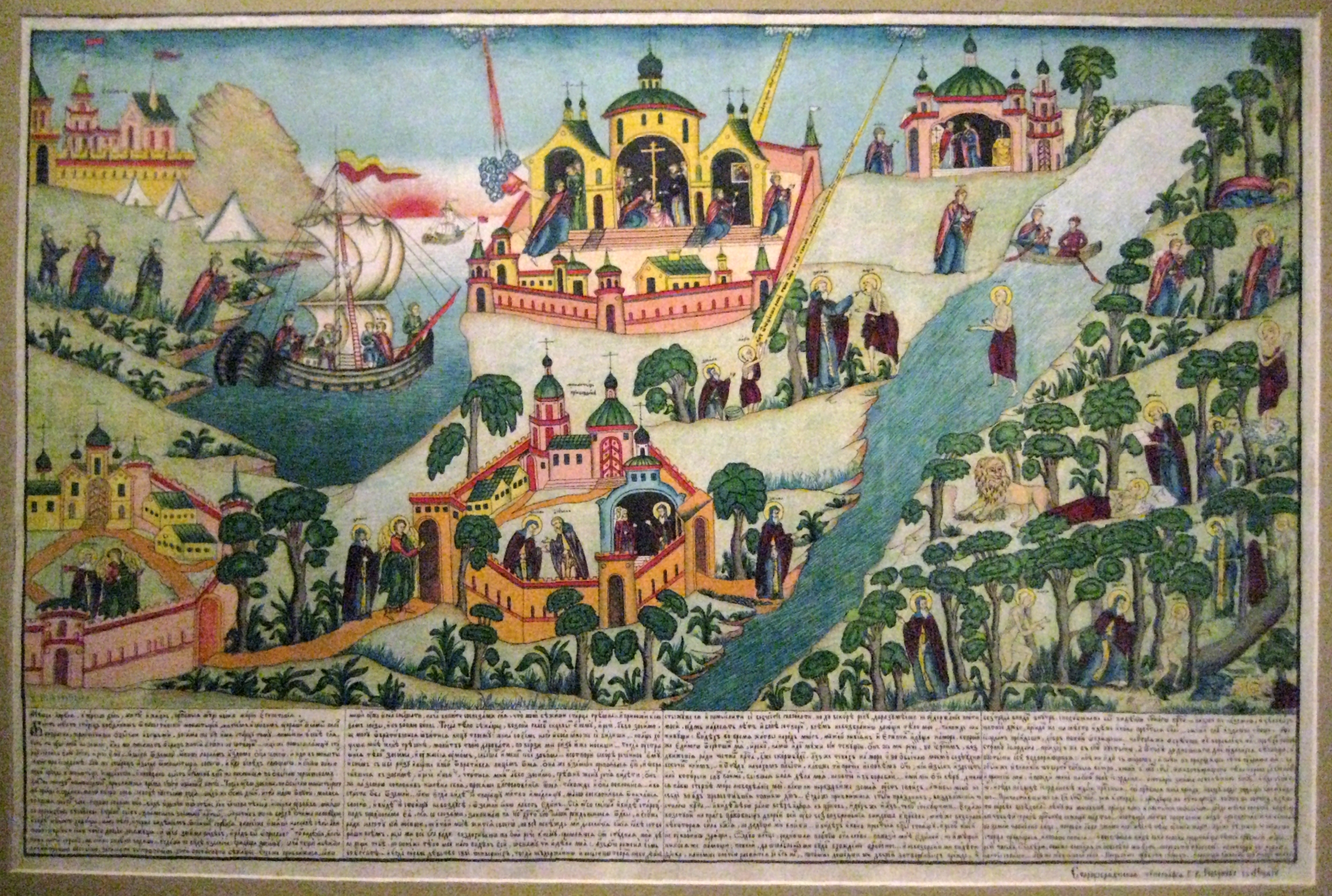
Escenes de la vida de Santa Maria Egipcíaca.
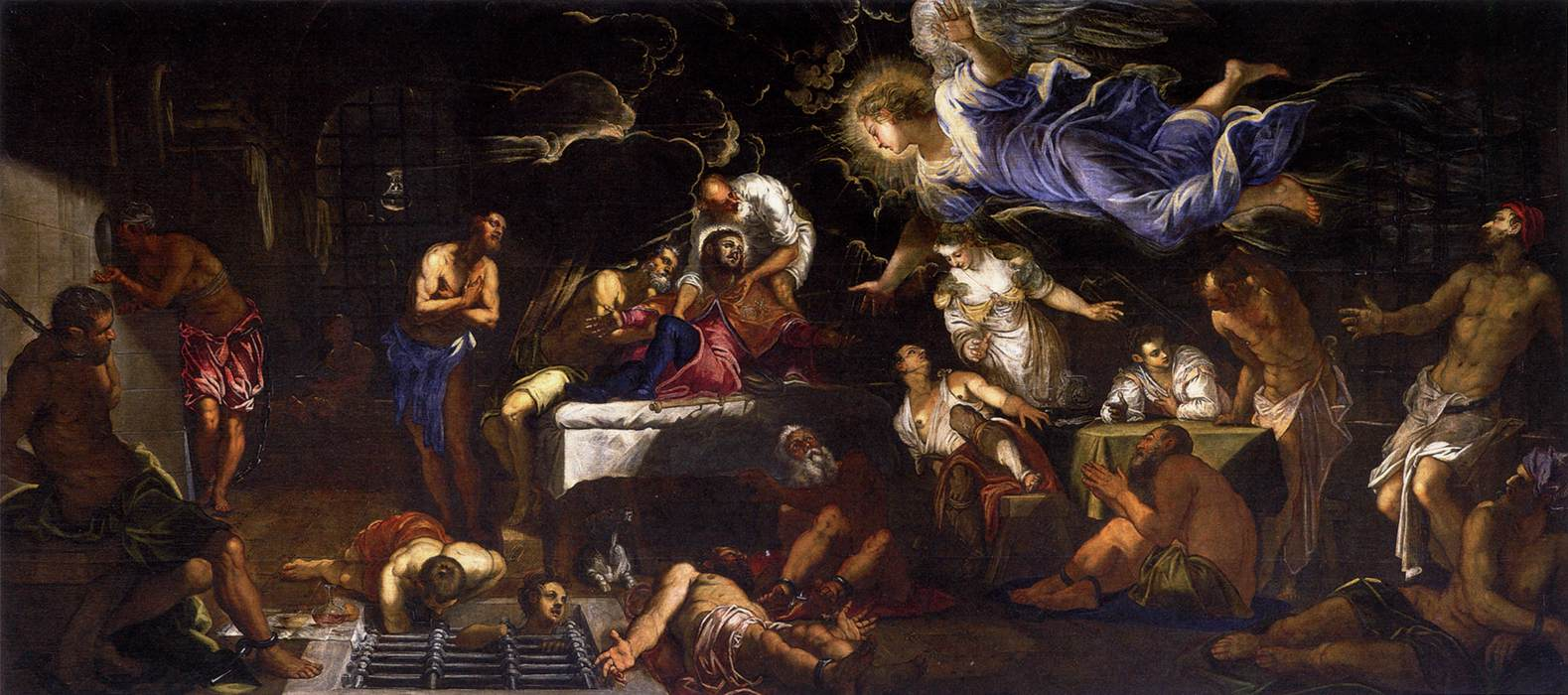
Sant Roc a la presó, visitat per un àngel, de Tintoretto.
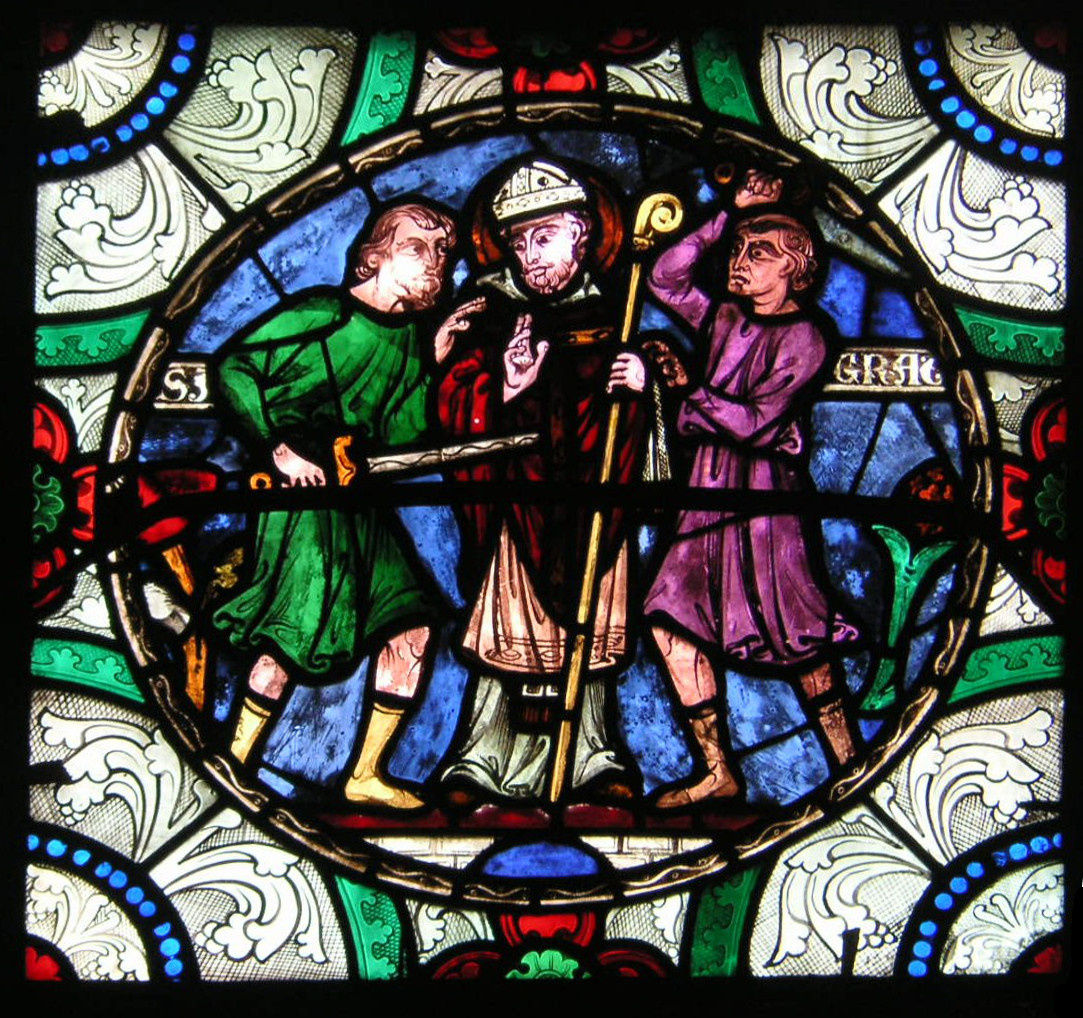
Mort de Sant Tomás Beckett, vitrall de la catedral de Canterbury.
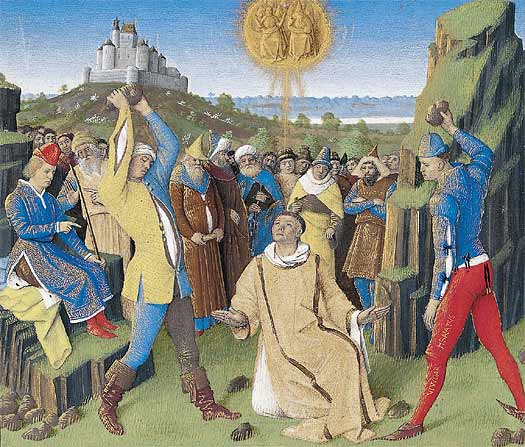
Martiri de Sant Esteve, al Llibre d'Hores d'Ettiene Chevalier.
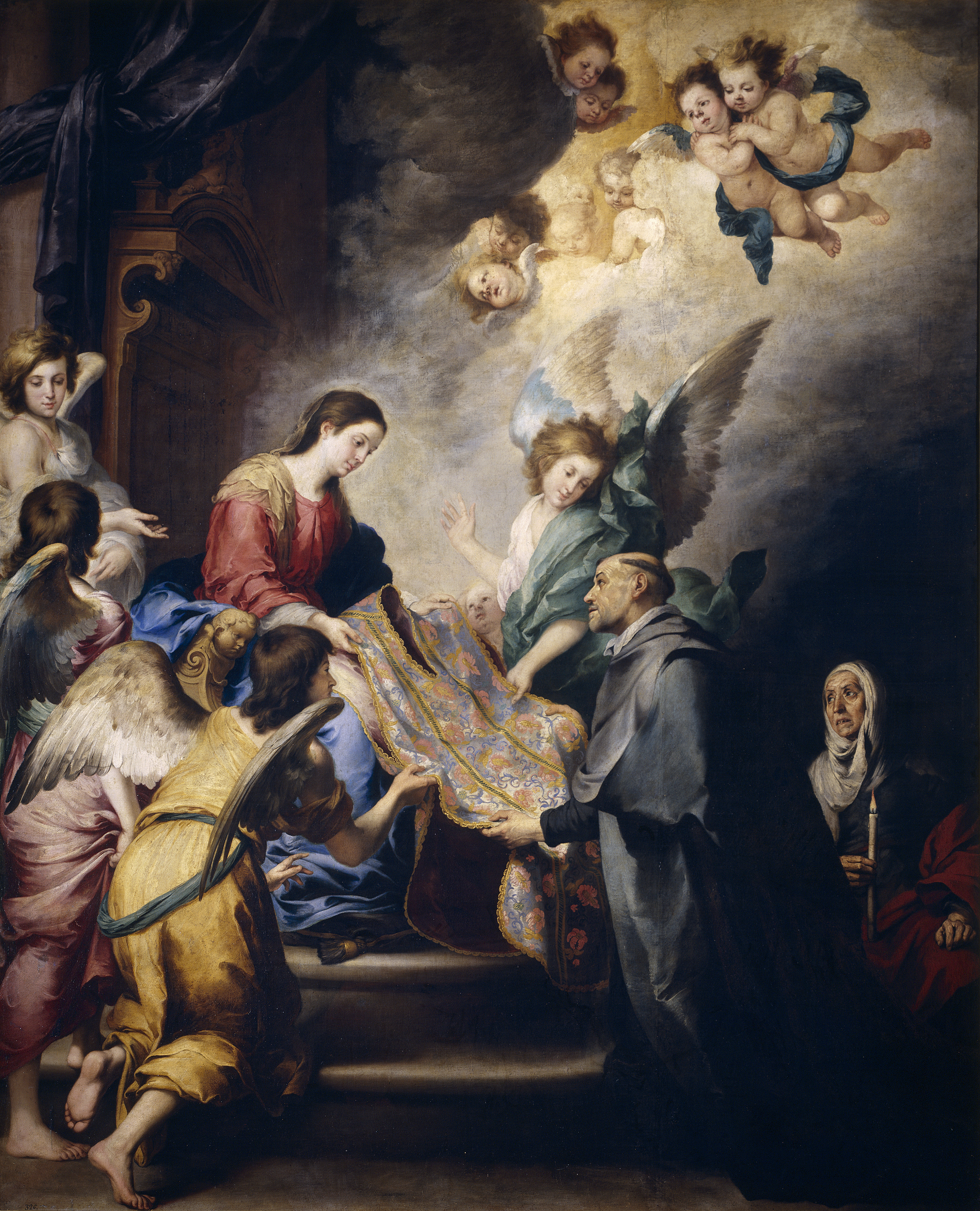
La casulla de Sant Ildefons, de Murillo.
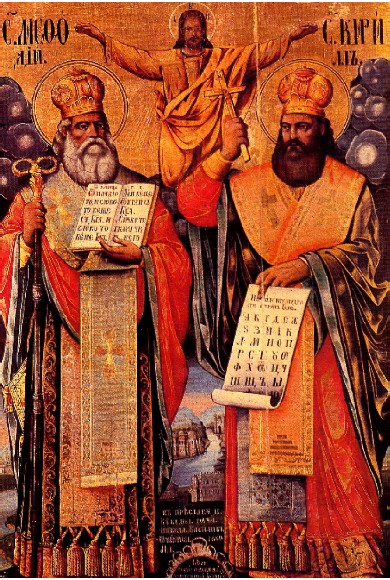
Els Sants Ciril i Metodi, icona rumanesa del segle xix.
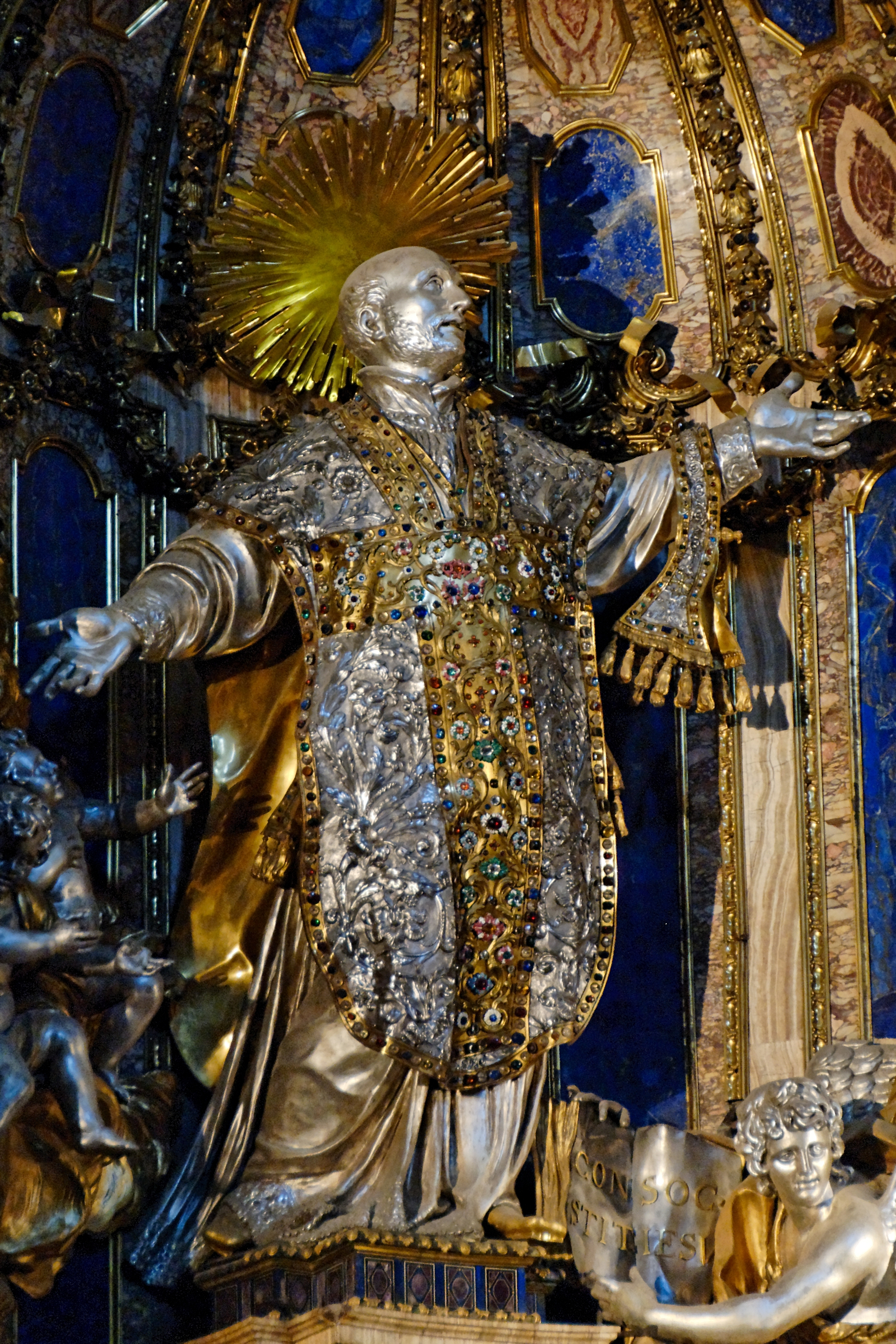
Sant Ignasi de Loiola, de Pierre Legros el jove.

## Plantes en l'arquitectura cristiana

Planta tipus d'una església de peregrinació. Els espais marcats amb cada color reben denominacions comunes a la major part de les esglésies: nàrtex (marró), nau central (taronja), naus laterals (blau clar), torre o campanar (blau), pòrtic (morat fosc), transsepte (verd clar), creuer (verd), absis (salmó), absidiola (morat), cor (groc) i deambulatori (morat clar). Molt habituals serien també les capelles laterals (no apareixen en aquest esquema), que se solen obrir en els murs de les naus laterals, a espais regulars, corresponents als Intercolumnis

En l'art cristià, la historiografia ha establert denominacions per a les plantes de les esglésies, amb criteris formals. Aquestes formes es van establir convencionalment des de l'antiguitat tardana i l'edat mitjana fins al Renaixement i el Barroc, innovant-se conceptualment en l'arquitectura contemporània.

Carles Borromeo, al seu Instructionum fabricae ecclesiasticae et supellectilis eclesiasticae (Instruccions de la fàbrica i l'aixovar eclesiàstics) prefereix la planta de creu llatina sobre les centralitzades, en considerar que aquestes van ser utilitzades per a "l'adoració als ídols".
- Planta basilical, basada en la basílica romana i característica de l'art paleocristià. Una nau central (amb addició, o sense, de naus laterals -separades de la central per una arquería que deixa en la planta la petjada circular de les seves columnas o la poligonal dels seus pilars-) allotja als fidels en un espai que canalitza la visió cap a la capçalera de l'església, on està el presbiteri amb l'altar major (habitualment dins de l'absis). L'accés se situa als peus de l'església, habitualment amb atri i pòrtic.
- Planta centralitzada, planta central o " en rotonda", caracteritzada per l'existència de diversos eixos de simetria, en basar-se en la forma d'un polígon regular o un cercle, que orienta l'atenció dels assistents al centre de l'edifici (per exemple, el baldaquí de la Basílica de Sant Pere del Vaticà). Amb alguns exemples en l'arquitectura grecoromana (tolos), en l'romànic es vincula de vegades amb l'arquitectura templera i el Sant Sepulcre de Jerusalem.[47] En l'Renaixement es produeix una veritable recerca intel·lectual del model ideal de bellesa arquitectònica a través de la planta centralitzada.[48][49]

* Planta de creu grega, habitual a l'arquitectura romana d'Orient
* Planta octogonal, habitual en espais singulars com els baptisteris.
* Planta ovalada (ovalkirche) i planta el·líptica, innovacions de l'Arquitectura barroca, introduïda per primer cop per Sebastiano Serlio el 1547.
- Planta de doble absis, en què capçalera i peus de l'església són similars (repetint-se en ambdues l'estructura de l'absis); és pròpia de l'art otonià.[51]
- Planta de creu llatina, habitual en les esglésies de peregrinació del romànic i gòtic en el Camí de Sant Jaume.
- Planta de saló (hallenkirche), de forma rectangular, en la qual les naus laterals tenen la mateixa altura que la central.

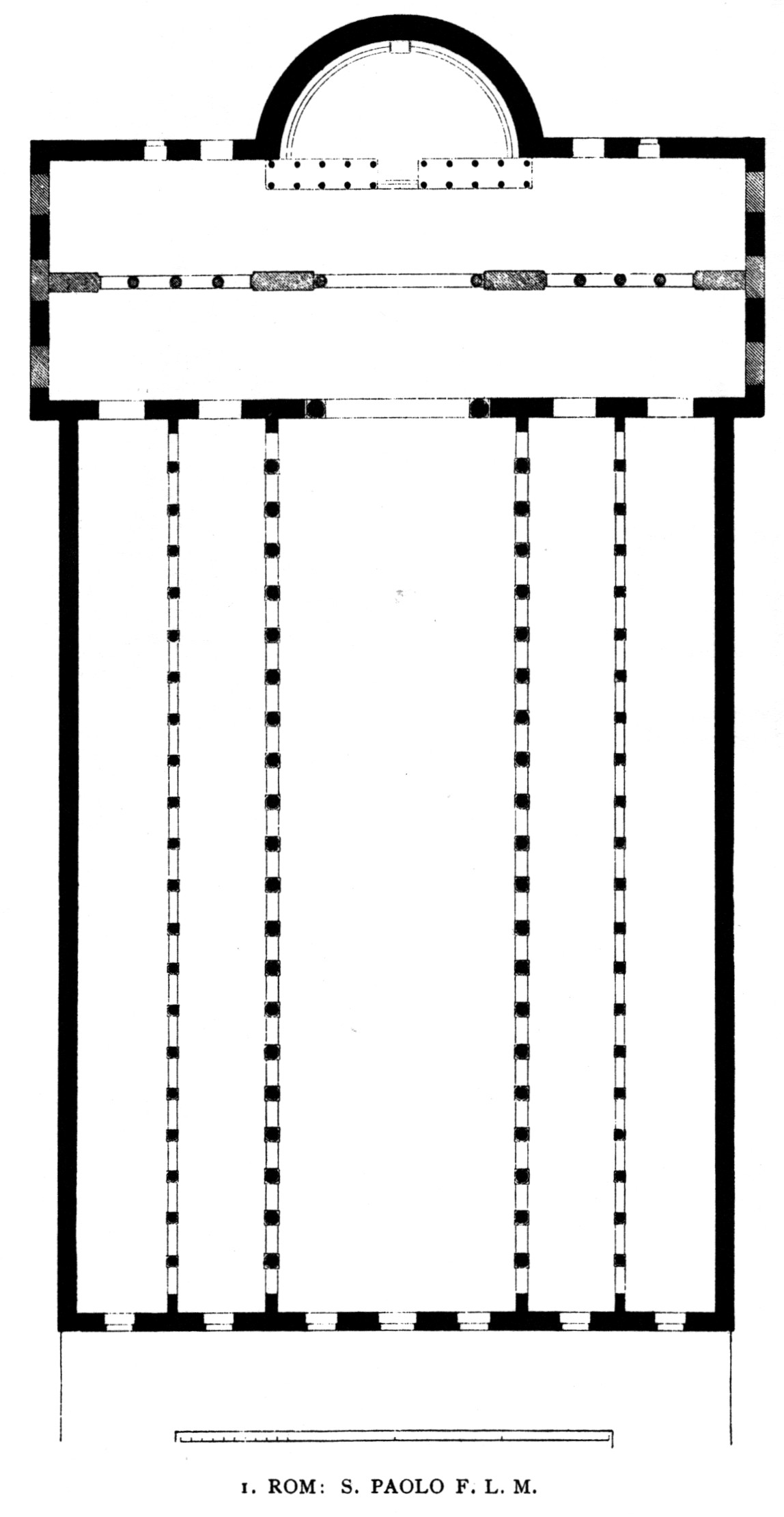
Sant Pau Extramurs. Planta basilical.
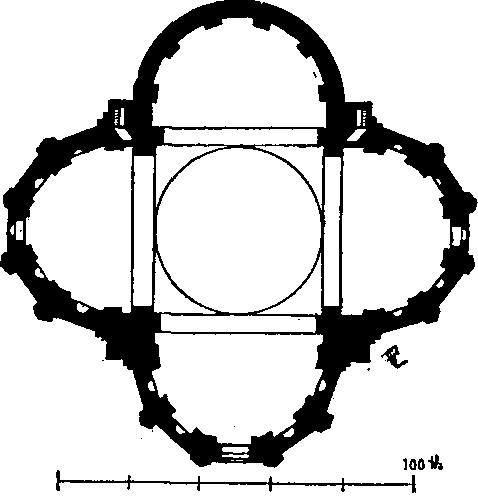
Santa Maria de la Consolació de Todi. Planta centralitzada.
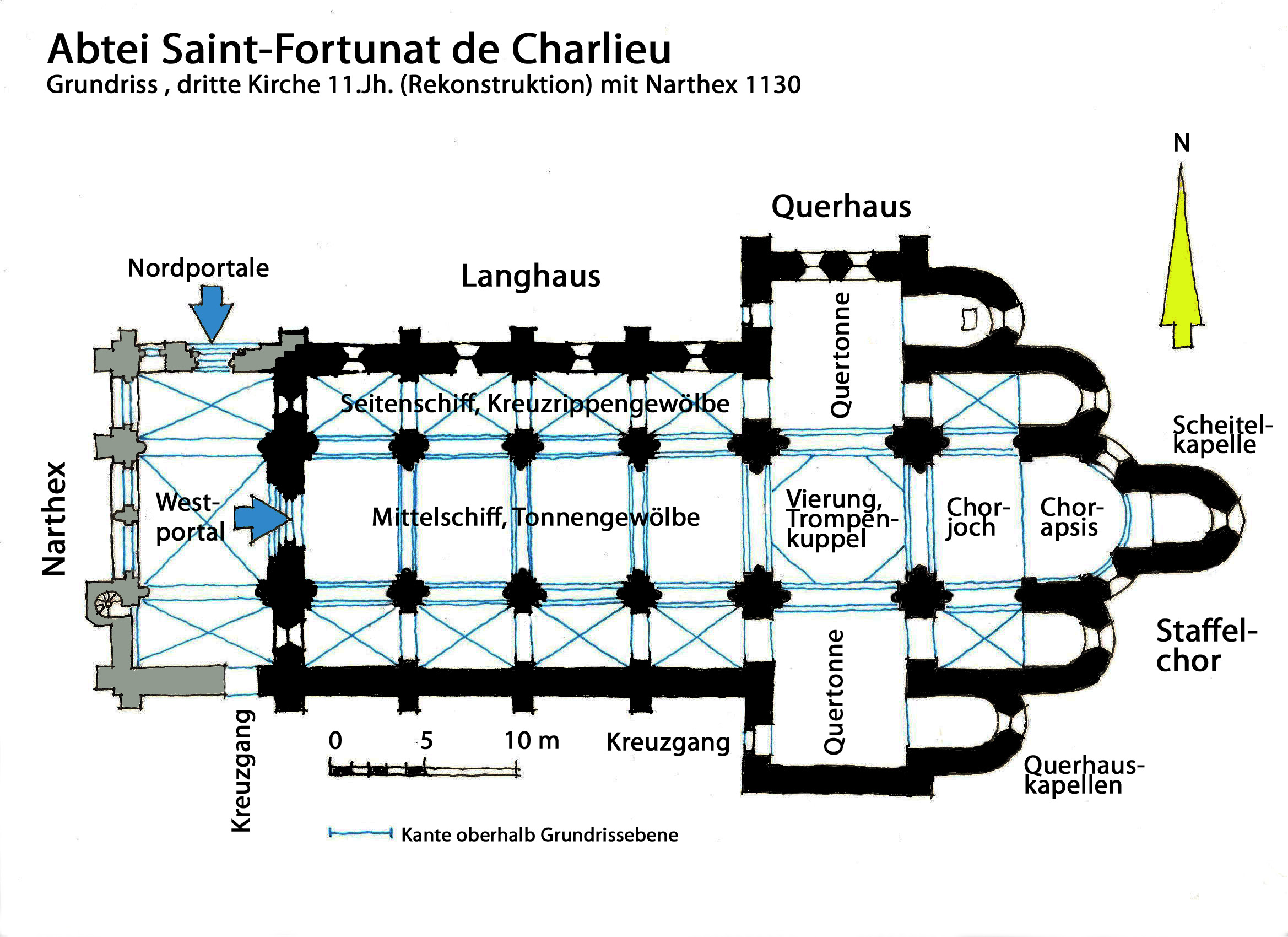
Església de l'abadía de Charlieu. Planta de creu llatina.
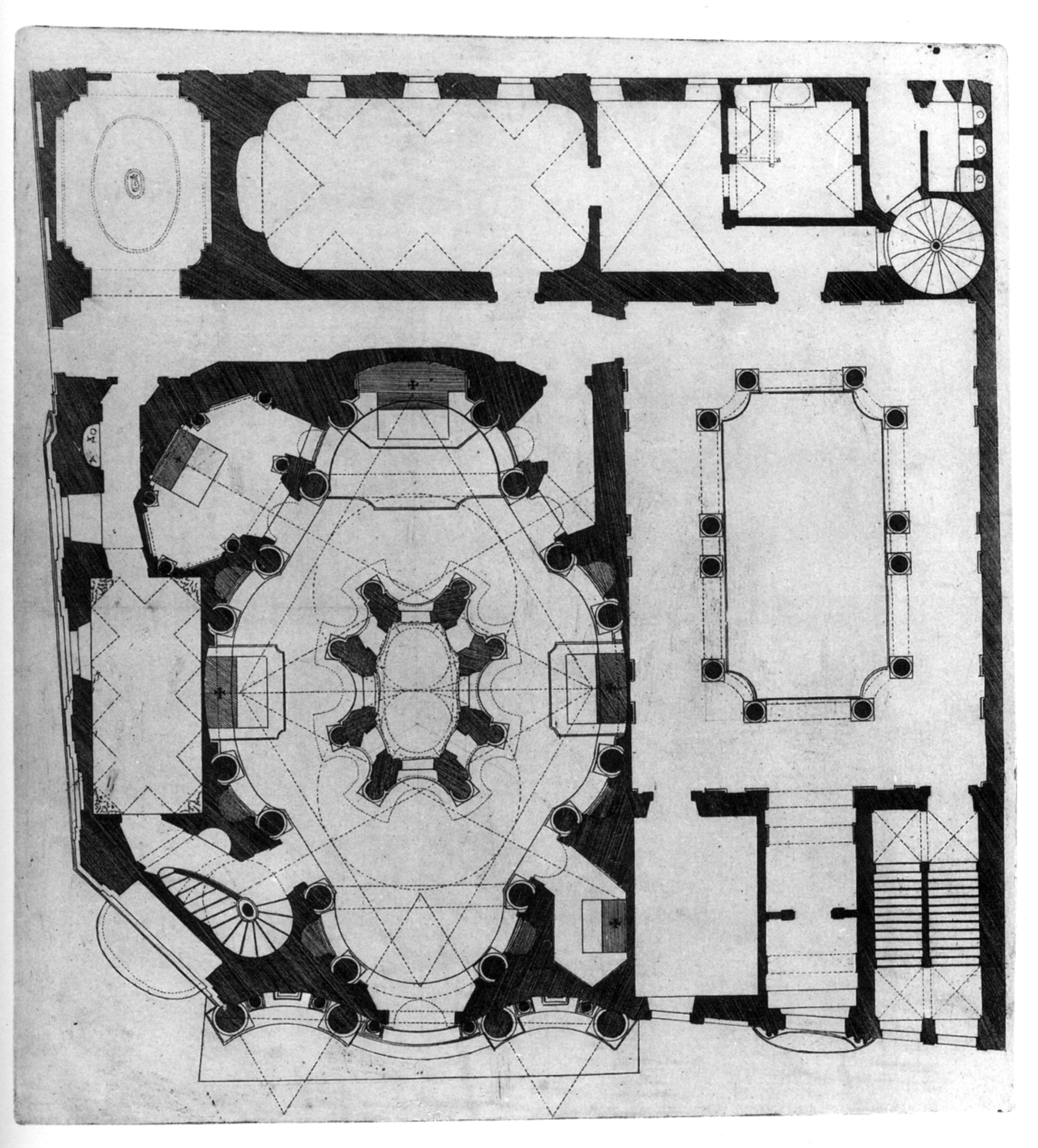
San Carlo alle Quattro Fontane.
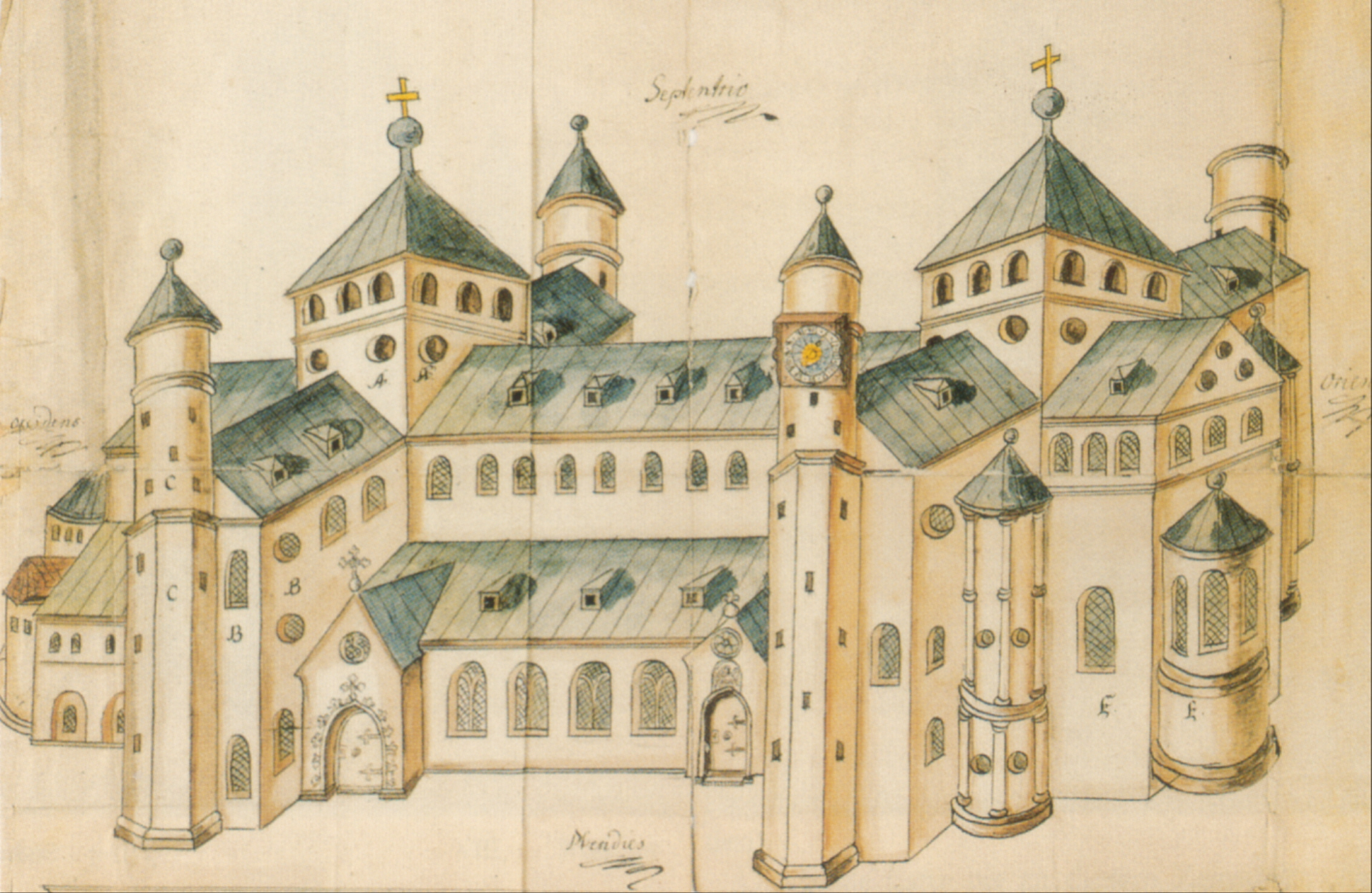
Representació esquemàtica de 1662 (proper a una projecció axonomètrica) de l'Església de Sant Miquel de Hildesheim, església otoniana.

Sant Salvador en Khora.
Vera Cruz de Segòvia
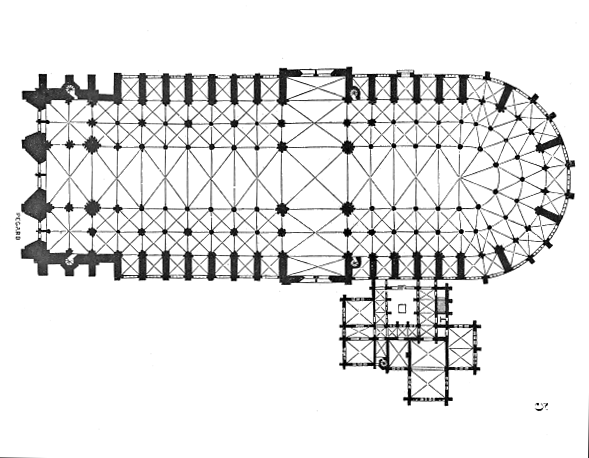
Notre-Dame de París.
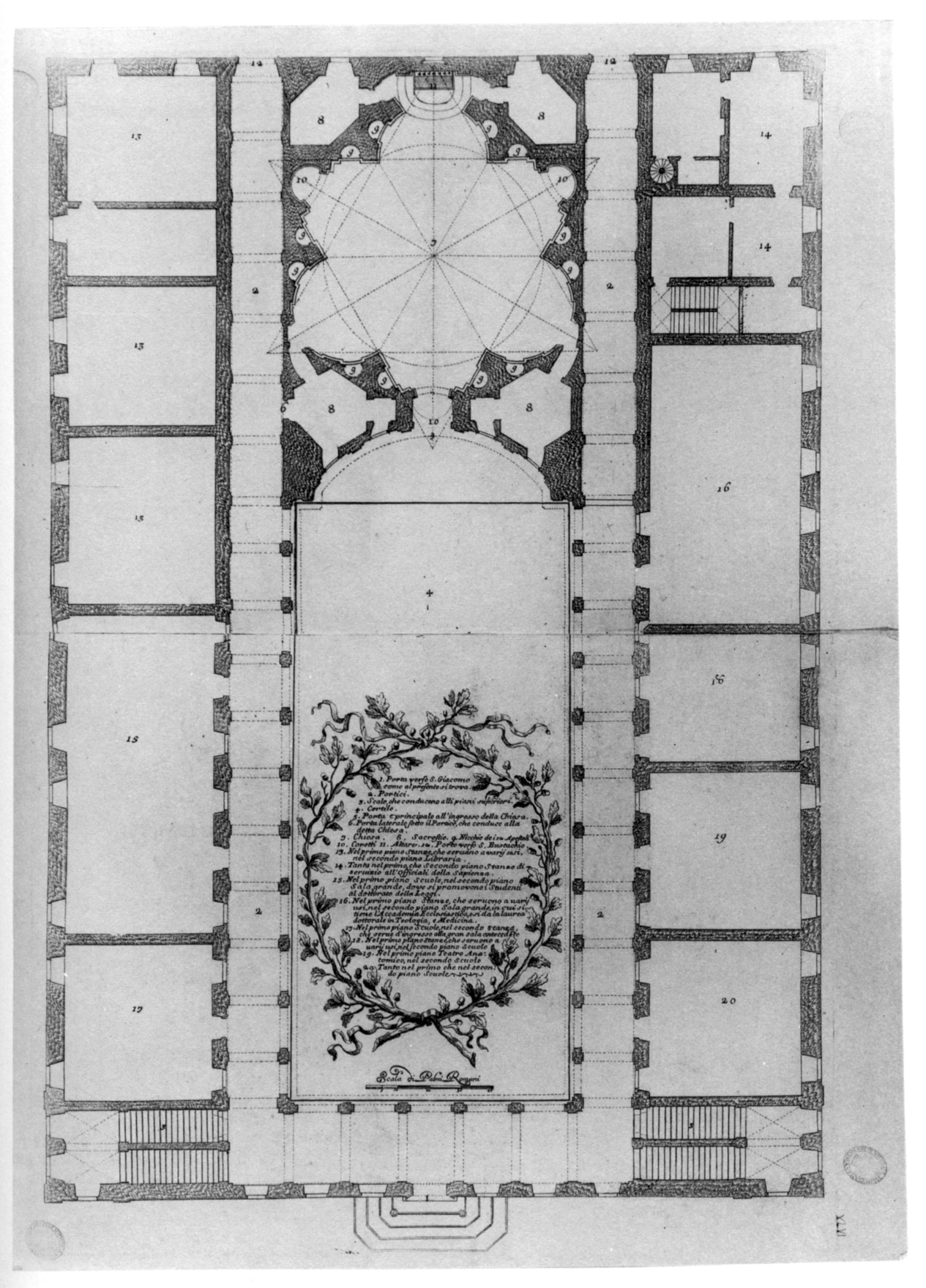
Sant'Ivo alla Sapienza.

Els particulars requisits de la vida consagrada segons les diferents regles monàstiques es van veure reflectits a les plantes dels monestirs medievals. La tipologia és notablement diferent a Orient i Occident, on la forma més evident és la del claustre.

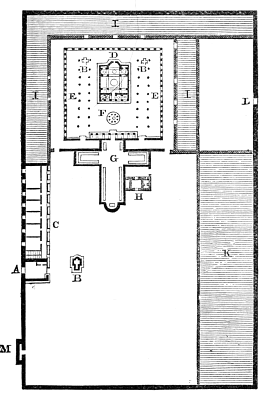
Monestir de la Gran Laura, un dels que hi ha al mont Atos, el centre més important dels monestirs orientals o ortodoxos
Monestir d'Arkadi, illa de Creta.
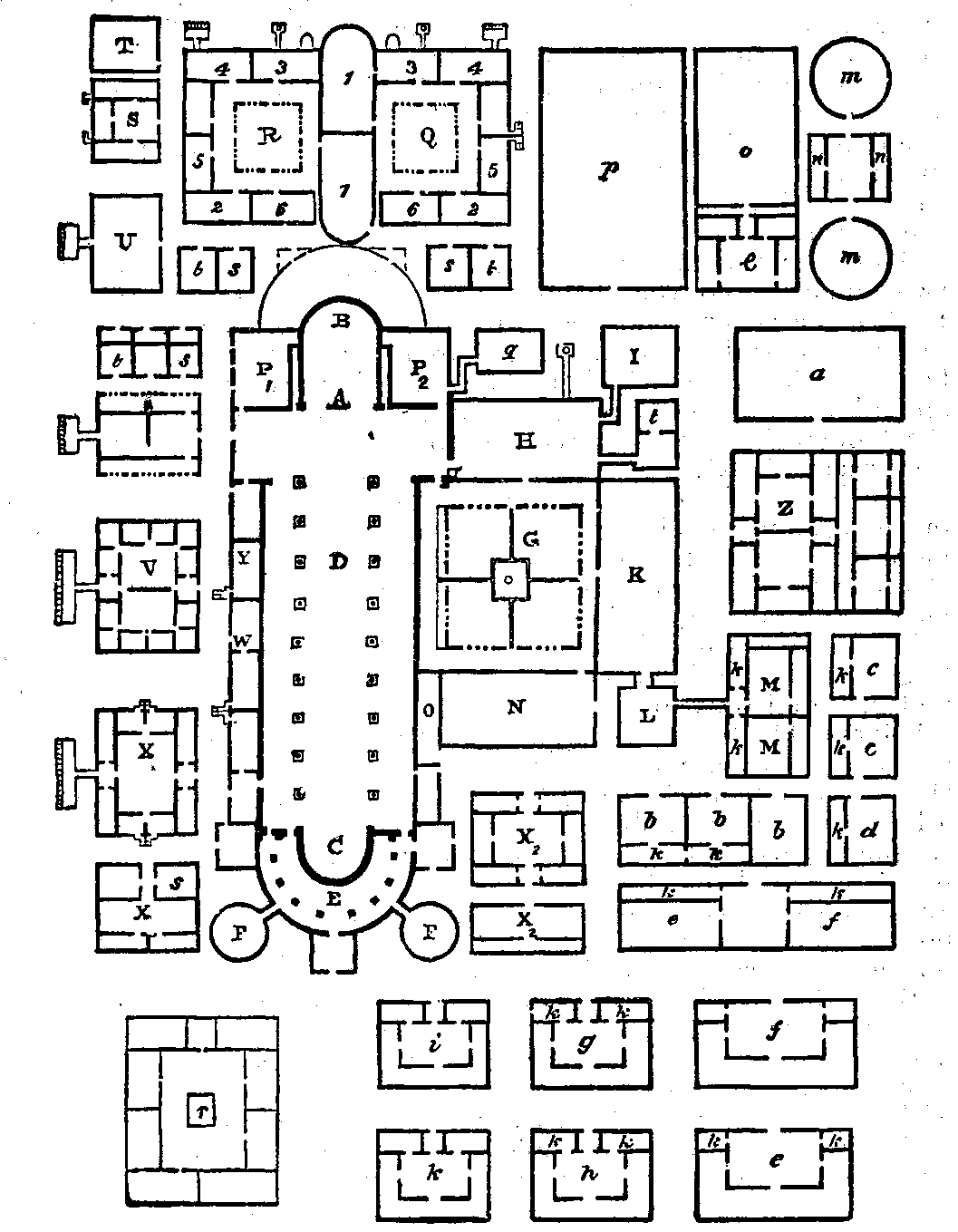
L'anomenada "Utopia de Sankt Gallen", un model ideal de distribució dels espais necessaris per a la forma de vida dels monestirs benedictins. No respon, però, amb la traça real de l'monestir de Sankt Gallen
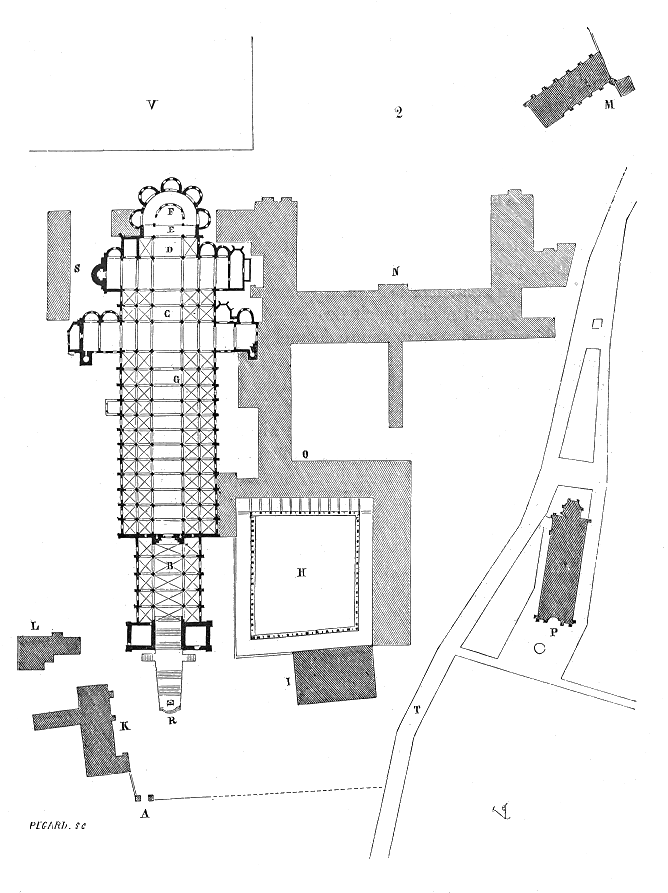
Abadia de Cluny, la casa central de la reforma cluniens, que es va expandir per tota l'Europa occidental.
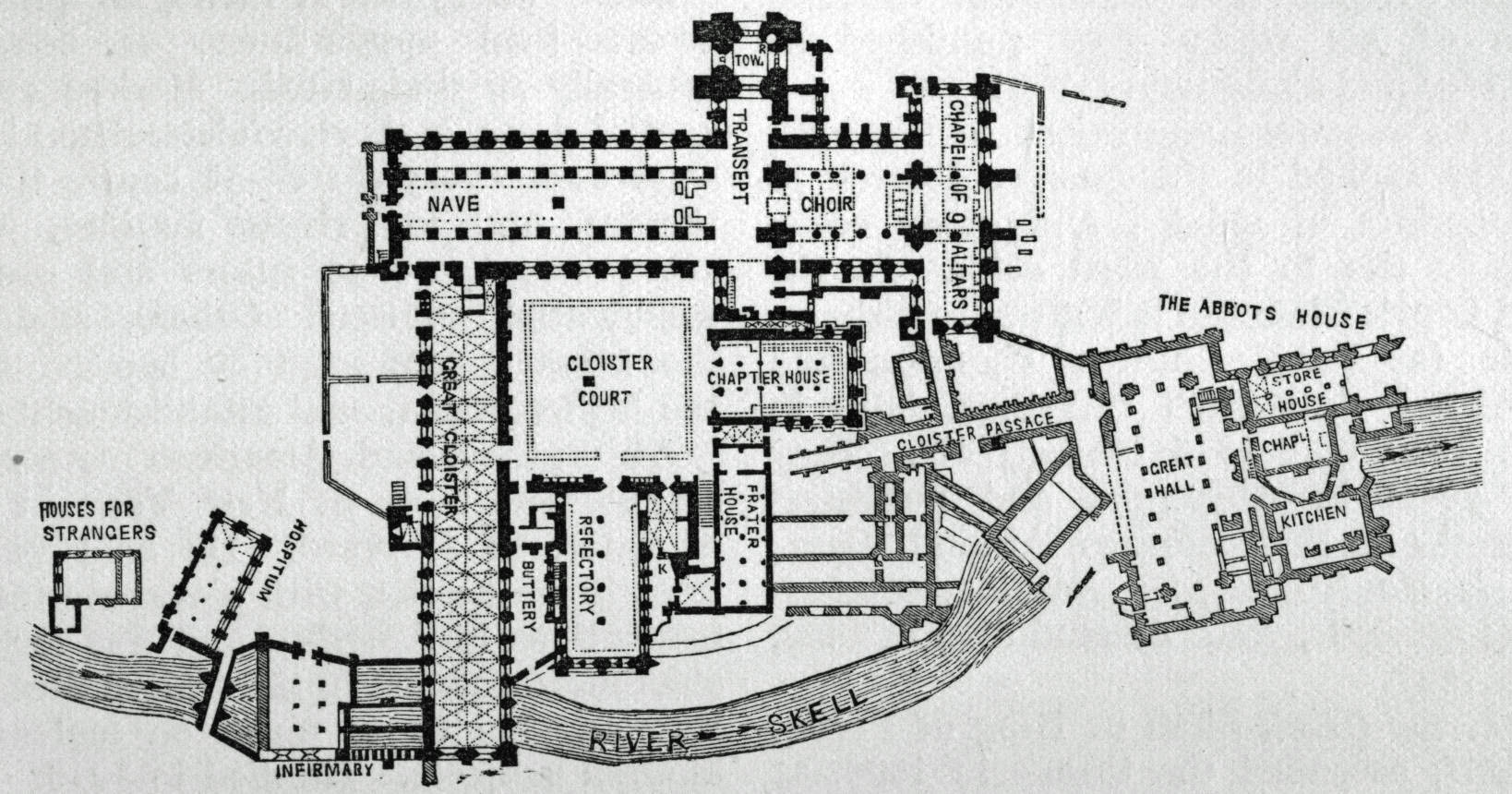
Abadia de Fountains (cistercenc, anglès).
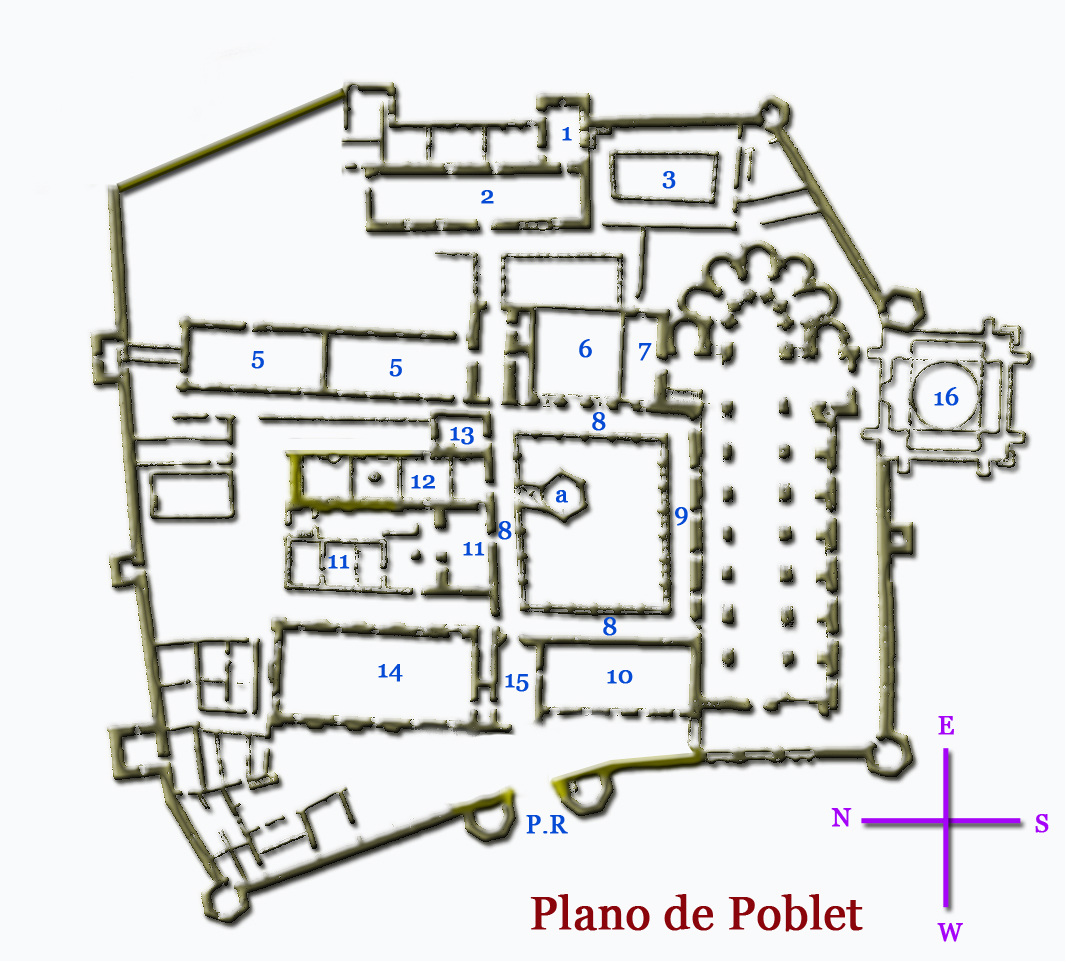
Monestir de Poblet (cistercenc, català).

La presència d'esglésies als monestirs, així com la incorporació de claustres en bona part de les esglésies occidentals, fa que l'aparença formal de les plantes de moltes esglésies i molts monestirs sigui similar.

### Transformacions històriques d'esglésies a través de les seves plantes
Els temps de construcció dels edificis religiosos, que es perllongaven a través dels segles, van fer que molts d'ells transformessin radicalment les seves plantes en canviar-se els criteris en el projecte. En altres casos van ser resultat de destruccions parcials o totals.
Sant Sepulcre, Basílica de la Resurrecció, Anastasia o Anastasis Rotunda:

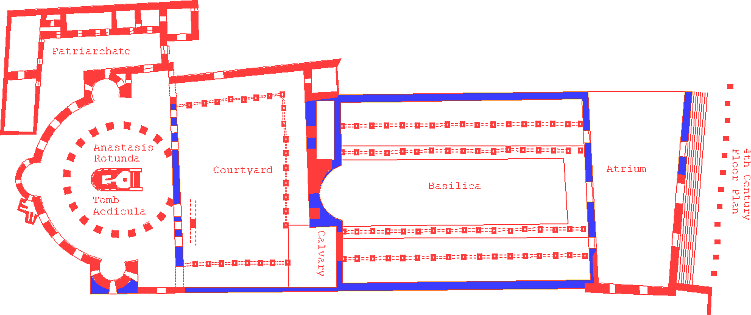
Època de Constantí.
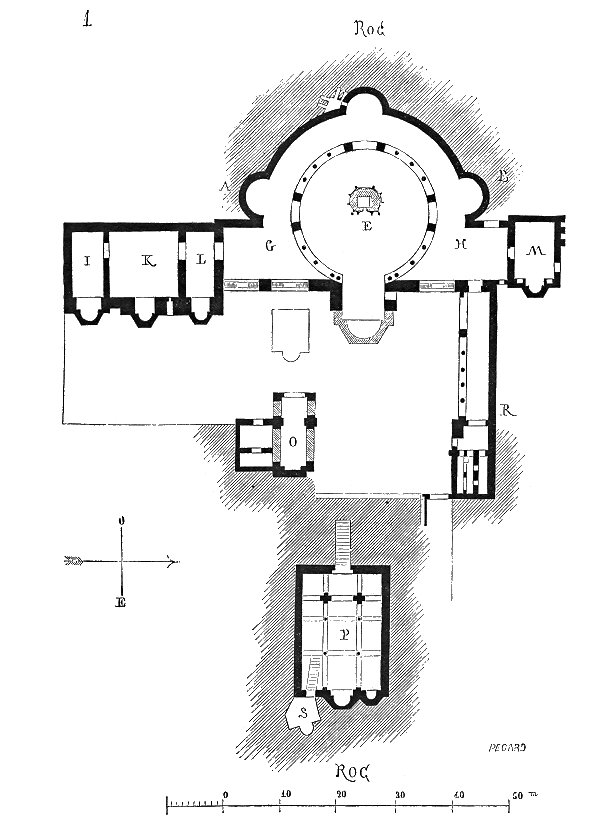
Època de les Croades.
A partir del segle xix.

Sant Pere del Vaticà:

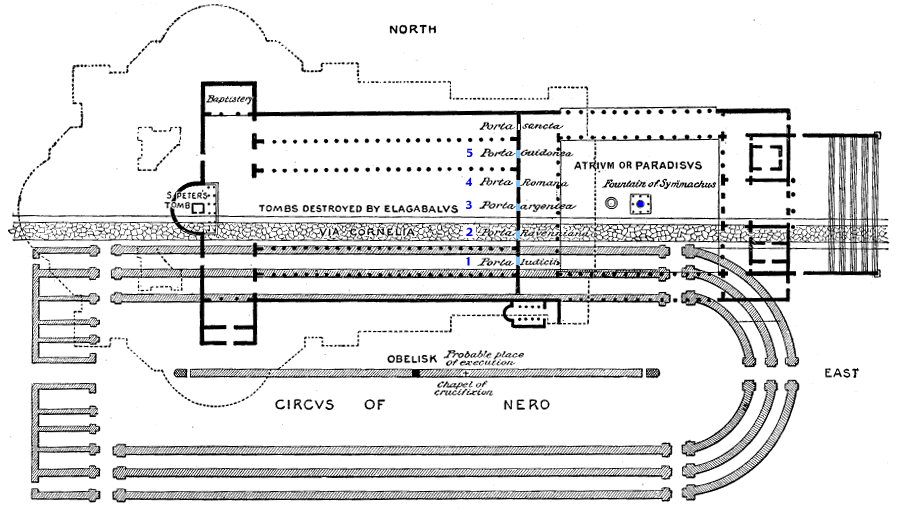
Superposició de les plantes dels successius edificis anteriors a l'actual.
Projecte de Bramante, basat en la seva experiència anterior en San Pietro in Montorio (un templet de planta centralitzada de reduïdes dimensions).
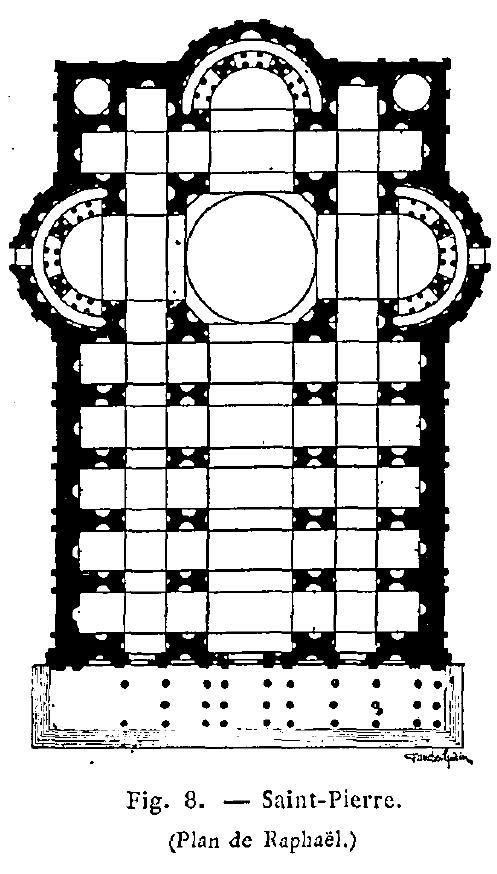
Projecte de Rafael, que prolongava las naus en un braç major, deixant una planta similar a la creu llatina.
Projecte de Miquel Àngel, que recupera el projecte centralitzat de Bramante, però con modificacions significatives en la cúpula, que s'aprecien en l'extraordinària dimensió dels pilars centrals.
Planta actual, amb la prolongació de naus i façana de Carlo Maderno

La catedral de Siena es va projectar ampliar de manera extraordinària el 1339. Tot i que es volia convertir el braç major en el transsepte, finalment la pesta de 1348 va obligar a deixar les obres inconclusas (l'actualment denominat facciatone).
La catedral de Girona, la capçalera de la qual respon a les convencions del gòtic (divisió en diverses naus), va ser acabada al segle xv amb una nau diàfana d'extraordinària amplària i alçaria, projectada el 1416 per Guillem Bofill.

Catedral de Siena.
Catedral de Girona.